# Cultura del estado de Hidalgo

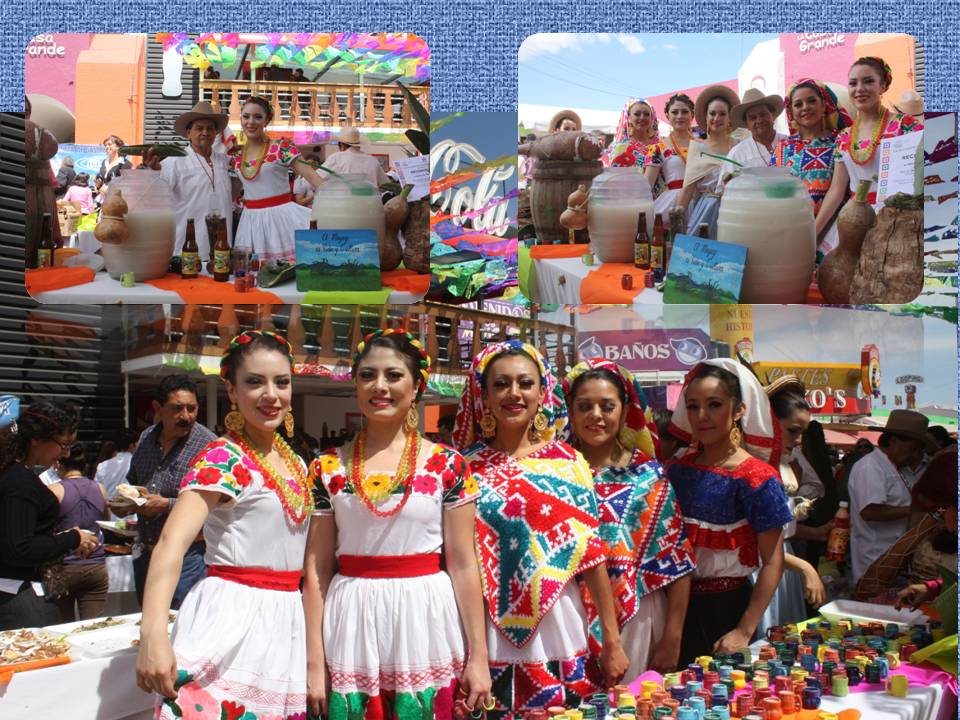
Cultura del estado de Hidalgo.

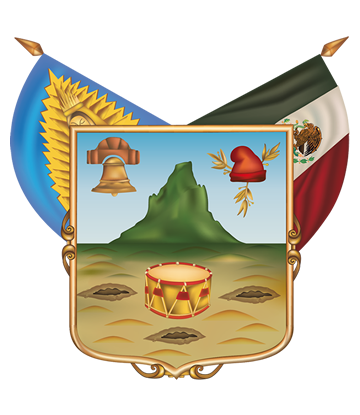
Escudo del estado de Hidalgo diseñado por Diego Rivera e ideado por José Vasconcelos en el año de 1922; y adoptado el día 14 de diciembre de 1979, por el decreto oficial publicado en el Periódico Oficial del Estado de Hidalgo el 24 de enero de 1980..

La cultura del estado de Hidalgo refleja su realidad como crisol de culturas y en su relieve natural que hoy forman la identidad cultural de los hidalguenses. El estado de Hidalgo posee una vasta tradición histórica y cultural cuya gran riqueza material e inmaterial se manifiesta a través de sus monumentos, pinturas, danzas, música, gastronomía, lenguas, costumbres y ritos milenarios. El estado de Hidalgo es heredero de una riqueza cultural, material e inmaterial, distribuida en sus diez regiones geoculturales: los Llanos de Apan, el Valle del Mezquital, la Huasteca, la Sierra Alta, la Sierra Baja, la Sierra Gorda, la Sierra de Tenango, la Cuenca de México, la Comarca Minera y el Valle de Tulancingo.
Los habitantes son herederos de una riqueza cultural, material e inmaterial producida en diversos momentos históricos por los grupos que se asentaron en este territorio desde la época prehispánica hasta nuestros días. En el estado existe una fuerte presencia de indígenas, nahuas y otomíes y una minoría tepehua. El estado posee también un vasto patrimonio cultural tangible, visible en una serie de obras que cubren amplios periodos históricos: arte religioso, arquitectura civil, hidráulica, vernácula y popular, entre otras.
El calendario se encuentra lleno de festividades, las cuales son producto de la herencia del mestizaje indígena y español. Este se empieza con la celebración de la Candelaria (se acostumbra vestir al niño Dios del nacimiento navideño y llevarlo a oír misa); pasando por los carnavales para posteriormente celebrar Semana Santa, llegando al Día de Muertos. Al fin del año se celebra a la Virgen de Guadalupe, las Posadas y Navidad; con lo que cierra el ciclo de fiestas religiosas.
En el estado se festejan todas las conmemoraciones de México, destacando el Aniversario de la Independencia de México; durante el cual se celebra el Grito de dolores el 15 de septiembre y un desfile el 16 de septiembre. Durante el Aniversario de la Revolución mexicana el 20 de noviembre se realiza un desfile deportivo; y el 21 de marzo se realiza un desfile que conmemora la llegada de la primavera con estudiantes de diversos niveles educativos, eventos realizados en la mayoría de los municipios.

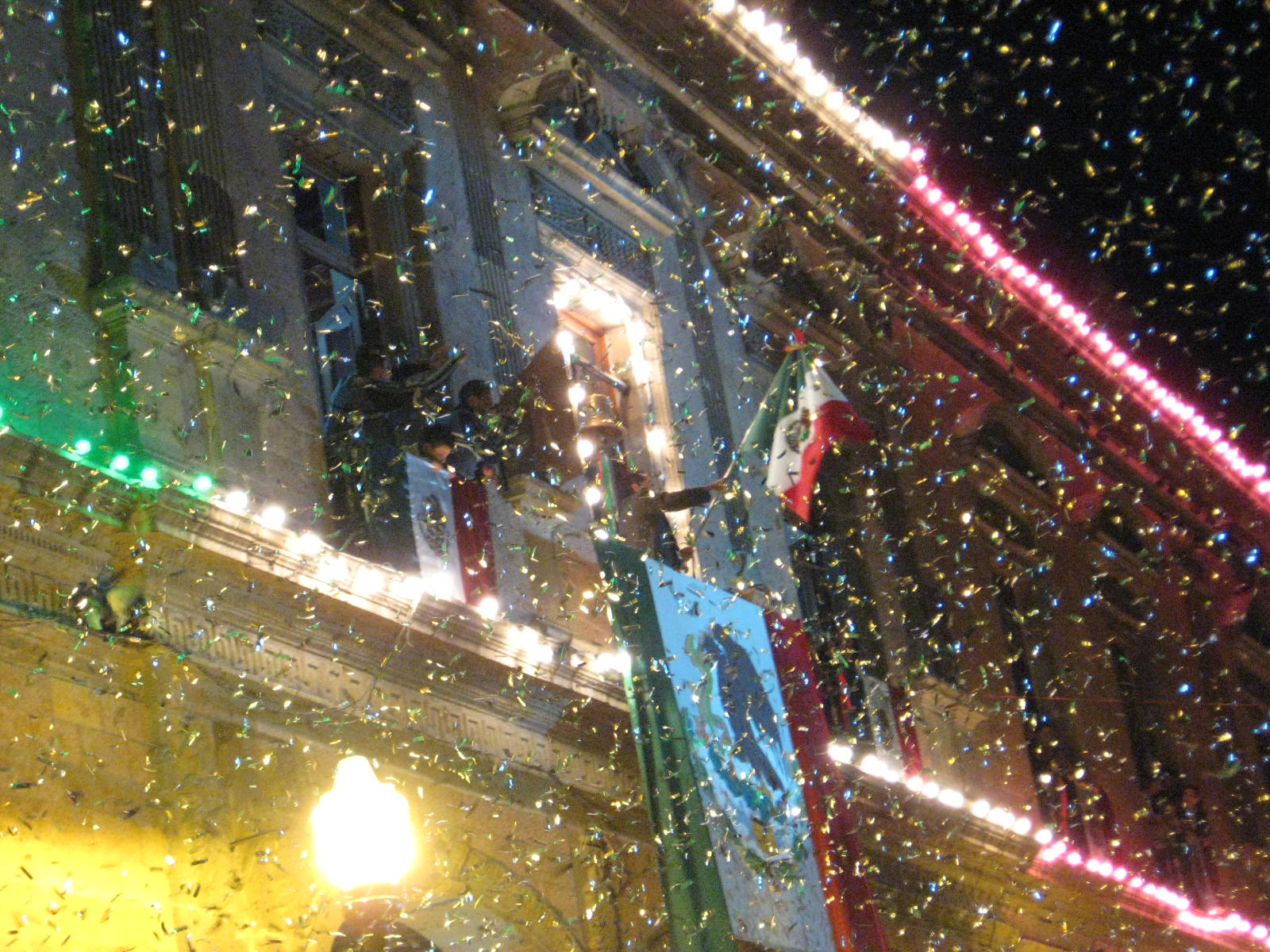
Fiestas patrias en la ciudad de Ixmiquilpan.

## Regiones geoculturales

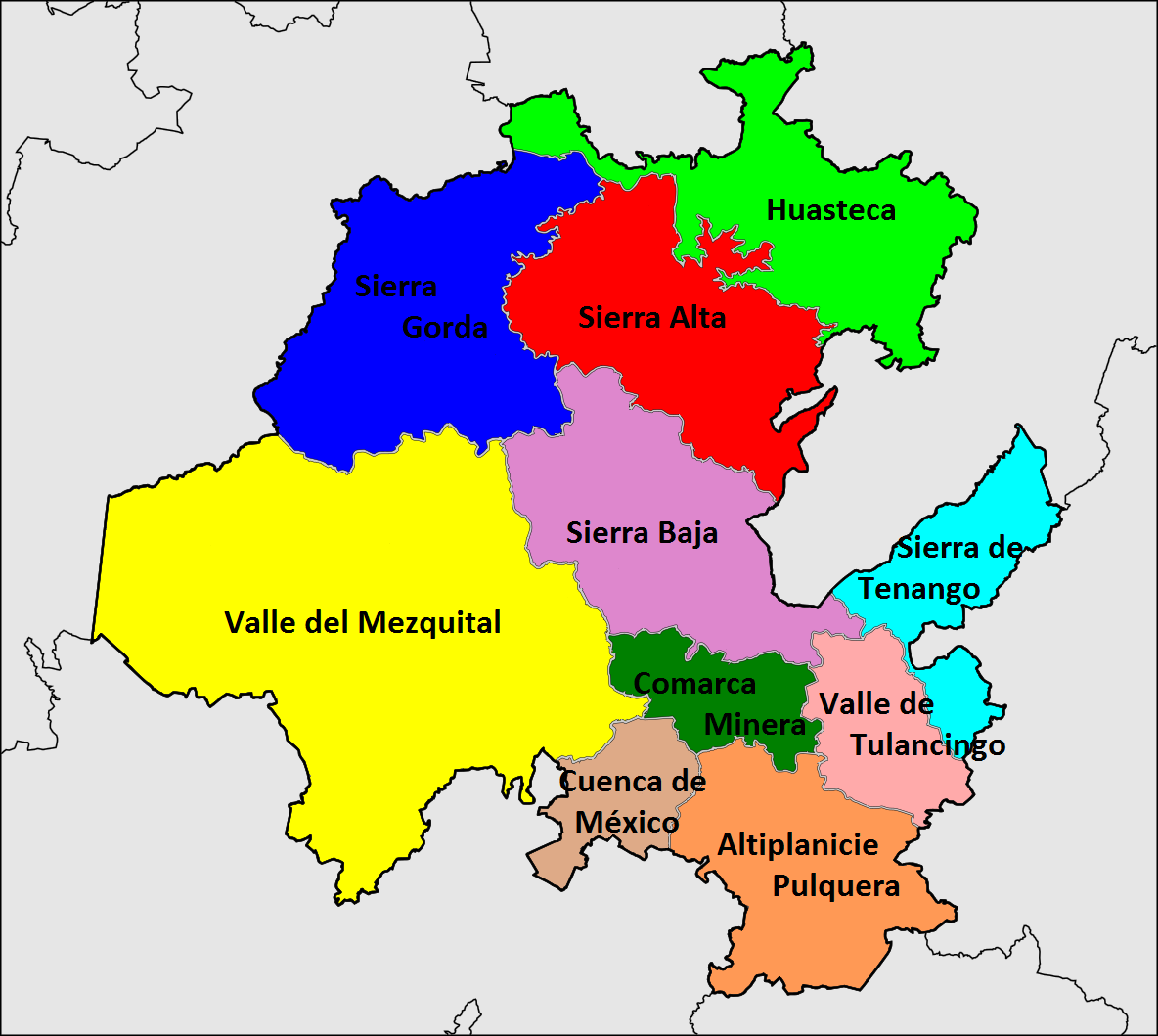
Regiones geográficas del estado de Hidalgo

El estado de Hidalgo muestra una gran diversidad geográfica, lo cual origina la existencia de una extensa variedad de flora y fauna, así como de condiciones climáticas y geomorfológicas.  De norte a sur, hay tres claras regiones geográficas: la primera es la Llanura Costera del Golfo del Norte, y la de menor altitud; la segunda está compuesta por la Sierra Madre Oriental, con altitud media, y la tercera es el Eje Neovolcánico, con la mayor altitud en el estado.
Tan distintas y contrastantes entre una región y otra, que inciden directamente en los aspectos económicos y forma de vida de sus habitantes; esto ha permitido clasificar e identificar diez regiones culturales y naturales que agrupan municipios con características similares. Las regiones geoculturales de Hidalgo, constituyen un ejercicio de agrupación de espacios geográficos con base en las características culturales que comparten.
De esta manera, en la porción noroeste del estado se ha identificado íntegramente a la región Huasteca. En la parte correspondiente a la Sierra Madre Oriental, ubicada al centro del territorio, con dirección sureste-noroeste, se agrupan municipios en cuatro diferentes regiones: Sierra de Tenango (Sierra Otomí-Tepehua), Sierra Baja, Sierra Alta, y Sierra Gorda. En el Eje Neovolcánico, al centro se encuentra la Comarca Minera, en la fracción sureste se encuentra el Valle de Tulancingo y la Altiplanicie pulquera (Valle de Apan), al oeste y suroeste el Valle del Mezquital, al sur se sitúa la Cuenca de México (Valle de Tizayuca).
El número de regiones que conforman al estado de Hidalgo, depende de la obra y del autor consultado. En ocasiones la Sierra Alta y la Sierra Baja son puestas en una sola región denominada la Sierra hidalguense. Y al Valle de Tulancingo, la Comarca Minera, la Altiplanicie pulquera, la Cuenca de México; son puestas en una sola región denominada el Altiplano hidalguense. La Sierra de Tenango, se confunde con las laderas que bajan a la región Huasteca; algunas cartas geográficas la nombran como parte de la Sierra Norte de Puebla y otras como parte de la Sierra de Huayacocotla. Incluso al municipio de Acaxochitlán se le nombra como parte de la región del Totonacapan.

## Etnografía

### Pueblos indígenas

Mujer otomí en Ixmiquilpan.

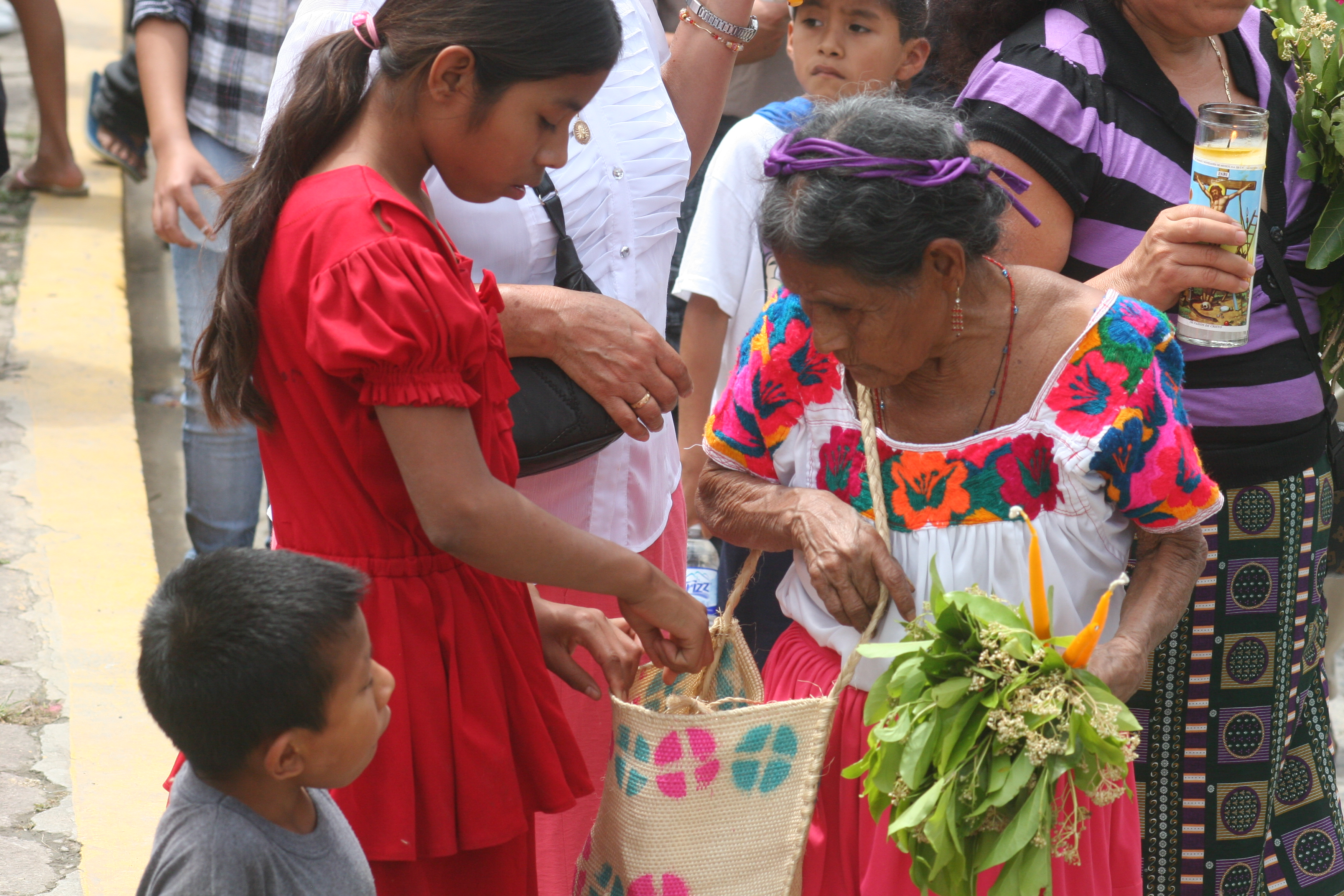
Comunidad nahua en Huejutla de Reyes.

En el estado de Hidalgo existe una población indígena de 606 045 personas. De las cuales unas 362 629 personas hablan una lengua indígena, aunque las personas que hablan alguna lengua indígena se han incrementado en términos absolutos, el porcentaje que los hablantes representan respecto del total de los habitantes de 5 y más años del estado, presenta una tendencia irregular pero de disminución.
Los grupos más significativos son el pueblo nahua el otomí y también el grupo tepehua. La población indígena se localiza en tres regiones bien definidas: la del Valle del Mezquital, habitada por otomíes; la segunda es la Huasteca habitada principalmente por los nahuas; y la tercera región es la situada en la franja oriental que colinda con Puebla y Veracruz, que se conoce como la Sierra Otomí Tepehua o Sierra de Tenango, la población es mayoritariamente otomí y una minoría tepehua.
El pueblo Nahua se concentran principalmente en dieciséis municipios de estos, catorce forman un conglomerado al nororiente del estado en las regiones Huasteca y en la Sierra Alta ubicándose en los municipios de Atlapexco, Calnali, Chapulhuacán, Huautla, Huazalingo, Huejutla de Reyes, Jaltocan, Lolotla, San Felipe Orizatlán, Tepehuacán de Guerrero, Tianguistengo, Tlanchinol, Xochiatipan y Yahualica. En la Sierra de Tenango se encuentra otra comunidad en el municipio de Acaxochitlán.
La lengua náhuatl, que tiene dos agrupaciones lingüísticas en la región; la primera se asocia con el epónimo maseualli y denomina a su lengua maseual tla'tol; esta variante es conocida como náhuatl del noreste central y se habla en el municipio de Acaxochitlán. La segunda variante, conocida como náhuatl de la Huasteca hidalguense, se habla en la Sierra Alta  y la Huasteca hidalguense.
El pueblo otomí se puede agrupar en dos subregiones: en la Sierra de Tenango y el Valle del Mezquital. En la Sierra de Tenango se encuentran en los municipios de Acaxochitlán, Huehuetla, San Bartolo Tutotepec, Tenango de Doria y Tulancingo de Bravo. En el Valle del Mezquital se encuentran los municipios de Huichapan, Tecozautla, Actopan, Ajacuba, Alfajayucan, Almoloya, Atotonilco el Grande, Cardonal, Chapulhuacán, Chilcuautla, Cuautepec de Hinojosa, Eloxochitlán, Francisco I. Madero, Huasca de Ocampo, Ixmiquilpan, Jacala de Ledezma, Metepec, Metztitlán, Mixquiahuala de Juárez, Nicolás Flores, Pacula, Progreso de Obregón, San Agustín Tlaxiaca, San Bartolo Tutotepec, San Salvador, Santiago de Anaya, Tasquillo, Tepeapulco, Tepehuacán de Guerrero, Tepeji del Río de Ocampo, Tepetitlán, Tezontepec de Aldama, Tlahuiltepa, Tula de Allende, Zempoala y Zimapan.
La lengua otomí tiene mayor diversidad y se puede agrupar en tres subregiones: en la sierra hidalguense y dos en el valle del Mezquital, siendo Ixmiquilpan es el municipio con la mayor cantidad de hablantes de esta lengua. En la zona oriental se habla el otomí de la Sierra, que se conoce con el nombre de hñähñu, ñuju, ñoju o yühu; esta variante se habla en los municipios de Acaxochitlán, Huehuetla, San Bartolo Tutotepec, Tenango de Doria y Tulancingo de Bravo. El otomí del oeste del valle del Mezquital también conocido como ñöhñö o ñähñá, se habla en los municipios de Huichapan y Tecozautla.
El pueblo Tepehua se concentran principalmente en el Huehuetla, principalmente en las localidades de Huehuetla y Barrio Aztlán. En el Idioma tepehua sus hablantes se autodenominan lhiimaqalhqama’ y lhiima’alh’ama’, mientras que su lengua es conocida por los estudiosos como tepehua del sur.

### Afromexicanos
En el estado de Hidalgo 48 693 personas se autoreconoce como afromexicana o afrodescendiente, el 1.58 % de la población total del estado de Hidalgo. De los cuales 23 585 son hombres y 25 108 son mujeres. El municipio con más población afromexicana o afrodescendiente es Pachuca de Soto con 6204 personas; le siguen los municipios de Mineral de la Reforma con 4251 personas, Tizayuca con 3618 personas, Tulancingo de Bravo con 2835 personas, y Huejutla de Reyes con 2240 personas.

## Religión

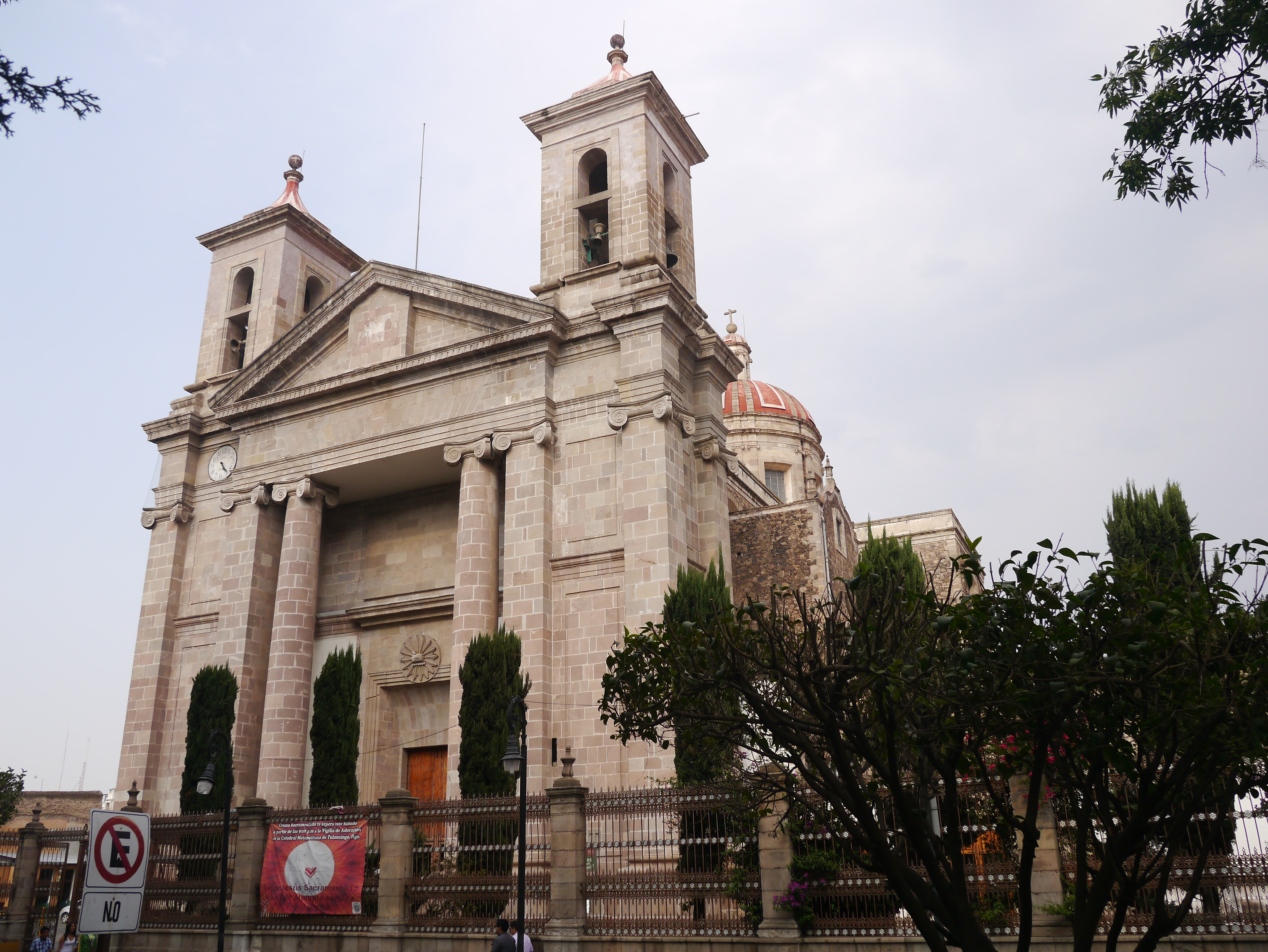
Catedral de Tulancingo.

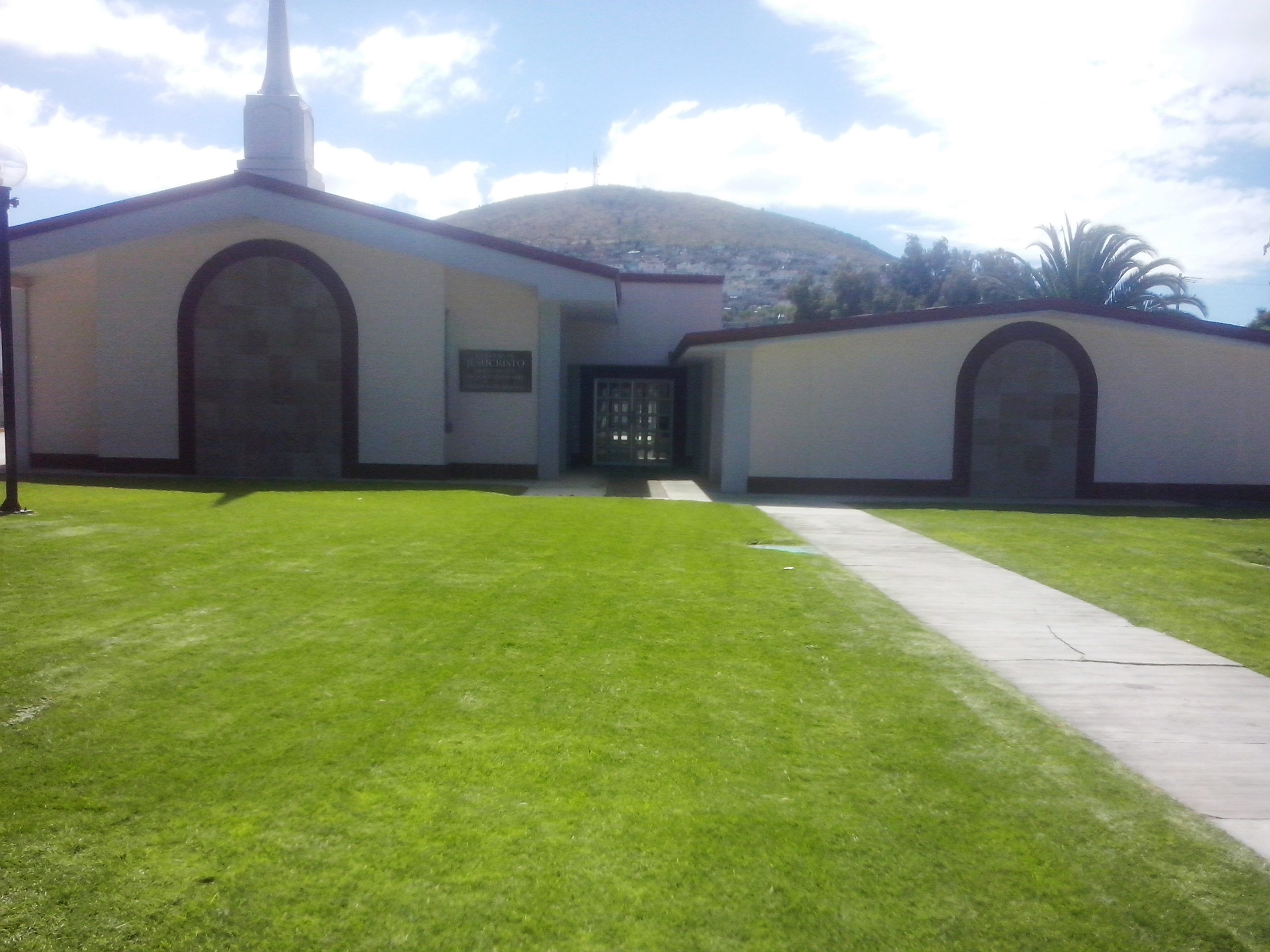
Iglesia de Jesucristo de los Santos de los Últimos Días en Pachuca.

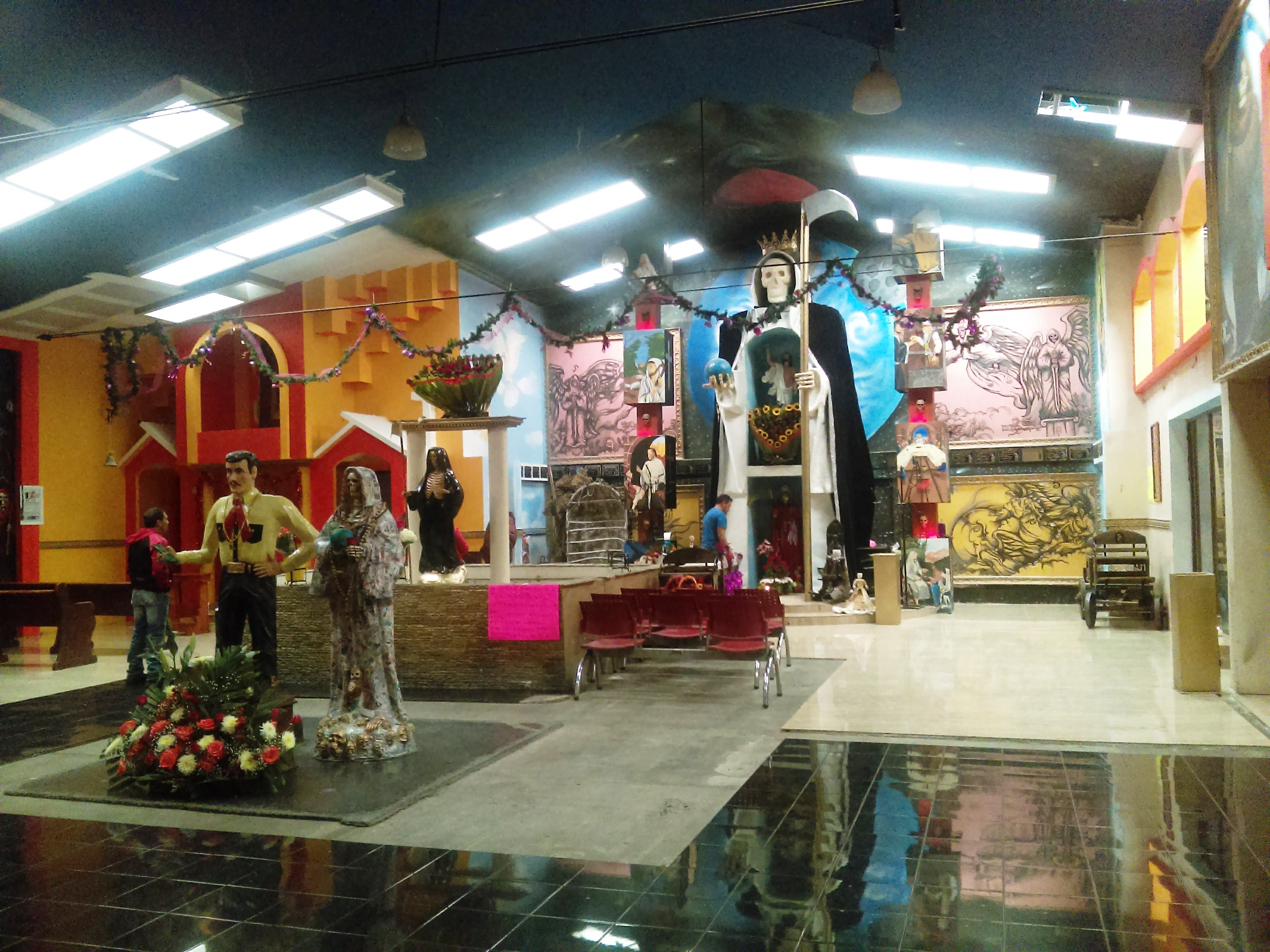
Mercado Sonorita (Catedral de la Santa Muerte) en Pachuca.

La principal religión es la Iglesia católica con el 87 % de la población; y en el resto tenemos Evangélicos, Testigos de Jehová, Protestantismo, Pentecostales, La Luz del mundo, Mormones, la Iglesia de Dios Israelita, Iglesia adventista del séptimo día, y Judíos. También hay grupos de personas que se declaran ateos y agnósticos.
La Iglesia católica, es la más practicada, el trabajo de evangelización en el estado de Hidalgo empezó cuando los franciscanos llegaron a la región de Tepeapulco en 1528 y después a Tula en 1930. Los agustinos se asentaron por su parte en Atotonilco el Grande y Metztitlán en 1536. Los sacerdotes seculares laboraron en una angosta faja de territorio que va desde Tizayuca, Tetepango, Pachuca, Mineral del Monte, Mineral del Chico y Yahualica. Los dominicos no se establecieron en el estado de Hidalgo durante el siglo XVI. En 1743 se ordenó que los conventos religiosos pasaran al Clero Secular, a partir de ese año, poco a poco fueron pasando las parroquias a la administración del Clero Secular. El 22 de mayo de 1864, se erigió la diócesis de Tulancingo y para el 25 de noviembre de 2006 se crea la Arquidiócesis de Tulancingo. Esta arquidiócesis tiene como diócesis sufragáneas a Tula y Huejutla.
El judaísmo llegó a Pachuca en el siglo XVI, mediante los criptojudíos, Manuel de Lucena y Beatriz Enríquez, de origen portugués; quienes fundan una venta o mesón a las afueras de la ciudad. De acuerdo al Museum of The Jewish People Online sitio de Beit Hatfutsot, entre los años 1920 se crea la primera congregación judía de la ciudad. El 14 de junio de 2011 se dio registro de la agrupación religiosa denominada Comunidad Israelita Mexicana El Neguev, para constituirse en asociación religiosa.
A partir de la segunda década del siglo XIX, por la presencia de numerosos directivos y técnicos mineros de origen córnico e inglés, en Pachuca y Mineral del Monte, llegaron diversas ramas del Protestantismo, entre ellas el Luteranismo, Calvinismo, Anglicanismo y Metodista. En 1840 establecieron la primera congregación protestante de habla inglesa,  y en 1850 llegó a Pachuca el primer pastor protestante, el reverendo Henry Davis, quien ofició los cultos en inglés en la Finca San Lunes.
La Iglesia de Jesucristo de los Santos de los Últimos Días llega al estado de Hidalgo en 1880 a Nopala de Villagrán, cuando Desideria Quintanar de Yáñez, se convirtió en la persona número 22 (primera mujer) en México convertirse al mormonismo, fue bautizada con su hijo José María y su hija Carmen, así mismo, la esposa de José María. El 5 de julio de 1881 en la localidad de San Marcos en el municipio de Tula de Allende fue bautizado Jesús Sánchez con otras personas. Jesús Sánchez introdujo a la familia Monroy al mormonismo, esta familia crearía una rama de esta religión en esta localidad alrededor de 1913. Durante la Revolución mexicana el 17 de julio de 1915, Rafael Monroy presidente de la pequeña rama de San Marcos, y Vicente Morales su primer consejero, fueron apresados por un grupo de revolucionaros y ejecutados. La Iglesia de Jesucristo de los Santos de los Últimos Días tiene una presencia de nueve estacas en el estado de Hidalgo.
Los curanderos y chamanes todavía predominan dentro de la concepción de los habitantes, sobre todo, en las comunidades más alejadas, enclavadas en medio de la sierra. Las creencias populares refieren a que curan males de ojo, del aire, tosferina, rabia, dolores causados por el trabajo, del espanto, infecciones cutáneas, etc. La Santa Muerte se venera en el estado de Hidalgo desde 1965, en el estado este culto se desarrolla principalmente en las localidades de Pachuca y Tepatepec.
En el estado se han generado en los casos más extremos, conflictos entre religiones. Los problemas incluyen: la imposición de multas y castigos, la negación o suspensión de servicios públicos (agua potable, drenaje, educación, programas de gobierno), la confiscación de bienes y la amenaza de expulsión de la comunidad; todas ellas como sanciones por negarse a cumplir con los usos y costumbres comunitarios vinculados a aspectos religiosos. Los principales municipios donde se da este tipo de aspectos son: Huejutla, Huazalingo, San Felipe Orizatlán, Huautla, Tlanchinol e Ixmiquilpan.

## Arquitectura

### Historia arquitectónica

#### Periodo prehispánico

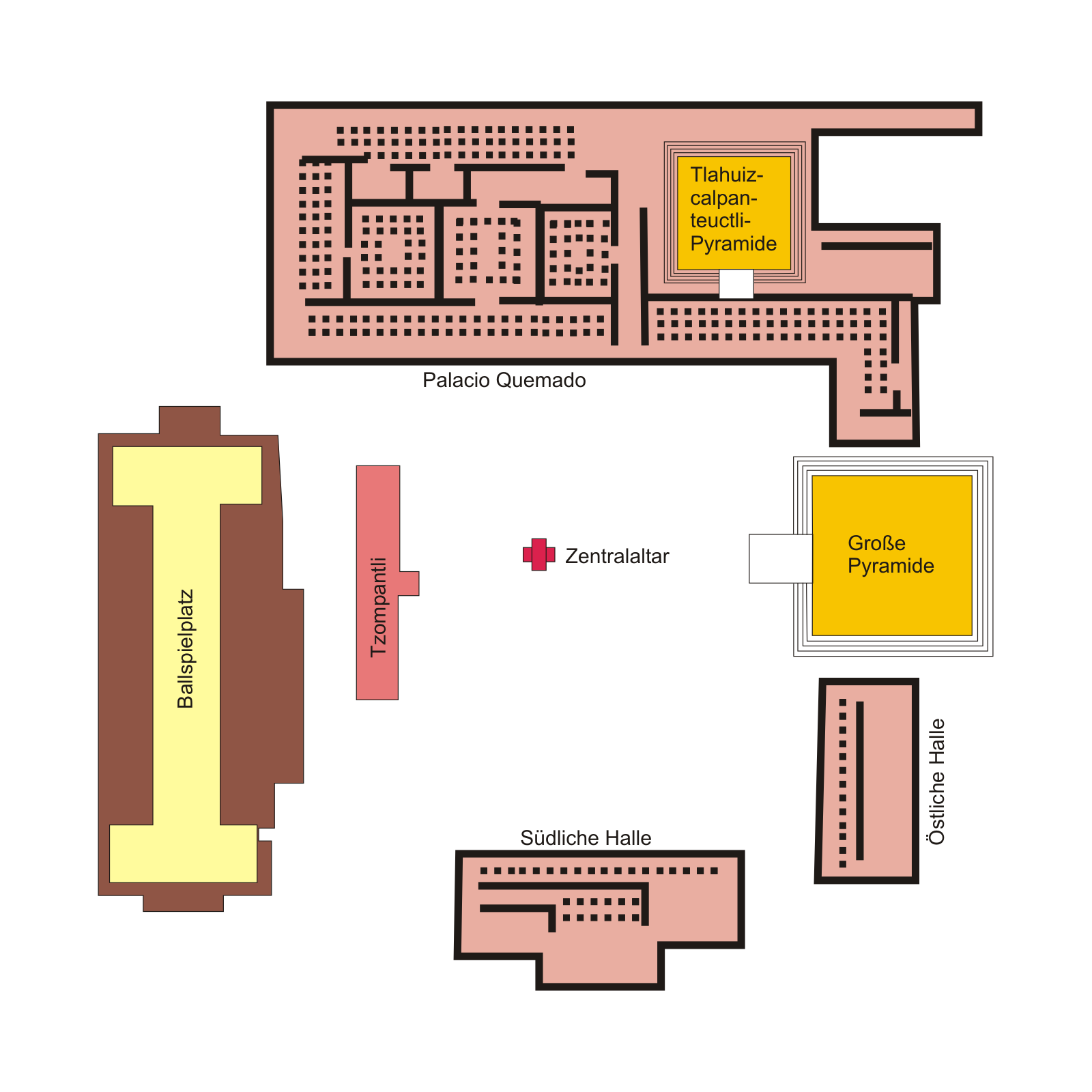
Plano de Tollan-Xicocotitlan.

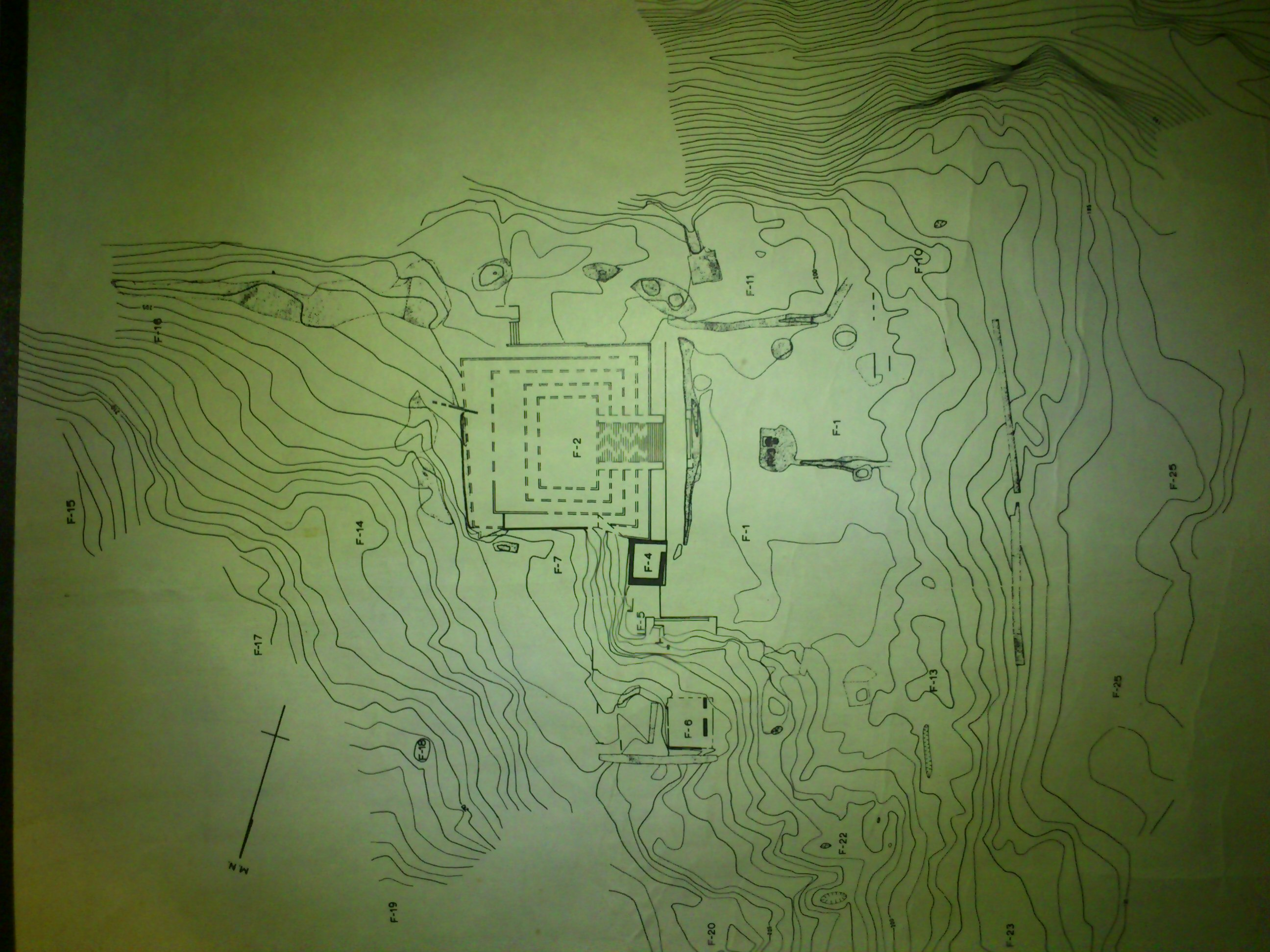
Plano topográfico de Huapalcalco.

Las civilizaciones mesoamericanas lograron tener gran desarrollo estadístico y de proporción en la escala humana y urbana, la forma fue evolucionando de la simplicidad a la complejidad estética. En el estado de Hidalgo las principales zonas arqueológicas son las de Xihuingo, Huapalcalco, Pañhú y Tollan-Xicocotitlan.
Tollan-Xicocotitlan de la cultura tolteca, localizado en el municipio de Tula de Allende se fundó alrededor del año 900 d.c. cuando se inicia la construcción del primer núcleo urbano llamado Tula Chico; pero es hacia el Posclásico Temprano que Tula llega a su época de mayor apogeo, se construye Tula Grande. Tula Grande se compone de una gran plaza rodeada por otros monumentos; al norte se encuentra el templo de los atlantes o de Tlauizcalpantecutli, junto al Palacio Quemado. El edificio de Tlauizcalpantecutli está más desplazado hacia el este, en este edificio, se encuentran los atlantes. Al norte de este templo, se observan los restos del Coatepantli o muro de serpientes. El llamado Palacio Quemado es un conjunto de tres salas rodeadas de columnas, banquetas y altares, con decoración en bajorrelieves y vestigios de pintura mural. Existen dos juegos de pelota: uno al norte del Palacio Quemado, el mejor conservado; el otro localizado al poniente de la plaza central.
Huapalcalco localizado en el municipio de Tulancingo de Bravo, con una ubicación cronológica principal: la Prehistórica fue del Cenolítico Inferior 10000 a 7000 a.c. el Clásico temprano del 100 a. C al 350 d. C. y el auge del sitio fue en el Epiclásico del 700 a 900 d.c. Un solo basamento cuadrangular de cuatro niveles se localiza al oriente, con restos de un pequeño canal de piedra; todo circundando una amplia plaza con una piedra de sacrificios al centro.
Xihuingo localizado en el municipio de Tepeapulco con una ubicación cronológica principal: Clásico Temprano: 200 a 600 d.c. Los rasgos arquitectónicos y de distribución espacial del centro ceremonial del sitio presentan una similitud con la de Teotihuacán. Se aprecia la característica combinación de talud y tablero observada en la última época constructiva en el cuerpo de la pirámide del Tecolote, así como la presencia del dado en las alfardas de la escalinata.
Pañhú localizado en el municipio de Tecozautla, se trata de un sitio de la cultura Xajay que se desarrolló entre el año 300 y 1100. Varias terrazas y una plataforma de acceso conducen al visitante a una pequeña plaza sobre la que se levanta una pequeña estructura cuadrangular construida con bloques de toba careados, cuyas dimensiones son de 6 m por lado y aproximadamente 1.5 m de altura. Desde este sitio se puede acceder a la Plaza Principal, en la que destaca una pirámide o Estructura principal del periodo Epiclásico, de 17 m por lado, y que con su templo debió rebasar los 10 m de altura.
La Pirámide de Taxhuadá o de Donijá en el municipio de Mixquiahuala de Juárez. El basamento está sobre una plataforma de 50 cm y que sirve como contorno al cuerpo piramidal, presenta diez escalones delimitados por alfardas. Su aspecto actual corresponde al periodo azteca, sin embargo, fueron los toltecas los que comenzaron su construcción. En el municipio de Yahualica los vestigios arqueológicos son descritos como los de un poblado grande y fortificado.
También se han encontrado vestigios en las localidades de Vinazco y Huichapa en el municipio de Jaltocán. En Huichapa se ha reportado una pirámide cónica con dos altares rectangulares, y en el interior una pequeña tumba. En Vinazco se han encontrado tumbas labradas en piedra con una cámara mortuoria y una antecámara. En la localidad de Tetzacoatl o Tetzacual, en el municipio de Huejutla de Reyes existe una loma de aproximadamente 50 m de diámetro, en cuyo interior se aprecia una cámara subterránea de planta rectangular. También hay montículos arqueológicos y tumbas en la población de Acoyotla, en el municipio de Tepehuacán de Guerrero.
La cultura teotihuacana extendió su influencia a las poblaciones ubicadas en el estado de Hidalgo, particularmente a Chingú, localizada entre Atitalaquia y Tlaxcoapan, y Zazacuala en Santiago Tulantepec de Lugo Guerrero. En Chingú la zona arqueológica tiene 250 ha. La traza urbana de Chingú, parte de un centro donde se localiza el templo principal y hacia los rumbos cosmogónicos se localizan cuatro barrios principales; un gran espacio donde se distribuyen edificaciones de distintos tipos: templos menores, palacios y conjuntos habitacionales. En Zazacuala entre los monumentos importantes que existieron en el sitio fueron la Pirámide del Ahíla que fue destruida en 1939-1940, el único testimonio que quedó fue una fotografía tomada por Roberto Ocádiz.
En el municipio de Ajacuba se encuentran vestigios arqueológicos en el cerro del Ponzhá, en donde se tiene restos de más de cien pirámides, centro ceremoniales, casa habitación y un Juego de pelota mesoamericano de 60 metros de largo por 15 metros de ancho.

Arquitectura prehispánica en el estado de Hidalgo
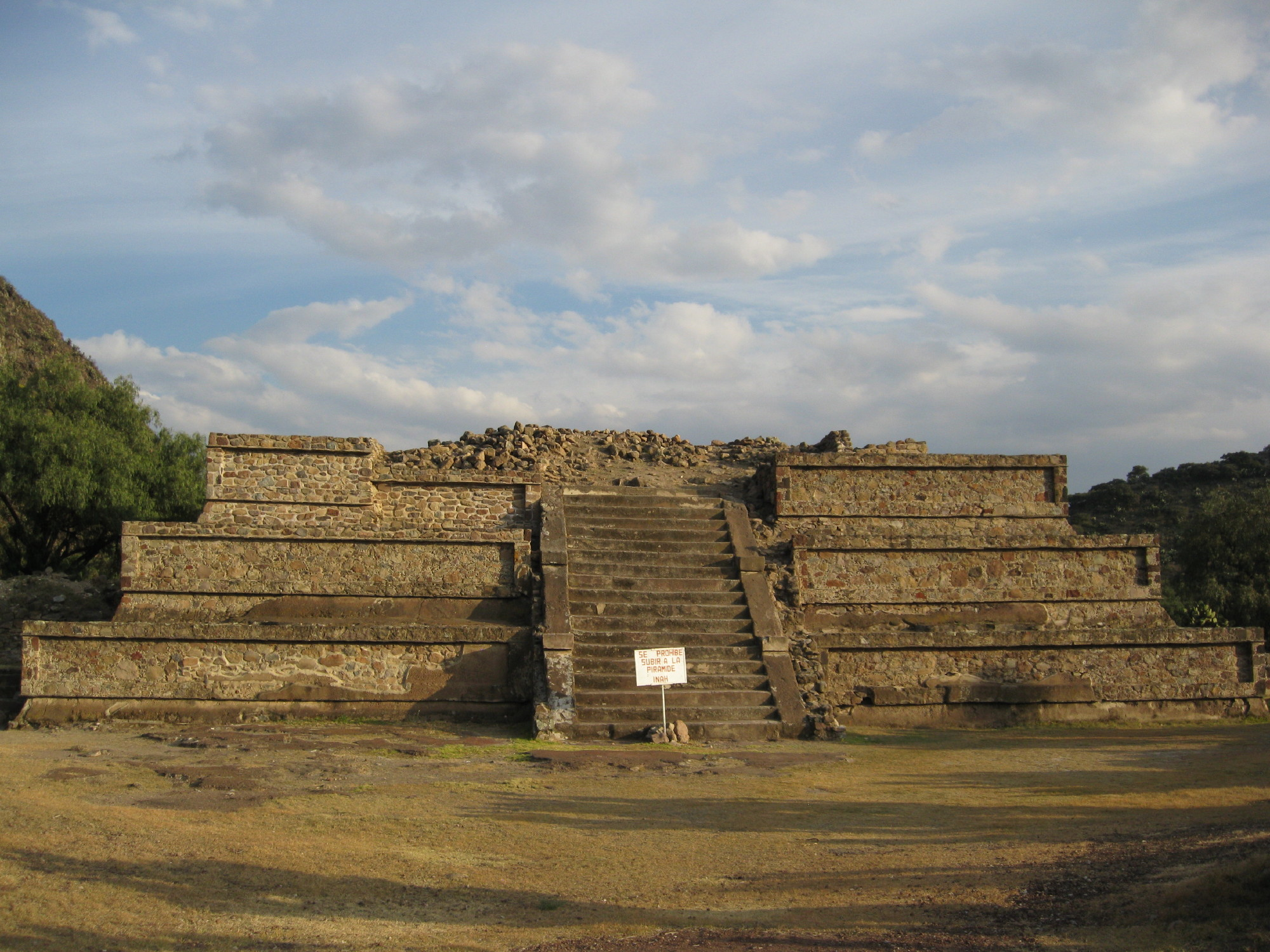
Pirámide el Tecolote en Xihuingo.
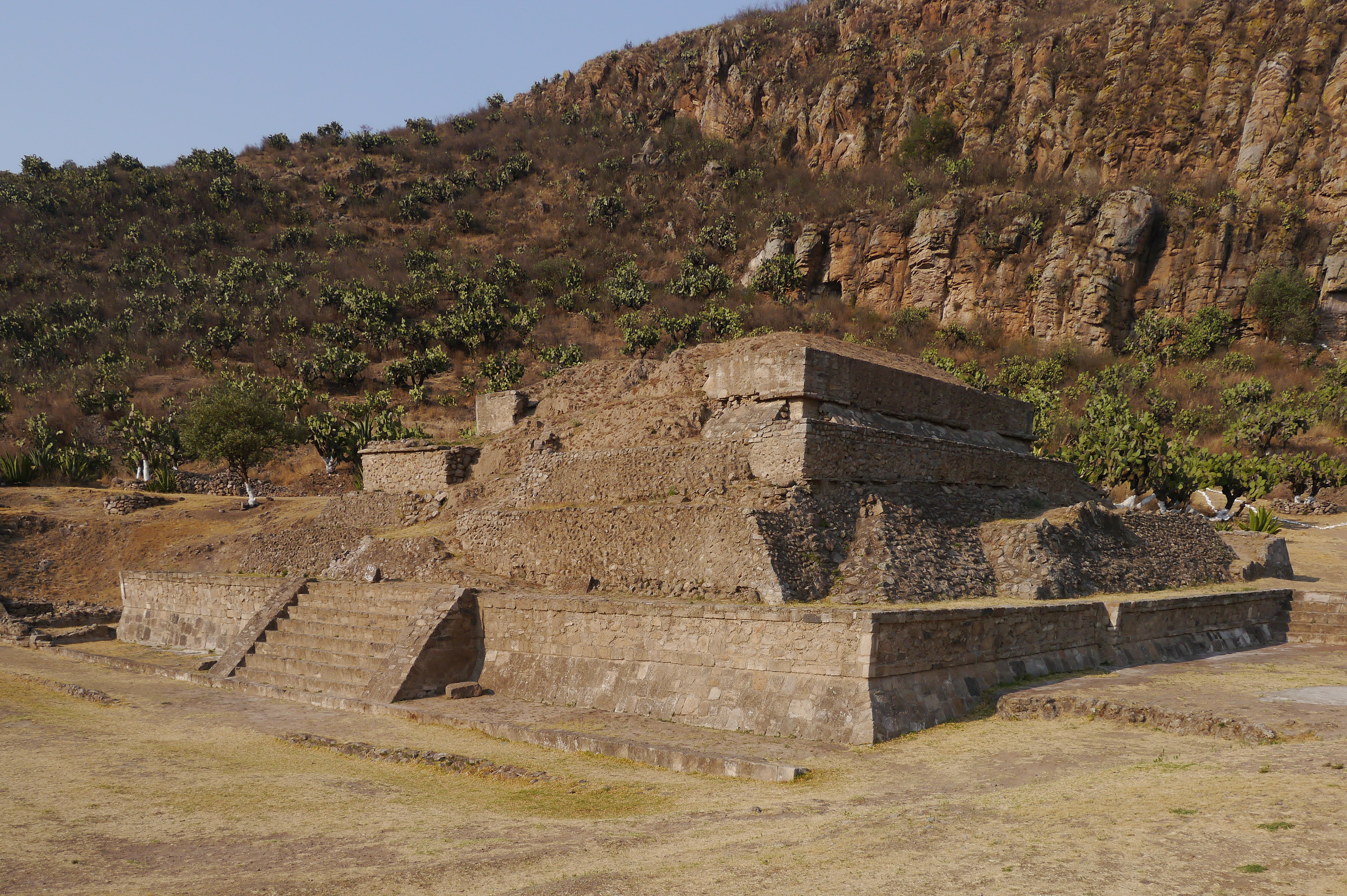
Pirámide en Huapalcalco.
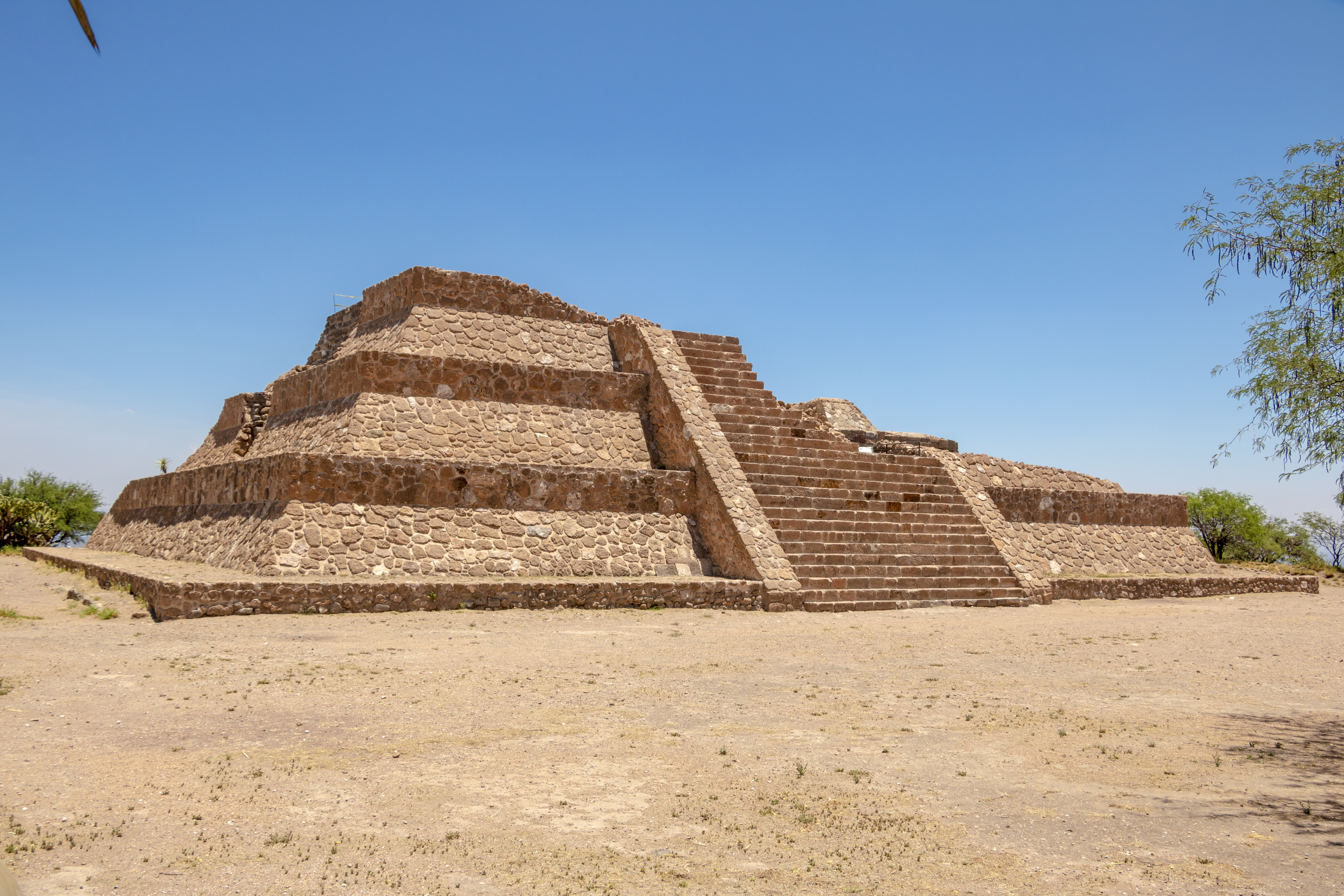
Pirámide de Xiuhtecuhtli en Pañhú.
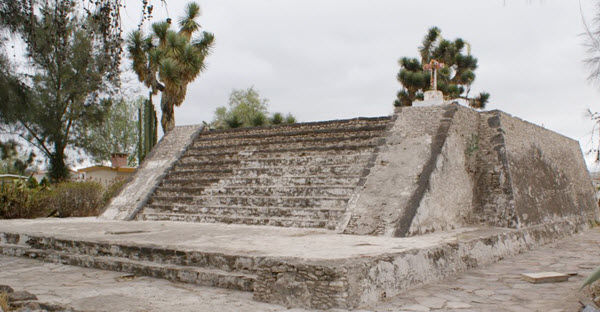
Pirámide de Taxhuada en Mixquiahuala.
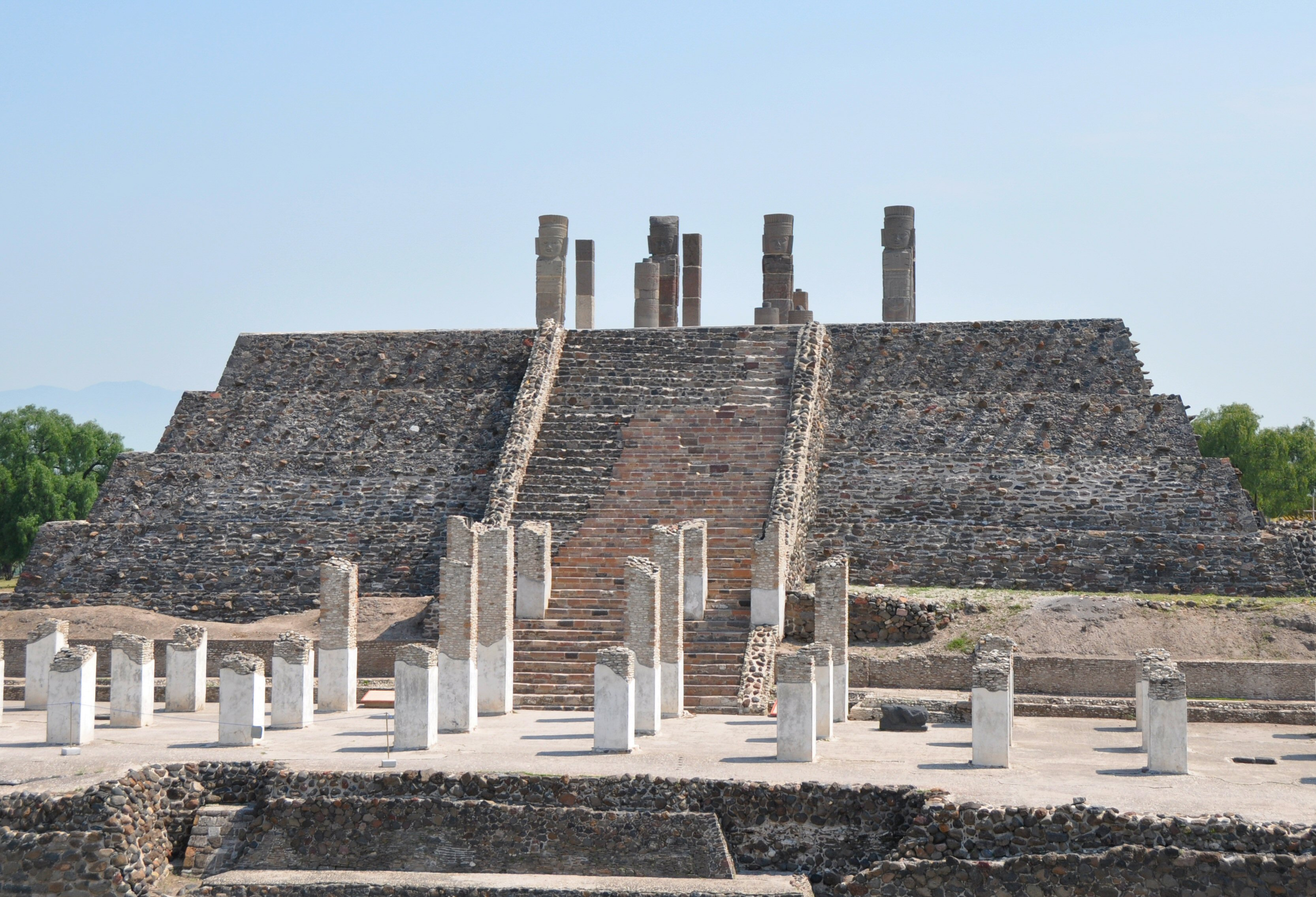
Pirámide de Tlahuizcalpantecuhtli en Tollan-Xicocotitlan.
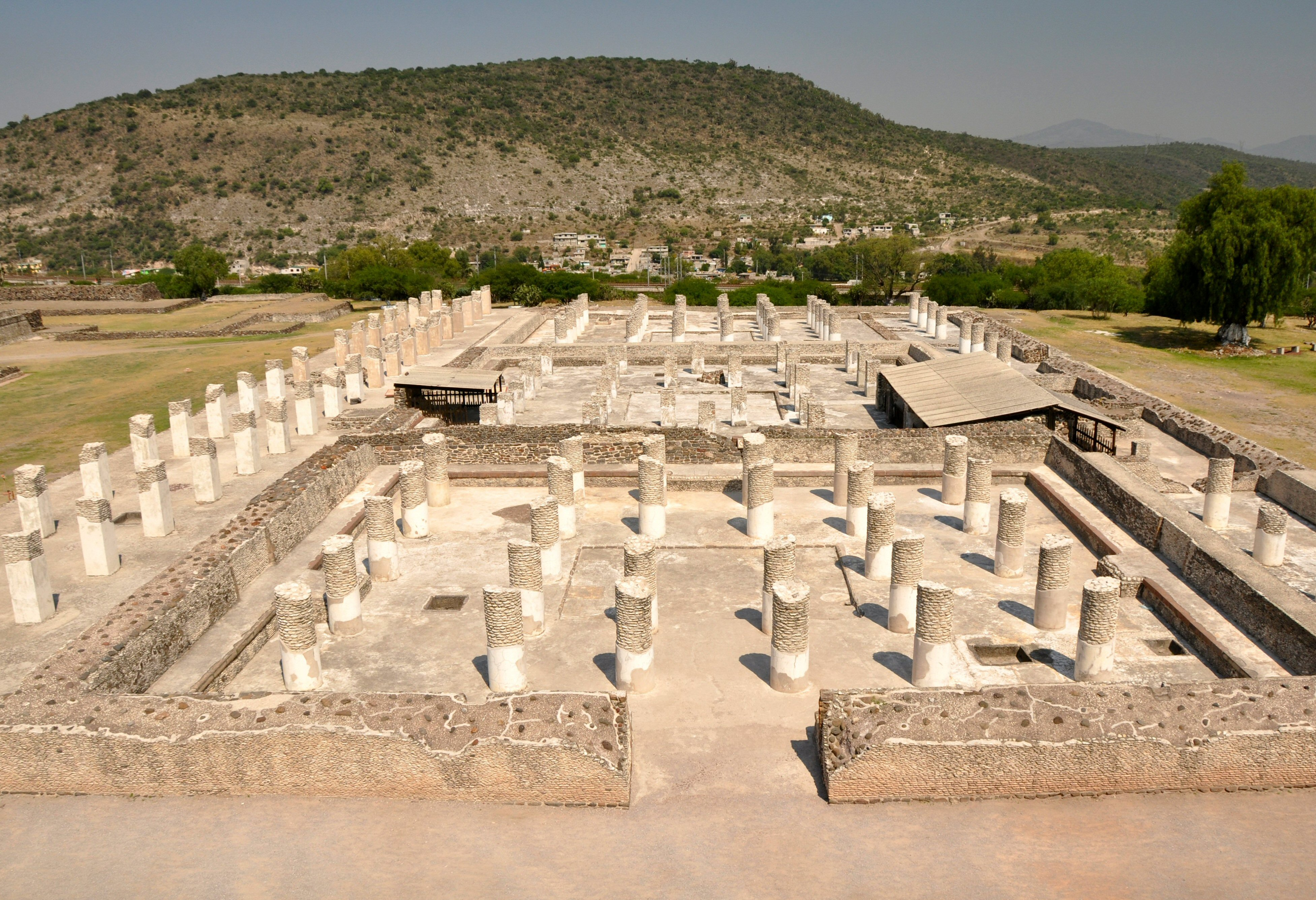
Palacio Quemado en Tollan-Xicocotitlan.
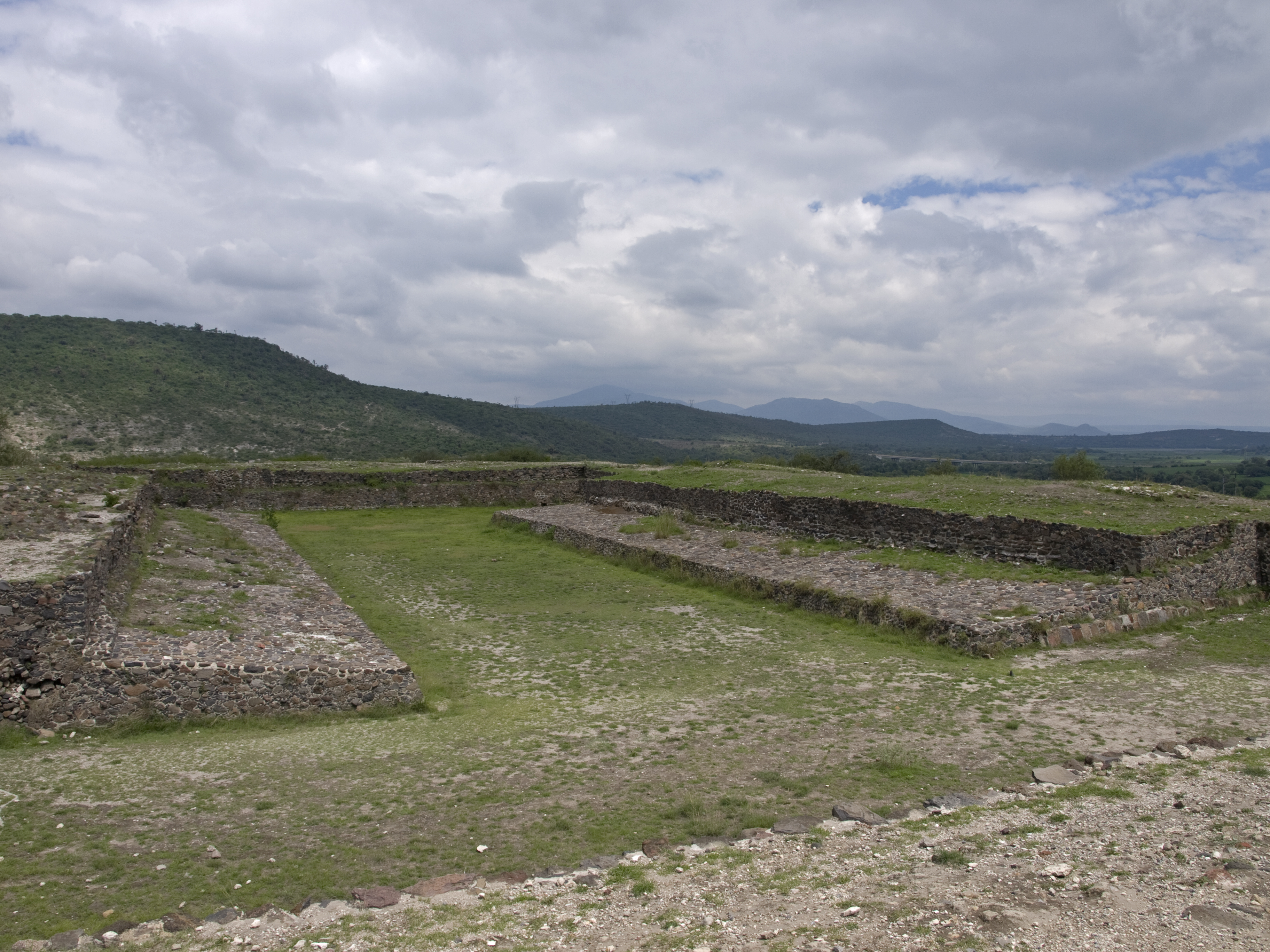
Juego de pelota  en Tollan-Xicocotitlan.
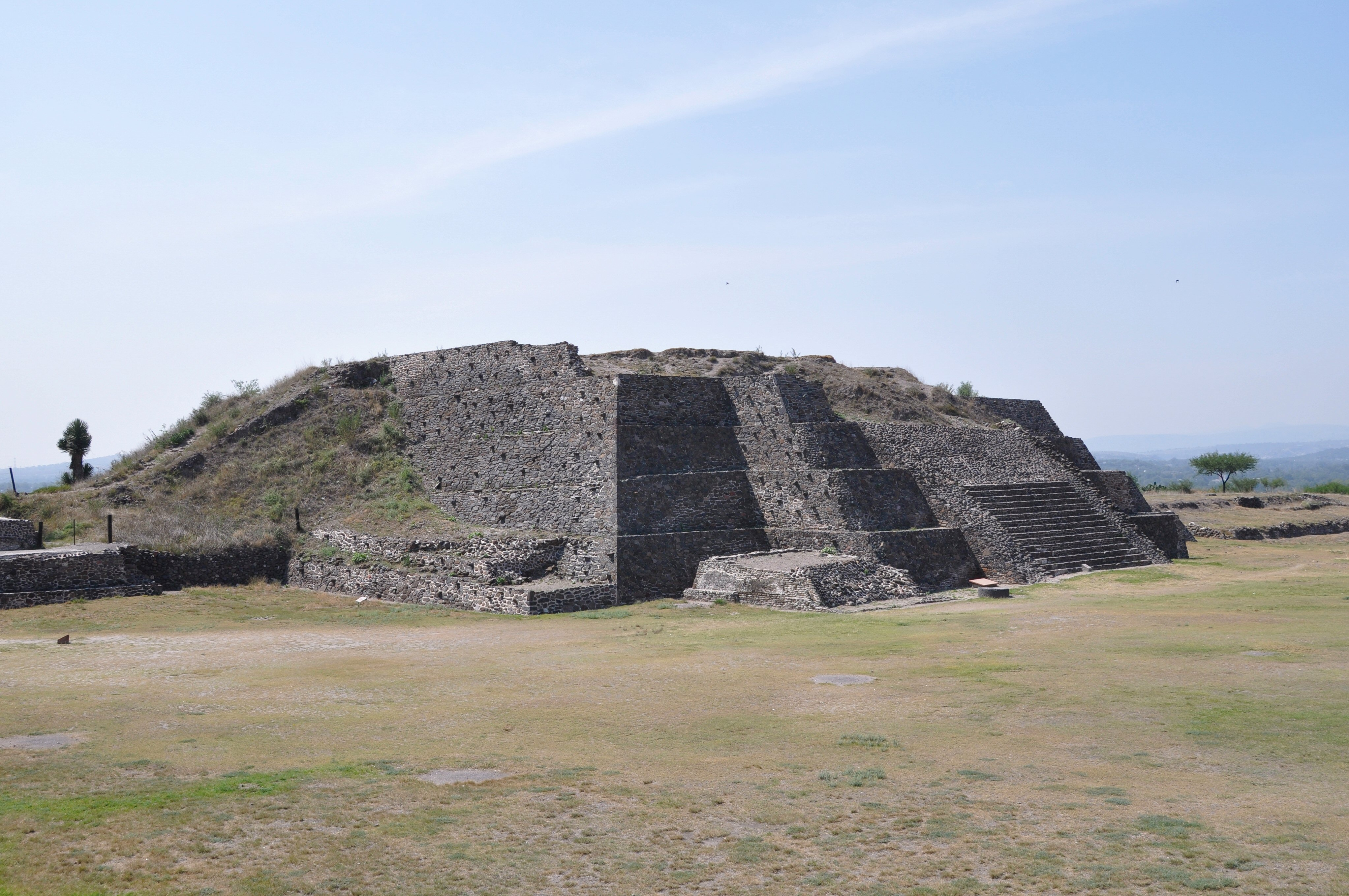
Pirámide en Tollan-Xicocotitlan.

#### Periodo Virreinal

##### Arquitectura religiosa
Monasterios mendicantes

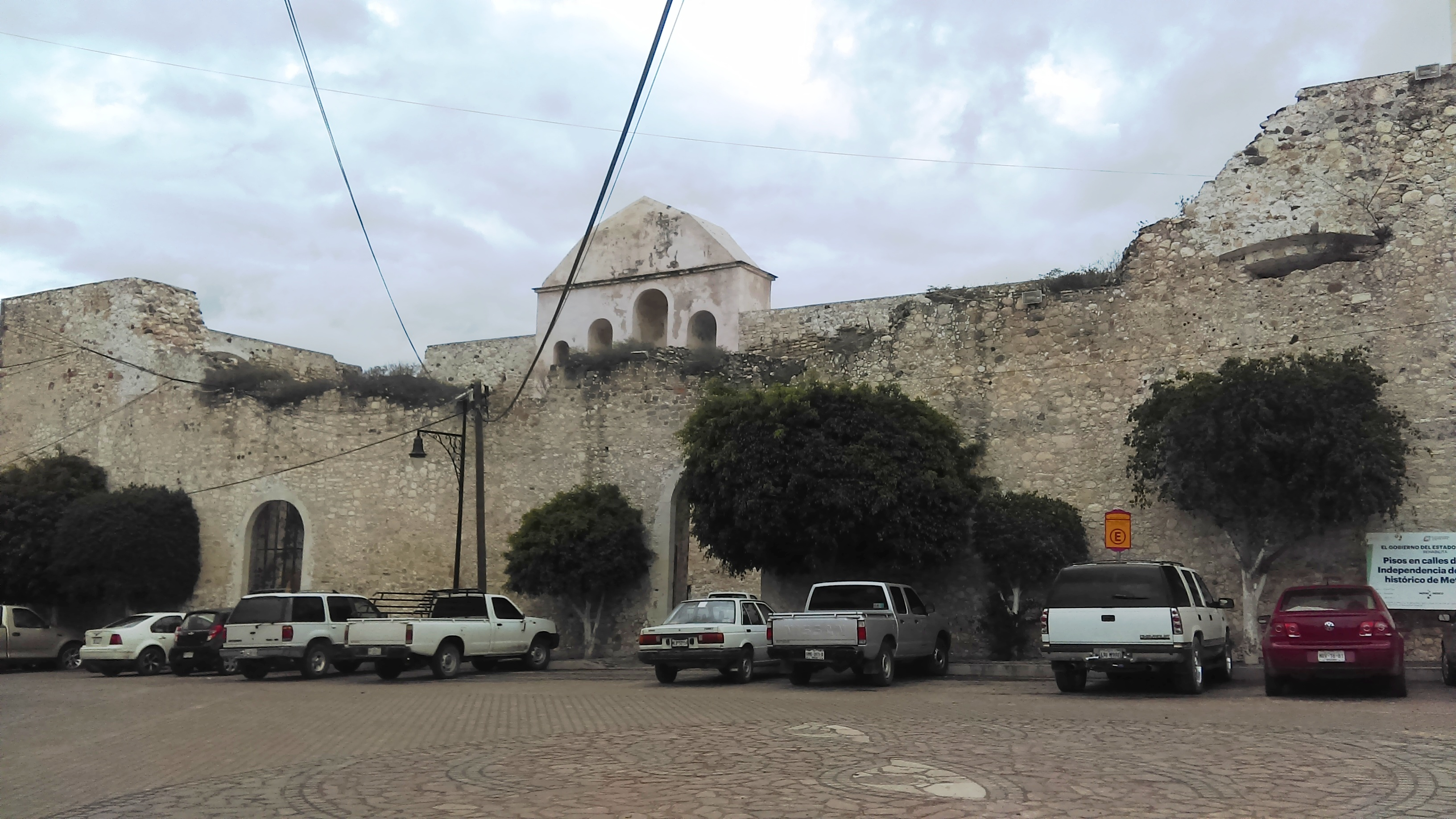
Convento La Comunidad, en Metztitlán; primera construcción Agustina de Hidalgo en 1536. De acuerdo con la tradición, en 1539 debido a una inundación en la vega de Metztitlán se abandona; empezando la construcción del Convento de los Santos Reyes.

En el territorio del estado de Hidalgo evangelizaron principalmente la Orden Franciscana y la Orden de San Agustín; los edificios conventuales y las iglesias y capillas, levantadas por ambas órdenes religiosas, se localizan en una amplia porción del territorio hidalguense, ya sea la Sierra Alta, el Valle del Mezquital, la Huasteca y los llanos de Apan. Existen notables diferencias entre los levantados por agustinos y franciscanos.
Los agustinos son más ricos y elaborados, tanto en sus programas arquitectónicos como en los complejos conjuntos de pintura mural; los establecimientos franciscanos, por su parte, son más modestos. La arquitectura religiosa del siglo XVI contiene elevadas torres con campanarios, contrafuertes, bóvedas, atrio, la cruz atrial, las capillas posas, la capilla abierta, la iglesia, el claustro, el pórtico, la sacristía y la huerta. La construcción de templos y conventos durante estuvo fundamentalmente a cargo de los frailes, auxiliados por artesanos europeos e trabajadores indígenas.
Los franciscanos llegaron a Tepeapulco en 1528 y después Tulancingo y dos años después en Tula (1530). Las fundaciones franciscanas incluyeron Zempoala (1540); Tepeji del Río (1558); Apan (1559); Alfajayucan (1559); Atotonilco de Tula (1560); Tlahuelilpan (1560); Tepetitlán (1561); Huichapan (1577); Tecozautla (1587). Los agustinos se asentaron por su parte en Atotonilco el Grande y Metztitlán en 1536. De ahí se extendieron y llegaron a Xochicoatlán (1538); Epazoyucan (1540); Singuilucan (1540); Mixquiahuala (1539); Huejutla (1545); Molango (1546); Actopan (1550); Ixmiquilpan (1550); Villa de Tezontepec (1554); Acatlán (1557); Chichicaxtla (1557); Tutotepec (1560); y Tlanchinol (1569).
Durante los siglos XVII y XVIII también se desarrollaron interesantes muestras del barroco novohispano, donde estaca el Convento de San Francisco en Pachuca de Soto.

Arquitectura religiosa de la Nueva España en el estado de Hidalgo.
Templo y exconvento de San Francisco, en Tlahuelilpan.
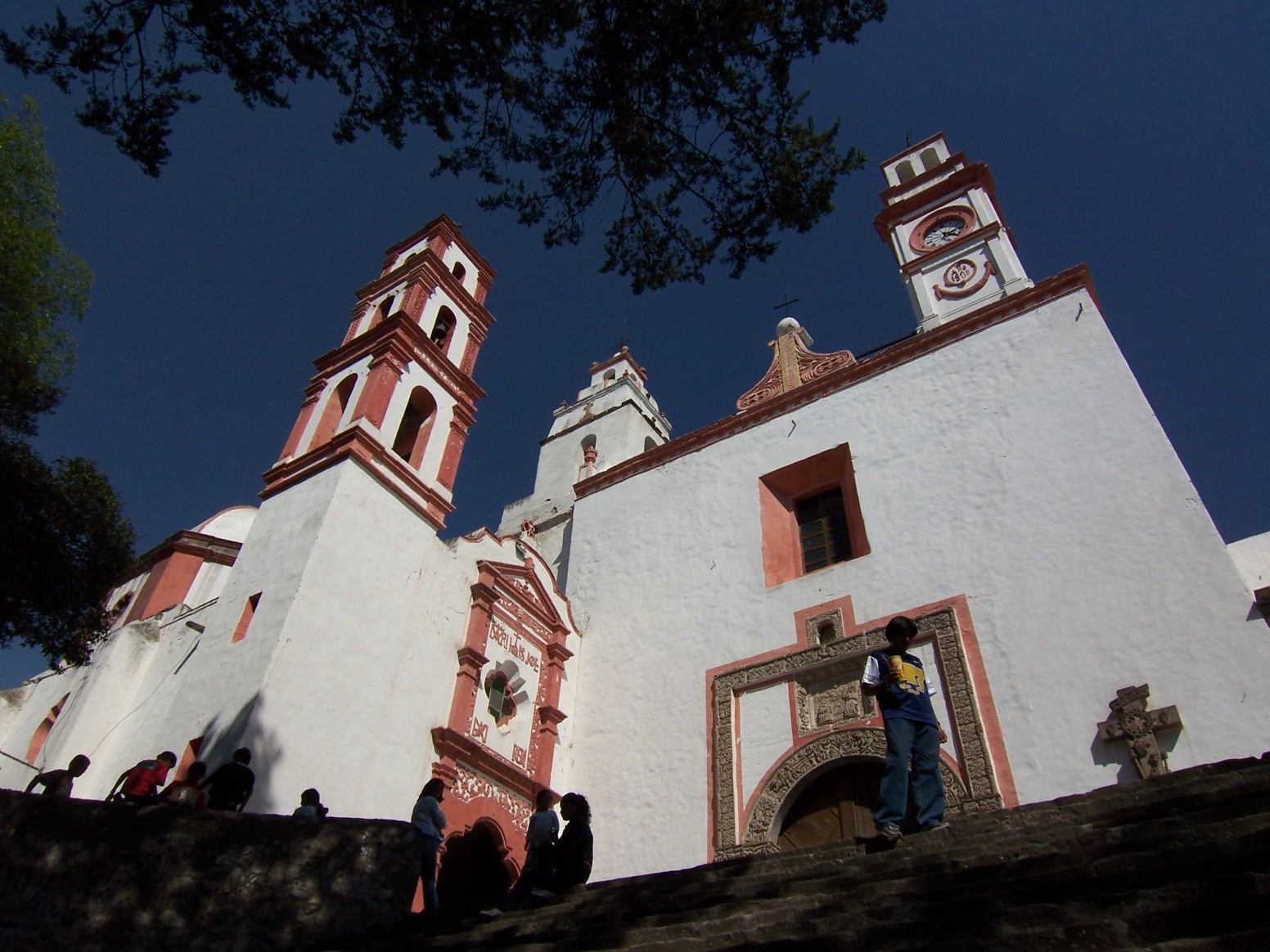
Templo y exconvento de San Francisco, en Tepeapulco.
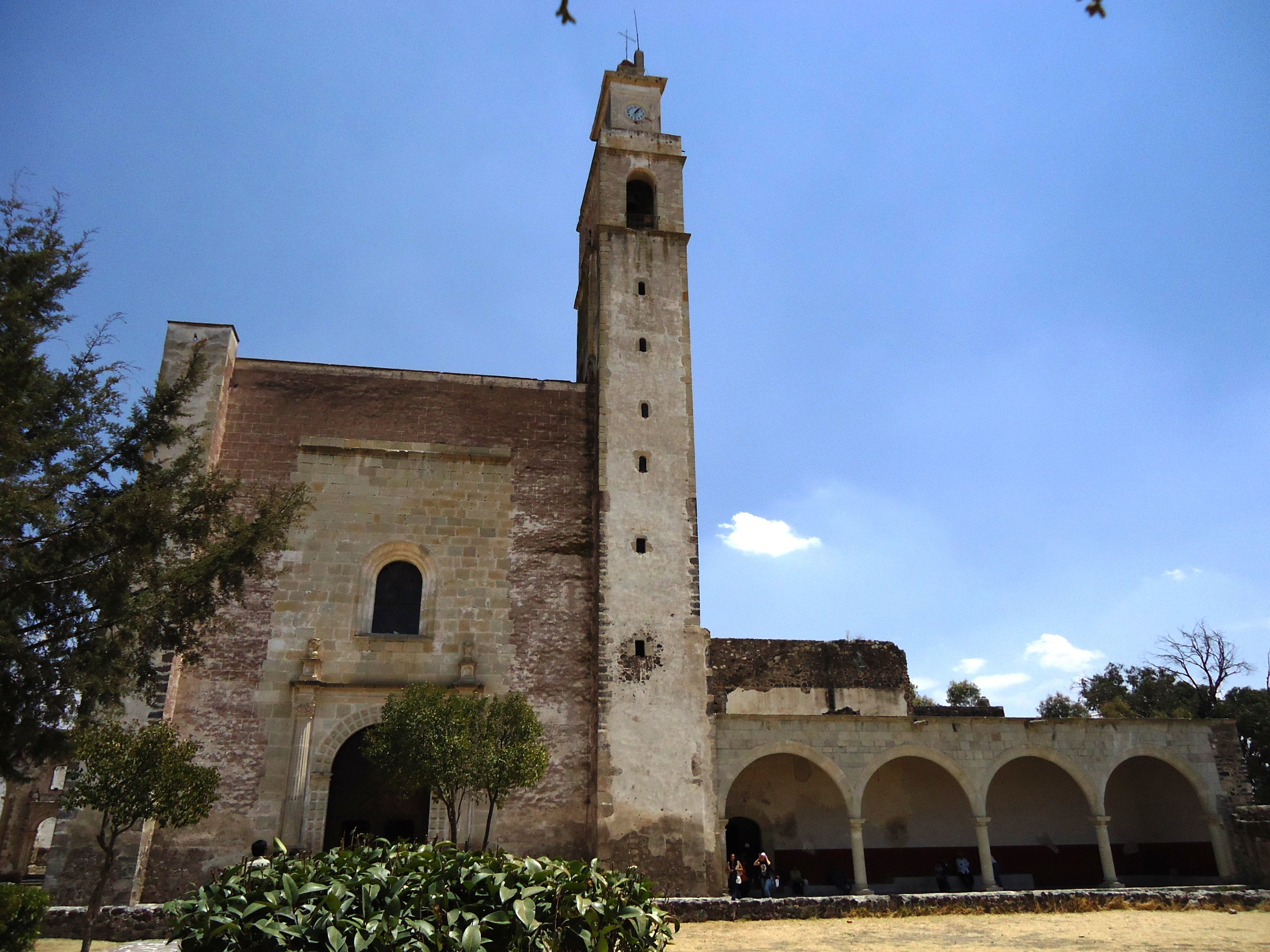
Templo y exconvento de Todos los Santos, en Zempoala.
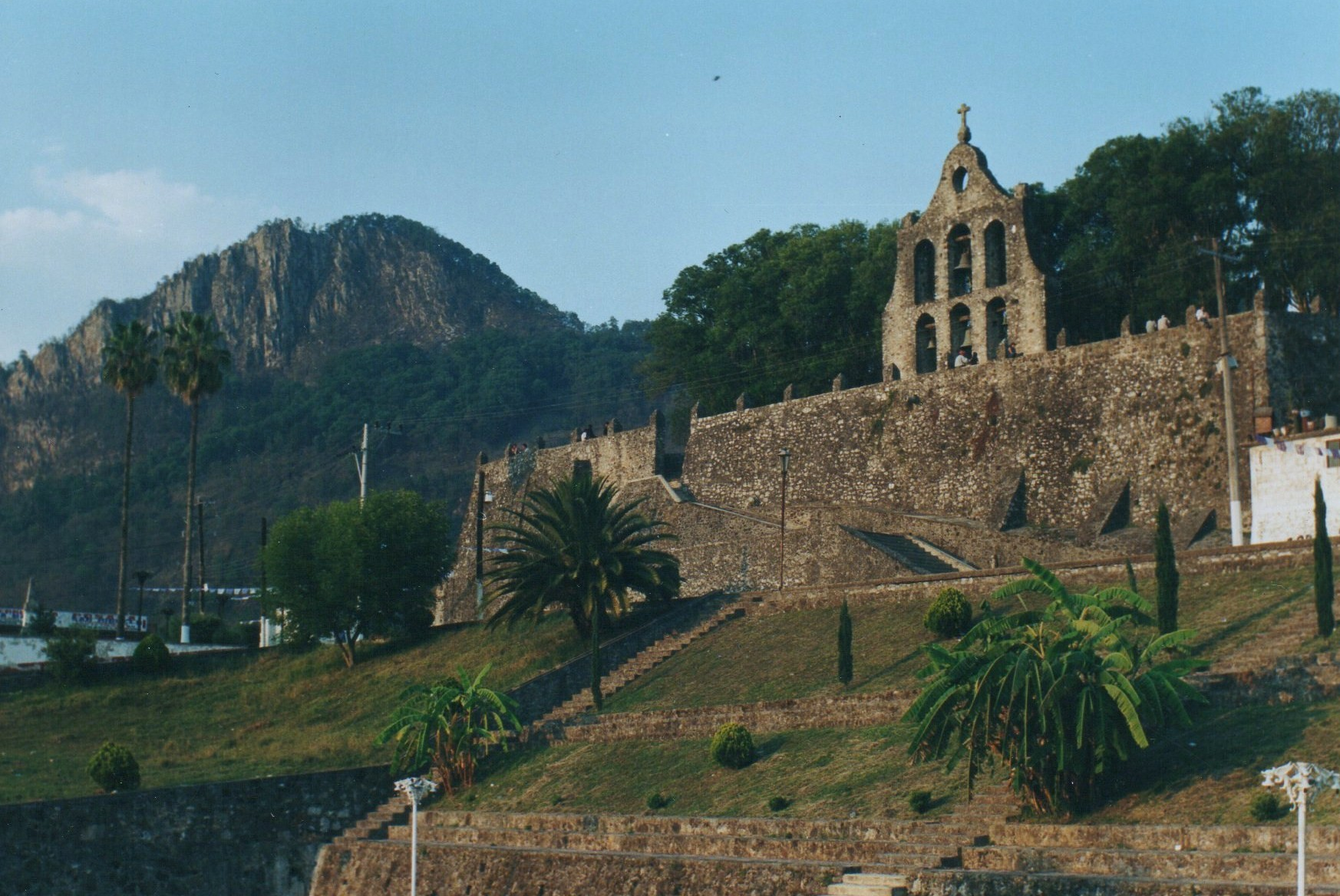
Templo y exconvento de Nuestra Señora de Loreto, en Molango.
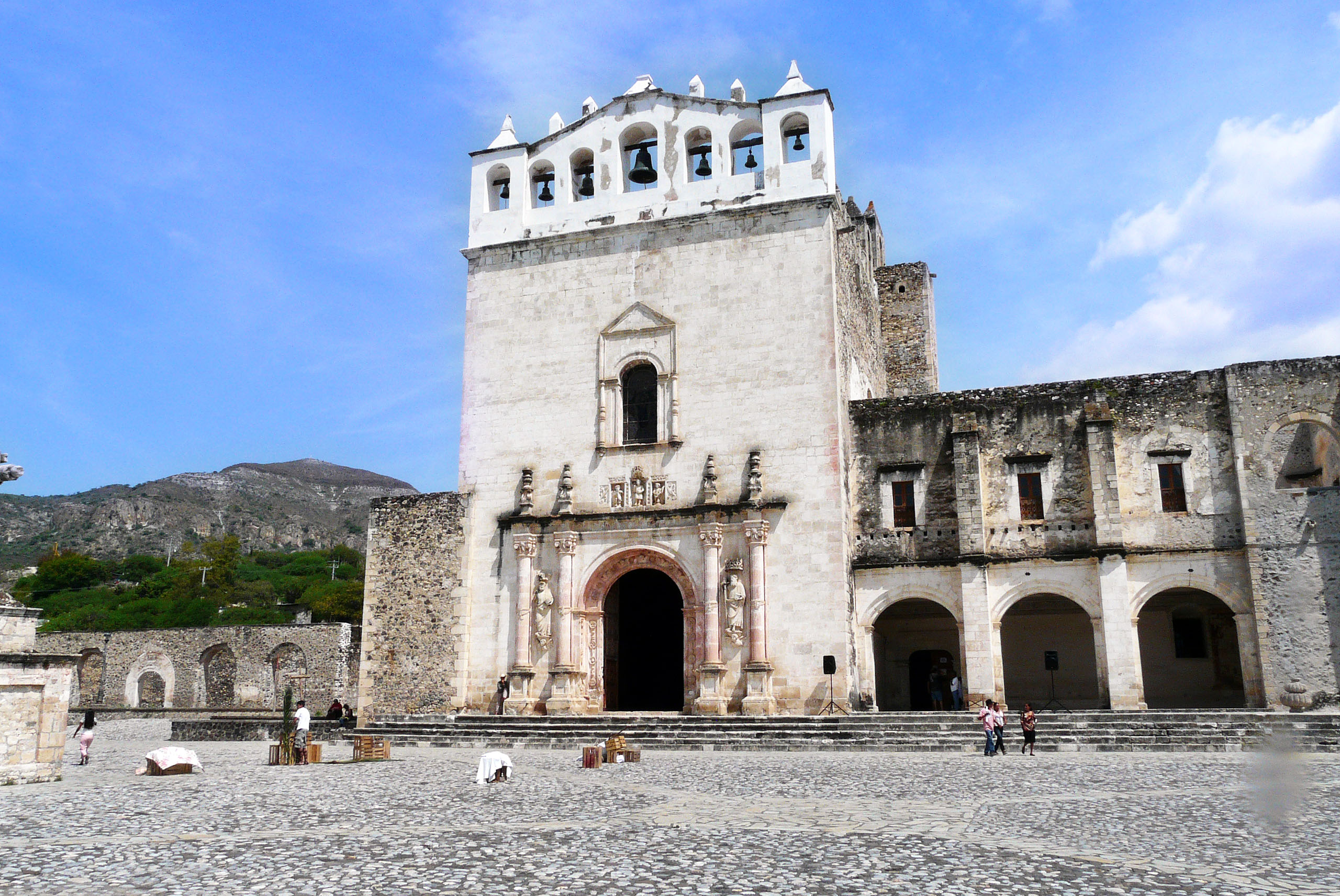
Templo y exconvento de los Santos Reyes, en Metztitlán.
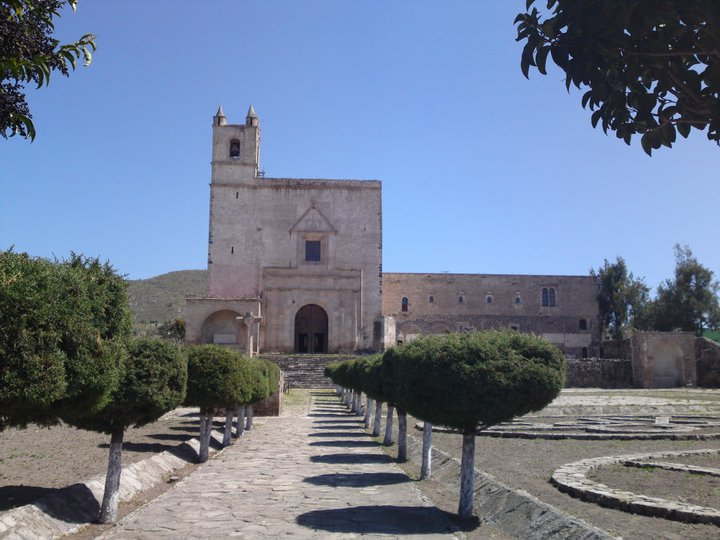
Templo y exconvento de San Andrés Apóstol, en Epazoyucan.
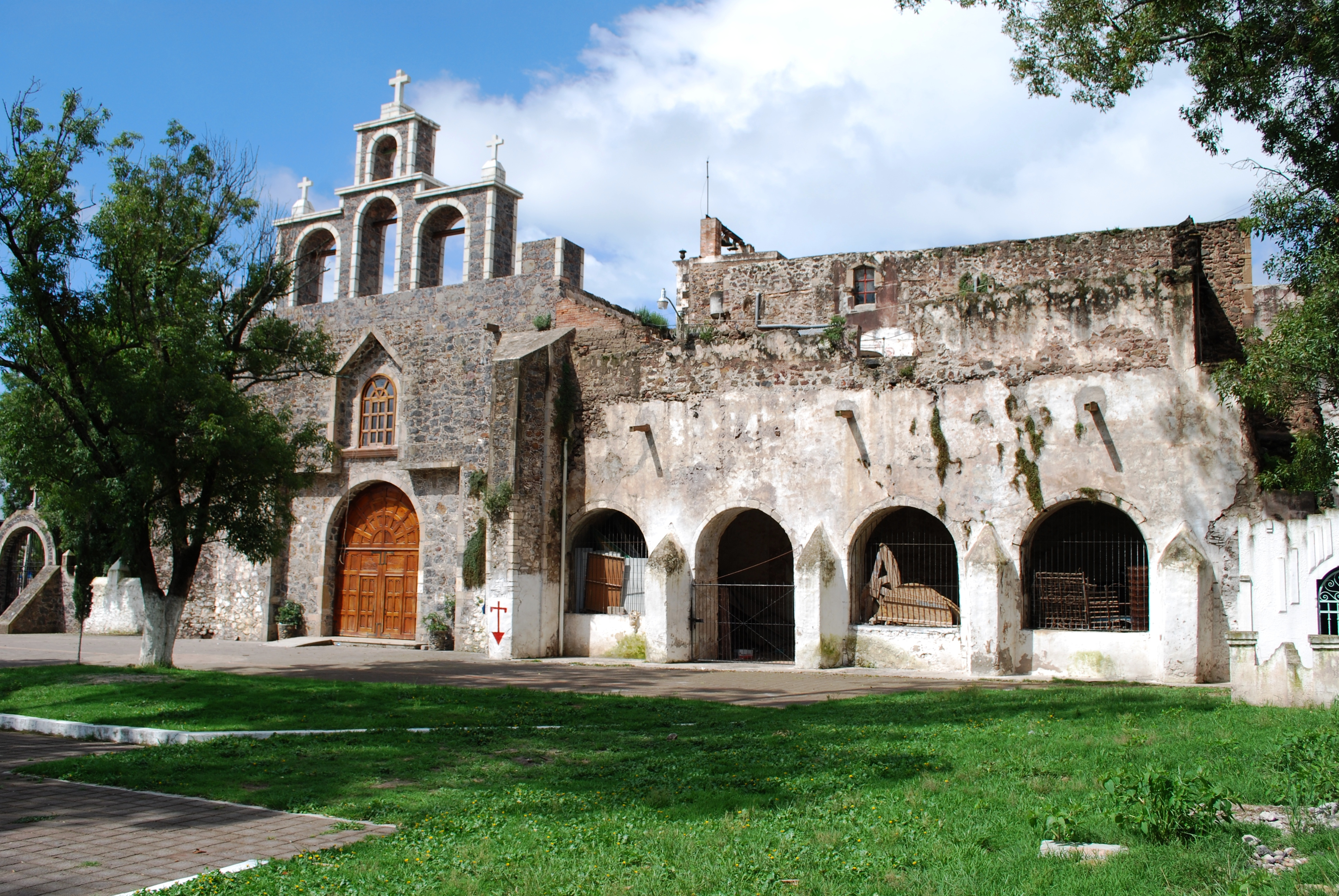
Templo y exconvento de San Miguel Arcángel, en Acatlán.
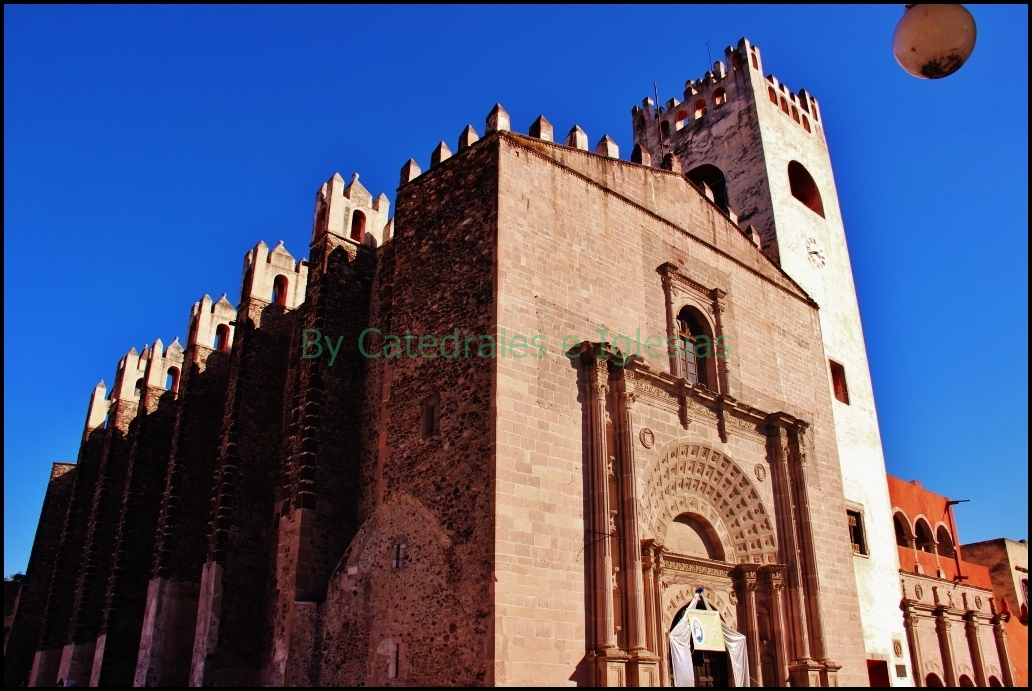
Templo y exconvento de San Nicolás de Tolentino, en Actopan.
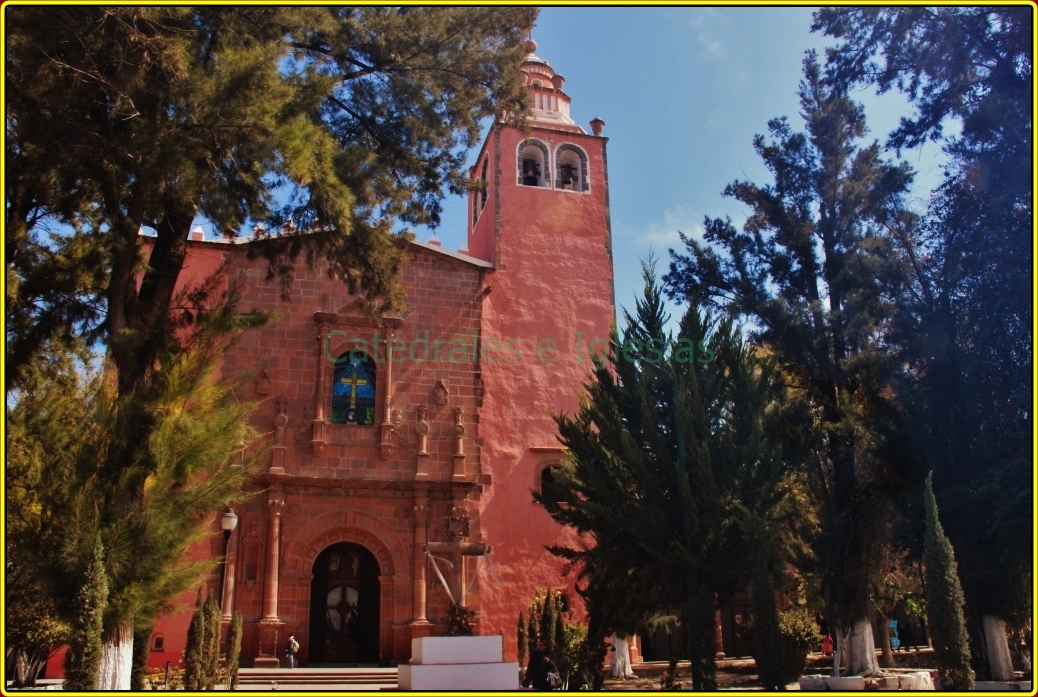
Templo exconvento de San Miguel Arcángel, en Ixmiquilpan.
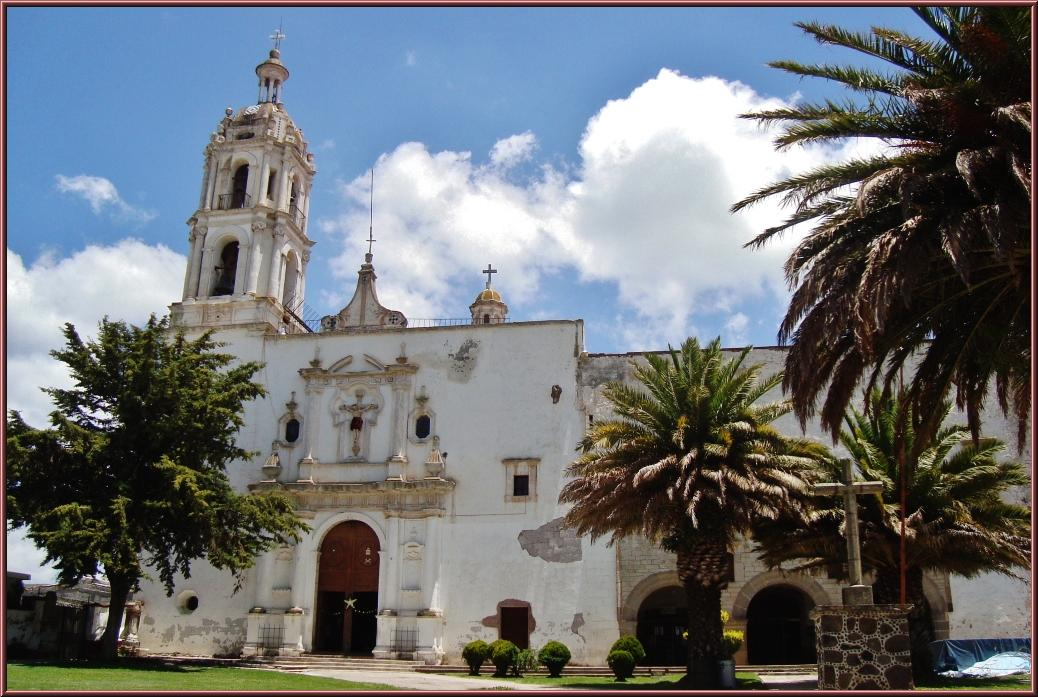
Templo y exconvento de Nuestro Señor en Singuilucan.
Templo y exconvento de San Pedro en Villa de Tezontepec.
Templo y exconvento de San Agustín en Atotonilco el Grande.
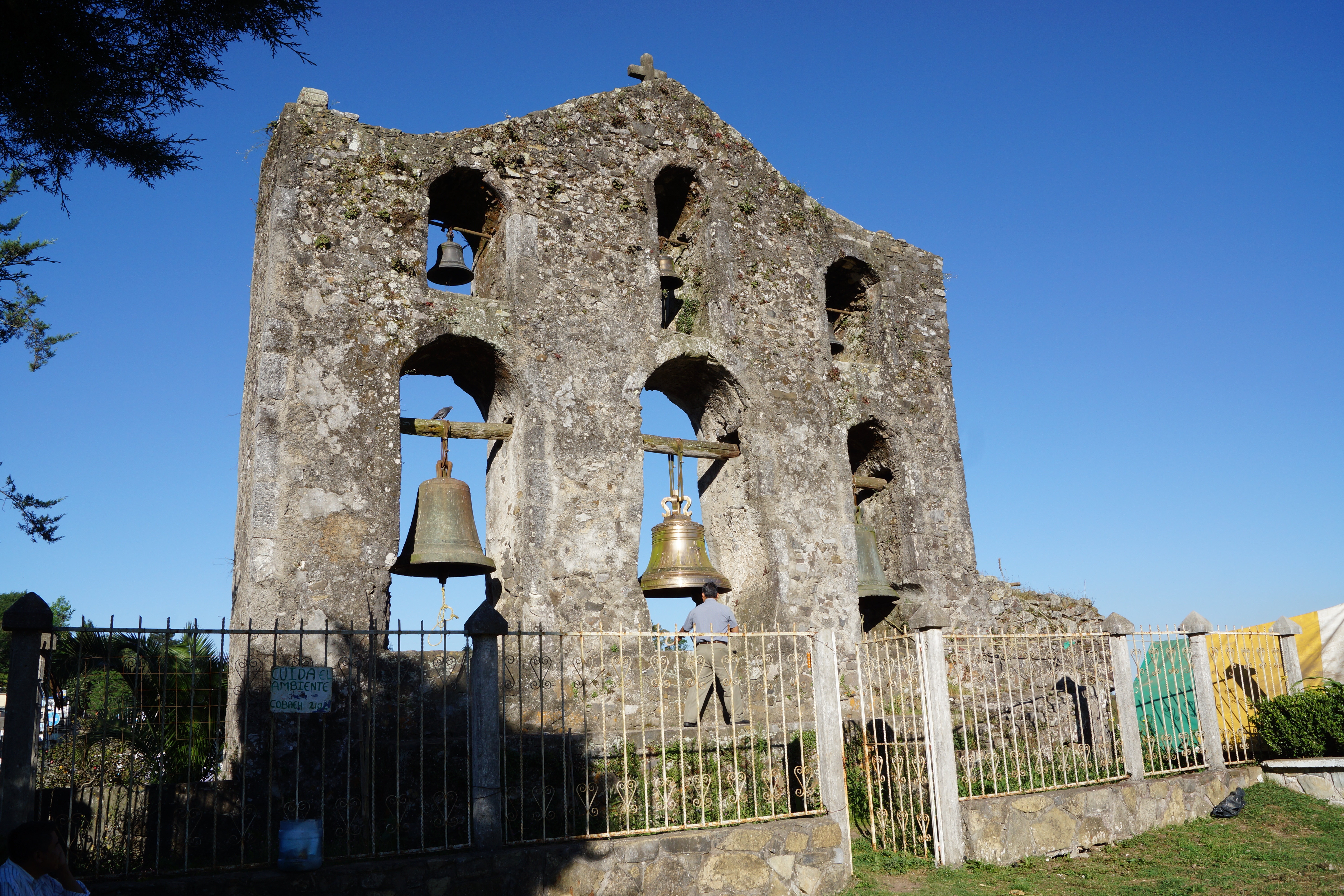
Templo y exconvento de San Agustín en Tlanchinol.
Catedral de Cristo Rey, en Huejutla.
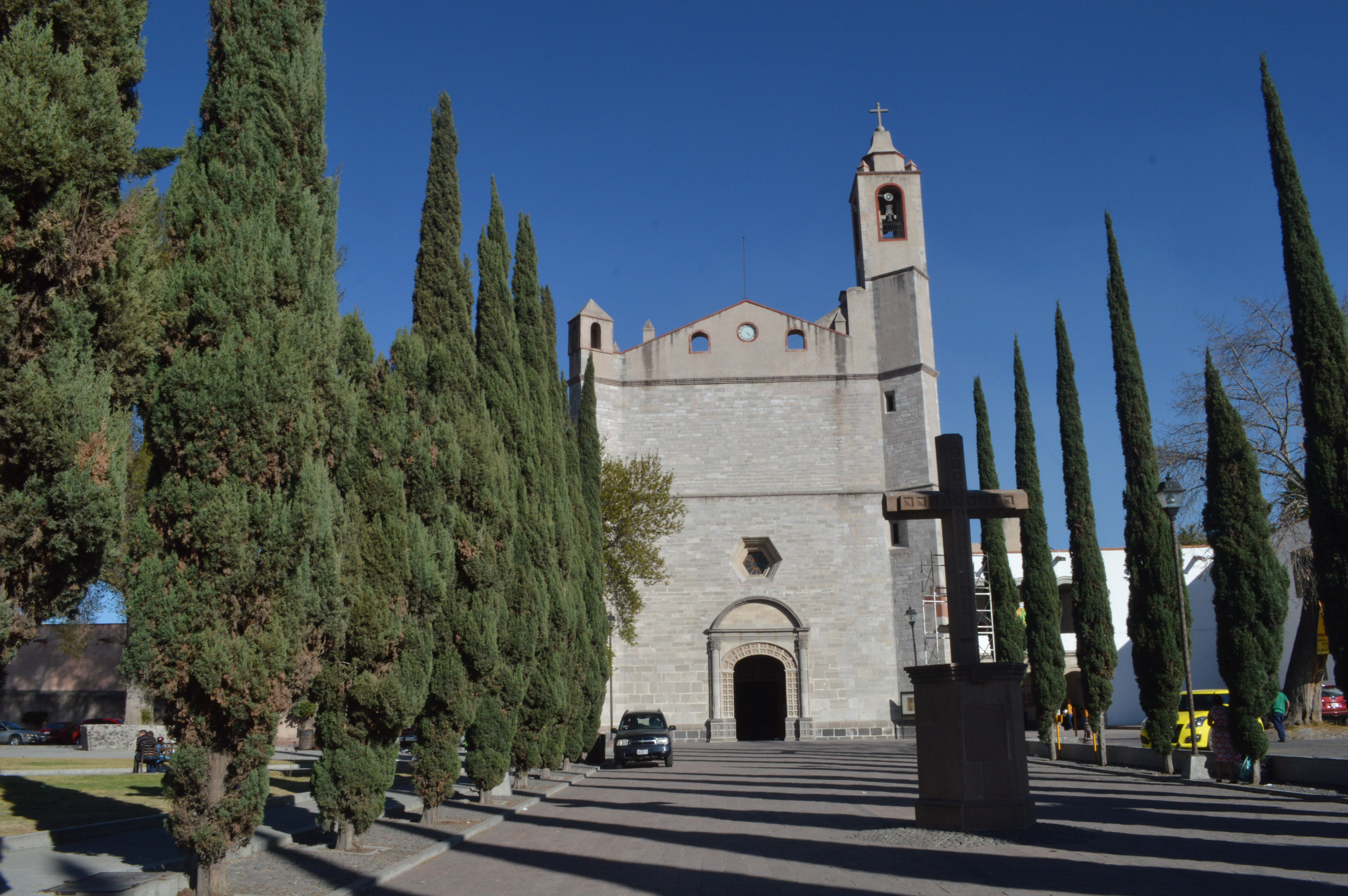
Catedral de San José en Tula.
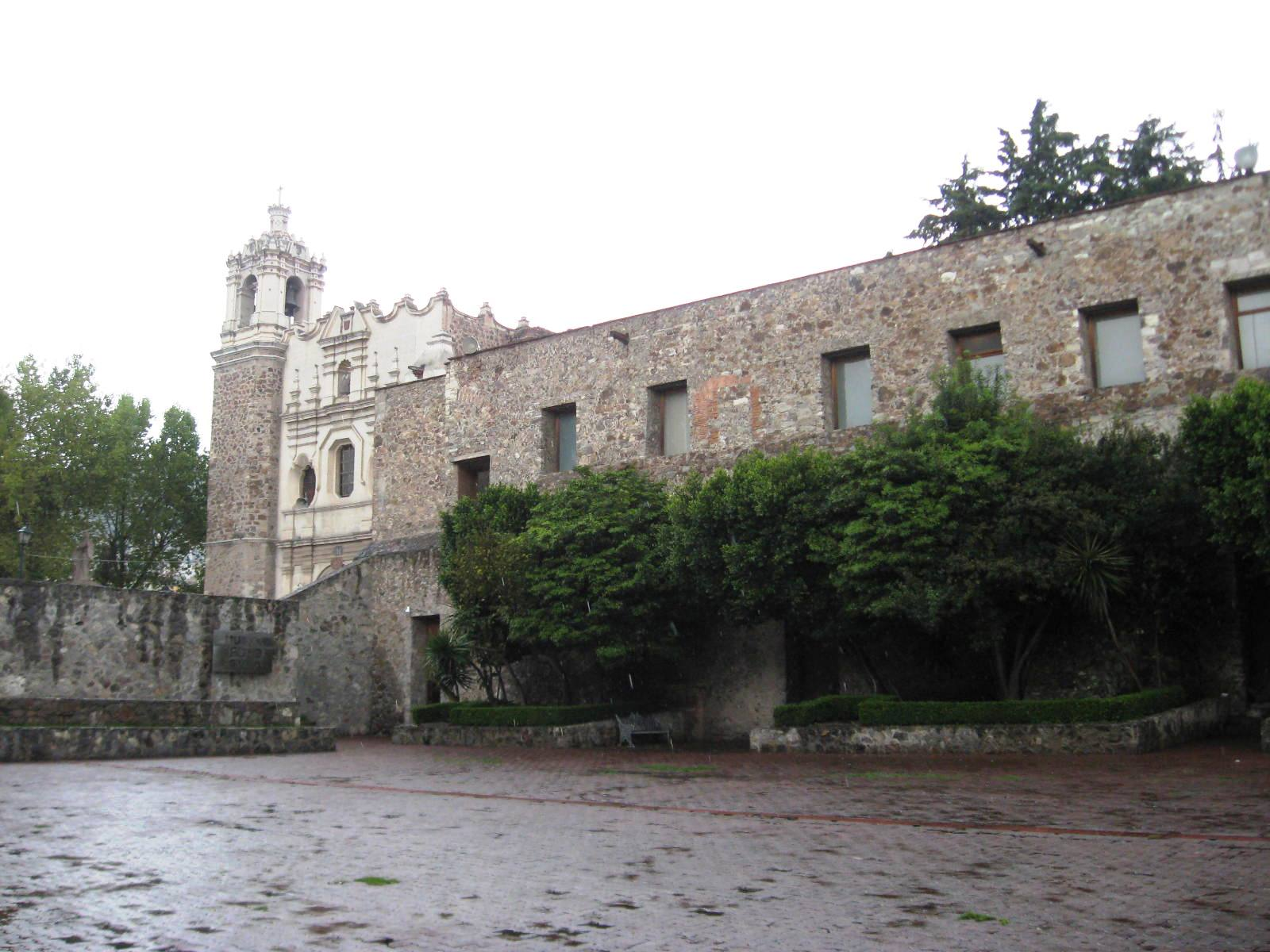
Templo y exconvento de San Francisco, en Pachuca.

Parroquias y capillas

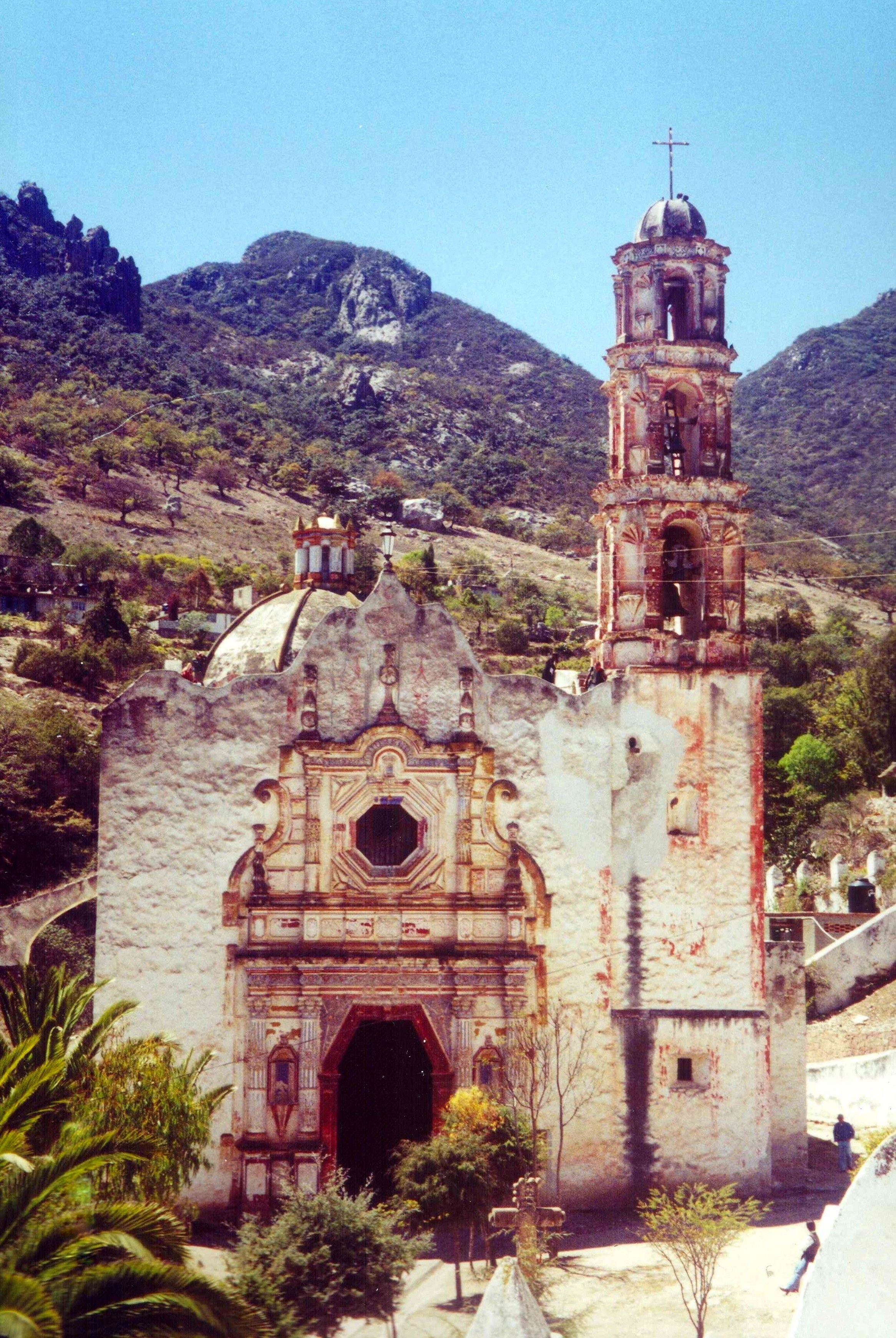
Iglesia del Cristo de Mapethé, la cual cuenta con una amplia riqueza arquitectónica del denominado ultrabarroco.

Las parroquias o iglesias localizadas en distintas localidades de Hidalgo, en su mayoría están compuestas arquitectónicamente de una sola nave construida de mampostería, de planta rectangular, de una sola nave cubierta de bóveda de cañón corrido, y una o dos torres de campanario. Estas fueron construidas ya sea por misioneros franciscanos, agustinos, o del clero secular.
Del siglo XVI se encuentra la Parroquia de Nuestra Señora de Guadalupe en Ajacuba; la Parroquia de San Miguel Arcángel en Atitalaquia, de estilo churrigueresco; la Parroquia de la Purísima Concepción en Cardonal del siglo XVI, de estilo barroco; la Parroquia de Santiago en Chapantongo; la Parroquia de San Pedro en Chapulhuacán, esta sirvió templo y baluarte para defensa contra los ataques
de las tribus indómitas; la Parroquia de San Juan Bautista en Huautla; la Parroquia de San José en Huazalingo; la Parroquia de San Benito en Huehuetla; la Parroquia de San Guillermo en Juárez Hidalgo; la Parroquia de Santa Catarina en Lolotla; la Parroquia de Nuestro Señor en Metepec; la Parroquia de San Agustín en Metzquititlán; la Parroquia de San Bartolo en San Bartolo Tutotepec; la Parroquia del Señor de Santiago en Santiago de Anaya; Parroquia de Santiago en Tepehuacán de Guerrero; la Parroquia de San Juan Bautista en Tezontepec de Aldama; la Parroquia de Santa Ana en Tianguistengo; la Parroquia de la Transfiguración en Tizayuca; la Parroquia de San Juan Bautista en Tolcayuca; la Parroquia de Santa Catarina en Xochiatipan; la Parroquia de San Juan Bautista en Yahualica; la Parroquia de Nuestra Señora de la Encarnación en Zacualtipán; y la Iglesia de la Purísima Concepción en Santa María Xoxoteco.
Del siglo XVII se encuentra la Parroquia de San Antonio en Cuautepec de Hinojosa; la Parroquia de San Pedro en Tlaxcoapan; la Parroquia de Santa María Magdalena en Nopala; la Parroquia de San Juan Bautista en Yolotepec; y la Parroquia de Nuestra Señora de las Lágrimas en Tetepango. Del siglo XVIII se encuentra la Parroquia de Santa María de la Asunción en Chilcuautla; la Parroquia de San Juan Bautista en Huasca de Ocampo; la Parroquia de San Antonio en Jacala; la Parroquia de San Agustín en Tepatepec; la Parroquia de la Preciosa Sangre de Cristo en Pachuquilla; la Parroquia de la Purísima Concepción en Mineral del Chico; la Parroquia Nuestra Señora del Rosario en Mineral del Monte; Capilla de Nuestra Señora de Guadalupe en la La Misión; Parroquia de San Juan Bautista en Pacula; la Parroquia del Divino Salvador en San Salvador; la Parroquia de San Bernardino en Tasquillo; y la Parroquia de San Juan Bautista en Zimapán.
La Parroquia del Señor de las Maravillas en El Arenal inicia su construcción el año de 1806 y se terminó en 1812. La Parroquia de San Marcos en Calnali finalizada el 2 de enero de 1733, consta de una sola nave en forma de cruz con dos torres, aunque no tiene ornamentaciones propias de la época colonial se trata de una reconstrucción posterior. La Parroquia de la Asunción, en Pachuca de Soto, es considerada una de las primeras construcciones de la ciudad. Construida a mediados siglo XVI, pero reconstruida en el siglo XVII. En San Pedro Tlatemalco, municipio de Metztitlán; se encuentra una iglesia agustina del siglo XVI enterrada en el lodo; la Iglesia de San Pedro Tlatemalco; la cual se encuentra enterrada en el suelo.

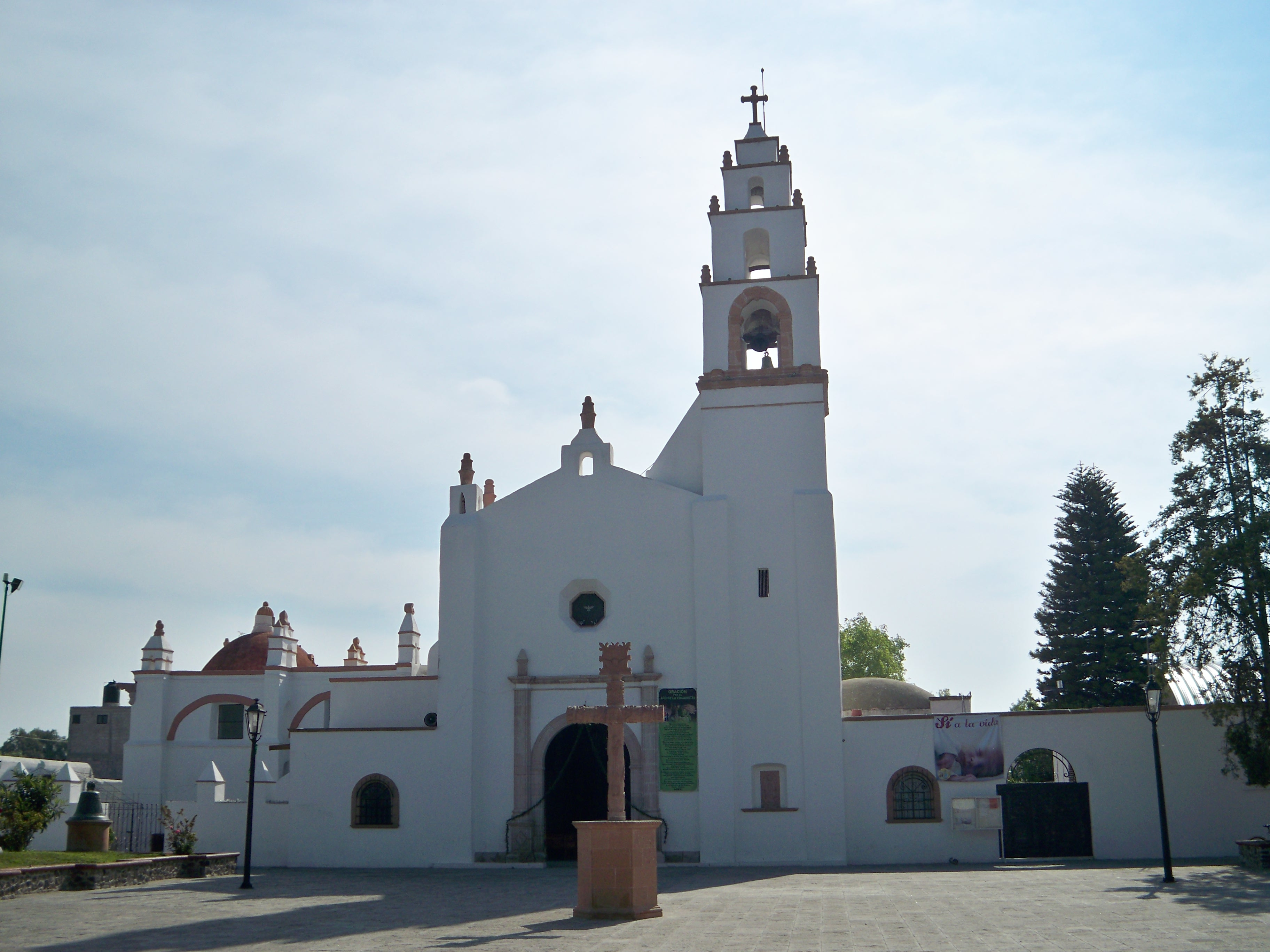
Parroquia de San Agustín en Tepatepec.
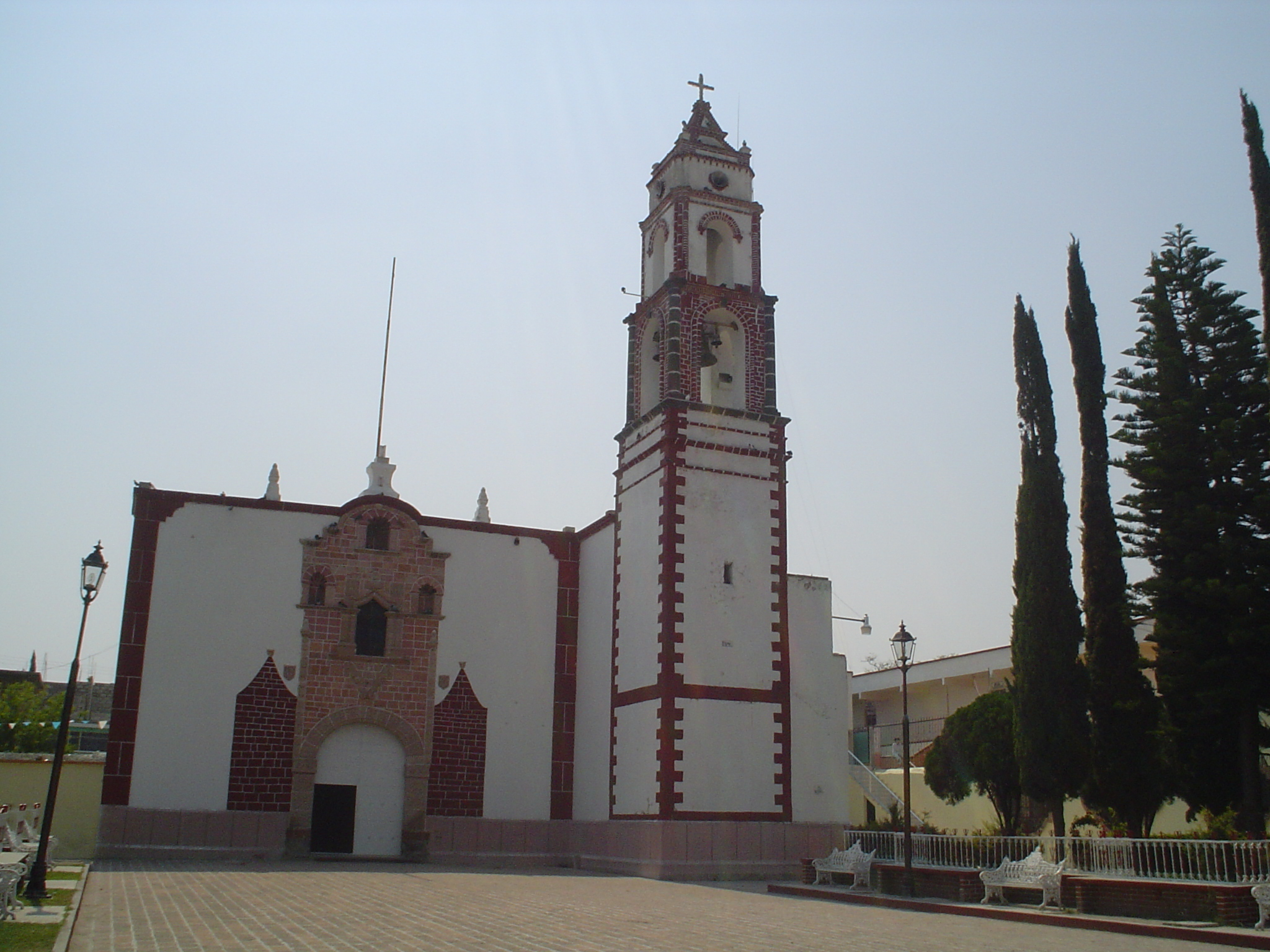
Parroquia de San Juan Bautista de Tezontepec de Aldama.
Parroquia de San Pedro en Tlaxcoapan.
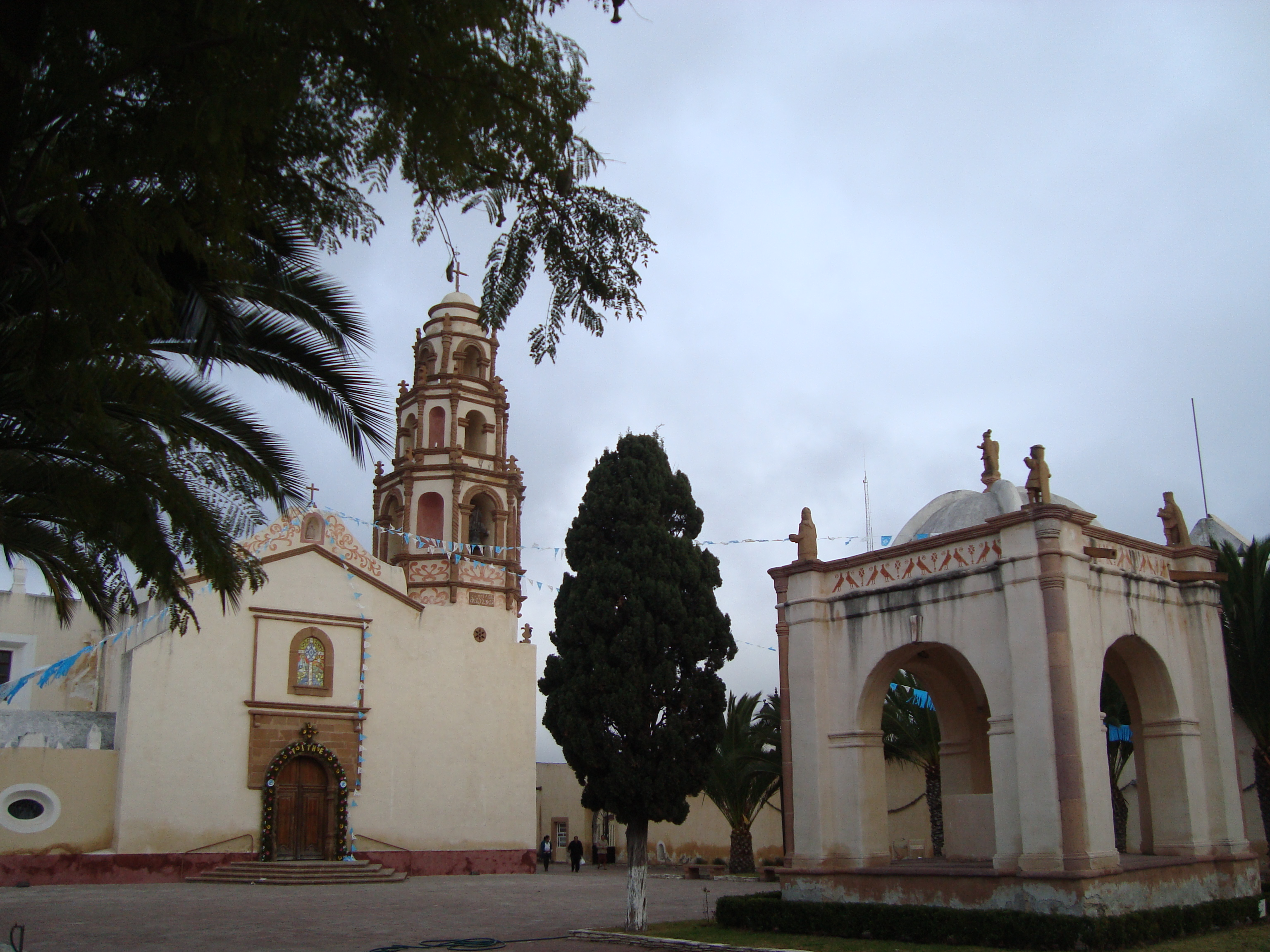
Parroquia de la Purísima Concepción en Cardonal.
Parroquia del Señor de las Maravillas en El Arenal.
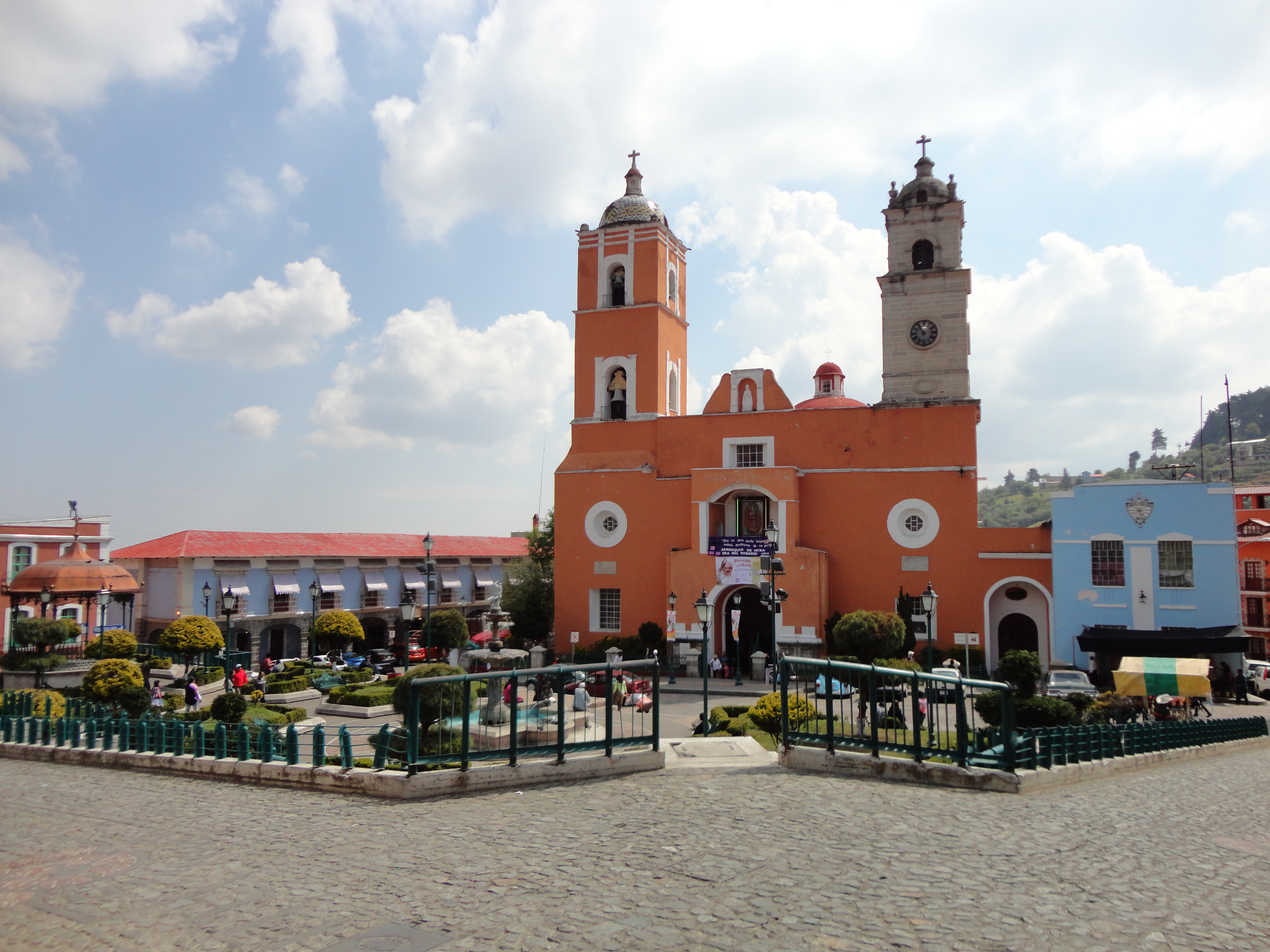
Parroquia Nuestra Señora del Rosario en Mineral del Monte.
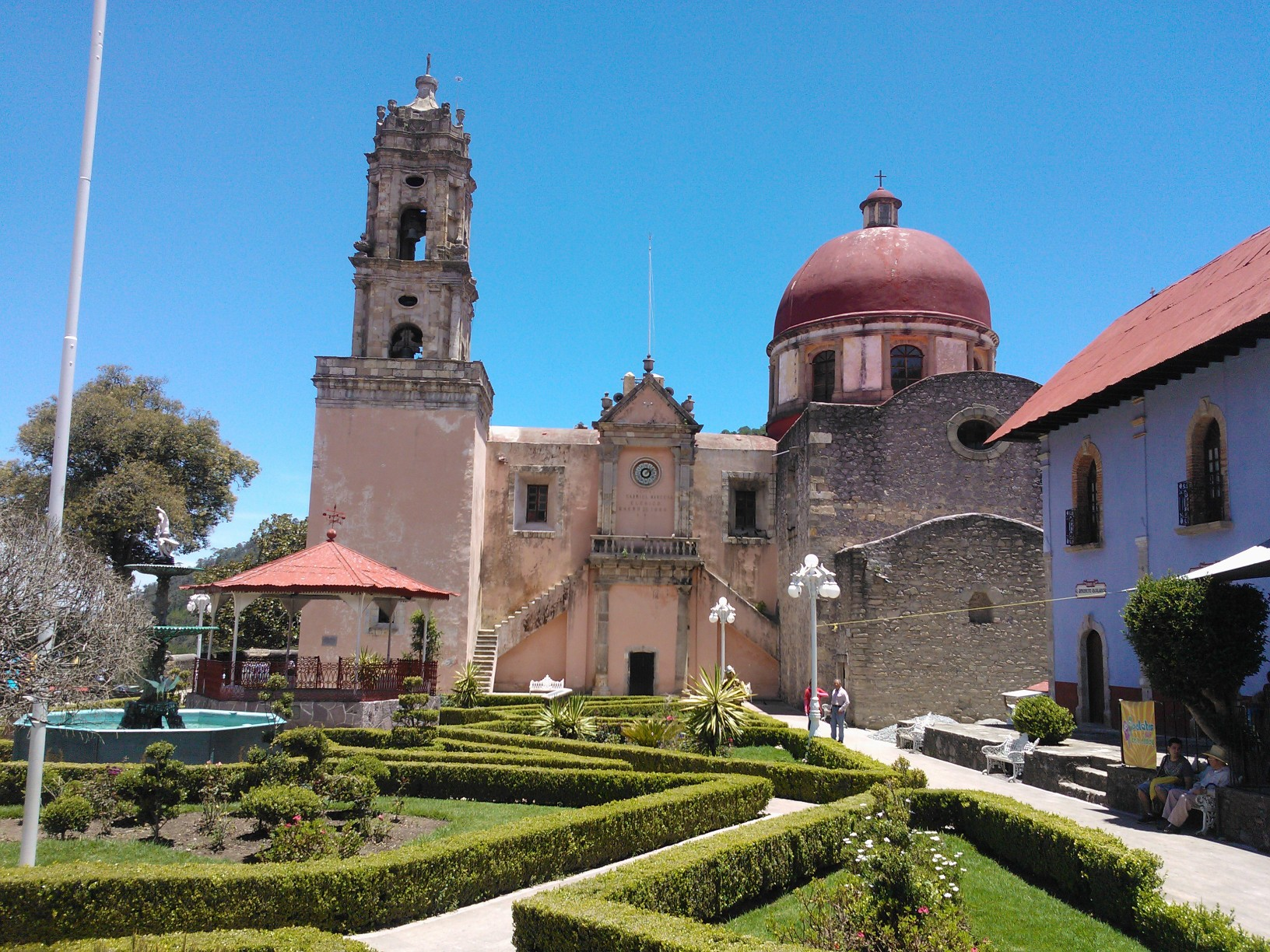
Parroquia de la Purísima Concepción en Mineral del Chico.
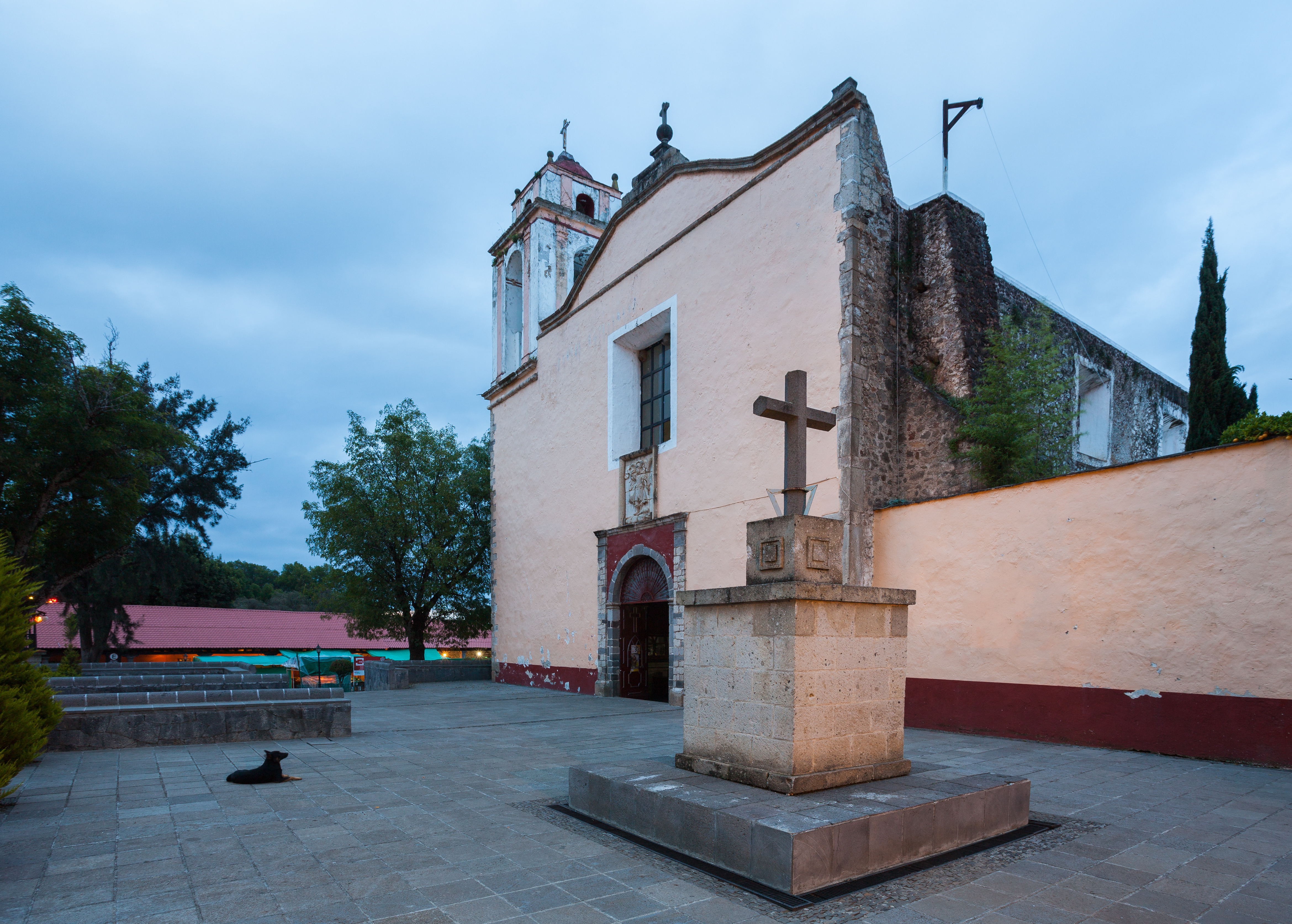
Parroquia de San Juan Bautista en Huasca de Ocampo.
Parroquia de San Miguel en Atitalaquia.
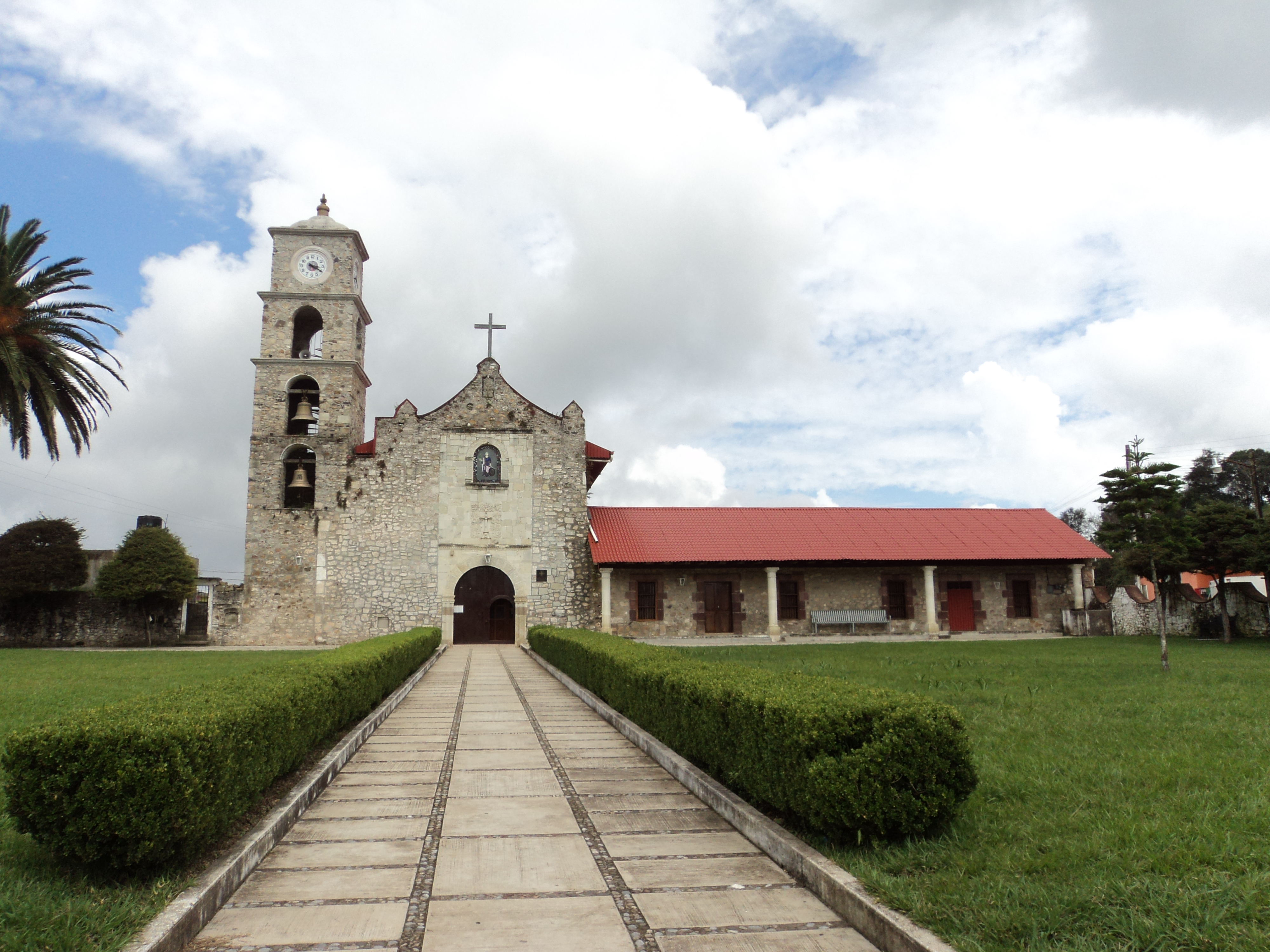
Parroquia de Santa Catarina en Lolotla.
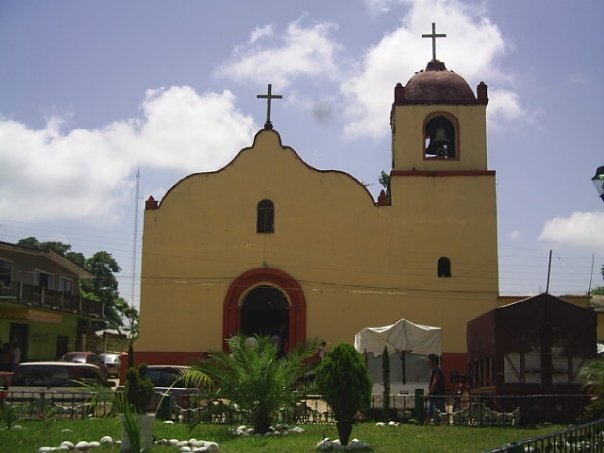
Parroquia de San Juan Bautista en Huautla.
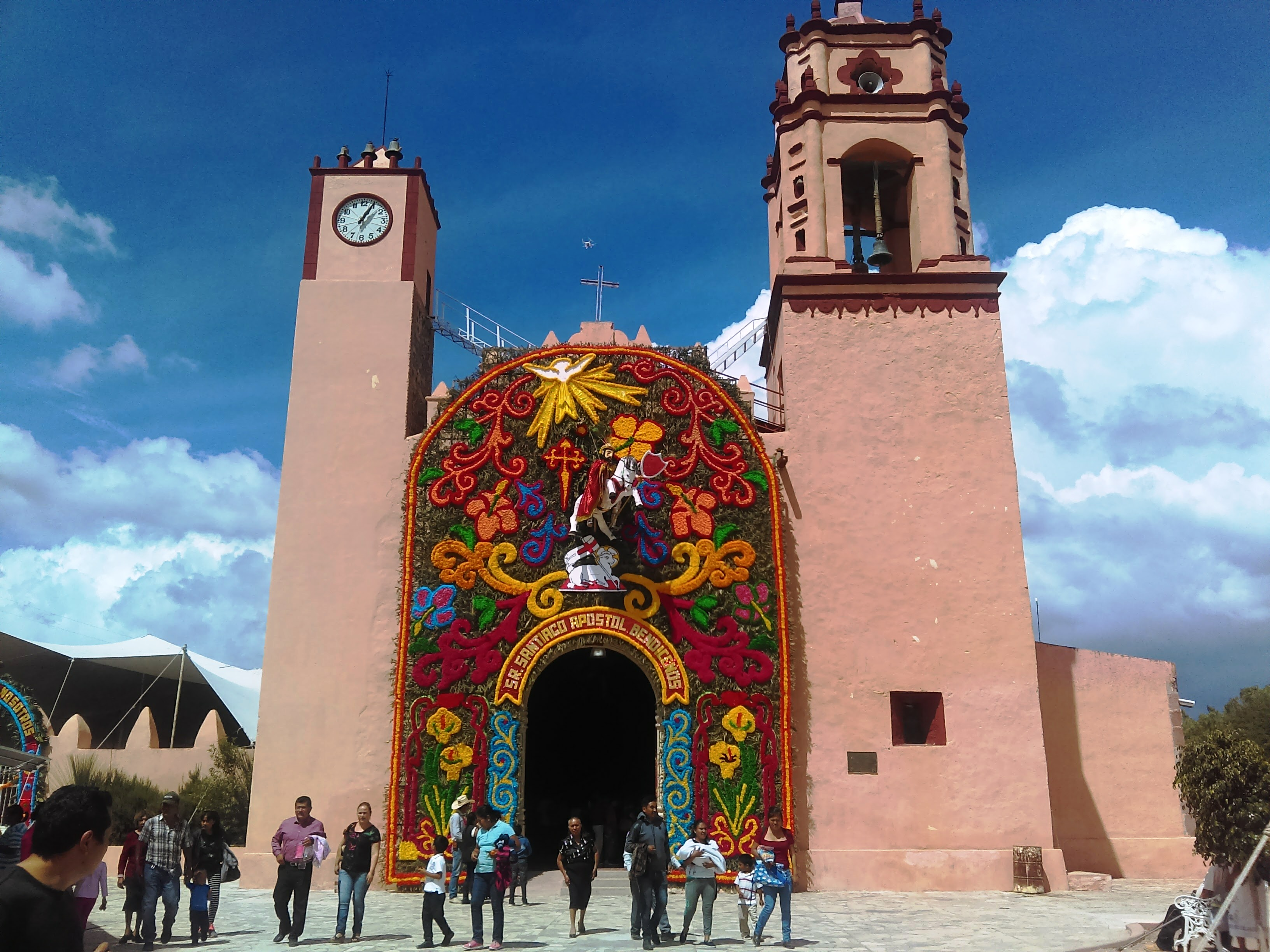
Parroquia del Señor de Santiago en Santiago de Anaya.
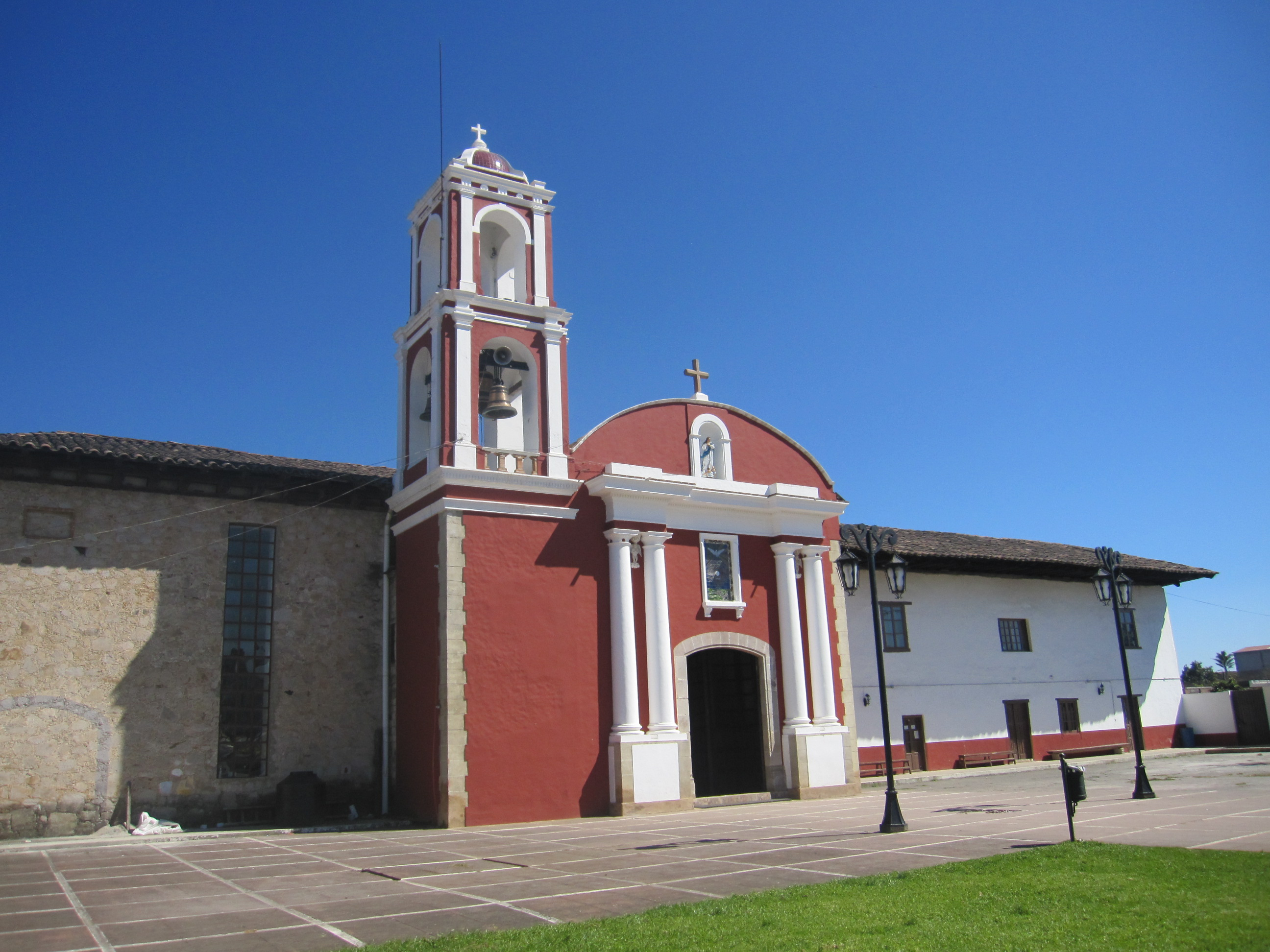
Parroquia de Santa María de la Asunción en Acaxochitlán.
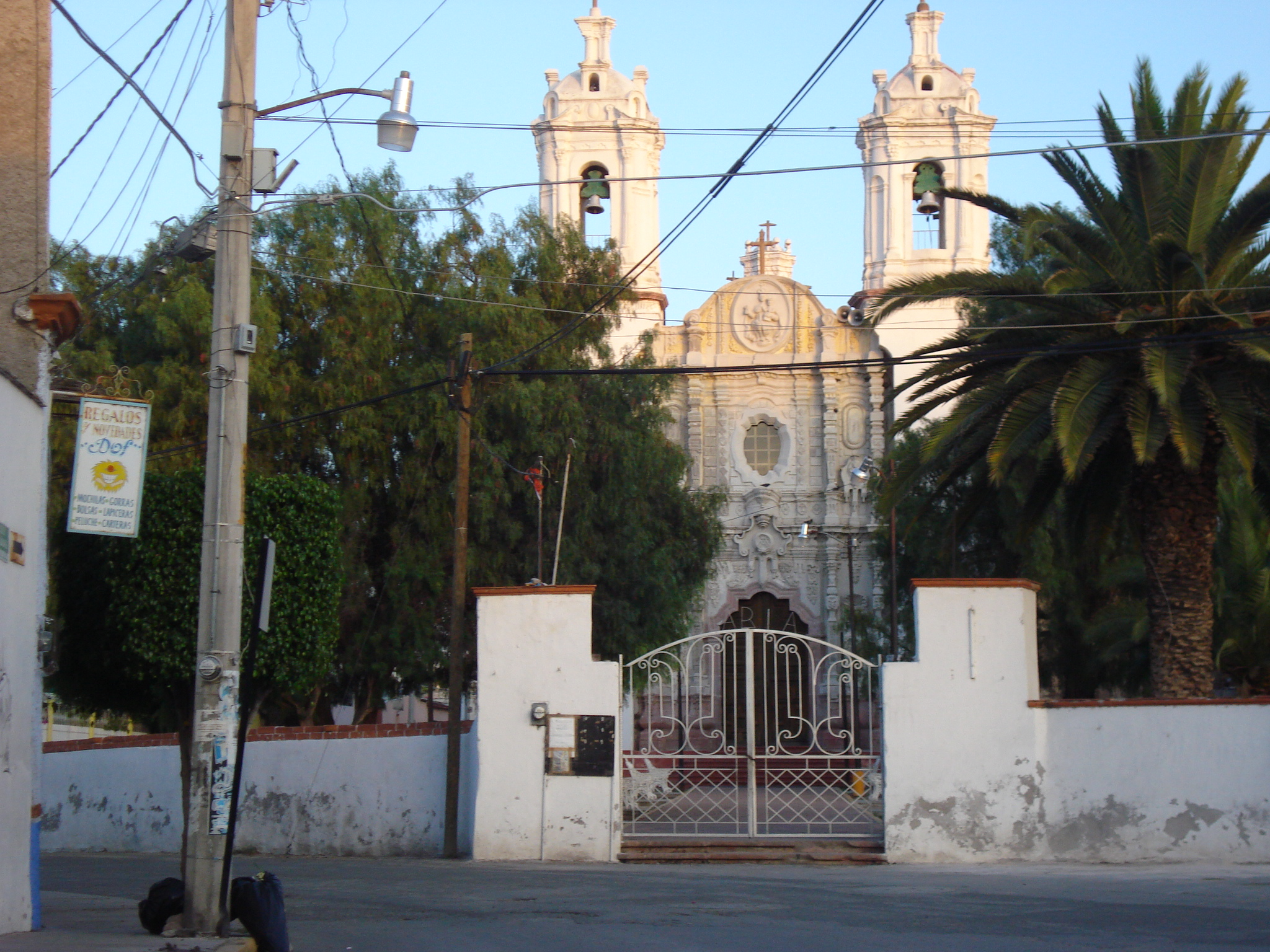
Parroquia del Carmen en Ixmiquilpan.
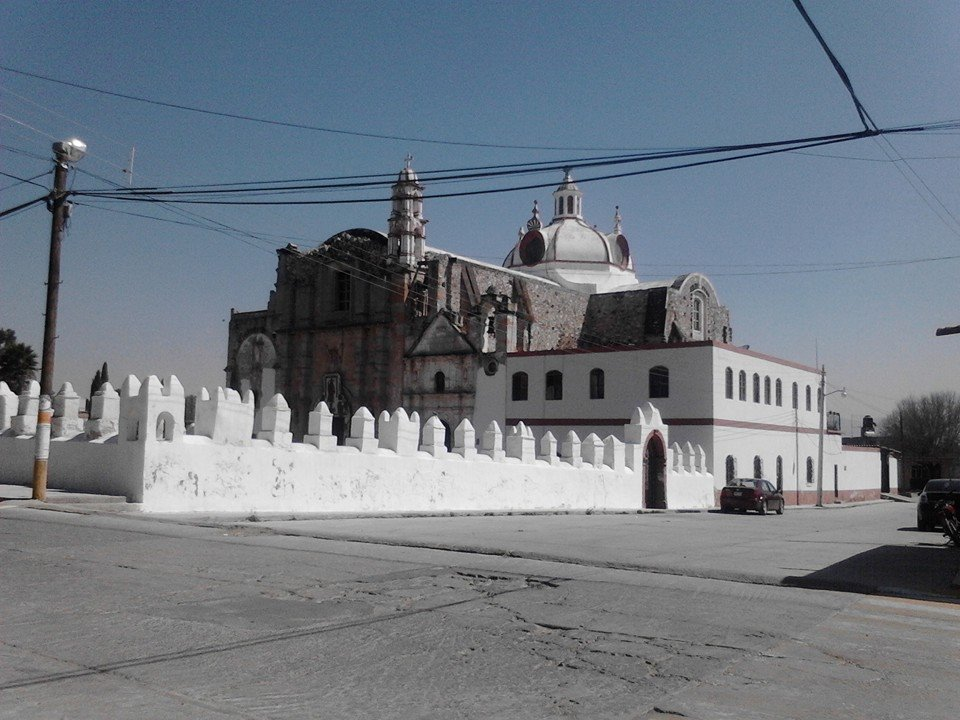
Parroquia del Divino Salvador en San Salvador.
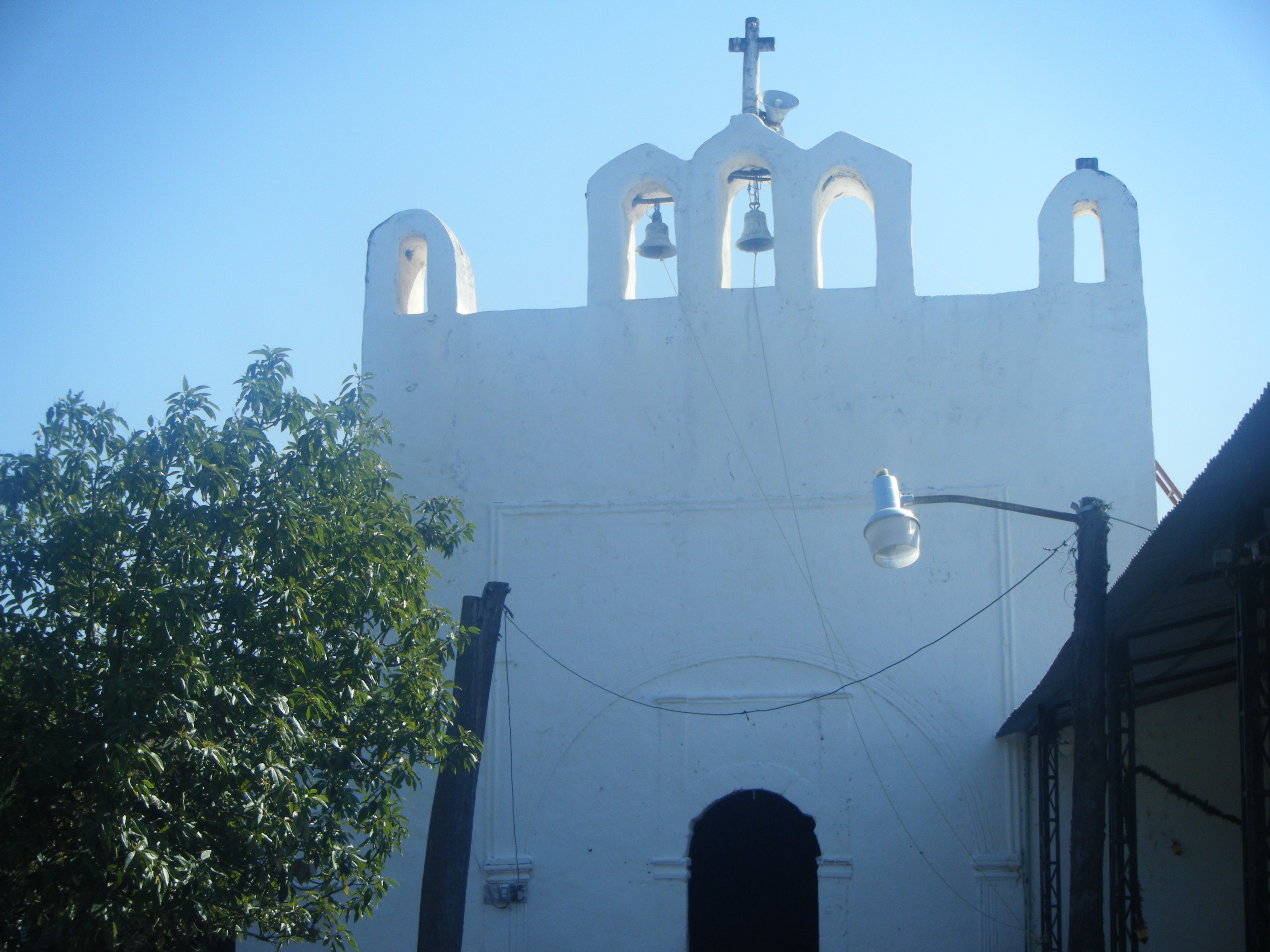
Iglesia de la Purísima Concepción en Santa Maria Xoxoteco.
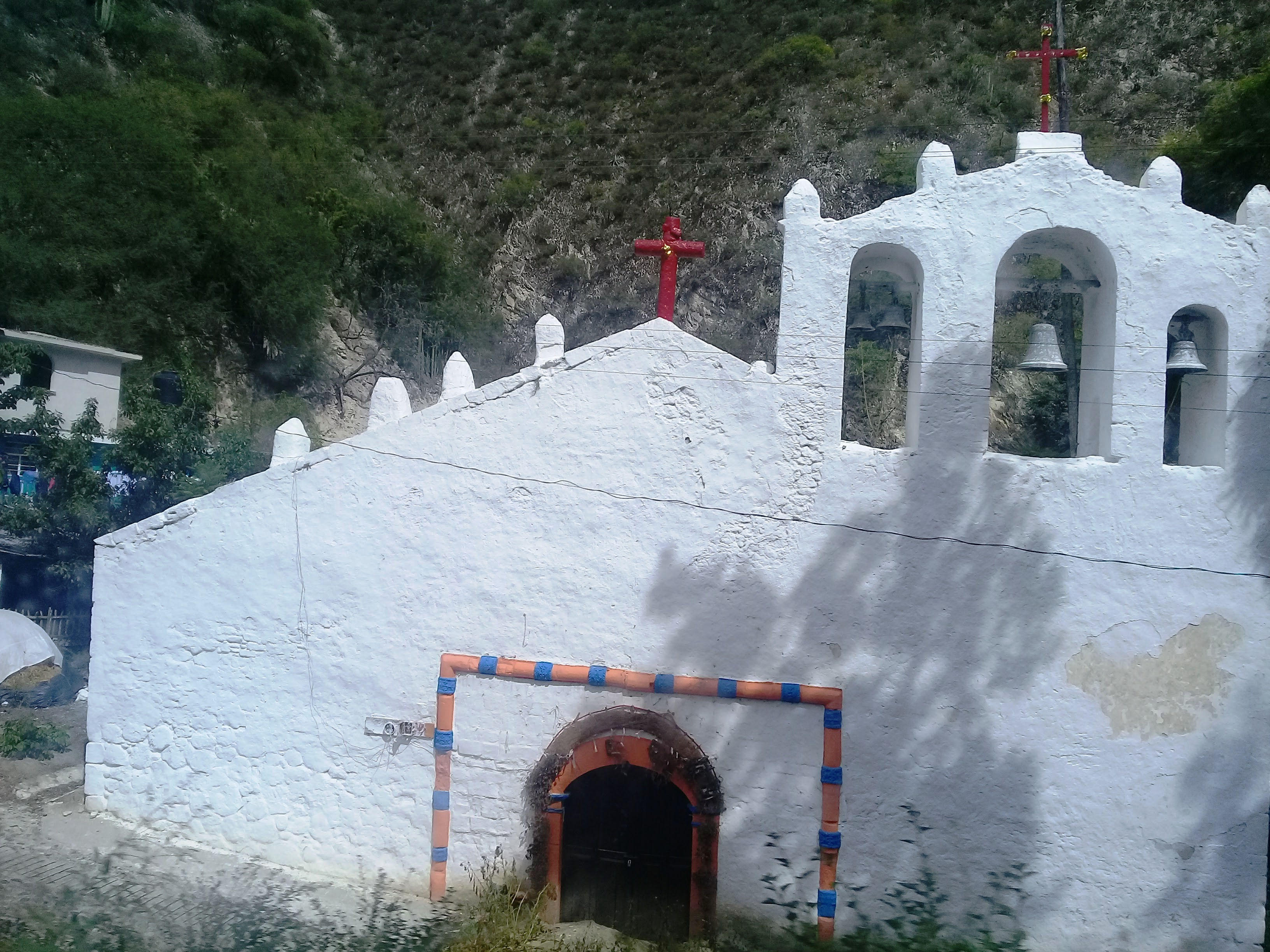
Iglesia de San Pedro en Tlatemalco.
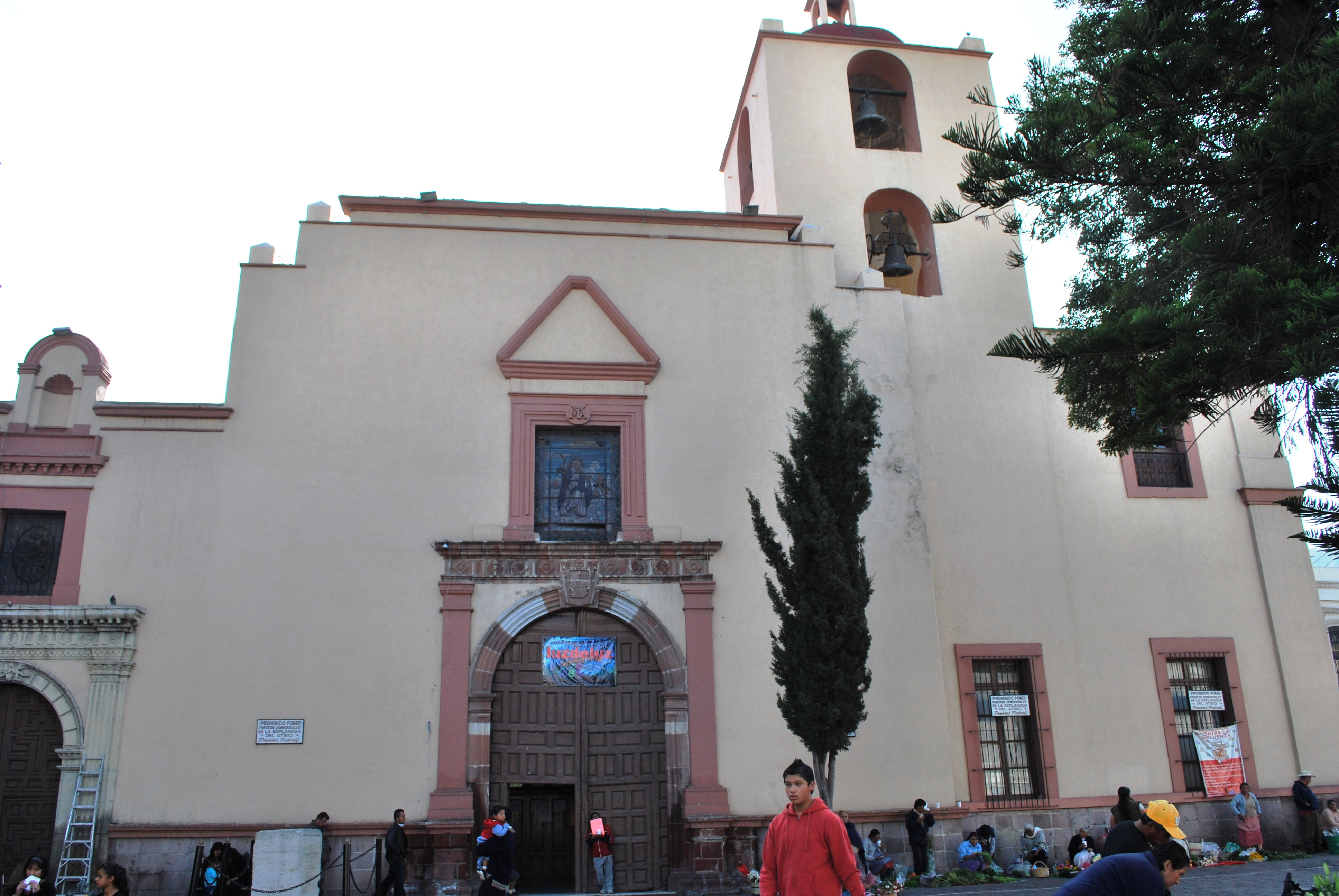
Parroquia de la Asunción, en Pachuca de Soto.

##### Arquitectura civil

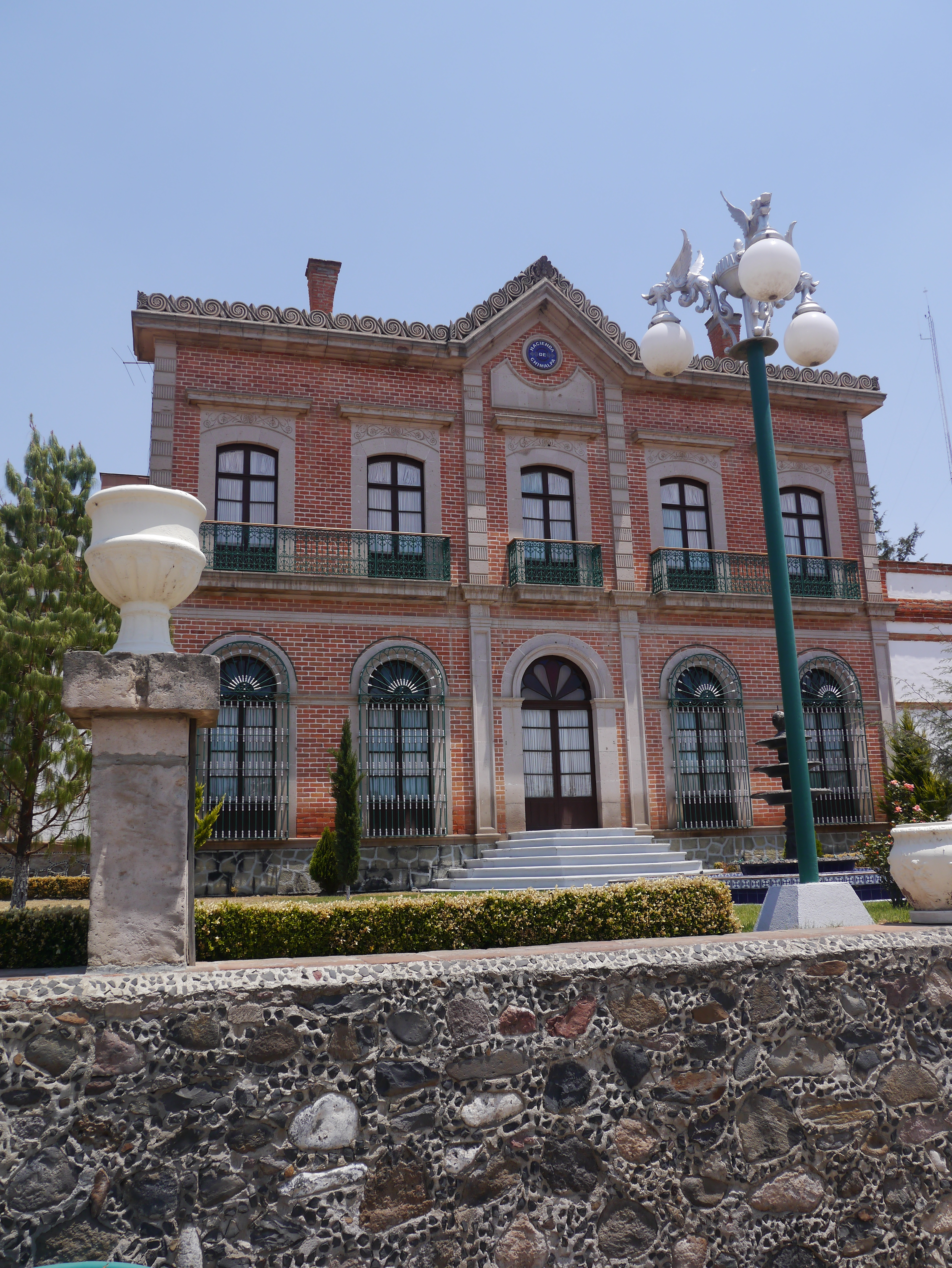
Hacienda de Chimalpa en el municipio de Apan. Fue construida de cantera aproximadamente en el.

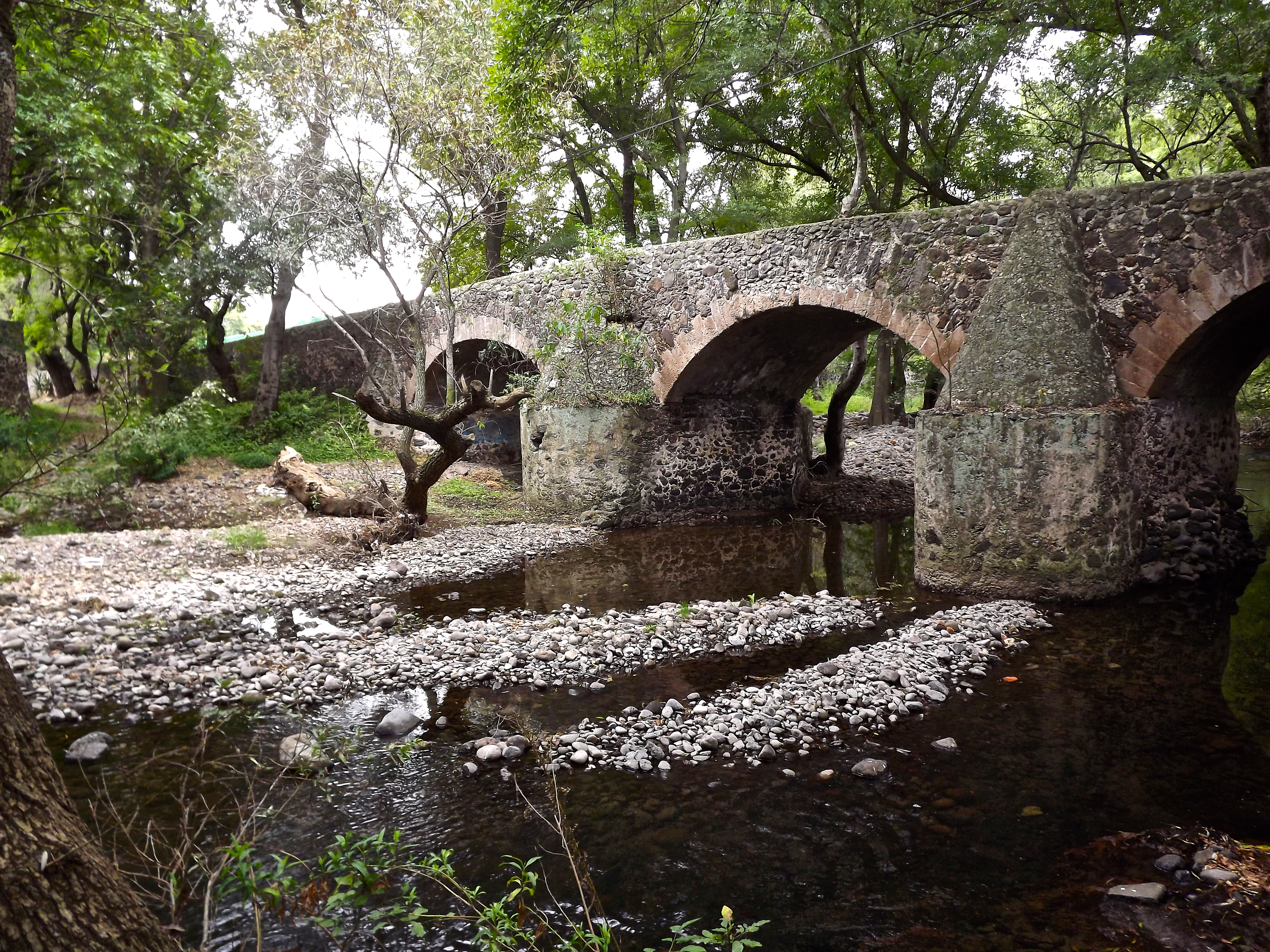
Puente Tlautla en Santiago Tlautla en el municipio de Tepeji del Río de Ocampo. Este puente se encontraba dentro de la ruta del Camino Real de Tierra Adentro.

Hernán Cortés construyó una casa en Tepeapulco entre 1522 y 1526; la Casa de Hernán Cortés, contaba con un torreón, un fortín, almenas para pertrecharse y otros lujos de ese tipo; ocupaba toda una cuadra, hoy en día está dividida entre cinco familias. También durante este periodo se construye la Tercena de Metztitlán, es uno de los pocos edificios civiles del siglo XVI para reunir un cabildo que queda en pie en México; se compone de dos habitaciones contiguas abovedas, abiertas hacia el exterior mediante arquerías de medio punto, construido entre 1537 y 1540. La Casa de Piedra en el municipio de Zacualtipán de Ángeles, según la tradición, la construyó hacia 1538 el fraile Bernardo Quezada como penitencia para optar por una vida monástica.
En la construcción de acueductos, destaca el acueducto y la caja de agua de Tepeapulco; los acueductos de Actopan y Epazoyucan, que dieron servicio a los conventos agustinos de tales localidades; también destacan los puentes que salvan ríos y arroyos como el llamado La Otra Banda, en la entrada al barrio del Progreso, en Ixmiquilpan. El Acueducto de San José Atlán o El Saucillo en el municipio de Huichapan, fue construido en el siglo XVII en cantera. Cuenta con una longitud de 155 metros y 14 arquerías que llegan a medir hasta altura de 44 metros de altura. Fue construido en el siglo XVII en cantera. Cuenta con una longitud de 155 metros y 14 arquerías que llegan a medir hasta altura de 44 metros de altura.
Las haciendas se edificaron durante los siglos XVI y XVIII; algunas fueron construidas para beneficiar los metales que se extraían de las minas, y otras para la producción ganadera y del pulque. Entre las haciendas de beneficio de la minería más conocidas son las construidas por Pedro Romero de Terreros en el municipio de Huasca de Ocampo: Santa María Regla, San Miguel Regla, y San Antonio Regla. La Hacienda La Purísima, en la antigua carretera a Real del Monte, frente al barrio La Españita en Pachuca; donde Bartolomé de Medina descubrió el método de patios. Hasta la primera mitad del siglo XVII algunos españoles, por medio de sus haciendas, empezaron a dedicarse al cultivo extensivo del maguey y a la elaboración de pulque; destacan los llanos de Apan como la parte donde la producción fue más intensa. La Hacienda de Santiago Chimalpa fue construida de cantera aproximadamente en el siglo xvii y entonces contaba con 1260 ha de propiedad. En el municipio de Apan surgen la Hacienda de San Francisco Ocotepec y en el municipio de Almoloya surge la Hacienda de Santiago Tetlapayac.
En Pachuca de Soto sobresale el Edificio las Cajas Reales, su construcción data de 1675, por órdenes del virrey Antonio Sebastián de Toledo Molina y Salazar, marqués de Mancera; en este lugar se recogía el impuesto que los dueños de las minas pagaban; es un edificio de dos niveles, en la fachada dos torres flanqueando la puerta principal y una en la parte norte que servía para la vigilancia del edificio. El Hospital de San Juan de Dios del siglo XVIII, institución hospitalaria a cargo de la orden Juanina, este hospital se sostuvo hasta 1834, en 1869 pasa a albergar el Instituto Literario y Escuela de Artes y Oficios; y para 1961 la UAEH. La Casa Colorada antigua residencia del Segundo Conde de Regla, con su fachada del barroco tardío; se utilizó piedra de tezontle, por lo cual los paramentos quedaron teñidos de rojo.

Arquitectura civil de la Nueva España en el estado de Hidalgo.
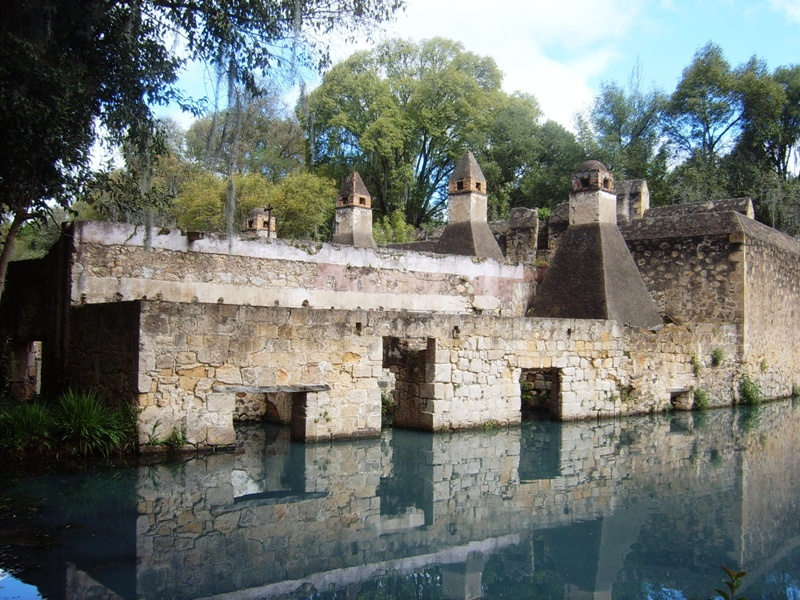
Hacienda de San Miguel Regla en el municipio de Huasca de Ocampo.
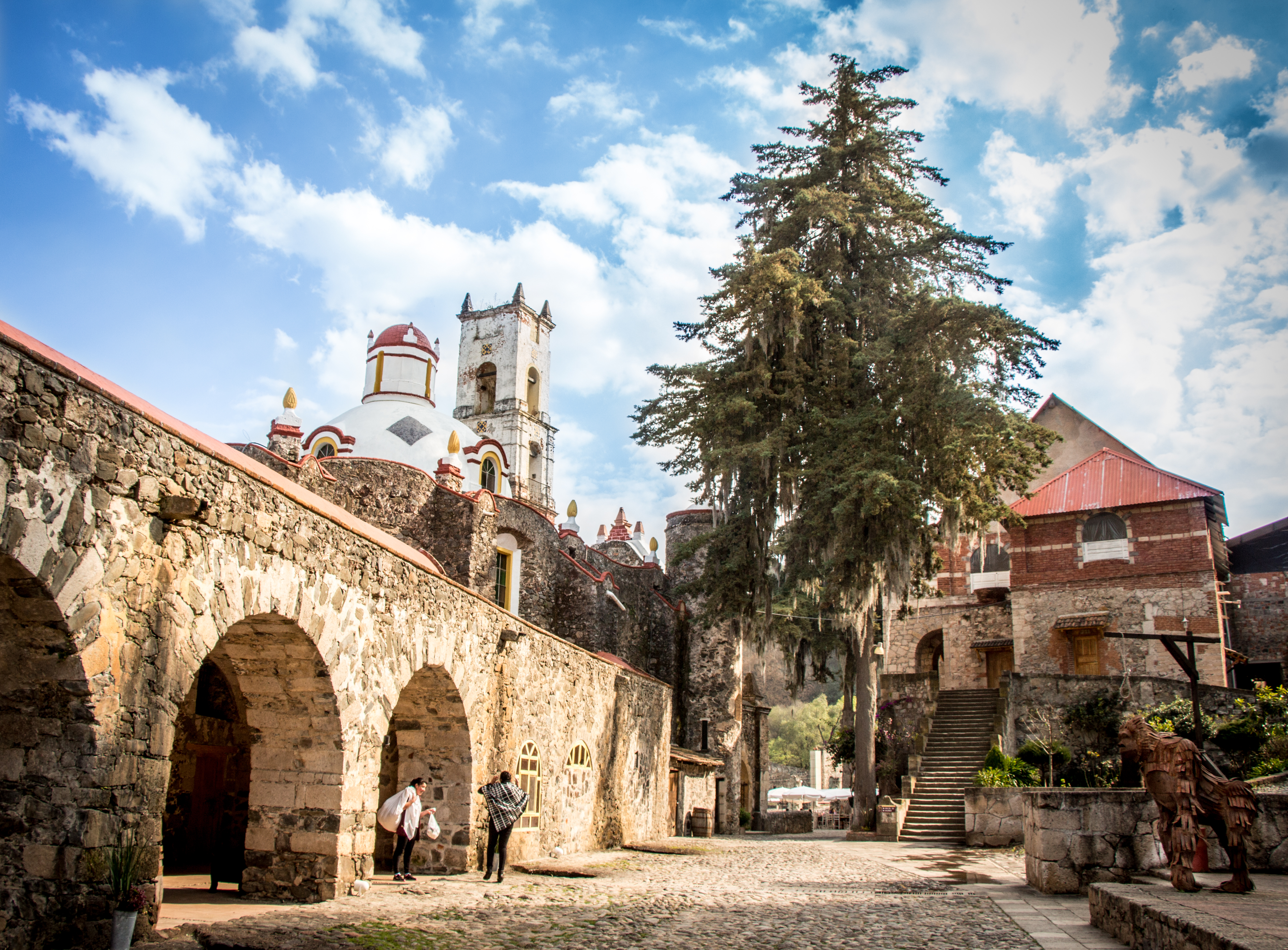
Hacienda de Santa María Regla en el municipio de Huasca de Ocampo.
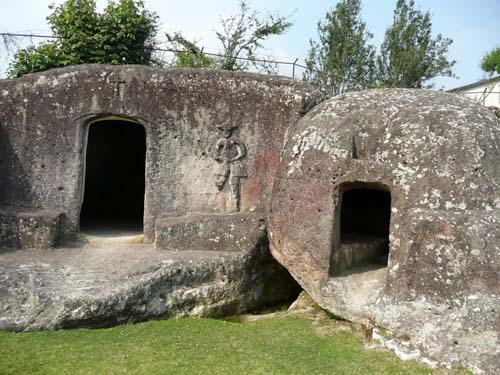
Casa de Piedra en el municipio de Zacualtipán de Ángeles.
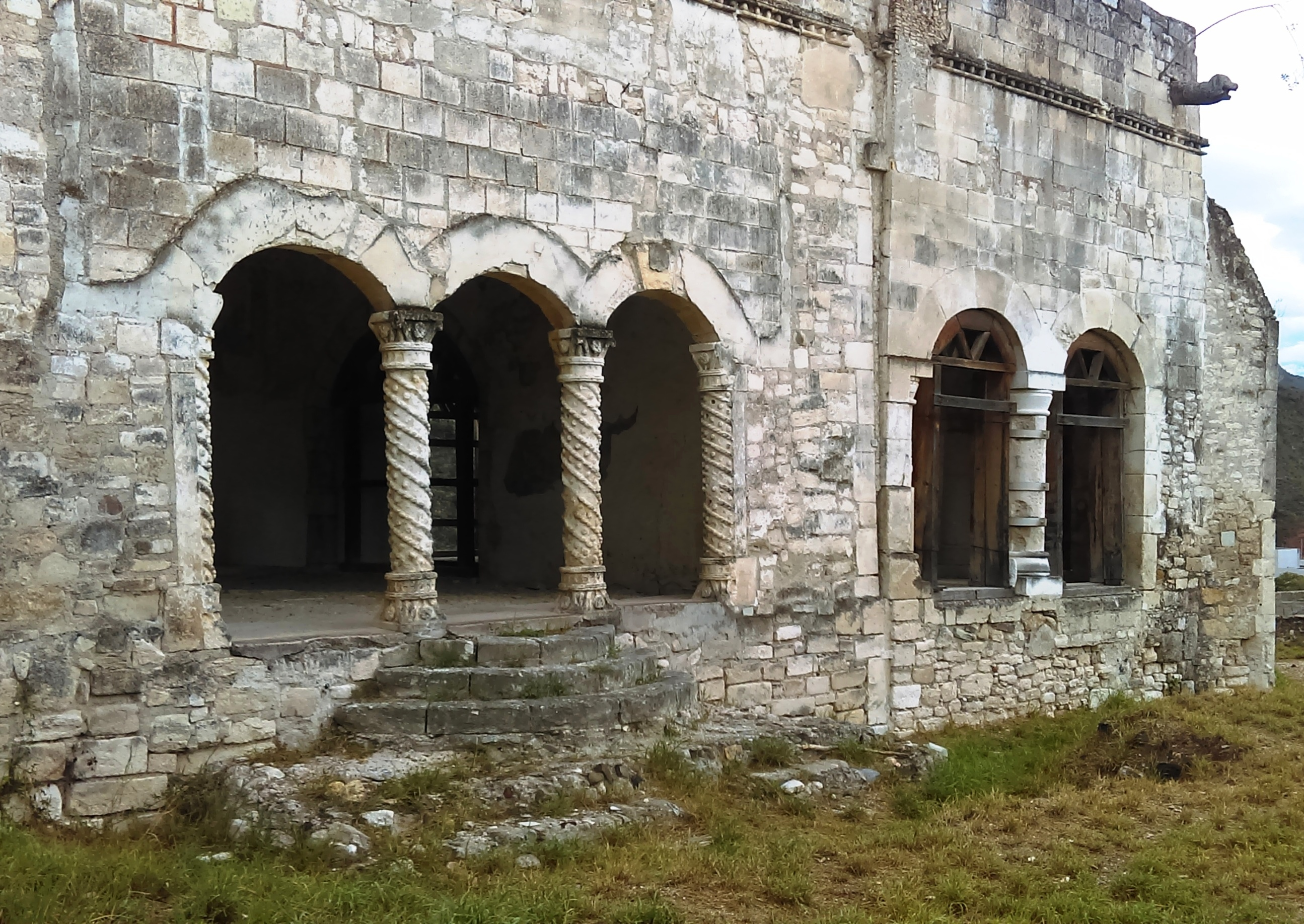
La Tercena en Metztitlán.
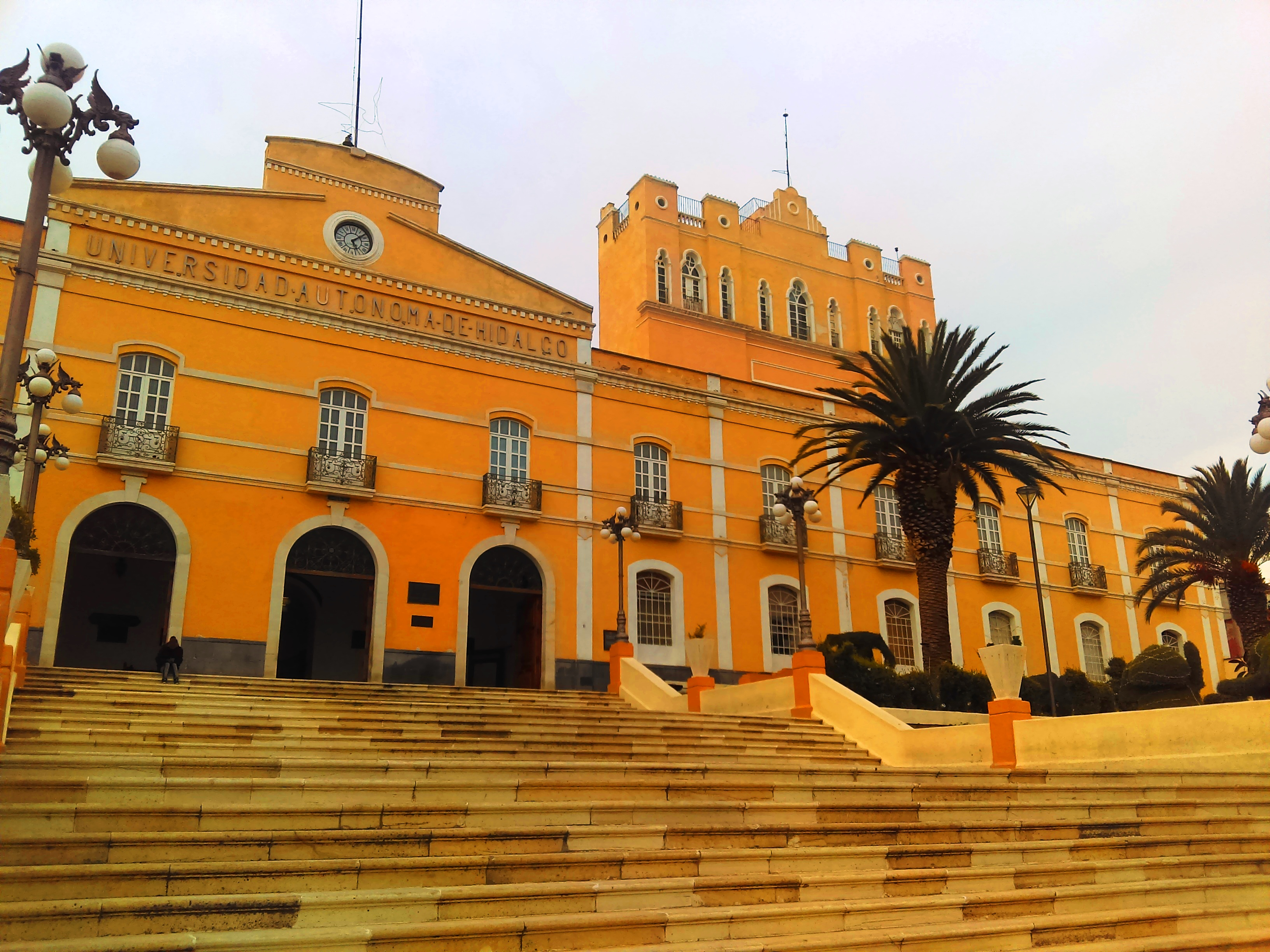
Antiguo Hospital de San Juan de Dios en Pachuca de Soto.
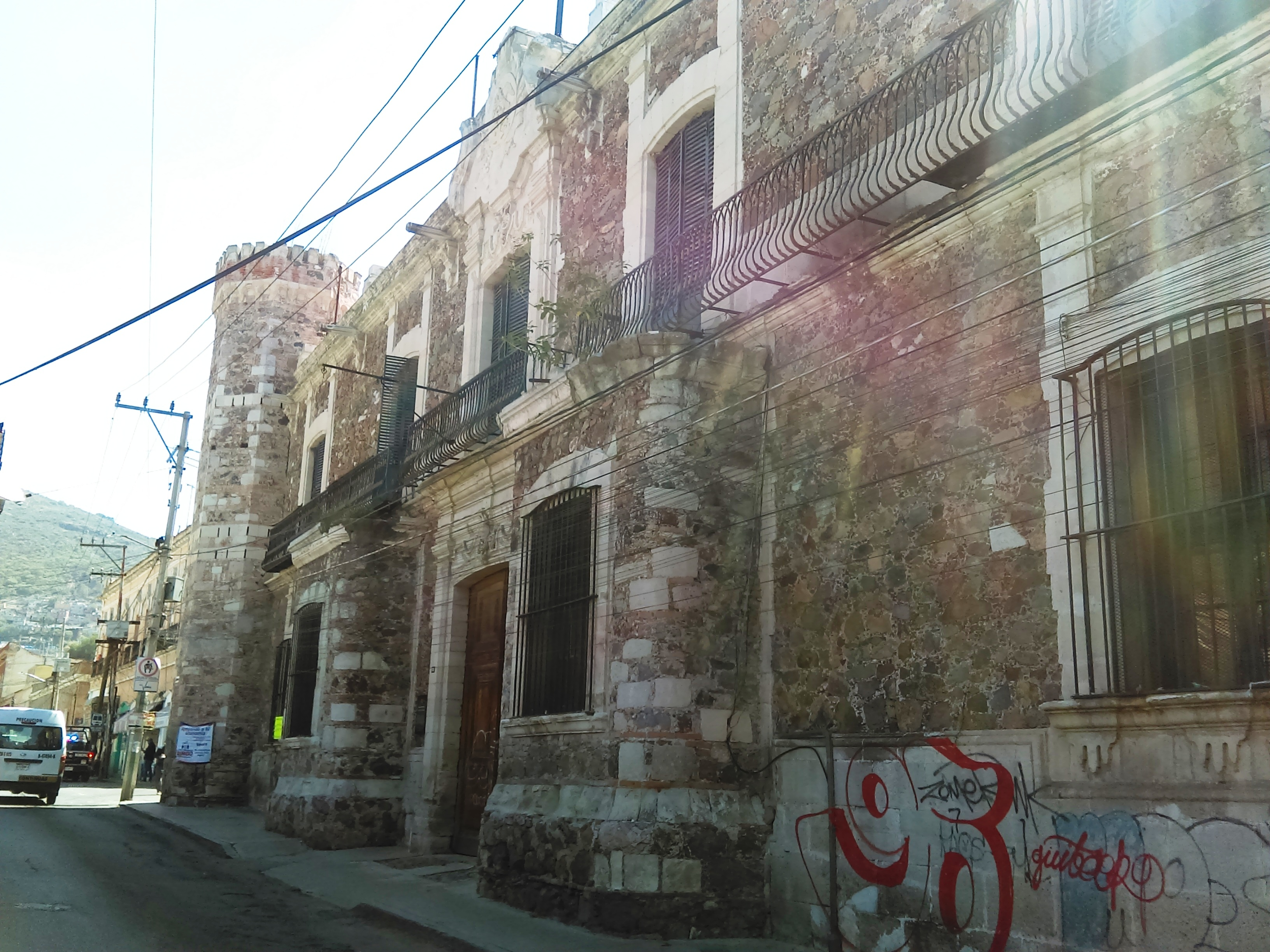
Edificio las Cajas Reales en Pachuca de Soto.
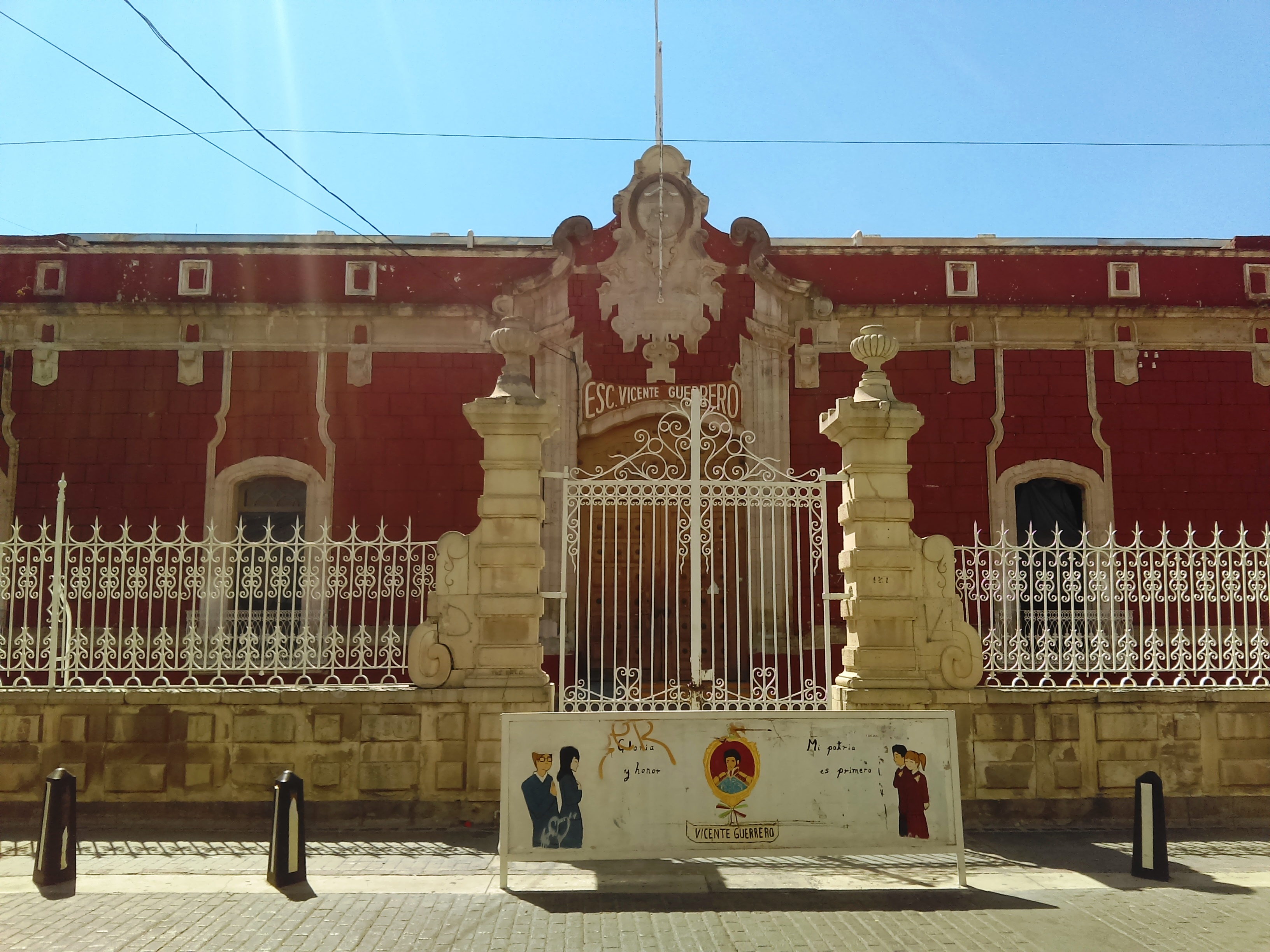
Casa Colorada en Pachuca de Soto.
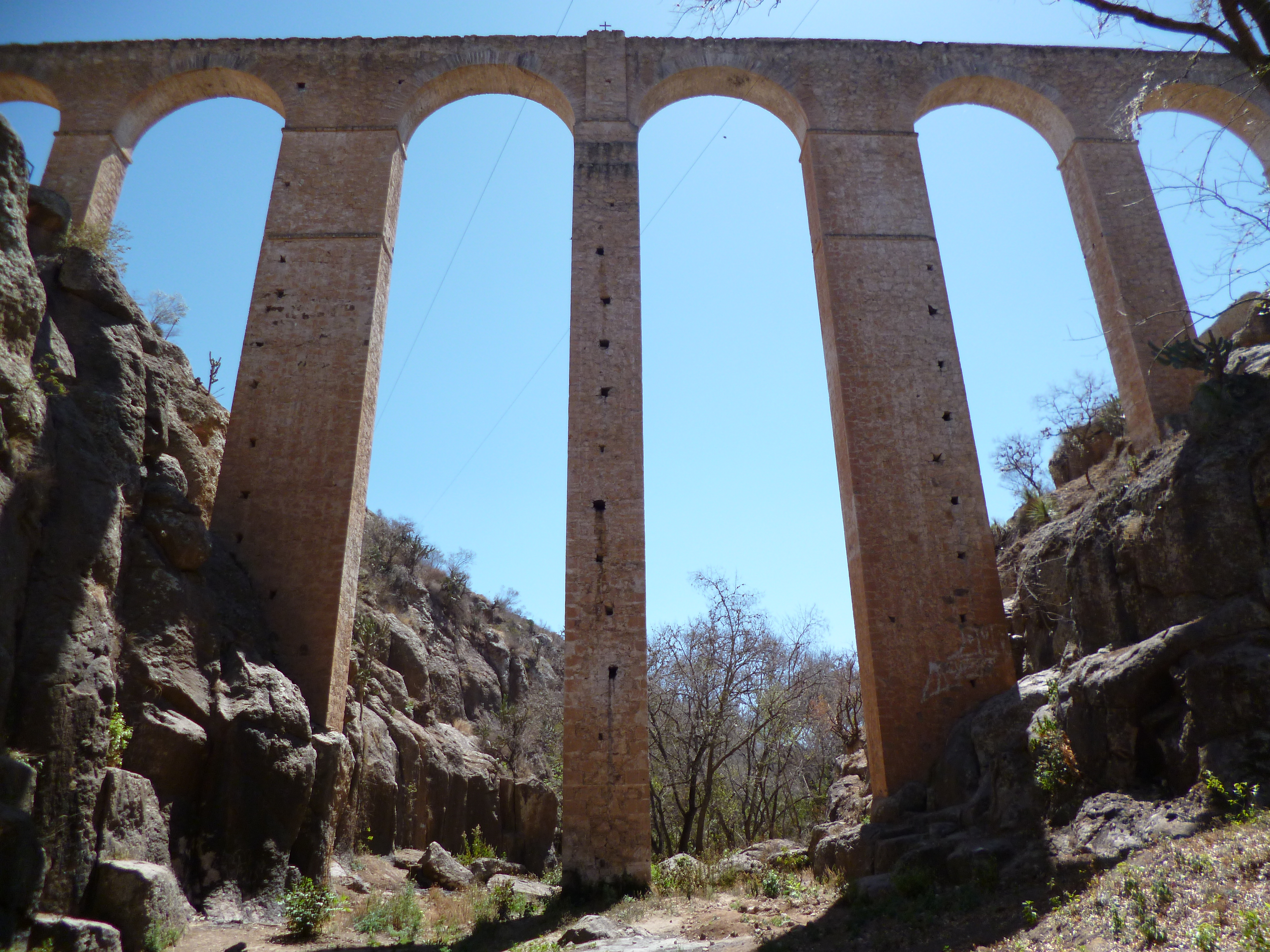
Acueducto de San José Atlán o El Saucillo en el municipio de Huichapan.
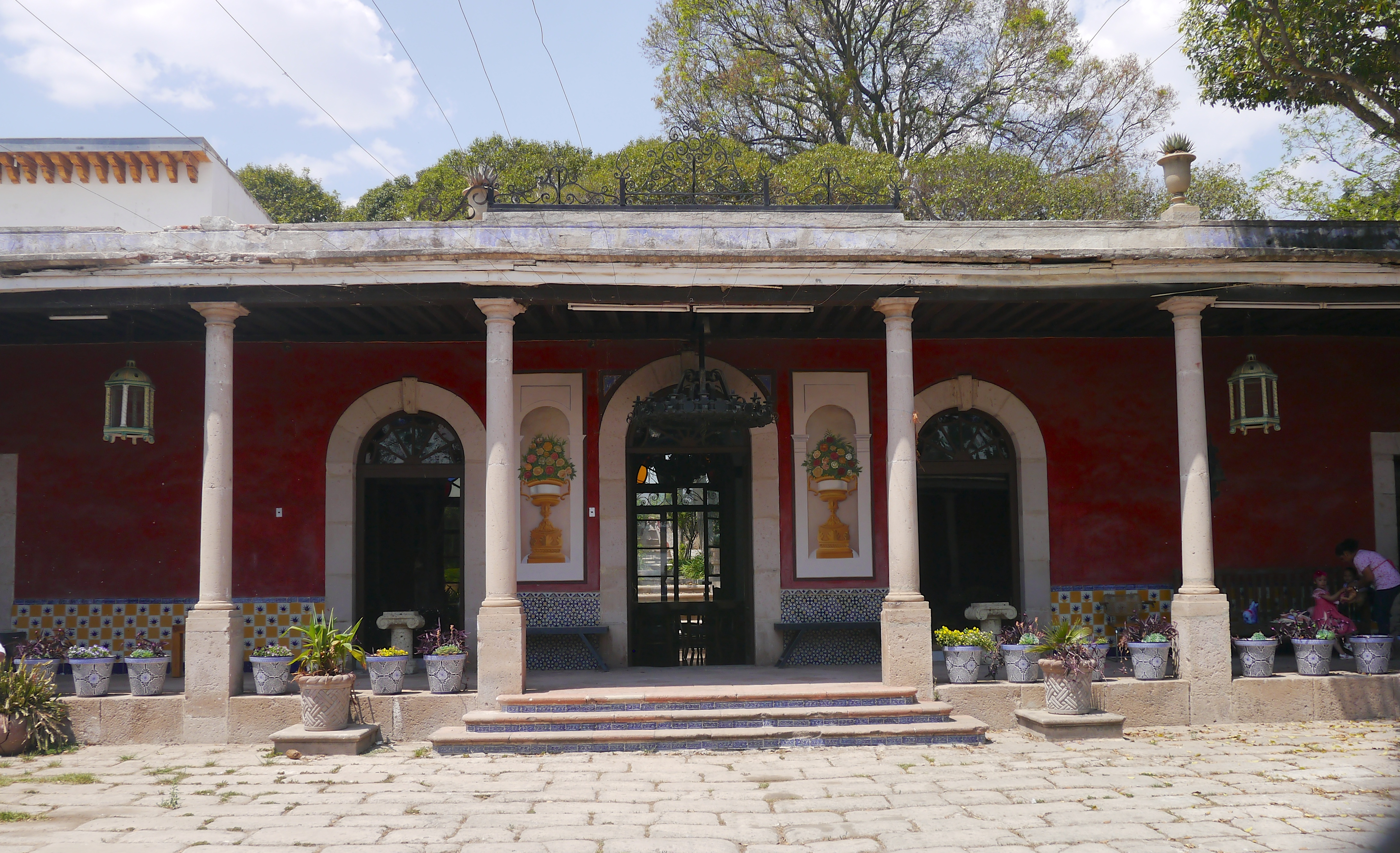
Hacienda San Francisco Ocotepec en el municipio de Apan.
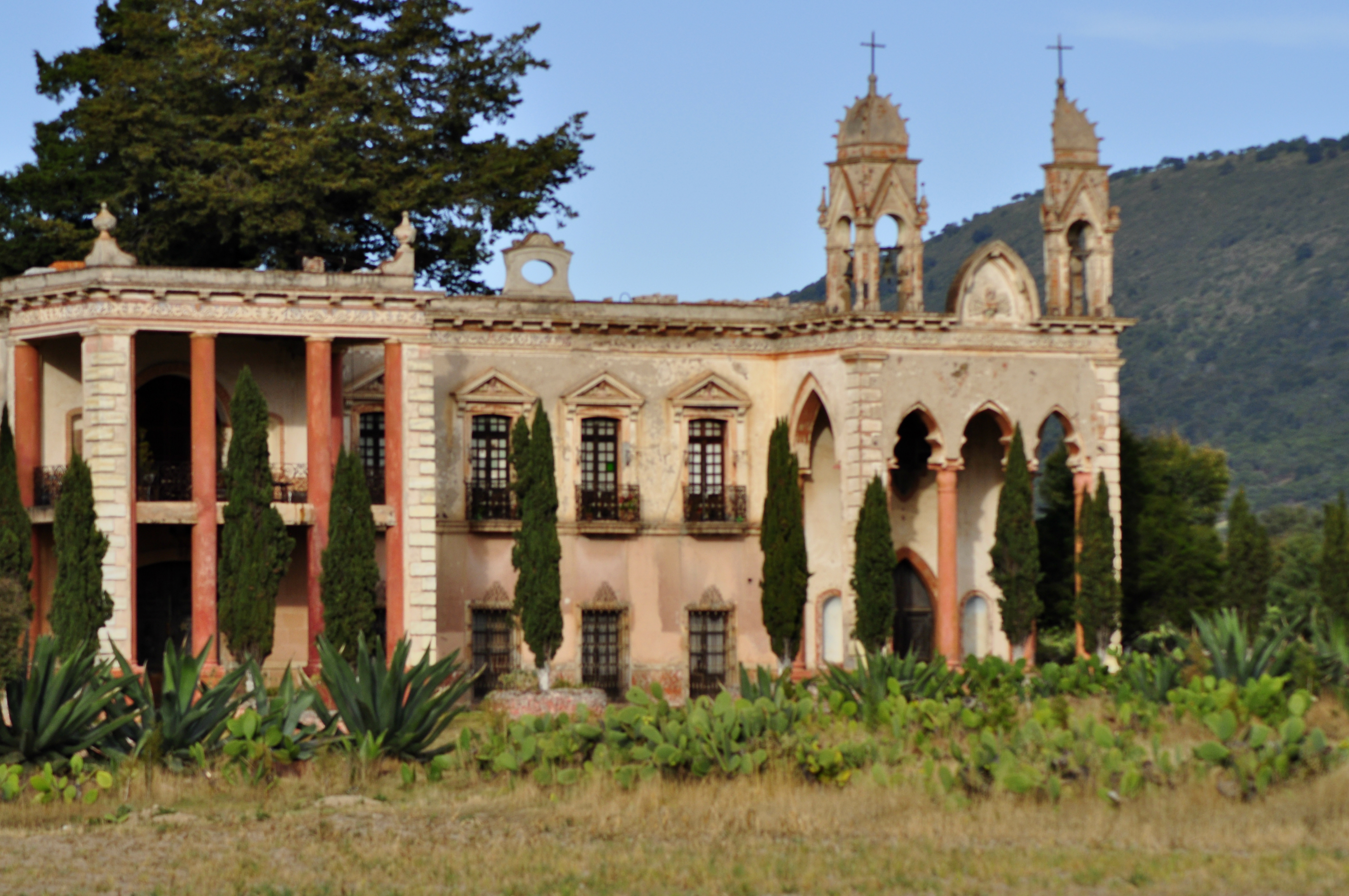
Hacienda San Diego Tlalayote en el municipio de Apan.

#### Periodo republicano
Durante este periodo la arquitectura neoclásica fue la utilizada principalmente. Pachuca de Soto y Mineral del Monte tuvieron un periodo de asociación con Cornualles, Inglaterra, la comunidad córnica e inglesa se estableció a lo largo del siglo XIX, disminuyendo solamente durante la primera mitad del siglo XX; Las influencias sociales, culturales, y arquitectónicas, se hicieron pronto patentes en el paisaje y la conducta de los pobladores. La presencia e inversión córnica en la Comarca Minera proporcionó un patrimonio único en México por lo que algunas veces es llamado “El pequeño Cornwall de México”.
En 1858 se termina de construir la Parroquia de Nuestra Señora del Refugio en Omitlán. En 1891 se construye la Iglesia de San Agustín en Tenango de Doria, después de la destrucción de la antigua iglesia. La Parroquia de la Inmaculada Concepción en Zapotlán empieza su construcción en 1861. En el Panteón Inglés de Mineral del Monte se conoce que las primeras tumbas anteceden la fecha de 1851, e incluso existen una tumba cuya lápida marca la fecha de deceso de 1837, pero su edificación formal fue erigida en el año de 1862.
- Arquitectura del siglo XIX.

Arquitectura del.
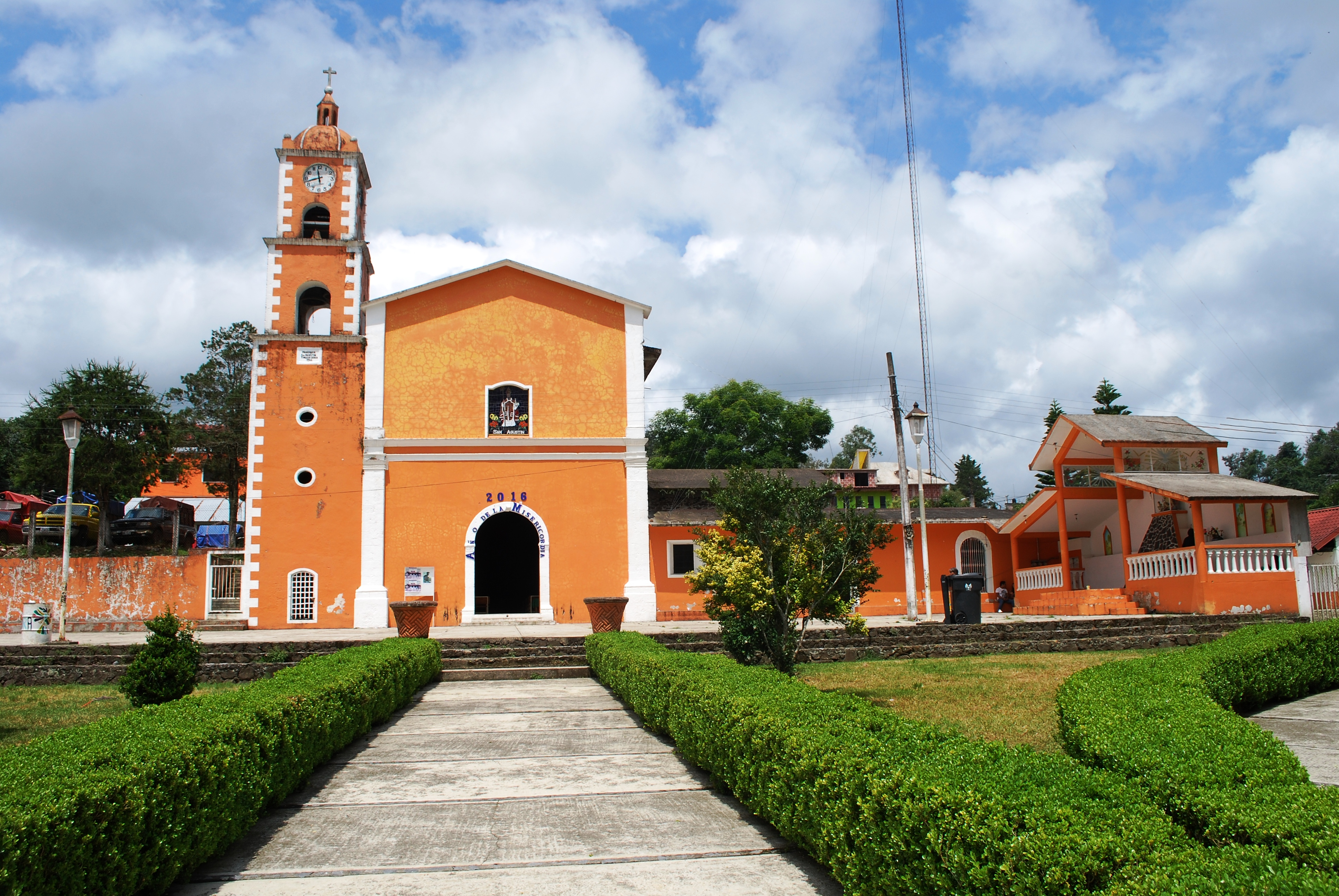
Iglesia de San Agustín en Tenango de Doria.
Parroquia de Nuestra Señora del Refugio en Omitlán.
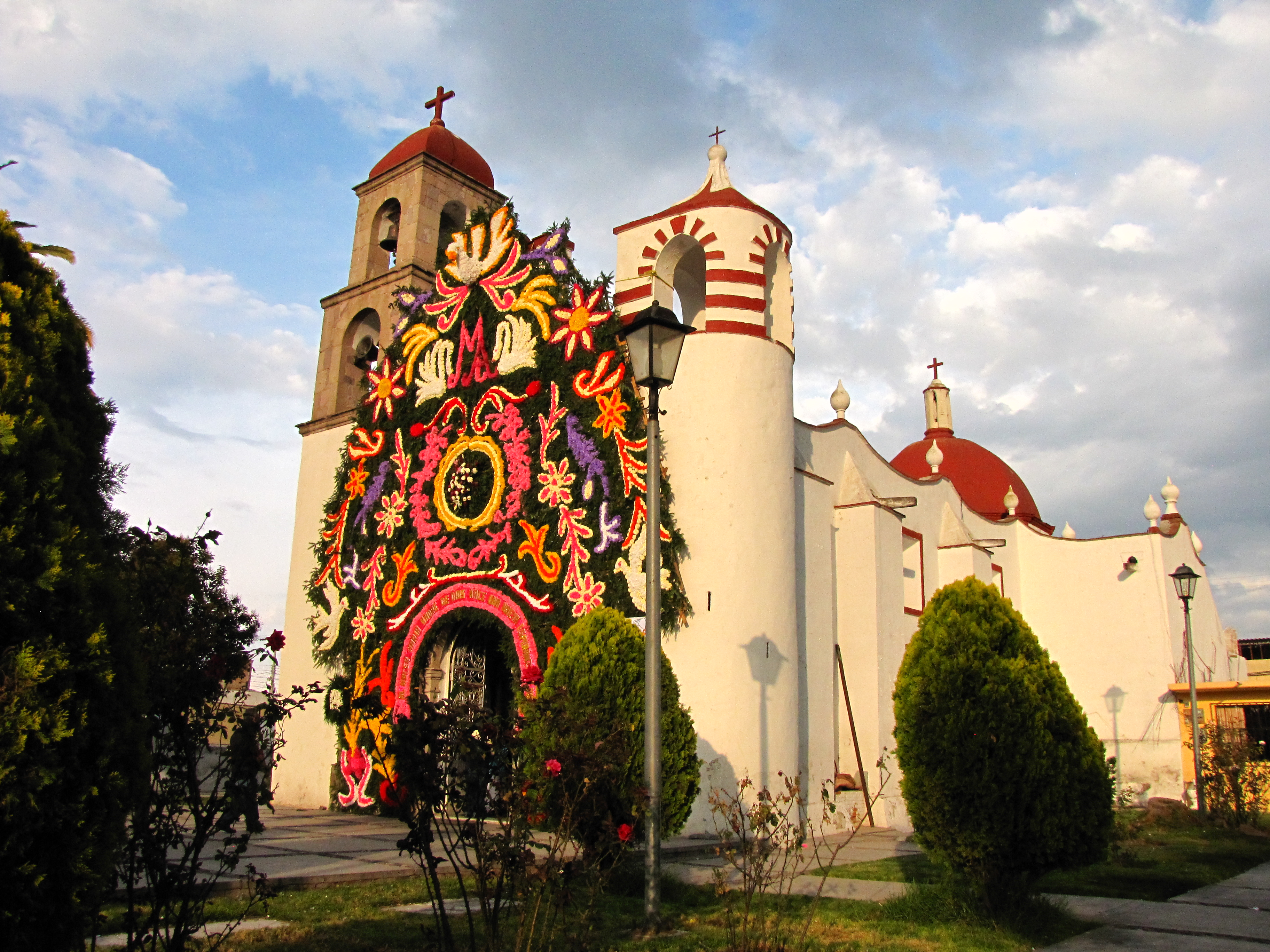
Parroquia de la Inmaculada Concepción en Zapotlán.
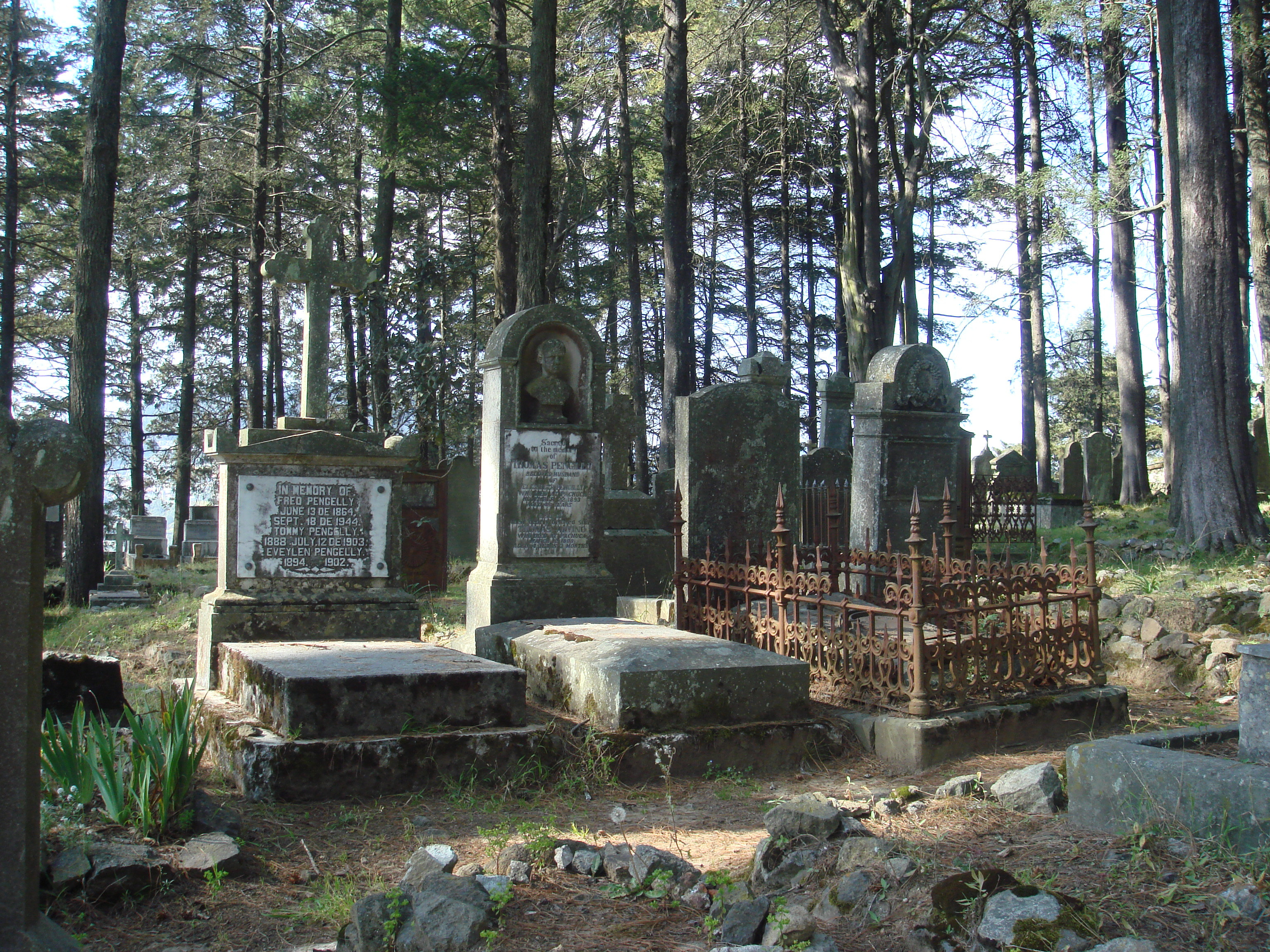
Panteón Inglés de Mineral del Monte.

#### Porfiriato
Para finales del siglo XIX, la fuerte influencia francesa que acompañó al periodo porfiriano. Para fomentar el gusto por el arte, se construyeron teatros como el Benito Juárez, de Metztitlán, y el Miguel Hidalgo, de Ixmiquilpan. Durante el Porfiriato en Hidalgo hubo grandes haciendas agrícolas, la de Tepetates, en Tepeapulco; la de Tecajete, en Zempoala; la de la Concepción, en Pachuca; la de Ocotzá, en Ixmiquilpan y la de Yexthó, en Tecozautla. Tenían capilla, almacén, escuela, cárcel, silos, jacales (donde vivían peones y sirvientes), y la tienda de raya. Existen veinticinco haciendas entre los municipios de Apan y Almoloya estas son: Chimalpa, Alcantarillas, Acopinalco, Horno, Mala hierba, la presa Tetlapayac, Tezoyo, Espejel, Ocotepec, Zotoluca, Aviles, Buena Vista, Cocinillas, La vente, San Isidro, Huehuechocan, Coatlaco, Ánimas, Santa Bárbara, Ixtilmaco, El Rincón, Tepepatlaxco.
Torres de reloj también se realizaron en otras localidades como el Reloj Monumental de Tecozautla en 1905 y el Reloj Monumental de Huejutla en 1908. El Reloj Monumental de Pachuca construido de 1904 a 1910 de 40 metros de altura con cantera blanca; este reloj de tres cuerpos tiene cuatro carátulas y está ornamentado con figuras femeninas en mármol de Carrara que representan el inicio (181) y la consumación (1821) de la independencia de México, la constitución de 1857 y las Leyes de Reforma de 1859. Fue inaugurado el 15 de septiembre de 1910, en medio de una gran fiesta popular para conmemorar el Centenario de la Independencia de México.
Los centros urbanos de la entidad transformaron su fisonomía, especialmente en Pachuca de Soto; Donde se construye la Casa Rule edificación de estilo francés e inglés inaugurado en 1896; el Teatro Bartolomé de Medina de estilo neoclásico inaugurado en 1887; la Iglesia Metodista del Divino Salvador de estilo neorrománico inaugurado en 1901; y el Edificio Bancomer, edificación de corte neoclásico inaugurado en 1902.
El Portón del Panteón Municipal de Pachuca fue diseñado por Porfirio Díaz Ortega, hijo de Porfirio Díaz; las obras dieron principio el 19 de febrero de 1900 y fue inaugurado el 1 de enero de 1901, realizado con cantera traída de Tezoantla, municipio de Mineral del Monte. La Parroquia de San José en Pisaflores se construyó en 1909. El Palacio Municipal en Villa de Tezontepec, es de estilo neoclásico fue construido en 1910 (remodelado en 1983, otro ajuste menor lo hicieron en 1990). En el periodo de 1906 a 1910, se construyó el Palacio Municipal de Ixmiquilpan. La Hacienda de Exquitlán ubicada en la zona limítrofe entre Tulancingo y Cuautepec; comenzó a ser edificada en 1888 y terminada en el año de 1908, cuenta con notable decoración art nouveau.
- Arquitectura del siglo XIX y del Porfiriato en el estado de Hidalgo.

Arquitectura del y del Porfiriato en el estado de Hidalgo.
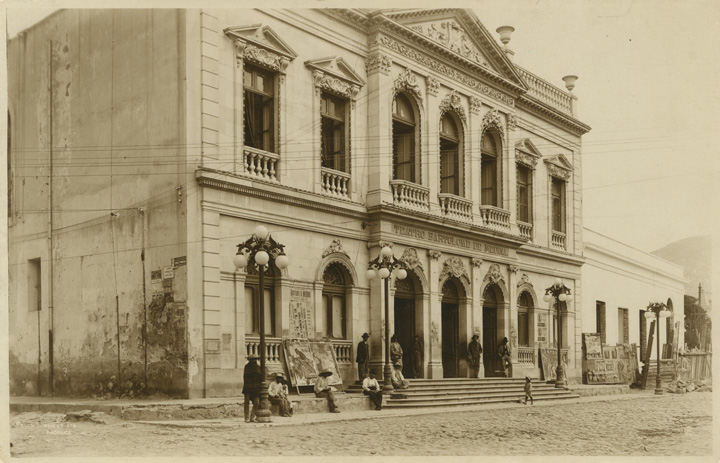
Antiguo Teatro Bartolomé de Medina.
Iglesia Metodista del Divino Salvador de estilo neorrománico en Pachuca de Soto.
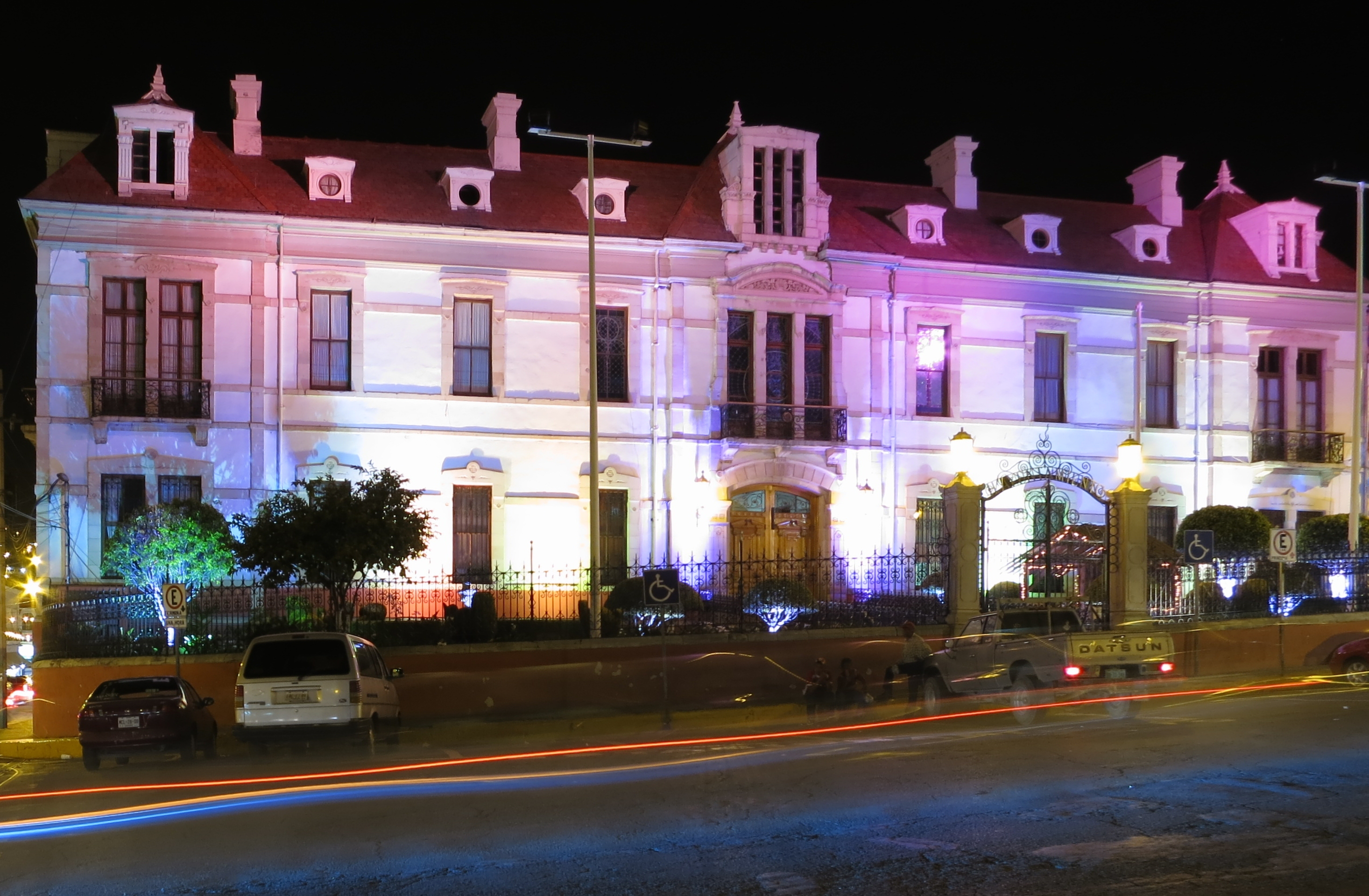
Casa Rule de estilo ecléctico en Pachuca de Soto.
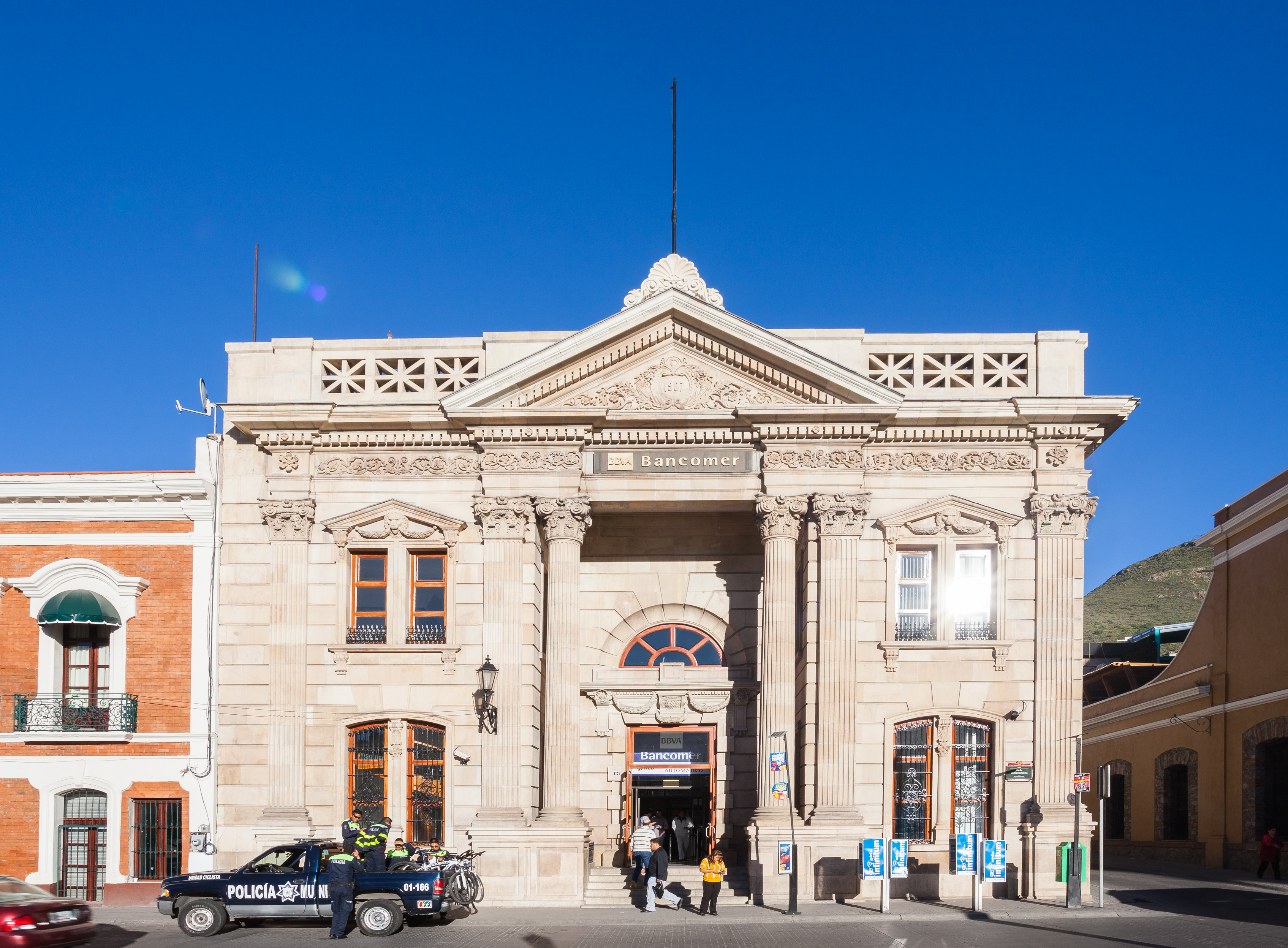
Edificio Bancomer, de estilo neoclásico en Pachuca de Soto.
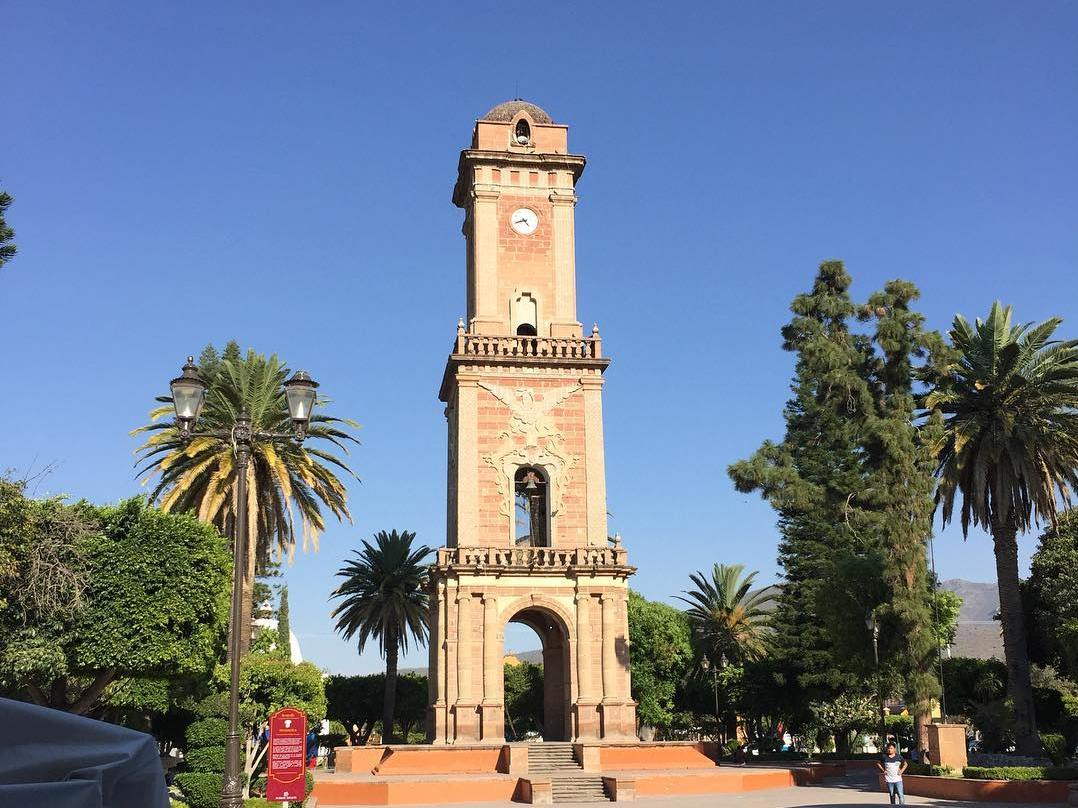
Reloj Monumental de Tecozautla.
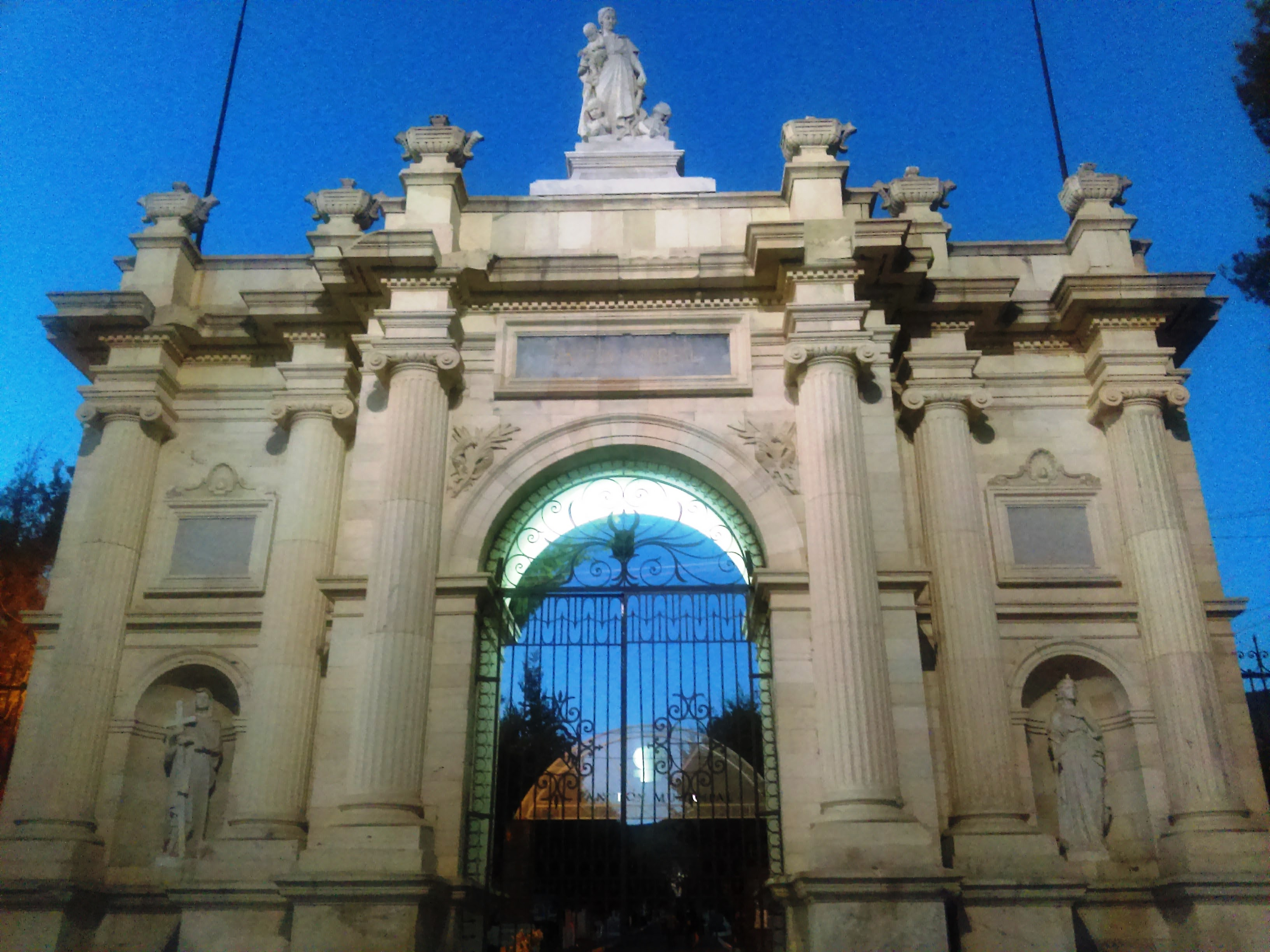
Portón del Panteón Municipal en Pachuca de Soto.
Palacio Municipal de Villa de Tezontepec.
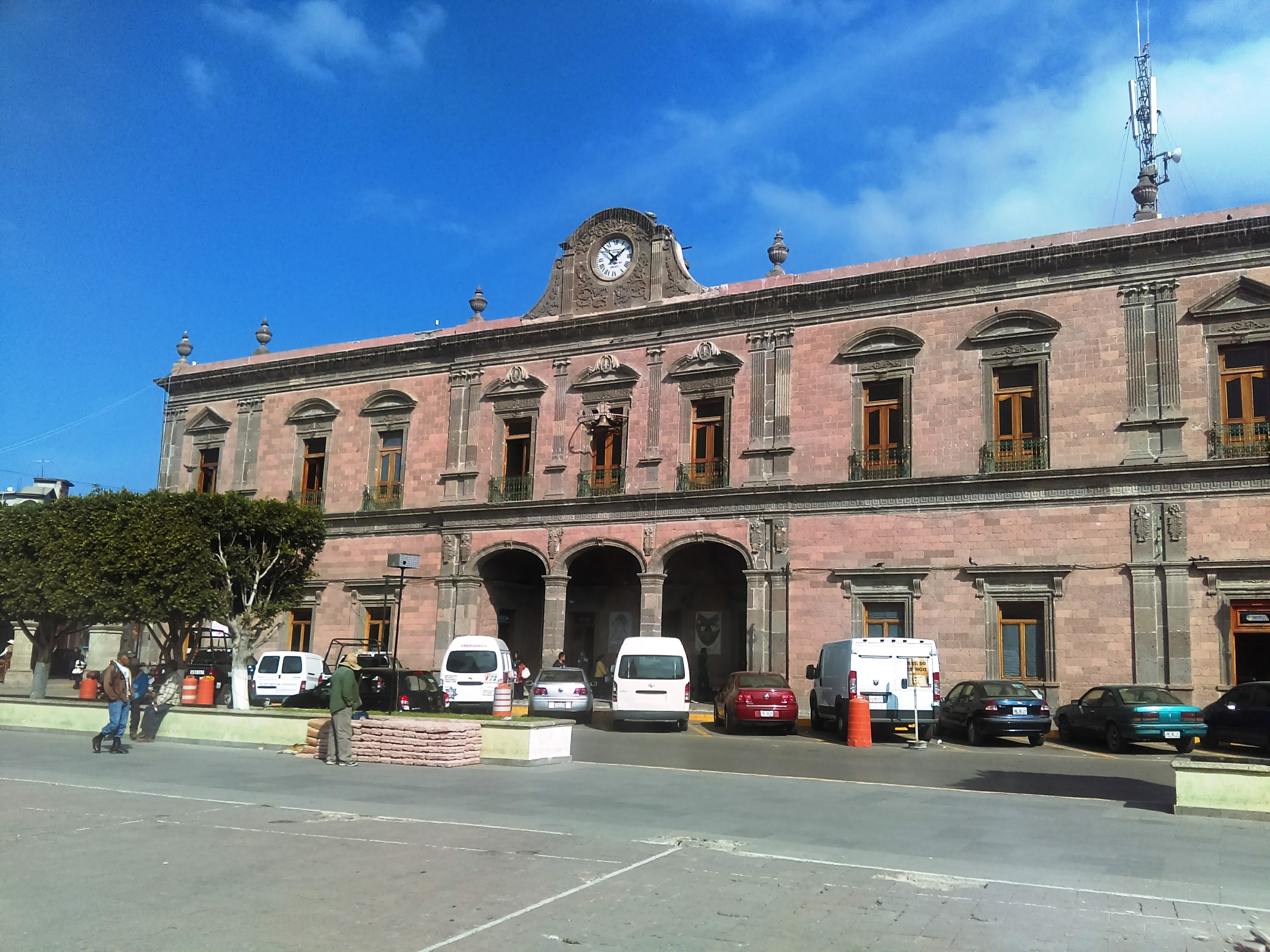
Palacio Municipal de Ixmiquilpan.
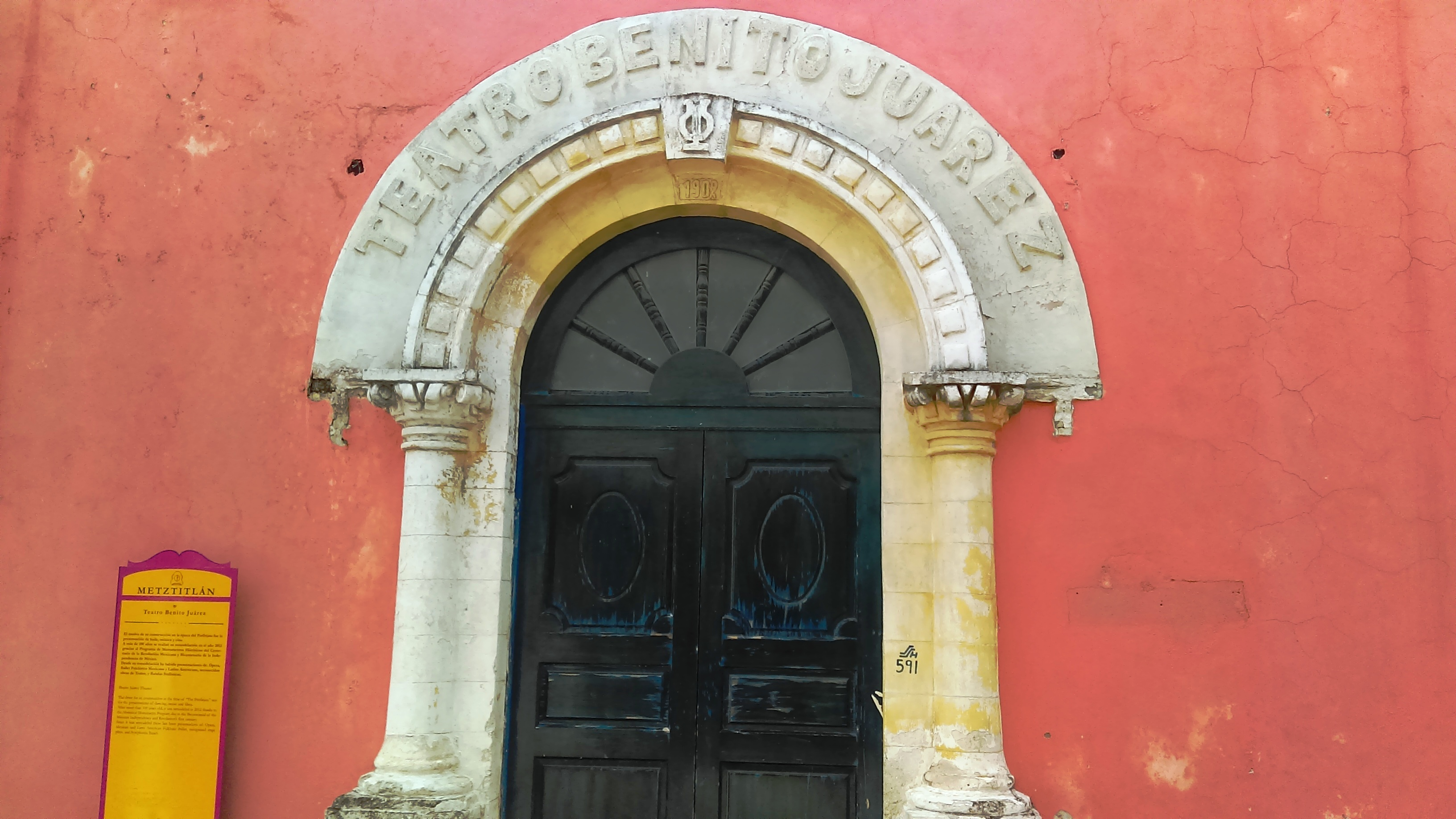
Teatro Benito Juáreze en Metztitlán.
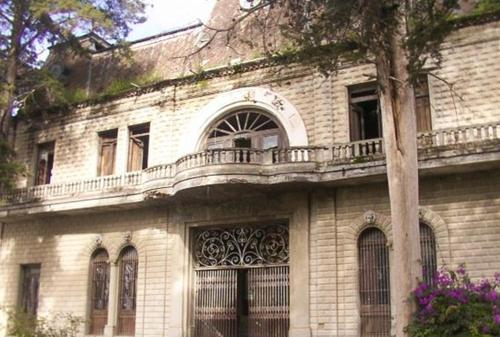
Hacienda de Exquitlán en Tulancingo.

#### DelsigloXX
Durante la Revolución mexicana incorporó satisfactoriamente con el patrimonio construido siglos atrás, e integró kioscos, monumentos y edificios públicos, como presidencias municipales y comisariados ejidales. Por ejemplo, en la localidad de La Estancia, en el municipio de Actopan, se resumen las preocupaciones urbanísticas y arquitectónicas del pensamiento socialista de gobiernos revolucionarios, en la conjunción del monumento al campesino, la escuela primaria y las oficinas ejidales.  De 1925 a 1929 se construyeron los mercados de Barreteros en Pachuca y el de Real del Monte.
El Reloj Monumental de Cuautepec fue inaugurado en 1925, tiene una altura de 17.18 metros y 4.75 metros de ancho. El Art déco fue un movimiento de diseño popular a partir de 1920 hasta 1939, de la arquitectura art déco en el estado se encuentra el Palacio municipal de Mixquiahuala, y el Reloj Monumental de Acaxochitlán. El Reloj Monumental de Acaxochitlán se compró la maquinaria del reloj en 1928 y la fecha probable de su terminación e inauguración, fue el año de 1932; con 16 m de altura. En 1927 se inicia la construcción del Reloj Monumental de Metzquititlán el cual se termina en 1929; tiene 25 metros de altura, y fue diseñada por Héctor Vargas Son. El Palacio Municipal de Francisco I. Madero en Tepatepec fue construido en 1945, el proyecto de esta construcción fue realizado por Fernando Polo.
Para el siglo XX, la construcción de los edificios se encuentra principalmente en las zonas metropolitanas de Pachuca, Tulancingo y Tula. De 1937 a 1941 se construyeron los mercados de Zacualtipán, Cuautepec y Tepatepec, el teatro de Tula, el Hospital Civil de Pachuca y el de Huichapan. En Pachuca de Soto en 1943 el Teatro Bartolomé de Medina es demolido para en su lugar construir un nuevo edificio al que se le dio el apelativo "Adefesio Reforma", debido en haberle levantado en medio de un panorama hasta entonces homogéneo de construcciones coloniales y porfirianas.
En 1957 se construye el Teatro Hidalgo Bartolomé de Medina y en 1958 el Estadio Revolución Mexicana, ambos en Pachuca de Soto. En 1963 se construye el Estadio 10 de diciembre en Tula de Allende. El Reloj Monumental de Santiago Tulantepec fue inaugurado el 24 de abril de 1966. En 1970 el Palacio de Gobierno del Estado de Hidalgo. En 1978 se construyó la Plaza de toros Vicente Segura. Entre 1979 y 1982 se construye el Reloj Monumental de Pachuquilla.
La Ciudad del Conocimiento de la UAEH ubicada en Mineral de la Reforma, se empezó a construir en 1971, la primera etapa se terminó en 1975. El 26 de octubre de 1976, es inaugurada la Ciudad del Conocimiento de manera oficial. Los edificios de esta etapa se caracterizan por un esquema de planta central rectangular, perimetralmente conformada por las aulas en dos niveles, áreas administrativas, auditorio y un patio al centro con una paraboloide de concreto armado a modo de cubierta. Durante los años 1980 tuvo una segunda etapa con la construcción de edificios en estructuras de concreto armado de uno y dos niveles, los edificios se disponen espacios centrales, y en torno a ellos, se distribuyan las áreas de actividades académicas y oficinas. Los salones cuentan con amplias ventanas y con los pasillos techados.
De 1981 a 1987 en Pachuca, se construyó el Poliforum José M. Morelos, el Centro de Extensión Universitaria de la UAEH (CEUNI), el Mercado Benito Juárez. En Tulancingo construyó el Centro Nicolás Bravo con áreas recreativas, deportivas, comerciales, biblioteca y centro de salud, así como la Presidencia municipal; y se construyeron los Palacios Municipales de Huautla, Tizayuca, Tula de Allende y Atotonilco el Grande. De 1987 a 1993 se da el rescate de la imagen urbana de Huichapan. En 1993 se construyó en Pachuca el Teatro San Francisco, y el Estadio Hidalgo, estos en Pachuca. En la Ciudad del Conocimiento una tercera etapa de construcción se realizó en los años 1990, se desarrollaron nuevos edificios con características diversas, en esa etapa, caracterizada por la variedad y la riqueza esquemática, destaca el Centro de Vinculación Internacional y Desarrollo Educativo (CEVIDE), edificio de arquitectura moderna con el uso de amplios espacios, cubierto por un manto acristalado que caracteriza su fachada.

Arquitectura del siglo XX.
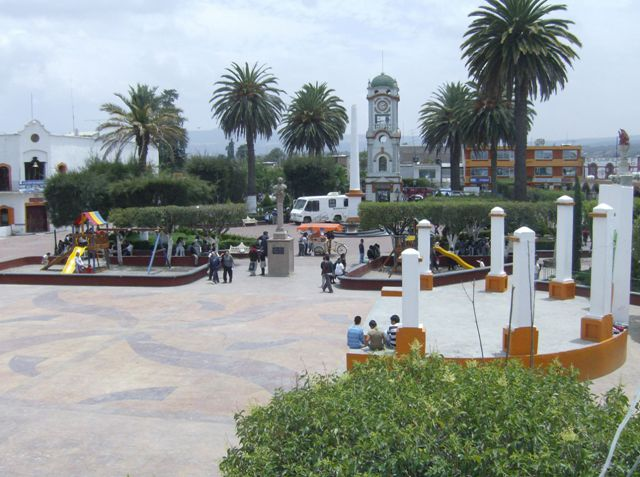
Reloj Monumental de Cuautepec (1925).
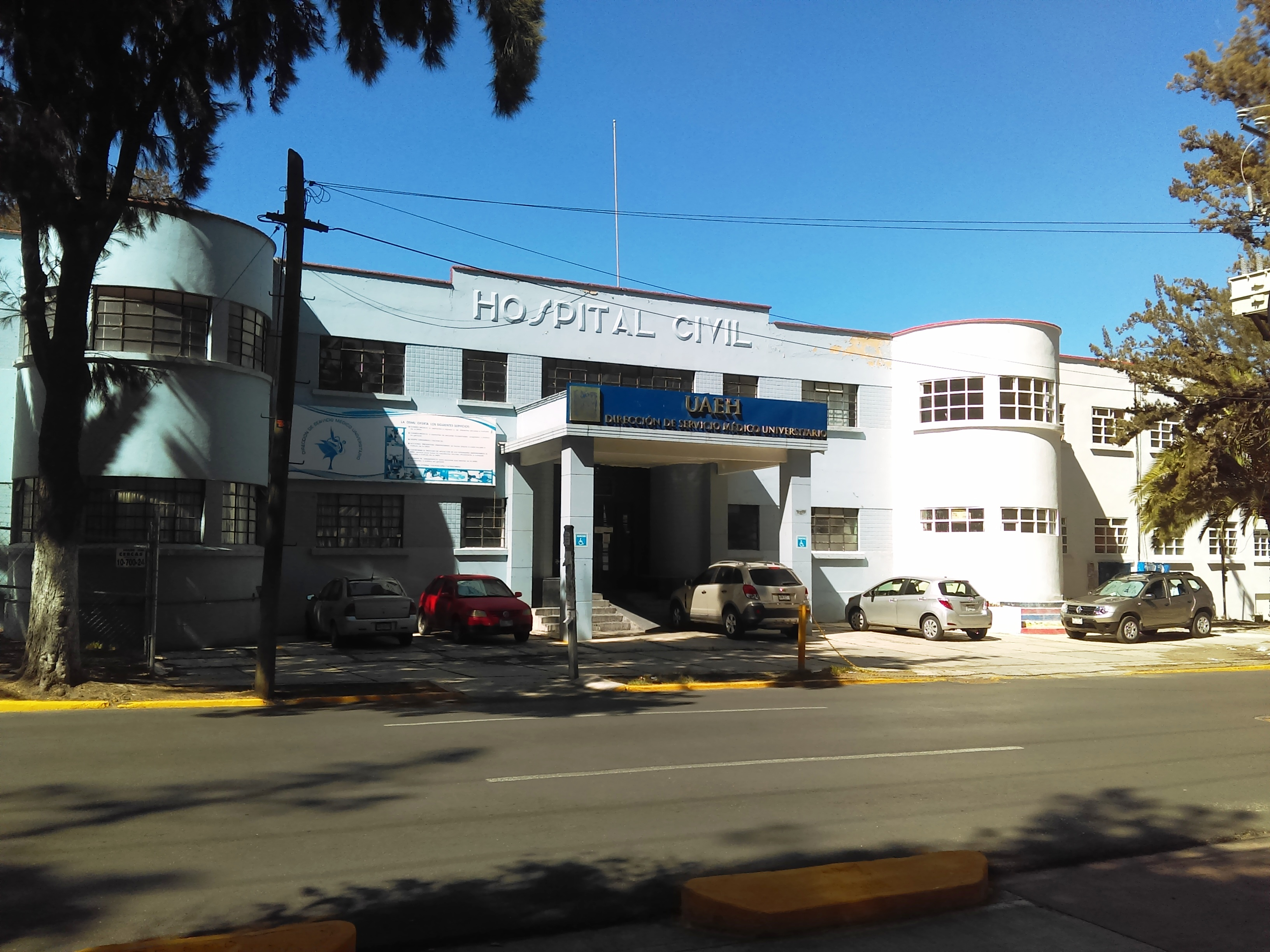
Antiguo Hospital Civil de Pachuca (1940).
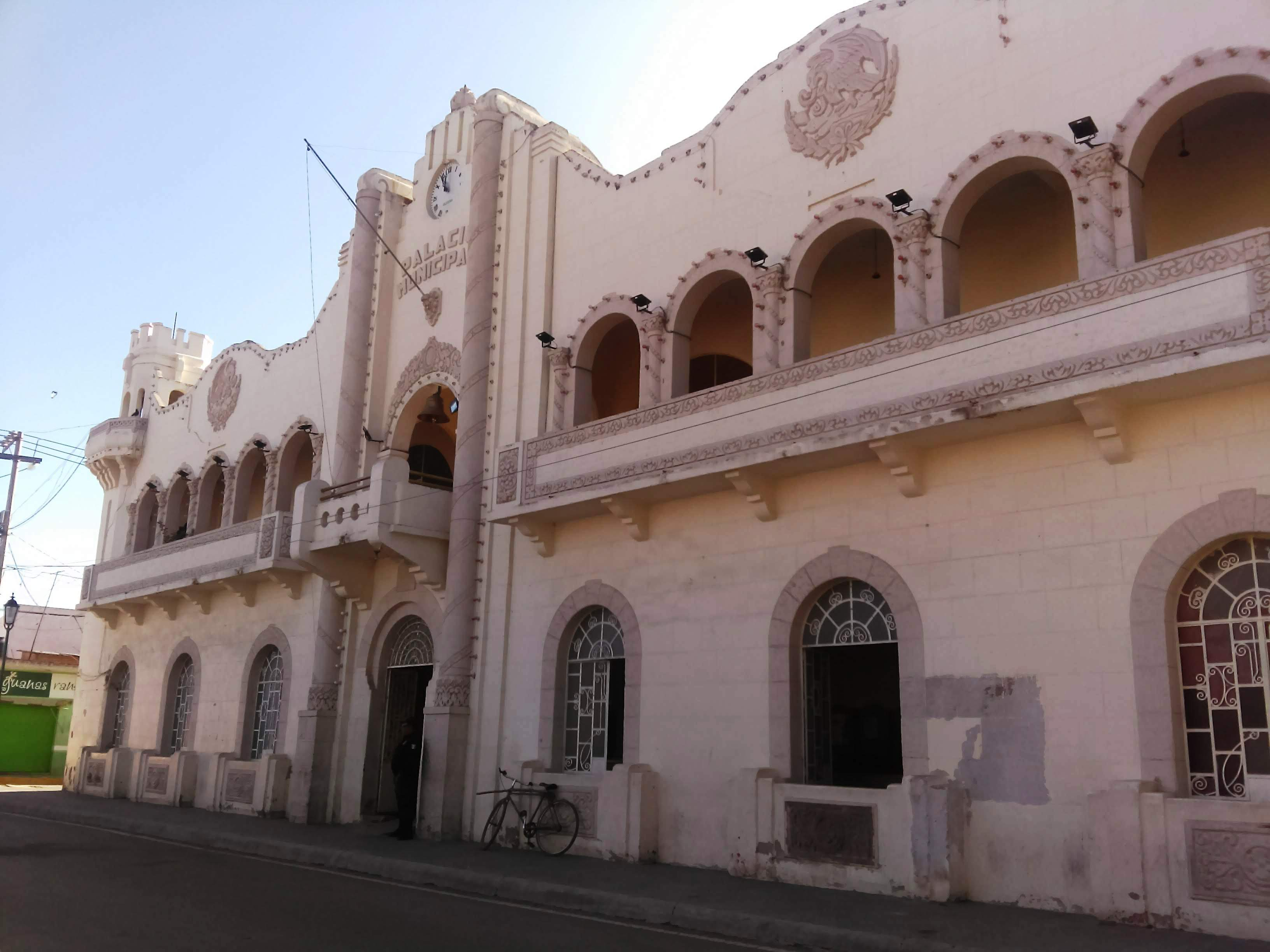
Palacio Municipal en Tepatepec (1945).
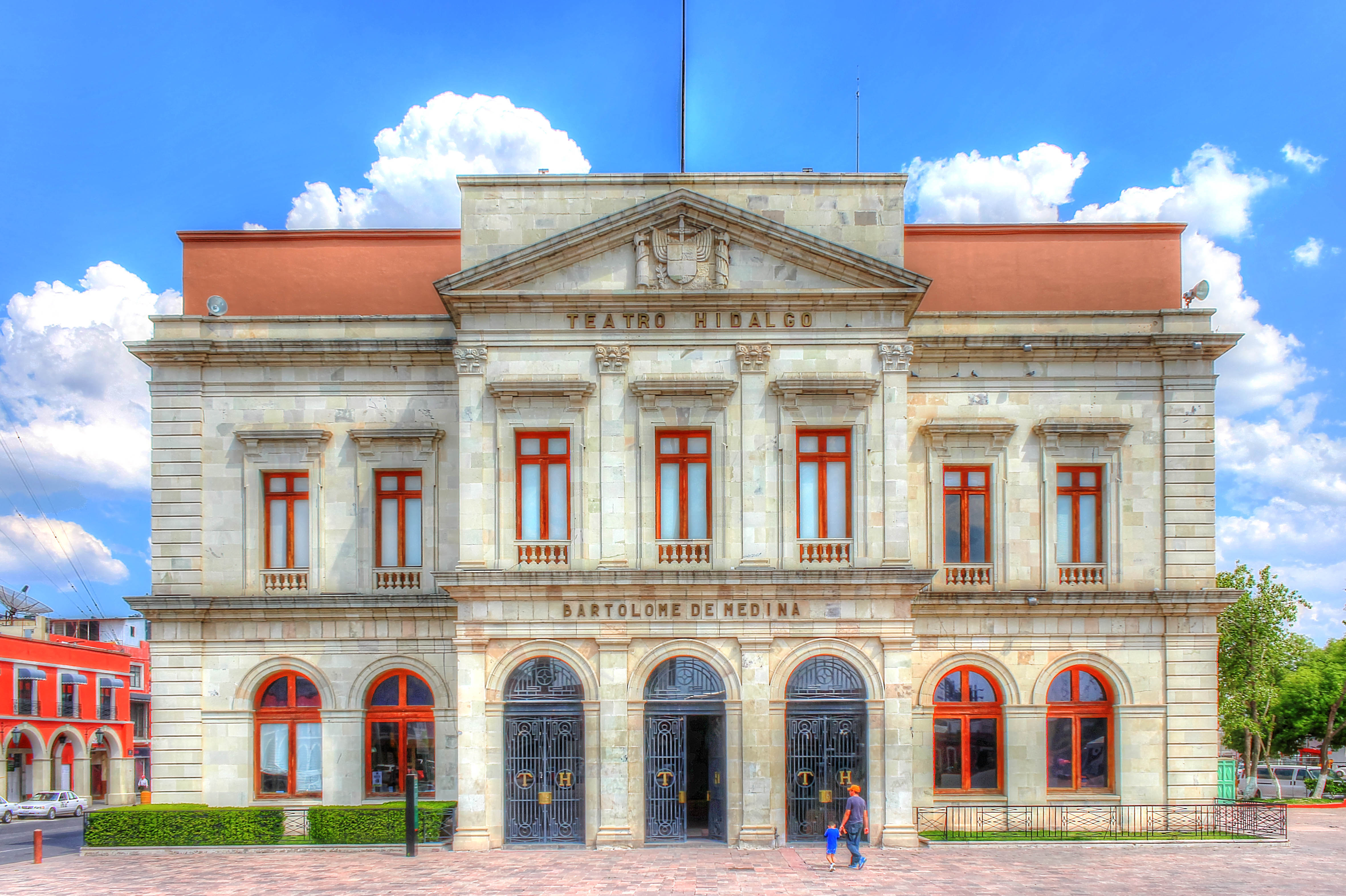
Teatro Hidalgo Bartolomé de Medina en Pachuca (1957).
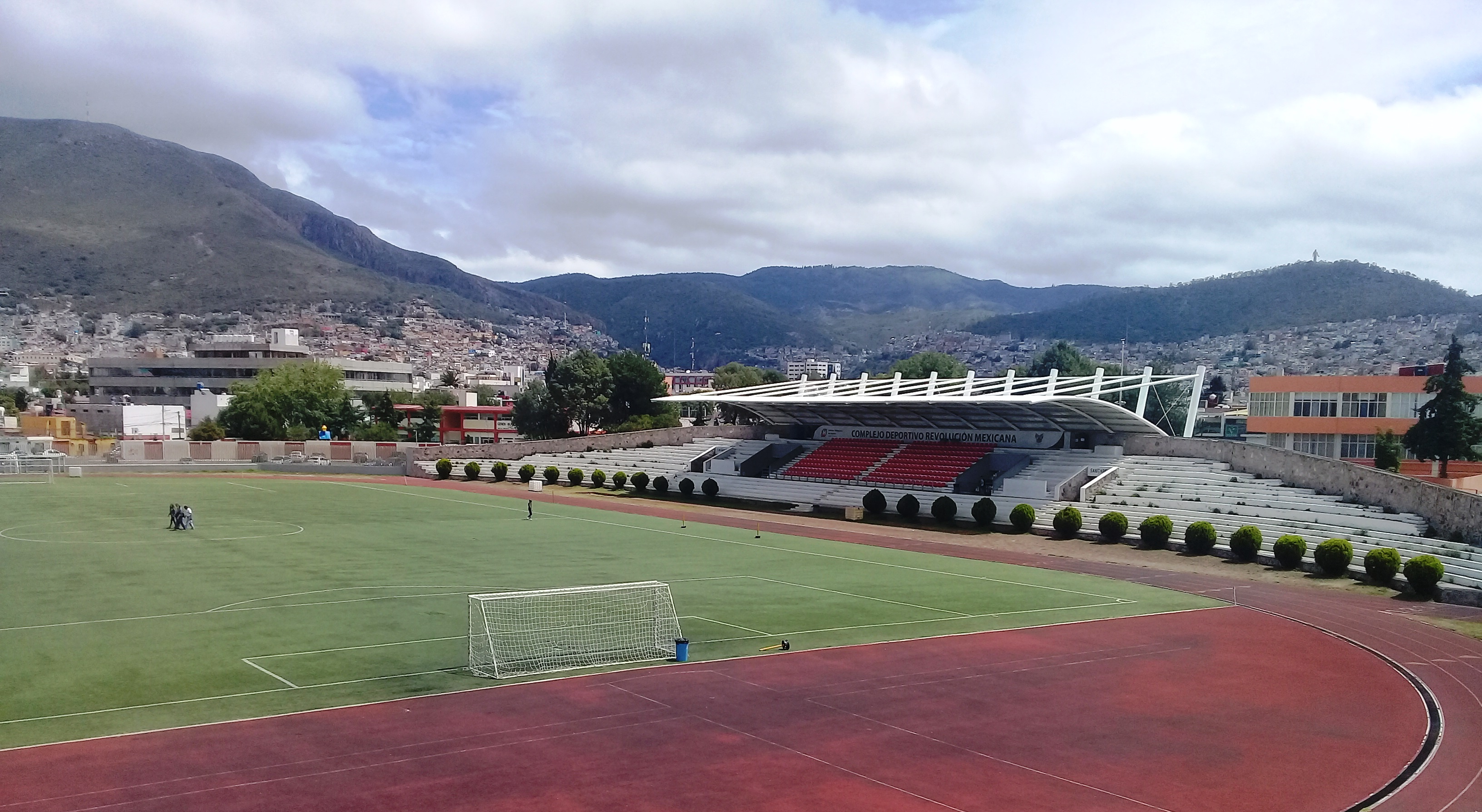
Estadio Revolución Mexicana en Pachuca de Soto (1958).
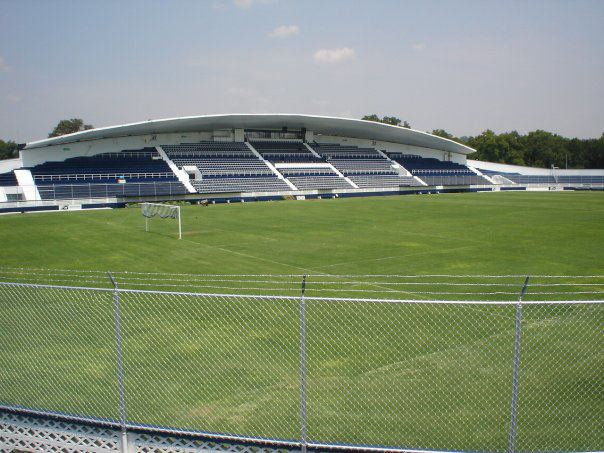
Estadio 10 de diciembre en Tula de Allende (1963).
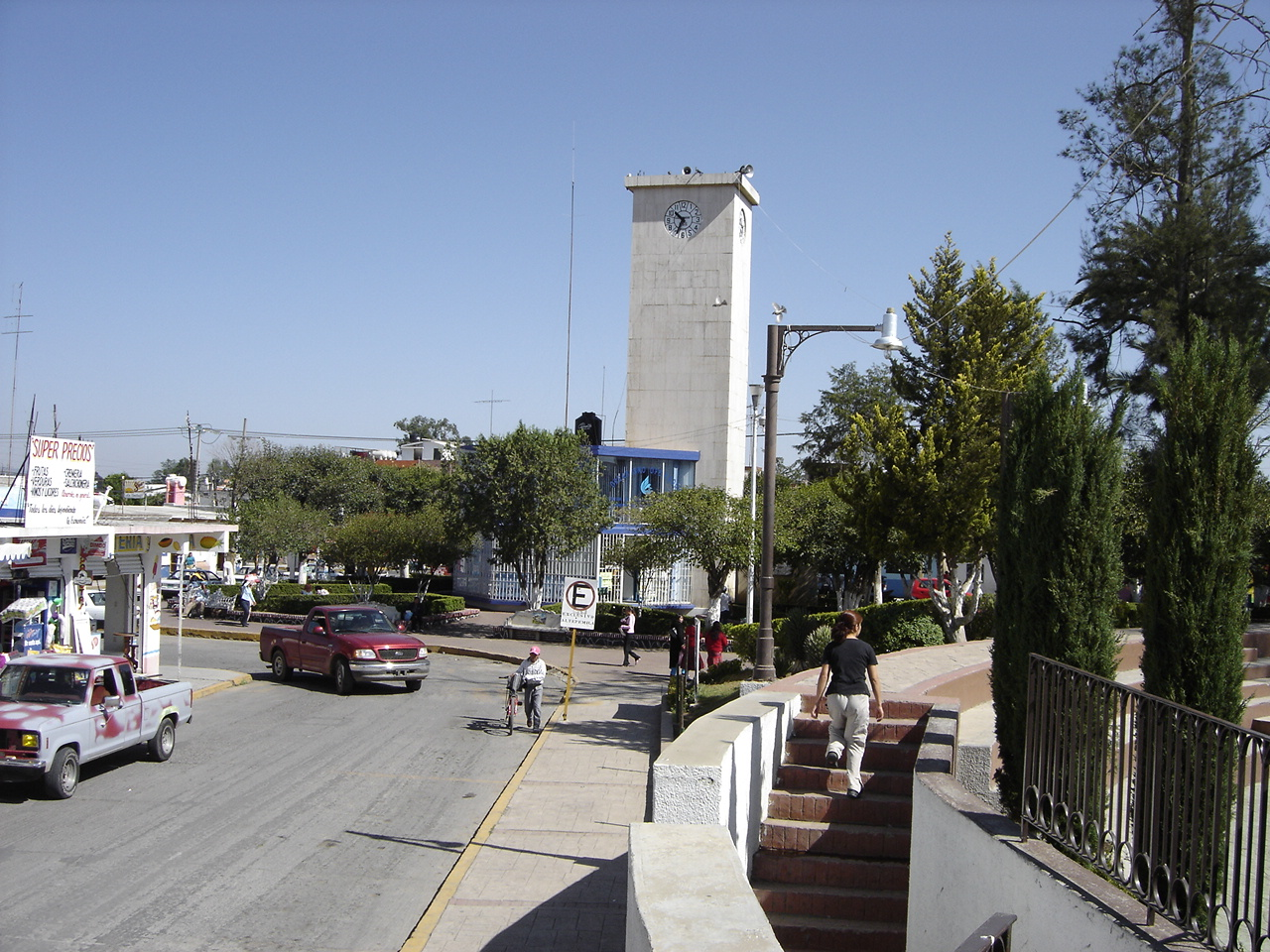
Reloj Monumental de Santiago Tulantepec (1966).
Palacio de Gobierno del Estado de Hidalgo en Pachuca de Soto (1970).
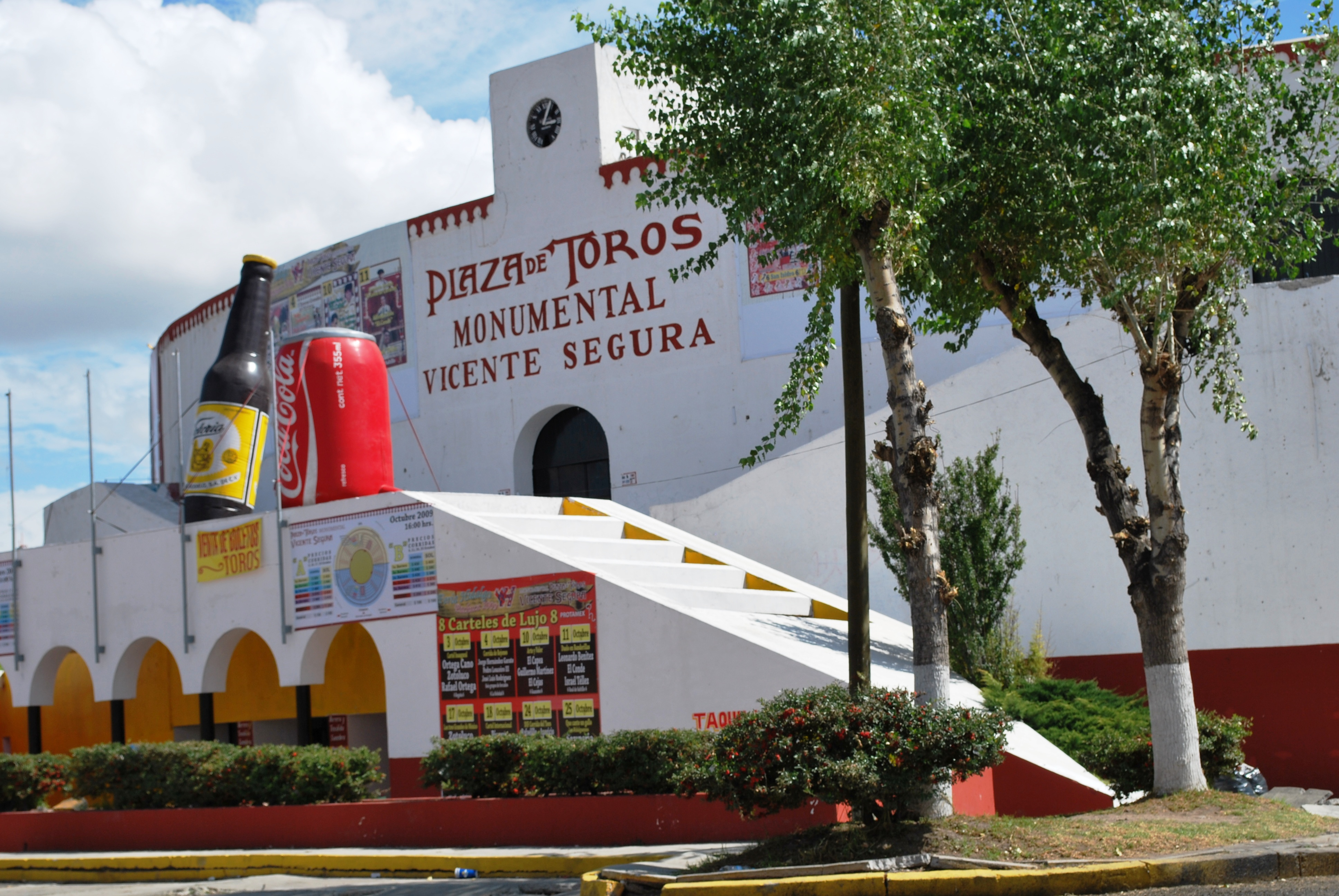
Plaza de toros Vicente Segura en Pachuca de Soto (1978).
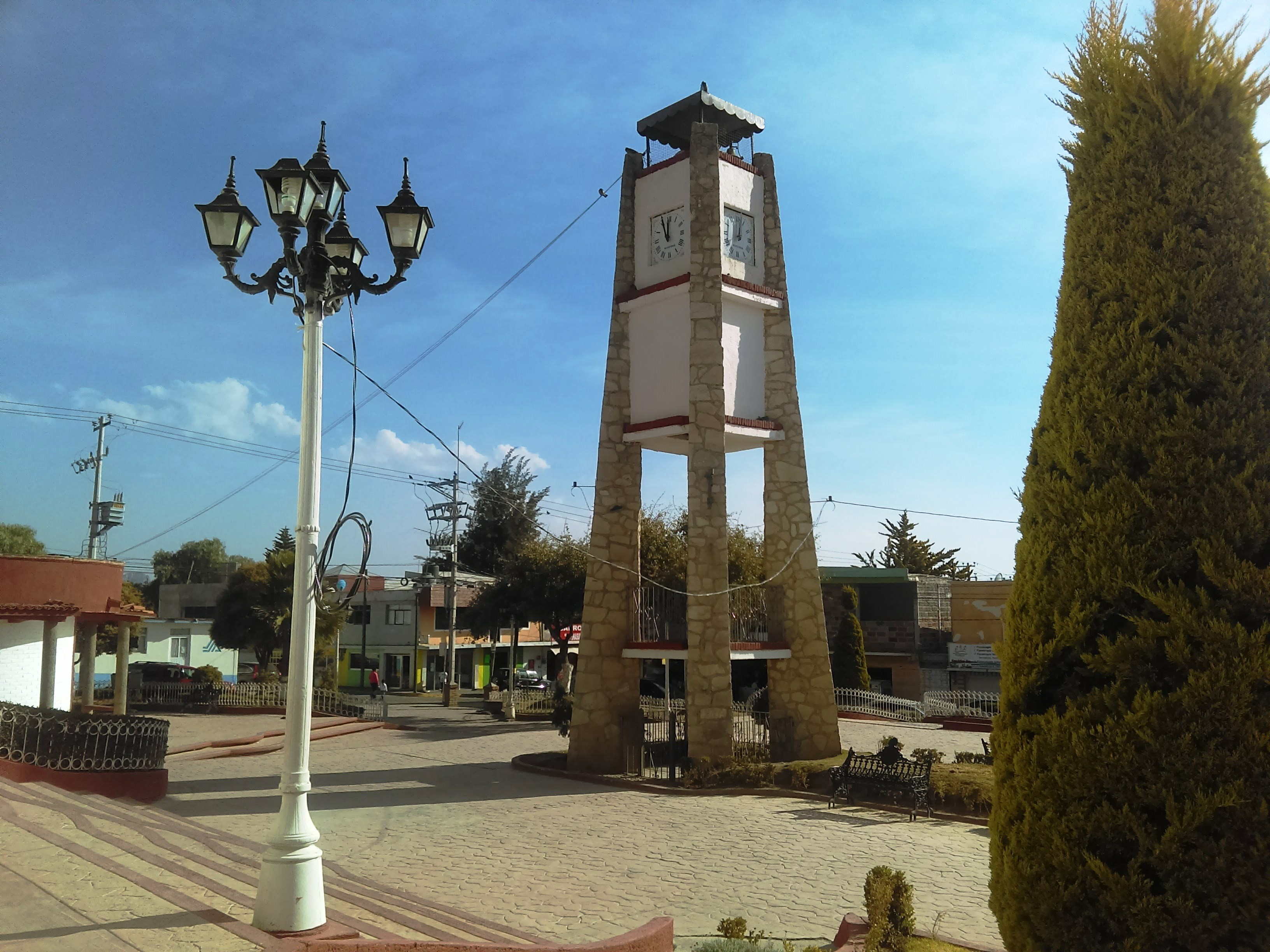
Reloj Monumental de Pachuquilla.
Palacio Municipal en Tula de Allende .
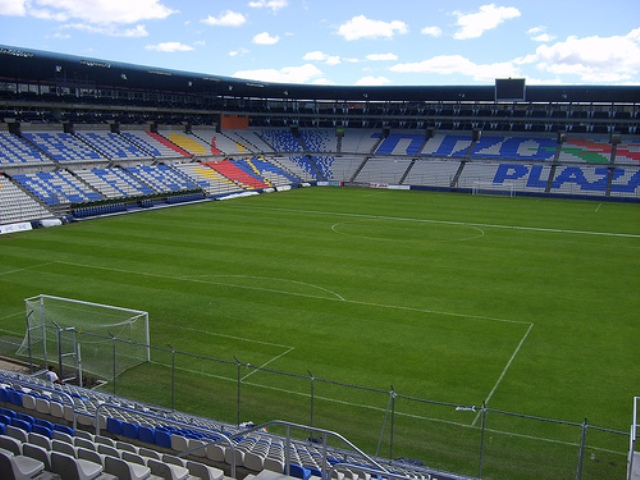
Estadio Hidalgo en Pachuca de Soto (1993).
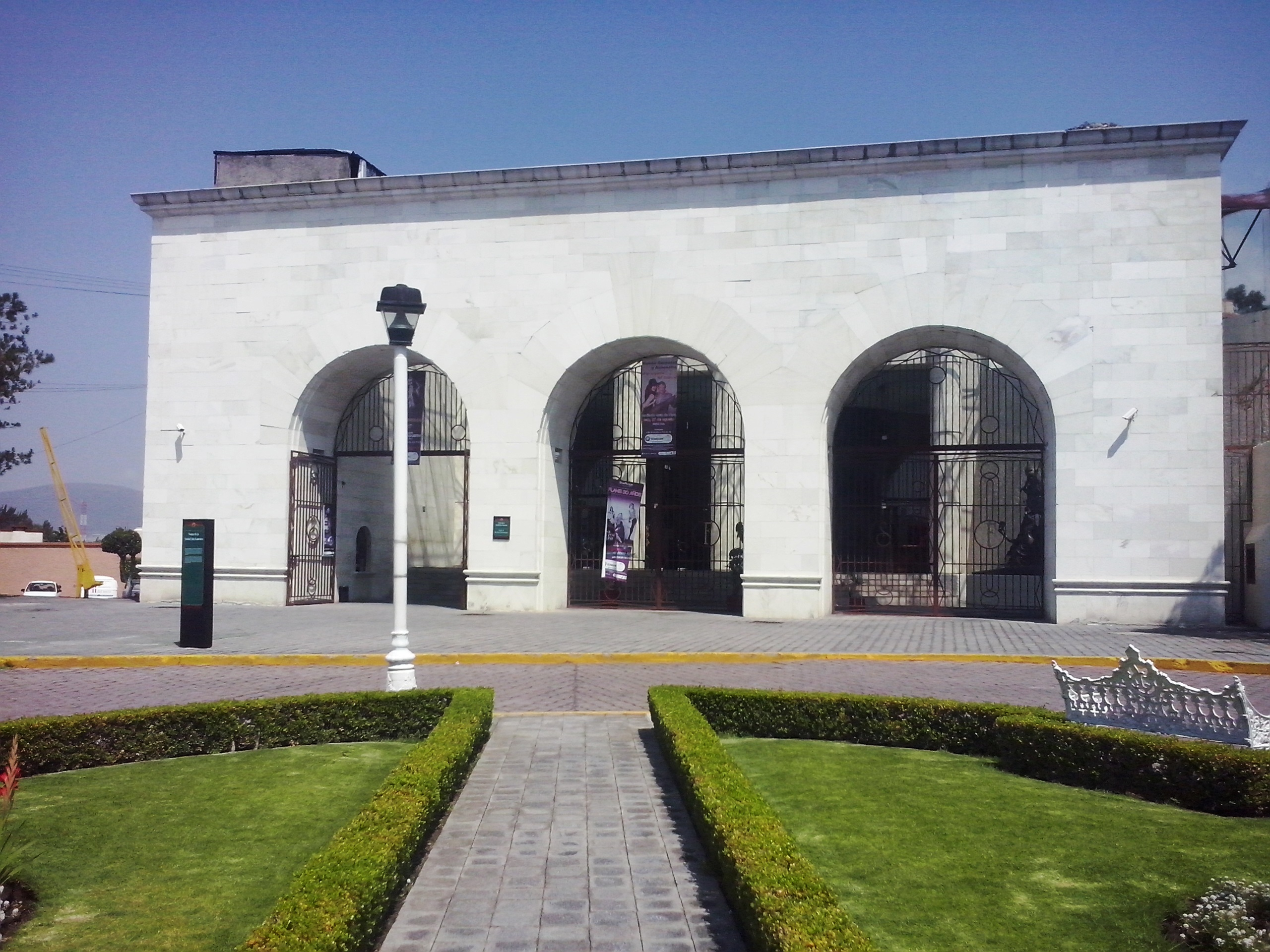
Teatro San Francisco en Pachuca de Soto (1993).
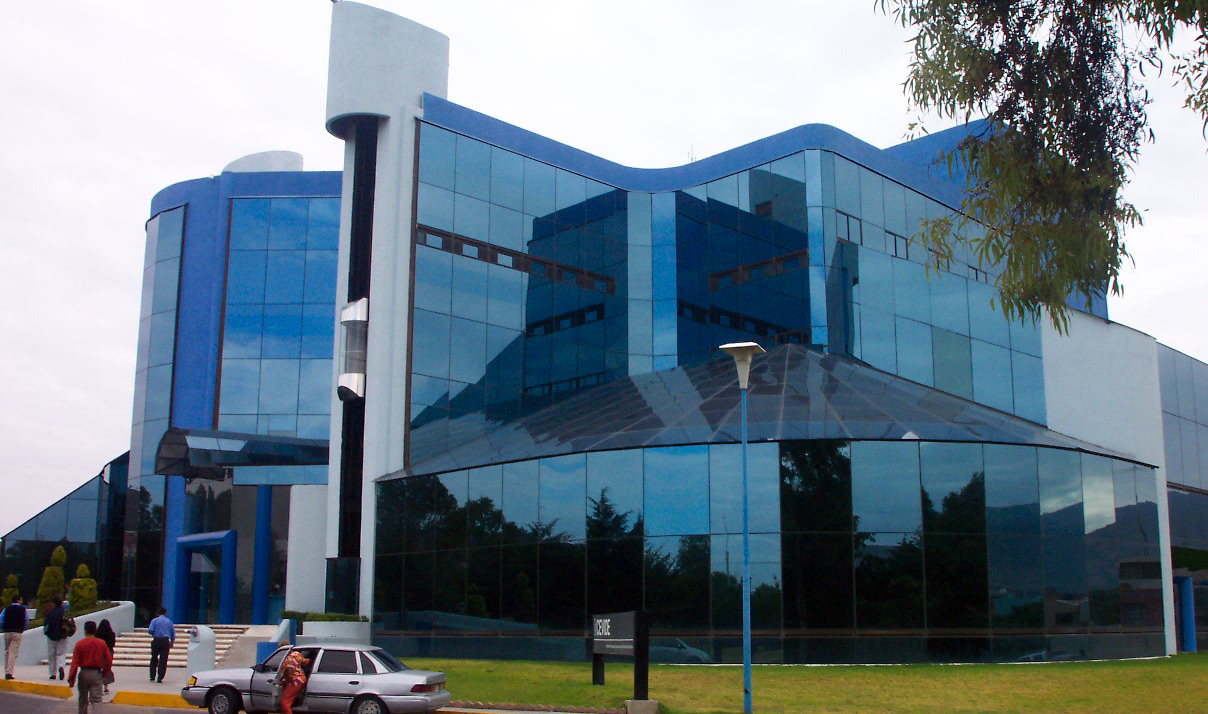
Edificio del CEVIDE en la Ciudad del Conocimiento (1996).

#### DelsigloXXI
En Pachuca de Soto se encuentra la Zona Plateada un complejo habitacional y comercial; localizado en el antiguo ejido de Venta Prieta con unas 124 ha. En esta zona sobresalen el Hotel Camino Real, que cuenta con 45 m de altura y fue terminada su construcción en el año 2005. En esta zona también se encuentra el complejo residencial Urban Flats Platino el cual cuenta con cinco edificios de ocho pisos en un área de 8000 m². Las Torres de Plata tiene una altura de 46 metros, su construcción inició en el año 2004. En esta zona se encuentra la Torre Prisma cuenta con 12 pisos y 53 de altura, fue terminada su construcción en el año 2007, y sobresale el complejo Vía Dorada de 81 m de altura que inició construcción en 2017, siendo este el edificio el más alto de Pachuca de Soto.
En 2005 se inaugura el Parque David Ben Gurión, localizado dentro de la Zona Plateada, es un parque cultural que consta de 26.30 ha donde se encuentran la Biblioteca Ricardo Garibay, el Tuzoforum, el Auditorio Gota de Plata, el Salón de la Fama del Fútbol y el Centro Interactivo Mundo Fútbol. La Biblioteca Central del Estado de Hidalgo Ricardo Garibay ocupa una superficie de 4560 m², el edificio de arquitectura posmoderna y el edificio fue inaugurado en 2007. El Tuzoforum es un centro de convenciones, su construcción finalizó en el año 2005, se emplearon materiales como concreto, metal, y vidrio; con 8 m de altura.
El Auditorio Gota de Plata tiene 25 metros de altura, cuenta con una gran cubierta reflejante de parteluces de cristal espejo, dispuesta a 25 metros de altura y con un volado en sus dos extremos de casi 40 metros. El Salón de la Fama del Fútbol, se terminó de construir en 2011, empleándose con concreto reforzado y tiene forma de esfera que emula un enorme balón de fútbol; cuenta con una altura de 38 m de altura y 36 m de diámetro. El Centro Interactivo Mundo Fútbol es una estructura es mixta, con columnas de concreto, losas a base de estructura metálica, cuenta con un área de exposición de 1680 m².
En la Ciudad del Conocimiento se construye el Polideportivo Carlos Martínez Balmori, inaugurado el 14 de febrero de 2001; con una estructura de acero con esquema cuadrangular, y cubierta piramidal, proyecto diseñado por el ingeniero Rodolfo Zedillo. También la Universidad Autónoma del Estado de Hidalgo, construyó entre junio de 2014 a marzo de 2015 el Edificio de la Prepa 1 un edificio de 8 pisos. En agosto de 2018 empezó la construcción de la Torre de Posgrado en la Ciudad del Conocimiento de la UAEH; se estima que tenga 94 metros de altura..
Entre 2009 y 2012 se construyó el Reloj Monumental de Atlapexco, estructura está construida con block y cemento; en las partes laterales están los nombre tallados de todas las comunidades que pertenecen al municipio. En marzo de 2017 se inauguró un Reloj Monumental en la comunidad La Lagunilla, municipio de Tulancingo de Bravo; de 15 metros de altura.

Arquitectura del siglo XXI.
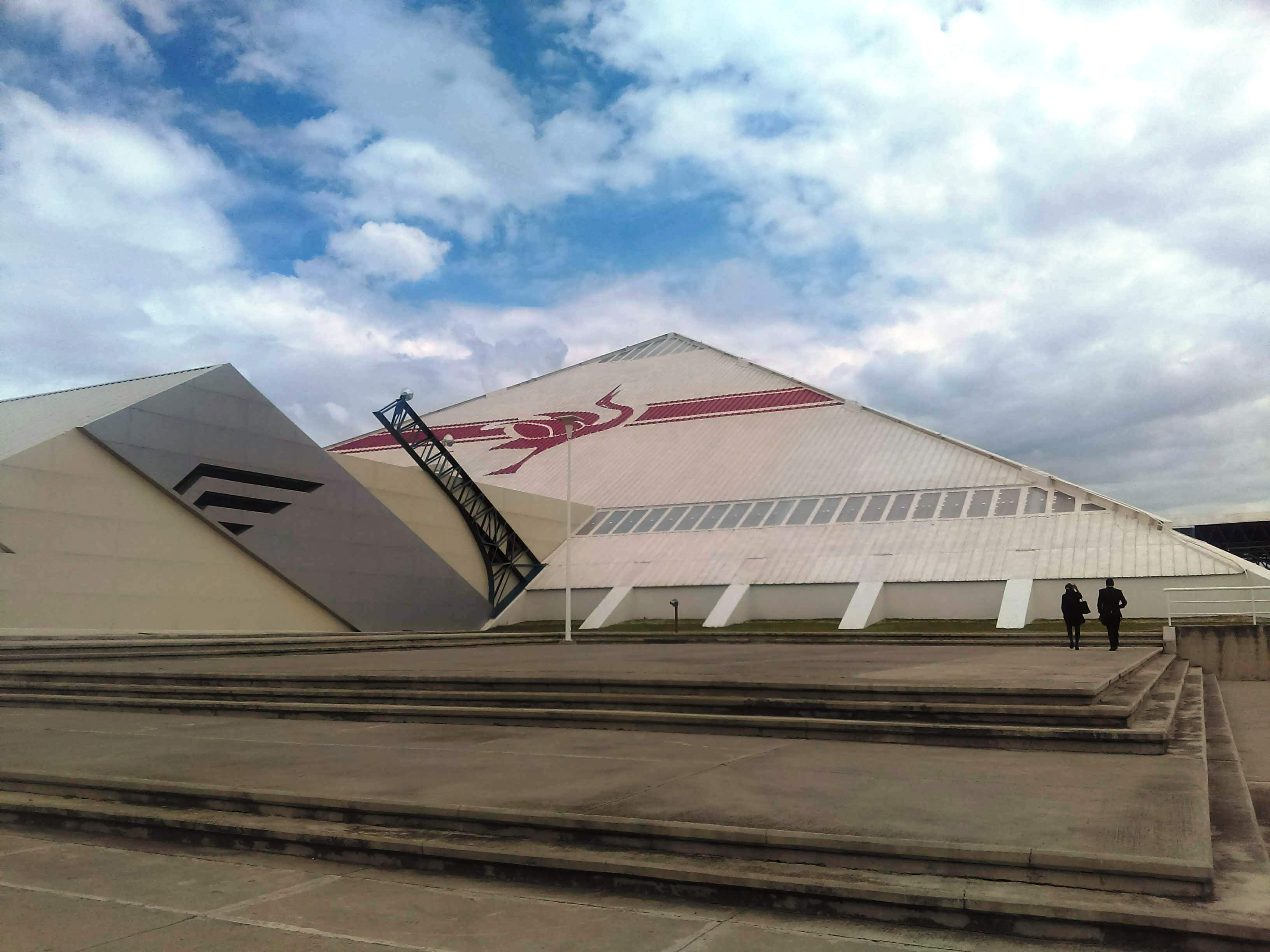
Polideportivo Carlos Martínez Balmori en Mineral de la Reforma (2001).
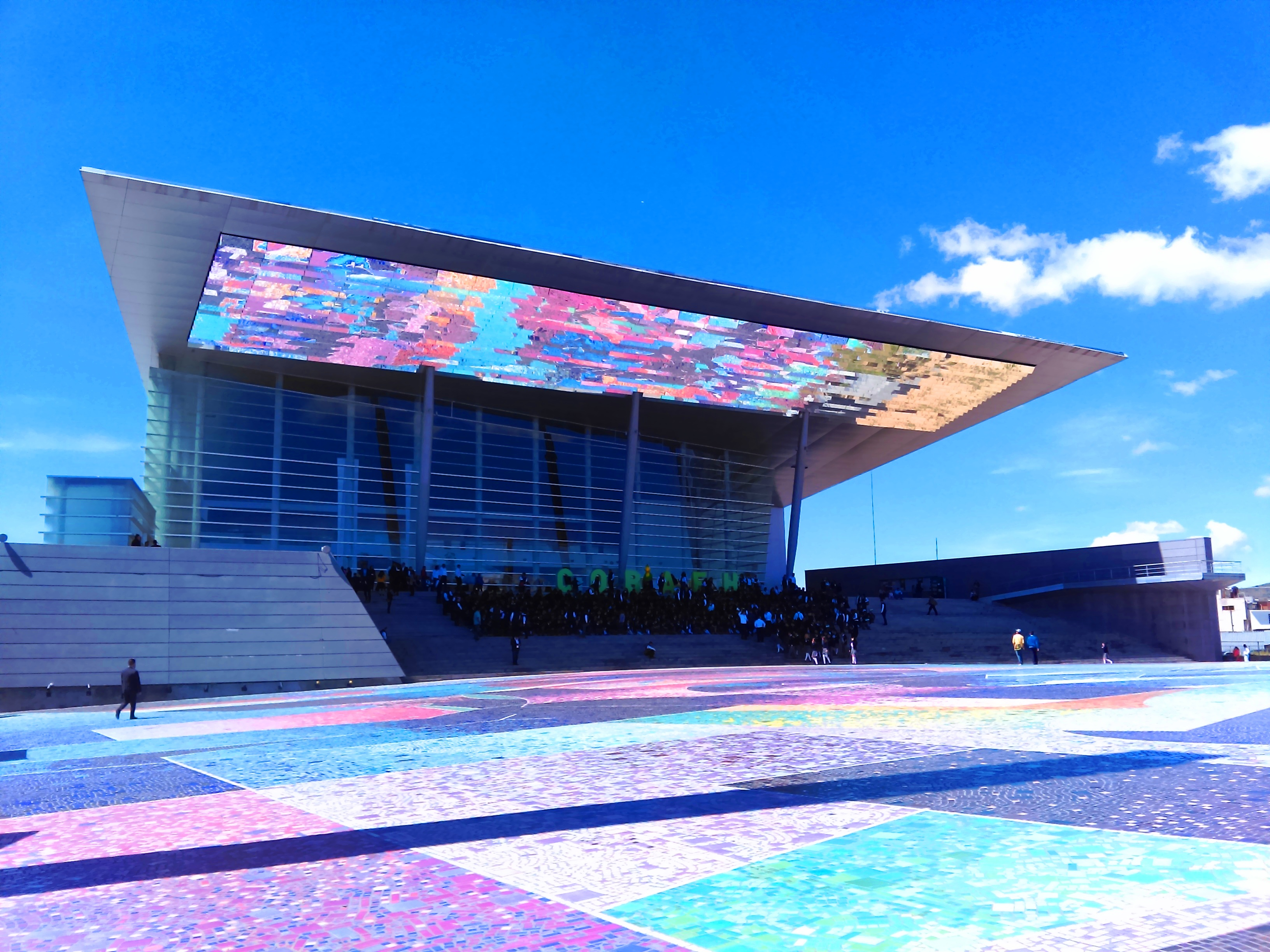
Auditorio Gota de Plata en Pachuca de Soto (2005).
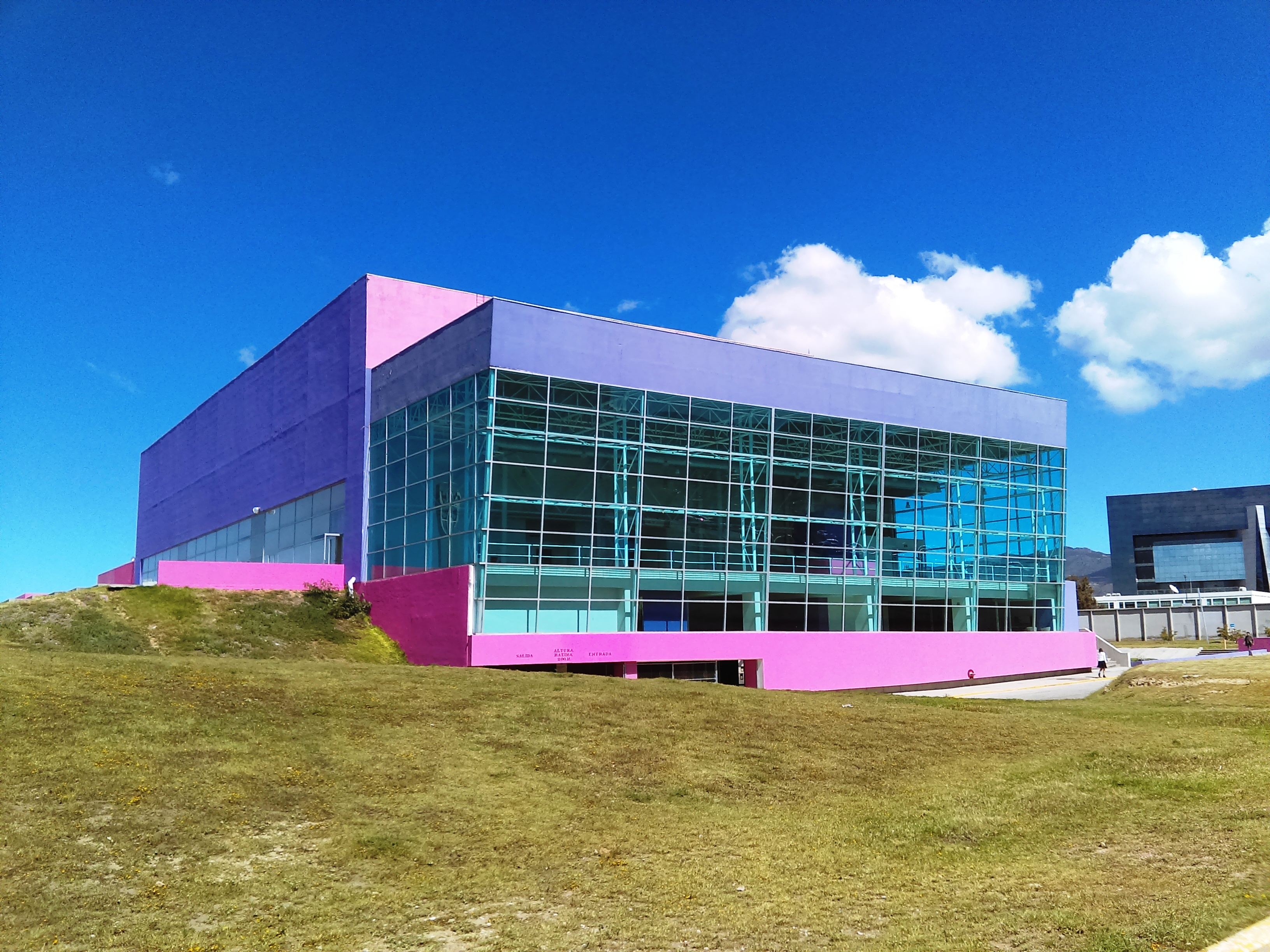
Tuzoforum en Pachuca de Soto (2005).
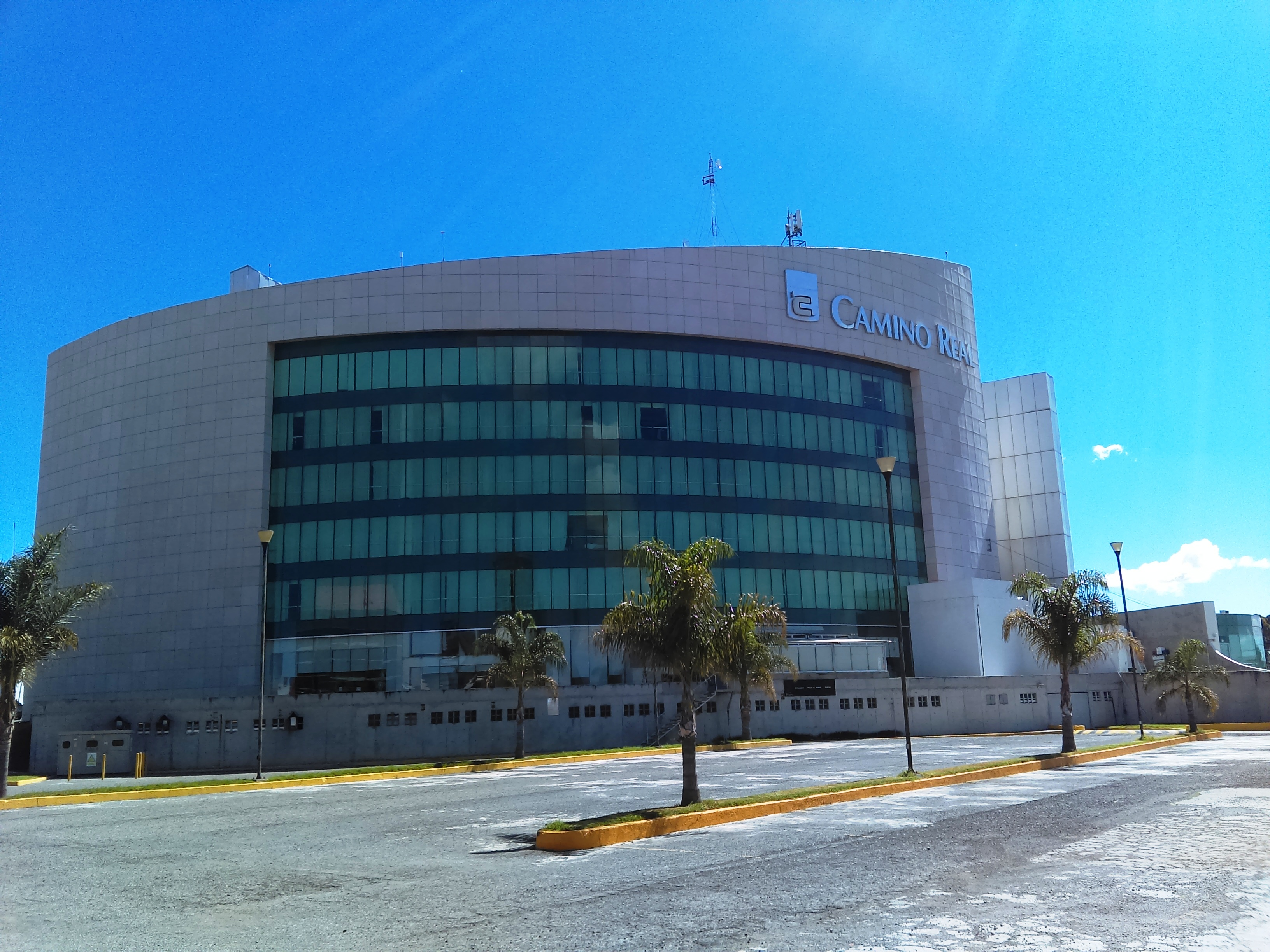
Hotel Camino Real en Pachuca de Soto (2005).
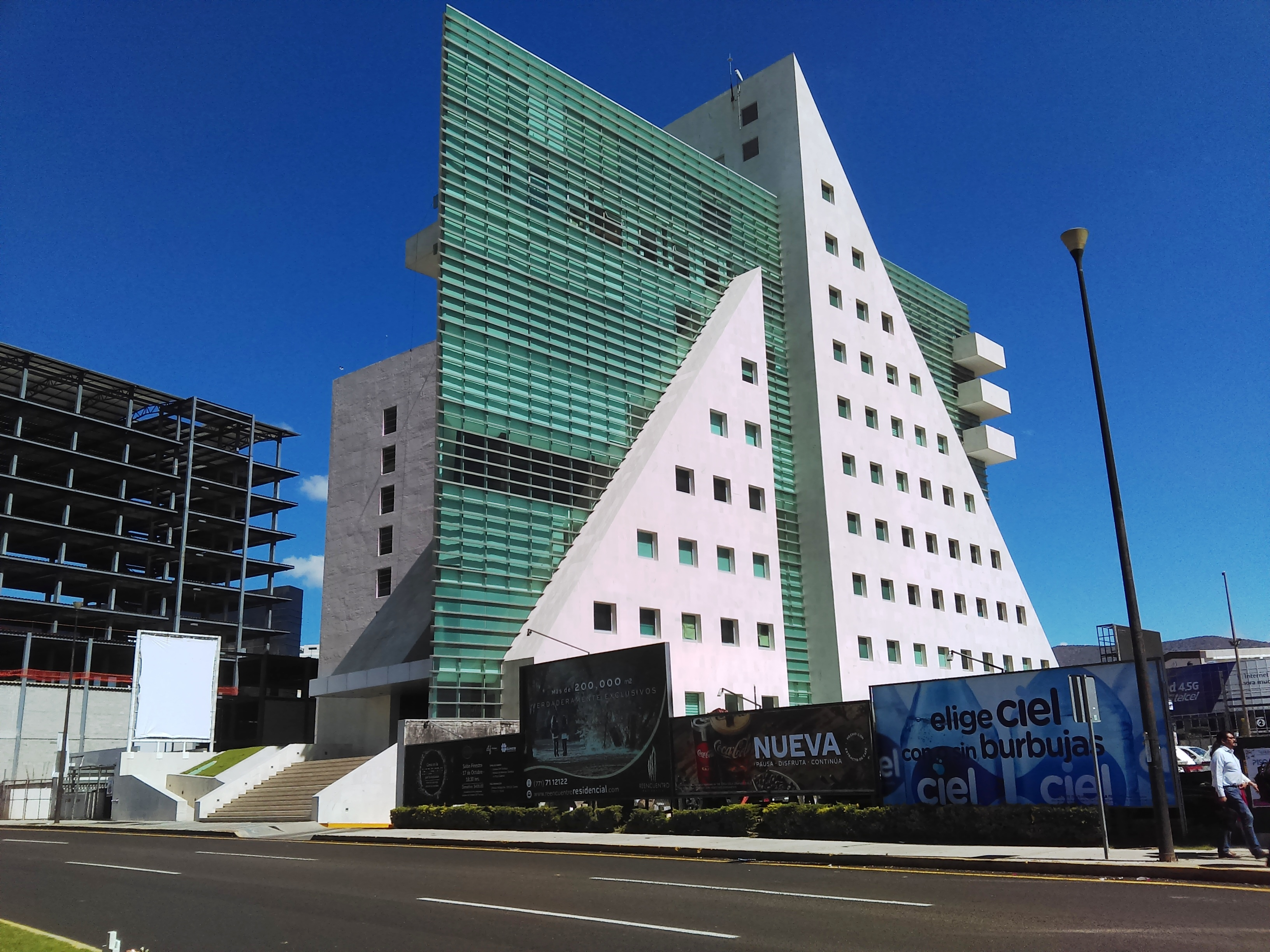
Torre Prisma en Pachuca de Soto (2007).
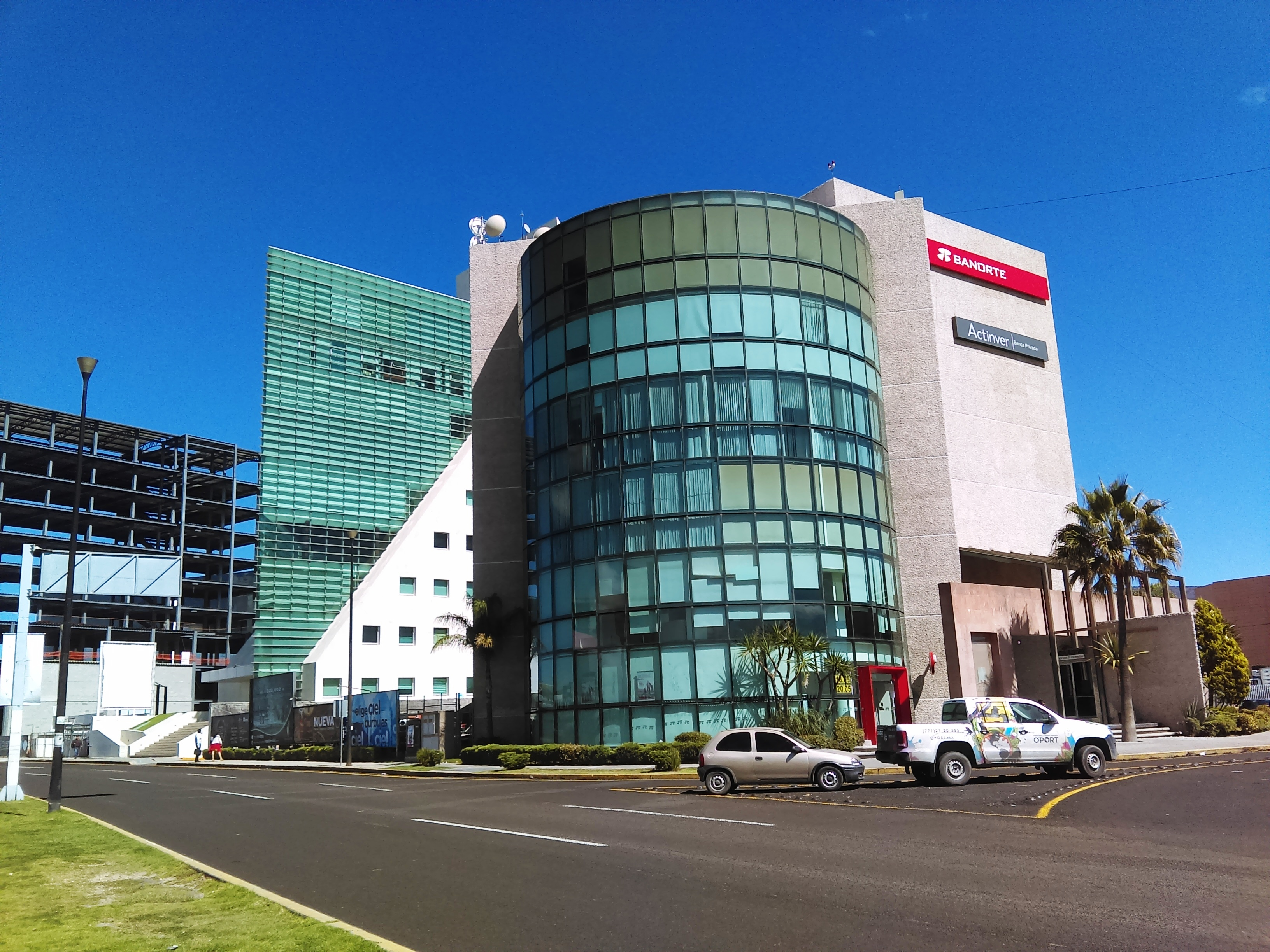
Edificio Banorte en Pachuca de Soto (2007).
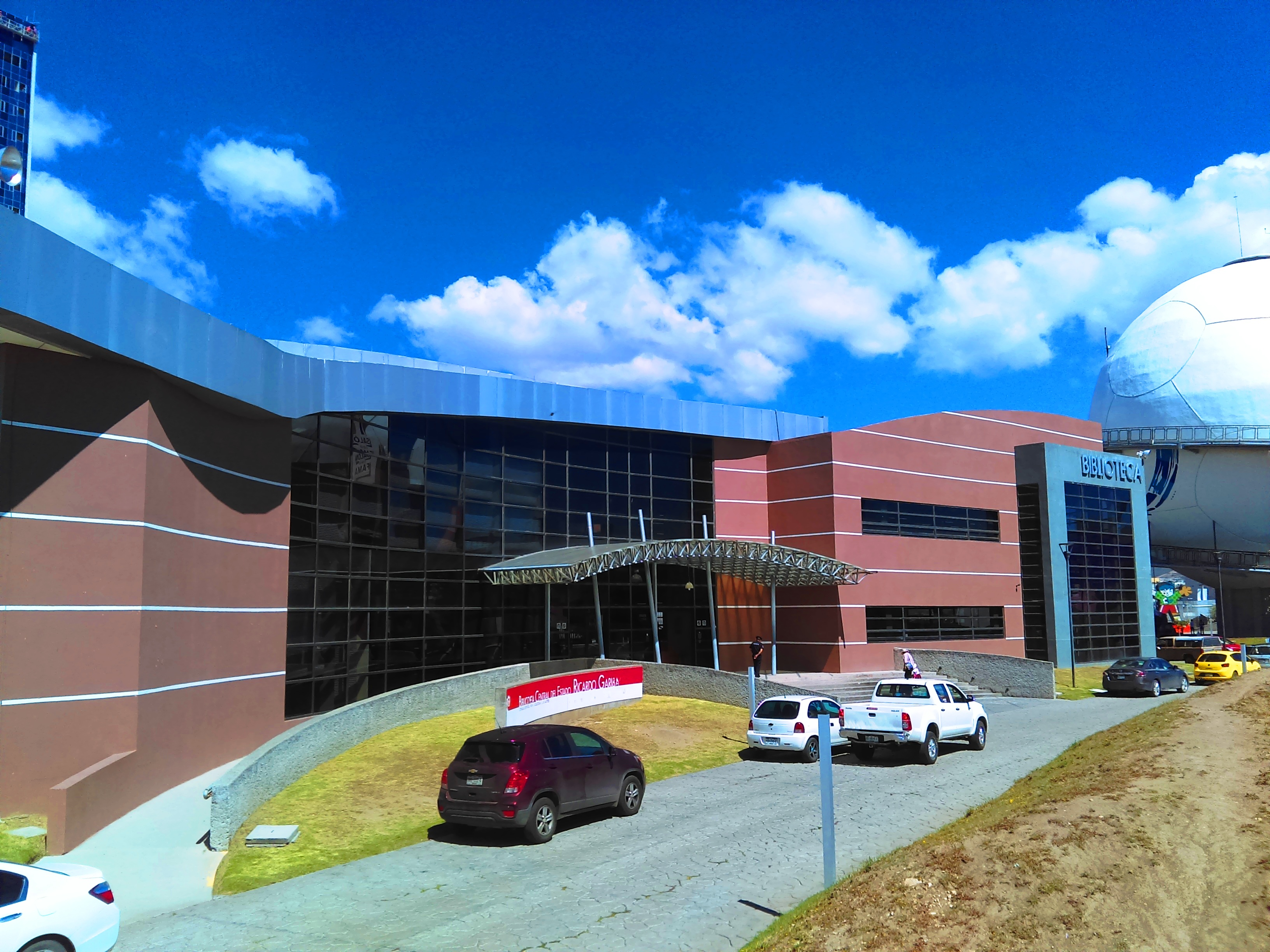
Biblioteca Ricardo Garibay en Pachuca de Soto (2007).
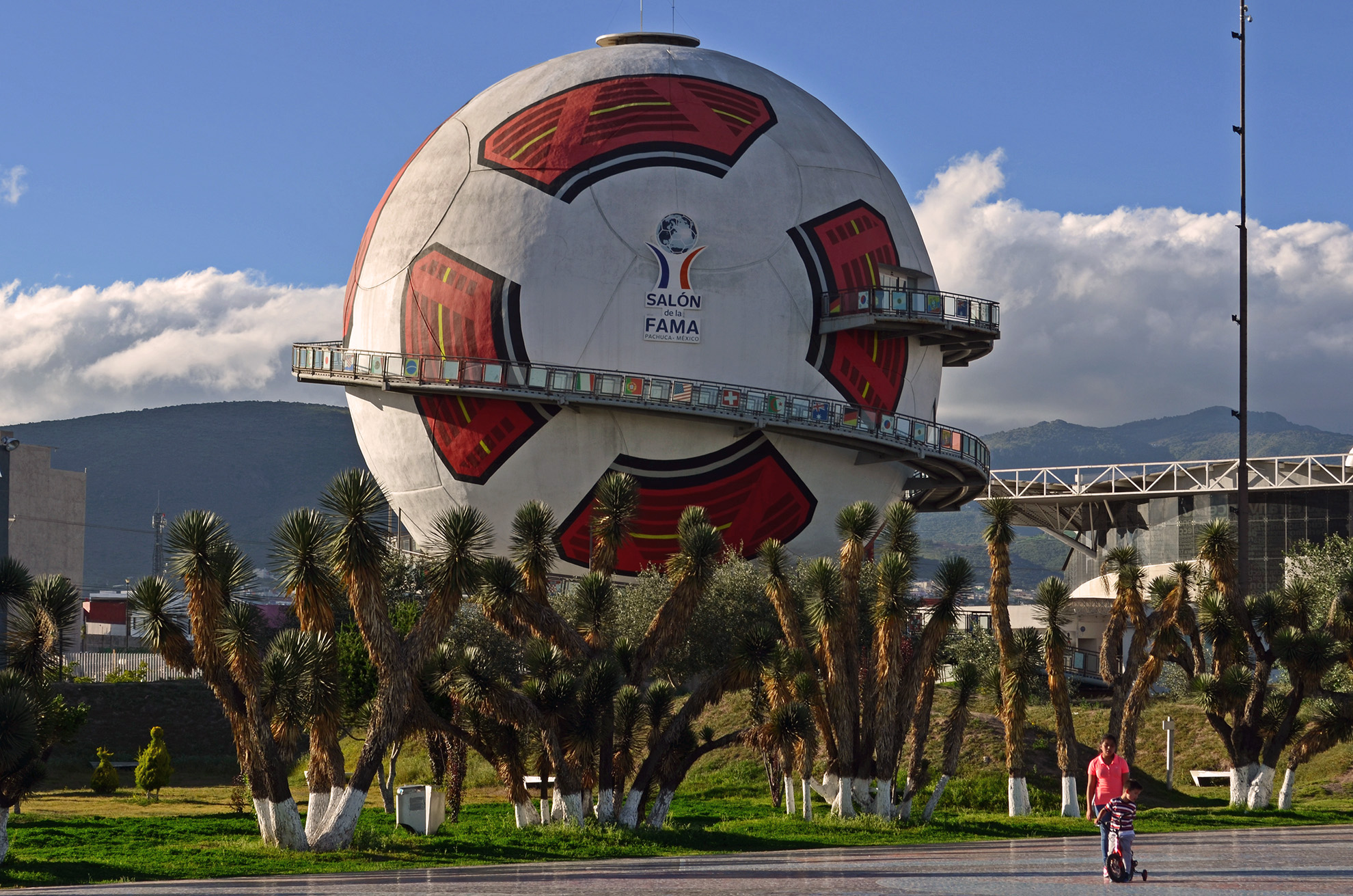
Salón de la Fama del Fútbol en Pachuca de Soto (2011).
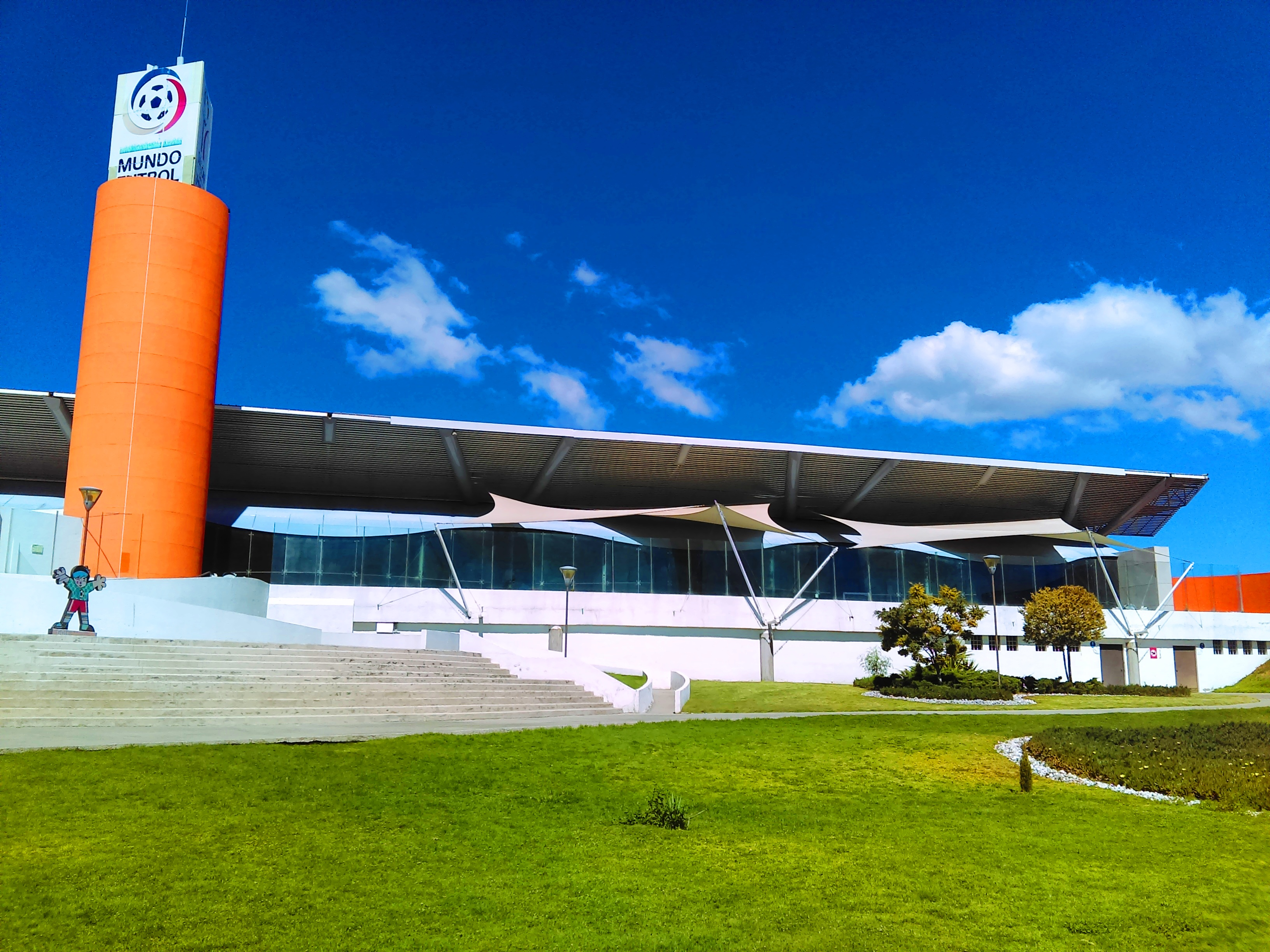
Centro Interactivo Mundo Fútbol en Pachuca de Soto (2011).
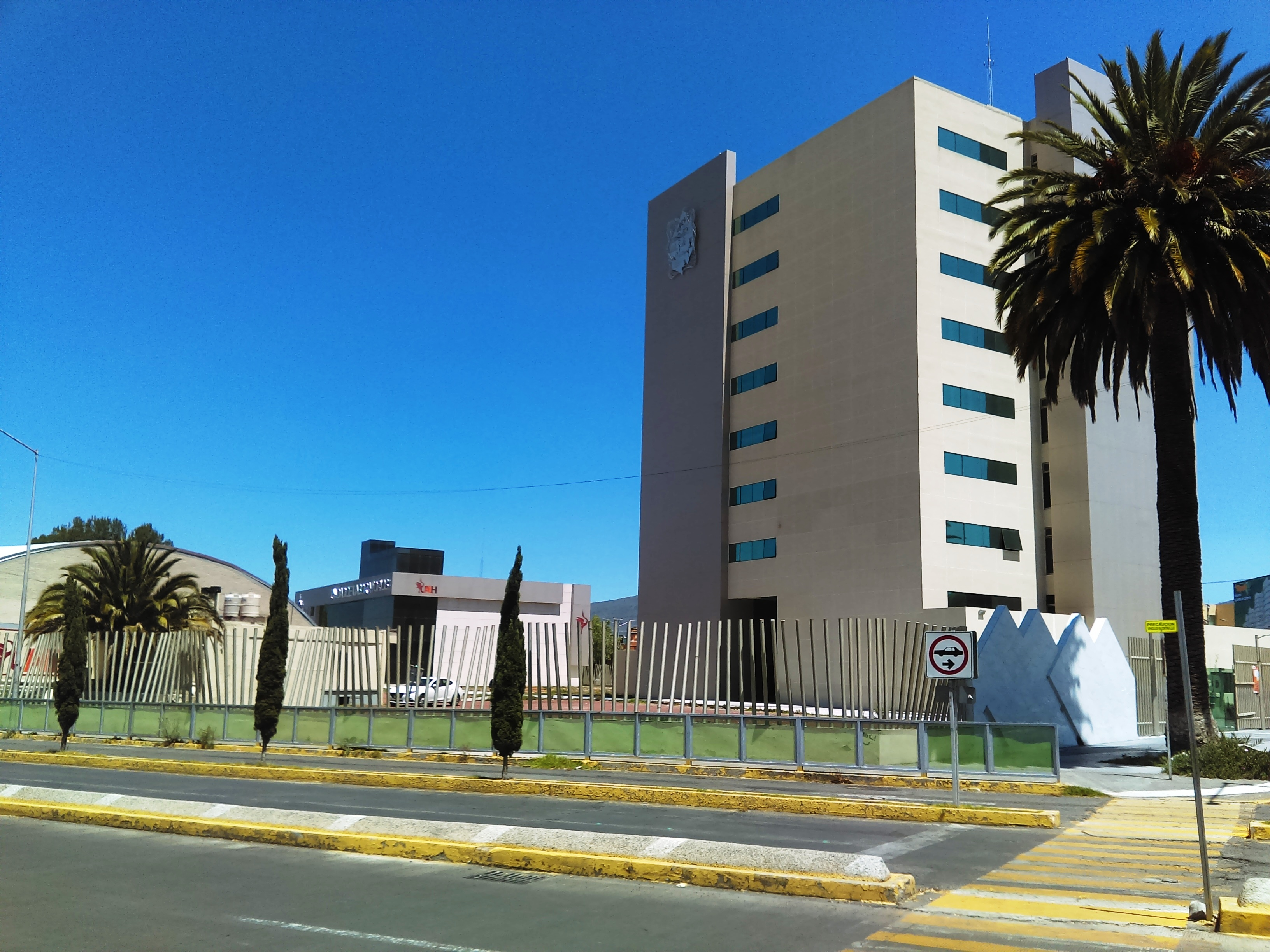
Escuela Preparatoria Número 1. UAEH en Pachuca de Soto (2015).
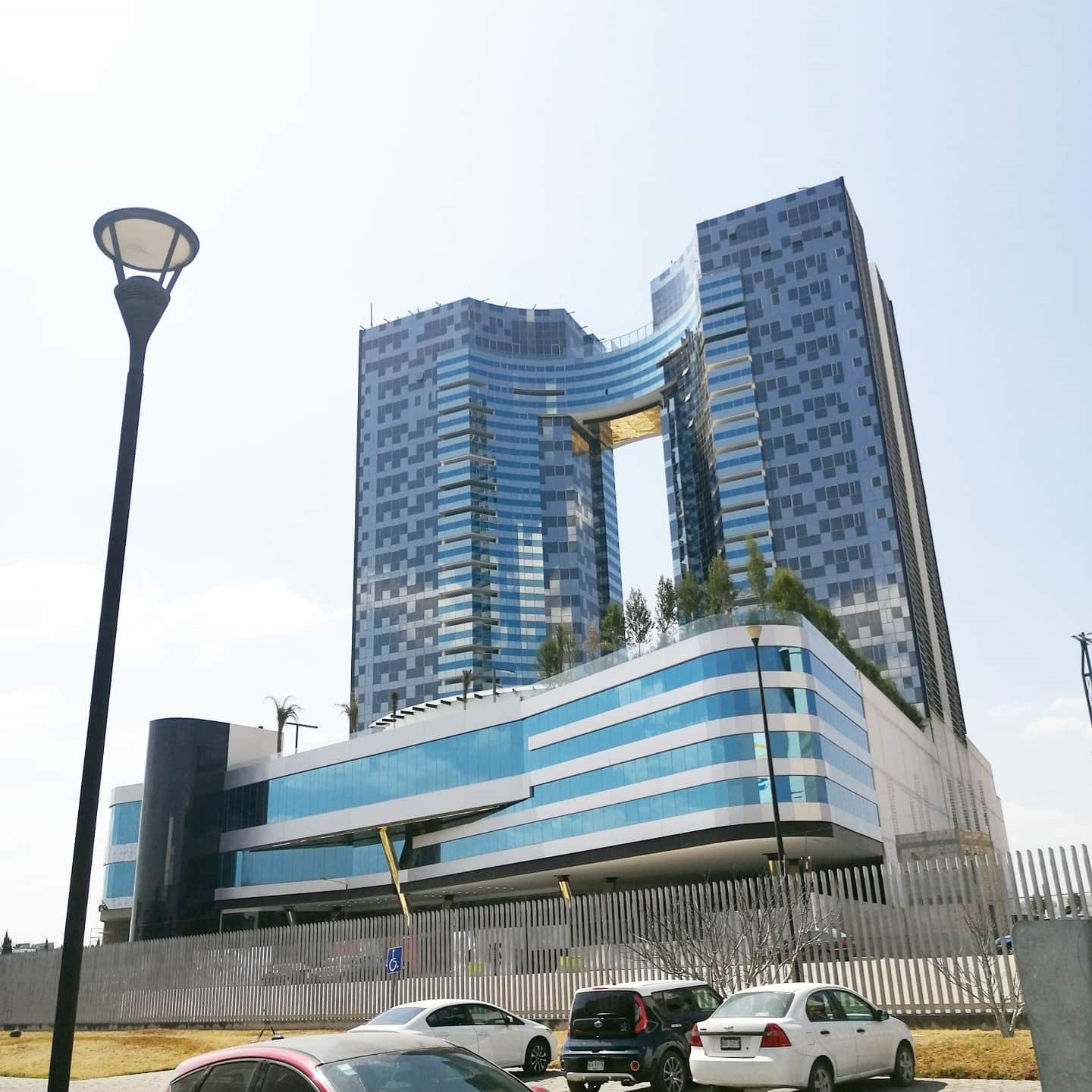
Vía Dorada en Pachuca de Soto (2020).

## Escultura

### Historia escultórica

#### Escultura prehispánica

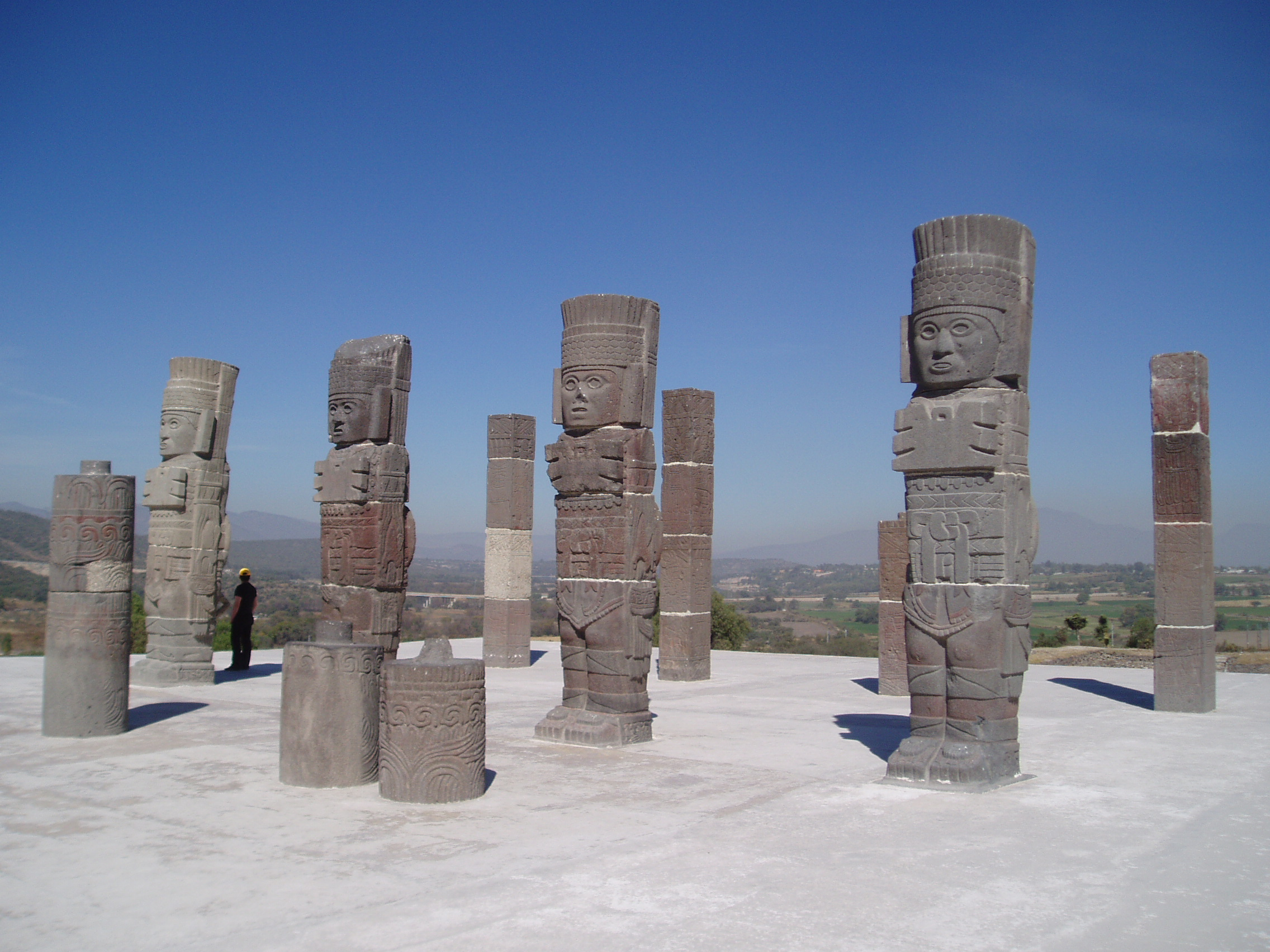
Atlantes de Tula en Tollan-Xicocotitlan en Tula de Allende.

Del periodo prehispánico sobresale las distintas representaciones elaboradas de los dioses, así como la cerámica fabricada en este periodo. El registro arqueológico más antiguo encontrado en Hidalgo es un hacha, hallada en Huapalcalco. En Yahualica fue encontrado el "Falo de Yahualica" una escultura que es asociada con el culto del Phallus, mide 156 centímetros de alto por 30 centímetros de ancho.
En Tollan-Xicocotitlan se encuentran los Atlantes de Tula, divididas en cuatro segmentos, las esculturas miden en promedio 4.60 m de altura. Se cree que son representaciones de guerreros Toltecas, ataviados con un tocado de plumas, un pectoral de mariposa (o “átlatl”, de ahí que se les nombre “atlantes”), dardos, un cuchillo de pedernal y un arma curva. El Chac Mool es otra escultura tolteca de gran importancia. Se trata, en la mayoría de los casos, de una figura humana reclinada hacia atrás, con las piernas encogidas y la cabeza girada, en cuyo vientre descansa un recipiente circular o cuadrado.
También en Tollan-Xicocotitlan se encuentran restos de un Tzompantli el cual era un altar donde se empalaban ante la vista pública las cabezas de los sacrificados con el fin de honrar a los dioses; así como de un Coatepantli motivo arquitectónico de carácter ornamental formado con esculturas de serpientes que rodeaban muchos edificios.

#### Escultura en la Nueva España

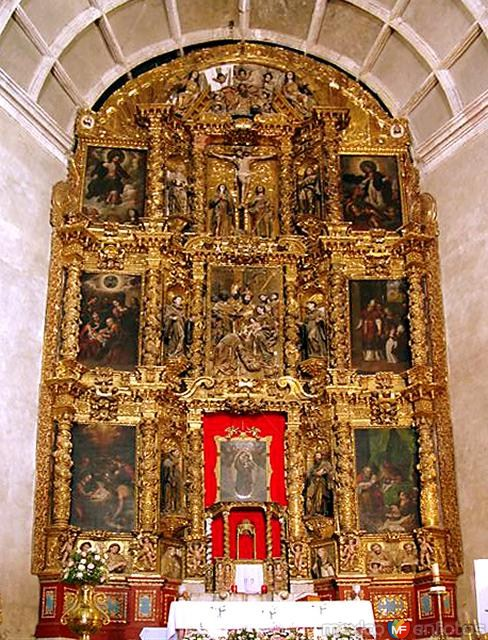
Retablo mayor del Templo de Meztitlán.

Durante el periodo del Virreinato de Nueva España sobresalen los trabajos de altorrelieve y bajorrelieve utilizados principalmente en la fachada de las iglesias y conventos, sobresalen los de Metztitlán, Epazoyucan, Ixmiquilpan, Atotonilco el Grande y Actopan.
El retablo es la estructura arquitectónica, pictórica y escultórica que se sitúa detrás del altar en las iglesias católicas de rito latino. Tradicionalmente, el estado de Hidalgo no se ha considerado como una región barroca por excelencia. Se ha producido edificios realmente interesantes especialmente en retablos, como: la Iglesia de la Asunción en Apan, la Iglesia del Cristo de Mapethé en Mapethé, el Templo y exconvento de los Santos Reyes en Metztitlán, la Capilla de Nuestra Señora de la Luz en Pachuca, y la Parroquia del Carmen en Ixmiquilpan.
El retablo en la Iglesia de la Asunción en Apan, puede figurar entre los primeros del churriguera mexicano, el retablo de la Asunción de María se compone de tres cuerpos, delimitados por capiteles que forman a su vez las bases de las pilastras del siguiente cuerpo. El plano del retablo es perforado por la ventana que ocupa el tercer cuerpo, contribuyendo con la rotunda entrada de luz a los juegos de claroscuros tan propios del barroco.
La Parroquia del Carmen en Ixmiquilpan, posee retablos en madera labrada y dorada, en especial el mayor, más trabajado. Se encuentra ornamentado exclusivamente con relieves y esculturas, sobresaliendo la de la Virgen de la advocación y una Santísima Trinidad, con rostros de gran majestad, coronando el conjunto. Uno de los retablos laterales está coronado por una escultura de San Miguel Arcángel dominando a Satanás. También se encuentra el retablo pintado que se encuentra detrás del altar mayor, aprovechando la superficie del muro posterior.
En el Santuario del Señor de Mapethé las aristas y volutas de los retablos resplandecen con su fulgor de oro, en contraste con la penumbra del piso, sombrío de tumbas anónimas. El interior sobrecoge un conjunto de retablos churriguerescos. Una constelación de santos se congrega en sus retablos, sobre pedestales magníficos, en contrastes de claroscuros. El retablo principal fue concluido en el mes de mayo de 1765.
En el Templo y exconvento de los Santos Reyes en Metztitlán, en el interior de la iglesia hay retablos dorados de finales del siglo XVII y principios del xviii. El Retablo de Los Santos Reyes es el principal y ocupa todo lo ancho y alto del ábside. Cuatro más están dedicados a san José; san Nicolás Tolentino; Nuestra Señora de la Soledad (al parecer anteriormente estaba dedicado a la Virgen de los Dolores) y Jesús Nazareno, distribuidos a lo largo del muro de la Epístola. Dos retablos más se conservan del lado del Evangelio, dedicados a Jesús Crucificado y a la Virgen de Fátima.

#### Escultura del Porfiriato

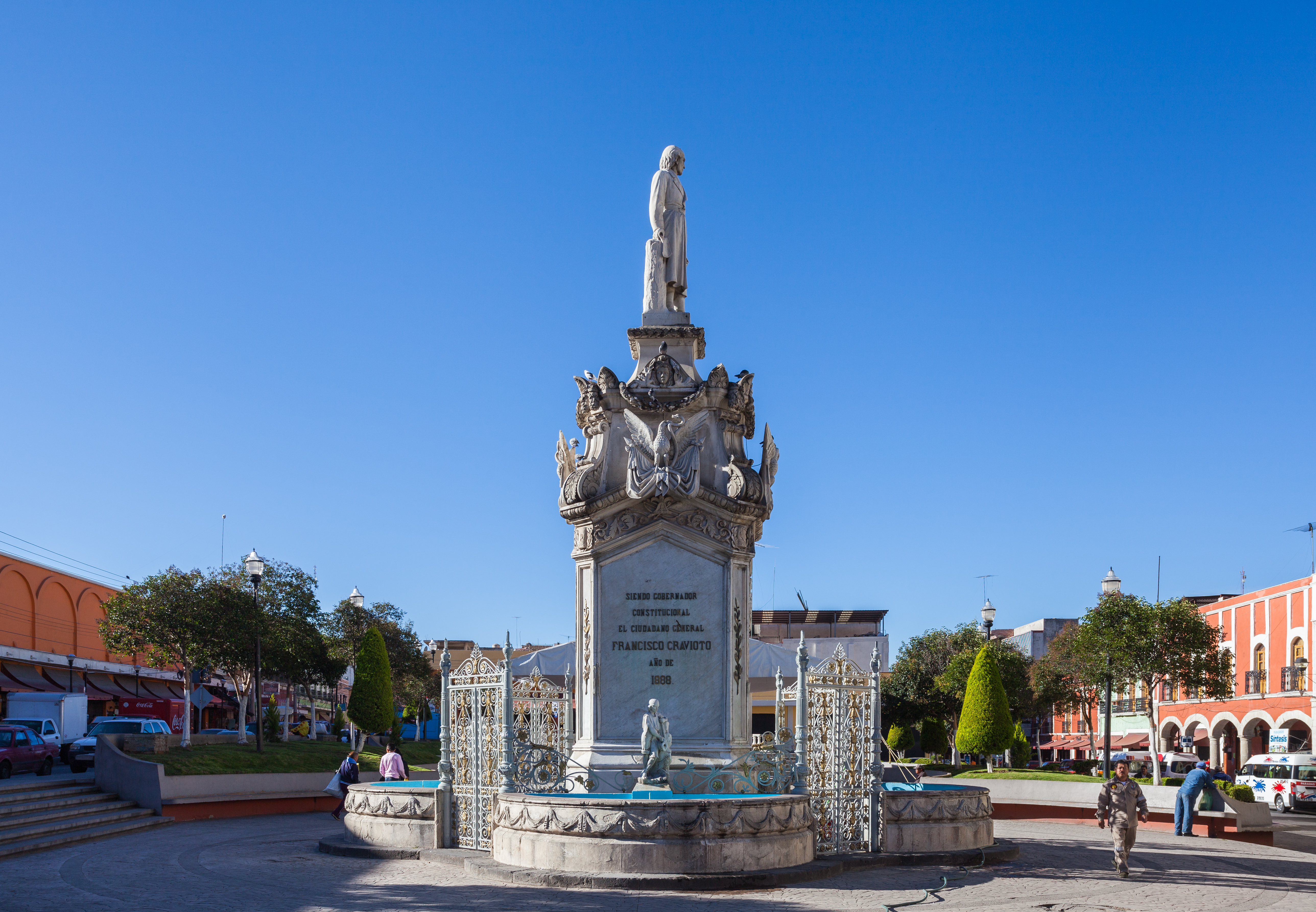
Monumento a Miguel Hidalgo en la Plaza Constitución en Pachuca.

Monumento a Benito Juárez en el Parque la Floresta en Tulancingo.

Para el siglo XIX, la fuerte influencia francesa que acompañó al periodo porfiriano se dejó sentir en la entidad; algunos monumentos de esa época son aquellos dedicados a Benito Juárez, levantados con motivo del centenario de su nacimiento en 1906, interesantes ejemplos son los que se encuentran en Molango, Tulancingo y Zacualtipán. El Monumento a Benito Juárez en Tulancingo, localizado en el centro del Parque la Floresta. Mide alrededor de 15 metros de alto por cerca de diez metros de ancho.
En Pachuca de Soto, en la Plaza Constitución se encuentra un Monumento a Miguel Hidalgo, el diseño fue encargado al escultor y arquitecto de origen italiano Cayetano Tangassi; su construcción empezó en el año 1886 y fue inaugurado el 16 de septiembre de 1888. Monumento de estilo neoclásico, con cuerpo cuadrangular, cada una de las fuentes perimetrales tiene una estatua de mármol representando a una indígena, con una escopeta en la mano y la otra un jarrón que vierte el agua en la fuente. Al centro se levanta la escultura de Miguel Hidalgo, sosteniendo un documento en una de las manos, y en la otra un ramo.
El Portón del Panteón Municipal de Pachuca fue diseñado por Porfirio Díaz Ortega, hijo de Porfirio Díaz; las obras dieron principio el 19 de febrero de 1900 y fue inaugurado el 1 de enero de 1901, realizado con cantera traída de Tezoantla, municipio de Mineral del Monte. Este inmueble está basado en el patrón de los arcos triunfales romanos, la compone una estructura con entrada de arco de medio punto sobre impostas y jambas lisas de cantera aparente, con dos columnas con capiteles jónicos sobre bases de cantera.

#### Escultura delsigloXX

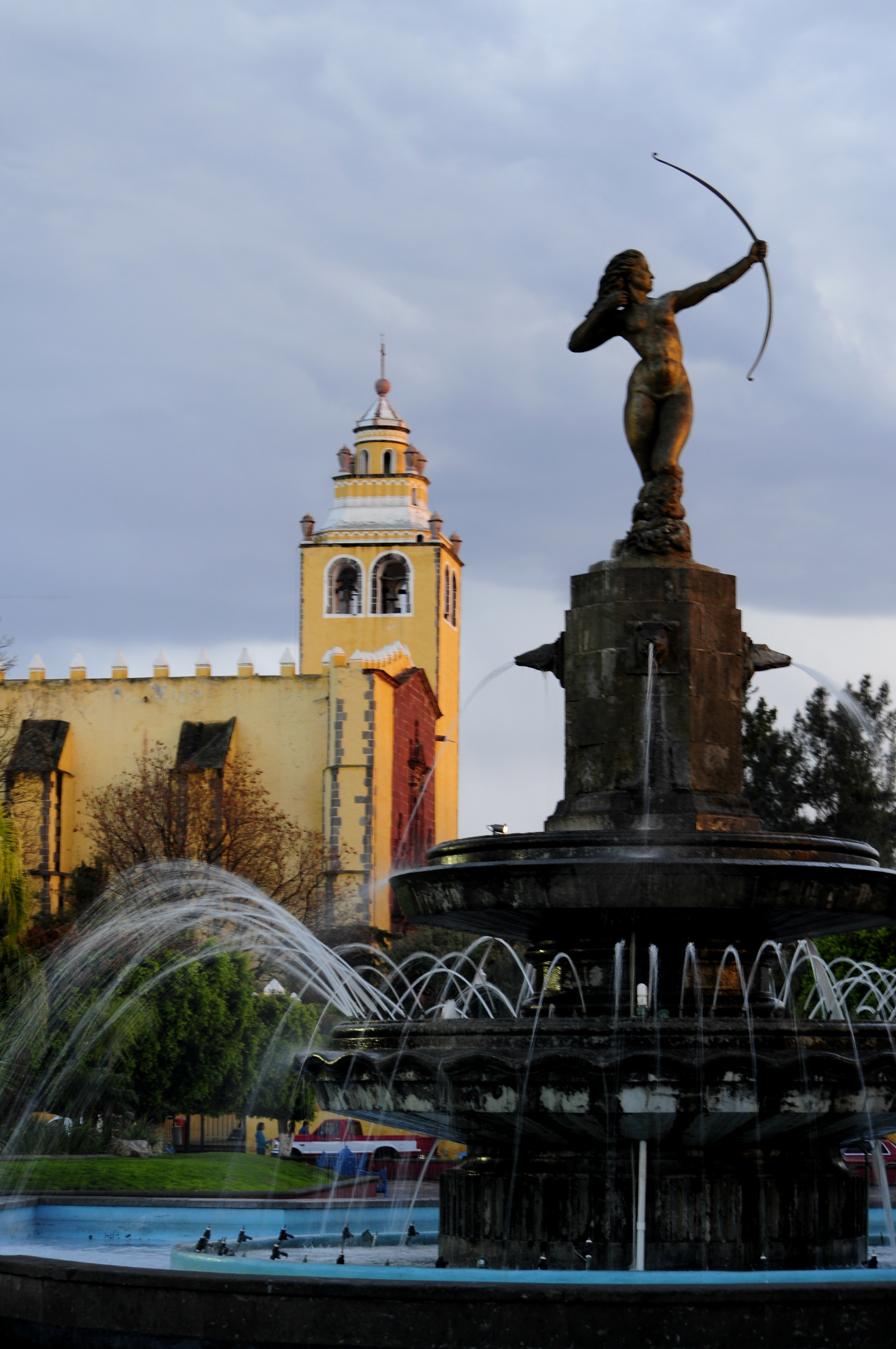
Fuente de la Diana Cazadora en Ixmiquilpan.

En Huejutla se encuentra un quiosco de 8 columnas y barandal de hierro y una techumbre adornada con esferas eléctricas; fue confeccionado en Francia, y fue colocado originalmente en el Zócalo de la Ciudad de México y trasladado a Huejutla en 1914. En Huejutla se encuentran dos monumentos a Antonio Reyes Cabrera “El Tordo”, uno situado en el acceso del Panteón Municipal y el otro en la Plaza 21 de Mayo; también hay un monumento a Nicandro Castillo Gómez.
La Fuente de la Diana Cazadora en Ixmiquilpan, es una escultura realizada por Juan Fernando Olaguíbel y tiene 22 m de altura de estilo art decó. Fue inaugurada el 10 de octubre de 1942 en la Ciudad de México; desde ese momento se ganó el afecto de los ciudadanos, pero también se ganó las críticas de los sectores más conservadores, tras una serie de protestas, lograron que se le colocara un taparrabos de bronce. Para aprovechar los Juegos Olímpicos de México 1968, el entonces regente Alfonso Corona del Rosal, en respuesta a una petición de Olaguíbel, decidió retirar el taparrabos, al realizar esto, la estatua sufrió algunos daños. Para solucionarlo se decidió fundir una nueva pieza, mientras que a la que resultó dañada fue vendida por el artista al regente, ese pieza fue donada a Ixmiquilpan, su pueblo natal donde permanece desde 1970.
En Pachuca de Soto se encuentran el Monumento a la Revolución mexicana, inaugurado el 20 de noviembre de 1955, el arquitecto a cargo del monumento fue Vicente Mendiola Quezada; el Monumento a los Insurgentes, su construcción inició el 1 de abril de 1953 y fue inaugurado el 30 de julio de 1954 por el gobernador del estado de Hidalgo, Quintín Rueda Villagrán; así como el Monumento a Benito Juárez inaugurado el 21 de marzo de 1957, diseñado por Carlos Obregón Santacilia, y la escultura por Juan Leonardo Cordero; el Monumento a los Niños Héroes se inauguró el 13 de marzo de 1957, es una pieza de concreto rectangular, a los costados cuenta con dos fuentes, y están flanqueadas cada una por una columna rectangular.
El Cristo Rey de Pachuca dedicado a la solemnidad de Cristo Rey, inaugurado el 17 de abril de 1996. En 1940 un grupo de mineros de la Mina del Paricutín cuando iban de salida, se les atoró el malacate y sin poder moverlo, llenos de espanto y fe gritaron: "Cristo Rey, si nos salvas, te haremos un monumento"; al salir ilesos, cumplieron con su promesa el 3 de agosto de 1982 al iniciar la construcción. Está construida con mármol, el responsable del proyecto fue el José Luis Lugo Vera y en coproyecto con César C. Narváez Benítez, la escultura mide 33 m de altura.
En Mineral del Monte se encuentra el Monumento Al Minero Anónimo, se inauguró el 22 de marzo de 1951; es la estatua de un minero sostenido una perforadora a, a sus pies se guarda una urna que contiene antiguos restos hallados en la Veta Santa Brígida, a sus espaldas se yergue un obelisco. También en Mineral del Monte se encuentra e Monumento a la Primera Huelga en América, conmemorando la Huelga minera de 1766 está ubicado en la explanada exterior de la Mina la Dificultad y fue inaugurado por José López Portillo el 4 de mayo de 1976.
En Pachuca de Soto en el camellón del Bulevar Felipe Ángeles, se encuentra el denominado Corredor Minero; el cual es una serie de monumentos, esculturas, y antiguo equipo minero, colocado para resaltar el pasado minero de la región. En este camellón se encuentra la Fuente Milenio, una fuente con una escultura elaborada por Byron Gálvez de doce metros de altura (nueve de bronce y tres de base), fue producida para celebrar el milenio en diciembre de 1999.

Escultura del siglo XX.
Quiosco de Huejutla.
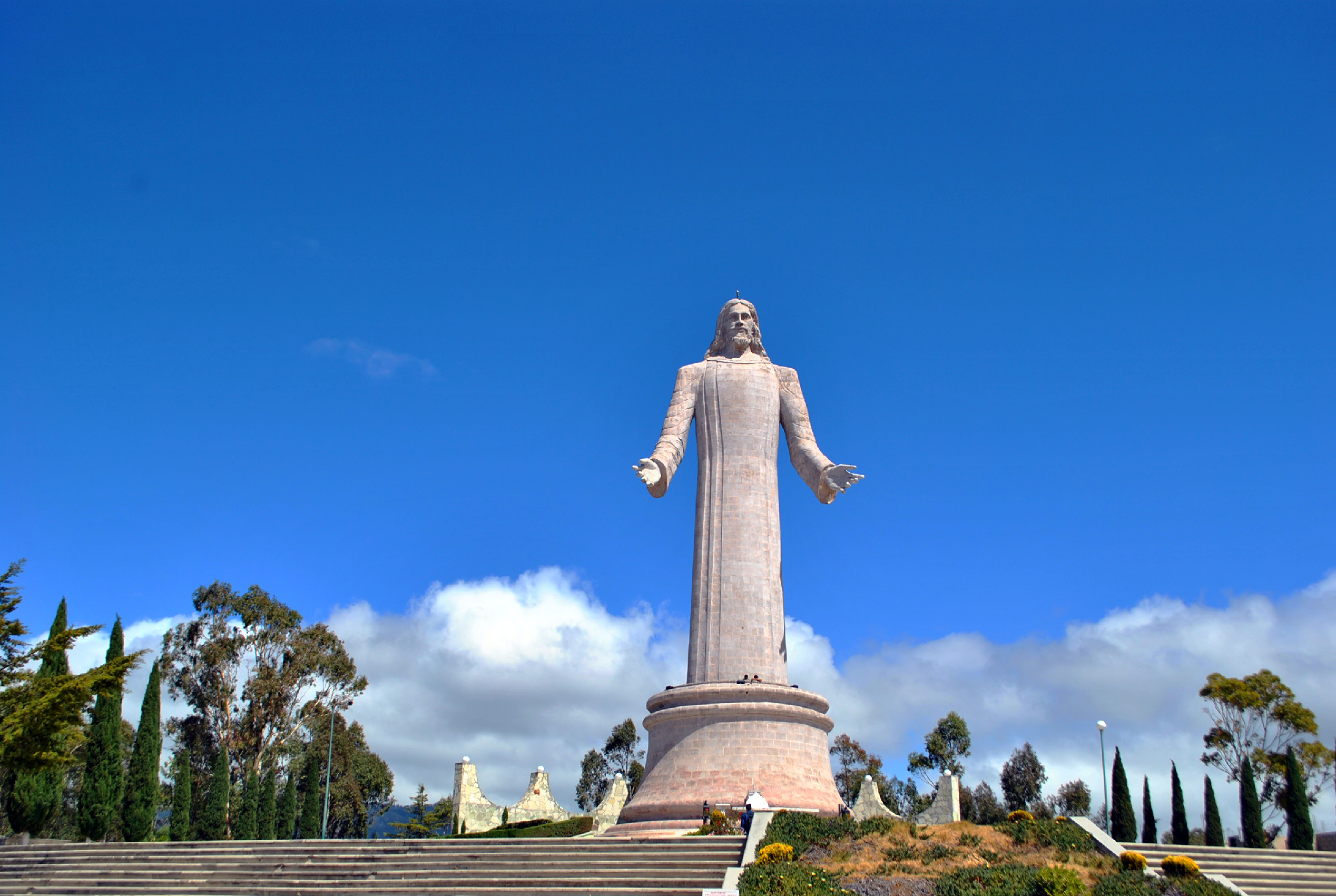
Cristo Rey de Pachuca.
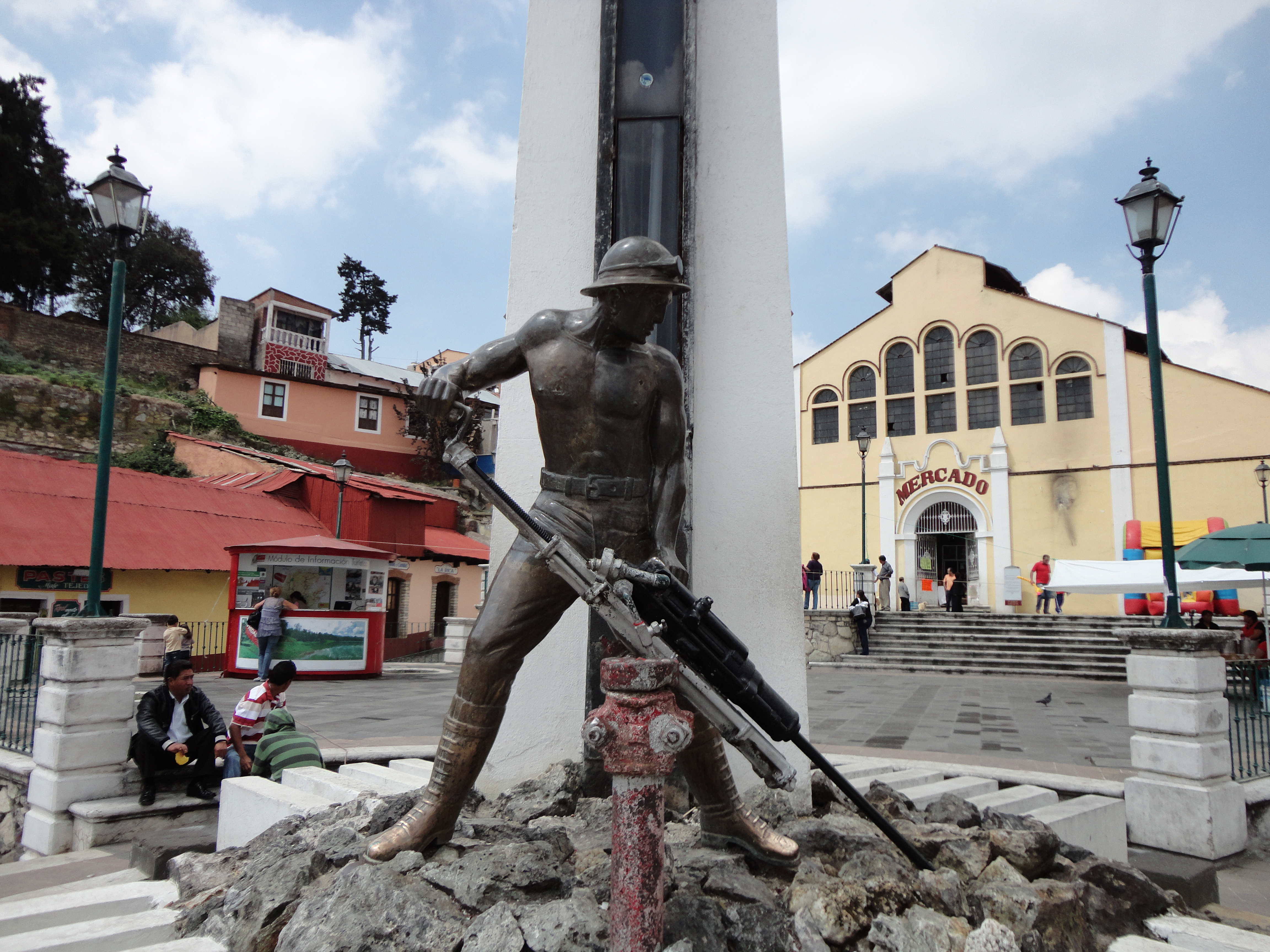
Monumento al Minero en Mineral del Monte.
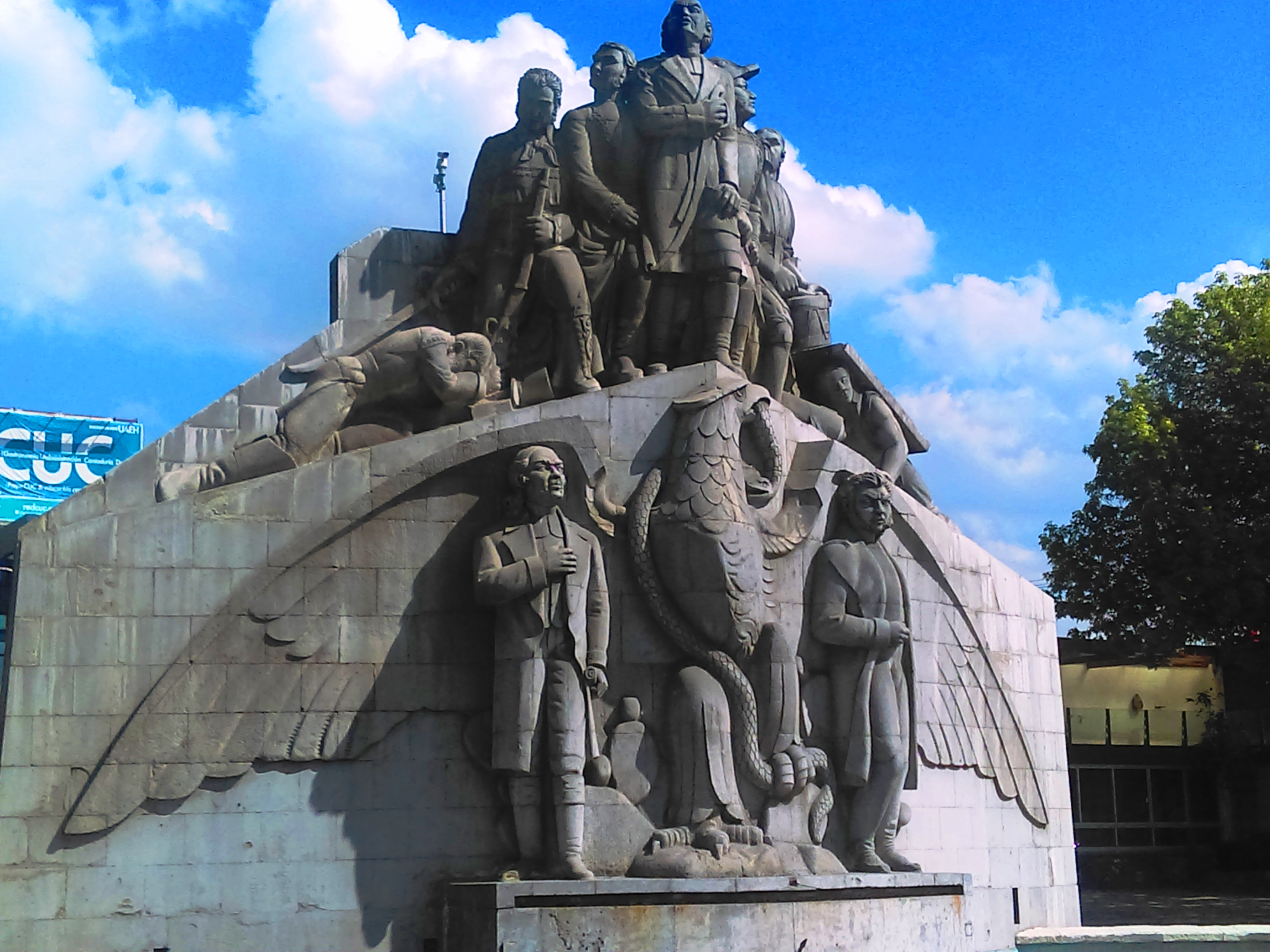
Monumento a los Insurgentes en Pachuca de Soto.
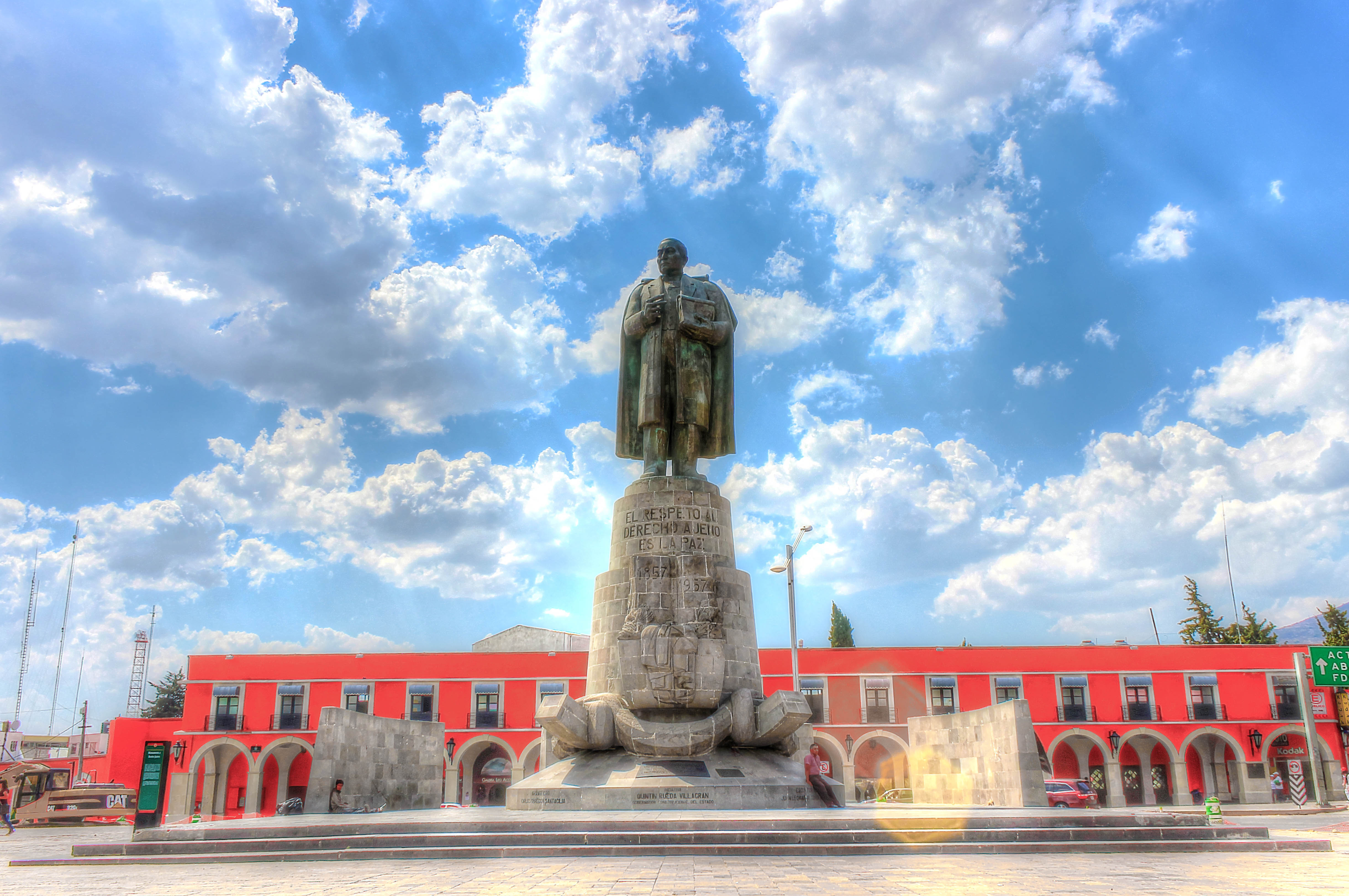
Monumento a Benito Juárez en Pachuca de Soto.
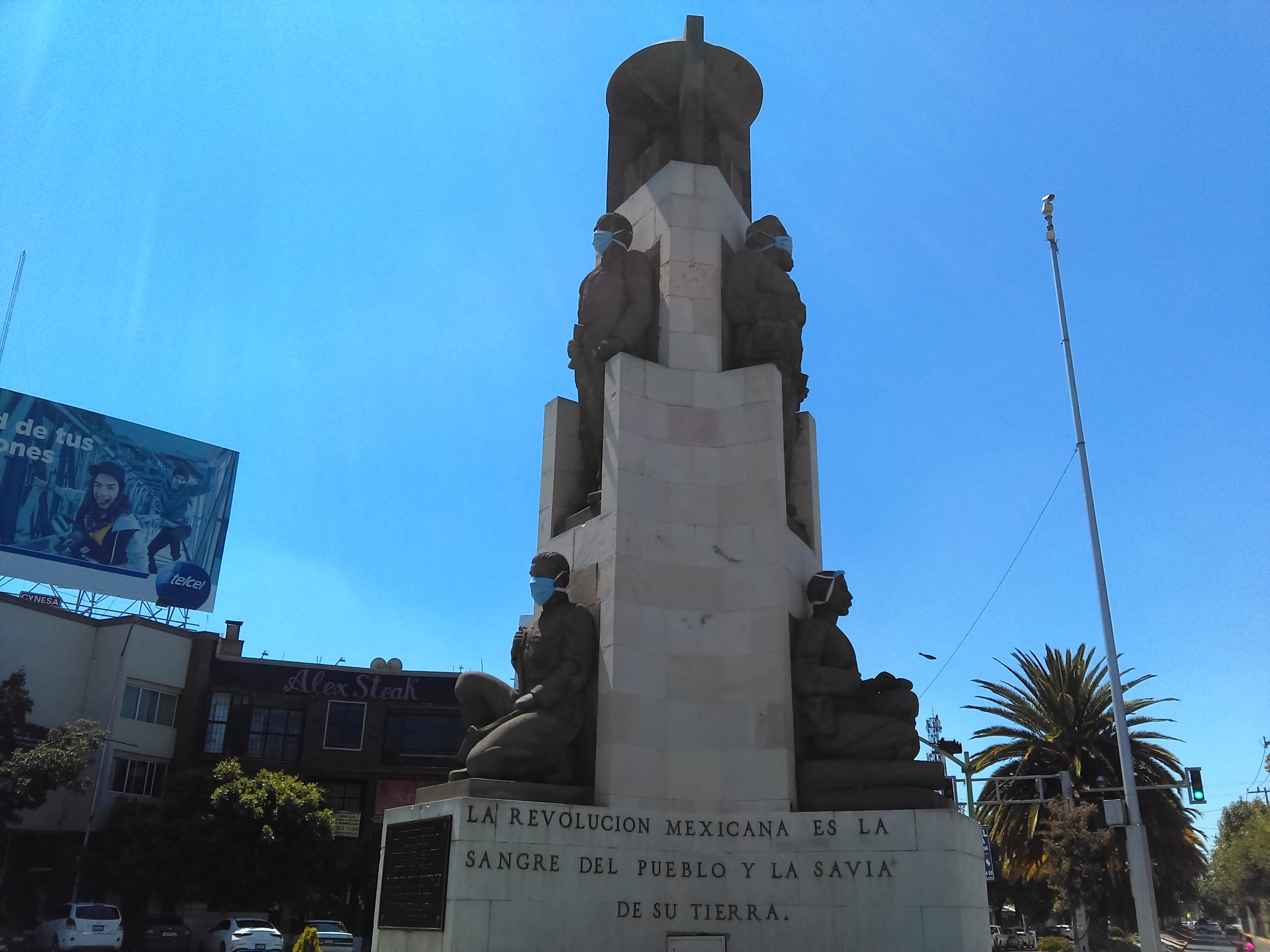
Monumento a la Revolución Mexicana en Pachuca de Soto.
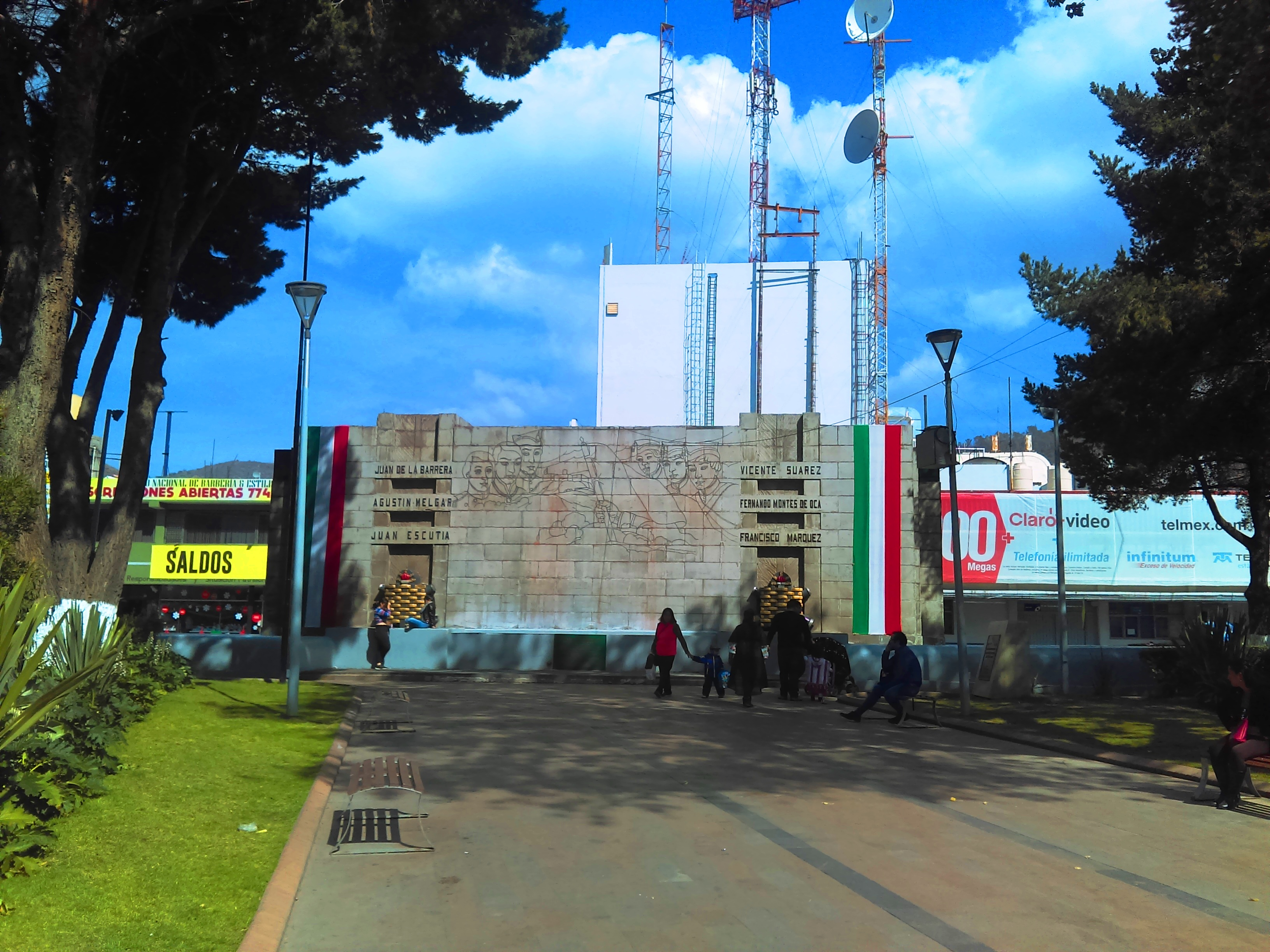
Monumento a los Niños Héroes en Pachuca de Soto.
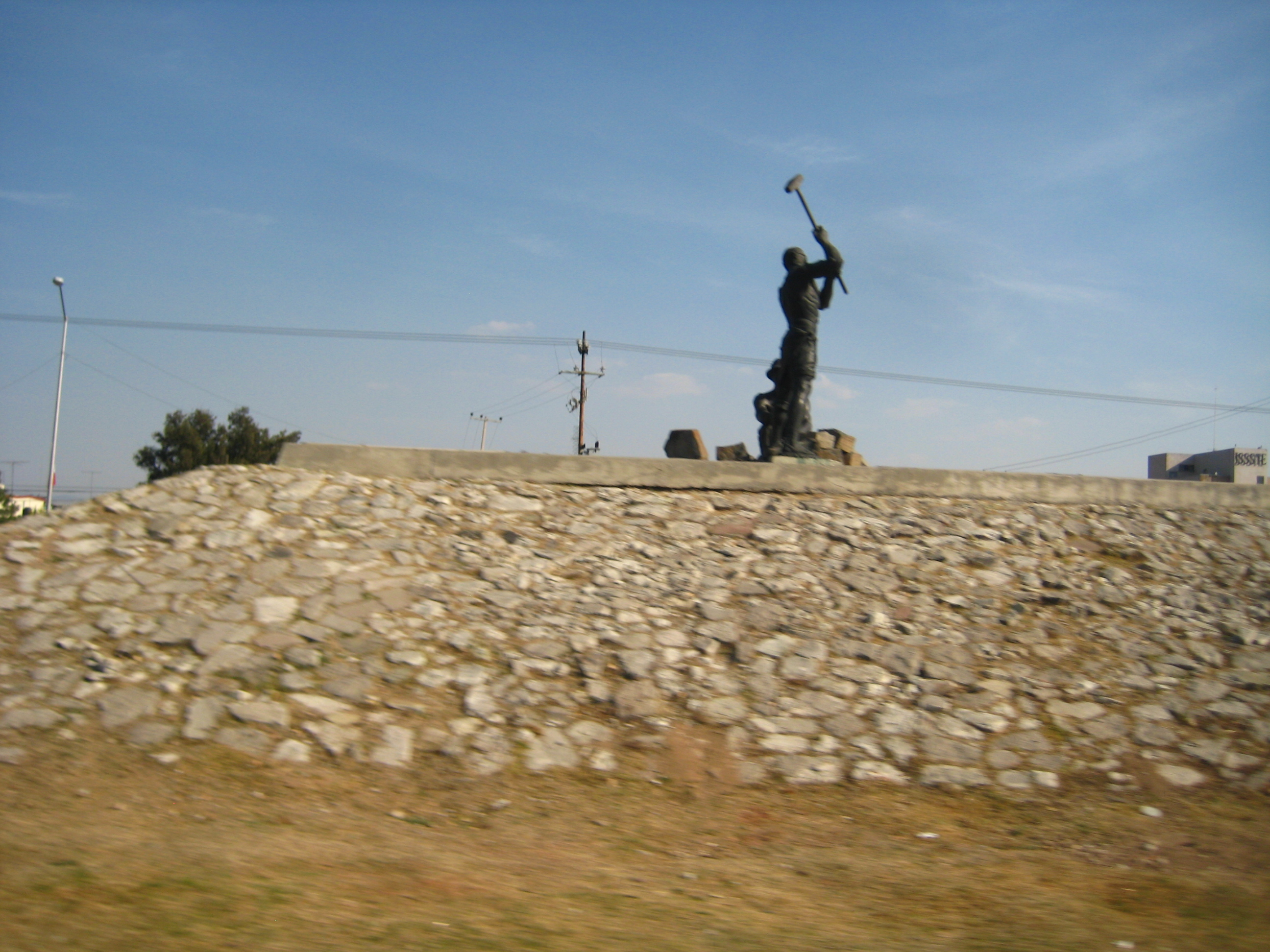
Corredor Minero en Pachuca de Soto.

#### Escultura delsigloXXI

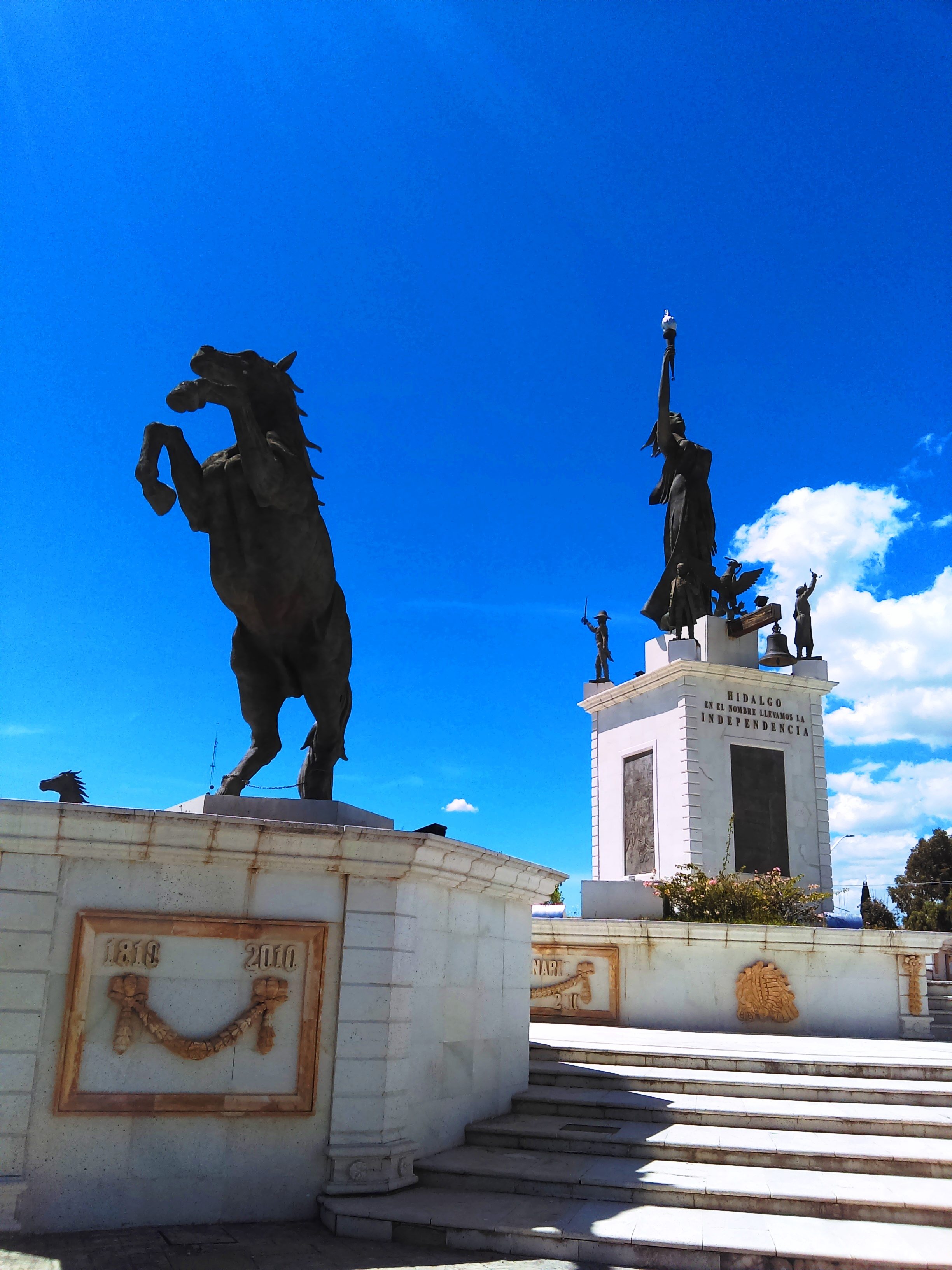
Monumento la Victoria del Viento en Pachuca de Soto.

El Parque ecológico Cubitosfue decretado como área natural protegida con categoría de Parque Estatal el 30 de diciembre de 2002; en el encuentra una serie de esculturas obras de Gustavo Martínez Bermúdez, María Estella Campos Castañeda, Xerxex Días Loya, Enrique Garnica Ortega, Adolfo Mexiac, Ariosto Otero Reyes, Patricia Salas, José Luis Soto González y Eloy Trejo Trejo. El Monumento a El Santo localizado en Tulancingo, tiene su origen en 1999 clocalizada en el crucero Tulancingo-Acatlán; en julio de 2004, en conmemoración del 20 aniversario luctuoso de “El Santo”, fue reubicada y cambiada por una nueva en el Museo del Ferrocarril, hecha en metal por el artista mexicano Edwin Jorge Barrera García. En el año 2009 cuando fue creado el Museo del Santo, donde se solo otra escultura dedicada a “El Santo”.
Para conmemorar el Bicentenario de la Independencia de México y el Centenario de la Revolución Mexicana, se construyeron diversos monumentos. En Actopan se construyó el Obelisco de Actopan, con una altura total es de 54 metros, en su interior existe una escalinata que lleva hasta la parte superior y que es utilizado como un mirador. Su En Tulancingo construyó el Hemiciclo Bicentenario con recubrimiento con cantera. En Pachuca de Soto se inauguraron el Monumento la Victoria del Viento y la Rotonda de los Hidalguenses Ilustres. El Monumento la Victoria del Viento, escultura femenina de 19 m de altura; contiene la antorcha de la libertad, las efigies de Miguel Hidalgo, José María Morelos, Ignacio López Rayón, Andrés Quintana Roo; en el mismo pedestal se encuentran relieves en bronce, que representan: la toma de Pachuca de 1812, la entrega a José María Morelos de barras de plata sustraídas de Pachuca, la primera celebración del grito de Dolores en Huichapan, y a los Molangueros.
La Rotonda de los Hidalguenses Ilustres cuenta con una superficie de 1628 m² y veinte nichos; el monumento tiene un estilo jónico; cuenta con 12 columnas forradas de cantera de la región de los municipios de Huichapan y Mineral del Monte, las cuales tienen una altura de 4.20 m; en la basa de cada una de las doce columnas se encuentran cuatro pequeñas esculturas de un águila, está rodeada por un retablo y tiene como principal característica los glifos de los 84 municipios del estado de Hidalgo grabados en cantera en alto y bajo relieve.
En 2014 se instalaron cinco esculturas monumentales en diversos puntos de Pachuca de Soto, que fueron edificadas por Enrique Carbajal; las esculturas, tienen como tema el "aire", haciendo alusión a la Bella Airosa. En 2016 en El Arenal se colocó una Cruz Monumental, tiene un altura de 55 metros, 3.30 de ancho, los brazos tienen una longitud por lado de 10.68 metros y pesa casi 979 629.80 kg; los asesores encargados fueron el ingeniero civil Salvador Calva Ruiz, así como los arquitectos, Luis Alberto Zamora Moctezuma, Leandro Velázquez García y Mauricio Alvarado Zúñiga.
- Escultura del siglo XX y XXI.

Escultura del y XXI.
Monumento a El Santo en Tulancingo.
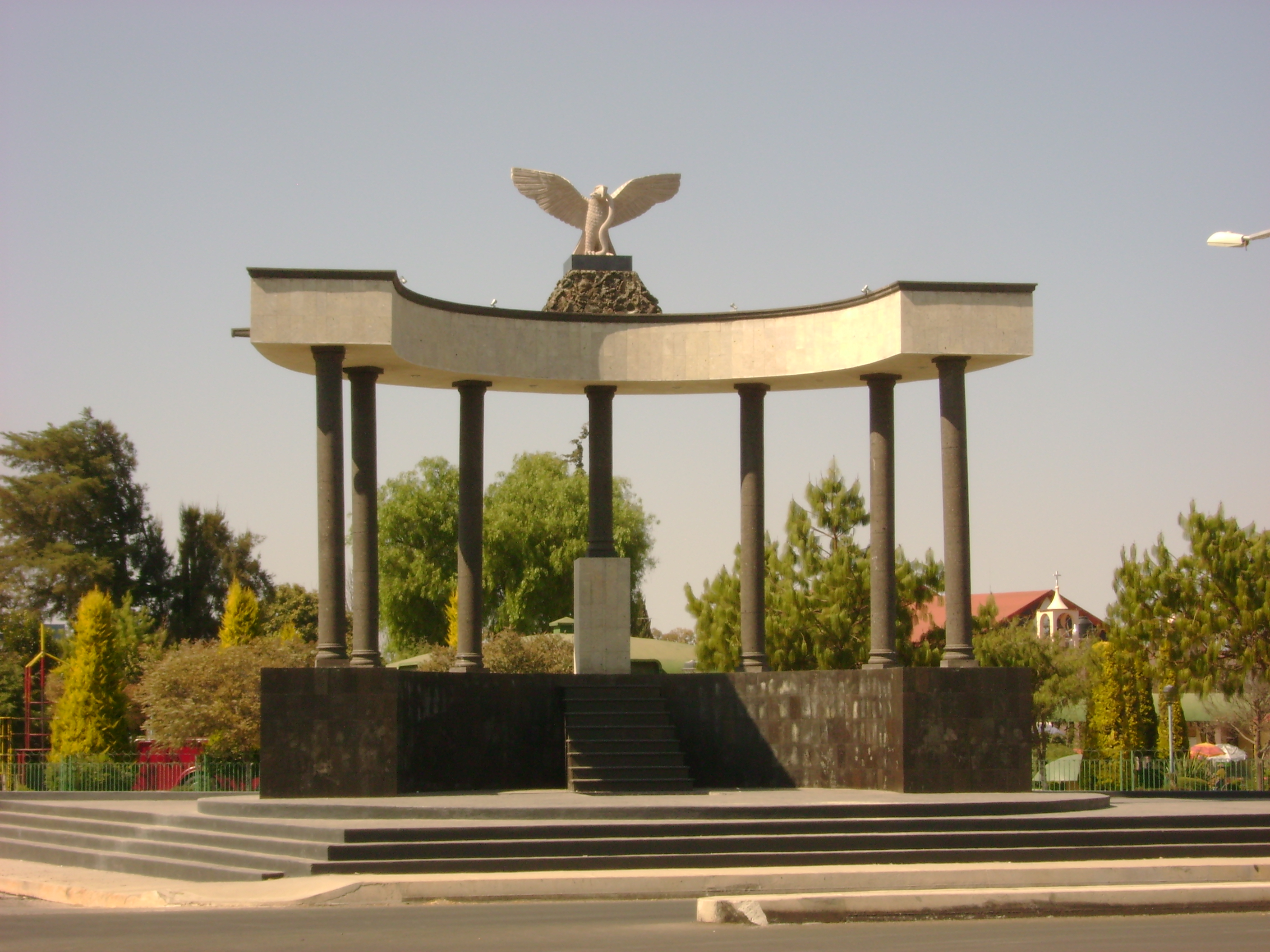
Hemiciclo Bicentenario en Tulancingo.
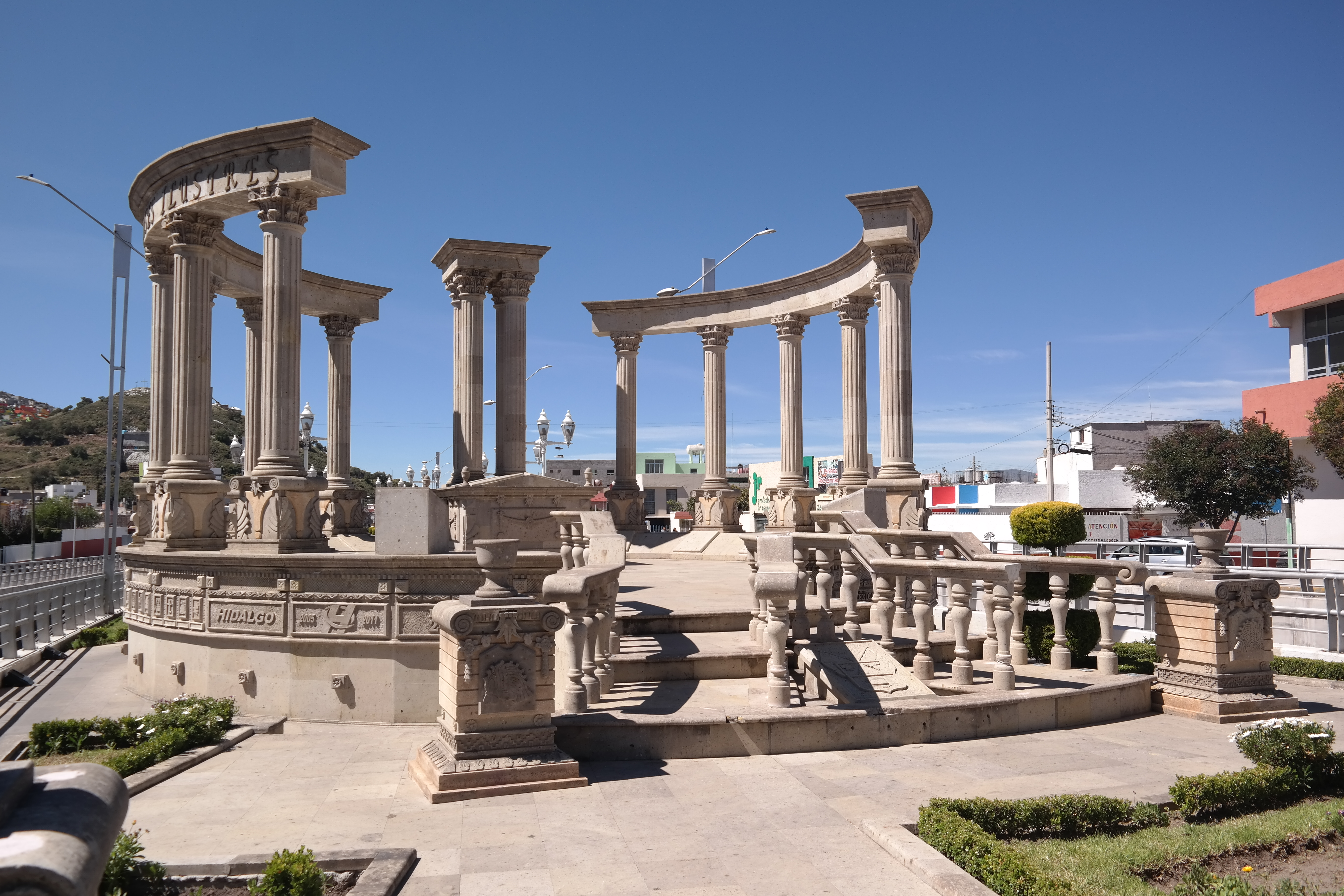
Rotonda de los Hidalguenses Ilustres.
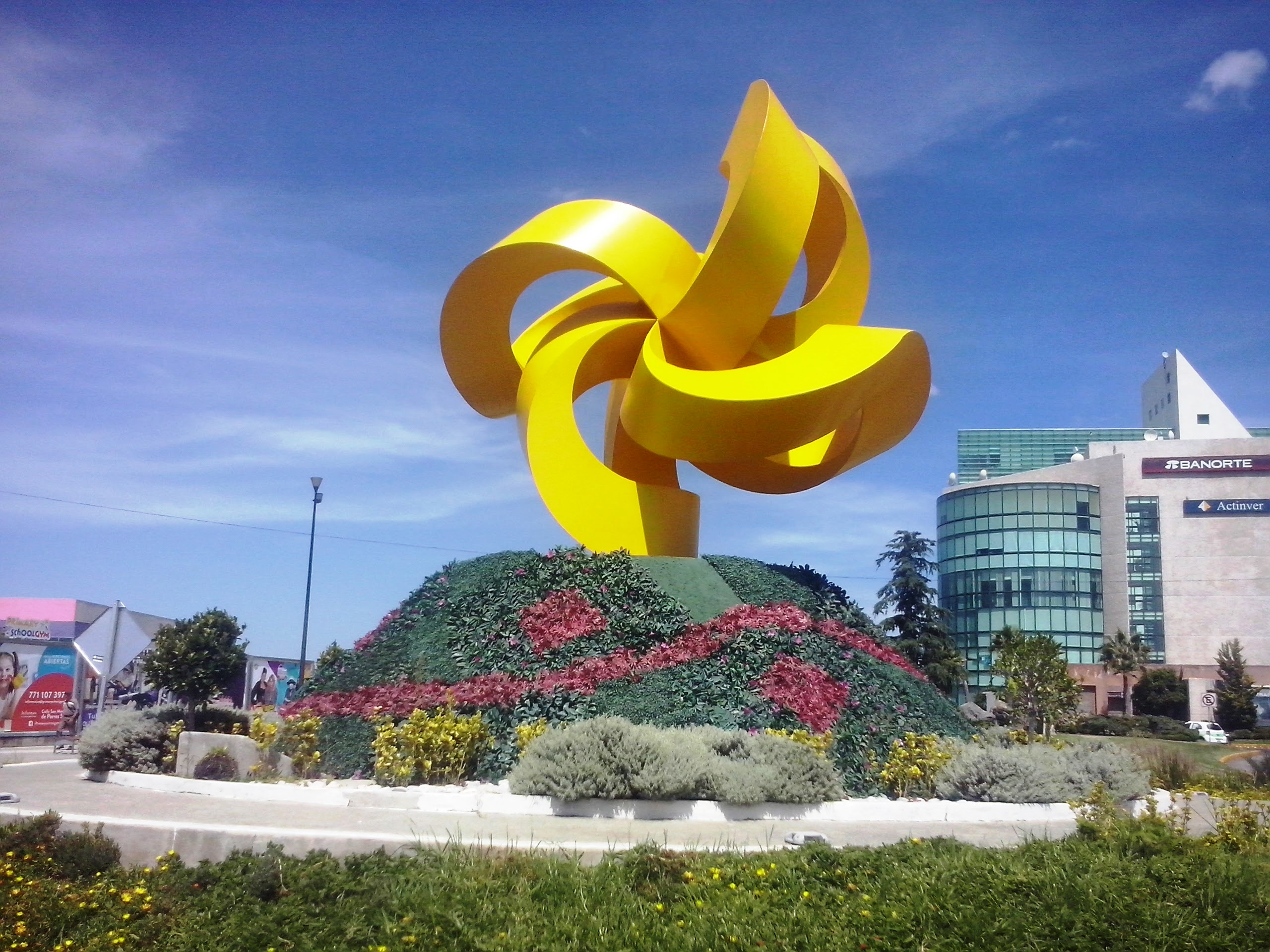
"Rehilete de la Vida"  por Enrique Carbajal en Pachuca.
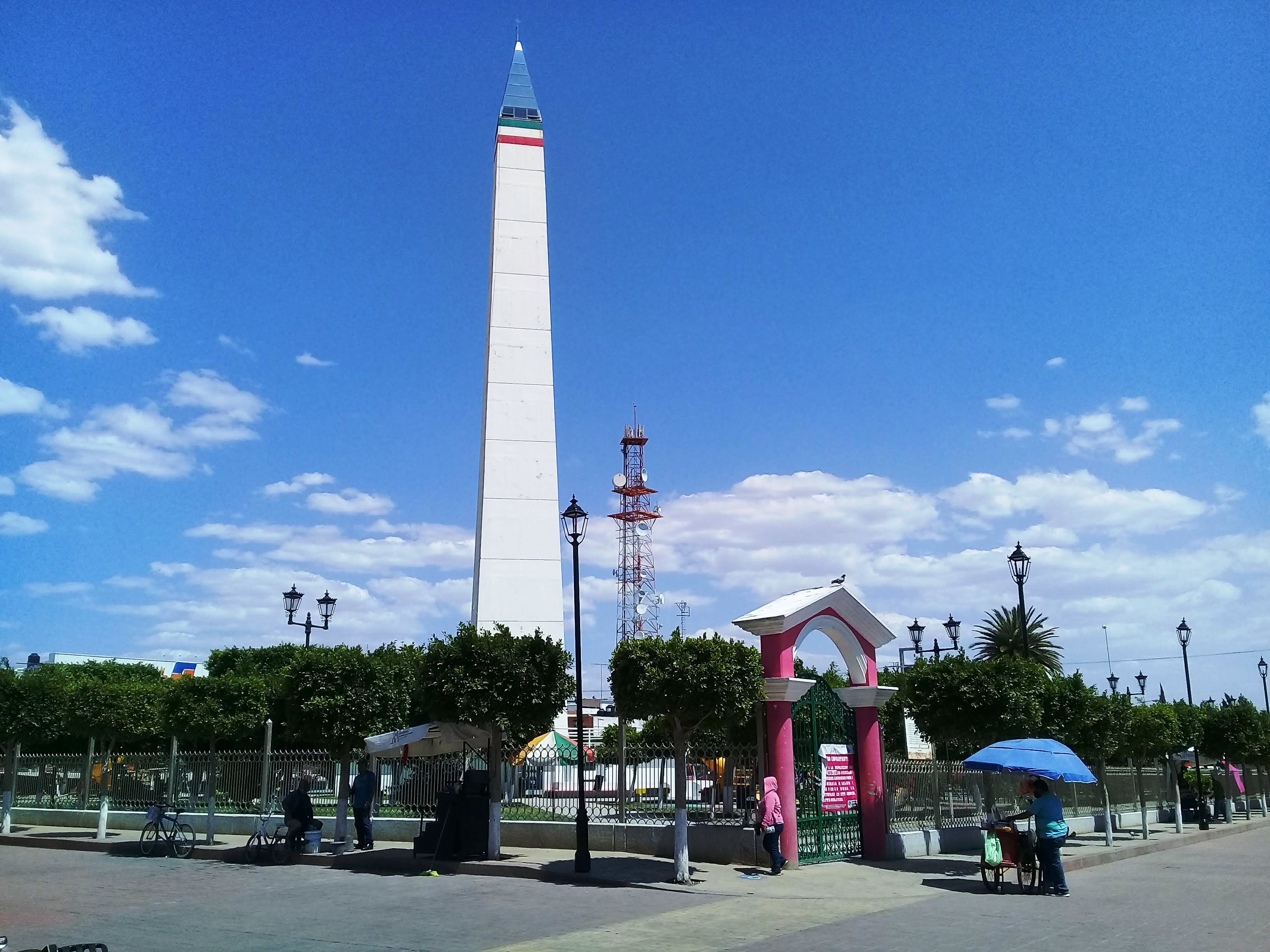
Obelisco de Actopan.
Cruz Monumental de El Arenal.

### Escultores hidalguenses

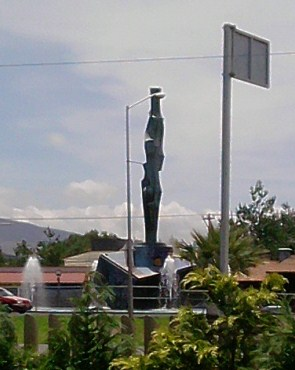
Fuente del Milenio en Pachuca obra de Byron Gálvez.

Byron Gálvez abarcó en sus creaciones la escultura, el grabado, el dibujo y la pintura. Nace en Mixquiahuala, el 28 de octubre de 1941 y muere el 28 de octubre de 2009; entre sus primeras incursiones figuran un mural escultórico (1968) en Los Ángeles, California, y un mural (1970) en el Conservatorio Nacional de Música; entre 2001 y 2005, realizó el plan maestro y mural peatonal del Parque David Ben Gurión en Pachuca de Soto. Jorge González originario de Apan (1963), artista autodidacta; en 1997 ganó el segundo lugar a nivel nacional y el premio estatal al mérito cultural, y en 1999 su obra se presentó en el Salón de Cabildos del Palacio Municipal de Apan, y en el 2001 en el Centro Cultural Arnulfo Durán Jiménez, de la misma ciudad.
José Luis Romo originario de Chilcuautla (1963), ha colaborado en diversas exposiciones colectivos: «Europalia 93», que se presentó en Bélgica, en 1993; «Pintores latinoamericanos», que albergó el North America Smithsonian Institute, en 1995; «Pintores y escultores mexicanos», cuyos sedes fueron la Galería de Arte Mexicano que se ubica en la Ciudad de México, en 1996, y el Art Museum of South Texas, en 1997; «Landscape of the American», que se presentó en el Gibbes Museum of Art de California, en 1998; «México eterno, arte y permanencia», que se exhibió en el Museo de Bellas Artes en la Ciudad de México, en 2000; «Centenario de Frida Kahlo», que se realizó en el Walter Art Center, de Minneapolis, en 2007; en el Philadelphia Museum of Art y en el San Francisco Museum of Modern Art.
Entre los artistas plásticos originarios del estado se encuentran: Enrique Garnica, Martha Verónica José Hernández Delgadillo, José Armando Flora Evaristo, Ana Luisa Domini, Héctor Vázquez, José Antonio Cano Hernández, Ana Teresa Fierro, José Luis Vera, Carmen Parra Velasco, Mario Patiño, Dania Santos Ramírez, Gustavo Oribe Mendieta, Tina Villanueva y Benjamín León Estrada.

## Pintura

### Historia pictórica

#### Pinturas rupestres

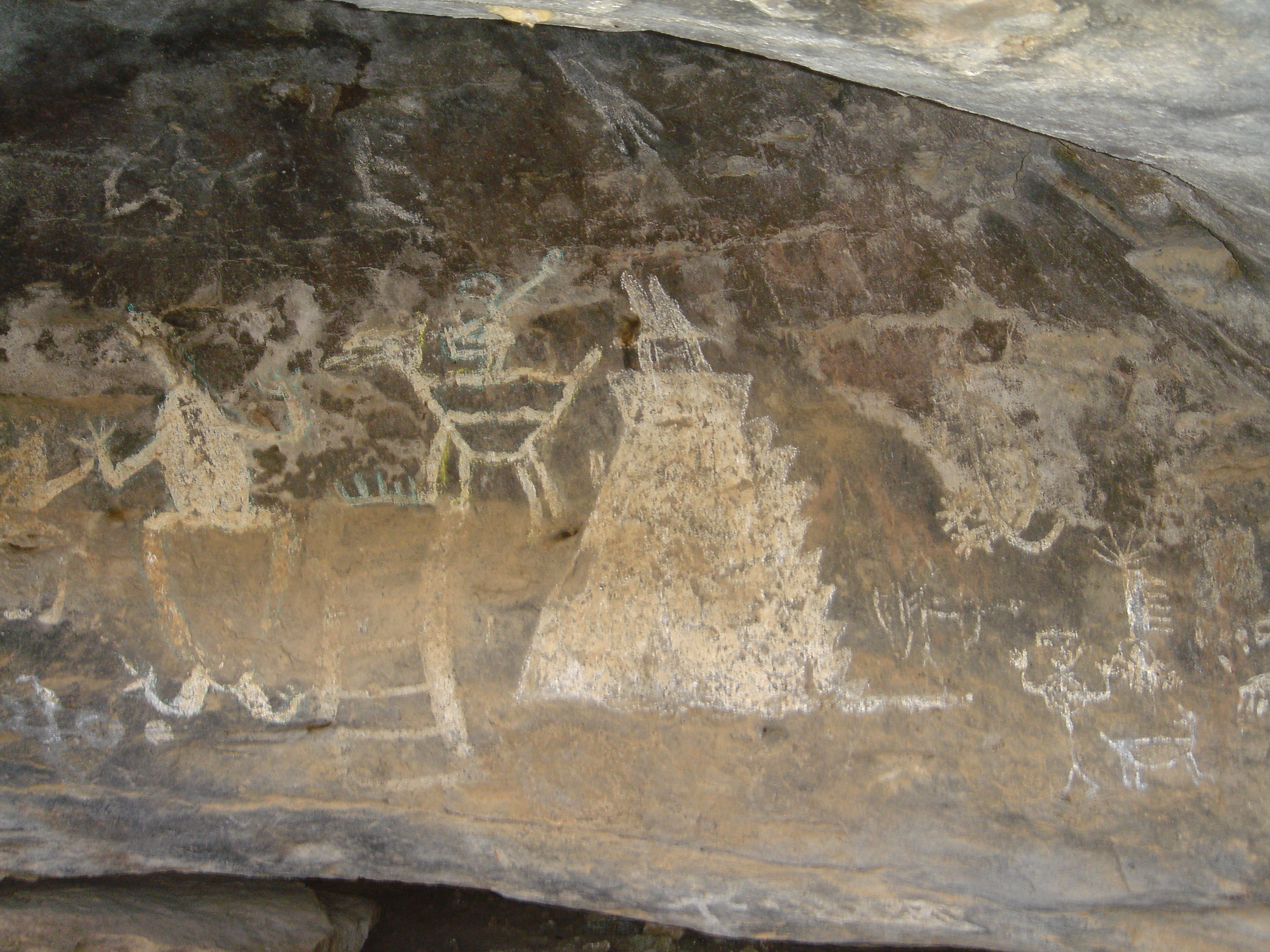
Pinturas rupestres de El Boyé en el municipio de Huichapan.

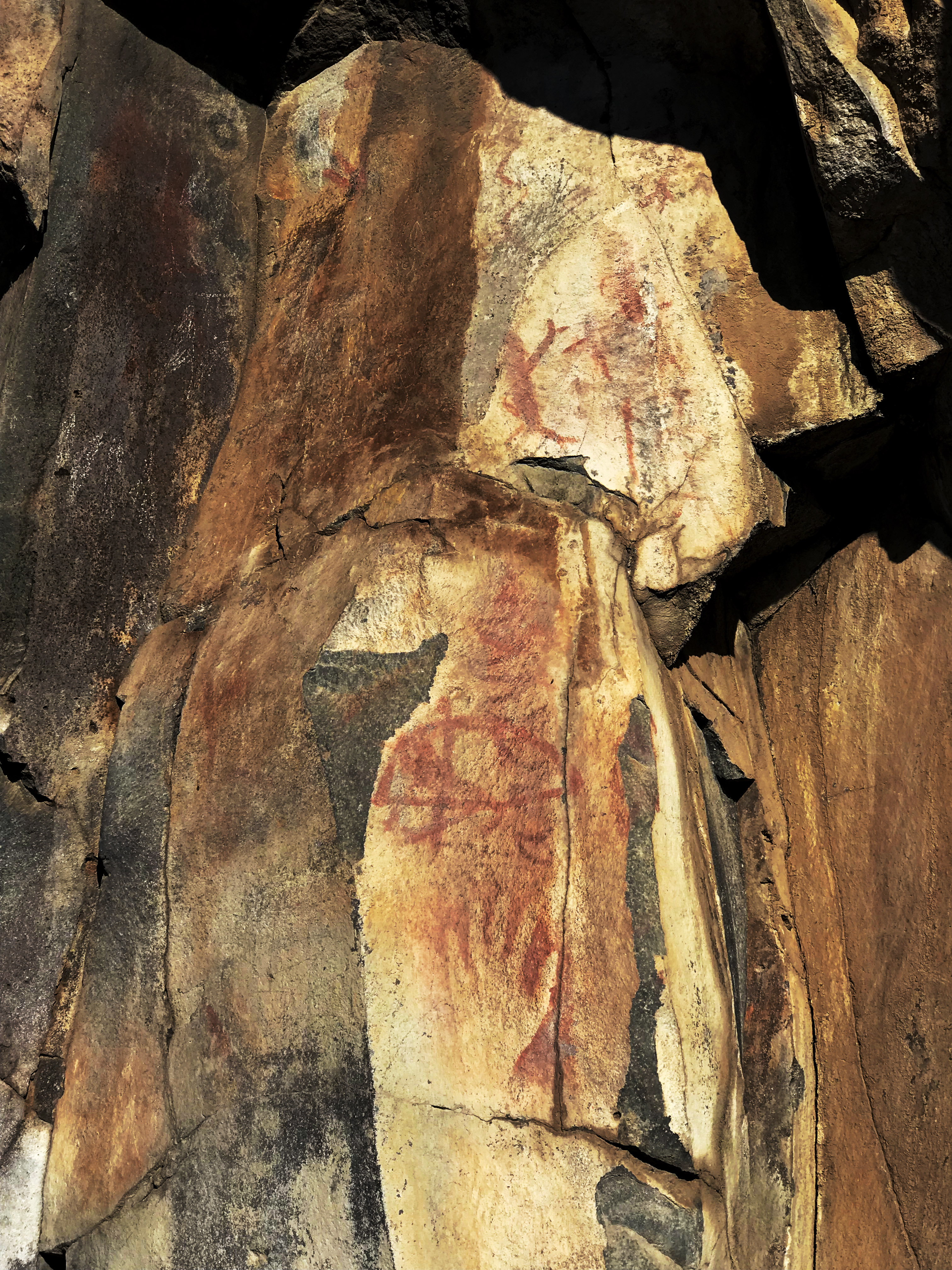
Pinturas rupestres en las Peñas de Cuxtepec en el municipio de Tepeapulco.

Las áreas de manifestaciones gráfico rupestres; se han localizado de forma dispersa, en todo el estado de Hidalgo; se cree que dichos trabajos fueron realizados por grupos de nómadas durante el Período Posclásico mesoamericano. Las pinturas rupestres se encuentran asociadas generalmente a cuevas o abrigos rocosos, al igual, es frecuente la relación con alguna fuente de agua, como arroyos, ríos o lagunas. Es frecuente también que las pinturas se localicen en peñas y formas rocosas. Solo en la región Huasteca no se pudo localizar este tipo de expresión, debido quizá a dos causas: los grupos con tradición pictórica no pasaron o conocieron esta zona, o sí se dio el esta manifestación, pero por las condiciones naturales (sobre todo de humedad) se perdieron.
En el estado de Hidalgo se cuenta con cincuenta y ocho sitios con pinturas rupestres, distribuidos en más de treinta municipios. Los municipios en los que se encuentran una gran cantidad de pinturas rupestres son Huichapan, Tecozautla, Alfajayucan, Metztitlán, Tepeapulco. También se encuentran en Actopan, Ajacuba, Agua Blanca de Iturbide, Atotonilco de Tula, Cardonal, Cuautepec de Hinojosa, Chapantongo, Epazoyucan, El Arenal, Huasca de Ocampo, Ixmiquilpan, Juárez Hidalgo, Metepec, San Agustín Metzquititlán, San Salvador, Santiago de Anaya, Santiago Tulantepec de Lugo Guerrero, Progreso de Obregón, Tepeji del Río de Ocampo, Tepetitlán, Tezontepec de Aldama, Tlahuiltepa, Tulancingo de Bravo, Zacualtipán de Ángeles y Zimapán.
Los petroglifos, por otro lado, se localizan en su mayoría asociados a sitios arqueológicos, por lo que nos da una idea de su elaboración por los grupos que habitaban estos sitios en un determinado momento de tiempo. Sin embargo, también encontramos petrograbados de manera aislada. Municipios como Acatlán, Huazalingo, Metztitlán, Mixquiahuala, Tepeapulco, Tepeji del Río de Ocampo, Tula de Allende y Tulancingo de Bravo presentan esta forma de arte rupestre.

#### Pintura en la Nueva España

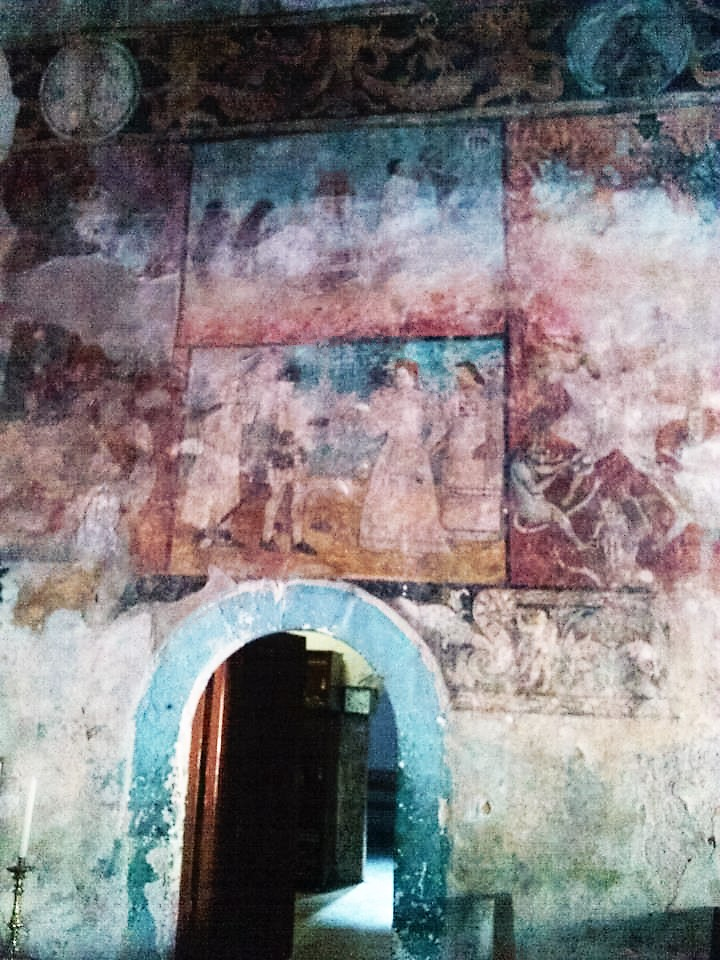
Pintura mural de la Iglesia de la Purísima Concepción en Santa María Xoxoteco.

Las órdenes religiosas, hicieron uso de la pintura mural o fresco como recurso decorativo y didáctico, para adelantar en la tarea evangelización en la Nueva España. En las pinturas se encuentran temas como: pasajes de Cristo, de la Virgen, o de los Santos más representativos de la orden a la que pertenecía el convento.
Se debe considerar la pintura renacentista como ideología estética preponderante, y las reminiscencias de la pintura mural de Mesoamérica, en la mezcla de la decoración y los temas cristianos. Primero la pictográfica se basó en lienzos que podían ser transportados, y no fue hasta el último tercio del siglo XVI, cuando la pintura mural se generalizó. La población indígena se encontraba evangelizada, lo que permitió a los frailes educar a los tlacuilos en las artes murales. Los ejemplos de pintura con influencia indígena en Hidalgo son los conventos de Ixmiquilpan, Actopan, y la iglesia de Xoxoteco.
En el Convento de Actopan, destacan los murales y frescos de la sala de profundis, del cubo de la escalera y de la capilla abierta. En la sala de profundis hay una Tebaiba, un gran mural que describe la fundación de la orden agustina y las vidas de los frailes. Las paredes de la capilla abierta lucen pinturas con representaciones de la creación del mundo según el Génesis, el fin del mundo según el Apocalipsis y escenas del infierno. En los muros del cubo de la escalera se representó a los intelectuales, prelados y santos más notables de la orden.
En el Convento de Ixmiquilpan la pintura mural tiene la particularidad de contener escenas de batallas con personajes indígenas, no representan ninguna imagen cristiana y están dentro del templo, siendo completamente paganas. Al interior del templo en el lado norte se encuentra la primera del muro norte, destaca la figura de un guerrero jaguar en posición de ataque. En el extremo izquierdo, un guerrero cuyo traje no se alcanza a apreciar, somete a una mujer semidesnuda de vientre abultado. También hay pinturas de guerreros, águilas y jaguares. En lado su se encuentran escenas de distintas batallas, así como guerreros, águilas y jaguares.

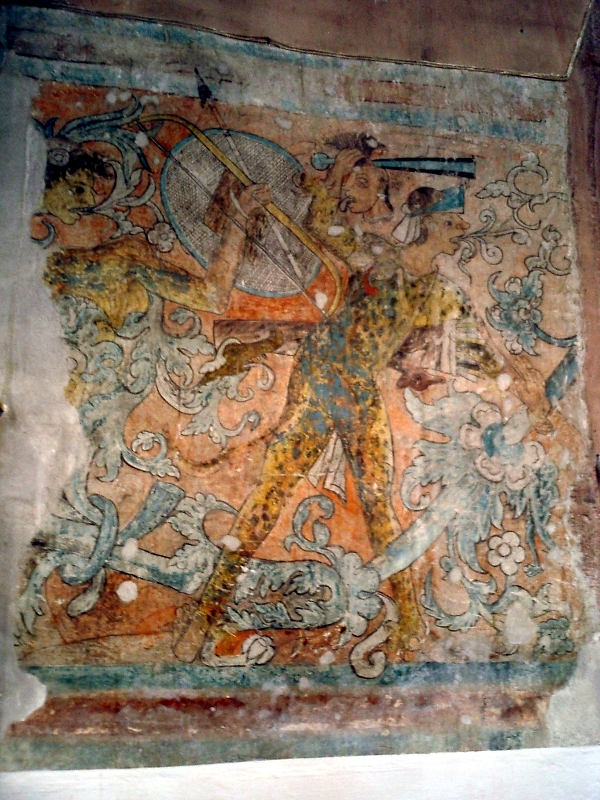
Guerro jaguar en el Convento de Ixmiquilpan.

Los programas pictóricos de los murales de la capilla abierta del Convento de Actopan, y los de la Iglesia de la Purísima Concepción en Santa María Xoxoteco, municipio de San Agustín Metzquititlán, comparten una gran similitud. Pudieron ser obra del mismo equipo de pintores o de dos grupos diferentes, que trabajaron en conjunto. La descripción y la disposición de los muros en ambas capillas, es similar dado que la estructura es casi idéntica, incluso la policromía es parecida. Solo por limitaciones de espacio, en Xoxoteco se eliminaron algunos de los recuadros que aparecen en Actopan. Estos murales presentan escenas infernales en conexión con los pecados, especialmente con la idolatría, y una serie de recuadros sobre los Castigos a los pecados capitales.
En el Convento de Atotonilco el Grande, en el claustro bajo llama la atención, la inclusión de elementos naturales es un recordatorio de la promesa del Paraíso para las almas justas. En el muro oriente se representó una correa agustiniana, con rosquillas, “a manera de serpiente”. En el lado noreste se encuentran escenas de la crucifixión y la transfixión. En el muro poniente se pintó un ermitaño, imberbe, con hábito y en posición yacente, tal vez es una representación de San Agustín. Al lado surponiente se encuentran escenas de la Piedad y el santo sepulcro. En el muro de la escalera el tema principal de la pintura es la vida de San Agustín.
En el Convento de Epazoyucan, se distingue por la calidad y profusión de su pintura mural, en ciertas secciones, es notable la prefiguración del barroco gracias al empleo de patrones geométricos, inspirados por el mudejarismo. En las esquinas de los pasillos de la planta baja se abrieron nichos decorados con pintura, cuyo tema particular es La Pasión de Cristo. Adicionalmente, en el claustro sobresalen diversas pinturas; presenta en cuatro nichos del Claustro temas de la Pasión, uno en cada costado del claustro: el Eccehomo, La calle de la Amargura, el Calvario y el Descendimiento, y sobre la puerta está el Tránsito de la Virgen.
En el Convento de Metztitlán, las capillas conservan pintura mural la decoración consiste principalmente en frisos muy elaborados que recorren los muros laterales a la altura de su unión con la bóveda, así como en el muro testero donde curva para seguir la circunferencia de la bóveda. El friso de la capilla grande, está integrado por guías de acantos en la que se alternan el escudo de la orden agustiniana. También en la portería se encuentra la imagen es una Virgen Tota pulcr diseño muy relacionado con el inmaculismo del siglo XVI; la pintura enmarcada con una base y dos columnas corintias a los lados, se encuentra dividida en tres.
En el Convento de Zempoala, en el interior del templo se pueden observar obras acerca de temas religiosos, y el retablo mayor nos presenta composiciones pictóricas alusivas a la vida de Jesucristo. En el convento anexo se pueden observar vestigios de pintura en sus muros, y en las bóvedas de las esquinas aparecen representaciones de los evangelistas y los doctores de la Orden Franciscana. En la escalera, por otra parte, quedan porciones de dos alegorías de los triunfos de la Paciencia y la Castidad.

Pintura de la Nueva España.
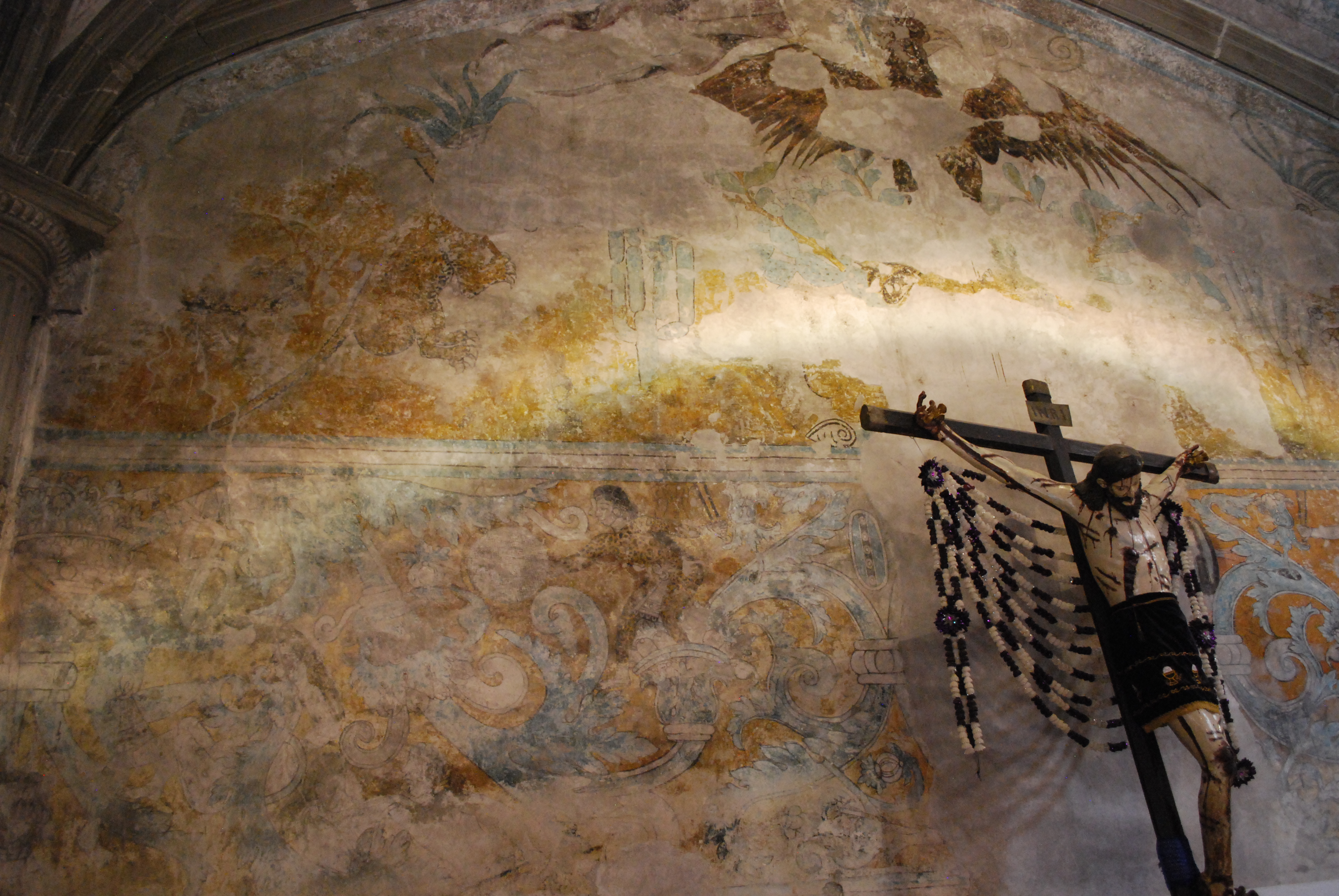
Murales del Templo y exconvento de San Miguel Arcángel en Ixmiquilpan.
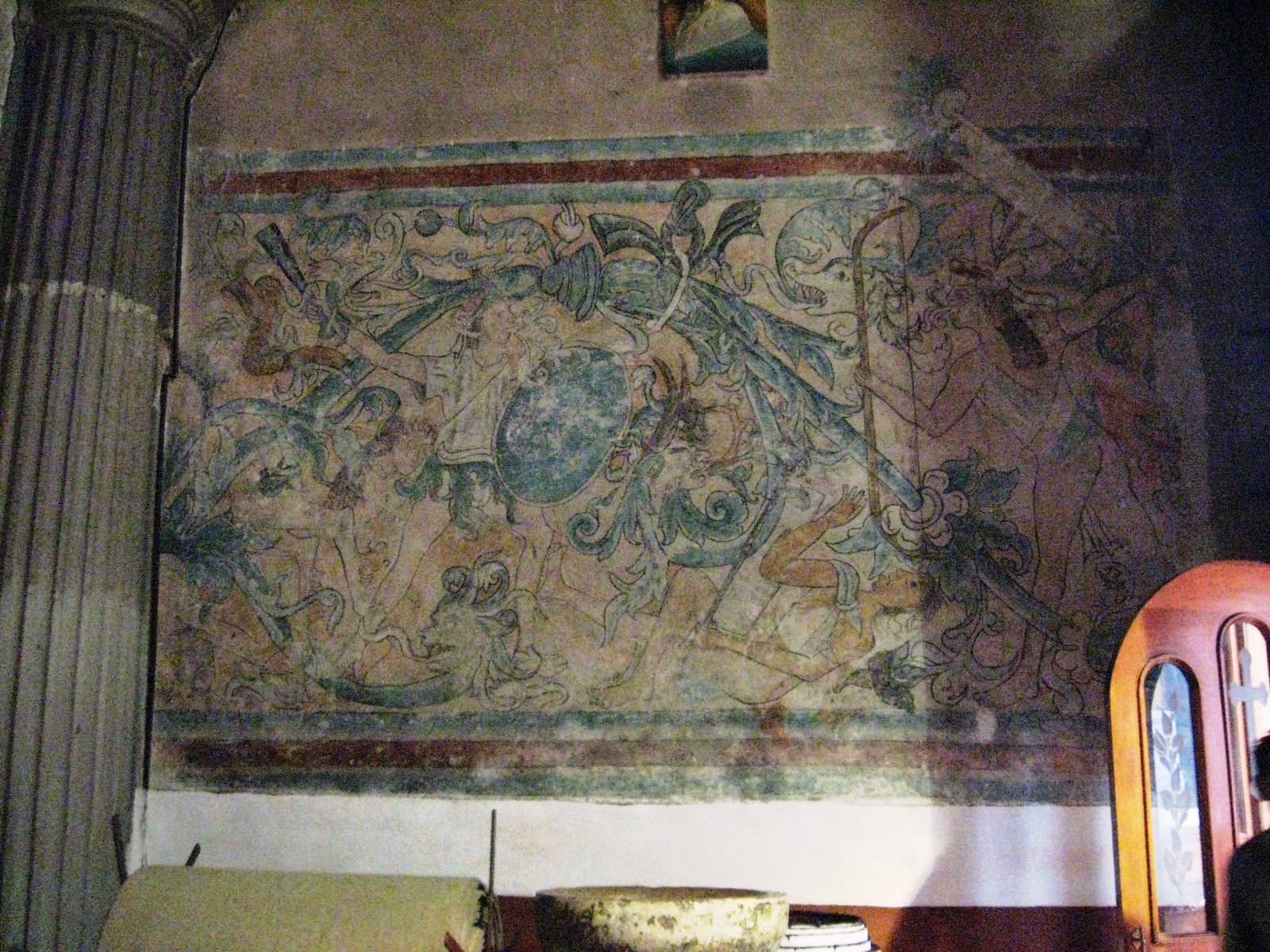
Murales del Templo y exconvento de San Miguel Arcángel en Ixmiquilpan.
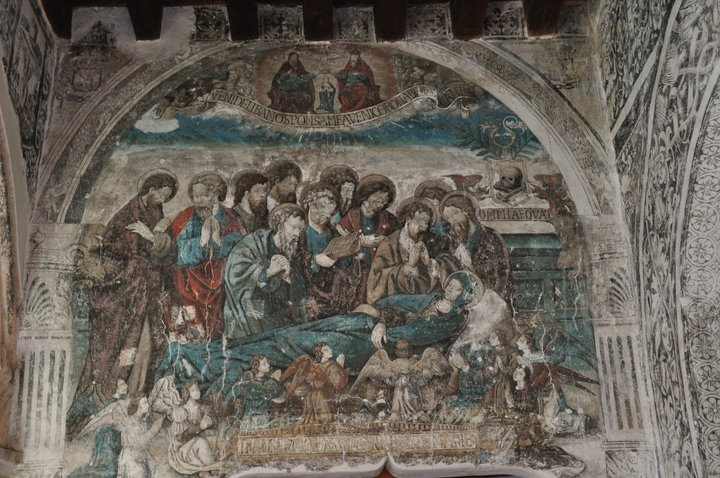
Murales del Templo y exconvento de San Andrés Apóstol en Epazoyucan.
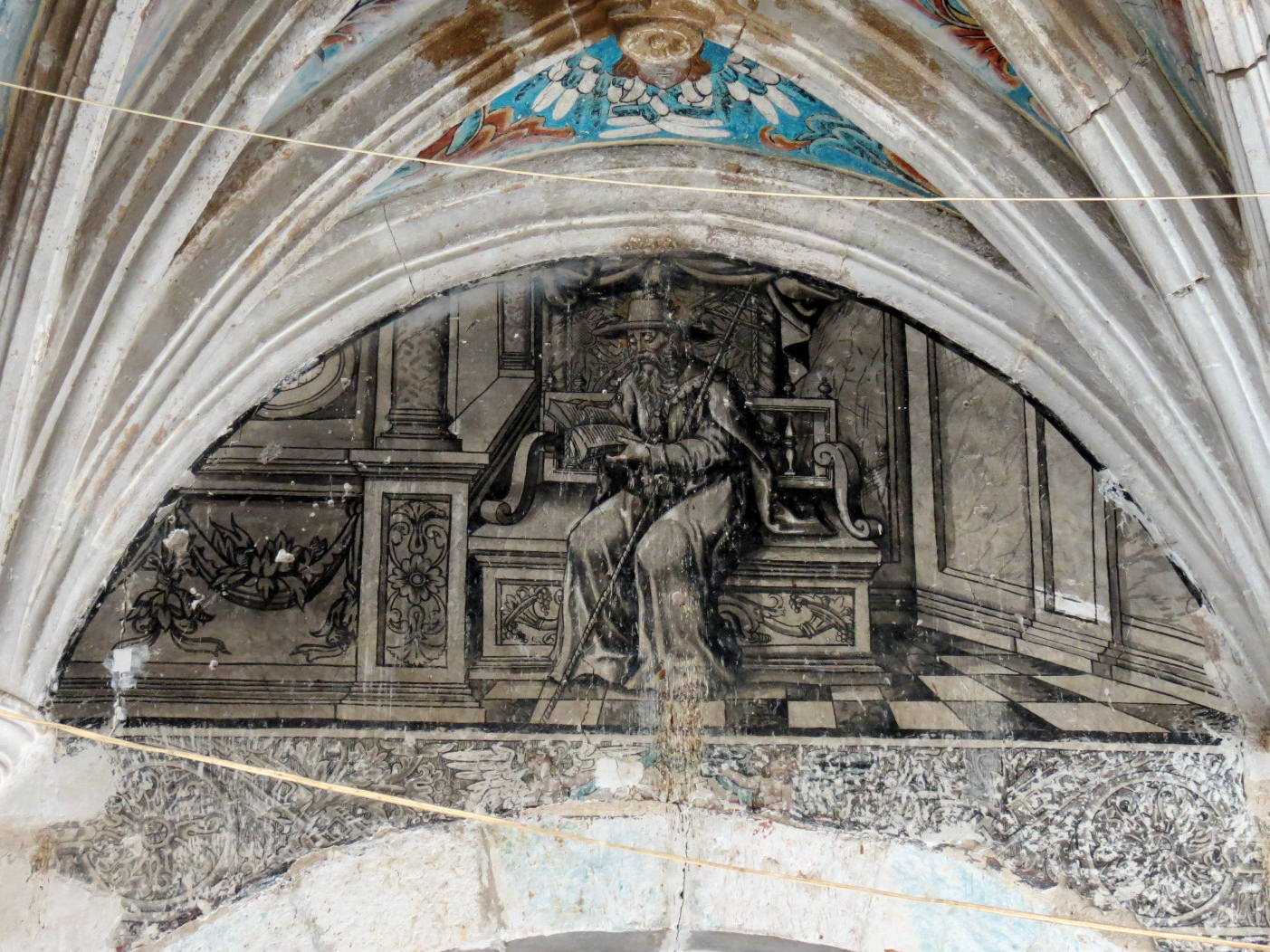
Murales del Templo y exconvento de los Santos Reyes en Metztitlán.
Murales del Templo y exconvento de San Nicolás de Tolentino en Actopan.
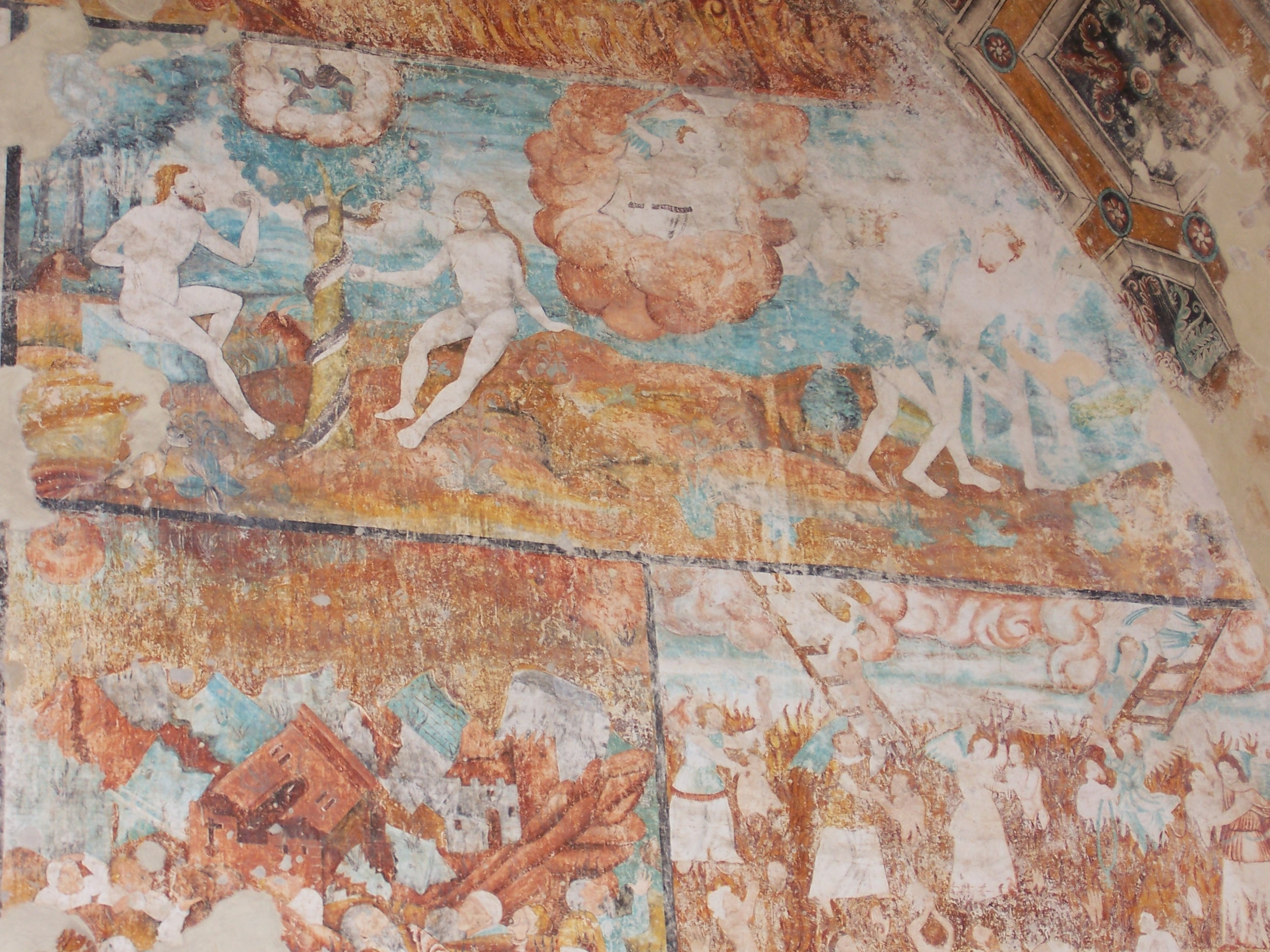
Murales del Templo y exconvento de San Nicolás de Tolentino en Actopan.
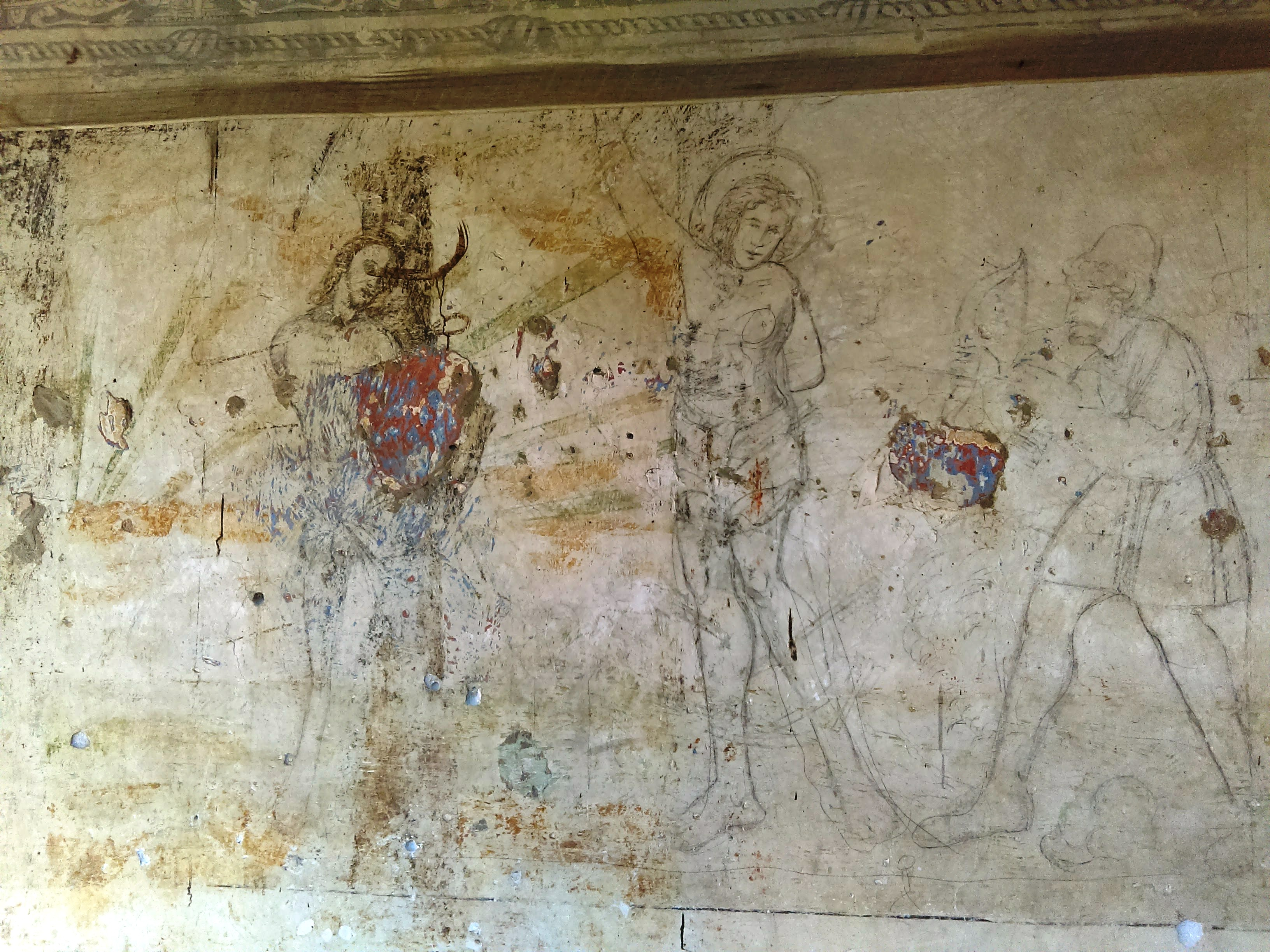
Murales del Templo y exconvento de San Francisco en Tepeji del Río.
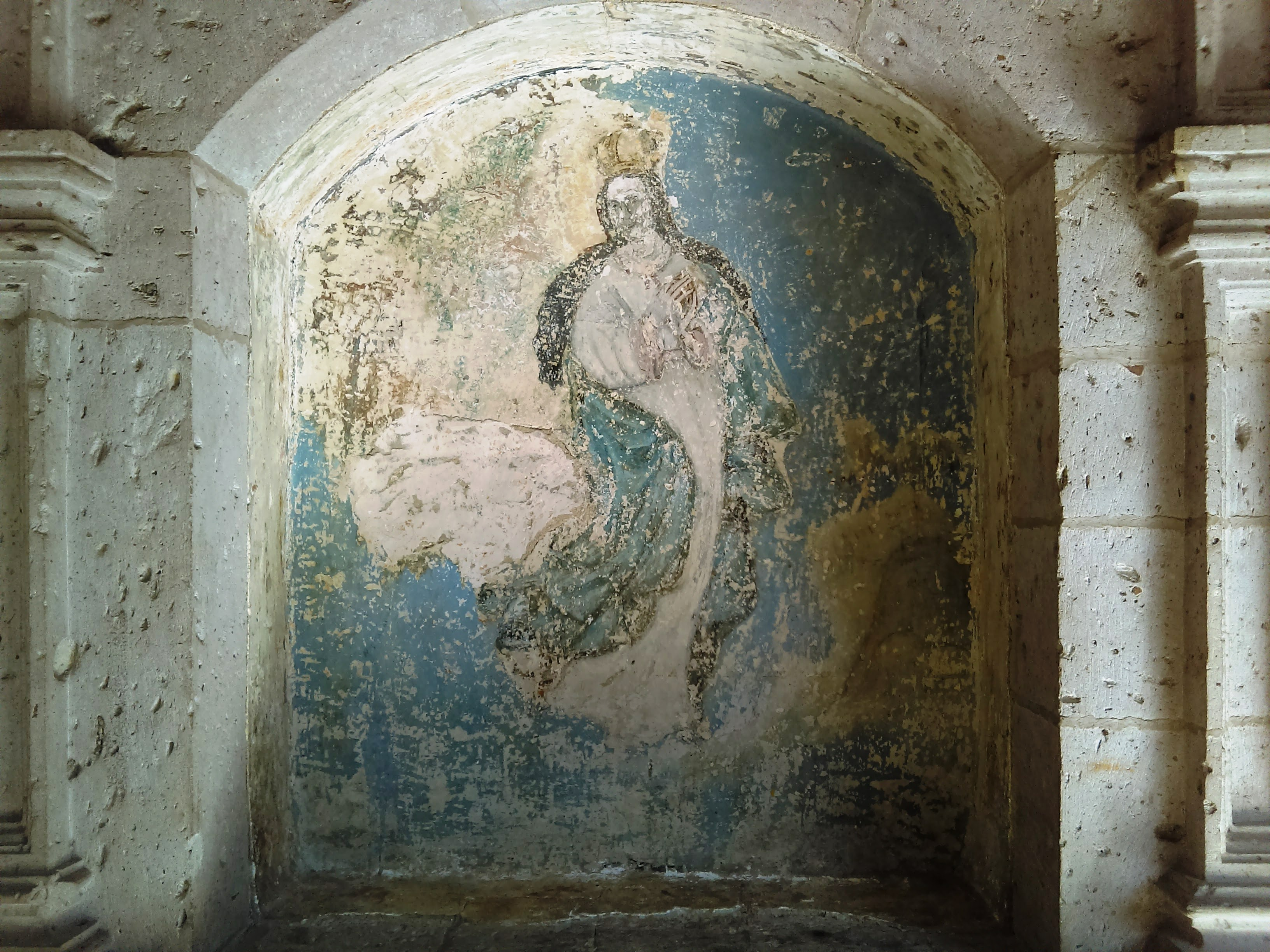
Murales del Templo y exconvento de San Francisco en Tepeji del Río.
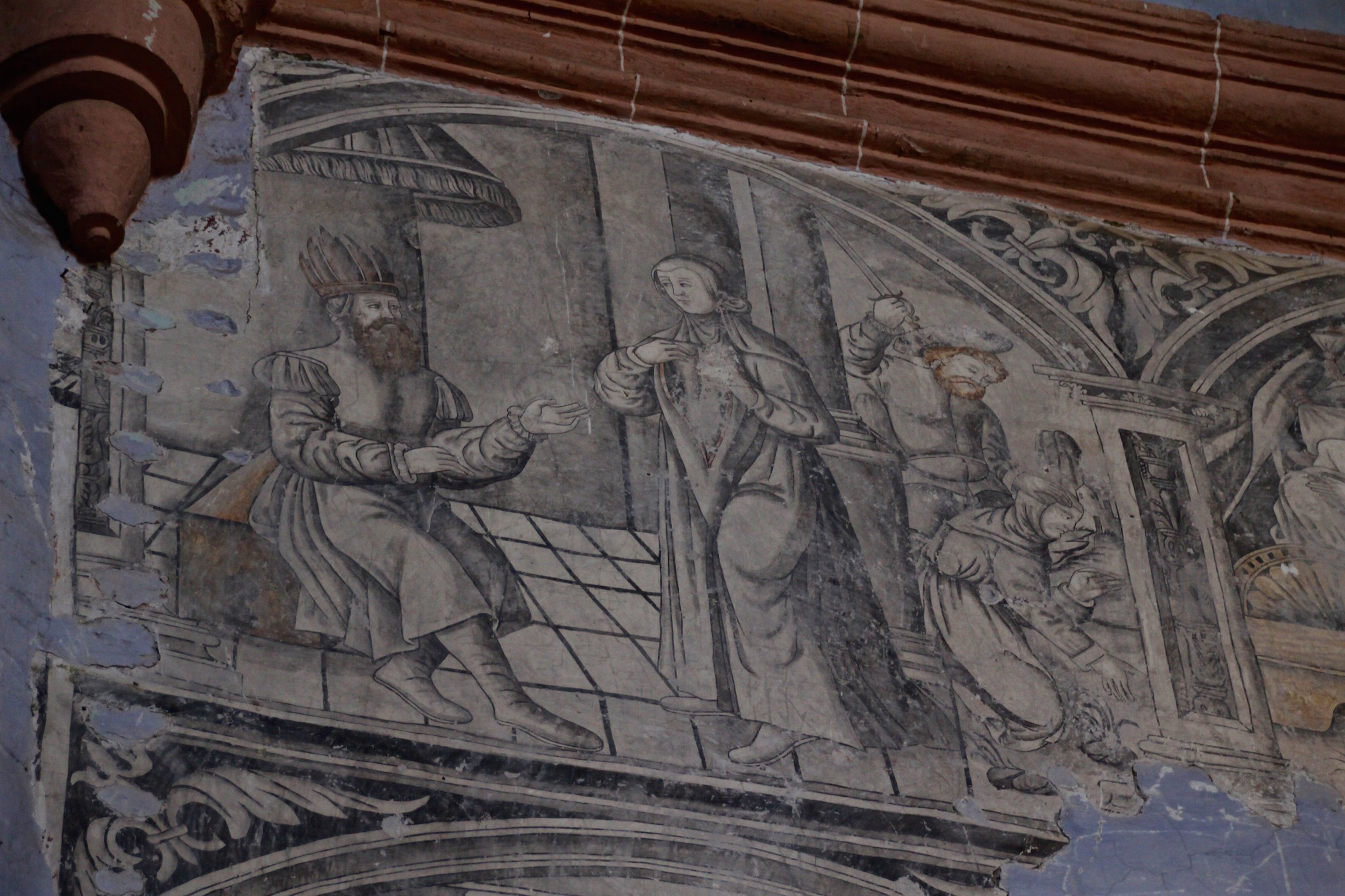
Murales del Templo y exconvento de Todos los Santos en Zempoala.
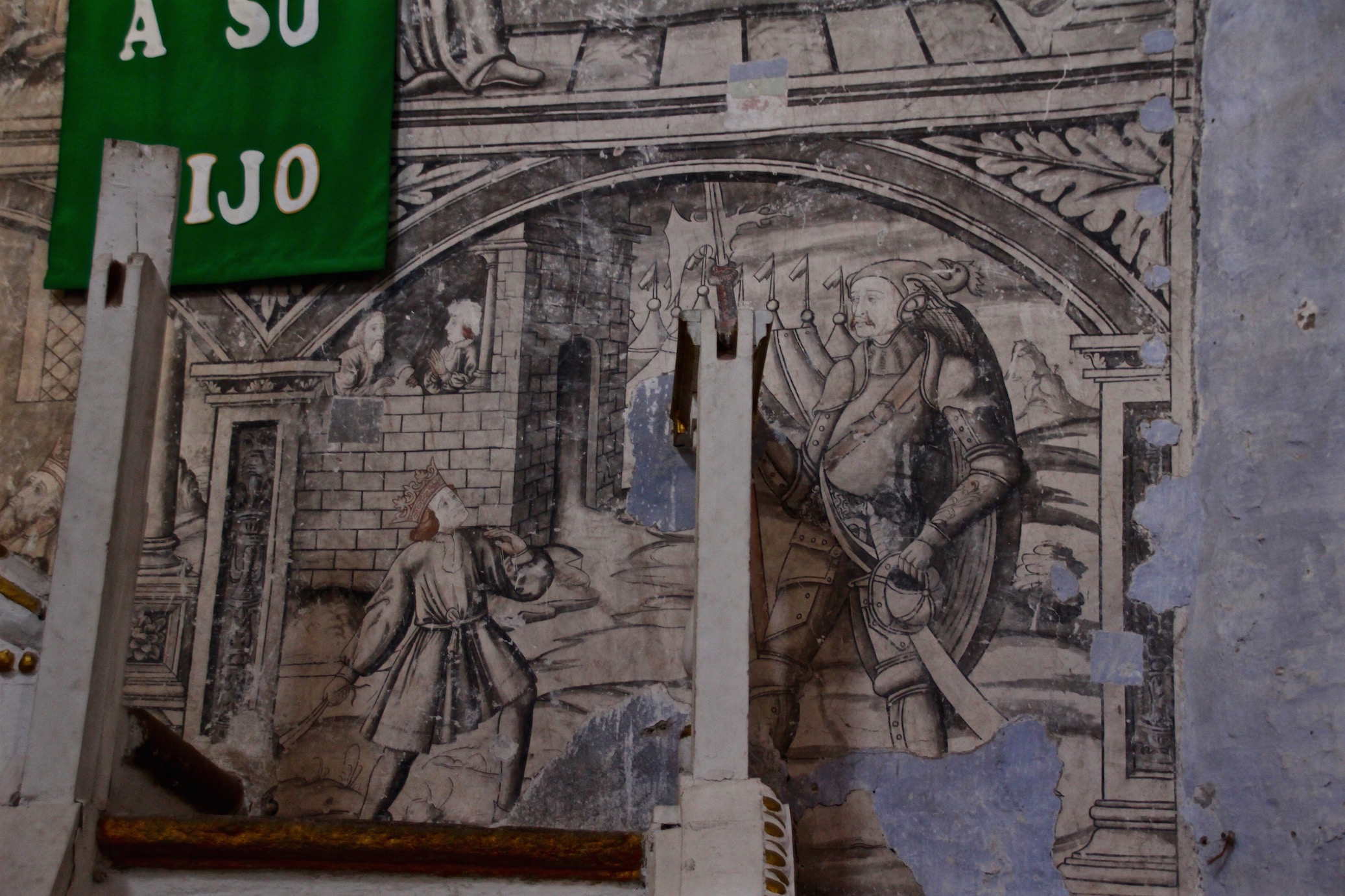
Murales del Templo y exconvento de Todos los Santos en Zempoala.

#### Pintura delsigloXIX

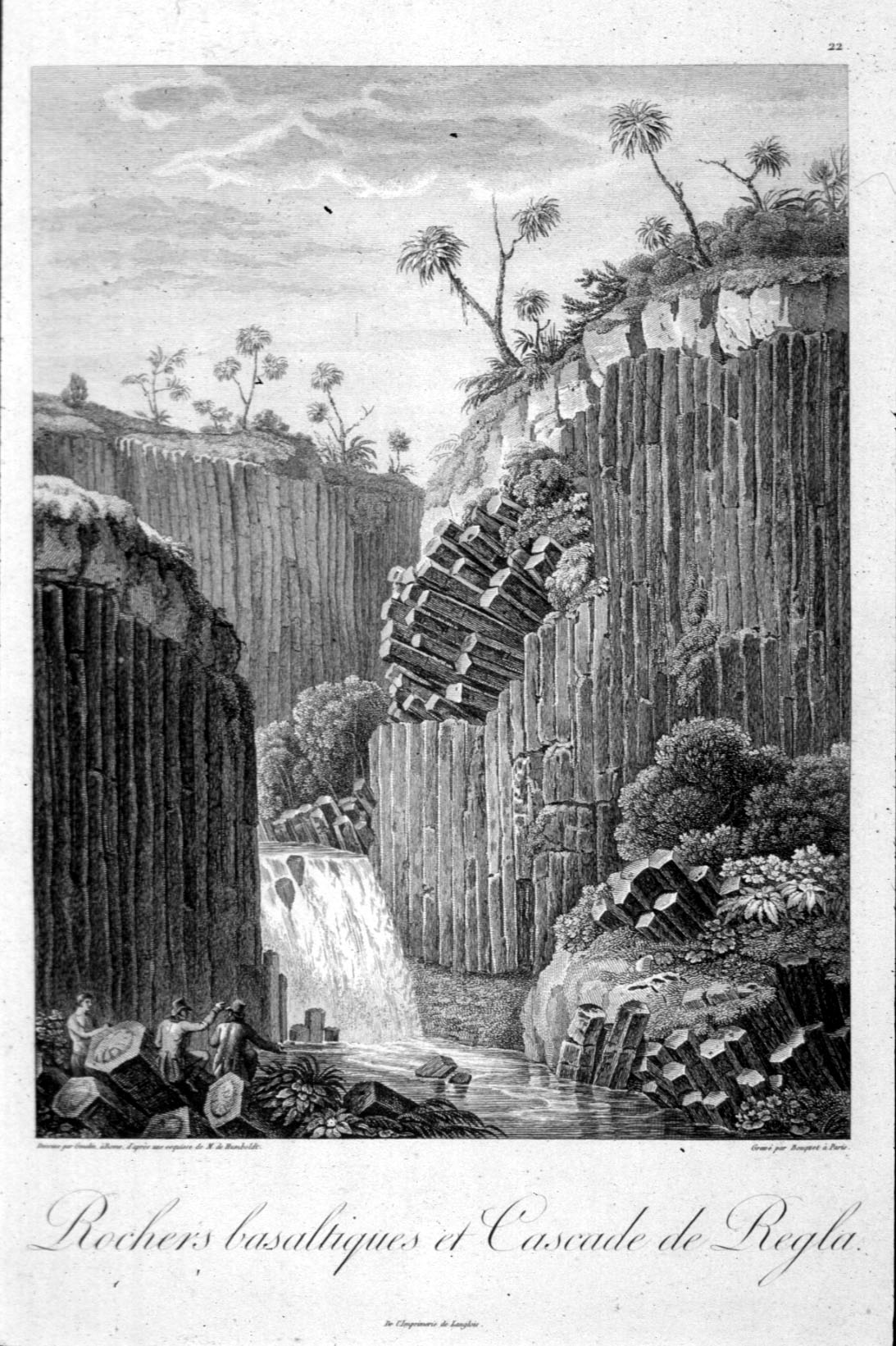
Prismas basálticos de Santa María Regla, por Alexander von Humboldt.

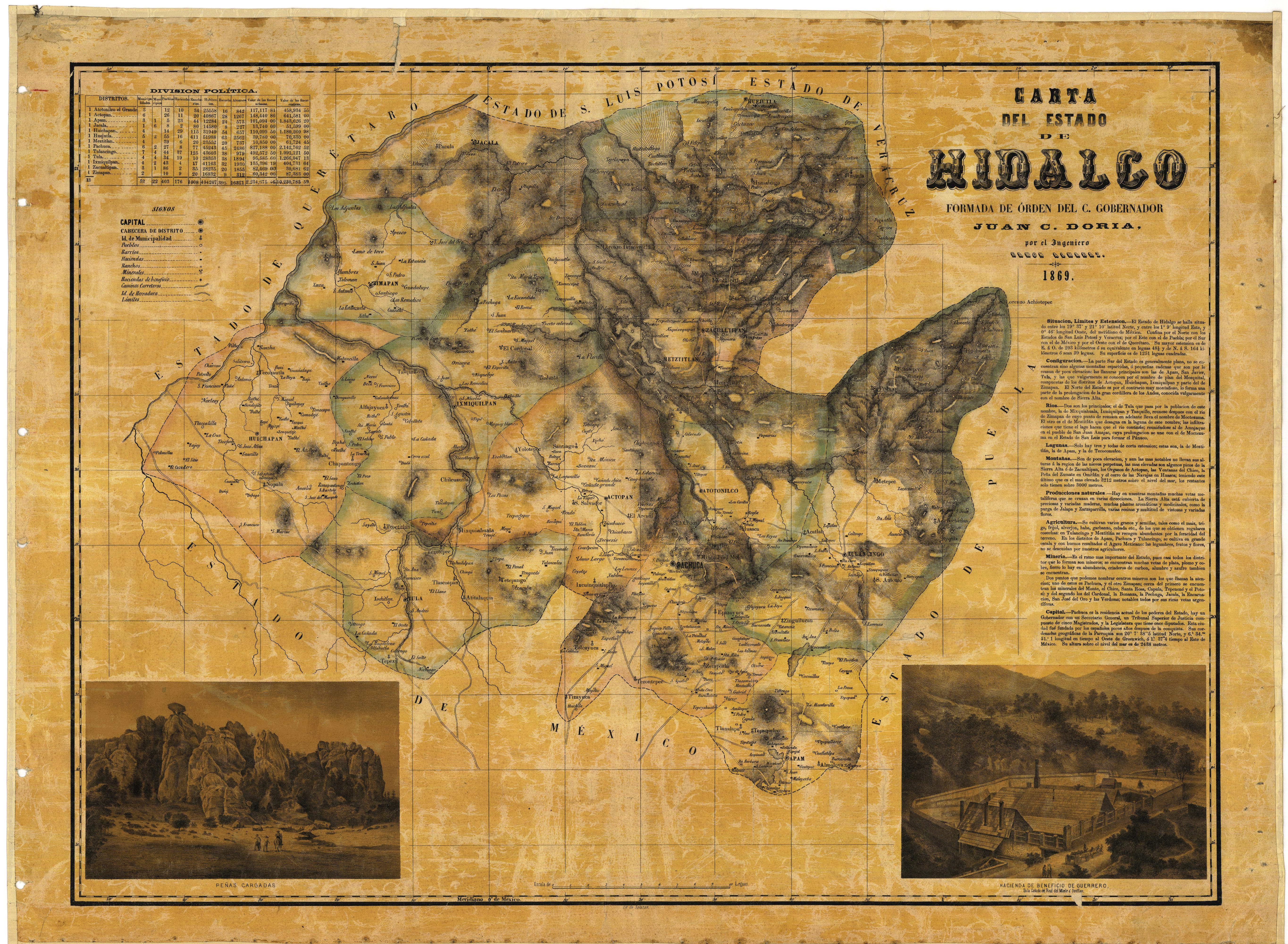
Primer mapa del estado de Hidalgo realizado por Ramón Almaraz en 1869.

Durante su viaje por México, el 15 de mayo de 1803 Alexander von Humboldt llega a Pachuca y visita las minas de la zona, el 21 de mayo parte para Atotonilco el Grande. El 22 de mayo pernocta en la localidad de Baños de Atotonilco cerca de la Villa de Magdalena y el Puente de la Madre de Dios. Durante el 23 y 24 de mayo recorrería el Valle de Actopan, para después partir el 25 de mayo rumbo a la Ciudad de México. Durante su visita, Humboldt estudiaría y dibujaría los Prismas basálticos de Santa María Regla en el municipio de Huasca de Ocampo, y Órganos de Actopan también conocidos como Los Frailes.
Los pintores Johann Moritz Rugendas y François Mathurin Adalbert (el Barón de Courcy), estuvieron en México entre 1831 y 1834, en agosto de 1832 visitan distintos lugares del estado de Hidalgo, pintaron los paisajes de Huasca de Ocampo, Atotonilco el Grande y Mineral del Monte.

En 1855, Eugenio Landesio fue contratado por la Academia de San Carlos de las Nobles Artes permaneció 22 años en México y viajó a diferentes partes del país incluyendo el estado de Hidalgo, visitando Mineral del Monte y Huasca de Ocampo. Landesio pintaría principalmente un conjunto de diez paisajes que pintó para Nicanor Béistigui, acaudalado comerciante y socio de la Compañía Real del Monte.
Durante el siglo XIX se encuentran los dibujos realizados y publicados en los distintos libro de expediciones realizadas en el estado de Hidalgo y en todo el territorio mexicano; principalmente de estudiosos recreando los pasos de Alexander von Humboldt. En estos se encuentras grabados y dibujos de distintas locaciones en el estado de Hidalgo, así como de distintas personas y costumbres de la región que permiten un entendimiento de la sociedad de la época.

Pintura del siglo XIX.
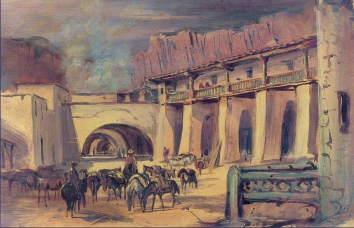
"Entrada a los trapiches en la hacienda de Santa María Regla" obra de Johan Moritz Rugendas (1832).
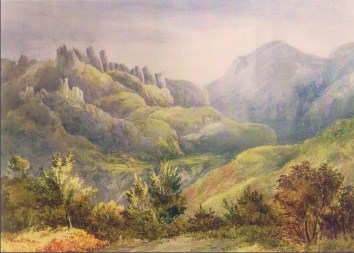
"Vista de las Monjas de Atotonilco" obra de François Mathurin Adalbert (1832).
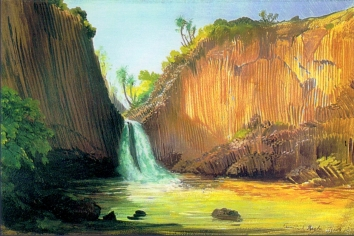
"La cascada y los prismas basálticos de Santa María Regla" obra de Johan Moritz Rugendas (1832).
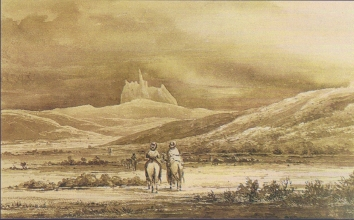
"Órganos de Actopan desde el camino a Real del Monte" obra de François Mathurin Adalbert (1832).
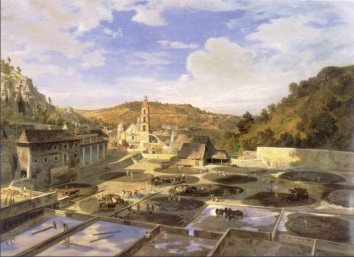
"Patio de la Hacienda de Regla" obra de Eugenio Landesio (1857).
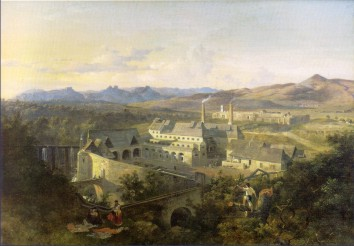
"Hacienda de San Miguel Regla" obra de Eugenio Landesio (1857).
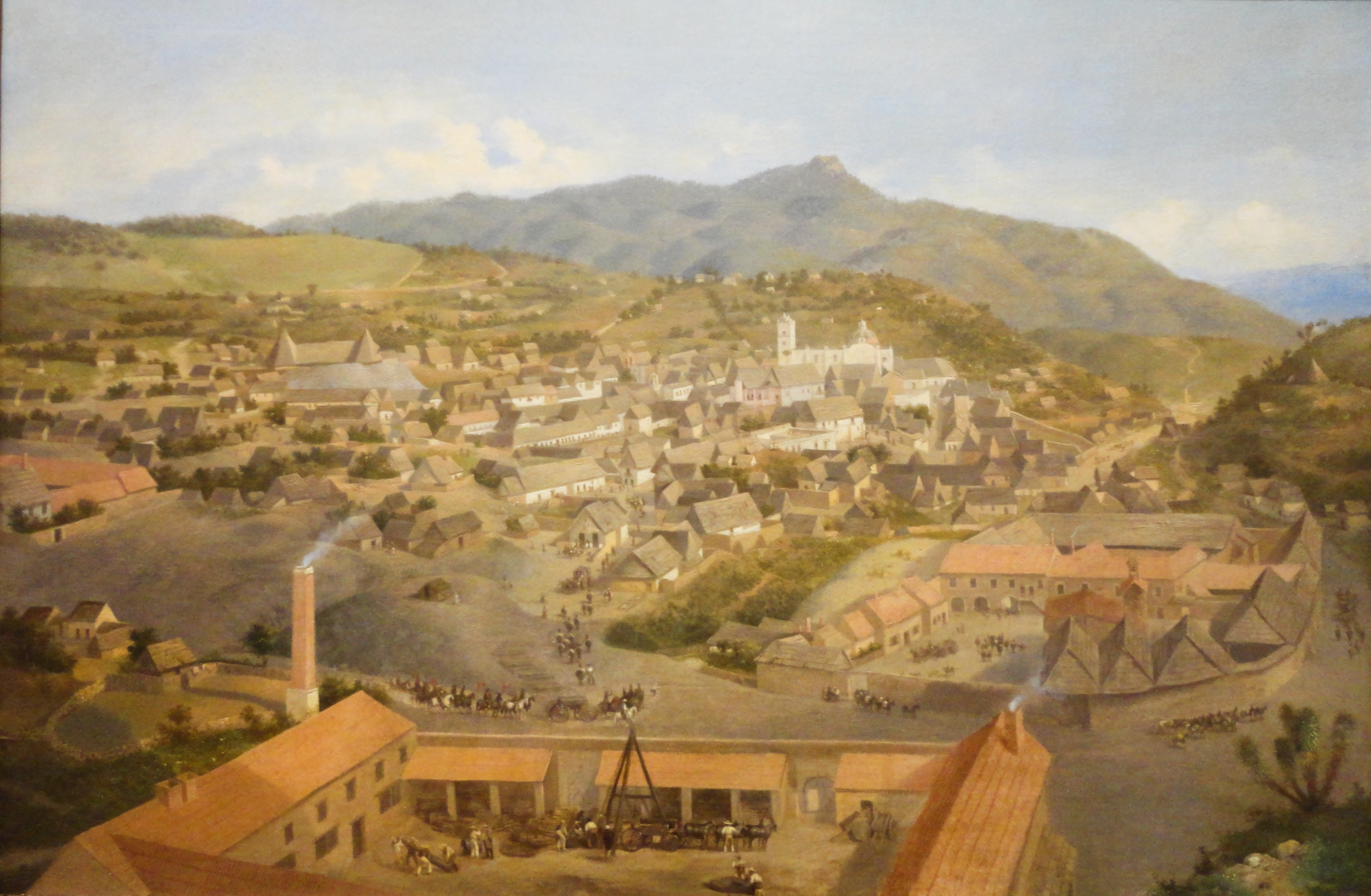
"Mina Real del Monte" obra de Eugenio Landesio (1856).
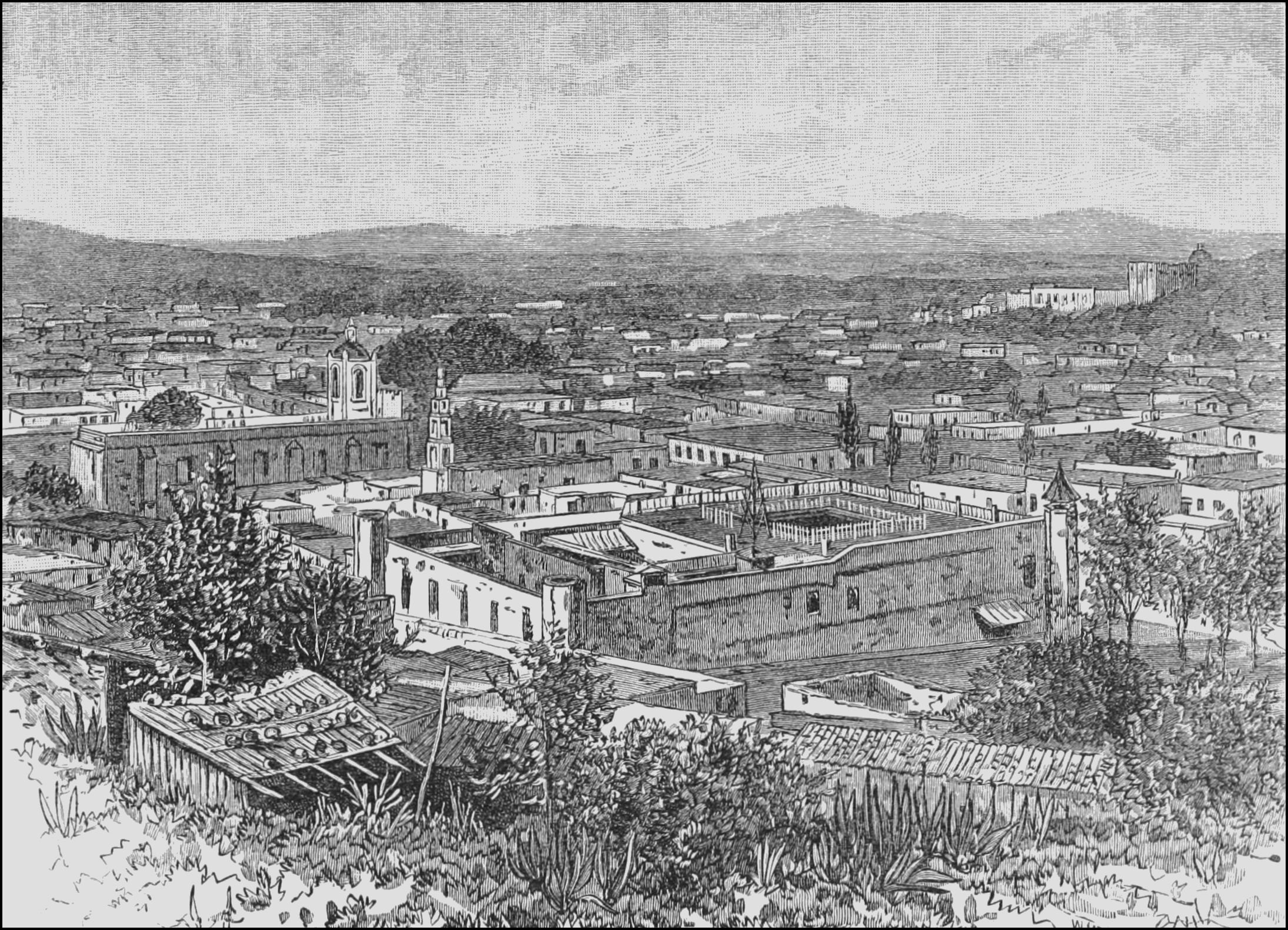
"Pachuca" publicado en "Travels in Mexico and life among the Mexicans" (1884)

#### Pintura delsigloXX
Durante el siglo XX destacan las obras del muralismo mexicano. Medardo Anaya, realiza el mural dos murales con temáticas revolucionarias, realizados entre 1938 y 1940, estos se encuentran en el pórtico del antiguo Hospital Civil de Pachuca. También dos murales ubicados en el Edificio central de la UAEH, el primero un mural que representa a la Nueva España en el salón de actos Baltasar Muñoz Lumbier y el otro que refleja la vida sindicalista, ubicado en las escalinata del edificio, realizados entre 1955 y 1957.
El muralista Roberto Cueva del Río realizó tres murales en el estado de Hidalgo. El primero se encuentra en Ixmiquilpan, realizado en el edificio del Patrimonio Indígena del Valle del Mezquital en 1955; se distribuye en seis paneles, el tema principal es la cultura ñhañhú. El segundo se encuentra en Pachuca de Soto ubicada en el Centro de las Artes de Hidalgo realizado en 1957; en este mural, se pintó los diferentes sucesos que se dieron a lo largo de la historia del estado de Hidalgo. El tercero se encuentra en Ciudad Sahagún ubicado en la escuela primaria Fray Bernardino de Sahagún, realizado en 1958; en él se visualiza el desarrollo de Hidalgo y de Ciudad Sahagún.
Entre los murales de Jesús Becerril Martínez se encuentran los realizados en el Palacio de Gobierno del Estado de Hidalgo, el Centro Regional de Educación Normal Benito Juárez, la antigua sede de la Casa de la Mujer Hidalguense y el Teatro Hidalgo Bartolomé de Medina. Obras pictóricas religiosas realizadas por Becerril son los realizados en la Casa Hogar Ciudad de los Niños, la parroquia del Espíritu Santo, la parroquia de la Resurrección en la colonia del ISSSTE, y la Parroquia de la Asunción.
Otros murales sobresalientes son los de José Hernández Delgadillo, elaborados en colaboración con Eloy Trejo Trejo. El mural "Contradicciones y lucha en Hidalgo" pintado en 1986, consta de 200 m²; se encuentra frente al Jardín del Arte y en la contra esquina del viaducto Nuevo Hidalgo. El mural "Por la democracia, el trabajo y la soberanía nacional" consta de 2 m de altura por 12 m de largo ubicado en la pared de la Primaria Miguel Alemán, en la Avenida Revolución; pintado en los años 1980, en 1995 se borró para poner publicidad y se tuvo que restaurar. En ellos se encuentra representado un ideario de organización obrera y social.
En Tula de Allende se encuentra el mural "Tula Eterna" ubicado en el céntrico teatro al aire libre, realizado por Juan Pablo Patiño Cornejo realizado entre 1994 y 1997; en él se narra la historia y evolución de la ciudad. En el año 2012 este mural sufrió una restauración y los trabajos concluyeron en 2013. Para 2016 la obra presenta deterioro en la parte baja tanto de lado izquierdo como del derecho. De Ildefonso Maya Hernández se encuentra el mural localizado en la Plaza Huasteca Nicandro Castillo en Pachuca de Soto, el artista hace homenaje a la cultura huasteca en este mural; y en el acceso a la Catedral de Huejutla, en el mural se observa el origen de la vida y del cultivo del maíz; así como las creencias prehispánicas de la región.

Pintura del siglo XX.
Mural en la Catedral de Huejutla.
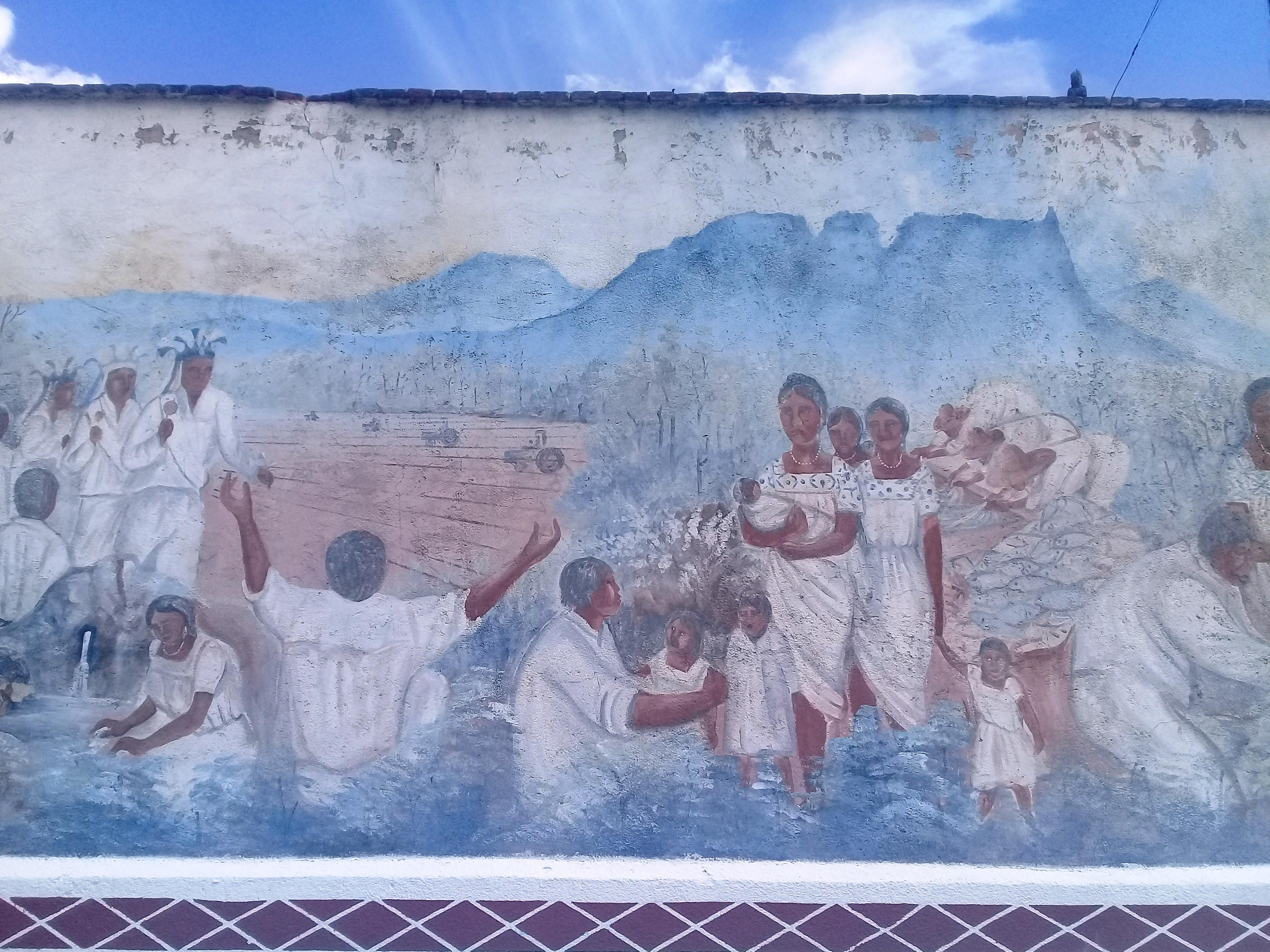
Mural "Cultura Huasteca" en Pachuca.
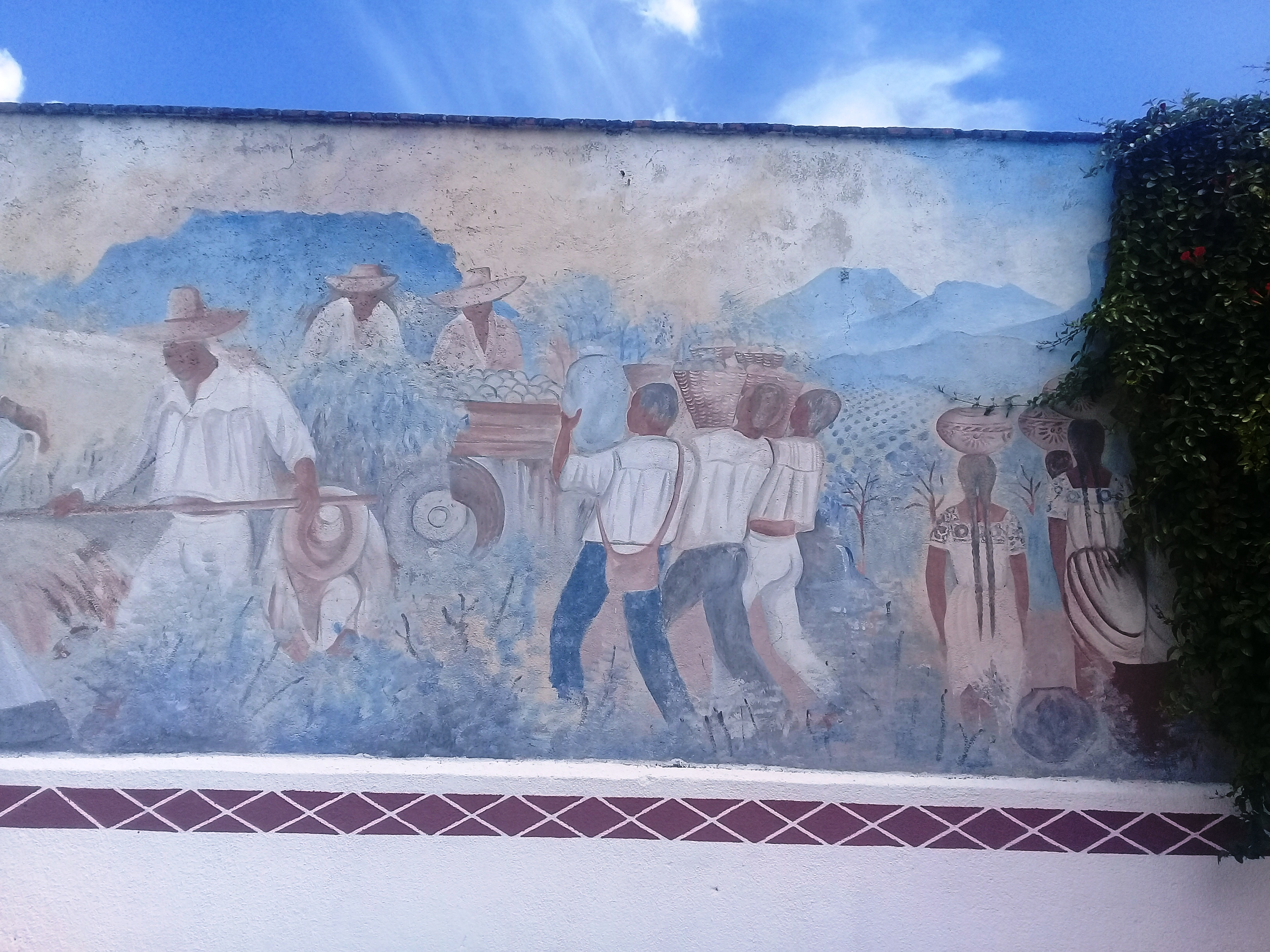
Mural "Cultura Huasteca" en Pachuca.
Mural en el Teatro Hidalgo Bartolomé de Medina (1959).
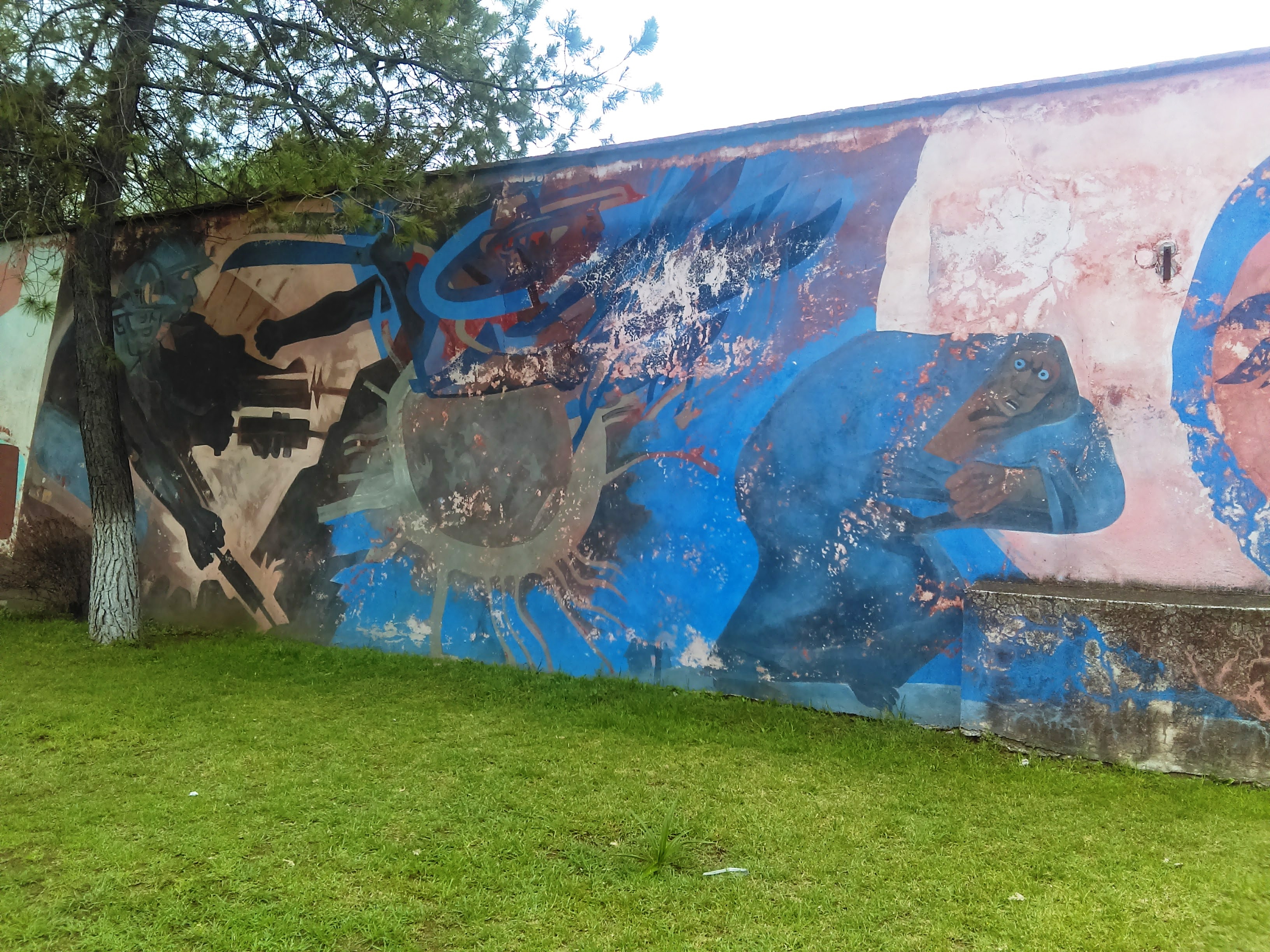
Mural "Contradicciones y lucha en Hidalgo" en Pachuca (1986).
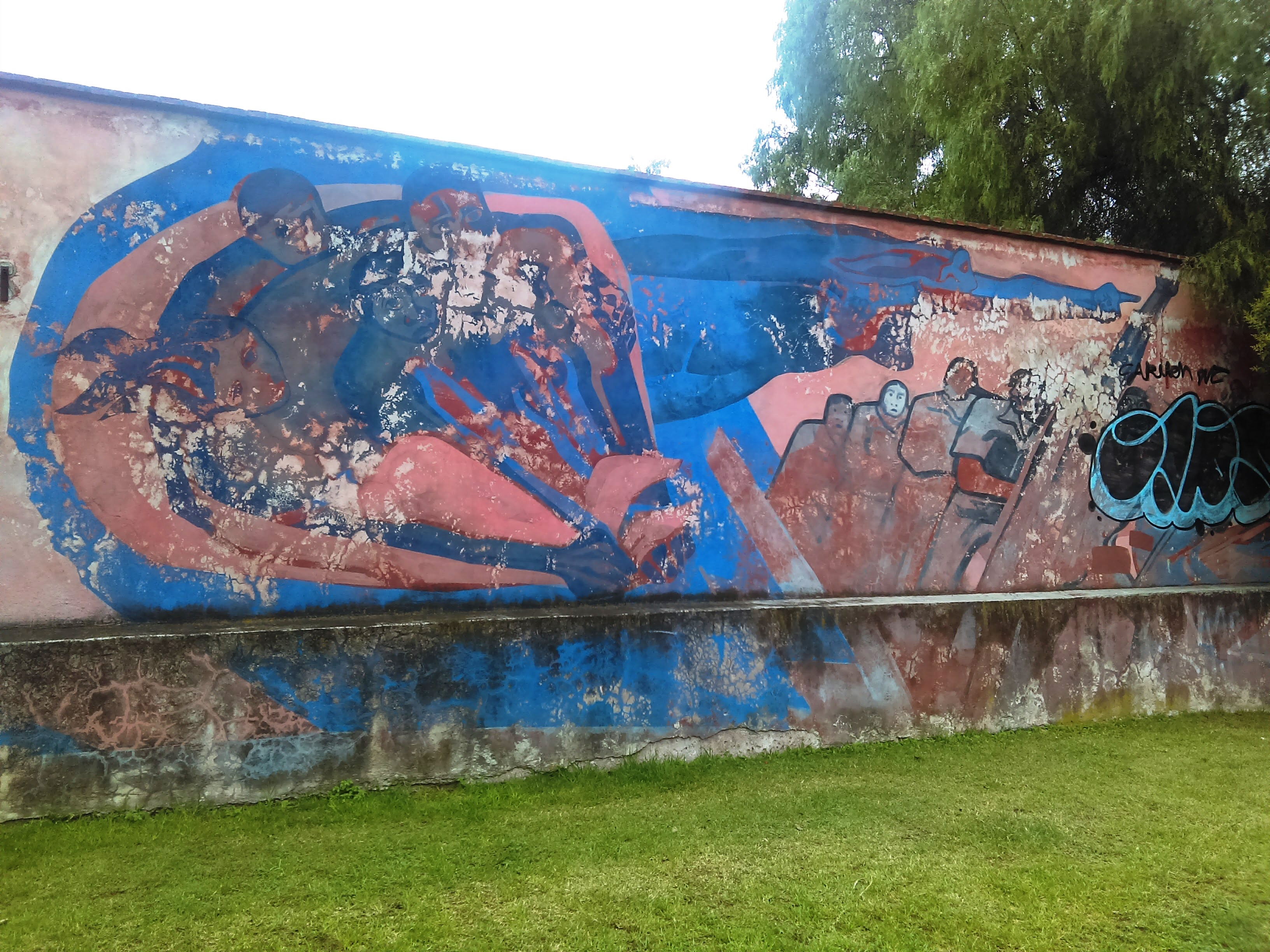
Mural "Contradicciones y lucha en Hidalgo" en Pachuca (1986).
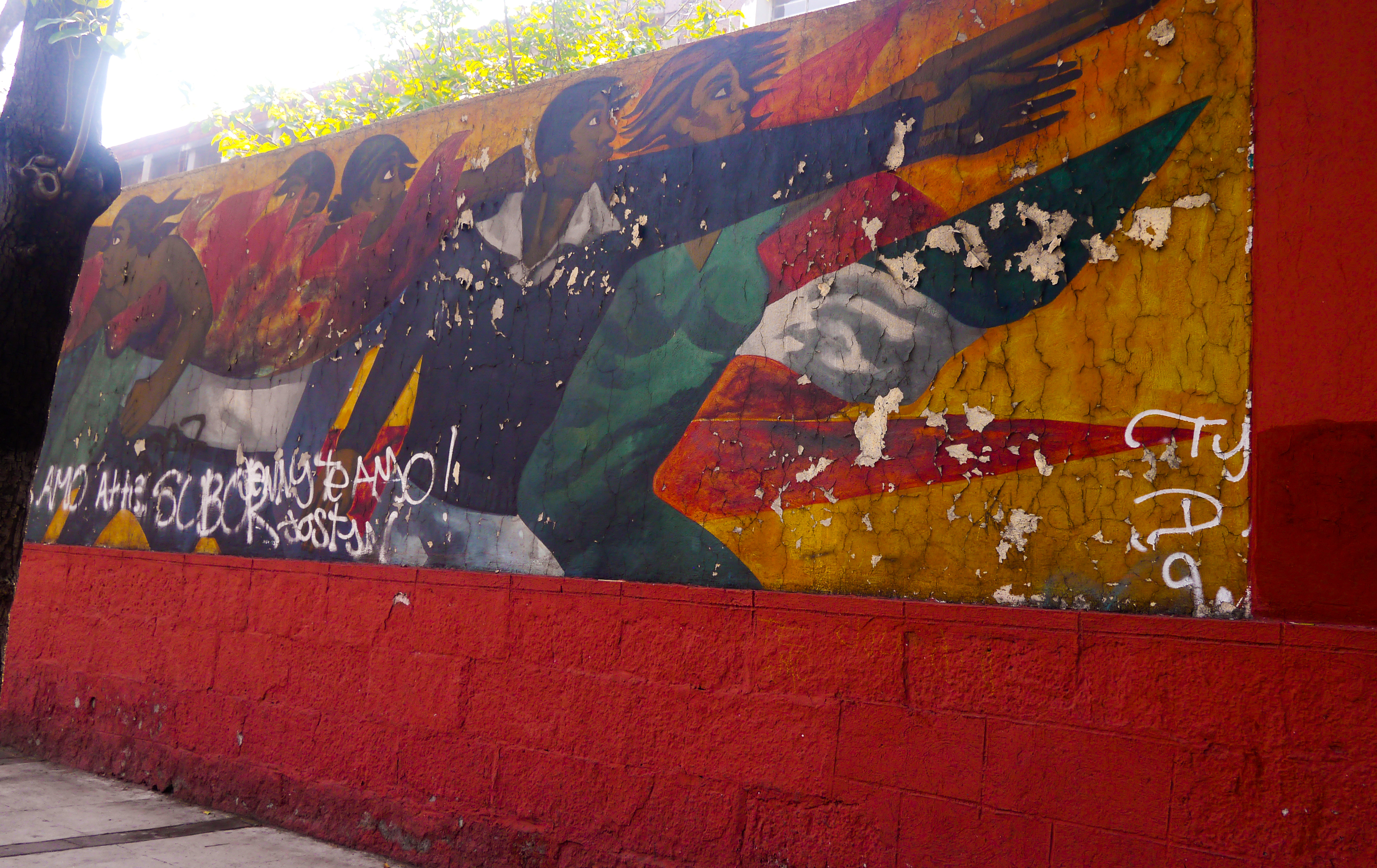
Mural "Por la democracia, el trabajo y la soberanía nacional" en Pachuca (1995).
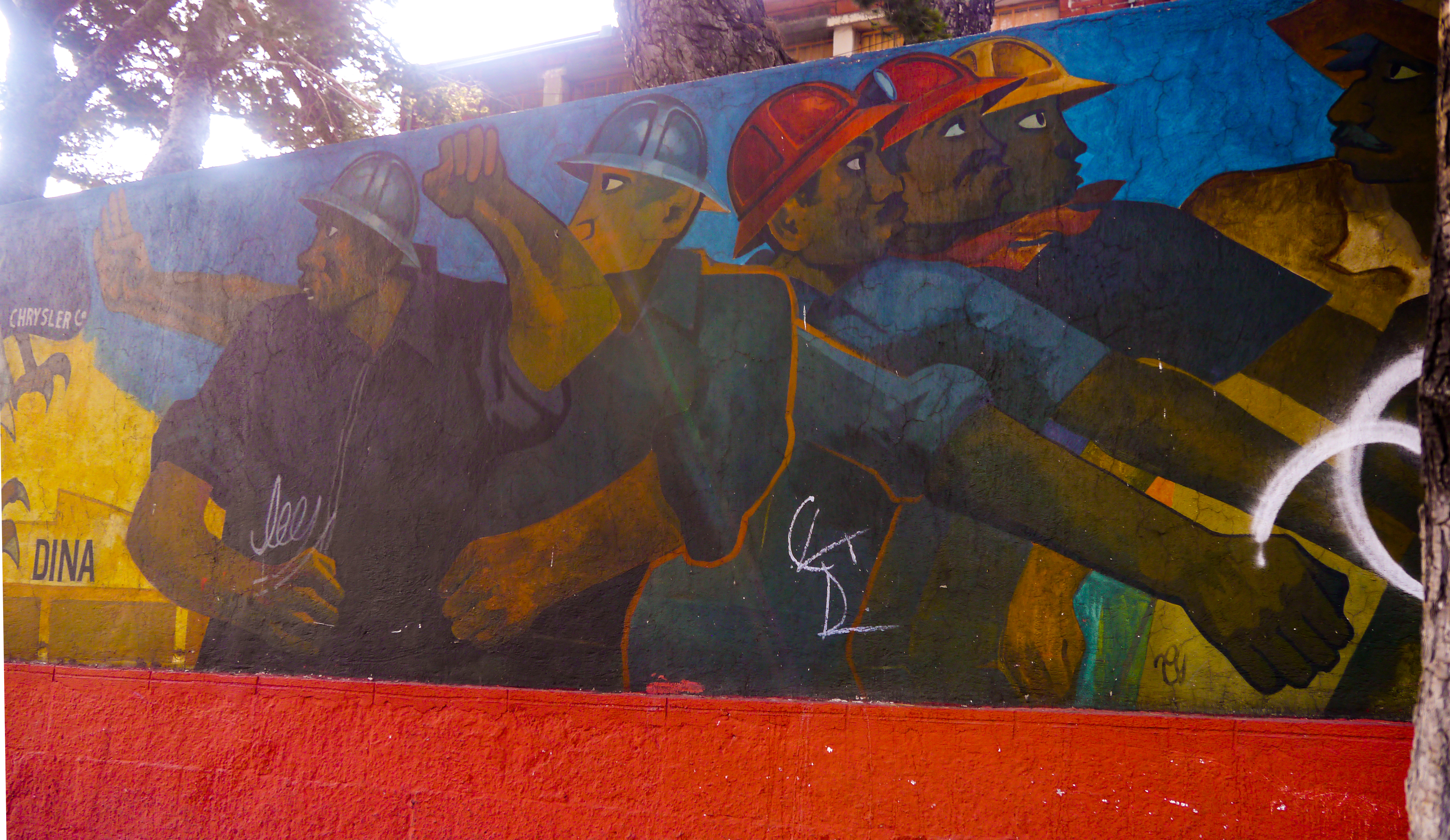
Mural "Por la democracia, el trabajo y la soberanía nacional" en Pachuca (1995).
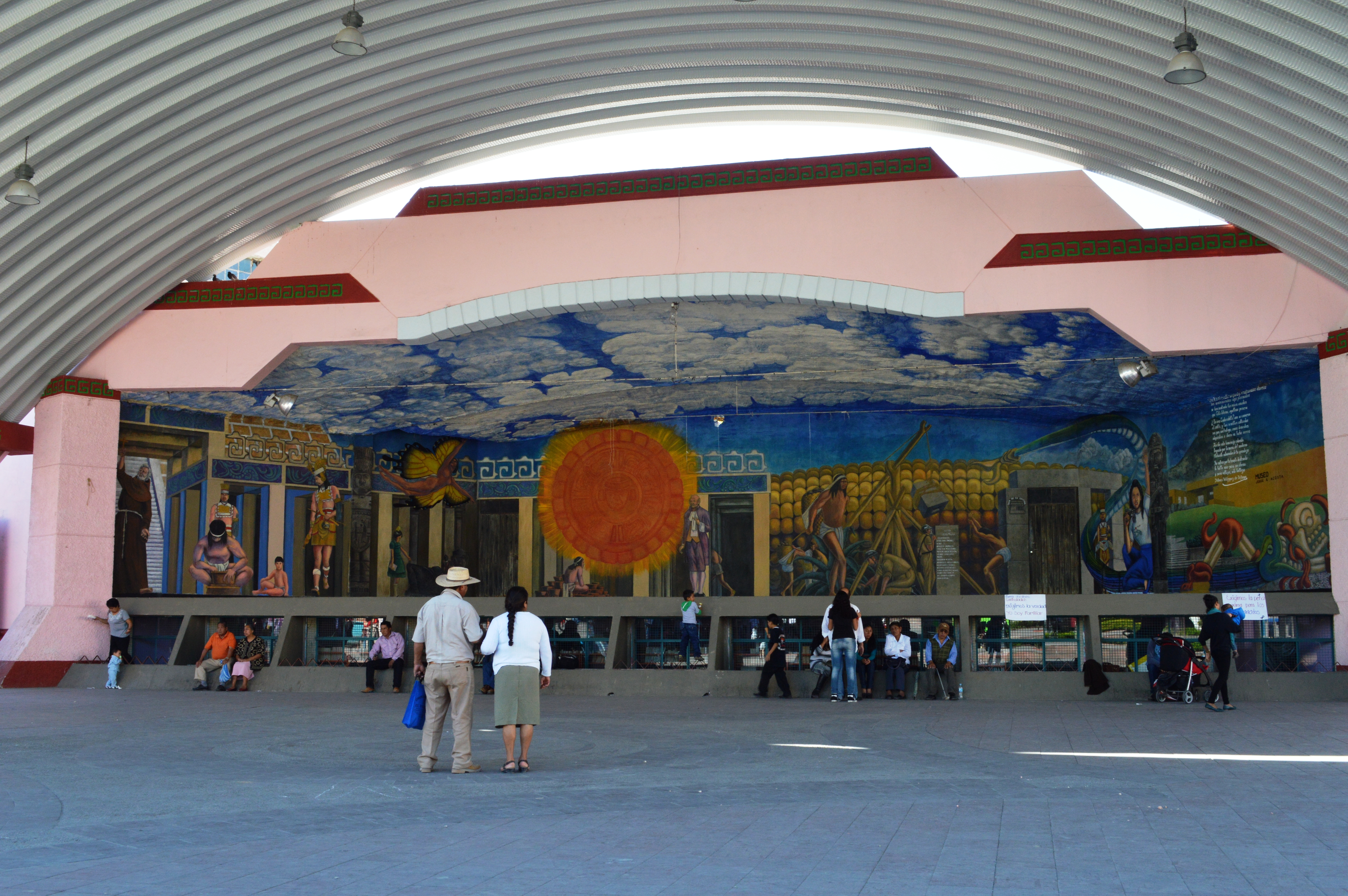
"Mural Tula Eterna", en Tula de Allende (1997).

#### Pintura delsigloXXI
En el Parque David Ben Gurión se encuentra la losa pictórica "Homenaje a la Mujer del Mundo" diseñada por Byron Gálvez y elaborada entre 2001 y 2005. Cuyas dimensiones son de 80 m de ancho por 400 m de largo; y está dividido en dieciséis módulos que contienen dos mil ochenta figuras elaboradas con aproximadamente siete millones de mosaicos de doce distintos tamaños, y cuarenta y cinco diferentes tonos de color.
En 2010 dentro de los festejos del Bicentenario de la Independencia de México y el Centenario de la Revolución Mexicana, se realizó un mural en la fachada del auditorio municipal de Tizayuca, la obra fue elaborada por el pintor Wilbert Medrano Barrera, quien utilizó los colores de la bandera de México. En 2014 se realizaron 26 murales con la temática de “La infancia en tiempos de guerra y de paz”; en la Ciudad del Conocimiento de la UAEH en Mineral de la Reforma. En 2015 se realizaron 23 murales en las instalaciones de la Escuela Superior Actopan de la UAEH; bajo el lema “Justicia Social”, con la participación de 46 muralistas internacionales y 22 alumnos.
El 19 de septiembre de 2017 se inauguró los murales Génesis del agua y Agua en la sangre, en Tizayuca; ambos murales fueron elaborados por los artistas Marco Cruz Espinoza y Brahyan Martínez León. Representan el ciclo del agua y una muestra de cómo era Tizayuca y el aspecto de ahora, respectivamente. La técnica utilizada para la elaboración de cada mural fue acrílico para Génesis del agua y aerosol para Agua en la sangre.
El 31 de agosto de 2015 fue inaugurada la primera etapa del "Macromural de Pachuca", ubicado en la Colonia Palmitas. En esta etapa doscientas nueve casas habitación fueron pintadas, en un área de 20 000 m². El 13 de noviembre de 2017 se inauguró la segunda etapa y el 23 de marzo de 2018 la tercera etapa. El mural cuenta con una superficie total de 40 000 m², con 190 colores, que a lo lejos los colores se ven como olas de aire; se pintó bajo la técnica de grafiti, la elaboración estuvo a cargo de Germen Crew y los habitantes de la zona.
En la Colonia Morelos en el municipio de Mixquiahuala de Juárez se encuentran más de 160 murales, creados por más de 140 artistas provenientes de 22 países. Los temas y técnicas de los murales varían de acuerdo al autor del mismo; cada pintor propone el lienzo con la familia que ofrece su muro, además los habitantes ofrecen sus casas para alojar a los artistas. El proyecto cultural empezó en 2014, se han realizado distintos encuentros de artistas, y en 2017, se publicó el libro “Recinto internacional del muralismo”; el gobierno municipal o estatal contribuyen.

### Pintores hidalguenses
Durante el siglo XX dentro del muralismo mexicano; sobresale José Hernández Delgadillo (1928-2000), él nació en Tepeapulco, el cual recurrió al dibujo, grabado, obra de caballete y obras de carácter monumental como esculturas, relieves y murales. Creó más de 170 murales, 20 de ellos ya destruidos en distintos espacios públicos. Entre los artistas visuales originarios del estado se encuentran: José Emmanuel Garcá Sánchez, Yessica Adriana Ruiz Morales, José Emilio Pacheco Vega, Celia Guadalupe Rasgado Marroquín y Liliana Herrera Hernández, Bernardo Santiago Ángeles.

## Literatura

### Códices
En la primera sección del Códice de Huichapan, es un manuscrito que emplea el sistema de escritura pictórica, junto con textos alfabéticos en otomí, así como algunas glosas aisladas en náhuatl. Fue elaborado hacia 1632, la parte alfabética, fue escrita por Juan de San Francisco, otomí noble del pueblo de Huichapan, y habla de la historia de este pueblo otomí desde 1539 hasta 1632; la parte pictórica de este documento, narra la historia de este señorío desde el año 1403 hasta 1528.
El Lienzo de Acaxochitlán se divide en dos. El Lienzo “A” o mapa del “Fundo del pueblo de Acaxochitlán”, es una especie de croquis catastral, copia de un plano de 1639 hecha sobre tela industrial de algodón probablemente en el primer cuarto del siglo XIX. La cara de la cartografía fue pintada uniformemente en un café rojizo, y sobre ella se trazó una abreviada topografía, los dibujos de los edificios del pueblo y glosas en español. Su nombre completo, "Mapa de tierras del fundo del pueblo de Acaxochitlán año de 1639". El Lienzo “B” de Acaxochitlán, ahora perdido tenía como soporte una tela de algodón, de 1.57 m de ancho y 1.90 m de alto, formada por dos lienzos cosidos uno arriba del otro.
El Códice de tributos de Mizquiahuala data de 1570 elaborado en tira sobre papel amate. Da cuenta del registro de bienes tributados por parte del cabildo indígena de una población otomí de la jurisdicción de Mizquiahuala. Está organizado a manera de calendario dispuesto en trece secciones que se leen de arriba hacia abajo. Los Anales de Tula datan del siglo XVI elaborado en tira sobre papel amate, consigna la historia de Tollan-Xicocotitlan. También es conocido como Anales de Tezontepec o Anales Aztecas. Narra los hechos sobresalientes desde el año 12 Calli (1361 d. C.) hasta el 3 Calli (1521 d. C.) mediante fechas dispuestas en recuadros.
El Códice Nicolás Flores es una tira de tela que debe medir no menos de 60 cm de ancho, su elaboración se empleó ixtle de lechuguilla, formando por lo menos dos tramos unidos.  La representación se origina visiblemente del estilo gráfico prehispánico: carece de perspectiva, es un dibujo convencional de personajes y elementos del paisaje, por lo que constituye así un códice pictográfico de tradición náhuatl. En 1558 Bernardino de Sahagún se instaló en el Templo y exconvento de San Francisco en Tepeapulco, donde condujo su primera investigación, entre los años 1558 y 1561. Ese material de Tepepulco: texto en náhuatl y pinturas. Francisco del Paso y Troncoso los denominó "Primeros memoriales", se trata de 88 folios.

### Escritores hidalguenses
Entre los principales escritores se encuentran: Efrén Rebolledo poeta innovador, dentro de sus obras más importantes se encuentran “Rimas Japonesas”, “El Desencanto de la Dulce Inea” y “Libro de Loco Amor”. Genaro Guzmán Mayer escritor y dramaturgo, sus obras más representativas son: Voz Metálica, Deni Thani, Pachuca urna verbal y el libro Ixmiquilpan dedicado al Valle del Mezquital. La obra de Ricardo Garibay abarca la novela, ensayo, poesía, crónica, teatro y cuento; destaca la novela La casa que arde de noche (1971). Gabriel Vargas historietista creó la "La Familia Burrón", que llegó a tener un tiraje semanal de más de 500 000 ejemplares.
Dentro de los escritores originarios del estado de Hidalgo se encuentran: Jesús Becerril Martínez, Enrique Olmos de Ita, Fernando Rivera Flores, Rafael Tiburcio García, Jair Cortés, Rogelio Perusquía, Julio Romano Obregón, Alfonso Valencia, Javier Said Estrella García, Ignacio Rodríguez Galván, Agustín Cadena, Daniel Olivares Viniegra, E. J. Valdés, Ignacio Trejo Fuentes, Daniel Fragoso Torres, Raúl Macin Andrade, Nancy Ávila Márquez, Diego Castillo Quintero, Adela Calva Reyes, José Lorenzo Cossío, José Luis Herrera Arciniega, Gonzalo Martré, Luis Ponce, Elisa Vargaslugo Rangel y Yuri Herrera.

## Música

### Música regional

#### Música huasteca

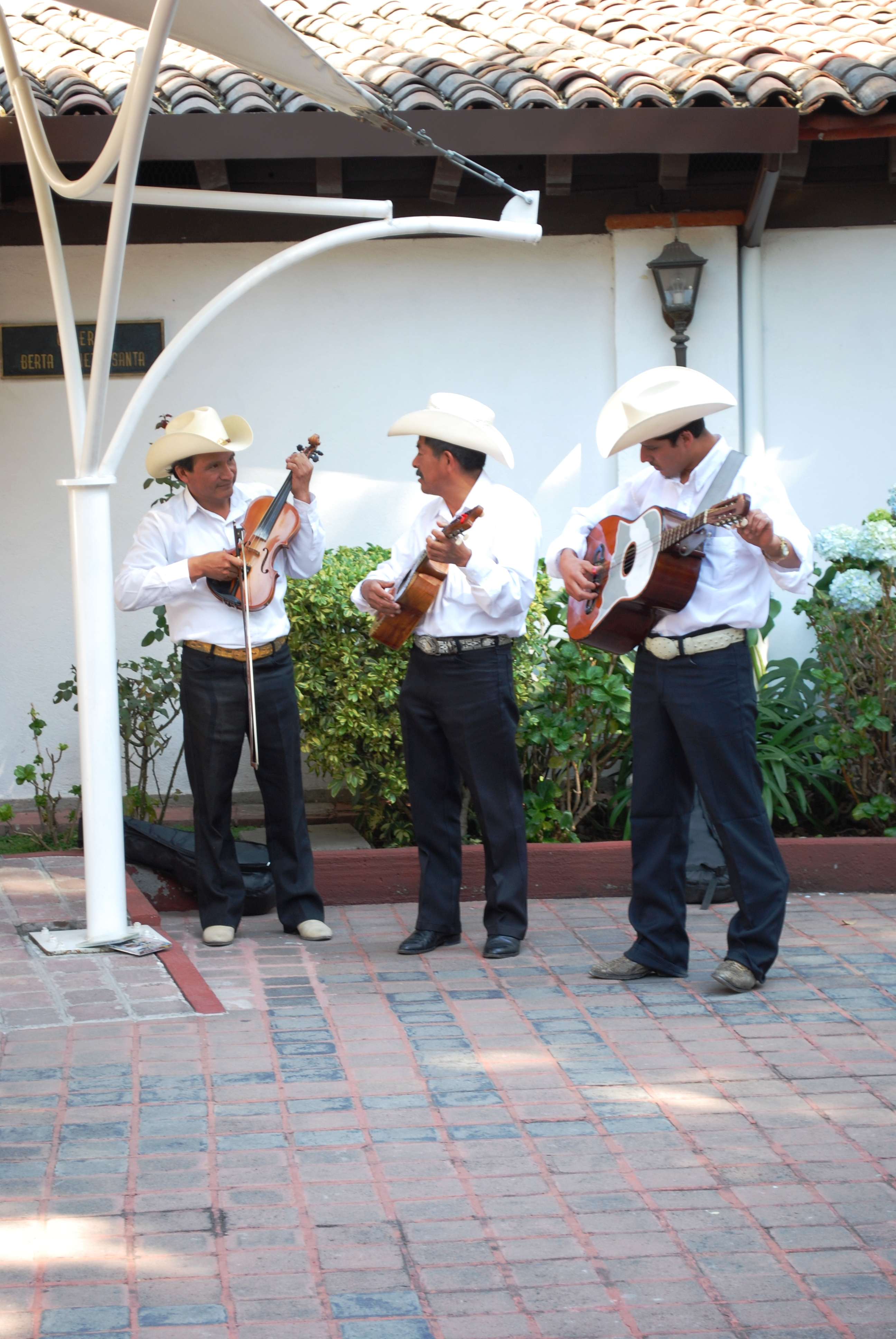
Trío huasteco.

En la Huasteca música regional está representada por el llamado huapango, género musical conocido también como "Son Huasteco", su origen se remonta al siglo XVII por la fusión de las tradiciones musicales de los indígenas y con la instrumentación de los españoles. Existen diversas opiniones acerca de la etimología siendo una la que lo derive del vocablo nahuatl Cuauhpanco, su significado es baile que se ejecuta sobre una tarima o plataforma.
Hace tiempo se diferenciaba entre los dos conceptos: El son huasteco eran las piezas que con una estructura básica, permitían la improvisación, la troveada; y el huapango eran las canciones con letra fija. Pero hay otras interpretaciones que consideran que el son huasteco es la pieza musical que se canta y baila en una fiesta popular llamada huapango. Existen dos tipos de huapango: el tradicional y el moderno. El huapango tradicional se interpreta utilizando tres instrumentos: jarana, violín, quinta huapanguera o guitarra. El cantante de huapango utiliza repetidamente el falsete y requiere de un registro agudo, se interpretan los versos de la canción o se improvisan coplas.
Yolanda Moreno Rivas habla de que el huapango moderno también se conoce como Huapango lento, considerándose como una canción huapangeada siendo el resultado entre el son huasteco, y la canción comercial; entre los que se puede encontrar el huapango norteño, el huapango de mariachi o la cumbia huapanguera. Algunos tríos de huapango interpretan tanto sones tradicionales como modernos. El Huapango se ha alimentado en los últimos años de las influencias contemporáneas de la sociedad, enriqueciéndose así con la incorporación de sonidos electrónicos y de ritmos nuevos, tales como el rap, el hip-hop o el rock.

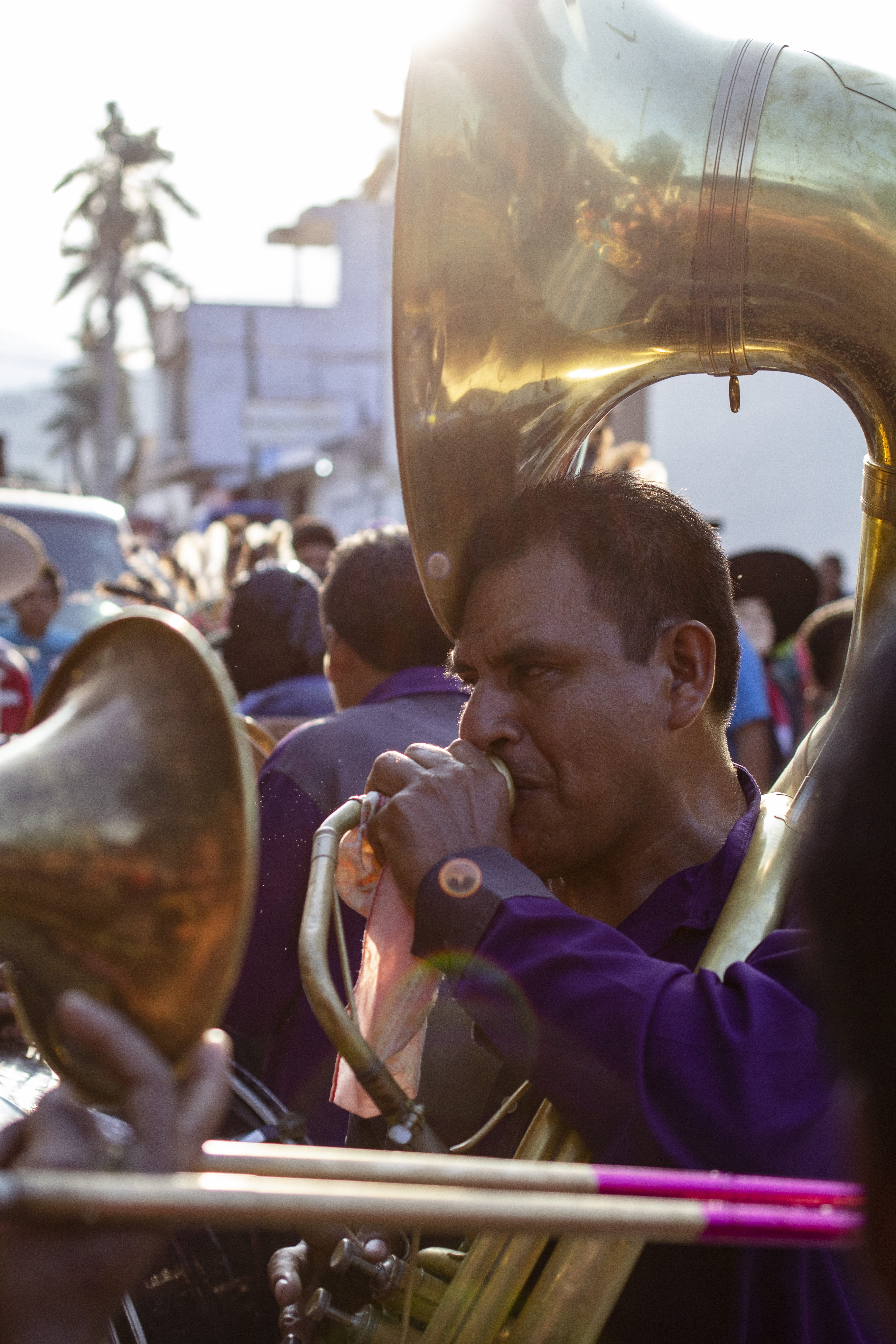
Banda huasteca.

Son originarios de Hidalgo dos de los principales compositores de huapango, Nicandro Castillo y de Valeriano Trejo. Nicandro Castillo nació en Xochiatipan el 17 de marzo de 1914, consiguió componer cerca de 100 canciones; en 1949 decidió retirarse. Entre sus composiciones se encuentran el Xochiatipan, el Andariego, la Tuxpeña, y el Hidalguense. Valeriano Trejo nació el 14 de abril de 1923, en Calnali. Sus principales composiciones son “Rogaciano”, más conocida como “Rogaciano el huapanguero”, y el Huapango “Tata Dios”. De Valeriano Trejo existen, registradas 42 obras; y en 1966 grabó su único disco.
Algunas de los sones huastecos y hapangos más conocidos y escuchados se encuentran: Querreque, La Azucena, El Zacamandú, El gusto, La Cecilia, El fandangito, y El huerfanito. Sin embargo el más conocido es el compuesto por Nicandro Castillo que junto al trío Los Plateados dio a conocer el huapango: El Hidalguense. En 2014 la LXIII Legislatura del Congreso de Hidalgo determinó declarar al huapango como patrimonio cultural inmaterial del estado de Hidalgo. Los estados de San Luis Potosí (2011), Veracruz (2013), y Querétaro (2017) también lo han declarado en sus respectivos estados.
Las bandas de viento de México son ensambles musicales en que se ejecutan instrumentos de viento, en su mayoría metales, y percusión; estas también tienen una gran repercusión en la zona. Desde 1993 se realiza el Festival de Bandas de Vientos en Calnali; donde se dan cita numerosas agrupaciones musicales, principalmente de los municipios de Atlapexco, Huautla, Huejutla, Lolotla, Tepehuacán de Guerrero, Tianguistengo, Tlanchinol, Xochicoatlán del estado de Hidalgo, así como algunas representaciones de San Luis Potosí y Veracruz.

#### Música Valle del Mezquital

Banda otomí en El Arenal.

A través de la música manifiesta elementos culturales que remiten a las tradiciones y gustos del pueblo hñahñu. Estos elementos han sido retomados, o bien se han creado a partir de inquietudes colectivas. En el Valle del Mezquital un grupo de profesores hñahñu trabaja en el rescate y creación de canciones basadas en la relación con su entorno.
Dentro de la música otomí se encuentran cantos que utilizan ritmos basados en las sílabas cantadas, de manera prosódica y por número de sílabas, así como la entonación de dichas sílabas. Líricamente utilizan el recurso de la sinalefa y el yambo, y principalmente versos pentasílabos. La música del pueblo hñähñu, ya no se usa solamente para acompañar el ritual de cantos y danzas, también posee la función de esparcimiento, se pueden escuchar versiones pícaras, amorosas, pastoriles, de animales y arrullos. También interpretan alabanzas a dioses o santos solamente de forma instrumental, intercalando algunos rezos.
Entre las canciones del Valle del Mezquital se encuentran: Nthati zi mane (Cásate comadre), Di ma’i di ma’i  (Te quiero, te quiero), Ra yopa ntsu´tsi (El Doble Beso), Xi ga fudi ga tsogua (Ya empezaste a dejarme), Ha ma zi ndimi’ i  (En mi casita), Ra’ batha ra’ bot ahi (El Valle del Mezquital), Doro Jongo (La Tortolita), Ra ma’ yo (La pastora), Ra ’ñu ra ’bot’ ahi (Caminito para el valle), Domitsu (Paloma), Ra ma’ yo tsat yo (El perro pastor), Hubu gri ma (¿A dónde vas?), Tsuskagi ndunthi (Bésame mucho), y Di ne ga nthati (Me quiero casar). Sin embargo las canciones en Idioma otomí más conocidas y difundidas son de otras regiones como Temoaya, estado de México; y son las que se tocan en las ceremonias de matrimonio. La llamada "Tzi Mare Ku" o "Chimare Cu", habla del compromiso y de la felicidad, pero se enfoca en la despedida después de la ceremonia; además se encuentra "El baile de las comadres".
En Cardonal se encuentra la XECARH también conocida como "La Voz del Pueblo Hñähñú". Inicio pruebas de transmisión el 16 de julio de 1998, poco después, el 1 de agosto de ese mismo año, surgió como emisora del Instituto Nacional Indigenista, hoy Comisión Nacional para el Desarrollo de los Pueblos Indígenas. La radio fue inaugurada oficialmente el 12 de enero de 1999, transmite en las lenguas otomí, náhuatl y español. Con el alto número de migrantes, la música “grupera” ha propiciado que en las fiestas se marginen la danza y la música tradicionales, existen incluso agrupaciones de música grupera, ranchera, banda y de cumbia, algunos con toques de música hñahñu”; también algunos jóvenes han mezclado el sonido hñahñu con el rap, hip hop, rock.

### Bandas y orquestas sinfónicas

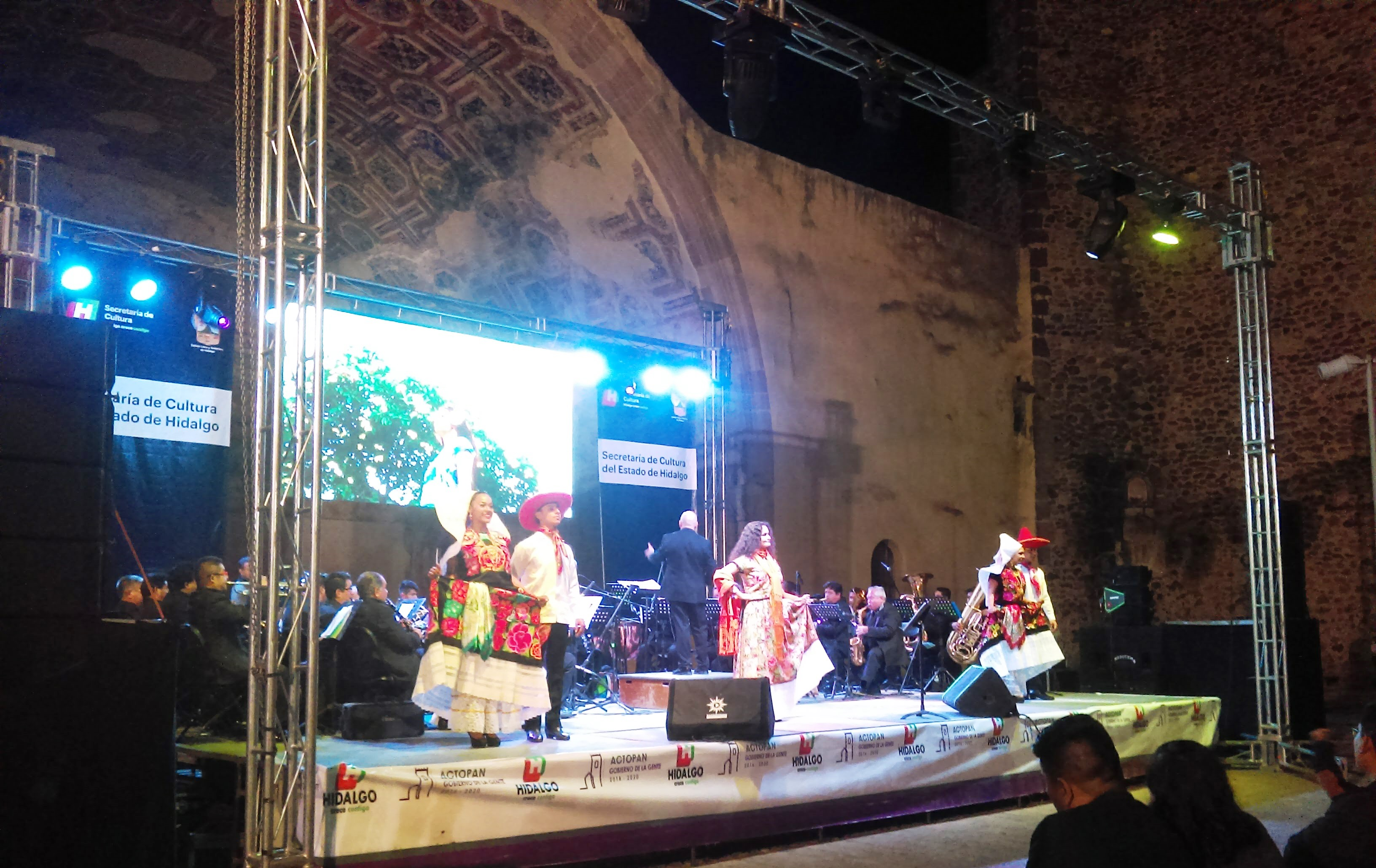
Banda Sinfónica del Estado de Hidalgo en concierto con Susana Harp en Actopan.

La Banda Sinfónica del Estado de Hidalgo creada en 1901, y su primer director fue Candelario Rivas. Esta recibe el sobrenombre de Banda de Charros, debido al traje de charro que llegaron a utilizar. La banda sinfónica ha adaptado la música popular con distintas vertientes: jazz, tango, folclore nacional y extranjero.
La Banda Sinfónica Infantil y Juvenil de Hidalgo está integrada por setenta alumnos de siete bandas municipales adscritas al Programa Estatal de Bandas del Consejo Estatal Para la Cultura y las Artes de Hidalgo: Villa de Tezontepec, Tepeapulco, Zapotlán de Juárez, Mixquiahuala de Juárez, Ixmiquilpan, Zacualtipán de Ángeles y Pachuca de Soto.
También se encuentra la orquesta sinfónica de la UAEH, creada en 1997; que integró en sus inicios a 76 músicos. Anualmente realiza una temporada de conciertos en el Aula Magna Alfonso Cravioto con un aforo para 740 personas; ubicada en Mineral de la Reforma. El 16 de enero de 2014 inician las actividades de la Orquesta Sinfónica Infantil y Juvenil de Tlaxcoapan, dicho proyecto beneficio a niños y niñas de la región sur-poniente del Valle del Mezquital.

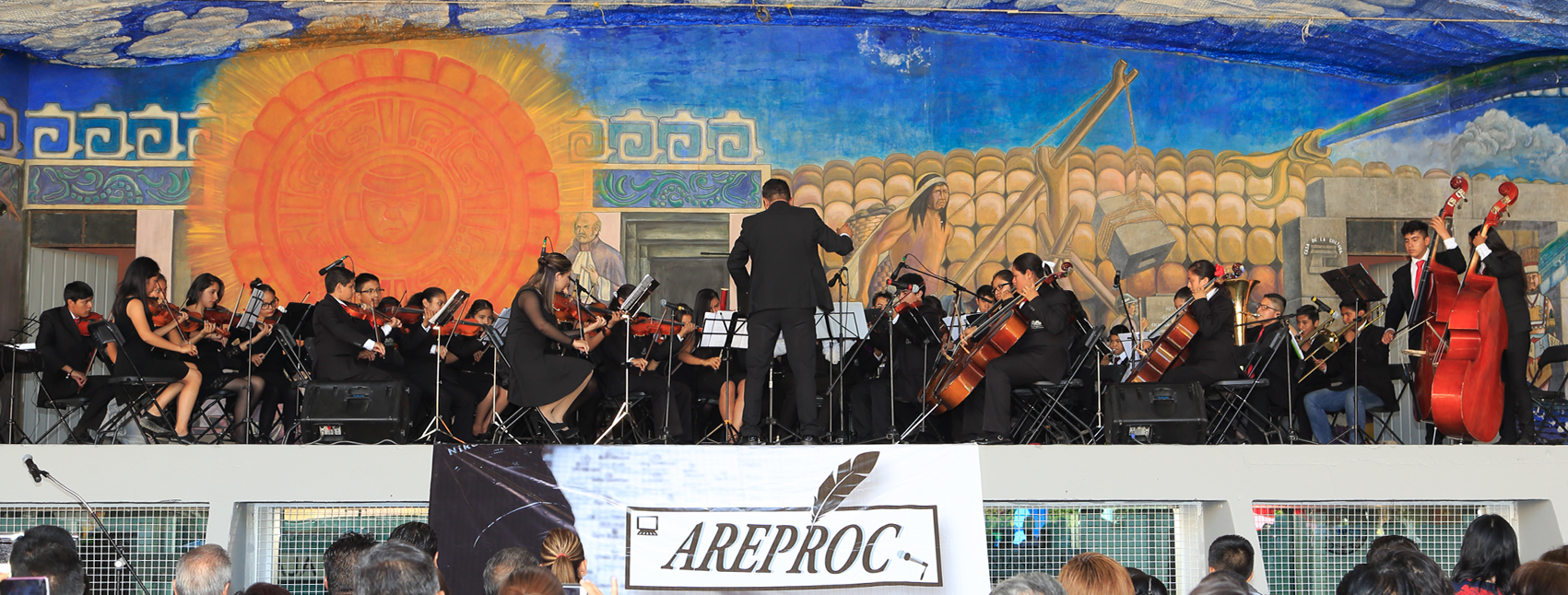
Orquesta Sinfónica Infantil y Juvenil de Tlaxcoapan en un concierto en Tula de Allende.

### Músicos hidalguenses
Entre los músicos originarios del estado de hidalgo se encuentran: Consuelo Gándara Romero (Soprano); Josefina Estefanía Blancas García (Pianista); Leonardo Bejarano (Flautista); Clara Lozano García (Pianista); Gladys Habib Nicolás (Soprano); David Peña Cruz (Percusionista); Carlos Galván (Tenor); Jesús Yusuf Isa Cuevas (Músico); Nimbe Salgado (Soprano); María Teresa Rodríguez (Pianista); Abundio Martínez (Compositor); Miguel Ángel Asiain Díaz (Guitarrista); Martha Zeller (Cantante); Nicandro Castillo Gómez (Músico); Demetrio Vite (Compositor); Alejandro Chehín (Pianista); Maximino Calva Pérez (Músico); Mauricio Hernández Monterrubio (Músico); Paula Hernández del Castillo (concertista); Alejandro Moreno Ramos (concertista); Alberto González García (músico) y Leonardo Martín Candelaria González (músico) José Luis Ortega Castro (compositor y cantante) Raúl Ortega Castro (compositor y cantante) .

## Danza

### Danza regional

#### Danzas de la Huasteca

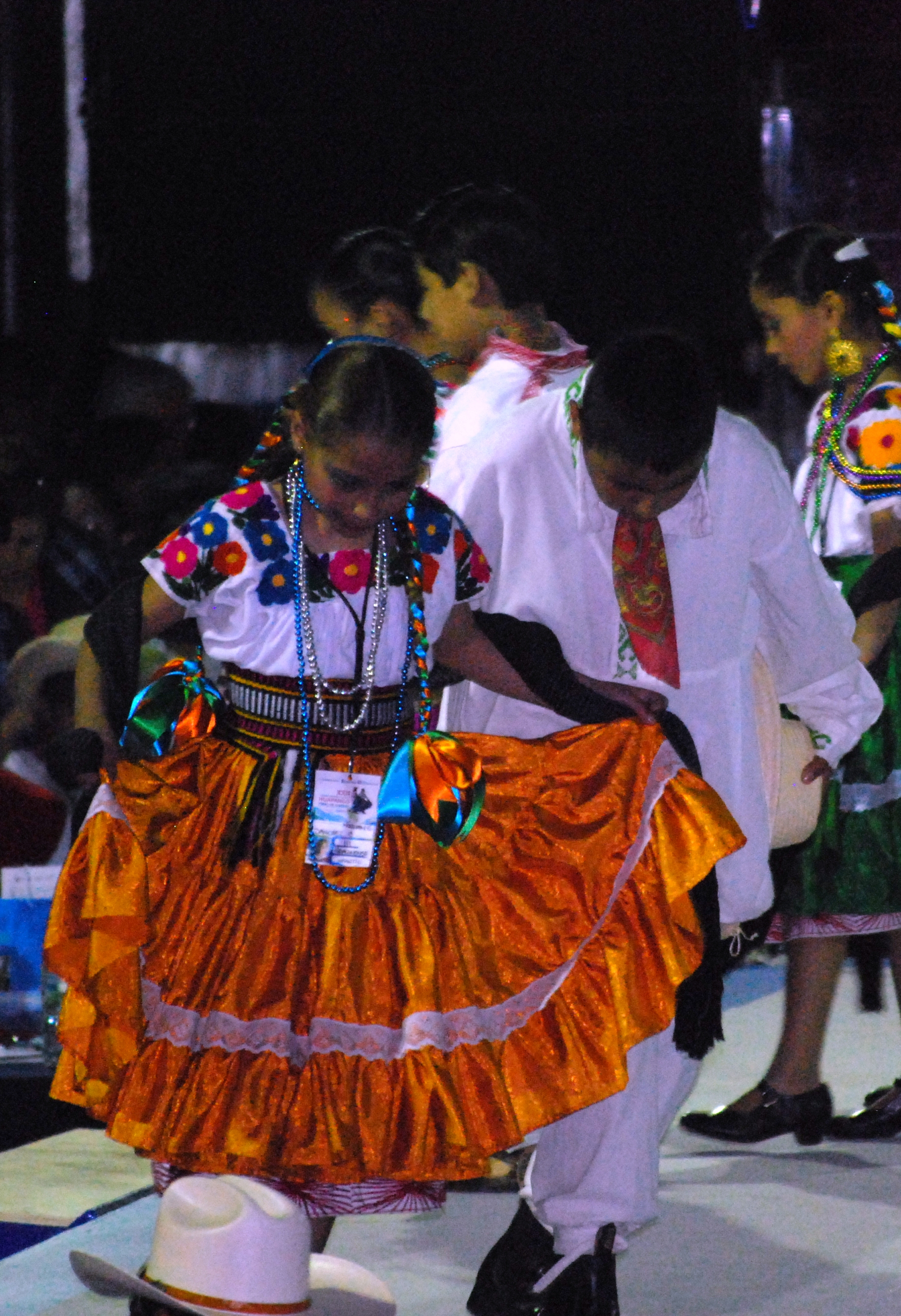
Huapango hidalguense.

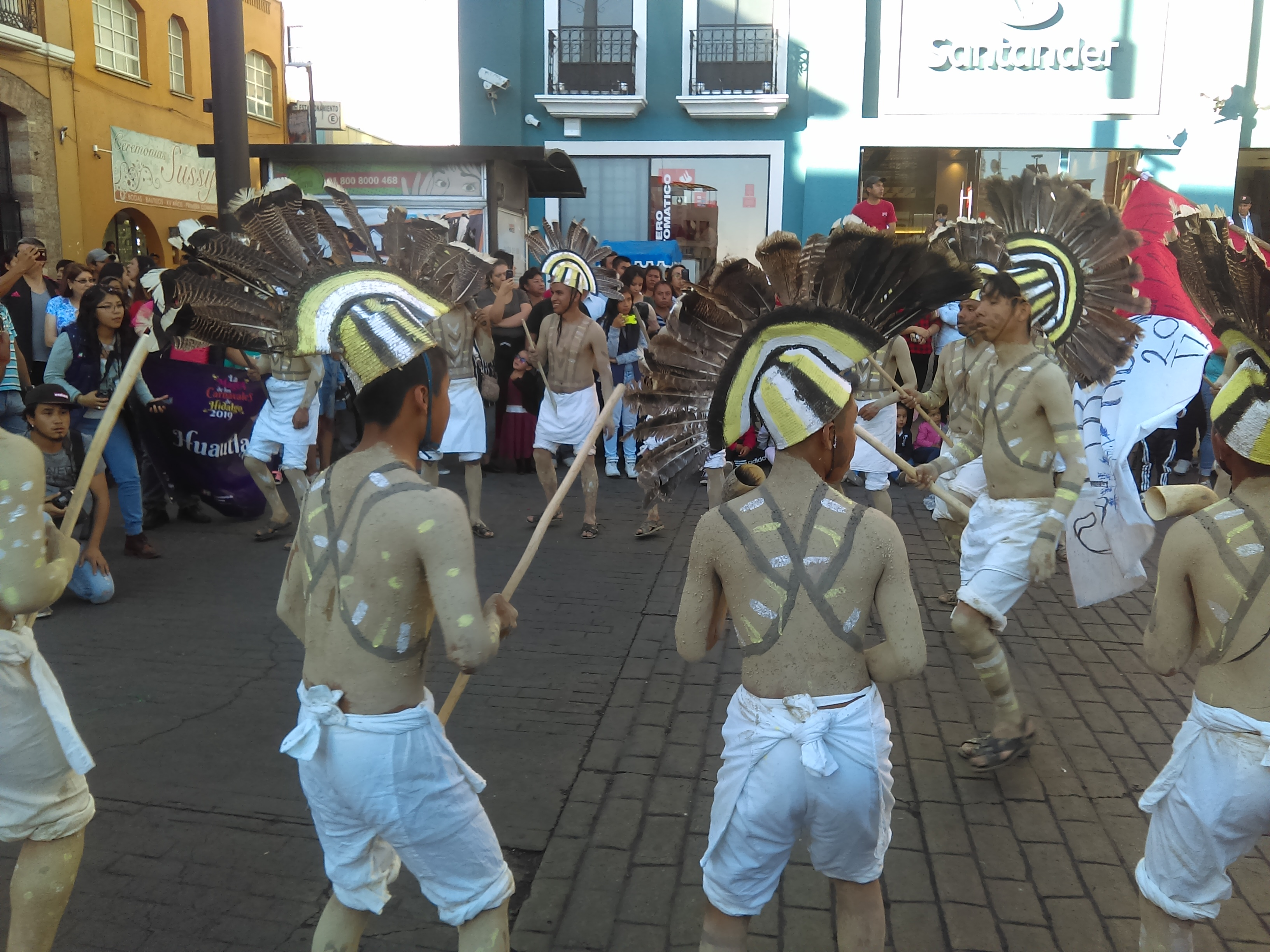
Danza de los Mecos.

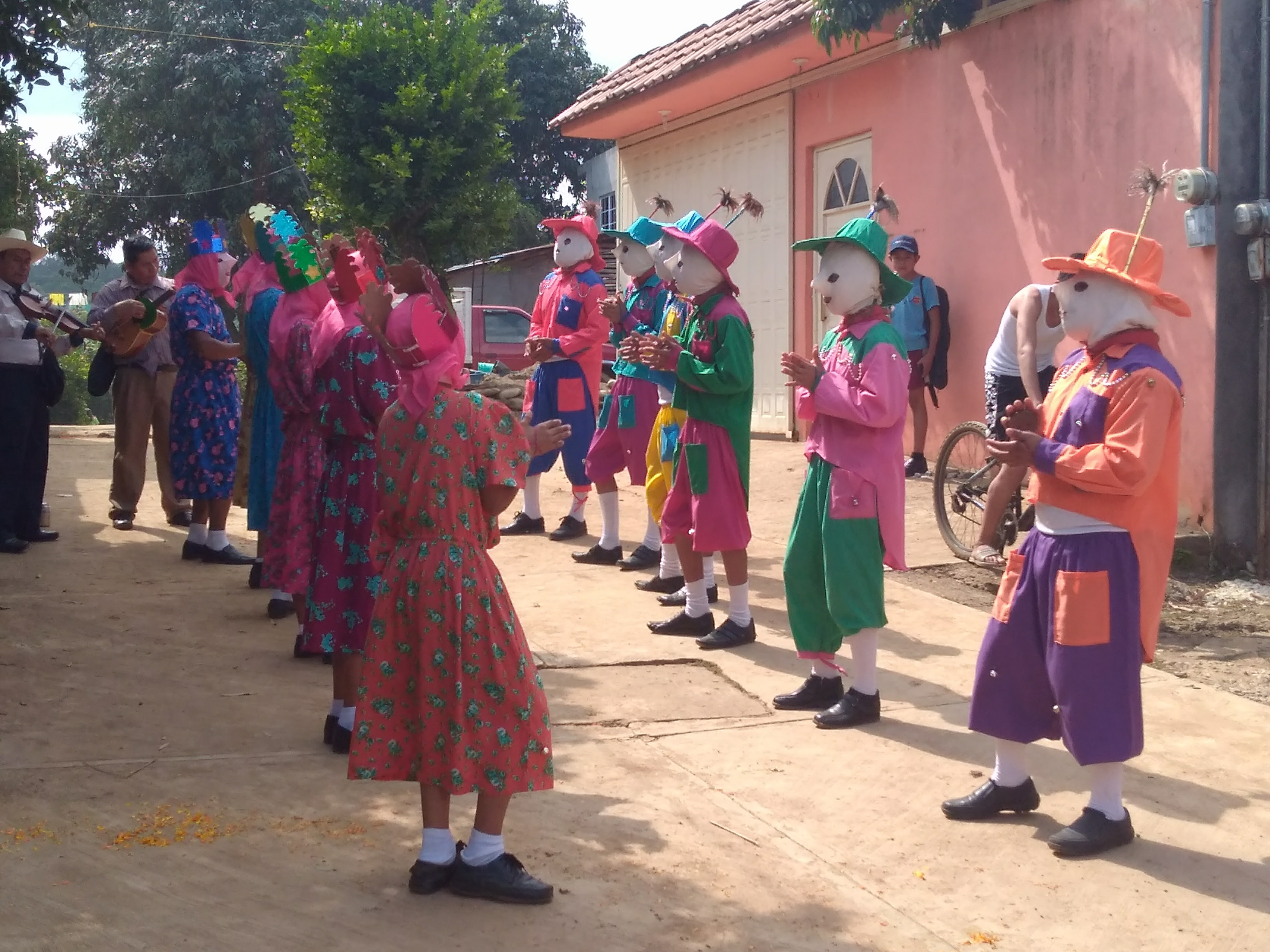
Danza de los Tecomates.

El baile de huapango es característico de la región Huasteca, pero la práctica de dicha danza se ha extendido por el resto del territorio hidalguense. Se baila zapateado con pasos como campanas (balancearse de un pie al otro con dos golpes al suelo); deslizados (un golpe con el pie y deslizarlo hacia enfrente y regresar para dar un golpe); puntas (golpe con el pie derecho y la punta del pie izquierdo en el piso elevando el talón simulando un brinco); paso de tres, se utiliza en casi todos los bailes folclóricos de México (golpear los pies en el piso y cada tres golpes marcar un golpe más elevado).
Durante el carnaval se realiza la danza de los mecos también conocida como los “Pintados”, principalmente en Xochiatipan, Yahualica, Huautla, Huejutla de Reyes, Atlapexco, San Felipe Orizatlán y Jaltocán. Los danzantes pintan su cuerpo con vegetales y tepetate, trazan grecas, círculos y triángulos con tizne del comal o el carbón de leña, visten penachos con plumas de guajolote, calzón de manta, huaraches de llanta y portan la pachanga en mano. Formando líneas de adultos o niños para simular un enfrentamiento con varas. Los bailes que realizan los mecos de esta región también llegan a ser una representación de las guerras floridas.
La danza de Xochitines esta danza también es llamada danza de las flores, se interpreta durante la Semana Santa y los días del santo patrono.
La integran no menos de diez elementos danzantes. Al ejecutarla se forman dos filas en posición de combate, El cuatlilli es el que guía al grupo. El vestuario es denominado Koatilti y está compuesto por sombrero negro de lana con penacho de plumas.
En San Lorenzo Achiotepec, municipio de Huehuetla, se lleva a cabo la danza del elote, la Chicomexóchitl (Siete flores). El objetivo de esta celebración es pedir que tengan una buena cosecha y el clima sea favorable, se celebra a fines de septiembre o principios de octubre, cuando se puede cosechar el maíz tierno. Los hombre visten de blanco, llevan un paliacate en la cabeza; en la mano derecha portan una planta de maíz en jilote, y sobre la espalda cargan un gran chiquihuite con mazorcas cosechadas ese día. Las mujeres llevan en sus ropas bordados de colores fuertes, en una mano portan una candela de cera y un paliacate, y en la otra, cestas con pétalos de cempasúchil.
En el Xantolo se realizan distintas danzas, estas son principalmente interpretadas por hombres, como: los Matlachines, Cuanegros, los coles, los Huehues y los tecomates. La danza de los huehues o danza viejitos, es una representación de los difuntos, van por las calles de la comunidad y a petición de los jefes de familia interpretan los diferentes sones de la danza. La danza de los tecomates, los seis danzantes visten camisas y pantalón de manta blanca; en las pantorrillas llevan cascabeles y mapaneros.
La danza de los Matlachines una de las principales características de esta ceremonia, es la participación del famoso “viejo de la danza”, un personaje, que incluso a manera de comedia hace acto de presencia durante el baile. Hombres con atuendo y disfrazados con máscaras danzan rítmicamente apareciendo el Diablo con su tridente, además de la Muerte con su guadaña. La danza de los coles o disfrazados; los bailarines utilizan ropa muy vieja y maltratada, cubren su rostro con una máscara de trapo, con el fin de que la muerte celebrando con ellos no los reconozca ni se los lleve. La ejecutan siempre hombres, algunos vestidos de mujer. La danza se desarrolla en líneas, cruces y círculos con zapateado lateral que rematan al terminar tres tiempos y la música es ejecutada con violín y guitarra y, a veces, también con jarana.
La danza de los Cuanegros, es originaria del barrio La Ceiba de la comunidad de Chililico, municipio de Huejutla de Reyes; aunque también se baila en Xochiatipan, Yahualica, Huautla, Atlapexco, San Felipe Orizatlán y Jaltocán. El nombre tiene su origen en náhuatl: cuahuehue que significa "viejo de madera" y tlaquastecapantlalli que significa "tierra de la Huasteca". Al paso del tiempo se transformó en Cuanegros (los viejos que danzan con máscaras de madera). La danza solo es realizada por los varones de distintas edades, quienes interpretan a las “viejas” y a los “viejos”; los primeros cubren sus rostros con un paliacate, y los segundos, con una máscara de madera o de materiales sintéticos.
La danza de las inditas se baila en Xochiatipan, Yahualica, Huautla, Huejutla de Reyes, Atlapexco, San Felipe Orizatlán y Jaltocán, se baila el día 12 de diciembre en honor a la Virgen de Guadalupe; el grupo lo conforman solo mujeres. Las mujeres portan blusas de manta y utilizan dos faldas: la de cubrimiento, utilizada como fondo, y la de bordado. La danza se lleva a cabo al son del trío, es acompañada por el sonido de las sonajas que cada una porta, las inditas se mueven de un lado a otro, ya sea formando filas o círculos. En algunos grupos de este tipo de danza, sus integrantes llevan rebozo en la cabeza, otras en el hombro; todas ellas bailando y cantando en español y en náhuatl.
La danza de Moctezumas, se interpreta los días 12 de diciembre día de la Virgen de Guadalupe, 2 de febrero día de la Virgen de la Candelaria, así como en fiestas patronales. Sus integrantes para ejecutar los pasos y evoluciones se forman dos filas, entre las dos filas bailan el monarca y la Malinche representada por una niña o una señorita. La vestimenta es pantalón ya sea en color negro o azul y la camisa blanca; en la cabeza se ponen un turbante blanco, pegado un espejo chico en la parte frontal, se colocan de manera cruzada un rebozo negro, en la mano derecha llevan una sonaja, también se colocan un pañuelo rojo como delantal de la cintura a la rodilla.
La danza femenil indígena Texoloc, se baila el 7 y 8 de diciembre en honor a la Virgen de la Concepción, patrona de la localidad de Texoloc, municipio de Xochiatipan, se acompaña con cantos en náhuatl y es bailada solo por mujeres. La danza de las Varitas también se les llama “Kuachompiajtinij”, esta danza se representa en muy pocas comunidades; tienen como indumentaria un penacho en forma cónica, en una de las manos llevan una vara como de un metro de largo, la adornan con listones de colores y cascabeles sujetándolos en la parte superior de la vara, en la otra mano un cuchillo de madera “maxochitl”.
La danza de los Tres Colores los intérpretes se forman en dos filas, entre las dos filas baila el monarca, es el que guía al grupo;  usan pantalón azul o negro y camisa blanca de vestir, y en la cabeza portan corona o penacho debidamente arreglado, en este amarran listones de color verde, blanco y rojo, también se colocan un rebozo negro o azul en la espalda, en la mano derecha llevan una sonaja que la suenan al compás de sus pasos o al ritmo de la música. También se realiza el baile de las cintas, aunque bajo un son huasteco; (ocasiones erróneamente se le denomina como matlachines); se forman dos círculos uno exterior, de hombres y otro interior de mujeres, los hombres miran en el sentido de vuelta de gato y toman la cinta con la mano izquierda, las mujeres miran en el otro sentido sosteniendo la cinta con la mano derecha.

#### Danzas en la Sierra hidalguense

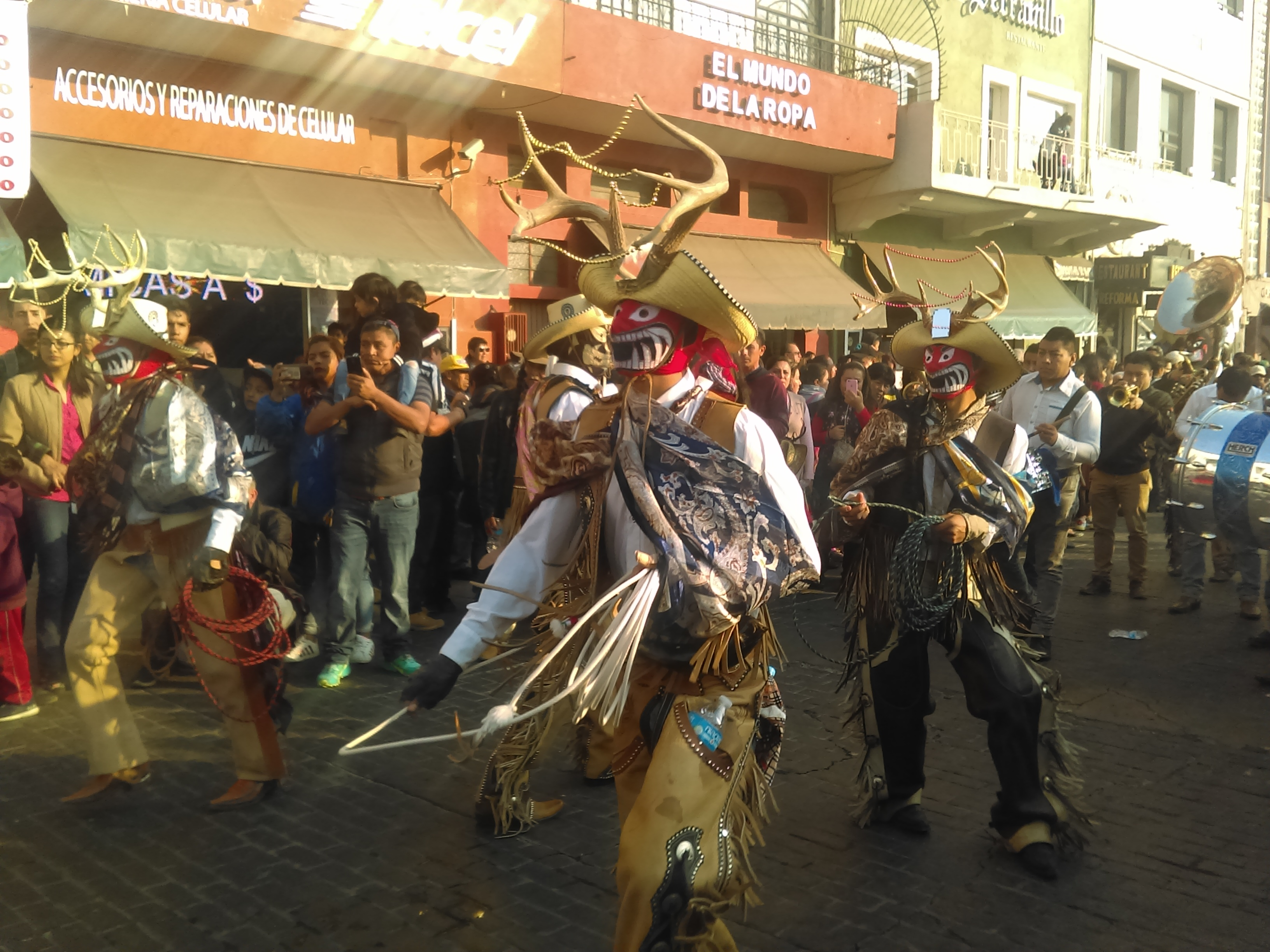
Cuernudos de Calnali.

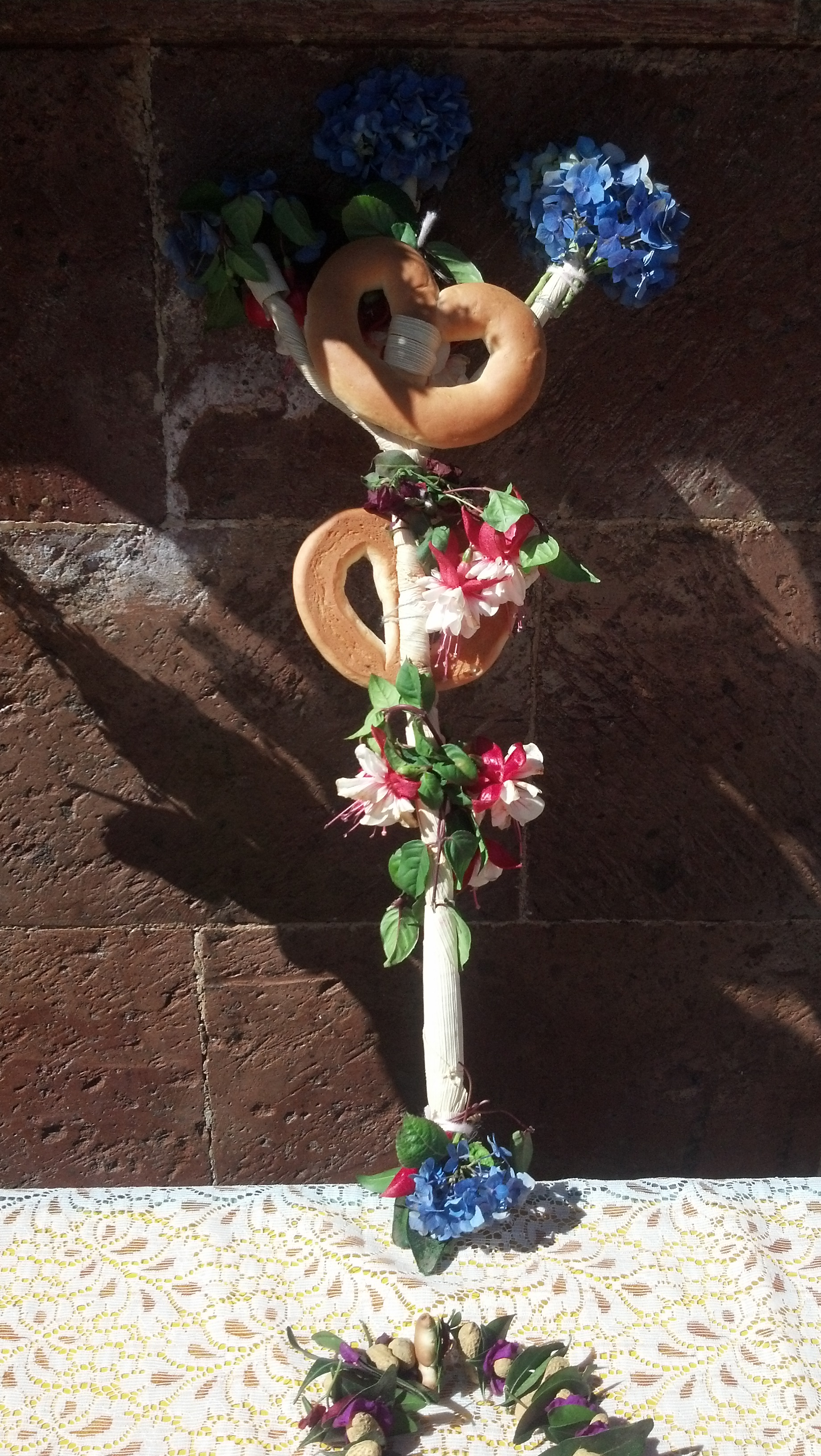
Xochimapal de Acaxochitlán.

Durante el Carnaval se encuentran los Cuernudos, personaje del carnaval de Calnali; con una indumentaria formada por un sombrero tantoyuquero, con cornadura de venado, que se integra de un espejo, además entre los cuernos se ponen collares enredados; también utilizan pantalón de mezclilla, camisa manga larga, chaleco y chaparreras de cuero, espuelas, y guantes; utilizando mascadas de tela con rostros diabólicos, que cruzan el pecho y se amarran en los hombros; en sus manos lleva una reata en una mano y un cuerno en la otra. Al inicio la música que los acompañaba era con instrumentos de cuerda, después la música de banda tomó su lugar; y recorren las calles bailando. Hombres o mujeres pueden participar en esta representación.
En el municipio de Acaxochitlán en las fiestas patronales, se baila al ritmo de sones, interpretados con instrumentos de cuerda, en particular el Xochipitzáhuac.. Durante estos bailes se utiliza el xochimapal, un objeto ritual que consiste, en una vara con tres ramificaciones en uno de sus extremos, decorada con totomoxtle, flores, follaje silvestre, pan o fruta.  Para bailar, el xochimapal se toma con las dos manos y se lleva al frente. Es un símbolo de fertilidad y abundancia; representa la unión de lo divino con lo humano y es al mismo tiempo una representación de Dios en la cosmogonía indígena.
La danza de los arcos, se baila en la Sierra alta y Baja Danza, principalmente en Metzquititlán y Los Reyes, municipio de Acaxochitlán. Por sus pasos, música y vestuario, es una mofa de los bailes españoles de la época de la colonia. Se baila con arcos floreados que los ejecutantes llevan en las manos, sus coreografías son figuras que se alinean todos con los arcos formando un dosel por el que pasan. También se encuentra la danza de la flor del municipio de Tenango de Doria.
En el municipio de Huehuetla se realizan la danza de los Tampulánes, acto ritual, que sirve para ahuyentar a los malos espíritus y proteger al niño Dios; la danza de los Pastores, escena para a rendir honores al Niño Jesús, inmediatamente después de su nacimiento y dedicada a la Santa Virgen; en el último día del Carnava se escenifica la Danza del Fuego o de la Lumbre, ceremonia sobre un altar de fuego con el fin de protegerse de los malos espíritus.
El estado de Hidalgo comparte tradiciones y costumbres con las regiones vecinas; en la Sierra de Tenango es común el uso de algunas tradiciones que a menudo provienen de Veracruz, o de la Sierra Norte de Puebla, como la danza de Quetzales, la danza de los Acatlaxquis, y el Rito de los voladores. La Danza de Quetzales fue creada a base de ritual y tradición prehispánicos, se llama de esta manera porque los danzantes utilizaban unos penachos elaborados con plumas de quetzal. La danza de los Acatlaxquis es de origen otomí deriva de un rito prehispánico, los danzantes forman un arco con cañas y, conjuntamente, acaban por formar una especie de cúpula. El Rito de los voladores se realiza principalmente durante el carnaval.

#### Danzas del Valle del Mezquital

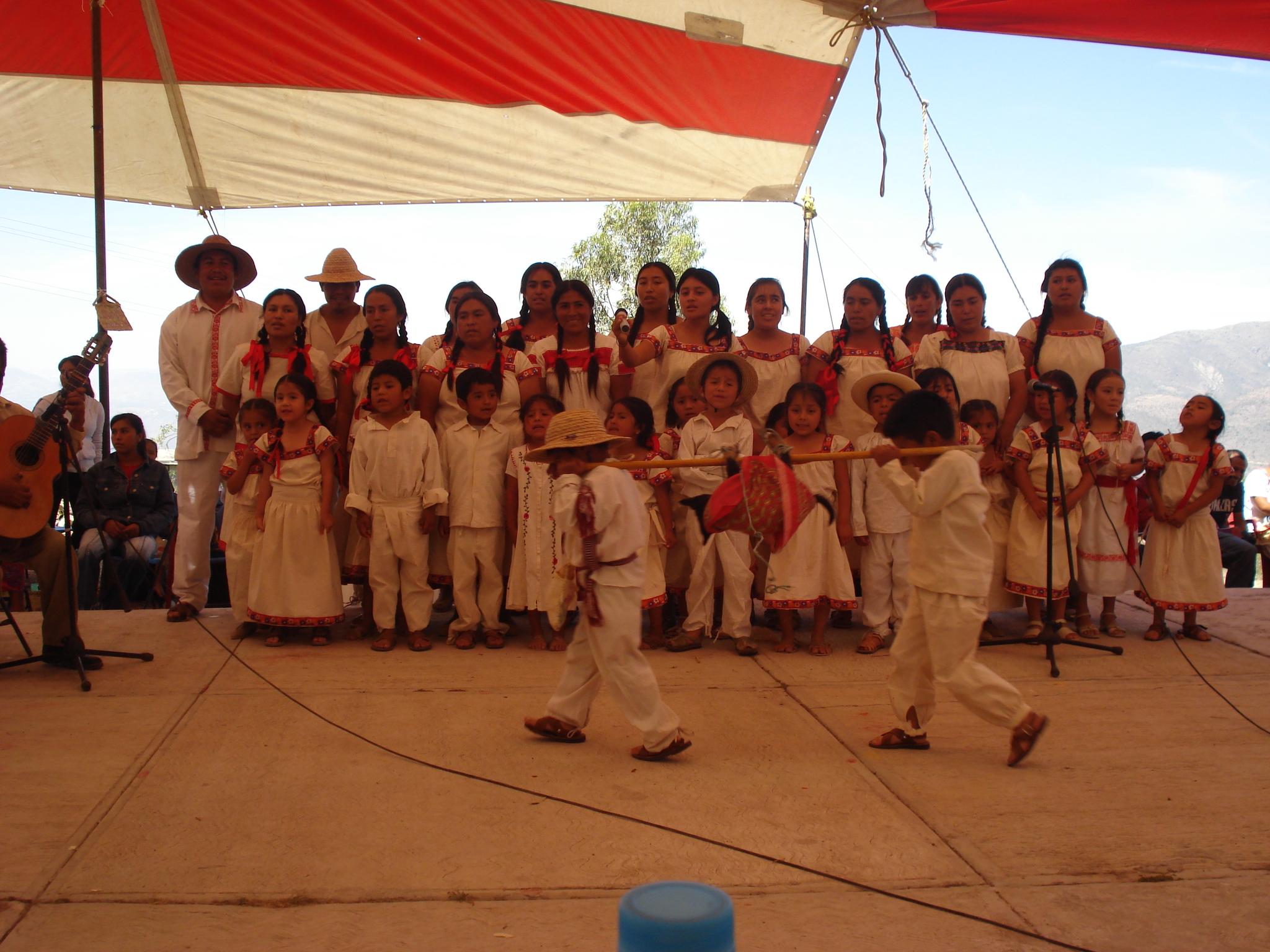
Resentación del canto Ra ma’ yo tsat yo (El perro pastor)..

En el Valle del Mezquital destaca la “Danza del ixtle”, que describe el hilado y tejido del ixtle. La música se compone de siete cantos en idioma otomí, se compone de catorce evoluciones y ocho pasos, participan 12 mujeres y 12 hombres. El vestuario para representar esta danza se integra por ropas confeccionadas con manta, la blusa y la falda de las mujeres lleva bordados con hilos de colores que representan elementos clásicos de la cosmovisión otomí. Los hombres portan pantalón de manta, ceñidor y en algunas representaciones camisa de manta. La danza se creó en 1965, cuyo autor fue Pedro Pioquinto Secundino Miranda, originario del municipio de Ixmiquilpan.
También del Valle del Mezquital se encuentra la danza de las pastoras, donde un grupo de niñas baila en honor a la virgen María; San Sebastián Mártir es representado por un joven atado a un madero, los danzantes bailan alrededor simulando lanzarle sus flechas. La danza de los Concheros se baila en el Valle del Mezquital, y está vinculado a diversas fiestas religiosas; por ejemplo en El Arenal, en la fiesta en honor al Señor de las Maravillas.

### Agrupaciones y representantes

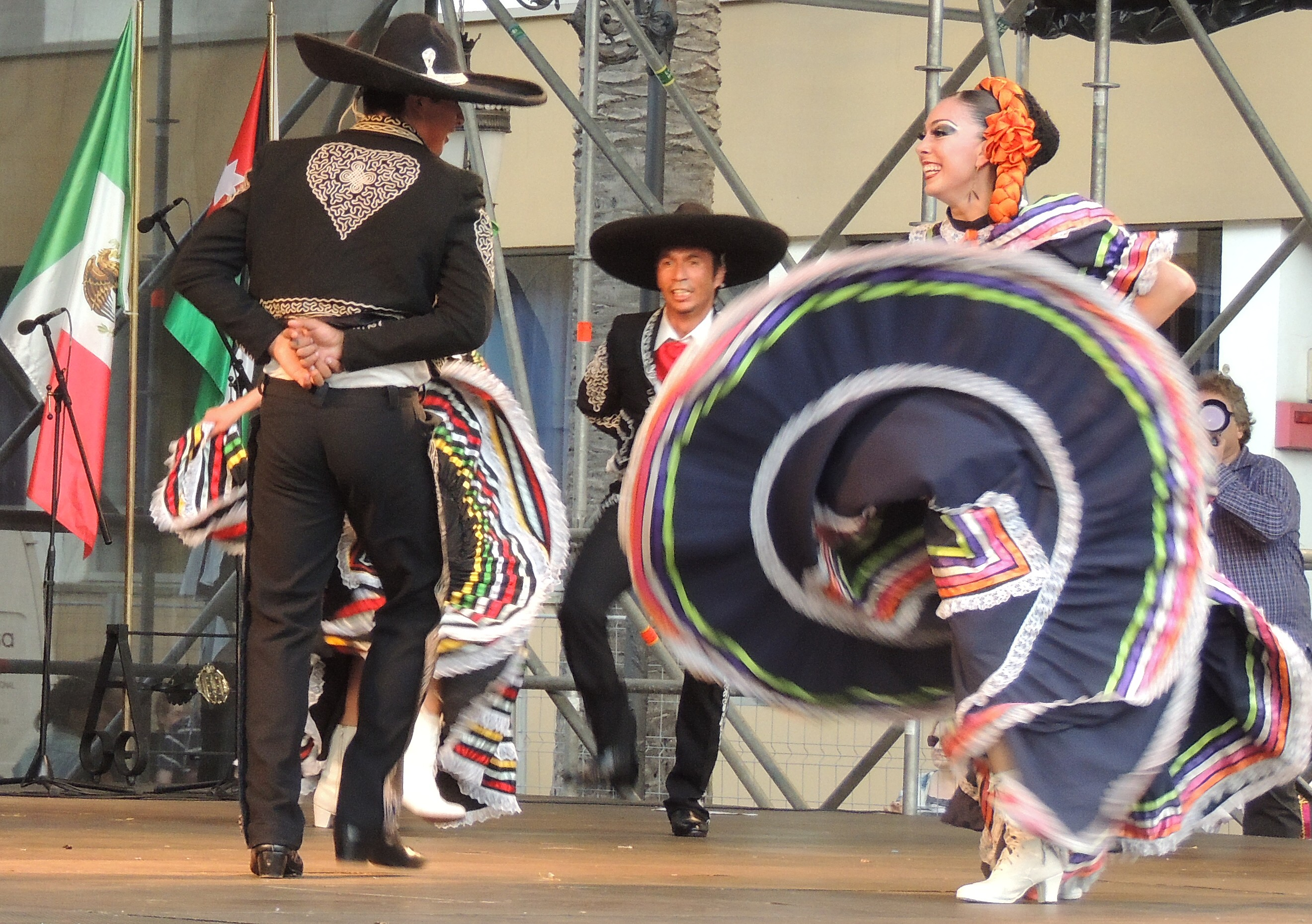
Ballet Folclórico del Estado de Hidalgo.

Entre las danzas del estado de Hidalgo, hay muchas en las que los danzantes van disfrazados o enmascarados con diferentes elementos. Los grupos de danzantes son acompañados por un grupo de música, los instrumentos varían de acuerdo a la zona: en la Huasteca y la Sierra se utilizan jarana, violín y guitarrón en el Valle una guitarra pequeña parecida a la mandolina. En Pachuca de Soto se encuentra la danza de los mineros, la minería ha sido una de las actividades económicas más características de Pachuca. La coreografía idealizando el trabajo del minero, rindiendo un homenaje a la primera huelga minera de 1766.
El Ballet Folclórico del Estado de Hidalgo, fue fundado en 1976; ha realizado múltiples presentaciones en México y en países como Estados Unidos, Panamá, Costa Rica, República Dominicana, España, Canadá, Polonia, Francia, Italia y Guatemala, entre otros. Entre los Intérpretes de danza originarios del estado de hidalgo se encuentran: Álvaro Serrano Gutiérrez (Coreógrafo); Renato Álvarez (Intérprete); Enrique Cruz del Castillo (Coreógrafo); Javier Santo (Intérprete) y Alejandra Castañeda (Intérprete).

## Fiestas y festivales

### Fiestas de origen prehispánico

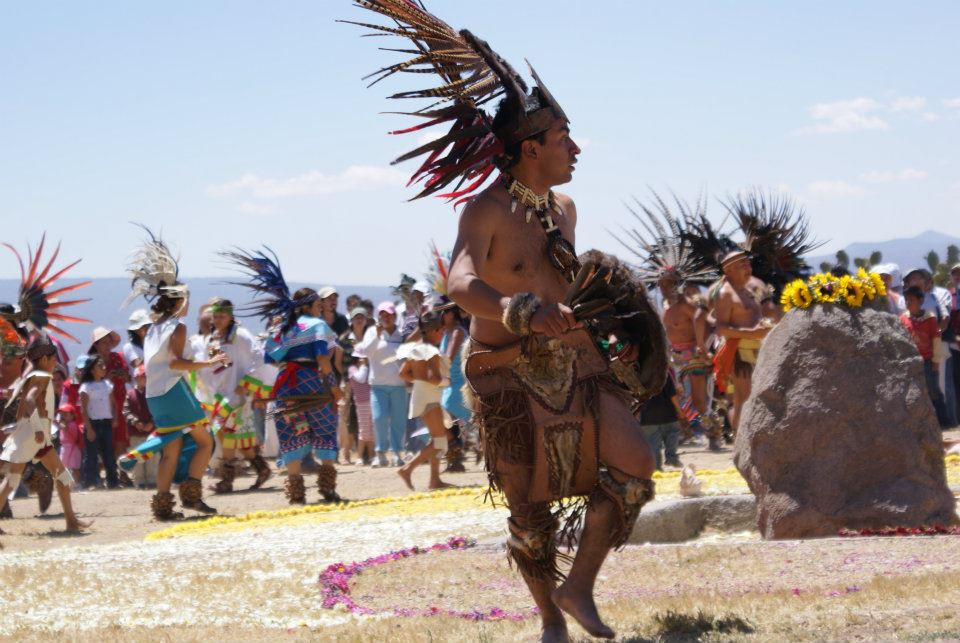
Rituales y danzas prehispánicas en Huapalcalco.

Los poblados rurales todavía practican algunas de las celebraciones indígenas prehispánicas de la región. Atlapexco y Calnali, se realiza la Moxoleua (“destape de los disfrazados”) cada mes de diciembre, de estos pueblos destaca Tecolotitla. Esta fiesta consiste en el destape de los disfrazados para liberarse del mal que el “choto” (diablo) les conminó durante las celebraciones del día de todos los santos; así, los danzantes se descubren sus rostros para simbolizar la libertad de todo mal al ritmo de la música.
La fiesta de Pone bandera-quita bandera, se realiza en el Barrio Los Tigres y el Barrio de Taxhuada en Mixquiahuala; de acuerdo a las historias locales tiene su origen en la cultura Tolteca. Esta fiesta se realiza en honor a los dos santos patrones de los barrios, San Antonio y San Nicolás. Las fiestas comienzan quince días antes del carnaval con una peregrinación a los cerros para la recolección de flor de encino, con la que se elabora adornos, reliquias, y rosarios que se utilizaran en la ceremonia. También contribuyen los shitas personas que invitan a dar una limosna y participar en la fiesta. En cada barrio existe una ermita donde se colocan los santos, y se construyen torres triangulares donde se “pone bandera”, la cual debe de ser la del santo contrario que se encuentra en la ermita, a los ocho días, se reúnen nuevamente y mediante los últimos ritos, se realiza el “quita bandera”.
Durante el equinoccio de primavera se realizan festivales cultuales en la zonas arqueológicas de Hidalgo como Huapalcalco, Xihuingo, Tollan-Xicocotitlan, y Pahñú. Donde se realizan distintos rituales y danzas prehispánicas, los visitantes acuden para de acuerdo a la tradición cargarse de energía con el fenómeno astronómico.

### Fiestas patronales y religiosas

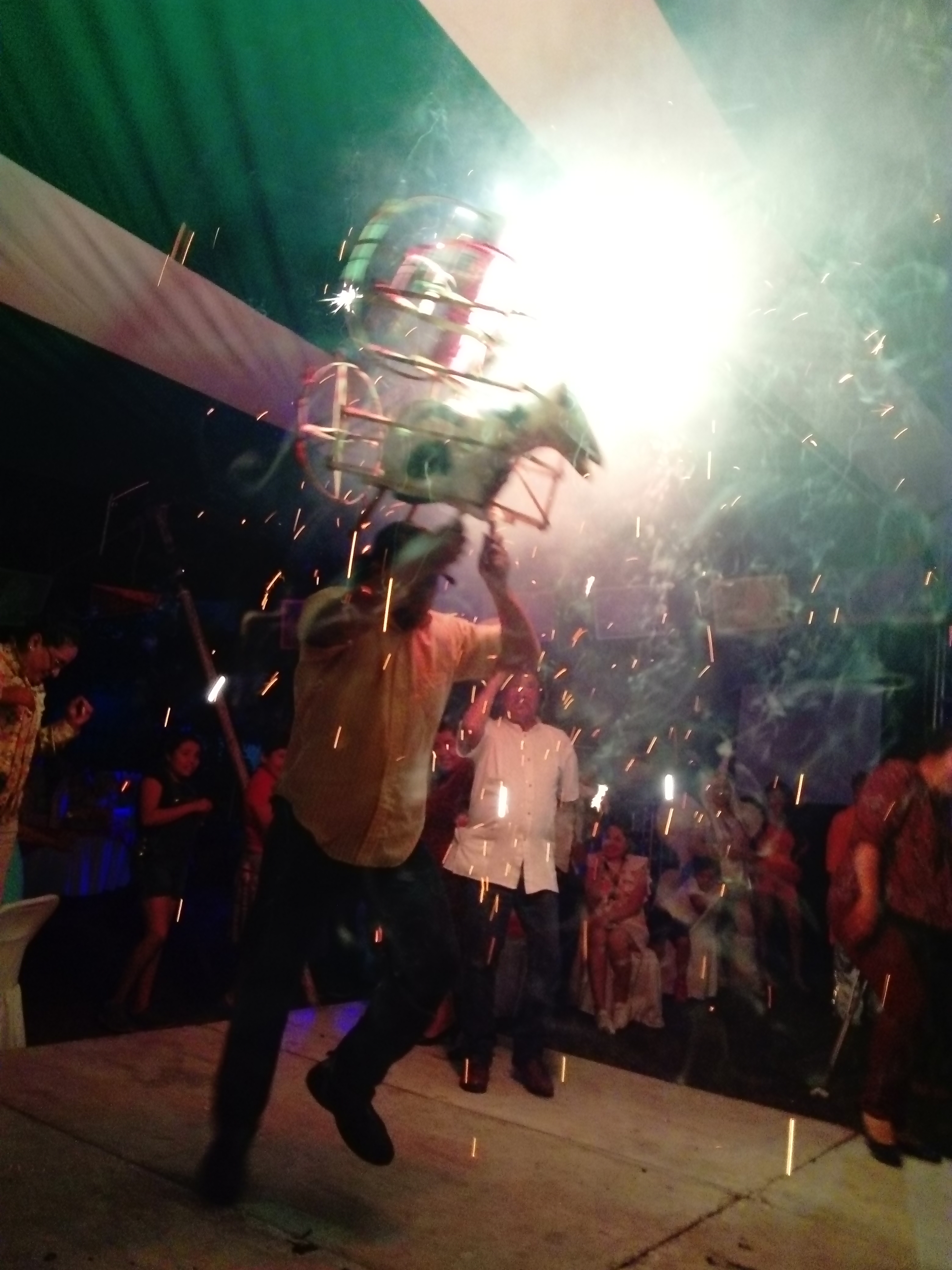
Quema de toritos en una fiesta patronal en la Huasteca.

Coronas de palma y adornadas con flores, mismas que se colocan los que asisten por primera vez a la fiesta.

El calendario se encuentra lleno de festividades, las cuales son producto de la herencia del mestizaje indígena y español. Todo el año se hacen fiestas rindiéndole culto al santo patrono de cada localidad con oficios religiosos, juegos mecánicos, y eventos deportivos y culturales. Las fiestas patronales marcan el momento más significativo para la comunidad, es común que el santo le dé su nombre al pueblo, aunado a un mito que cuenta cómo fue que la imagen religiosa llegó a la comunidad. En general en las comunidades se acostumbra sacar al santo en procesión, y realizar una misa principal. También se acostumbra llevar a los santos de una comunidad a otra en peregrinación, en visita durante la fiesta patronal, estos permanecen varios días en el santuario y posteriormente regresan a sus comunidades de origen.
Destaca la colocación de arcos florales en la entrada de las iglesias, que nos indican que el recinto está ataviado para una celebración. Se venden coronas tejidas de palma y adornadas con flores de papel, mismas que se colocan en la cabeza de los que acuden por primera vez a la fiesta. En las celebraciones destacan los fuegos pirotécnicos, principalmente los Castillos, y los Cohetones; los Castillos son estructuras de madera o metal, de varios metros de altura; sobre ellas se cuelgan los fuegos artificiales, y se suelen rematar con de bombas pirotécnicas.
El 2 de enero se realiza la fiesta del Padre Jesús en Tepeapulco. El día de la Candelaria se realiza el 2 de febrero; una tradición en México es vestir cada año a las figuras para la presentación que se realiza en la iglesia, y comer tamales ese día. La Feria de las Espigas se realiza en Tlaxcoapan; inicia con la procesión del último sábado de abril. En abril se festeja la feria al Señor del Calvario en Huichapan. El 3 de mayo se celebra a la Santa Cruz, la fiesta de la Cruz de Mayo, dedicada al levantamiento de la cruz se da casi en todos los puntos de la ciudad y en obras en construcción. El 11 de mayo se realiza la fiesta del Señor del Colateral en Acaxochitlán.
El 4 de junio en la localidad de Zempoala se celebra la fiesta de la Virgen del Refugio. El 24 de junio se hacen fiestas en honor a San Juan Bautista en Huasca de Ocampo y Zimapán. El 29 de junio en la localidad de Villa de Tezontepec se celebra la Fiesta de San Pedro.  El 25 de julio se hacen fiestas en honor a Santiago Apóstol en Atotonilco de Tula y Santiago de Anaya. El 26 de julio se realiza la fiesta de Santa Ana en Tianguistengo, y el 6 de agosto, se festeja al Divino Salvador en San Salvador.
En Tetepango se realiza el 15 de agosto la Fiesta en honor a la Virgen de las Lágrimas; previo se realiza la peregrinación anual, la tradición cuenta que la Virgen de la Asunción derramaba lágrimas por lo que la población le cambio el nombre por la Virgen de Las Lágrimas. El 28 de agosto se hacen fiestas en honor a San Agustín en Atotonilco el Grande, San Agustín Tlaxiaca y Tenango de Doria.
En Ixmiquilpan se realiza la Fiesta del Señor de Jalpan, el 31 de julio se baja imagen para colocarlo en el nicho principal de la parroquia, el 14 de agosto se realiza la procesión denominada “La Luminaria”; el 15 de agosto, se le coloca la Banda Presidencial de México, y el 7 de septiembre se realiza una procesión. La Banda Presidencial de México es colocada por el alcalde de Ixmiquilpan sobre la figura religiosa desde 1947.
El 10 de septiembre se celebra a San Nicolás de Tolentino en Actopan y el 29 de septiembre se celebra a San Miguel Arcángel en Acatlán y Atitalaquia. El 4 de octubre se festeja a San Francisco de Asís en Tepeji del Río de Ocampo, Pachuca de Soto y Tlahuelilpan. El 15 de octubre se hacen fiestas en honor a Santa Teresa de Jesús en Ajacuba y Alfajayucan; el 30 de noviembre en honor a San Andrés Apóstol en Epazoyucan. La Fiesta de Nuestra Señora de Loreto se lleva a cabo el 8 de diciembre en Molango.

Fiestas patronales.
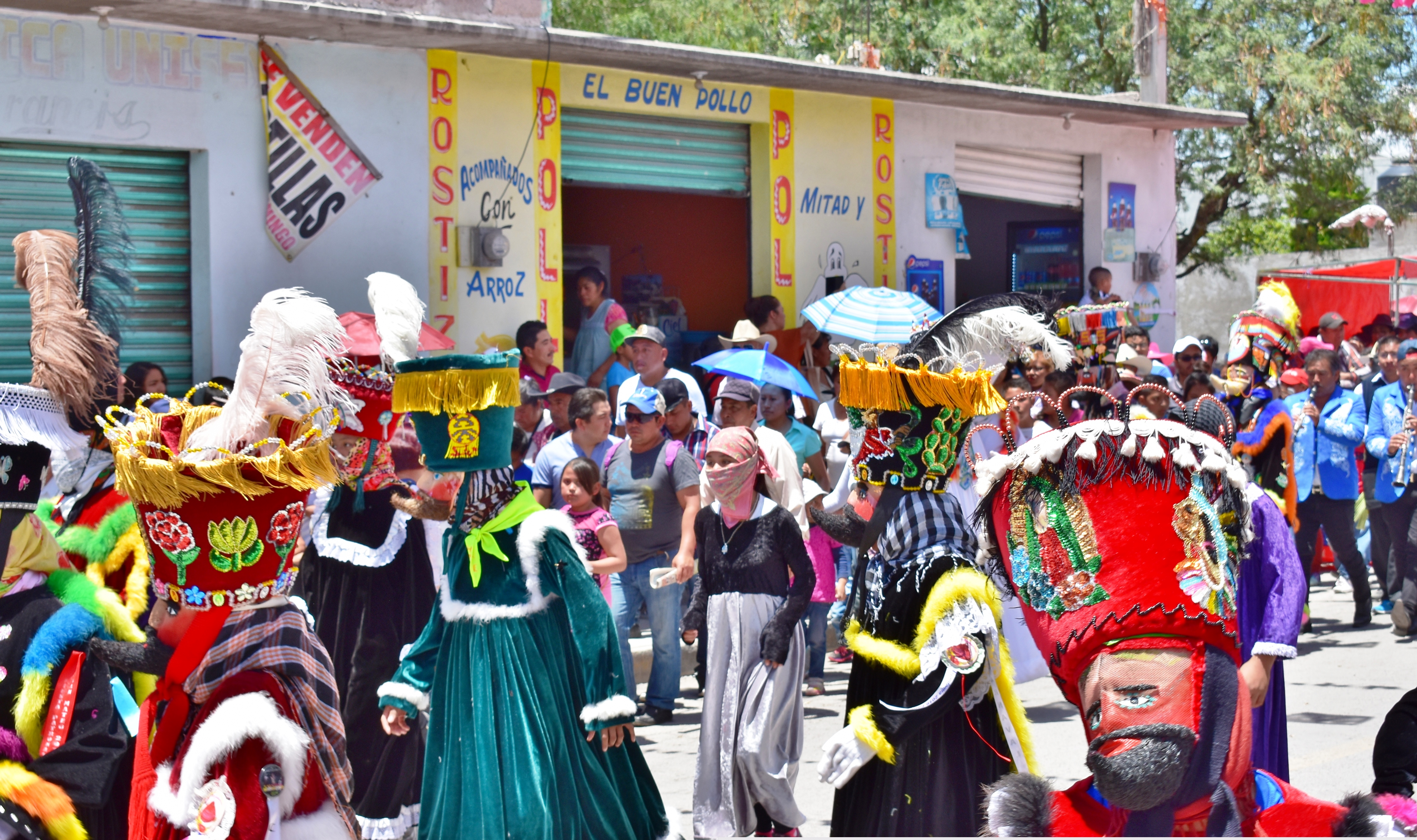
Fiestas en honor a la Virgen de las Lagrimas en Tetepango.
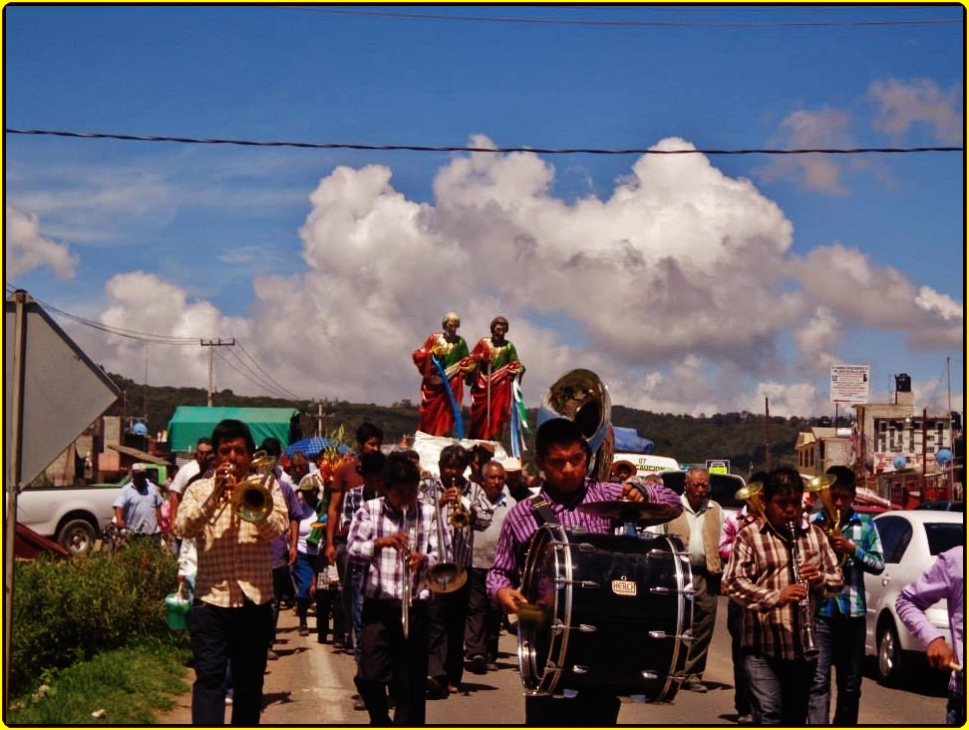
Fiesta patronal de San Pedro Tlachichilco.
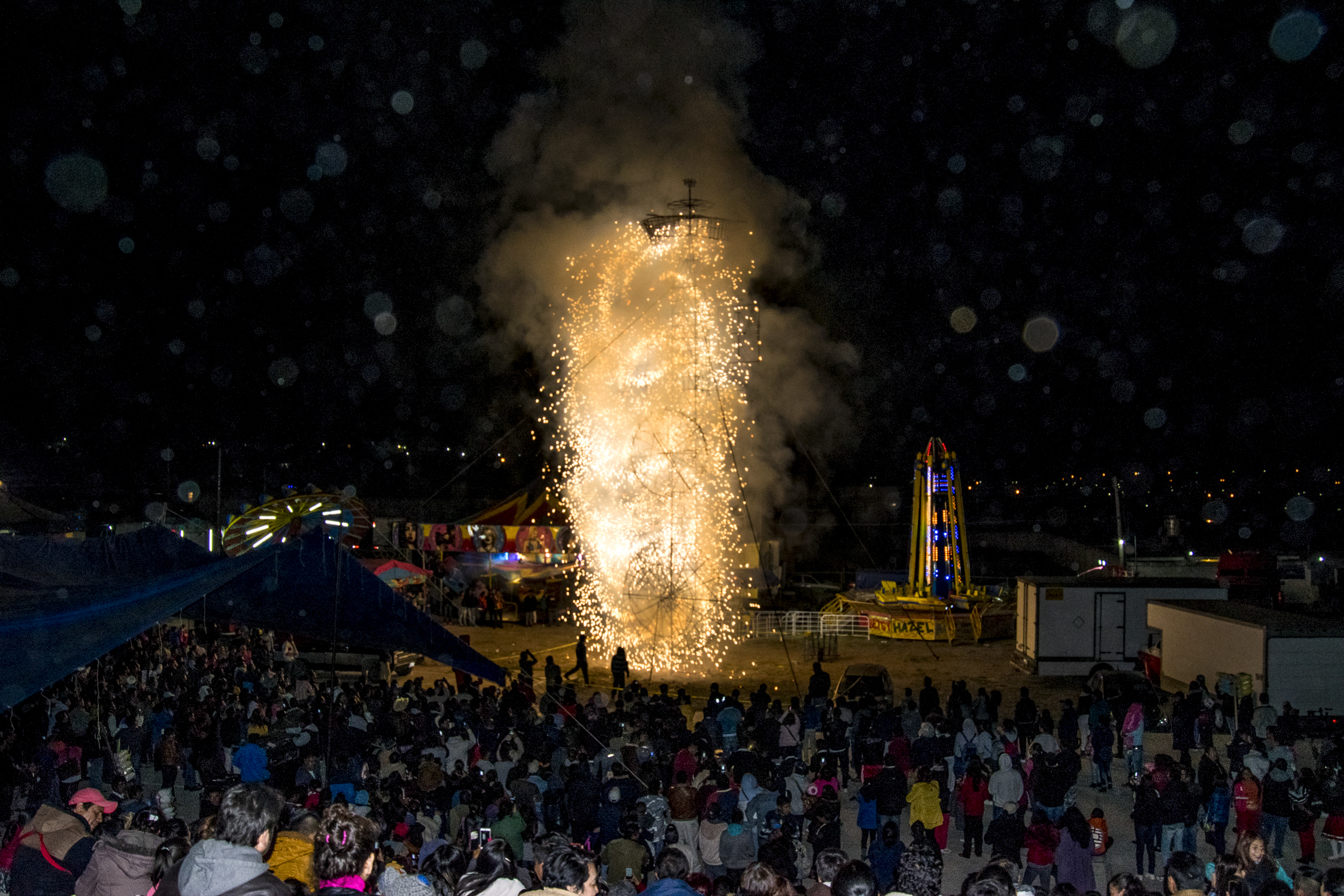
Feria de San Judas Tadeo" en Carboneras, Mineral de la Reforma.
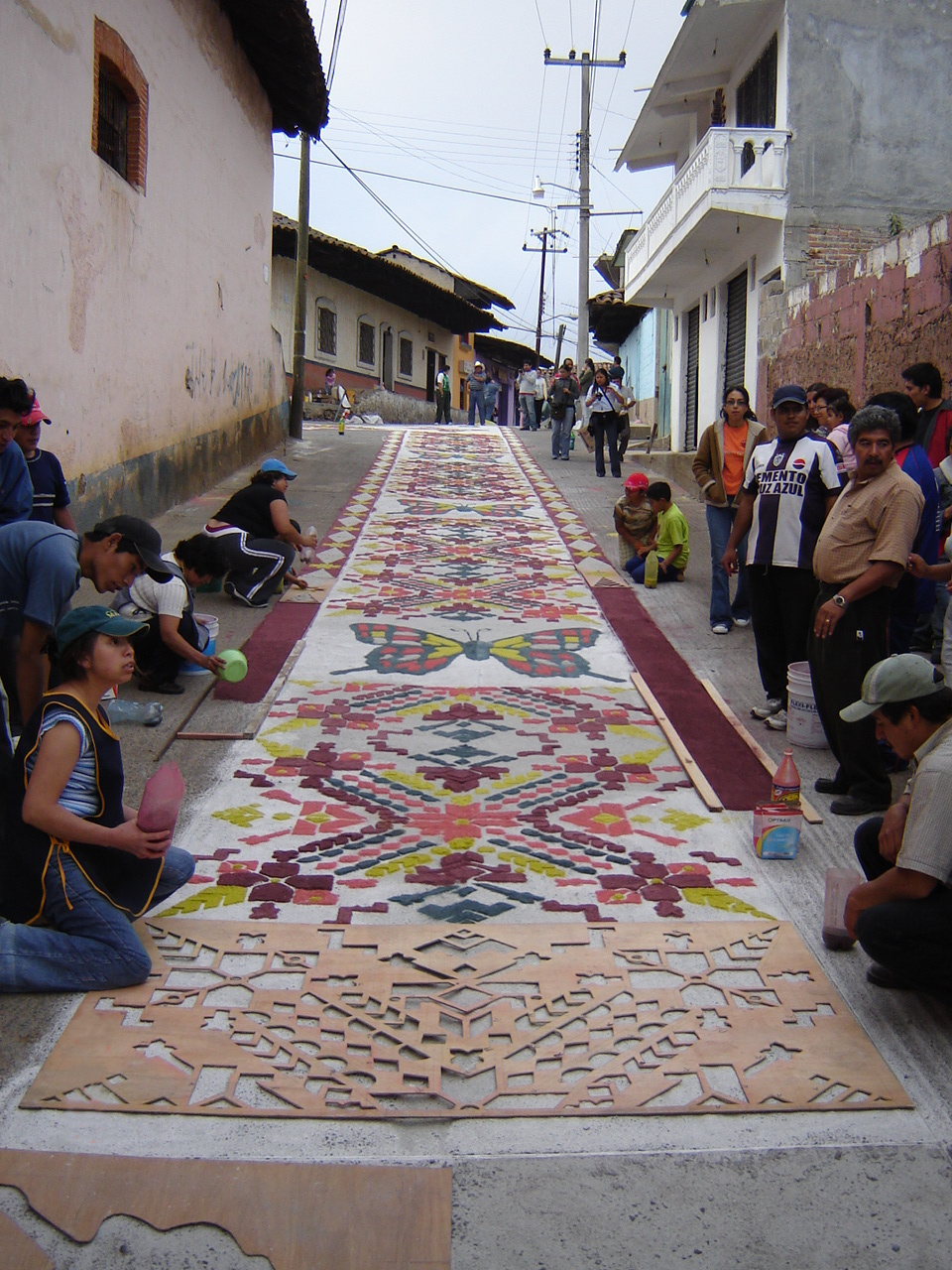
Fiesta del Señor del Colateral en Acaxochitlán.
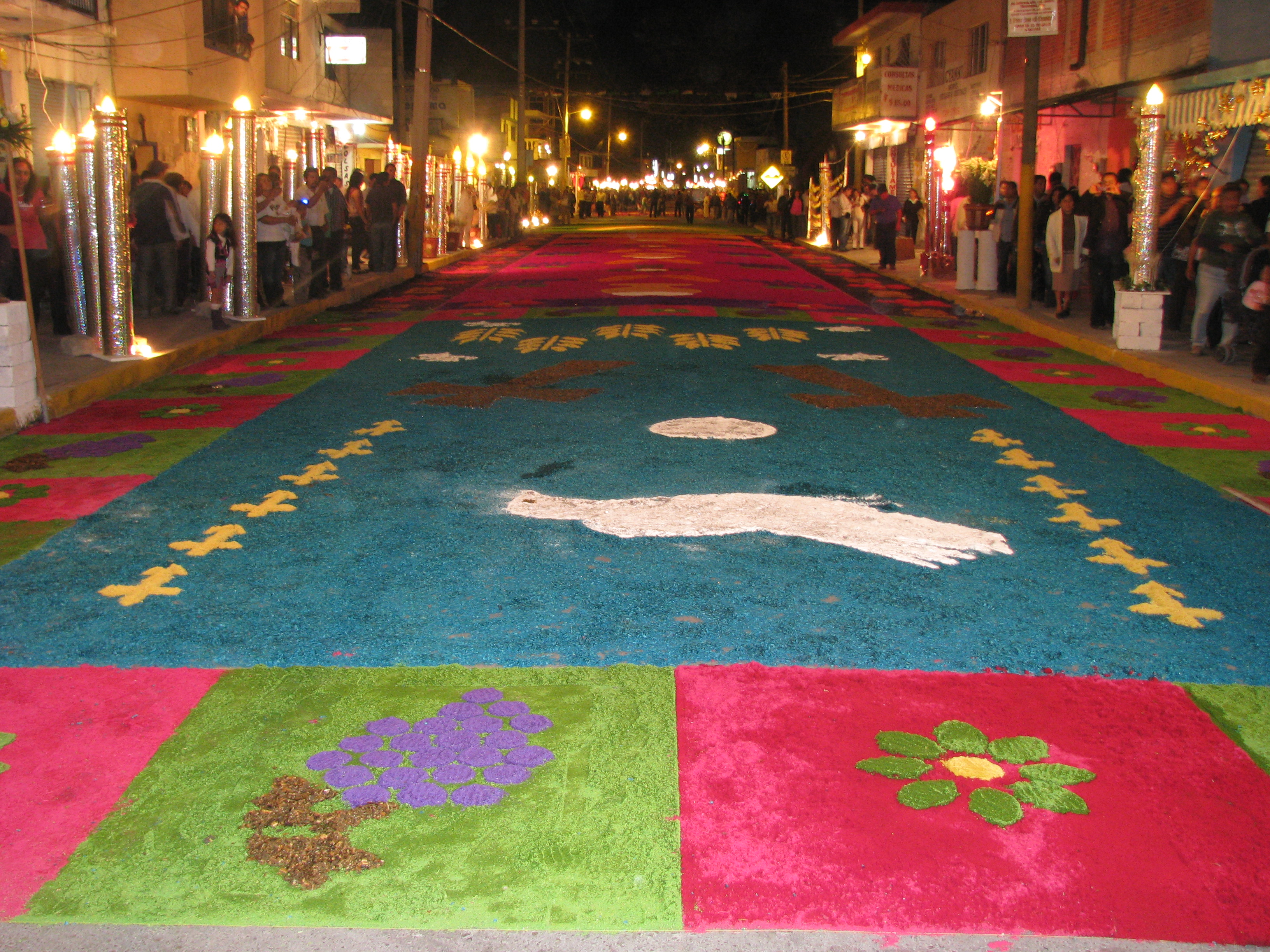
Feria de las Espigas en Tlaxcoapan.
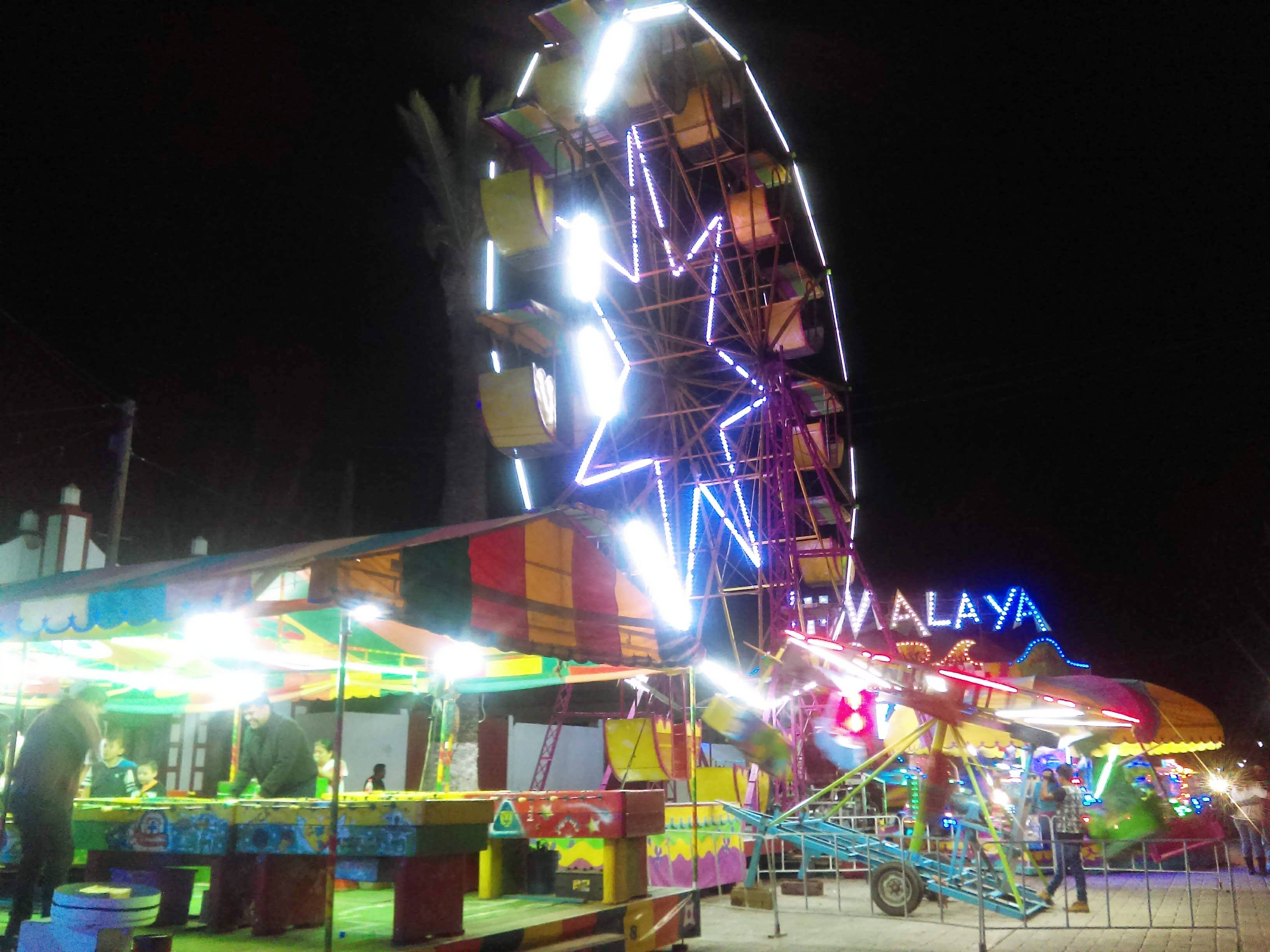
Feria patronal de Actopan.
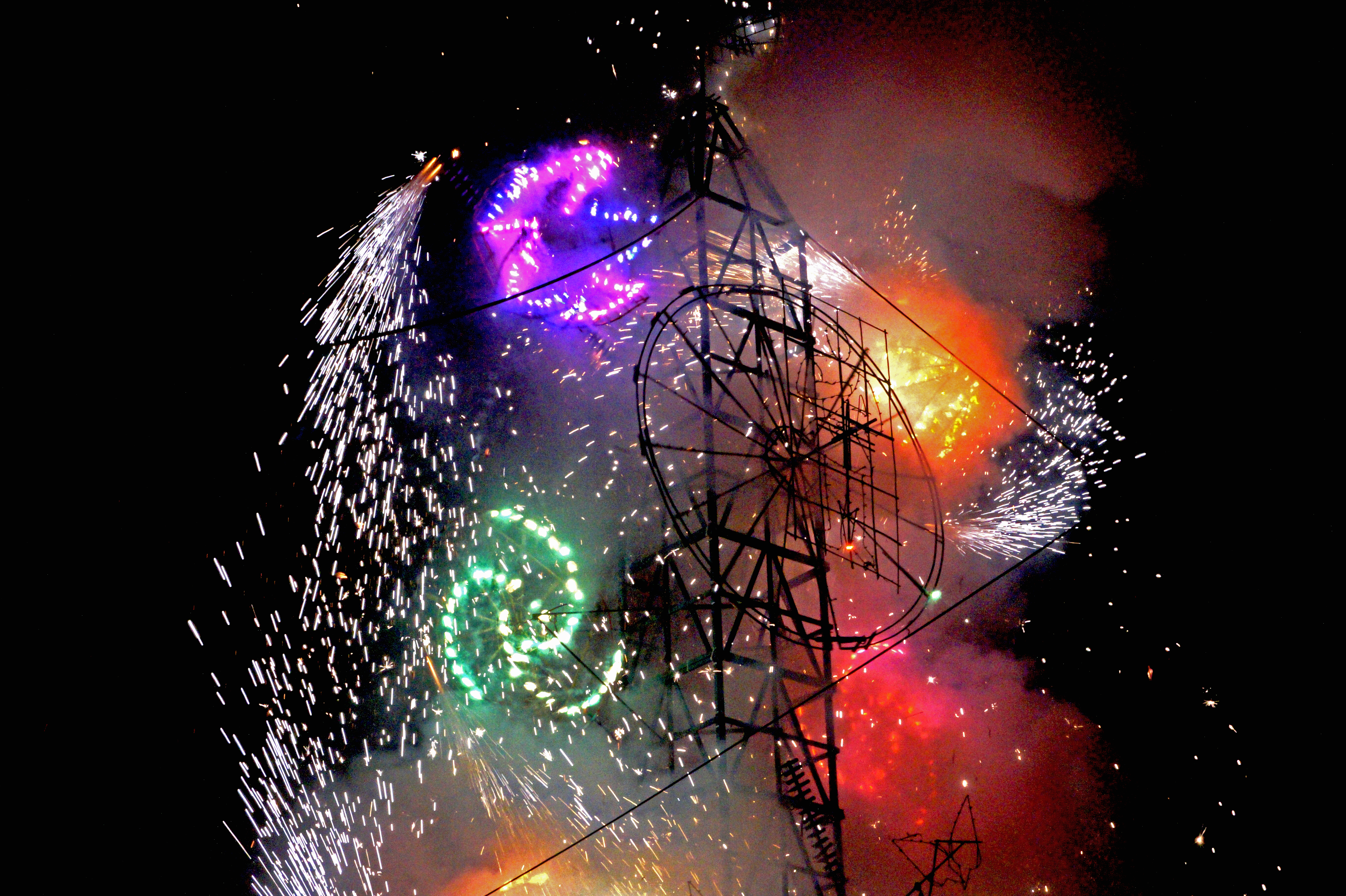
Fiesta de San Isidro Labrador en Ahuacatlán.
Fiesta del Señor de las Maravillas en El Arenal.
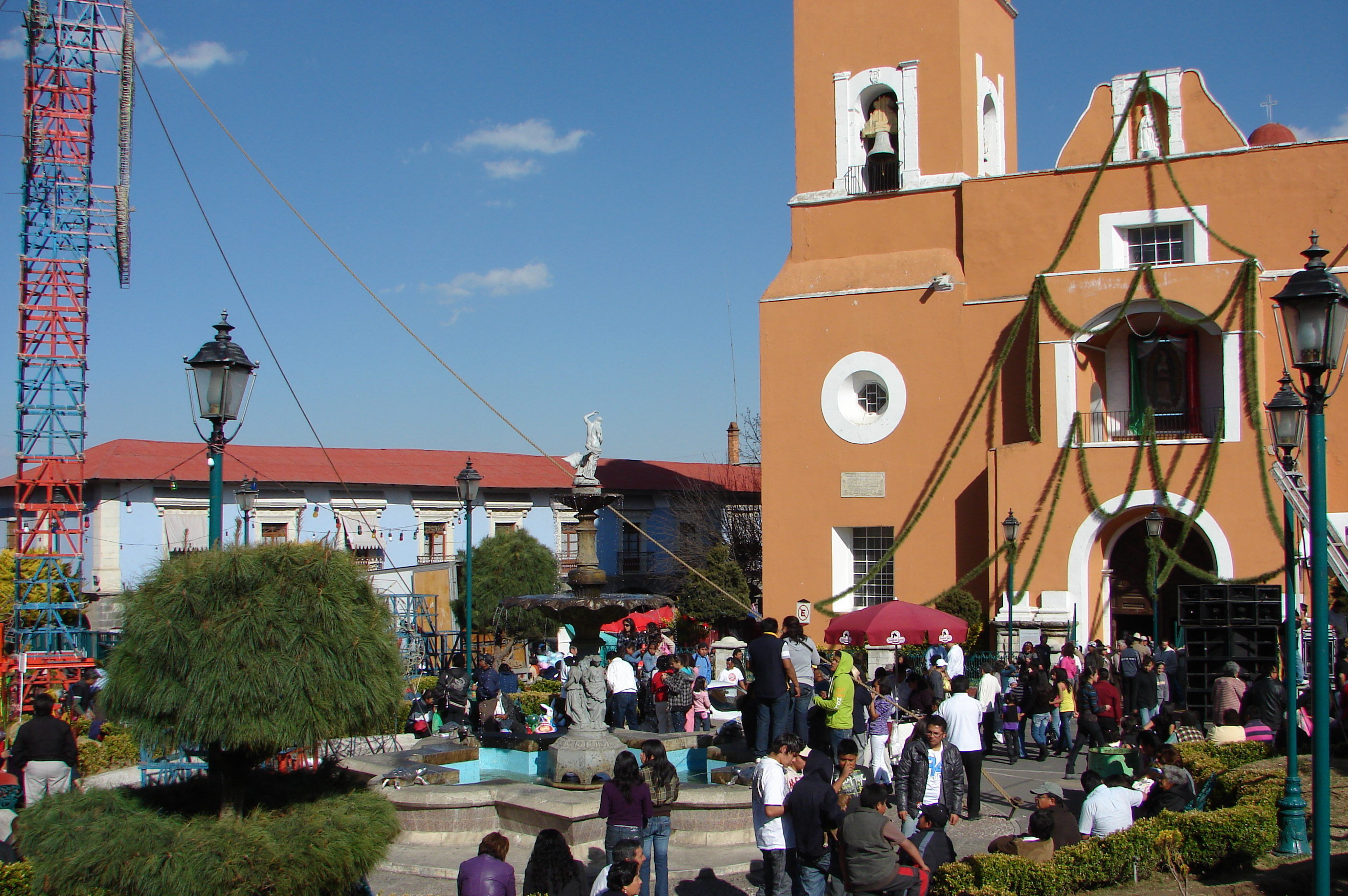
Fiesta patronal en Mineral del Monte.

### Carnavales

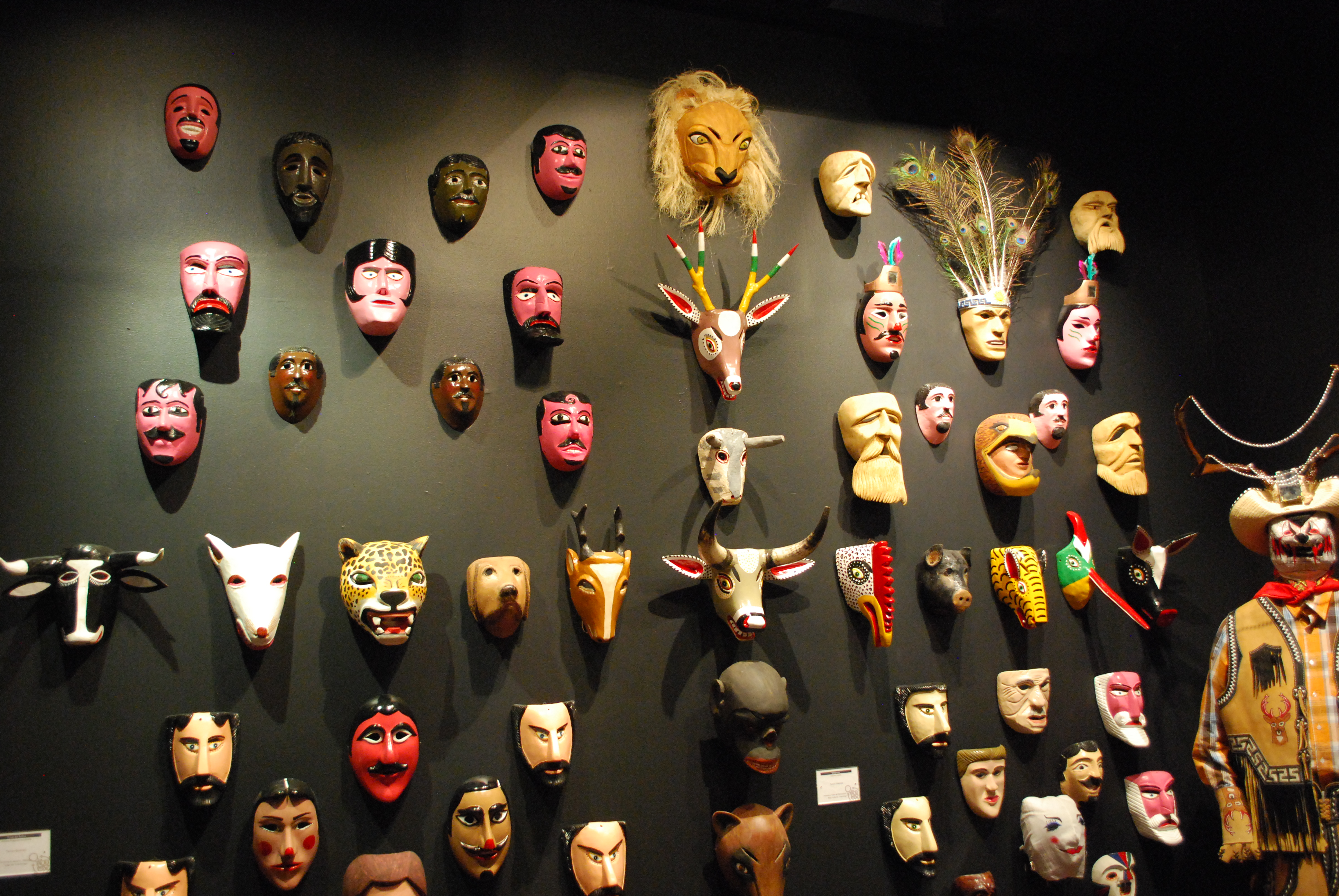
Máscaras tradicionales usadas en Hidalgo, durante a temporada de Carnaval.

Con motivo de la aproximación de la Cuaresma, varios municipios celebran los carnavales; en Hidalgo se desarrollan en fechas muy alejadas a las eclesialmente fijadas para su desarrollo, tienen lugar después del miércoles de ceniza y poco antes de Semana Santa. Esta fiesta representa un periodo de descontrol y desorden socialmente aceptado que se caracteriza por invertir los roles sociales y permitir lo usualmente prohibido, pero que al mismo tiempo fomentan la convivencia social y religiosa.
En el carnaval hidalguense se realiza principalmente en las regiones de Valle del Mezquital, la Sierra Baja y Sierra Alta, Huasteca, Sierra de Tenango, y el Valle de Tulancingo. Los municipios que realizan carnaval son Acaxochitlán, Alfajayucan, Atotonilco el Grande, Atlapexco, Agua Blanca de Iturbide, Apan, Calnali, Chapulhuacan, Eloxochitlán, Huautla, Huehuetla, Huejutla de Reyes, Jacala de Ledezma, Jaltocán, Metepec, Metztitlán, Mixquiahuala de Juárez, Molango de Escamilla, Pachuca de Soto, San Agustín Metzquititlán, San Bartolo Tutotepec, San Felipe Orizatlán, Santiago Tulantepec de Lugo Guerrero, Tecozautla, Tepeapulco, Tenango de Doria, Tulancingo de Bravo, Tlahuelilpan, y Zacualtipán de Ángeles.

#### Carnavales en la Comarca minera

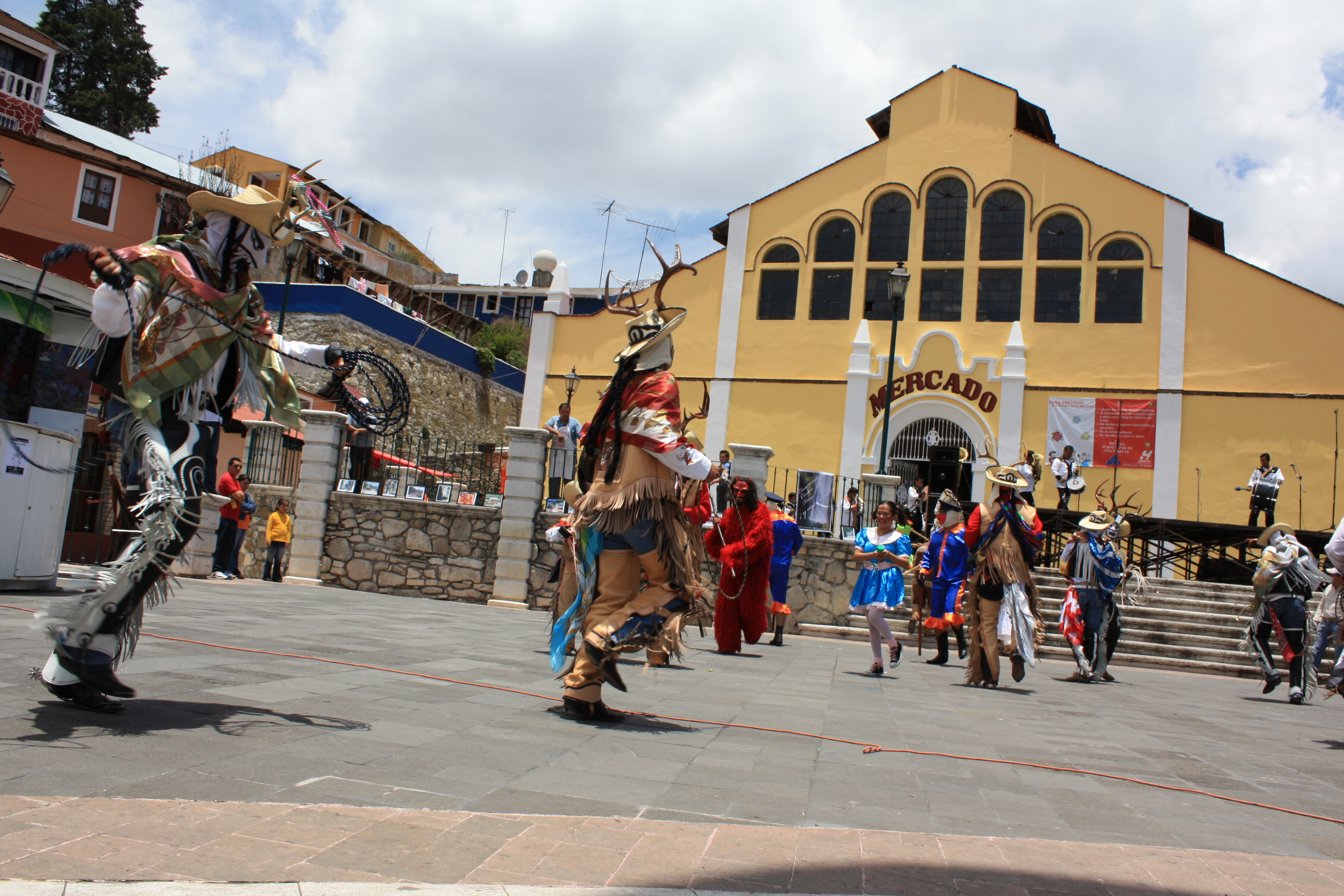
Representación de distintos carnavales en Mineral del Monte.

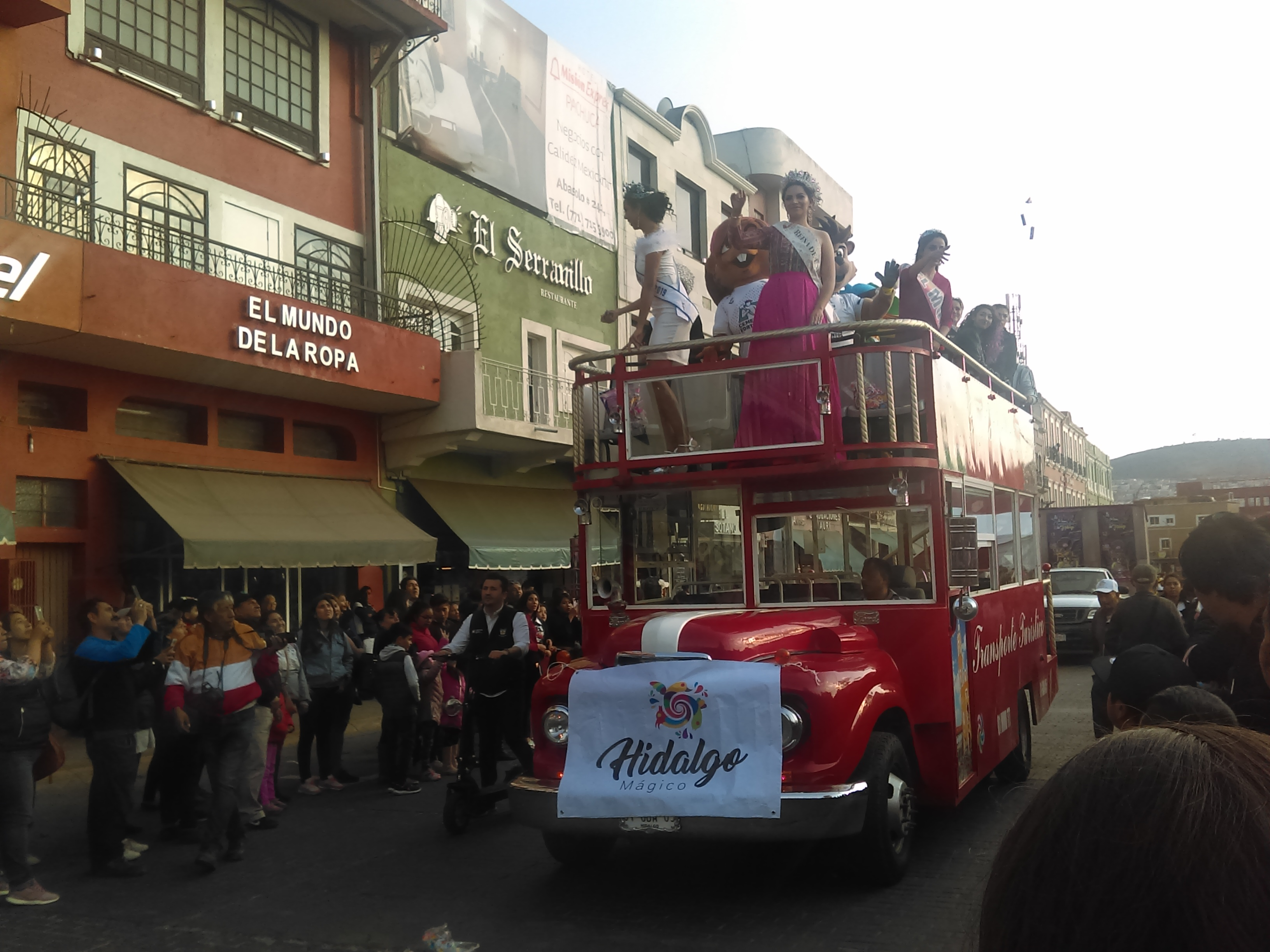
Desfile "Magia de los Carnavales de Hidalgo" en Pachuca de Soto.

En el municipio de Pachuca de Soto se realizan carnavales en Pachuca, Barrio la Camelia y en el Barrio La Raza. En la ciudad de Pachuca desde 2013 en el mes de febrero, se realiza el desfile “Magia de los Carnavales de Hidalgo en Pachuca”. Donde distintos municipios de Hidalgo hacen demostración de sus respectivos carnavales con música y danzas regionales, vestuarios típicos, comparsas y chicoteros.
En el barrio La Raza se realiza un carnaval desde 1994, también participan diferentes colonias como El Lobo y El Arbolito. Se realizan actividades como bailes populares, deportes y el tradicional baile de disfraces al ritmo de la Banda de Viento. Este se empezó a realizar debido a que la zona es habitada por habitantes inmigrantes de la sierra y huasteca hidalguense, y ellos querían conservar sus tradiciones. Desde 2016 en el Barrio la Camelia se realiza un carnaval, durante sus festividades se realizan bailes y otras actividades. Este carnaval se realiza como parte del rescate del patrimonio cultural intangible de Pachuca.
En Mineral del Monte se realiza el "Carnaval de la Montaña", que dura dos días en febrero. Se realiza principalmente el desfile, la coronación de la Reina del Carnaval, la Quema del mal humor y una batucada, así como un baile popular y eventos artísticos. En el municipio de Atotonilco el Grande se realiza el Carnaval de Cerro Colorado, Potrero de Los Reyes y Santa María Amajac, se realizan principalmente los primeros días de marzo; previo a las fiestas las comunidades que lo celebran salen al tradicional tianguis de Atotonilco como parte de la promoción.
En 2019 Mineral del Chico realizó su primer desfile de carnaval; con música, fiesta y comparsas. En Mineral de la Reforma desde 2005 el gobierno municipal realiza un carnaval, a fin de mostrar la riqueza cultural del estado este se realiza por las calles de los fraccionamientos del sur.

#### Carnavales en el Valle de Tulancingo

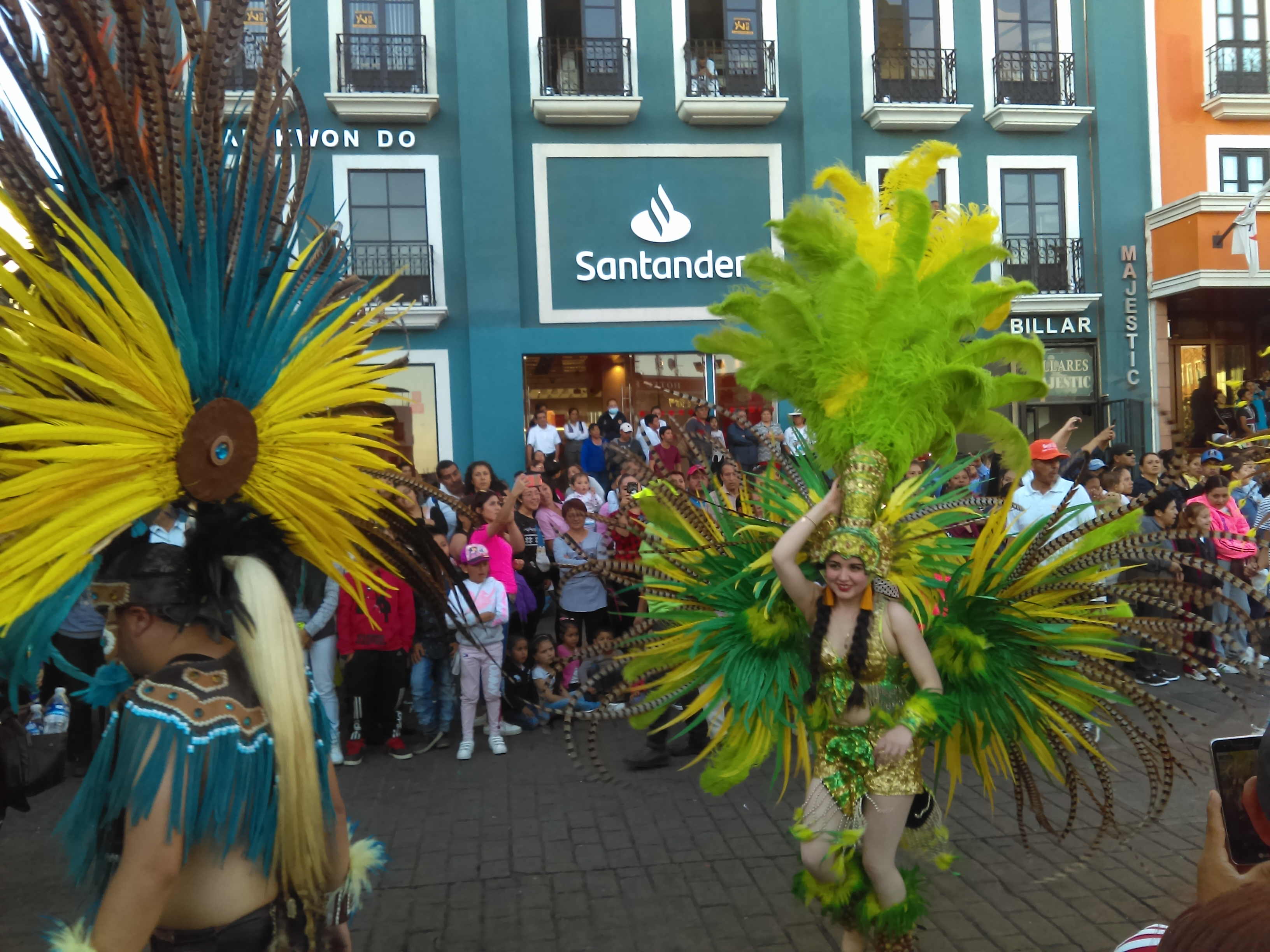
Representación del carnaval de Metepec.

En Santiago Tulantepec el carnaval se realiza desde el año 1951, donde se realiza un gran desfile; en las festividades participan comparsas invitados de municipios de Hidalgo y estados vecinos como Veracruz y Puebla. En la ciudad de Tulancingo se el carnaval realiza desde 2013, después de que fuera cancelado en los años 1980, derivado de agresiones que se presentaron en diversas ocasiones. Se realiza un desfile, destacando los comparsas pertenecientes a localidades y municipio y aledaños.
En la localidad de Santa Ana Hueytlalpan, municipio de Tulancingo de Bravo, el carnaval dura una semana y se también se denomina "Fiesta de la Carne". La fiesta inicia con la parada de bandera por parte de los cinco barrios: Atlalpan, La Ciénega, La Luz, La Palma y Tecocuilco; posteriormente se realiza e tradicional torito, y el baile de los huehues. En algunos barrios todavía realizan la “descabezada”, que consiste colgar un gallo como piñata y la gente trata de alcanzarlo hasta que alguien pueda arrancarle el pescuezo, ya que es símbolo de trofeo.
En el municipio de Metepec el carnaval se lleva a cabo entre el mes de febrero y marzo, y se realiza en las comunidades de Metepec, Estación de Apulco y Ferrería de Apulco. En Ferrería de Apulco se realiza desde 1842, tiene una gran diversidad de personajes pero destacan los hombres vestidos de gorilas pues los organizadores eligen a los más altos y corpulentos para representarlos.
El carnaval de Metepec surgió cuando los habitantes de Zacualtipán llagaron a la comunidad para trabajar como obreros y jornaleros en 1922, donde los personajes principales eran charros, comanches y diablos, fue hasta 1950 cuando los pobladores introdujeron los copilli que lo caracterizan. En este carnaval se realizan concursos de disfraces, desfiles, la coronación de la reina y la "descabezada de pollos". El número de pollos sacrificados son cuatro, cada uno significa un punto cardinal, la persona que logra descabezar un pollo esta destinada a ser la encargada de organizar el carnaval el año siguiente, en este caso son cuatro personas.

#### Carnaval en la Huasteca

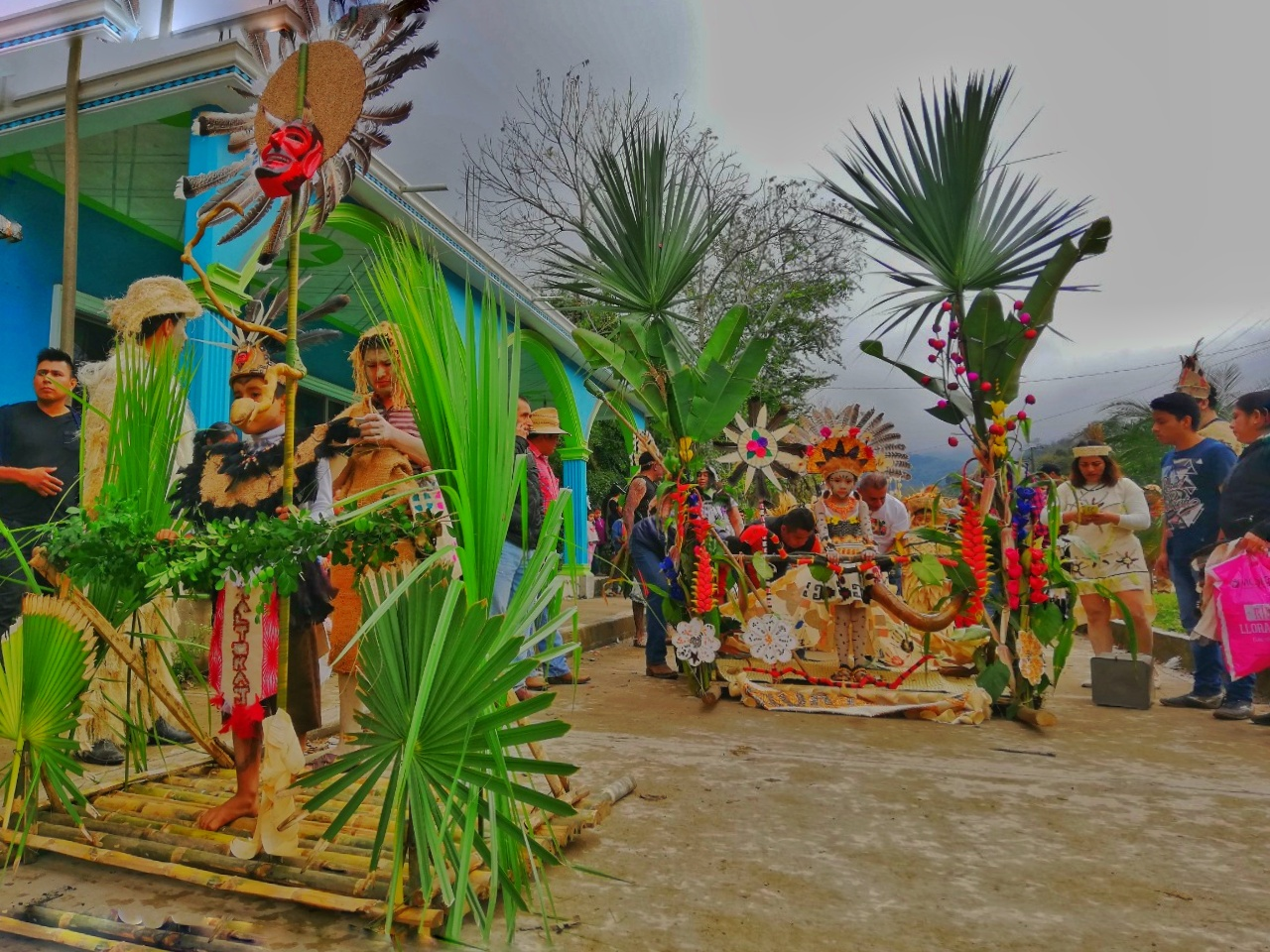
Carnaval en Jaltocán.

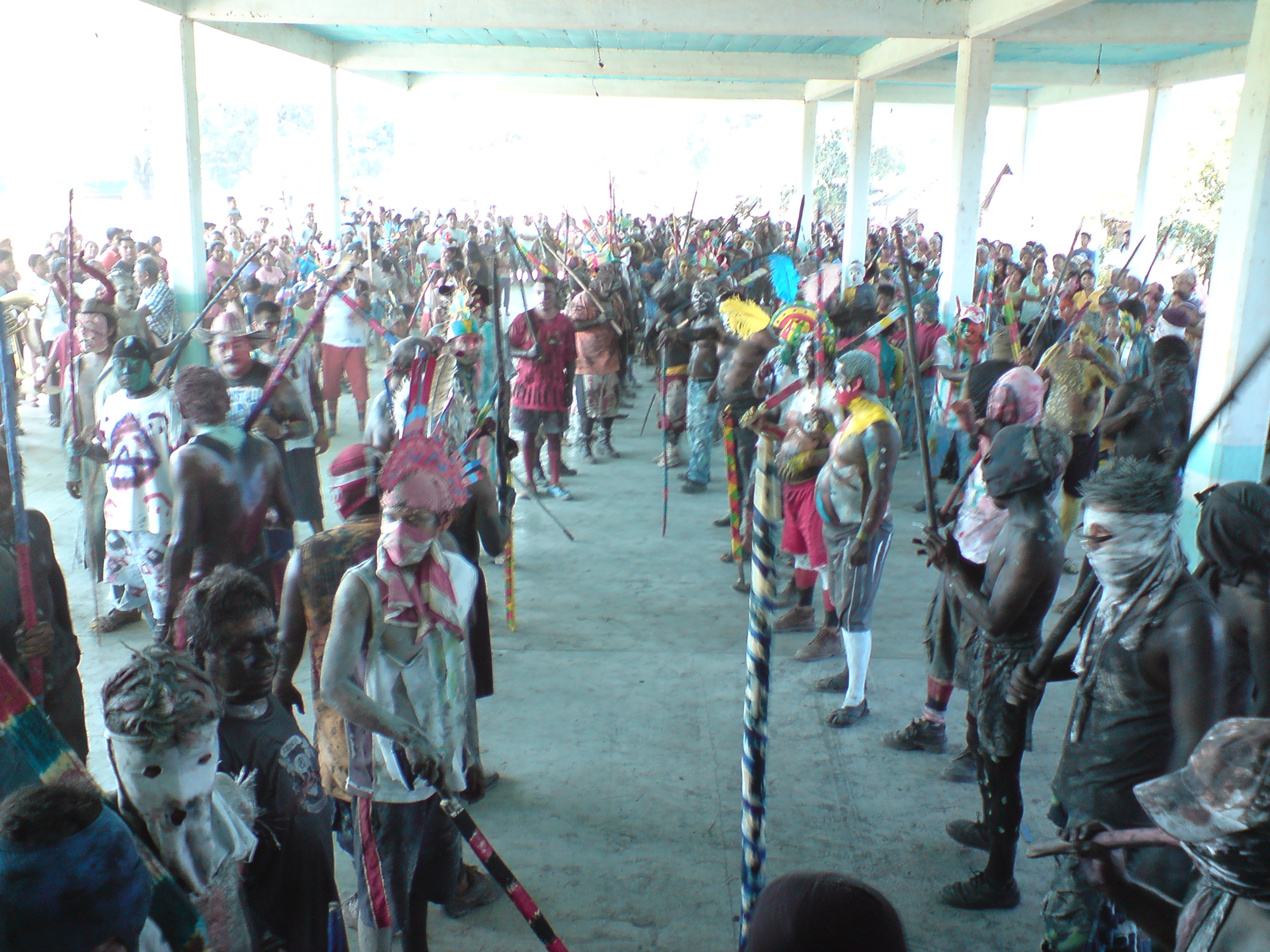
Mecos en el carnaval de Tamoyón Primero, municipio de Huautla.

Los carnavales más conocidos de Hidalgo corresponden a los de la zona huasteca. El carnaval también denominado nahuatilis, nahnahuatilli o nanauatili se celebra en los municipios de Yahualica, Atlapexco, Jaltocán y Huautla. El nahnahuatilli es un carnaval para conmemorar a Tlacatecolotl
–el hombre tecolote-, existe un mito en el que se narra que unos búhos se acercaron a dicha deidad para comunicarle que su misión en esta tierra había finalizado y que tendría que regresar con el sol, porque lo necesitaba.
Una de las características, es la guerra de pintura, que ahora es procesada pero que antes, era obtenida de la mezcla de plantas y minerales, de los cuales obtenían diversos colores que ayudaban a camuflarse para no ser reconocidos por los demonios que descendían de los cerros. la mayoría de los municipios se presenta el personaje al que denominan “el meco”, quien cubre su cuerpo con una mezcla de arcilla y que realiza bailes o porta banderas de colores, de lo que se derivan “la pintadera”. Tradicionalmente, el zacahuil se preparaba solo el último día del Carnaval.
En Huejutla conocido como el “Carnaval de las Huastecas”, participan municipios que integran la región Huasteca. Se realiza un desfile de carros alegóricos, mecos, reina y comparas; en el que participan las diversas colonias de la cabecera y comunidades de la demarcación. En San Felipe Orizatlán se realiza un desfile con concursos de carros alegóricos y comparsas, en donde participan instituciones educativas de diferentes niveles. En Yahualica el carnaval o nahnahuatilli se realizan distintas danzas tradicionales. En Xochiatipan se realiza un desfile de comparsas, este inicia en la entrada principal de la cabecera municipal, recorriendo las principales calles, los disfrazados bailaban al ritmo de la música de banda de viento, hasta llegar a la explanada municipal donde todos bailan.
En Atlapexco el carnaval inicia con la coronación de los reyes quienes regirán los diferentes eventos. El siguiente evento es la quema del mal humor, en el cual los juegos pirotécnicos abundan. La guerra de cascarones, en donde la gente se, reúne en el centro para comenzar la guerra de cascarones de confeti, harina, pintura. Se realiza un desfile con carros alegóricos representativos, y comparsas. Para finalizar se realiza la quema de Juan carnaval que es acompañado de un testamento que por lo general tiene un contenido cómico. También los habitantes organizan “el desfile de los mecos”.
En Huautla durante la fiesta se crea la rivalidad entre hombres y mujeres, esta fiesta se celebra en lunes y martes de carnaval antes del miércoles de ceniza. El lunes es llamado “el día de las viejas”  este día las mujeres amarran a los hombres para dar un paseo por las calles. El martes “día de los viejos” se realiza el concurso del son del meco y también el del meco pintado; los hombres amarran a las mujeres con un lasito y se da comienzo al paseo por las principales calles. Posterior al recorrido se hace la entrega de premios a los concursos y con ello da inicio al juego de la bandera y la guerra de cascarones, entre hombre y mujeres.
El carnaval de Jaltocán, también conocido como Nahuatilis Xaltoca, inicia cuatro días antes del Miércoles de Ceniza con la elección de la Reina del Carnaval y con un concurso de disfraces. Durante la primera jornada de fiesta las denominada “generalas”, detienen y llevan a la cárcel a los hombres que serán ataviados con prendas femeninas, mientras que después los generales harán lo propio con las representantes femeninas. En el cual se otorga un día para “mandar” en el pueblo a las mujeres y otro a los hombres. La celebración también incluye desfiles por la tarde, donde las personas recorren con banderas de colores las principales calles; también están los mecos, quienes se colocan arcilla en el cuerpo y se pintan con carbón vegetal. Otros más utilizan máscaras de animales para esconderse de los malos espíritus que bajan de los cerros.

#### Carnaval en la Sierra Alta y Baja

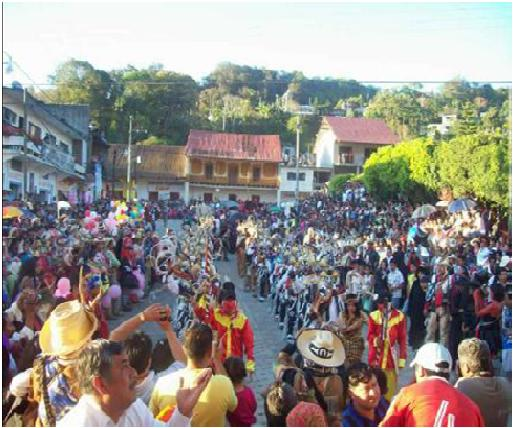
Carnaval en Calnali.

En Calnali los distintos barrios compiten año con año en el baile y por el mejor disfraz. Los sones que se tocan y se bailan son el del Chango, el del Viejito, el del Comanche, el de los Matlachines y otros. Distintivos por su lado son los “cuernudos” del carnaval de Calnali, que con su extraña indumentaria formada por chaparreras, lazos y sombreros de ala ancha adornados con cornamentas de venado, zapatean y giran por las calles del pueblo lanzando constantes gritos.
En el municipio de Eloxochitlán se realiza en la cabecera municipal y en la localidad de Hualula. En Eloxochitlán se realiza un "choque" entre las cuatro cuadrillas representando los cuatro barrios. En Hualula el carnaval se organiza por los "capitanes" y "damas", además existe un mayordomo de comida. En Metztitlán lo celebran con cuadrillas que danzan por todo el pueblo, durante los días domingo, lunes, martes y antes de empezar la Cuaresma. Culmina el día martes con un concurso de disfraces, al terminar da comienzo la harinada, que consiste en echarse harina unos a otros.
En Metzquititlán el carnaval cuenta con más de 150 años de antigüedad. La fiesta inicia con la “parada de la bandera” que consiste en un mástil con una bandera con los colores azul, amarillo y rojo, la cual es colocada en uno de los árboles de la población, donde un joven la amarra en señal de que la fiesta ha comenzado. El martes se llevará a cabo la clausura de la fiesta con un magno desfile de disfraces que culminará en el centro de la población.
En Zacualtipán es una de las tradiciones más antiguas, los habitantes que en su mayoría son hombres se disfrazan y recorren bailando todas las calles, visitando a los vecinos, la música que los acompaña es de huapangueros o bandas de música de vientos. En Tianguistengo los habitantes se disfrazan, visitando a los vecinos quienes pagan porque bailen, la cooperación que reúnen durante los tres días es para premiar al mejor disfraz. Al tercer día se hace el concurso de disfraces y se elige a la reina del carnaval.

#### Carnaval en la Sierra de Tenango

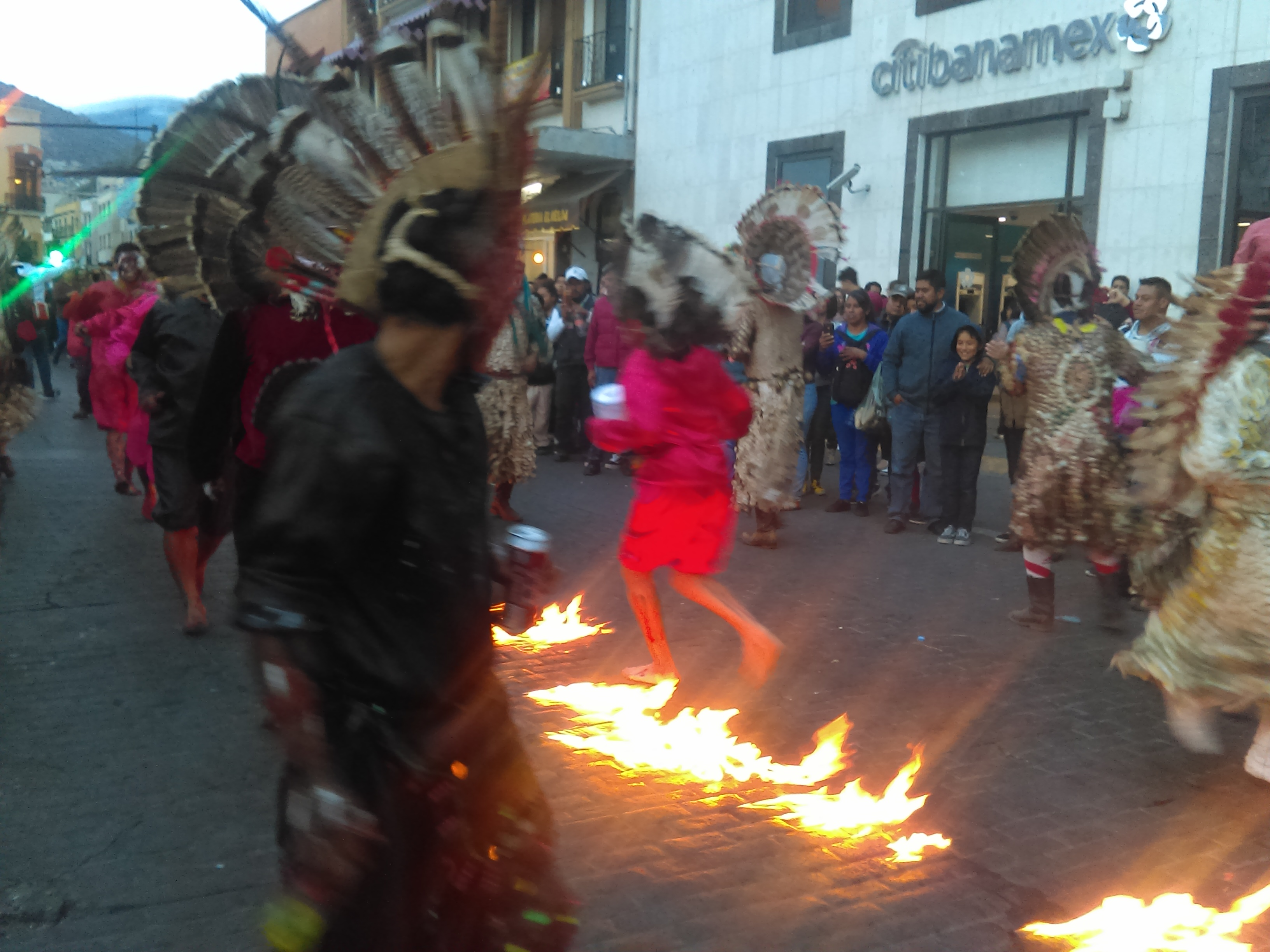
Danza del Fuego o de la Lumbre del Carnaval de Huehuetla.

En Tenango de Doria, acuden grupos otomíes de las poblaciones circunvecinas. se efectúan el carnaval tradicional que organizan las mayordomías, una costumbre religiosa que consiste en manifestar su devoción con oraciones. Bailan danzas autóctonas con trajes típicos y los rostros cubiertos por máscaras talladas en madera. Los disfraces se modifican al paso del tiempo, y en otros los personajes que participan son adoptados del cine y otros elementos de la cultura global.
En Huehuetla son cuatro días de fiesta y terminan el miércoles de ceniza; posteriormente reanudarán las actividades una semana más. También es conocida como “la octava”. Es una fiesta llena de tradición, de preservar las costumbres, se reúnen para participar en el concurso al mejor disfraz para posteriormente recorrer, en grupos, las calles. Se forman grupos de "Huehues" cada grupo debe acompañarse de un trío huapanguero para que intérprete la música propia a estas fechas. El último día de carnaval, por la tarde, salen las muertes; personajes que representan a la muerte y vienen en busca de sus víctimas. El papel de las muertes es perseguir a los santos y a los diablos alcanzarlos y mancharles su indumentaria.
En Agua Blanca de Iturbide el carnaval dura cuatro días donde hay, bailes, levantamiento de caretas, y se realiza la tradicional descabezada que consiste en colgar seis pollos vivos, donde pasarán los “capas” adultos para jalarlos del pescuezo. Esto sirve para elegir a los próximos seis capitanes que habrán de darle de comer durante los cuatro días a todas las y los integrantes de la comparsa que se llegue a formar.
En Acaxochitlán el carnaval se realiza desde 2014, después de 20 años que no se efectuaba. En el desfile las comparsas, son acompañadas por carros alegóricos, estuvieron integradas por huehues, chicoteros, hombres vestidos de mujeres y viceversa, cavernícolas, entre otros; quienes bailaron al ritmo de banda, violín y guitarra. A partir del año 2013, los pobladores de Zacacuatla, Acaxochitlán, han trabajado para la recuperación del carnaval, el cual dejaron de practicar en la década de 1950. El carnaval por el monte, la festividad previa a la Semana Santa, constituye elementos de cohesión social y de preservación de tradiciones comunitarias.
En San Bartolo Tutotepec los mayordomos son los encargados de obtener lo necesario para llevar a cabo el ritual; son elegidos dos años antes y empiezan a tener obligaciones desde el momento de la elección. En el centro de la comunidad se coloca el Palo Volador o rito de los voladores, al que dan el nombre de Tók’xúni, el carnaval comenzará y terminará allí. Dos meses antes los hombres se reúnen para escoger y cortar el tronco, un mes después recolectan el bejuco que se colocará alrededor del poste y que servirá como escalera; al día siguiente, se levantará el Palo Volador. Una semana después de la puesta del Palo Volador se efectúa un ritual denominado como “la canasta”, tiene como objetivo preparar el altar y para hacer una “limpia” con el propósito de que no ocurra ocurra algún mal. El martes de carnaval (el día del “malo”) todos se preparan para recibir a Zìthü’na (demonio); y decenas de “viejos” bailan alrededor del palo volador. La ceremonia religiosa, se ofrece al Señor de Chalma, quien es el santo patrono de la fiesta.

#### Carnaval en el Valle del Mezquital

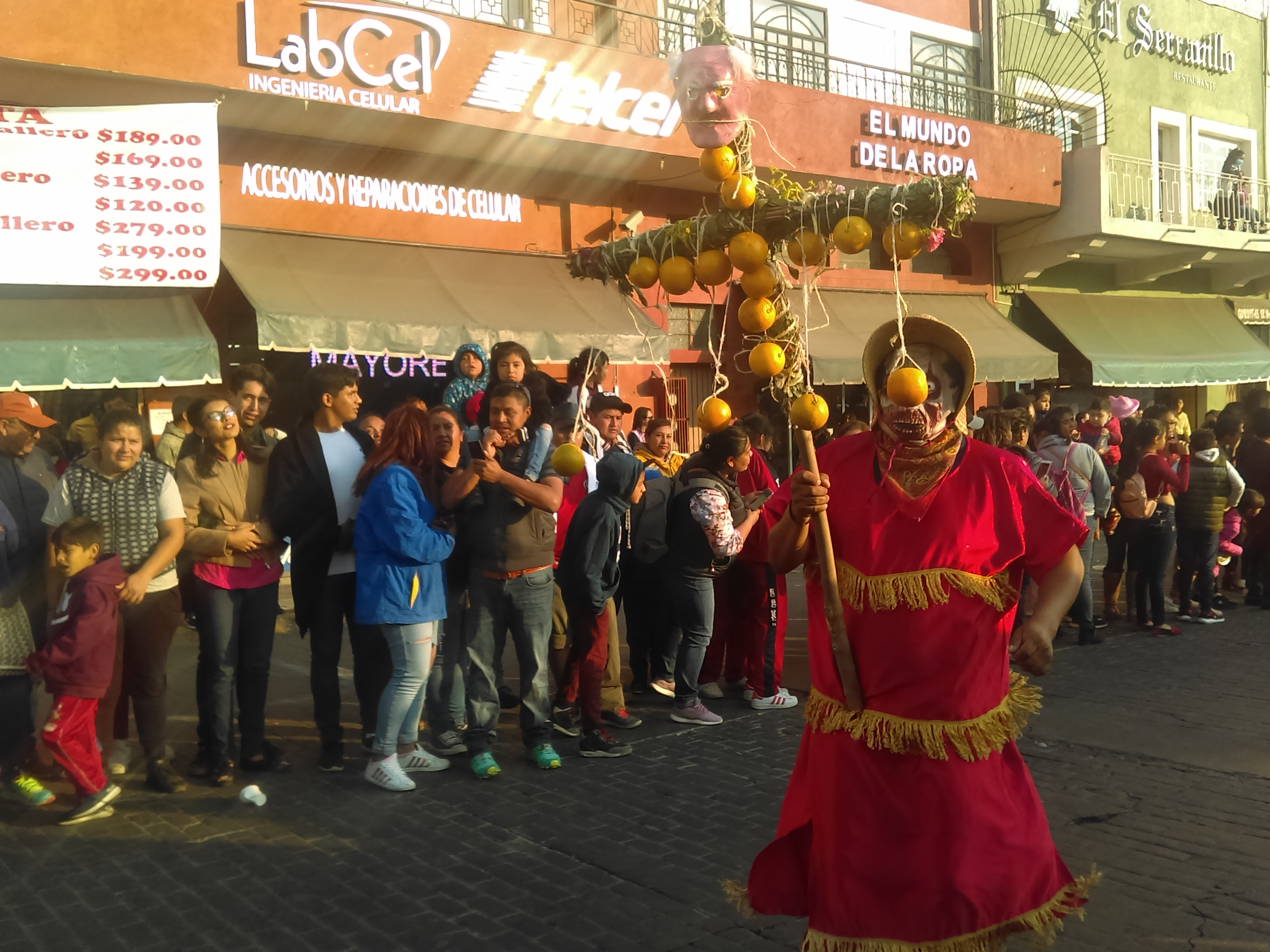
Representación del Carnaval de Alfajayucan, en el desfile "Magia de los Carnavales de Hidalgo" en Pachuca de Soto.

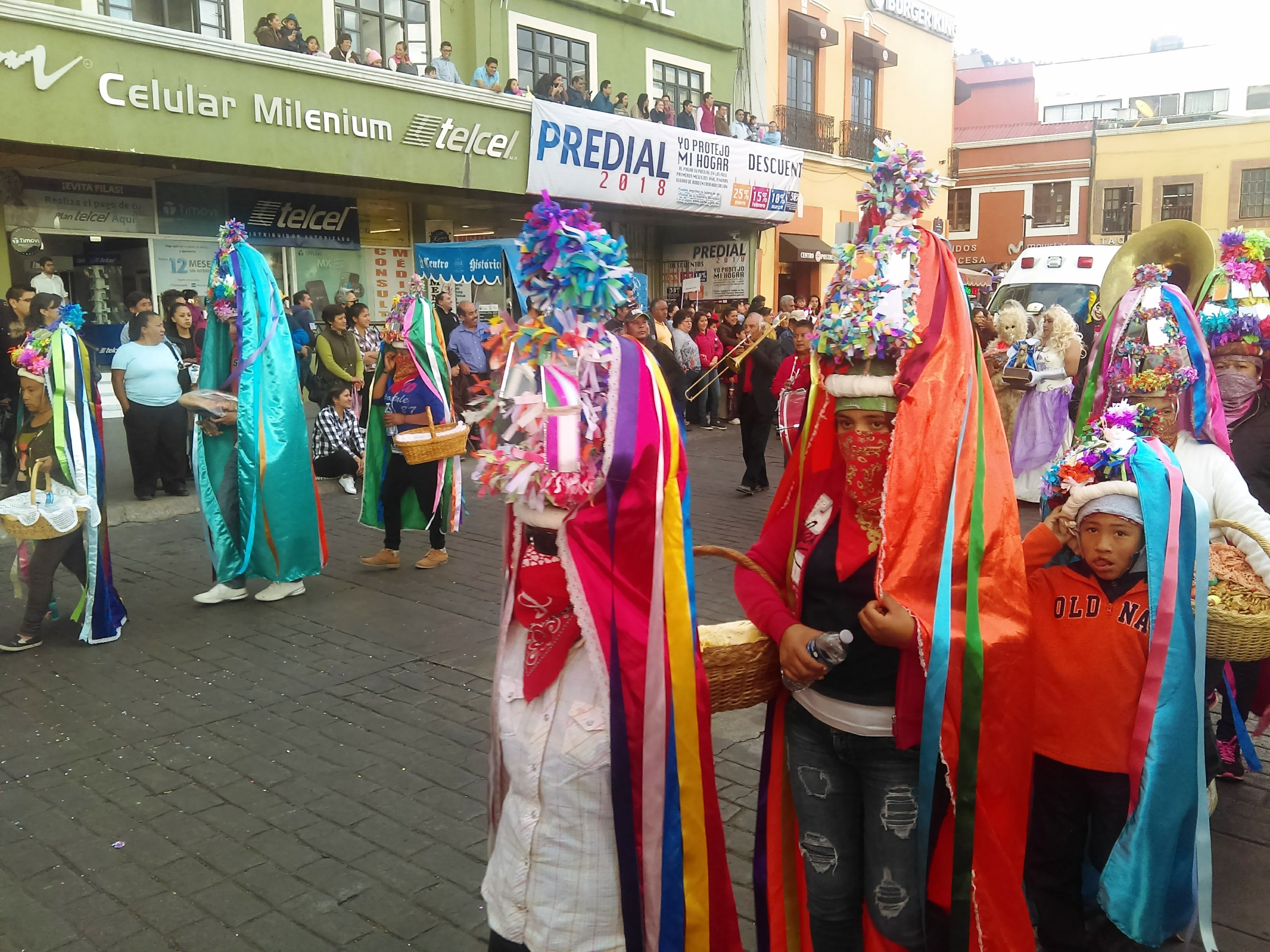
Representación del Carnaval de Tecozautla, en el desfile "Magia de los Carnavales de Hidalgo" en Pachuca de Soto.

En Mixquiahuala el carnaval empieza con la fiesta de Pone bandera-quita bandera, además se realiza una feria y un desfile con la corte del carnaval (rey y reina). En Tlahuelilpan se realiza un desfile con la participación de carros alegóricos y la corte del carnaval (rey y reina). Se realiza la denominada “quema del mal humor”, acción que pretende que ese día no haya tristezas, desconciertos. En la localidad de Teltipán de Juárez, municipio de Tlaxcoapan se realiza una fiesta con motivo de la Preciosa Sangre de Cristo, esta se efectúa antes de la Cuaresma que empieza el Miércoles de Ceniza.
En el municipio de Alfajayucan son las comunidades de Xamagé, El Espíritu, San Antonio Corrales y Boxthó las que efectúan carnaval. En las cuatro se realizan los tradicionales “naranjazos”, que consiste en golpearse con naranjas dos grupos de hombres, uno de la comunidad anfitriona y el otro grupo de alguna comunidad invitada. La celebración del carnaval comienza con la bajada de los  “Xhitas” (enmascarados) de la comunidad El Espíritu, que realiza su celebración a la cabecera municipal, 8 días antes a fin de invitar a su tradicional fiesta.
En Tecozautla el carnaval coincide con la preparación de la tierra para la siembra, y tiene el propósito de garantizar el bienestar agrícola y social del pueblo, Santiago Apóstol en su advocación de caballero, es la figura central de esta festividad. Se compone de una serie de rituales de carácter bélico, se realizan las denominadas “peleas de banderas”. El grupo de Mayordomo que constituye más de cien integrantes que renuevan su cargo cada nueve años; y dos personajes rituales: los "xhitas" y los "Moros". Los primeros, cumplen el cargo durante siete años y solo son hombres, se presentan disfrazados y enmascarados. Los moros son la guardia que escolta las imágenes religiosas, cumplen su cargo durante siete años, este cargo pueden asumirlo mujeres y niñas también. Los "Moros" se distinguen por su vestimenta que consiste en: un turbante con siete espejos (uno por cada año de promesa), capa, listones de distintos colores, dos pañuelos, uno para la cabeza y otro para cubrir parte del rostro.

### Semana Santa

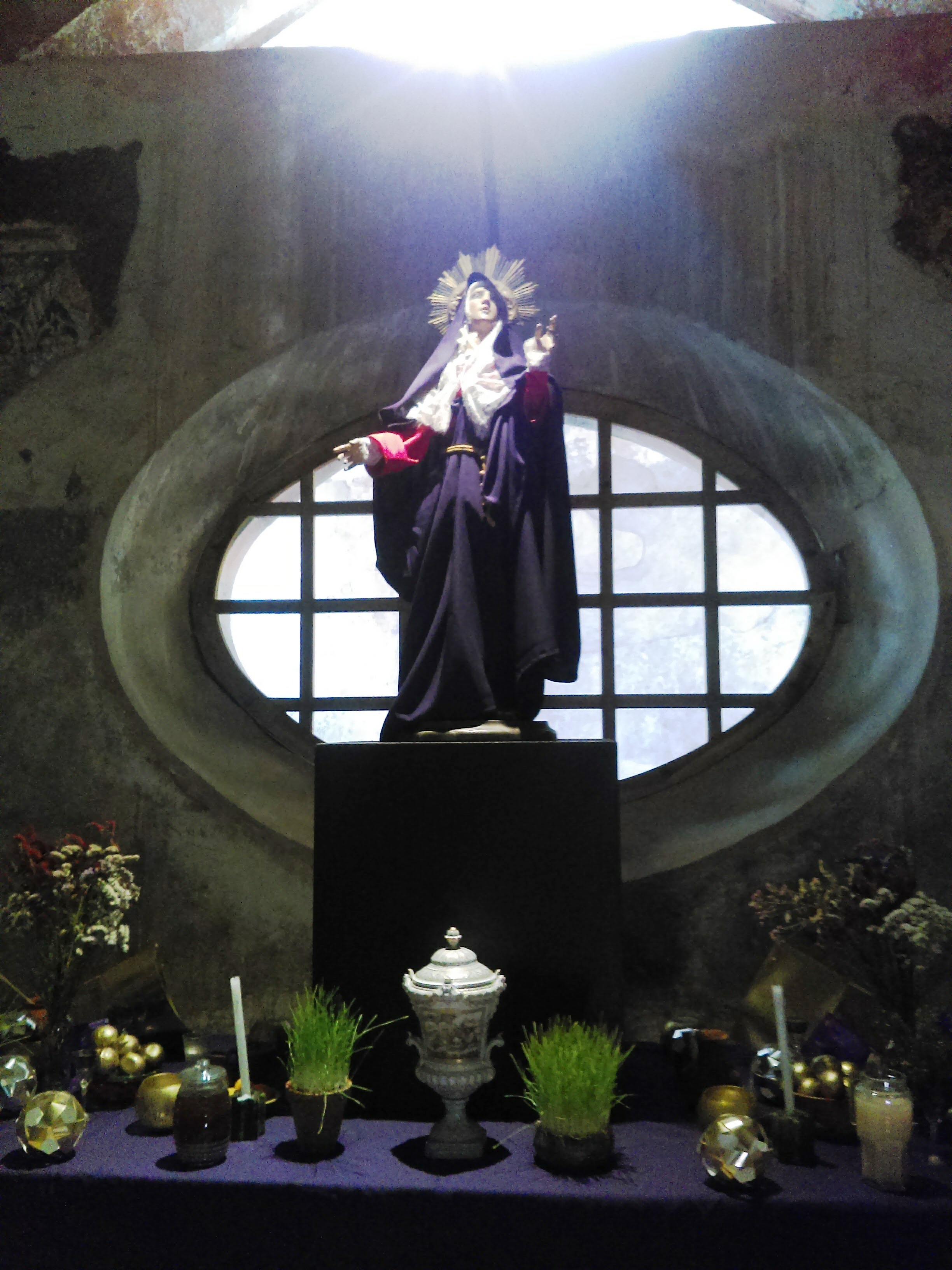
Altar de Dolores en el Templo y exconvento de San Nicolás de Tolentino en Actopan.

En coordinación con el INAH, coloca un Altar de Dolores en el Convento de Actopan y en el Convento de Epazoyucan, durante el periodo de Semana Santa. Esta tradición comenzó por la Orden de los Siervos de María en el siglo XIII, la tradición llegó a México en el siglo XVI, con la llegada de los primeros evangelizadores y perduro su popularidad hasta el siglo XIX. Consiste en un altar en honor a la Nuestra Señora de los Dolores que se colocaba cada Viernes de Dolores, busca recrear y representar los siete dolores de María. El altar se acompaña de velas o sirios encendidos que aluden a los siete dolores y la luz de Dios. Se coloca agua de diferentes colores, en especial: blanco, verde, anaranjado y rojo (horchata, chía, limón, melón, naranja, sandía o jamaica) y representan la pureza de la Virgen, la esperanza de María en la Resurrección de su hijo, el atardecer del Calvario durante la crucifixión y la sangre derramada por Cristo para la redención de los hombres.
También se elaboran frontales y tapetes de aserrín pintado, pétalos de flores y semillas, con el fin de recrear en ellos los instrumentos de la Pasión de Cristo, el corazón atravesado de las lágrimas de María y el Monograma de la Virgen. Se cuelgan esferas que se armarán con la técnica de origami modular, con papel morado, símbolo de la tristeza. Sobre naranjas agrias se insertan pequeñas banderitas de color dorado; este elemento significa que sobre el agrio y amargo sentimiento por la muerte de Cristo. Se colocan flores como símbolo de vida y belleza, de preferencia deben ir marchitas, asimismo, se acomodan hierbas olorosas, como la manzanilla.
En Jueves Santo en Tlaxcoapan se realiza la bajada del ángel. Esta se realiza desde 1929 cuando concluyó la guerra cristera y, para fomentar la fe el sacerdote de ese entonces, Darío Pedral, trajo la tradición desde España. Representa una parte del Evangelio de Lucas, en donde narra que Jesús salió del Huerto de Getsemaní y se dirigió al monte de los Olivos seguido de sus discípulos en donde se pusieron a orar. Ahí se apareció un ángel y el sudor de Jesús se convirtió en sangre, previo al viacrucis.
En Viernes Santo destacan las representaciones del vía crucis en las localidades de Acatlán, Actopan, Apan, Atitalaquia, Huasca de Ocampo, Metztitlán, Metzquititlán, Mineral del Chico, Molango, Tlaxcoapan, y Zacualtipán. Durante Semana Santa se llevan a cabo cerca de treinta representaciones del vía crucis en la Zona metropolitana de Pachuca. Destacan por su antigüedad los realizados en El Arbolito desde 1969; el de La Villita, desde 1970; Cubitos desde 1971; y el de Las Lajas, desde 1980; en la colonia 11 de julio, se caracteriza por ser escenificado por niños.
En Viernes Santo se realizan Procesiones del Silencio en honor a la Virgen de la Soledad, en las comunidades de Tepeji del Río, Pachuca, Tasquillo, Actopan y Tepeapulco. En Tepeji del Río la Hermandad del Santo Entierro de Cristo Señor Nuestro, constituida en 1697 y refundada en 1952 con el nombre de Hermandad del Santo Entierro, es la encargada de organizar la Procesión del Silencio, la primera que se realizó fue el mismo año 1952. En esta procesión la vida y pasión de Cristo, esta relatado en diversos carros alegóricos la representación se hace con personajes vivos. En Pachuca de Soto la Procesión del Silencio de Pachuca se realiza desde 1967, y parte de la Parroquia de la Asunción y llega hasta La Villita. El contingente está conformado por una banda de guerra, una Cruz de guía, el  Santo Cristo Yacente o Santo Entierro, y la Virgen de la Soledad; participan alrededor de tres mil personas en la procesión.
El Sábado de Gloria, se realiza la quema de Judas en el barrio El Arbolito, Pachuca, que tiene como fin representar el triunfo del bien sobre el mal. Esta tradición se realiza desde el año 1976, participando alrededor de 300 personas. Se queman hasta nueve “traidores” que consisten en una figura de cartón que lleva pirotecnia a su alrededor, y representan a Judas Iscariote, el Diablo, y también políticos, artistas o personajes populares. El muñeco explota, gira al compás del chiflido de los cohetones,y lanza una humareda. Además llevan colgadas latas de productos u otros premios para quienes logren bajarlo y quedarse con ellos después de la quema.
El Domingo de Resurrección en Mineral del Chico se realiza la lluvia de pétalos de rosa. Existe la leyenda del padre minero cuyo hijo estaba al borde de la muerte; fiel a su devoción, prometió inundar el templo con rosas si su hijo evita aquel destino. A partir de entonces, al terminar la misa caen desde las marquesinas de la Iglesia de La Purísima aproximadamente cien kilos de pétalos de rosas.

Semana Santa en el estado de Hidalgo.
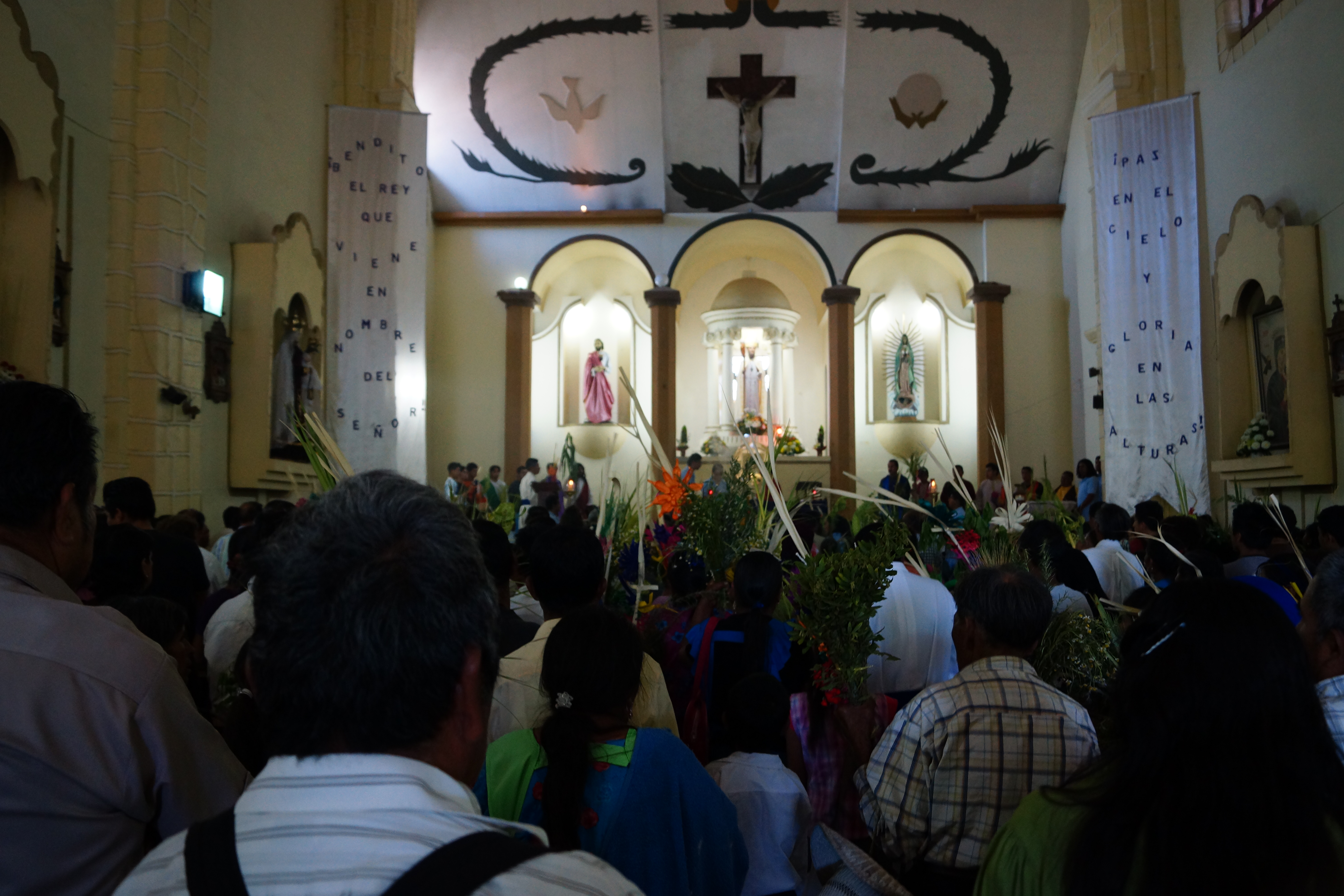
Misa de Domingo de Ramos en Tlanchinol.
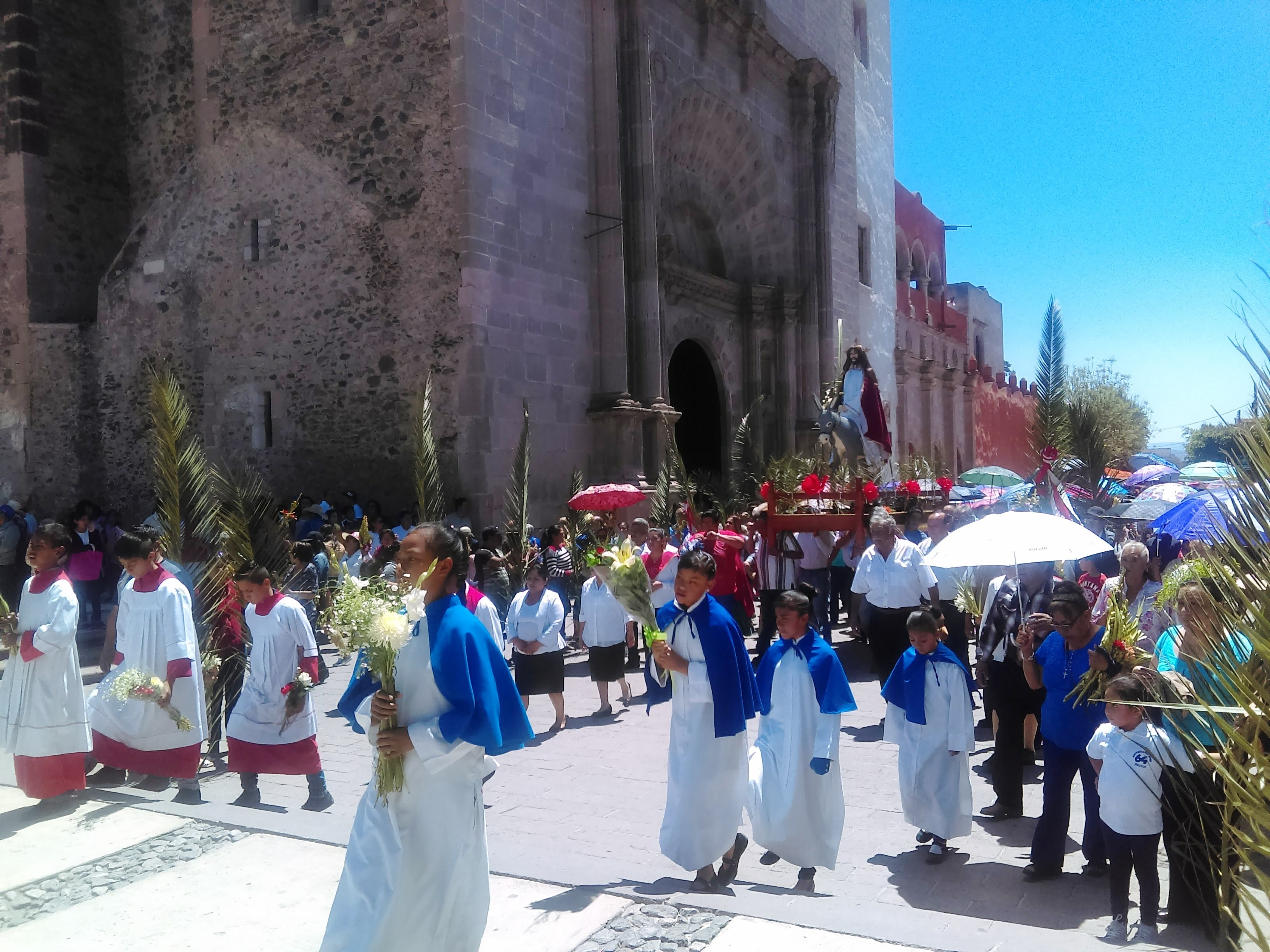
Domingo de Ramos en Actopan.
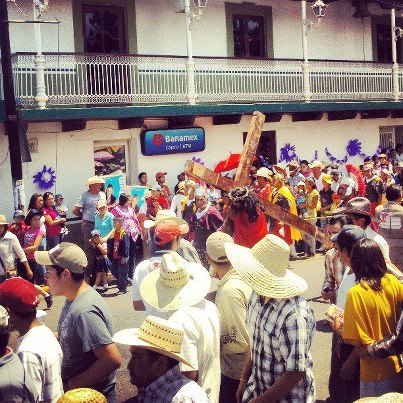
Viacrucis en Acatlan.
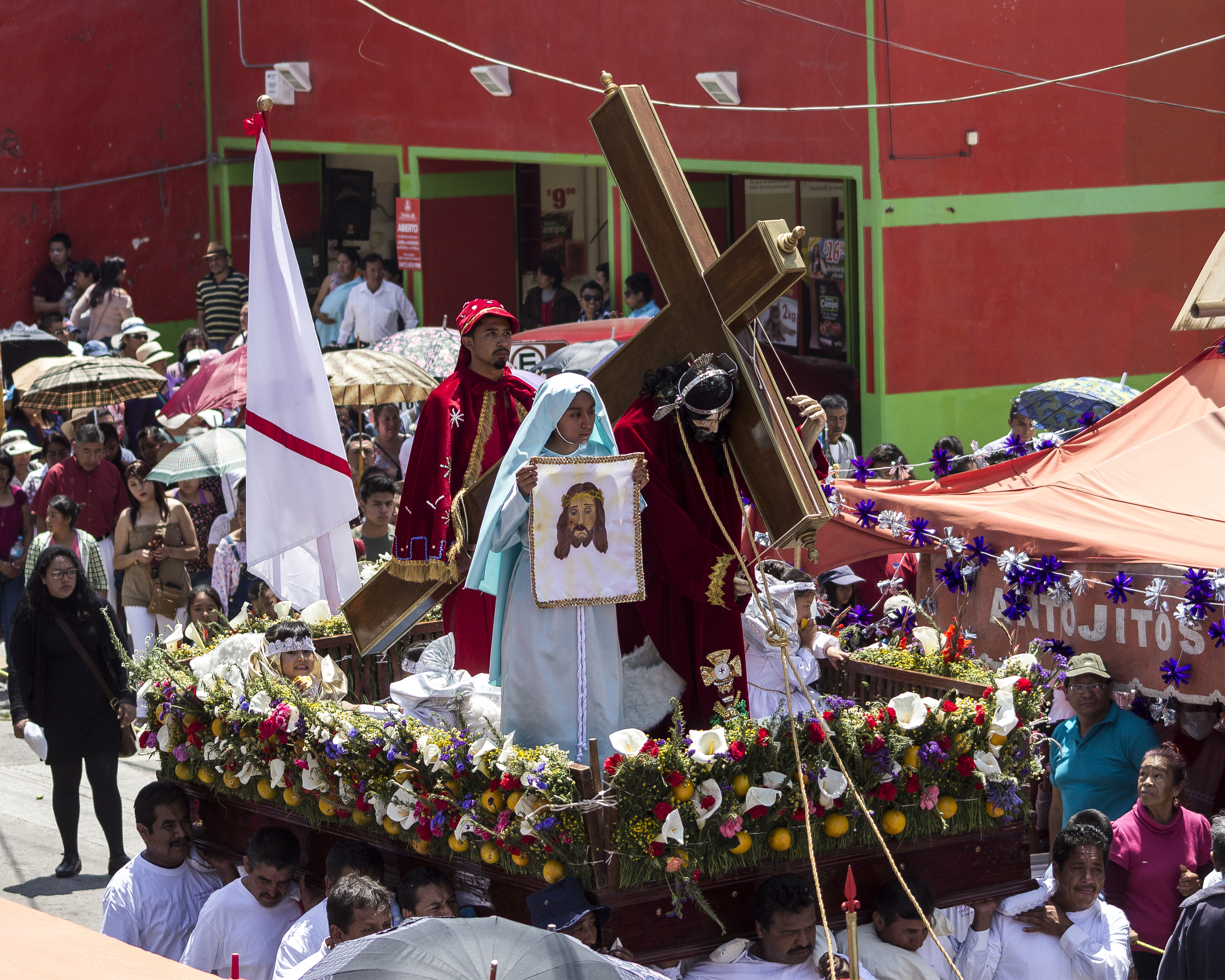
Viacrucis en Tlaxcoapan.
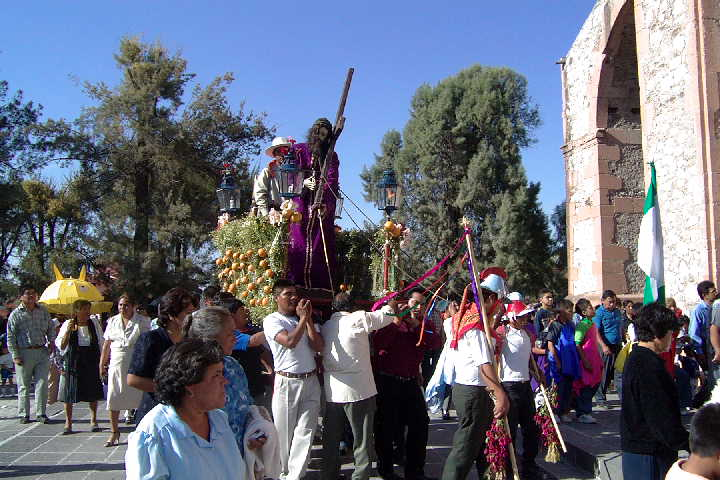
Viacrucis en Atitalaquia.
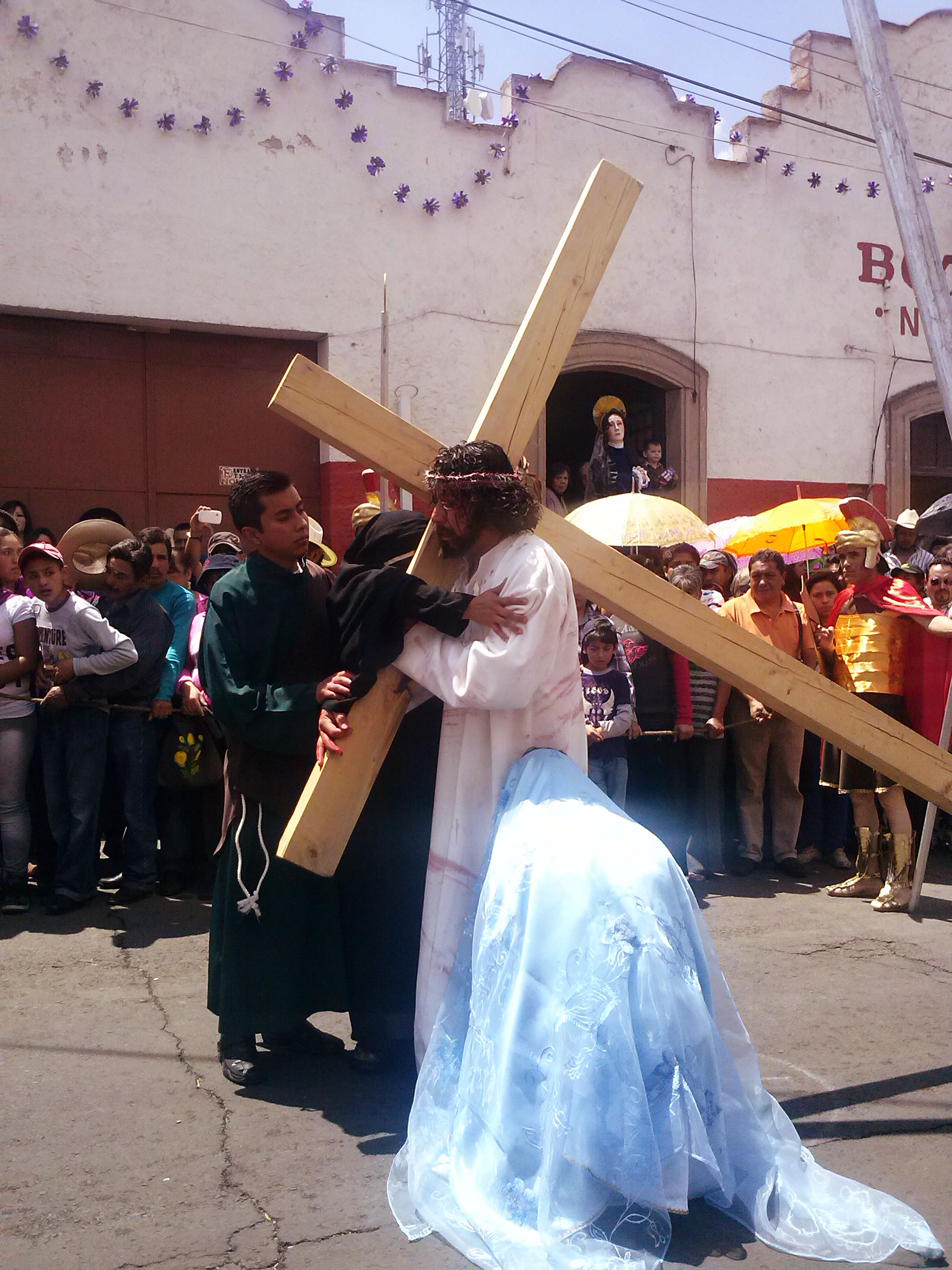
Viacrucis en Apan.
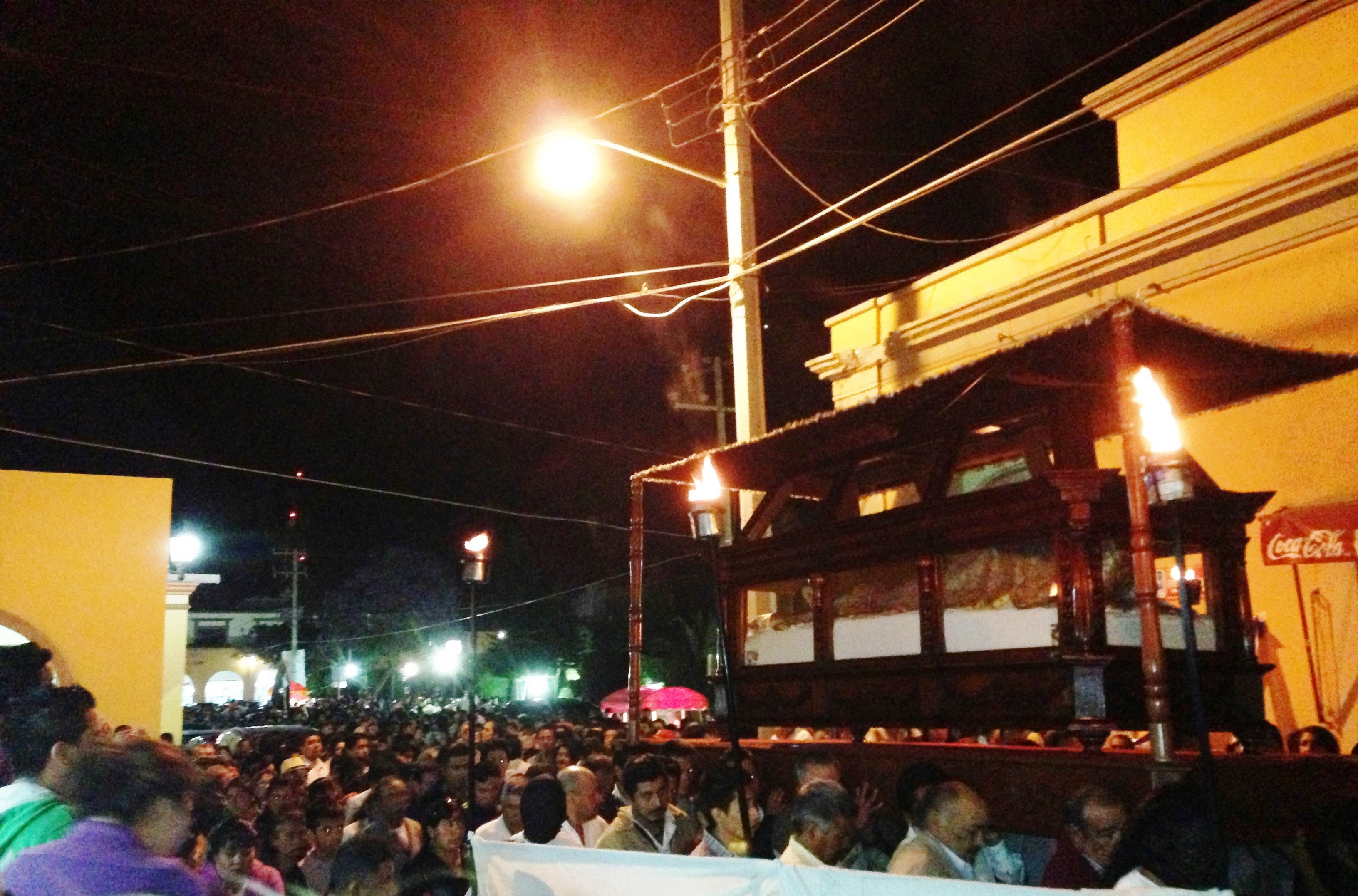
Procesión del Silencio en Actopan.
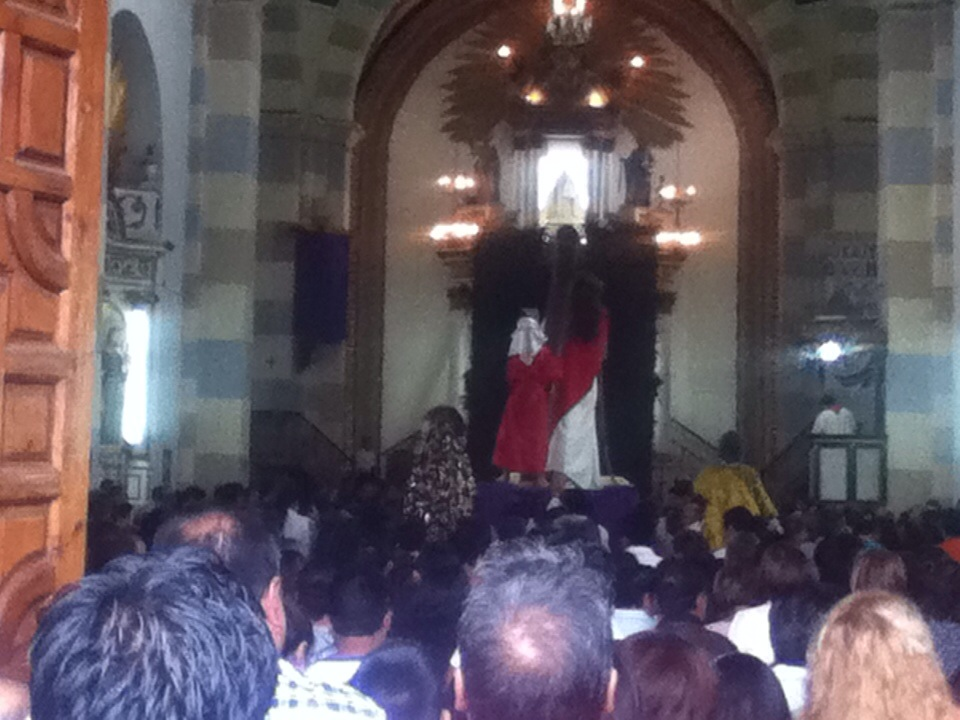
Semana santa en Mineral del Monte.
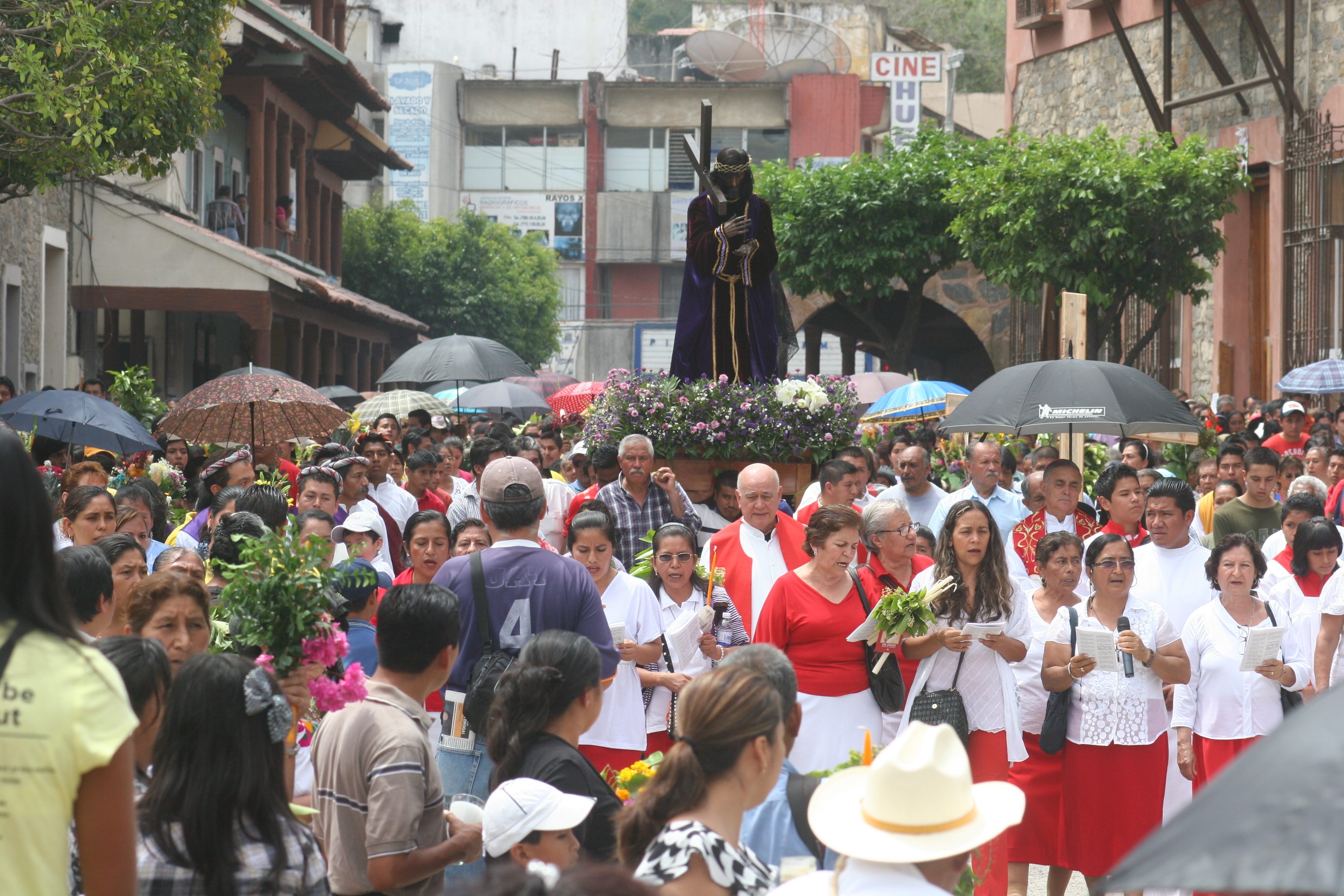
Procesión de Semana Santa en Huejutla.

### Día de muertos

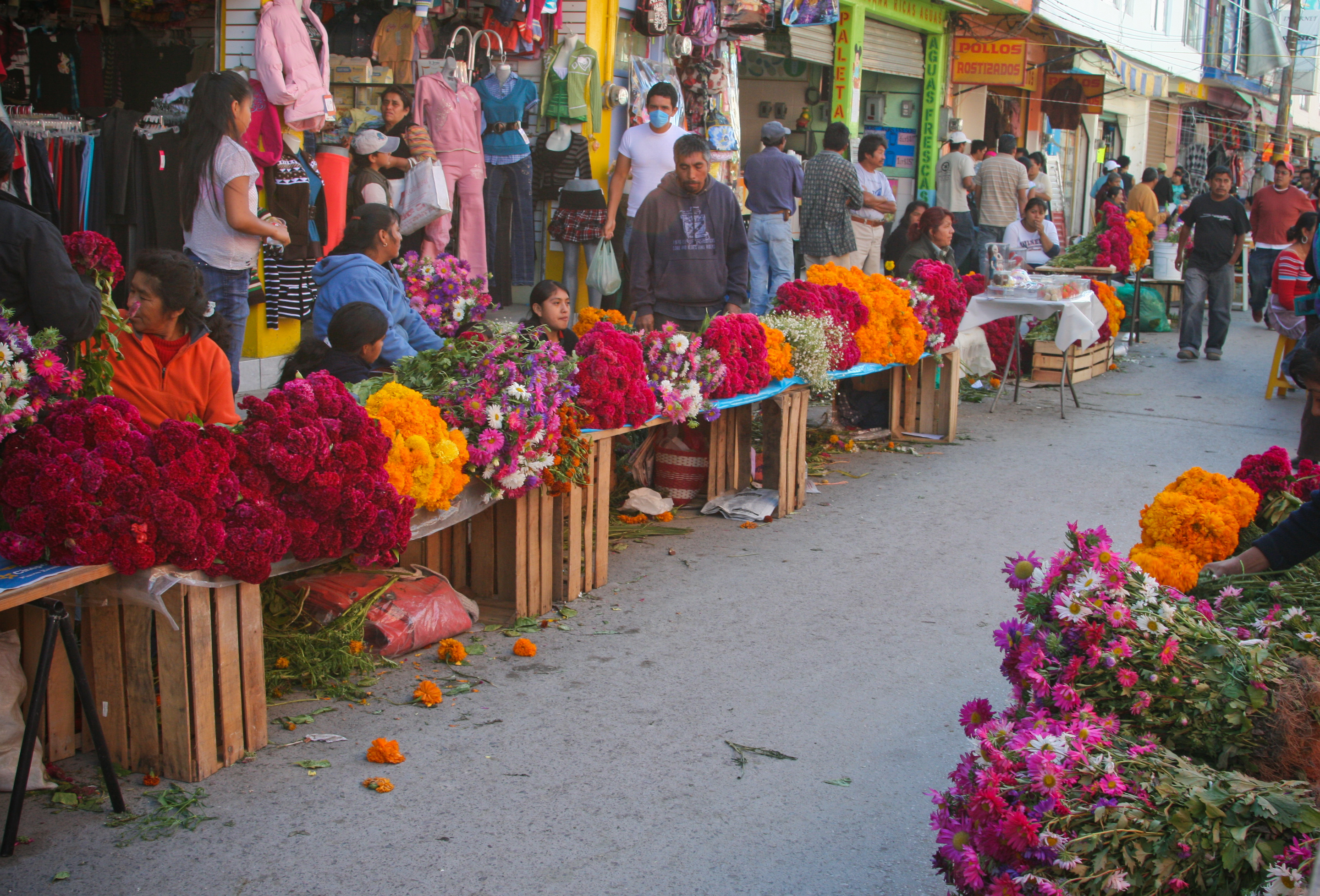
Vendedores de cempasúchil en el Valle del Mezquital.

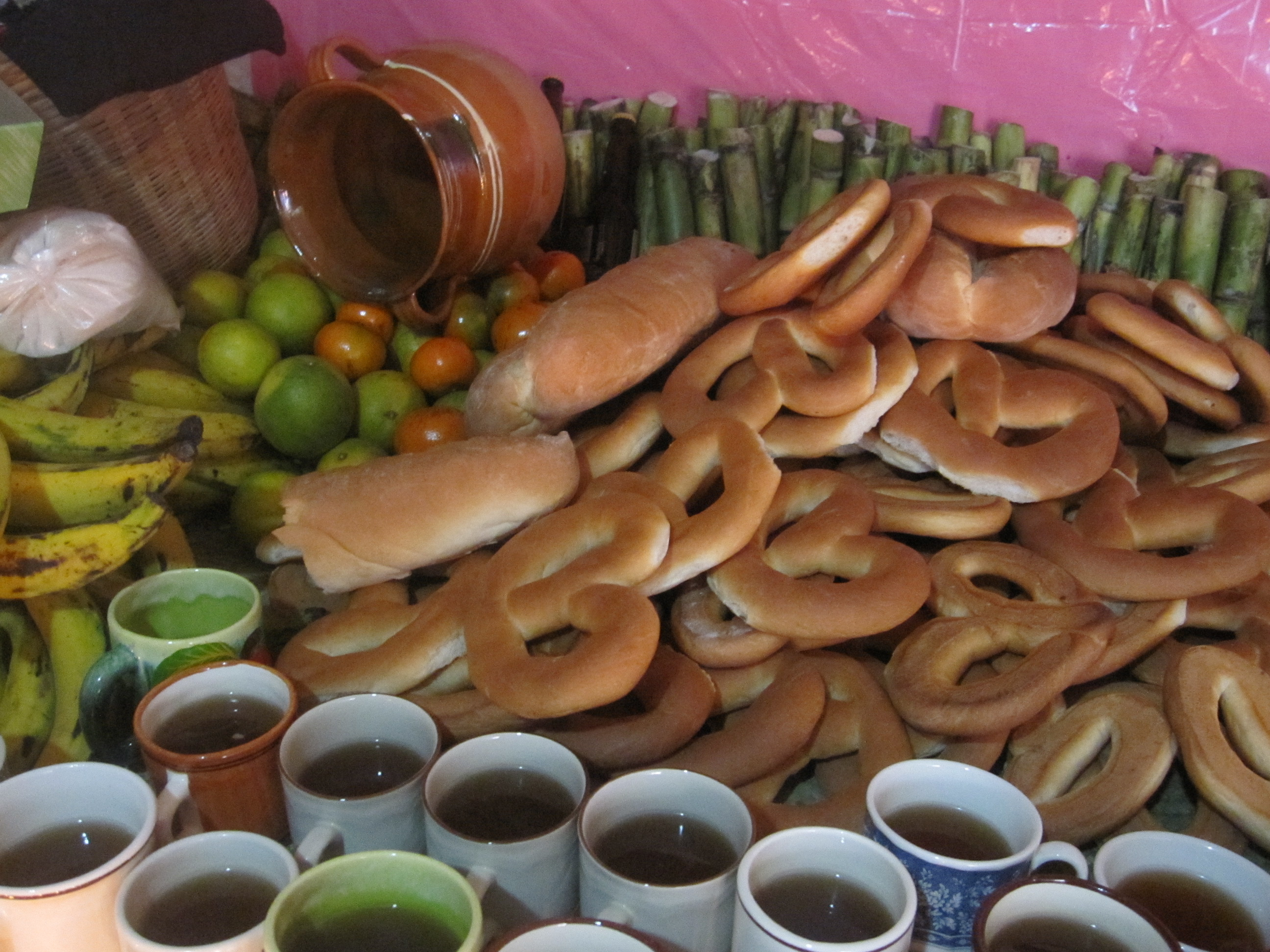
Pan cruzado de Acaxochitlán.

En el estado de Hidalgo, el Día de Muertos está presente en varias regiones como el Valle del Mezquital, Huasteca, Sierra Alta, Sierra de Tenango y Sierra Baja. Durante y previo a esta temporada, los campos de Ixmiquilpan, Francisco I Madero, San Salvador, Actopan, Santiago de Anaya, San Agustín Metzquititlán, Tezontepec de Aldama, Progreso, Tula de Allende y Tlaxcoapan, se pintan de naranja y aroma de la flor de cempasúchil. El Valle del Mezquital aporta el 95 % de la producción de esta flor en el estado de Hidalgo.
Entre los otomíes del Valle del Mezquital la ofrenda, se compone por un piso de tierra, dos muros laterales de carrizos y uno central compuesto por pencas de maguey. Se acostumbra elaborar estructuras a base de mesas y cajas, cubiertos con manteles y servilletas bordadas. Una vez logrados dichos “basamentos”, se colocan en ellos las ofrendas. Cuando no se arman los “basamentos” , las familias suelen hacer “tendidos”, sea con petates o algún otro elemento propicio, y en ellos colocan frutos, flores, comida, lo mismo que velas y copal. En el Mezquital se tendrá presente la siembra previa de la flor de cempasúchil, el bordado de los manteles y las servilletas, la compra de los canastos y los ingredientes para los alimentos que serán colocados en el altar.
El grupo tepehua, que comparte espacio con el grupo otomí en la Sierra de Tenango, comienzan sus celebraciones el 18 de octubre; fecha igualmente importante para los nahuas de la región Huasteca, pues en ella se realiza la “segunda ofrenda” a las “ánimas”. Los tepehua por su cuenta ofrecen, en este día, comida a los fallecidos de manera violenta, pues resultan espíritus proclives a causar enfermedades; de ahí la necesidad de colocar sus “altares” en sitios alejados del resto de la parentela en conmemoración. La celebración tepehua se conoce localmente como Santoro, una expresión lingüística dirigida a señalar sanctorum. En Acaxochitlán destaca la producción de pan cruzado, utilizado en los altares de muerto.

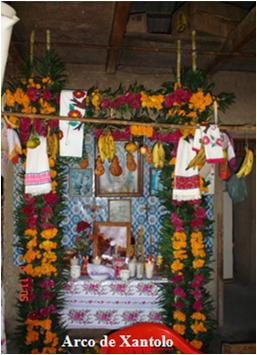
Altar de Xantolo.

En el pensamiento de las comunidades huastecas, la noción apropiada a tal evento se describe con la palabra mijkailuitl, práctica recuperada de manera simbólica mediante la flor de cempasúchil, pues en ella, se dice, se reúnen vida y muerte. En el concepto de los nahuas -en buena parte de la Sierra Alta y Baja se reconoce lo mismo- los familiares muertos van al mictlán; su placentera vida crece ante la oportunidad de visitar periódicamente a sus familiares, gracias al permiso de Mictlantecutli.
La fiesta de Xantolo que se lleva a cabo dentro de la región de la Huasteca, esta celebración coincide con el Día de Muertos. El Xantolo (palabra introducida al náhuatl por la deformación de la frase latina festiumominum sanctorum, que quiere decir fiesta de todos los santos), es la tradición más importante de esta región, la cual se mantiene muy arraigada. Durante estos días, se celebra el certamen Señorita Cempasúchil, evento tradicional que año con año se enmarca en los festejos del Xantolo. En el Xantolo se realizan distintas danzas, estas son principalmente interpretadas por hombres, como: los Matlachines, Cuanegros, los coles, los Huehues y los tecomates.
En 2017 en la Plaza Juárez de Pachuca, se colocó un mega altar de muertos con una extensión de 846.48 m², el cual consiguió el récord Guinness al altar de muertos más grande del mundo. Para su realización se requirieron aproximadamente veinte toneladas de flor; más de mil piezas de pan; además de mil metros de papel picado, y varias toneladas de fruta. En 2019 se colo otro altar de muertos en la Plaza Juárez de 1044.30 m², con lo cual consiguió nuevamente romper el récord Guinness; para la elaboración de este altar participaron más de 100 hidalguenses, entre creadores, artesanos, diseñadores y ciudadanos.
En el Mercado Sonorita en Pachuca, se realiza una pequeña feria, con fuegos pirotécnicos, bailes y distintas actividades. Desde 2009, anualmente se realiza una procesión con imágenes de la Santa Muerte en calles de la ciudad. La procesión parte desde el Mercado Sonorita dedicado a la Santa Muerte, hasta la Plaza Independencia.

Altar de muertos en el estado de Hidalgo.
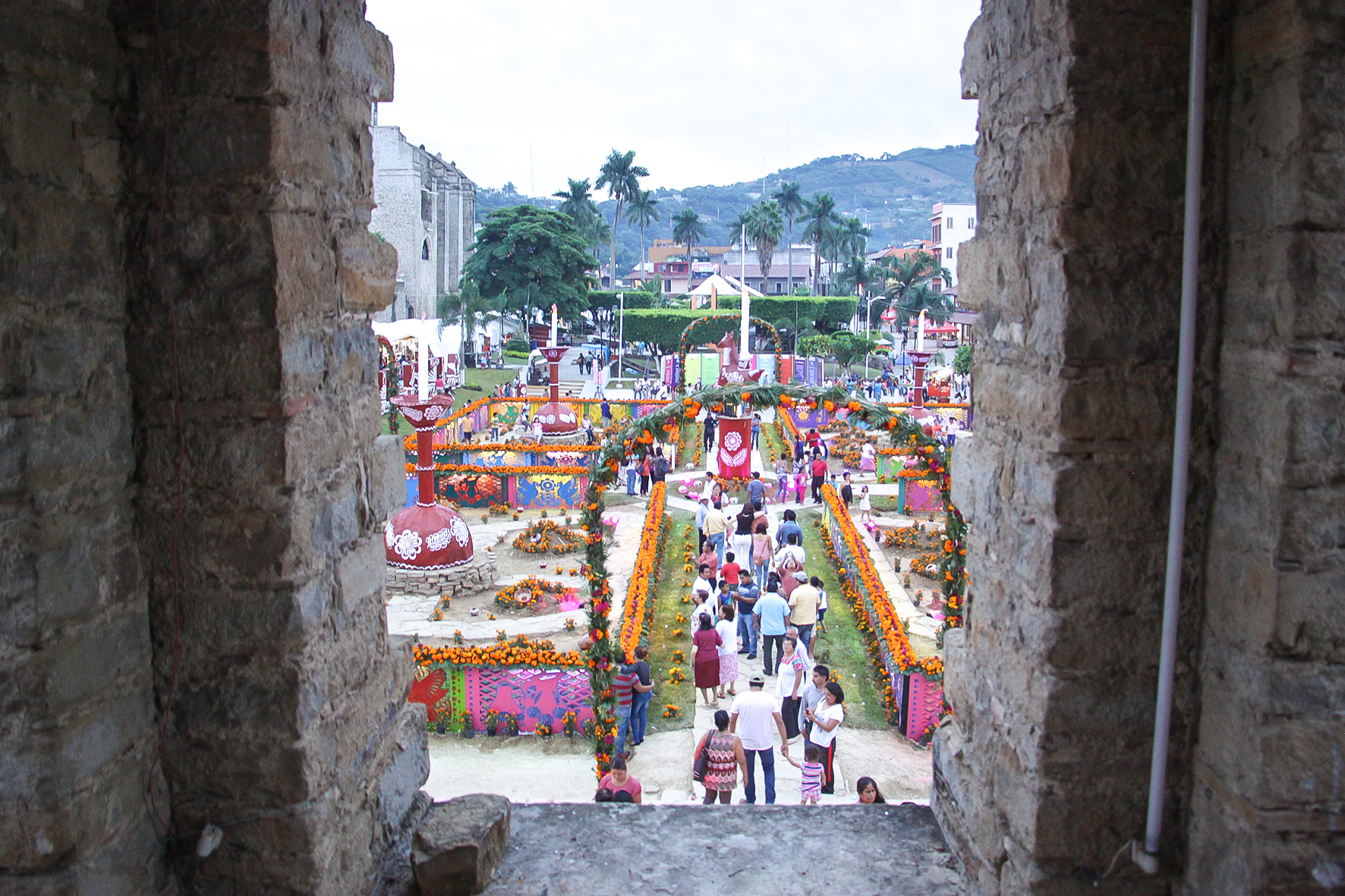
Xantolo en Huejutla.
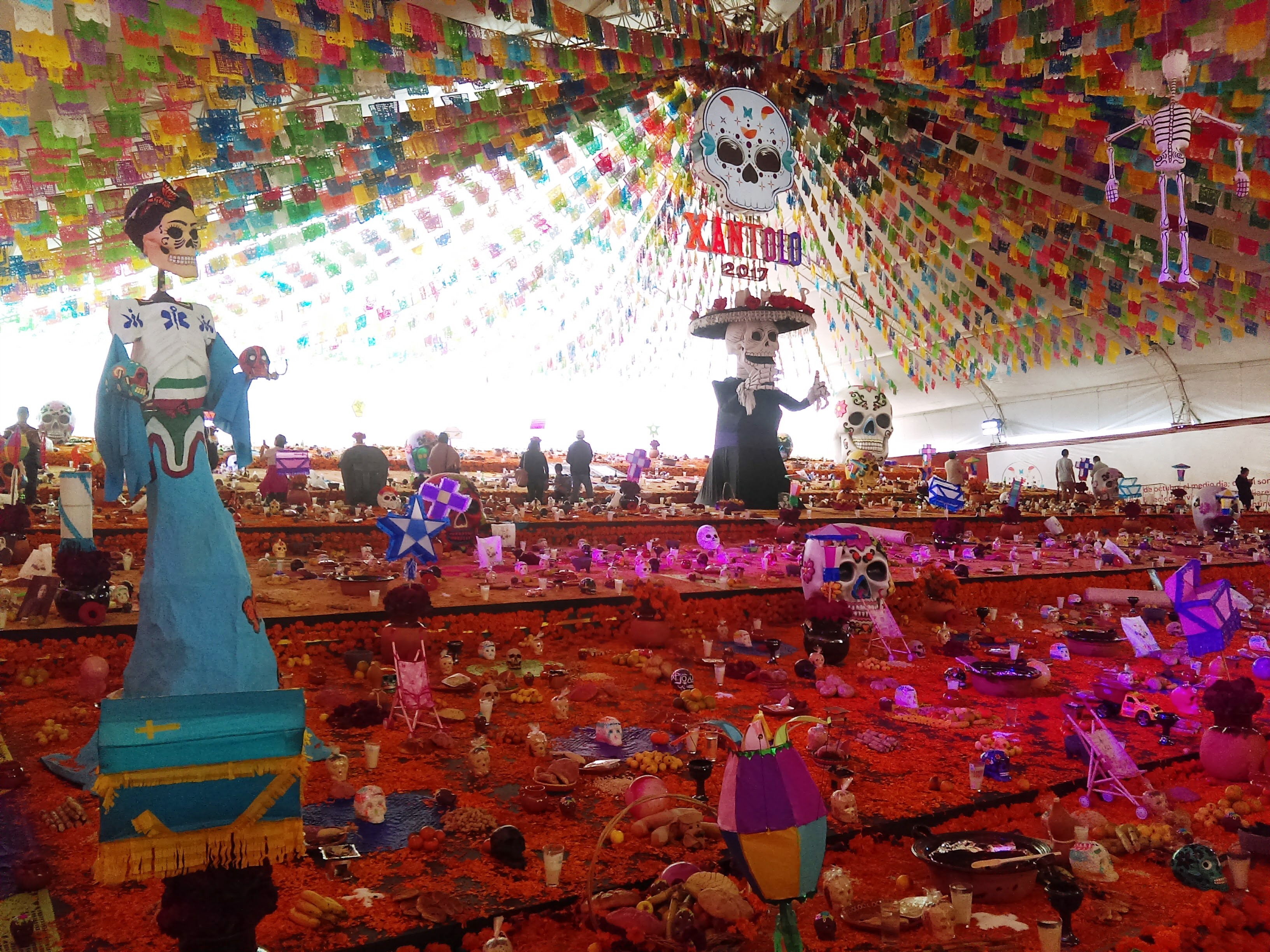
Mega ofrenda de Pachuca en 2017.
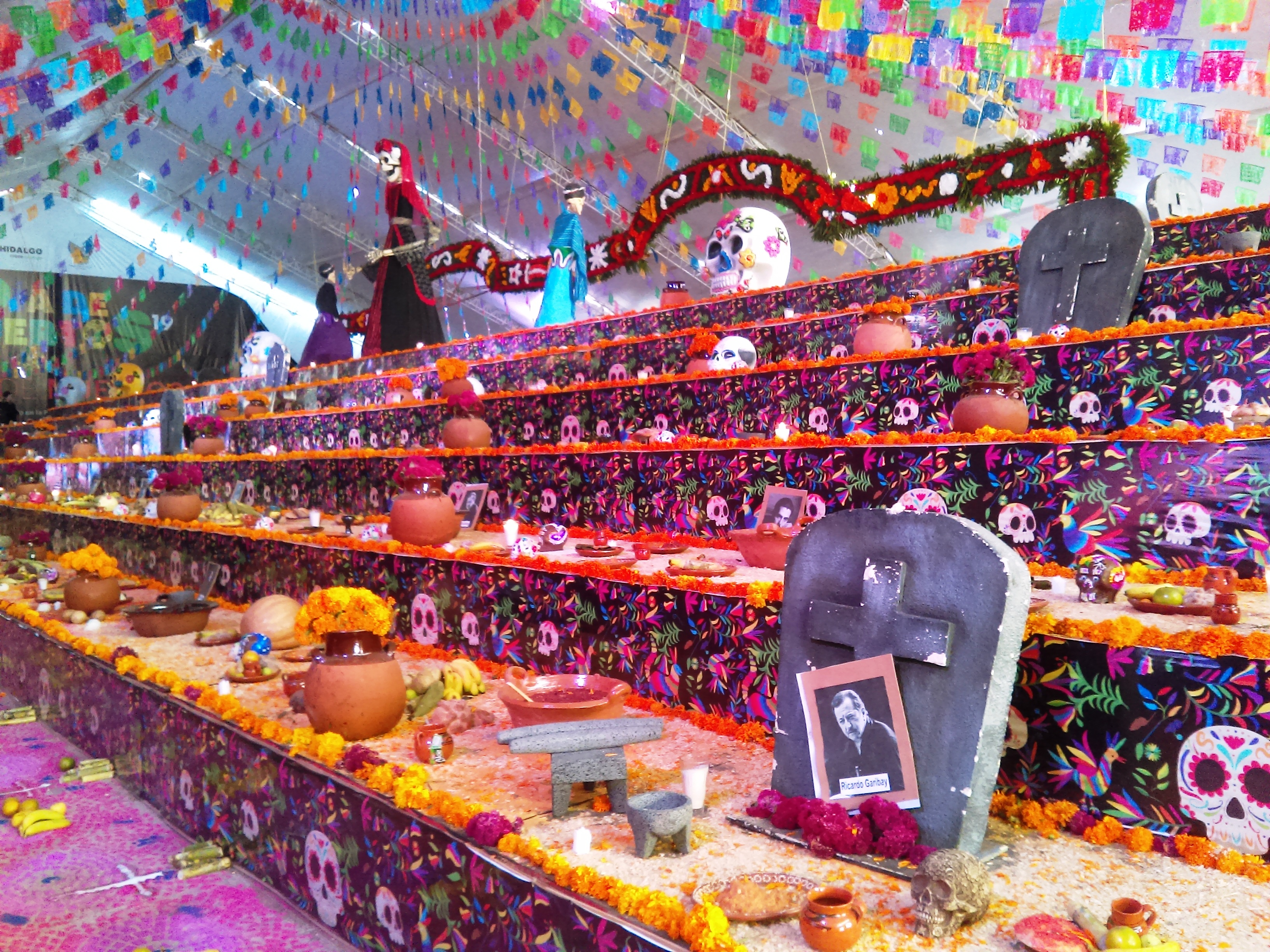
Mega ofrenda de Pachuca en 2019.
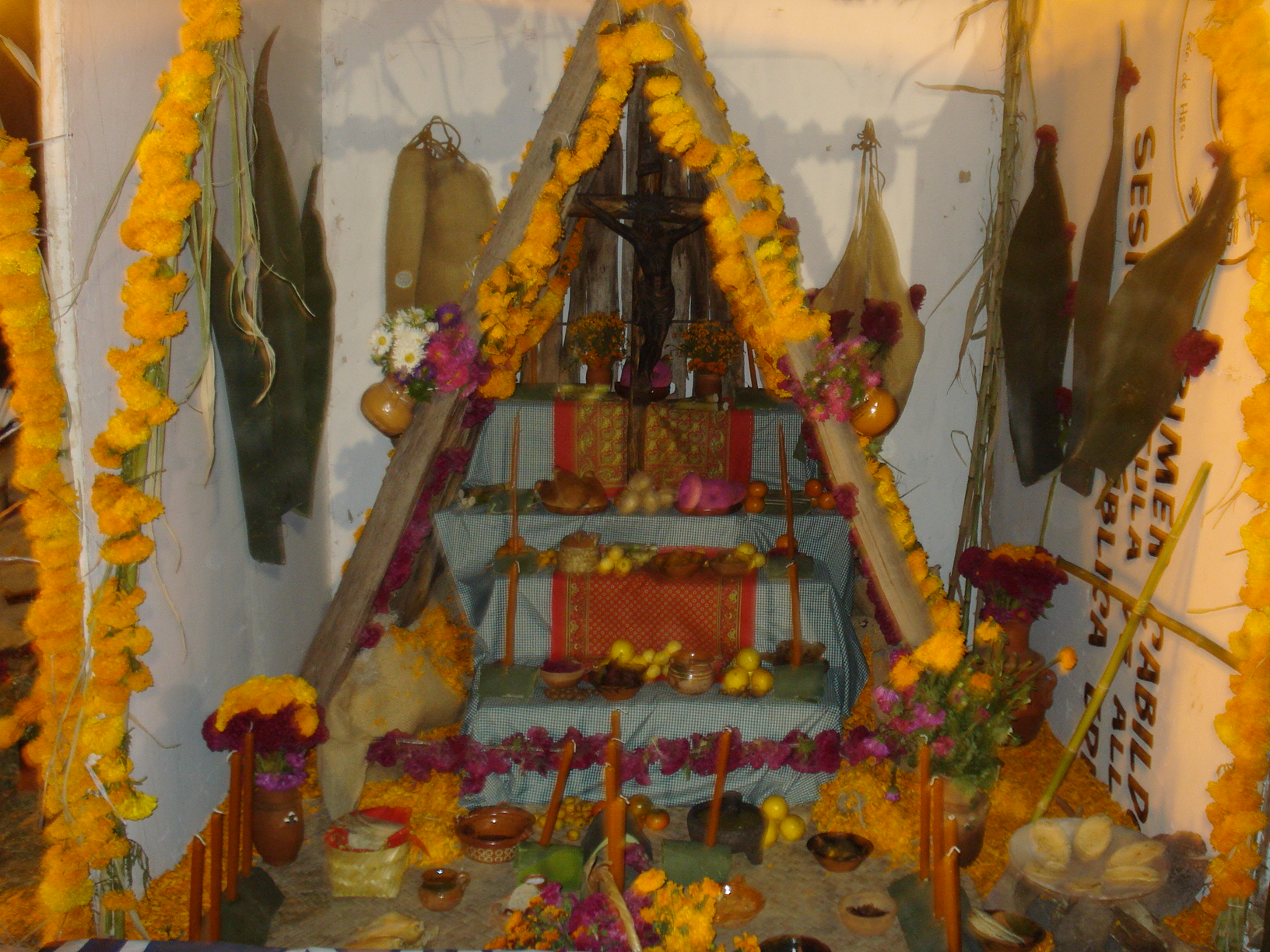
Altar otomí en Tula de Allende (2012)
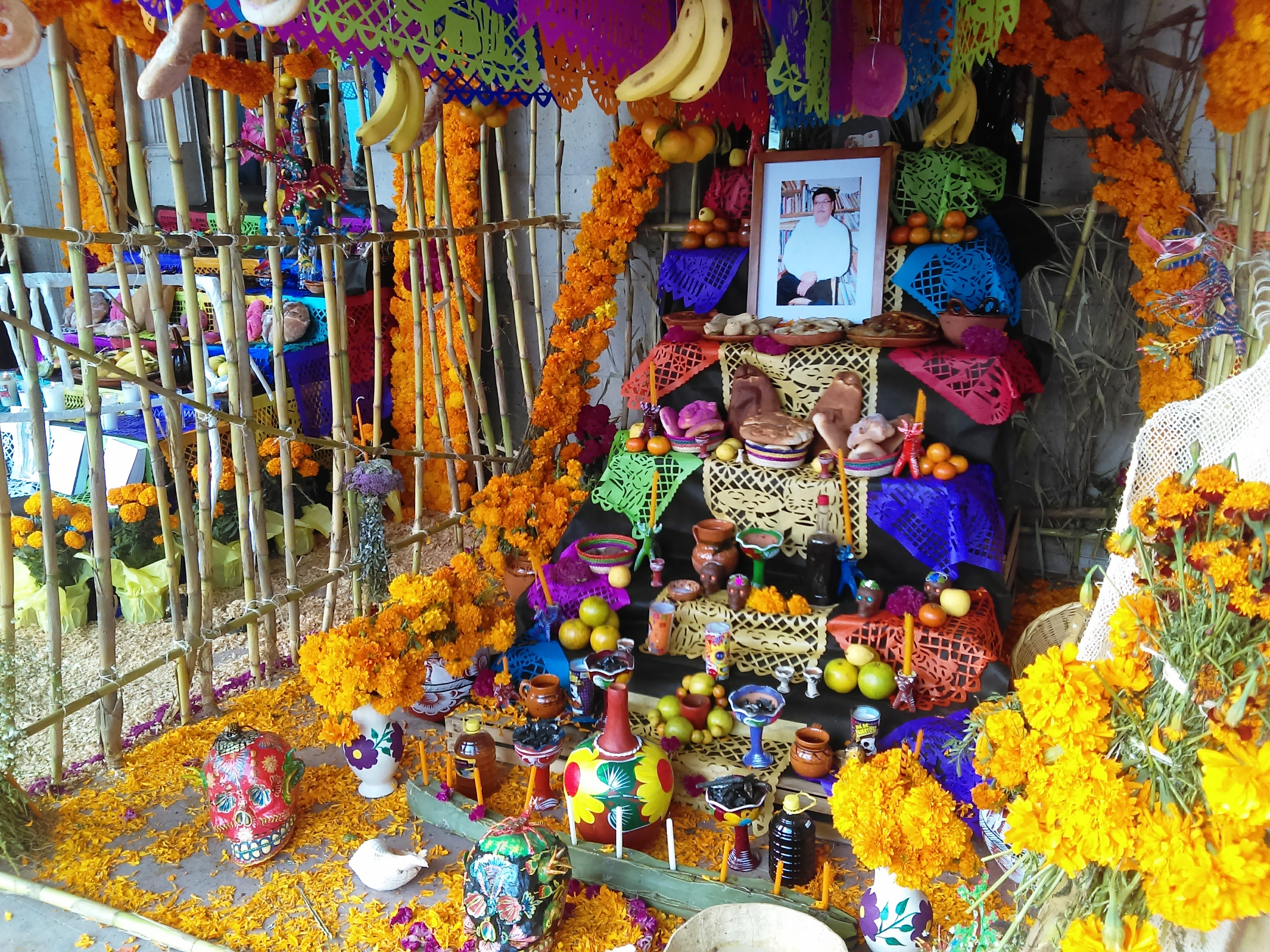
Altar otomí en Actopan (2017).
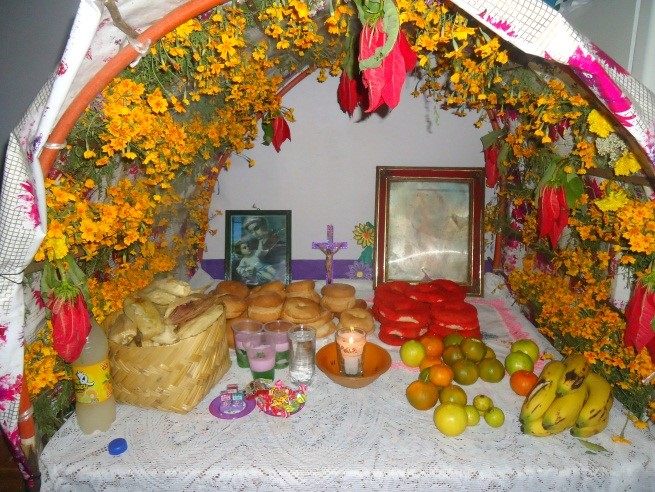
Altar en La Ciénega, Nicolás Flores (2015).
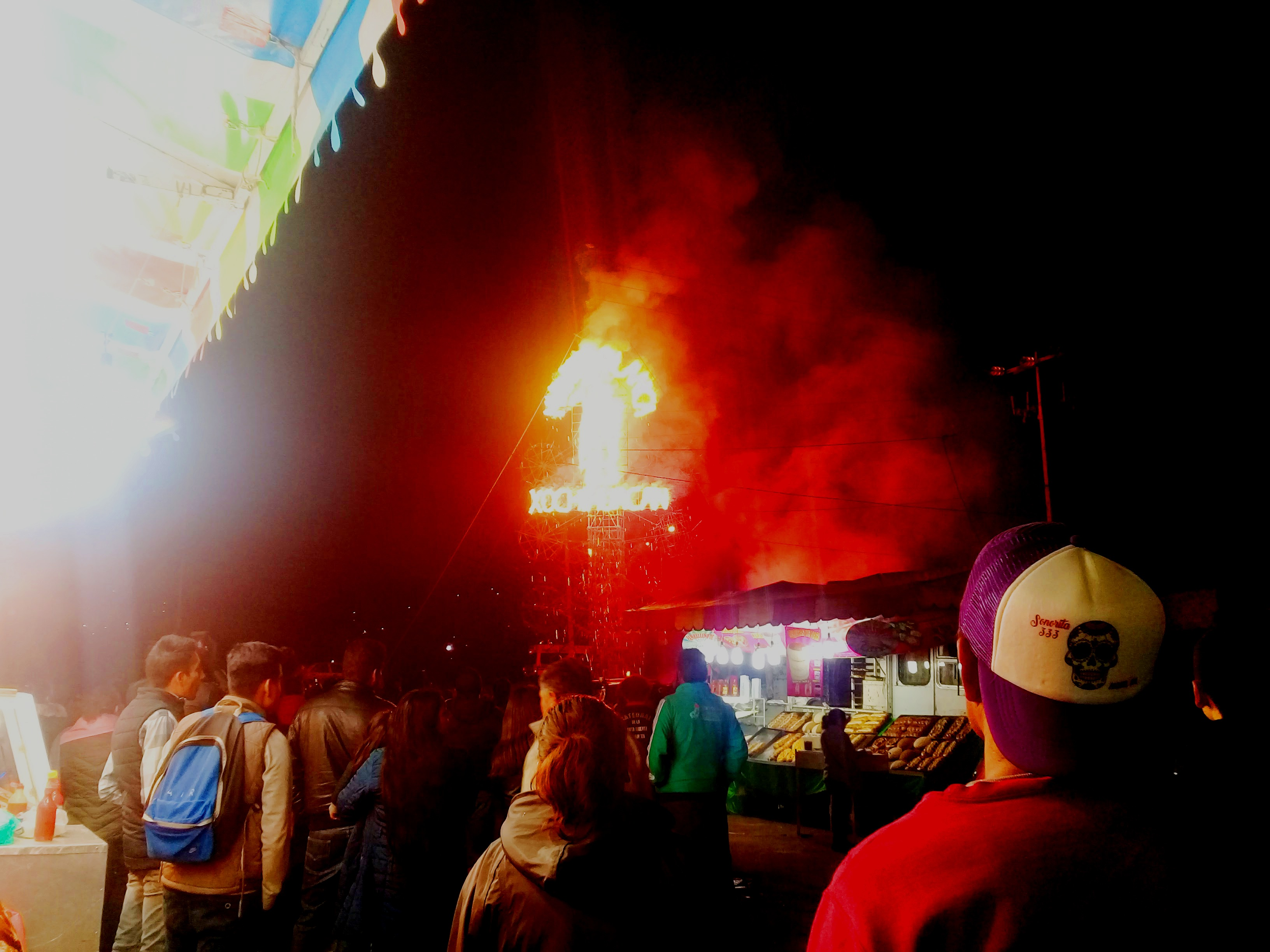
Fiesta del Mercado Sonorita en Pachuca.
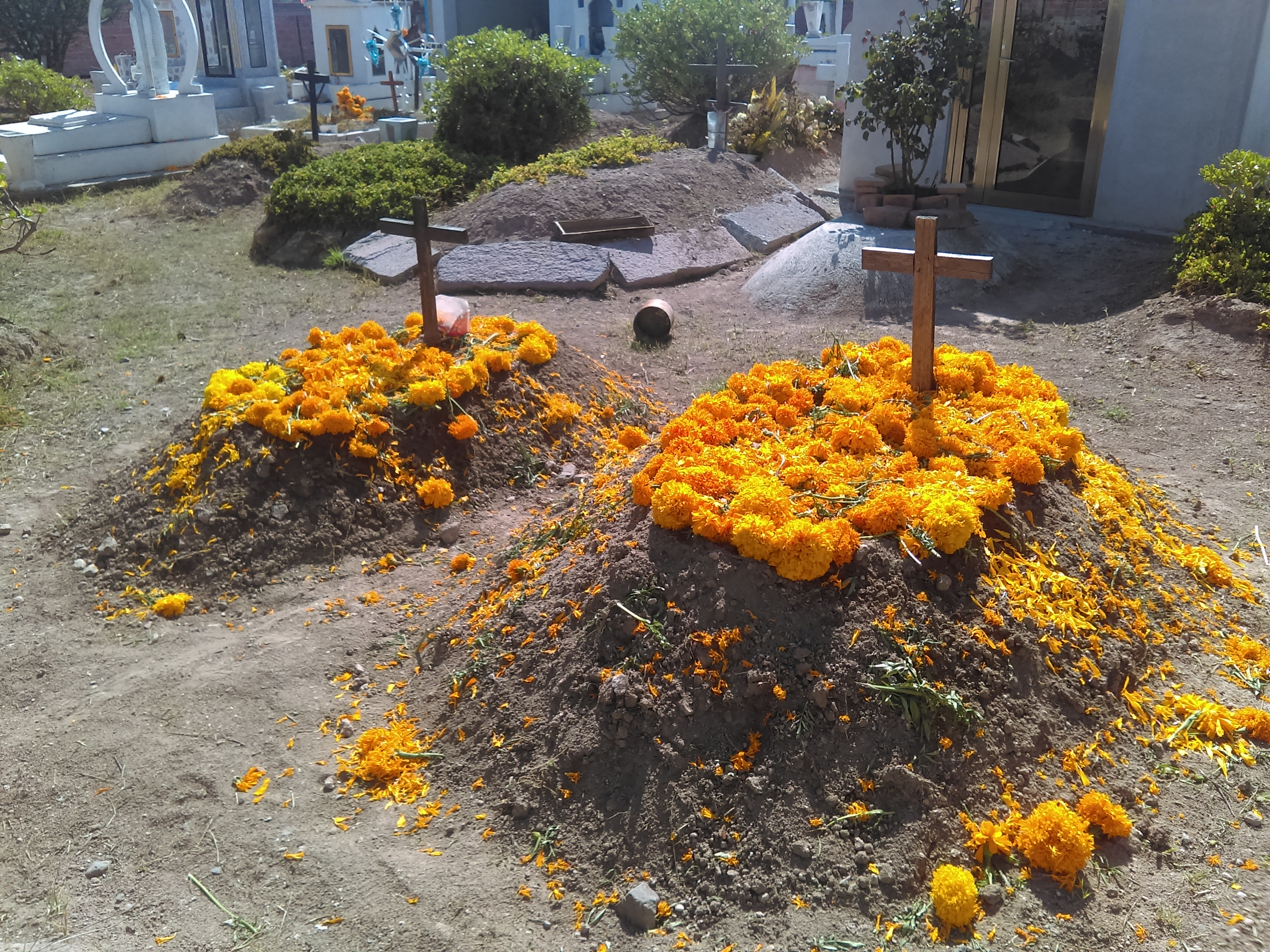
Cementerio en Dajiedhi.
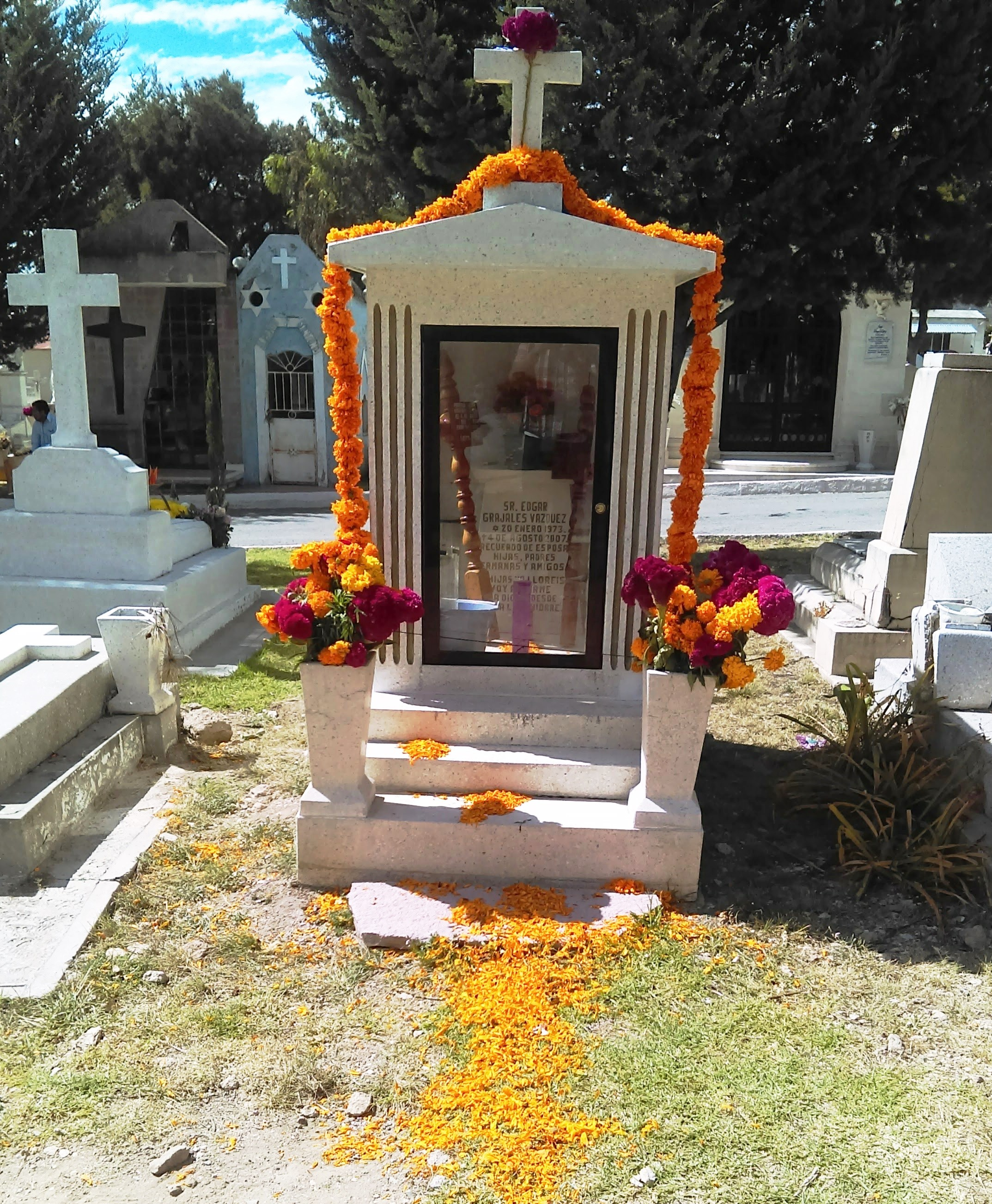
Cementerio en Pachuca.
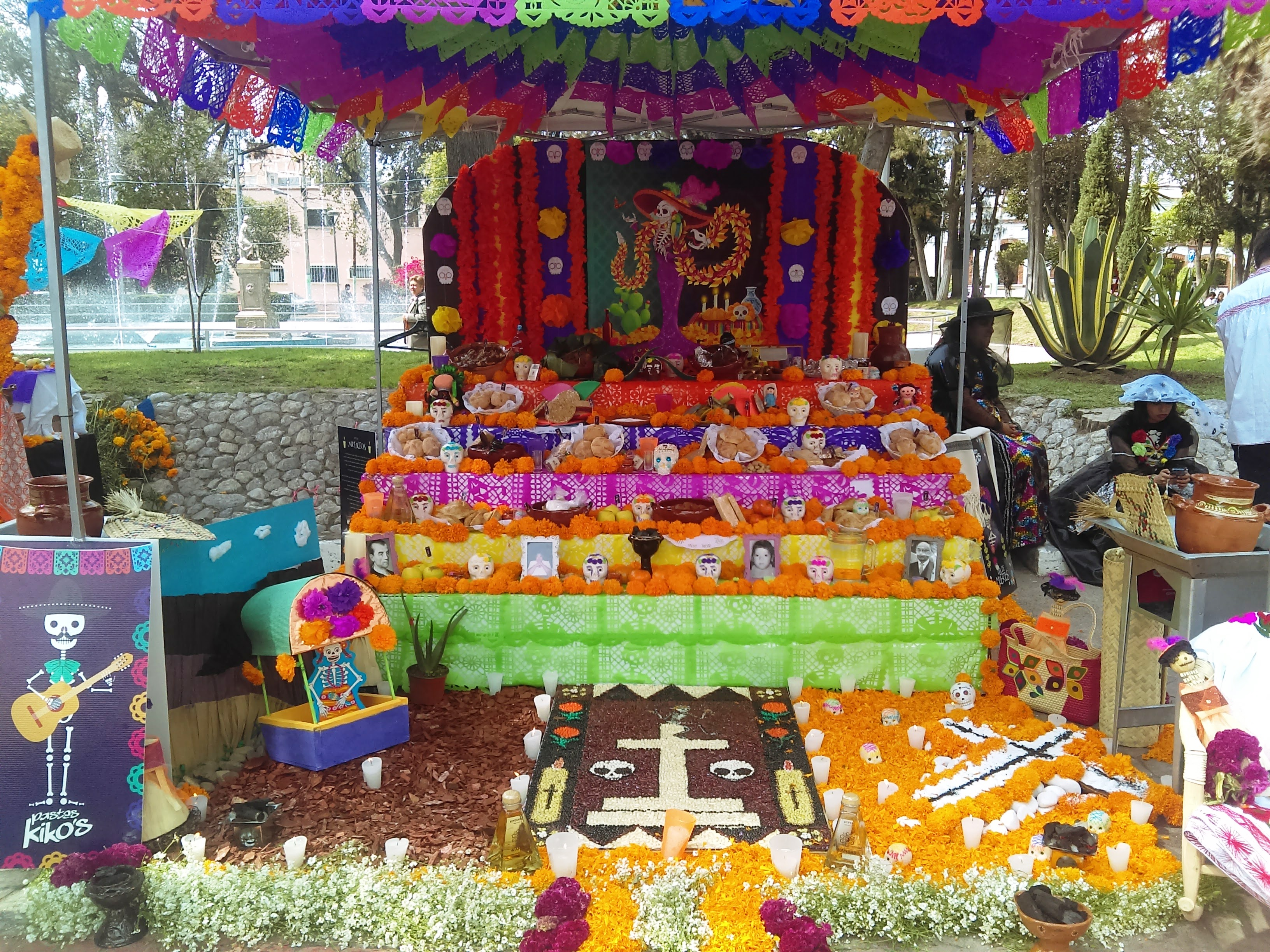
Exhibición de altares en el Parque Hidalgo en Pachuca.
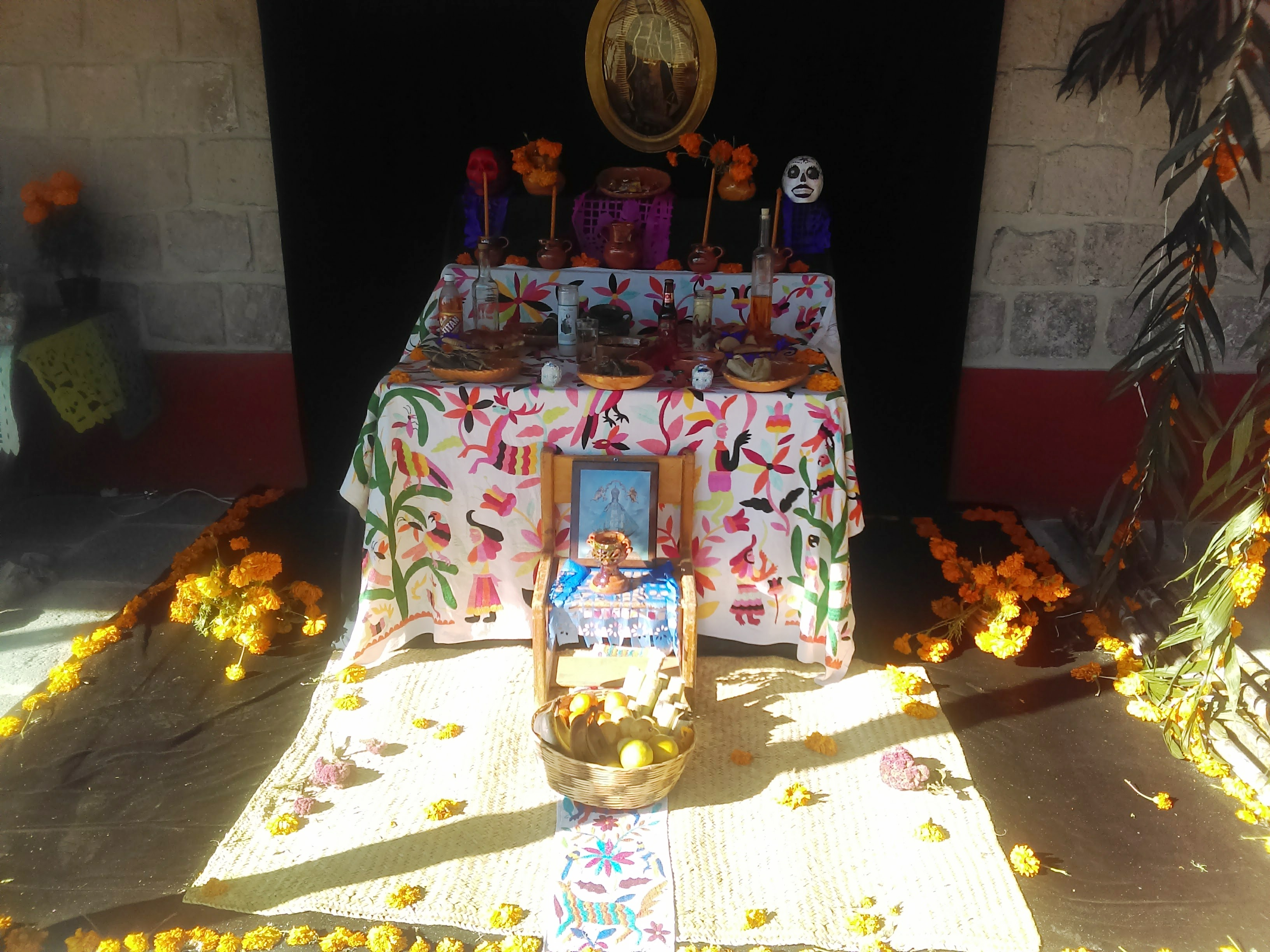
Exhibición de altares en el Centro Cultural del Ferrocarril en Pachuca.

### Fiestas Decembrinas

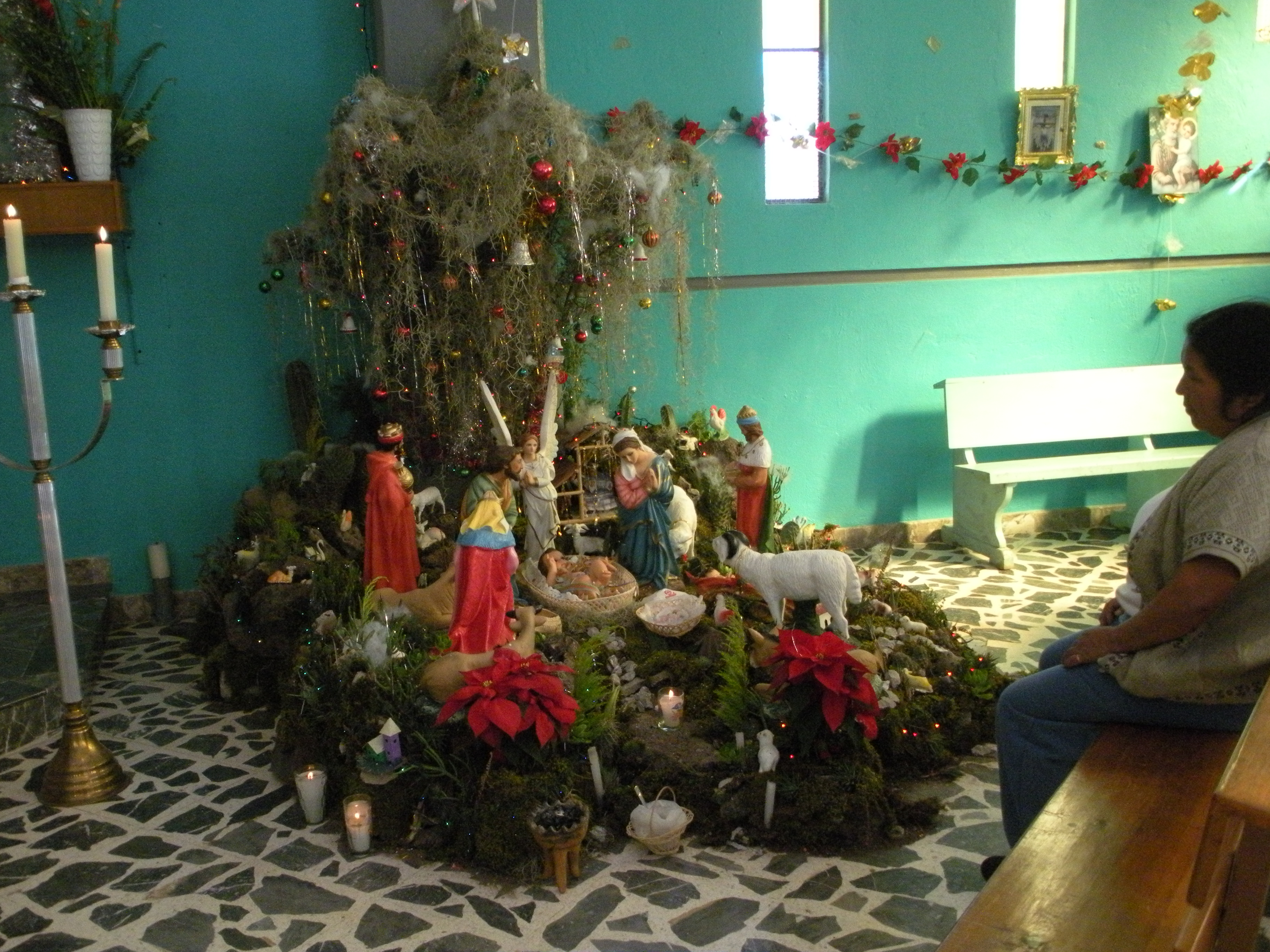
Nacimiento en la Iglesia de Baxcajay

Durante el mes de diciembre se realizan las denominadas Fiestas Decembrinas, en las que a principios de mes de diciembre se lleva a cabo el encendido del árbol de Navidad en ciudades como Pachuca de Soto, Atotonilco el Grande, Tulancingo, Apan, Tizayuca, Jacala, Zimapán, Tula de Allende, Huichapan, Ixmiquilpan, Actopan, Zacualtipán y Huejutla de Reyes. Se realizan distintas actividades por motivo de la celebración a la Virgen de Guadalupe en diferentes comunidades de los municipios del Valle del Mezquital, es la figura femenina más venerada. Así como múltiples peregrinaciones, a la Basílica de Guadalupe en la Ciudad de México.
A la par de Fiestas Decembrinas se desarrolla el Maratón Guadalupe Reyes, concepto de la cultura mexicana que se refiere al periodo comprendido del 12 de diciembre al 6 de enero. Sumando un total de veintiséis días de festejos, entre los que se encuentran: la celebración de las apariciones de Nuestra Señora de Guadalupe (12 de diciembre), las Posadas (16 al 24 de diciembre), Nochebuena (24 de diciembre), Navidad (25 de diciembre), día de los Santos Inocentes (28 de diciembre), Nochevieja (31 de diciembre), Año Nuevo (1 de enero) y día de los Reyes Magos con la partida de la rosca de Reyes (6 de enero).
En los primeros días de enero se realiza la cabalgata de Reyes Magos en ciudades como Pachuca de Soto, Tulancingo, Apan, Huejutla de Reyes, Actopan, Ixmiquilpan, Zimapán, Tula de Allende y Tizayuca. La cabalgata mide cerca de mil metros lineales; y cuenta con carros antiguos, carros alegóricos, y cerca de doscientos personajes y comparsas.

Árboles de Navidad en el estado de Hidalgo.
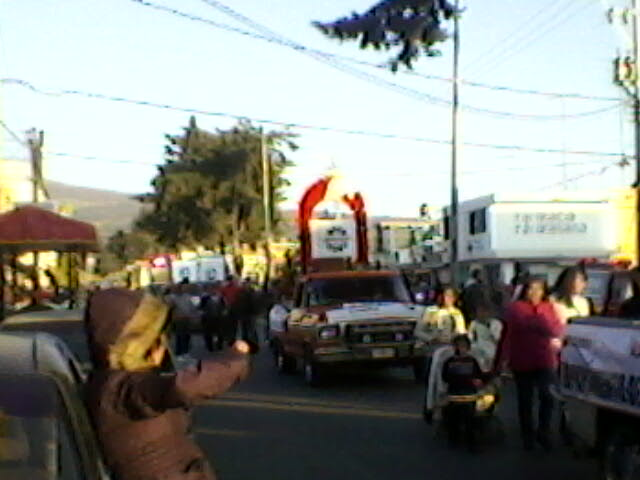
Peregrinación del 12 de diciembre en Ciudad Sahagún.
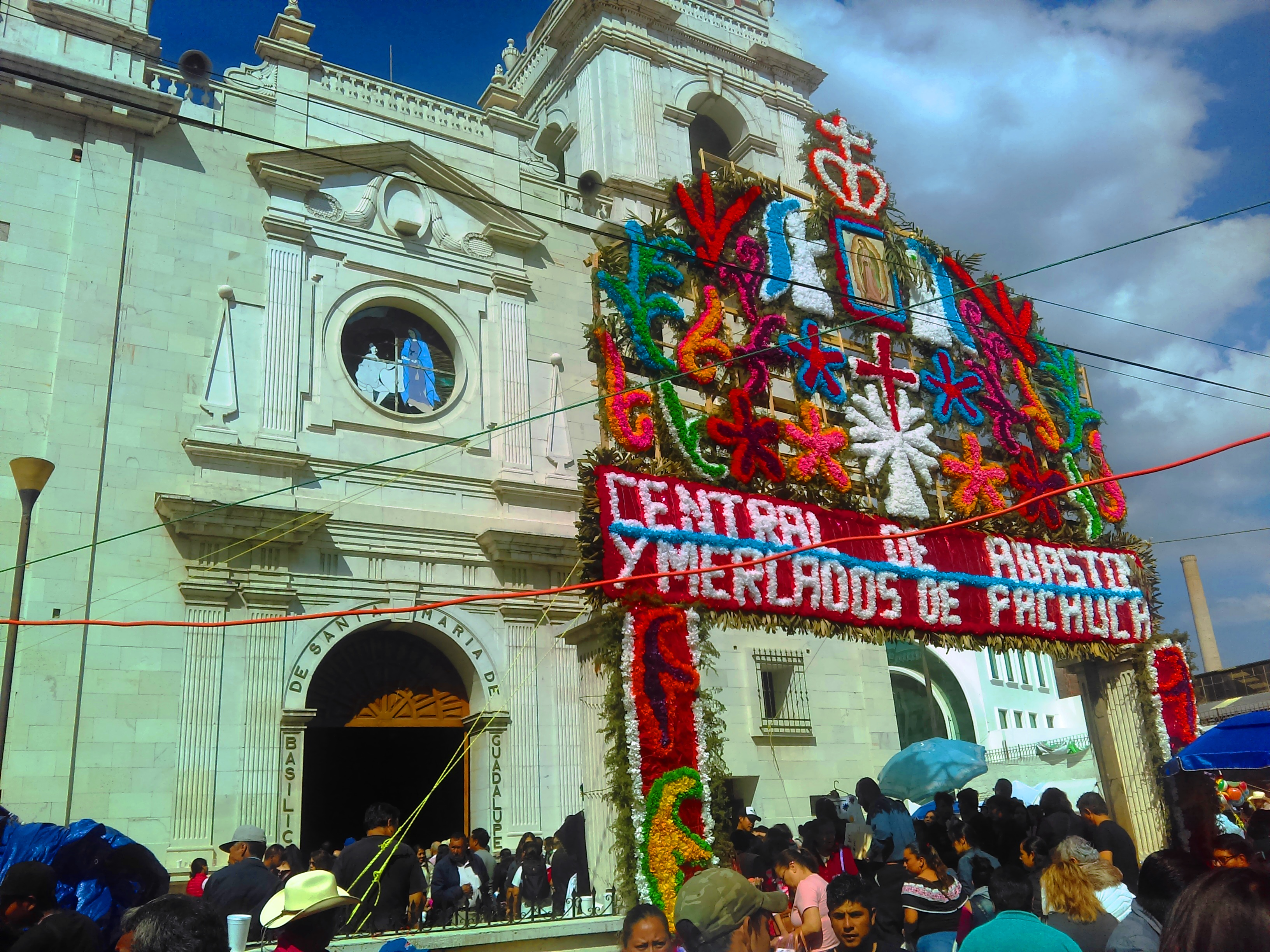
Basílica Menor de Nuestra Señora de Guadalupe el 12 de diciembre.
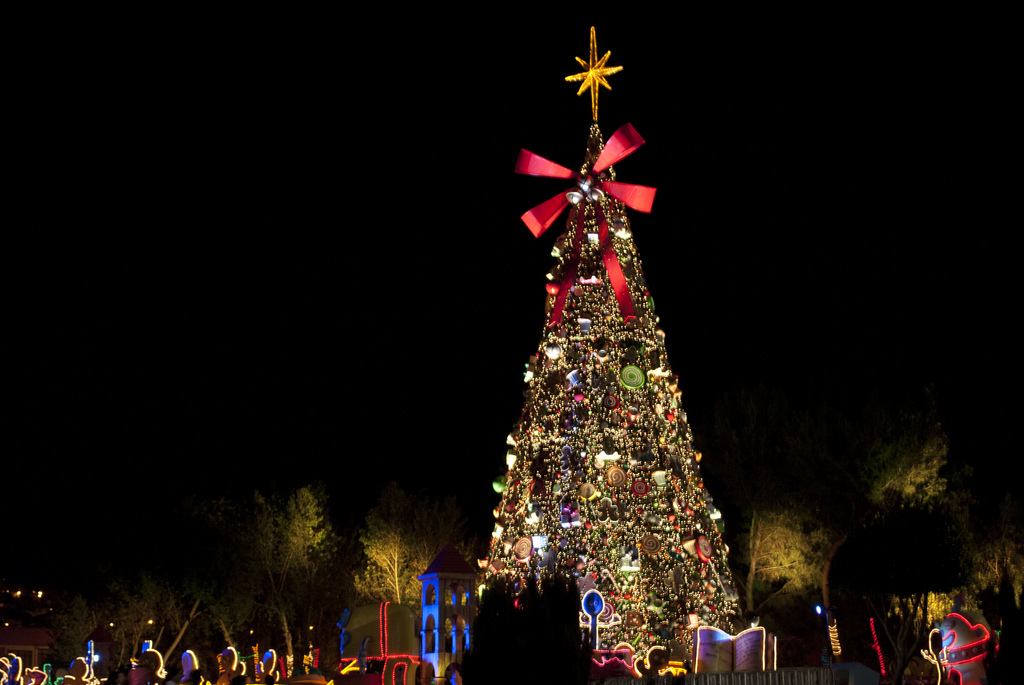
Árbol de Navidad en la ciudad de Pachuca de Soto.
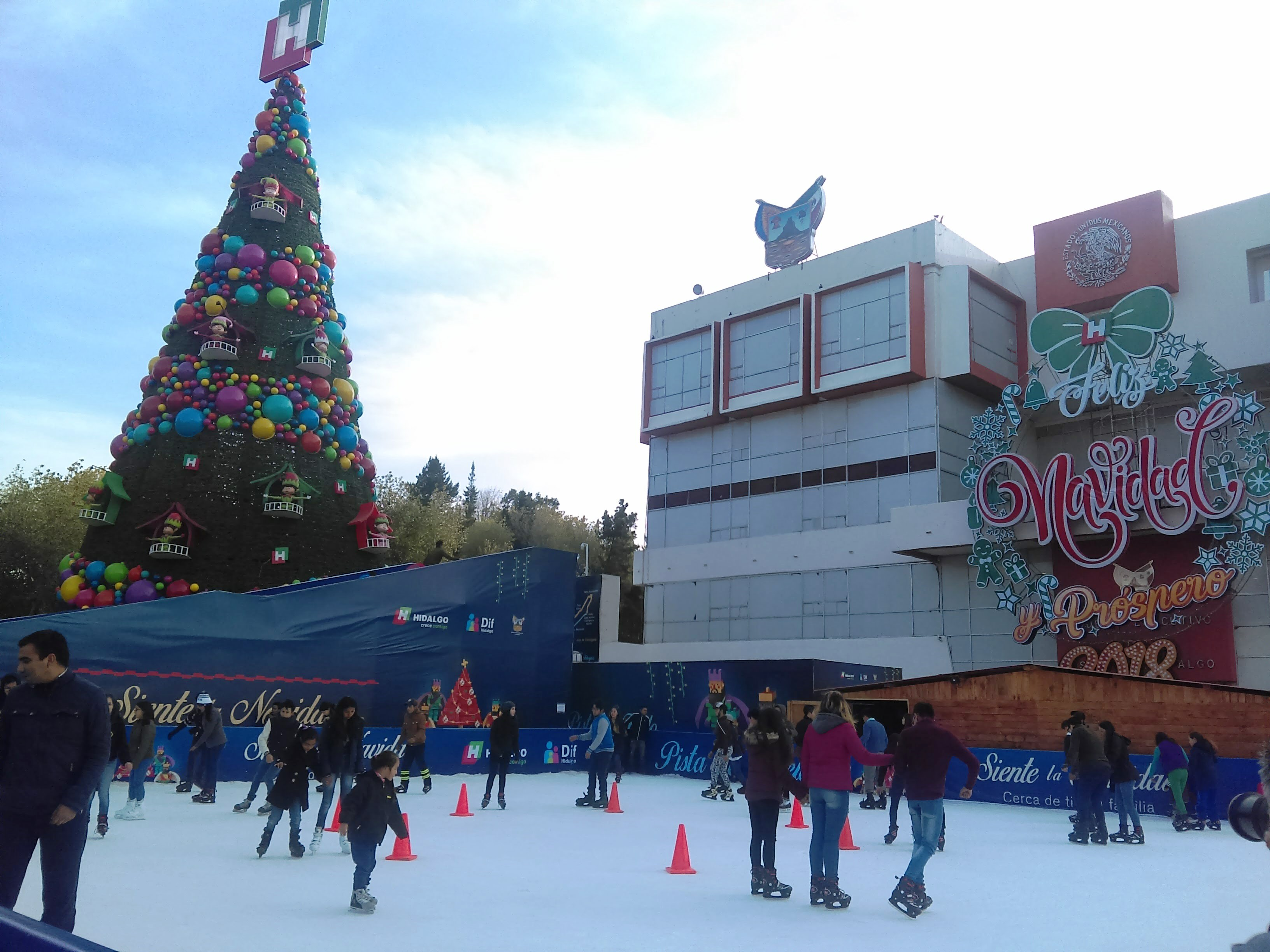
Pista de hielo en Pachuca.
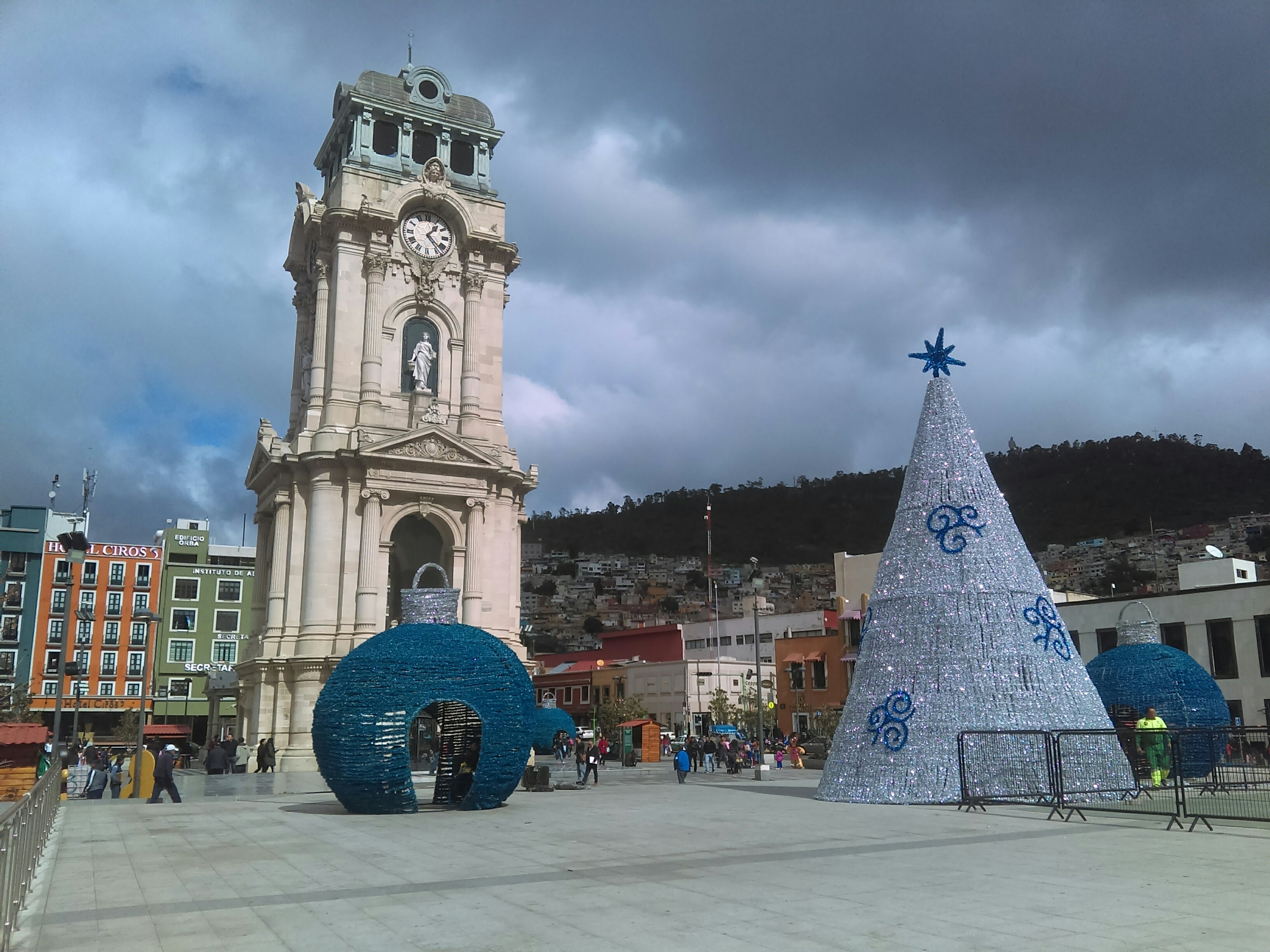
Árbol de Navidad en la ciudad de Pachuca de Soto.
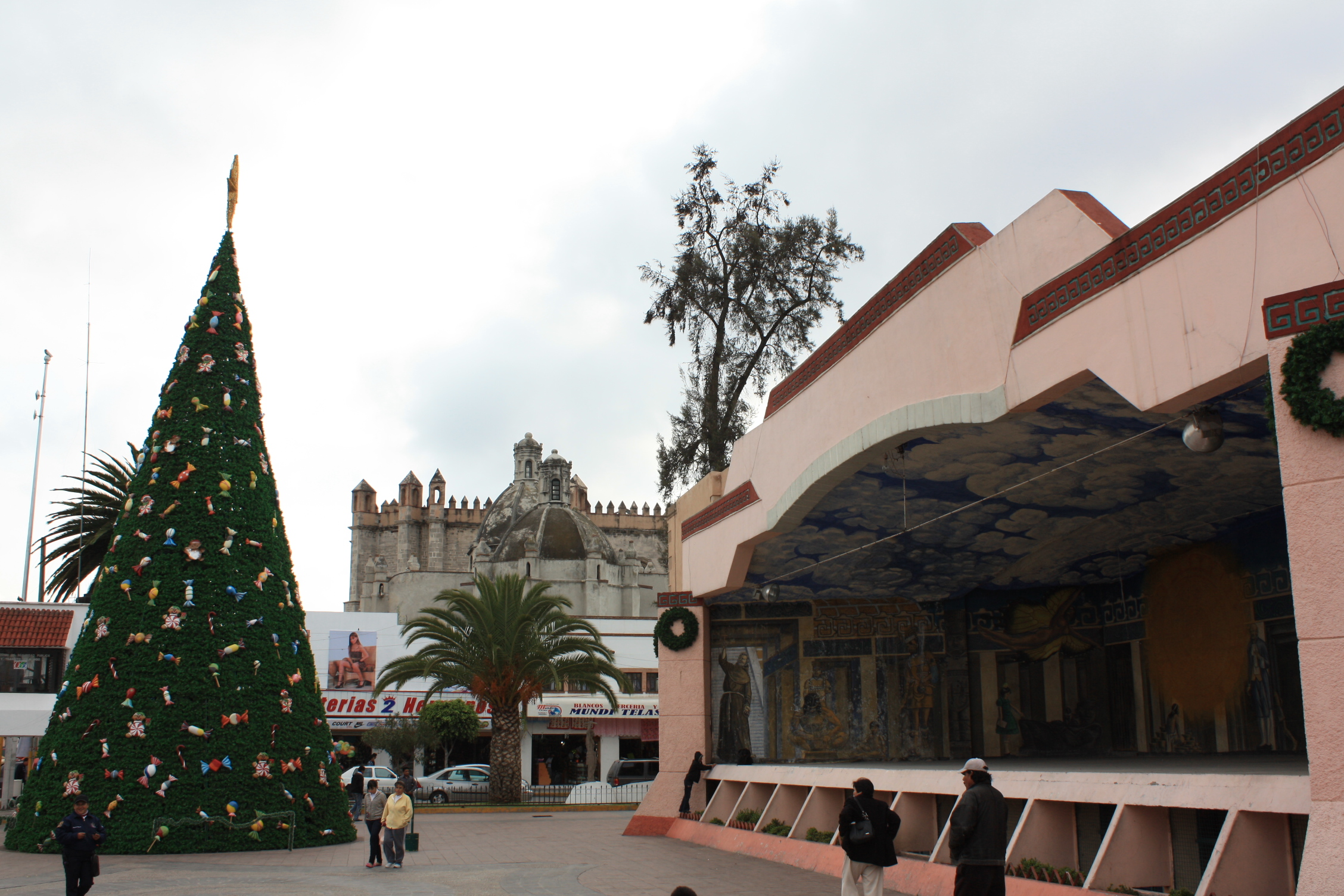
Árbol de Navidad en la ciudad de Tula de Allende.
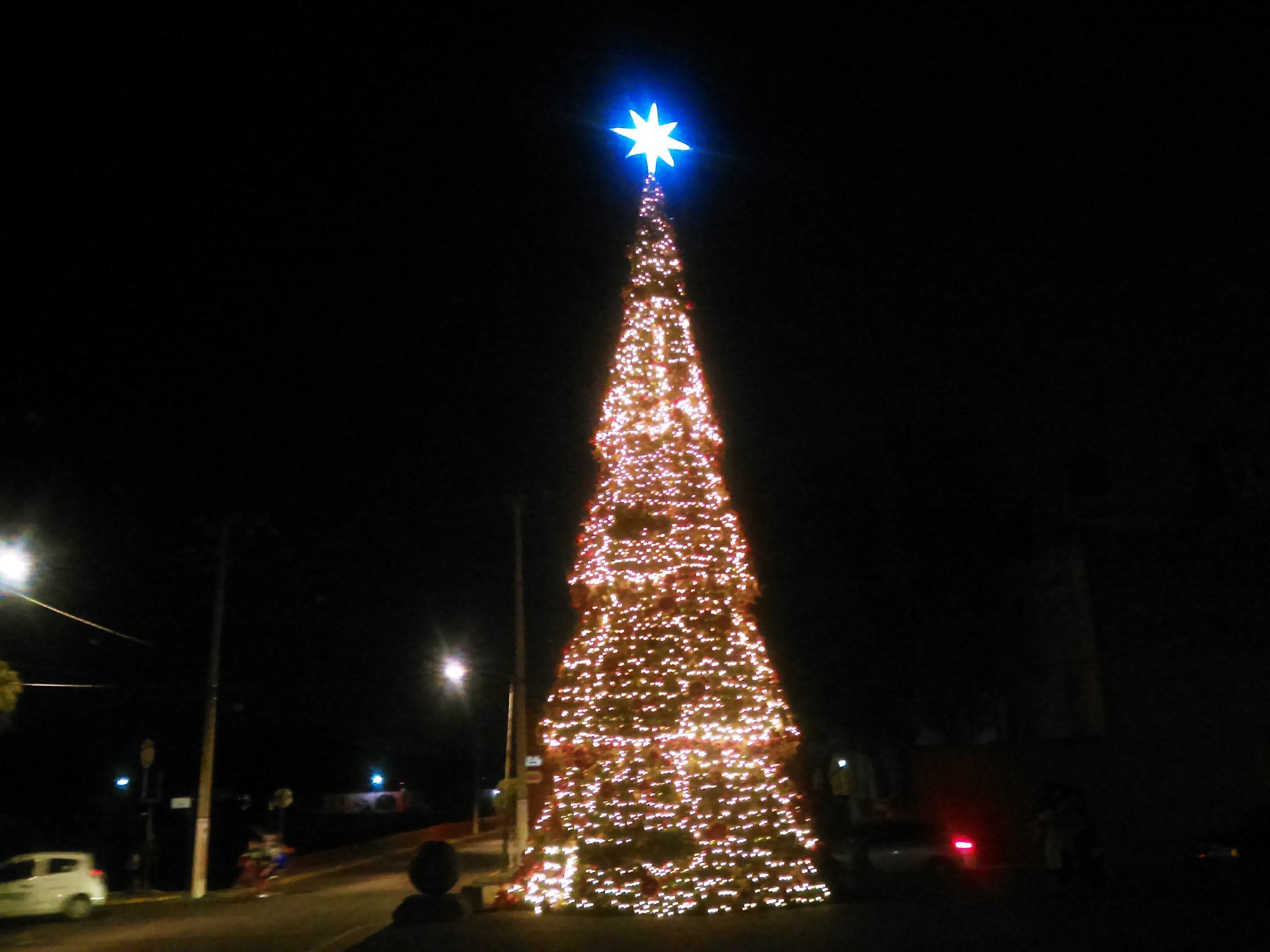
Árbol de Navidad en la ciudad de Actopan.
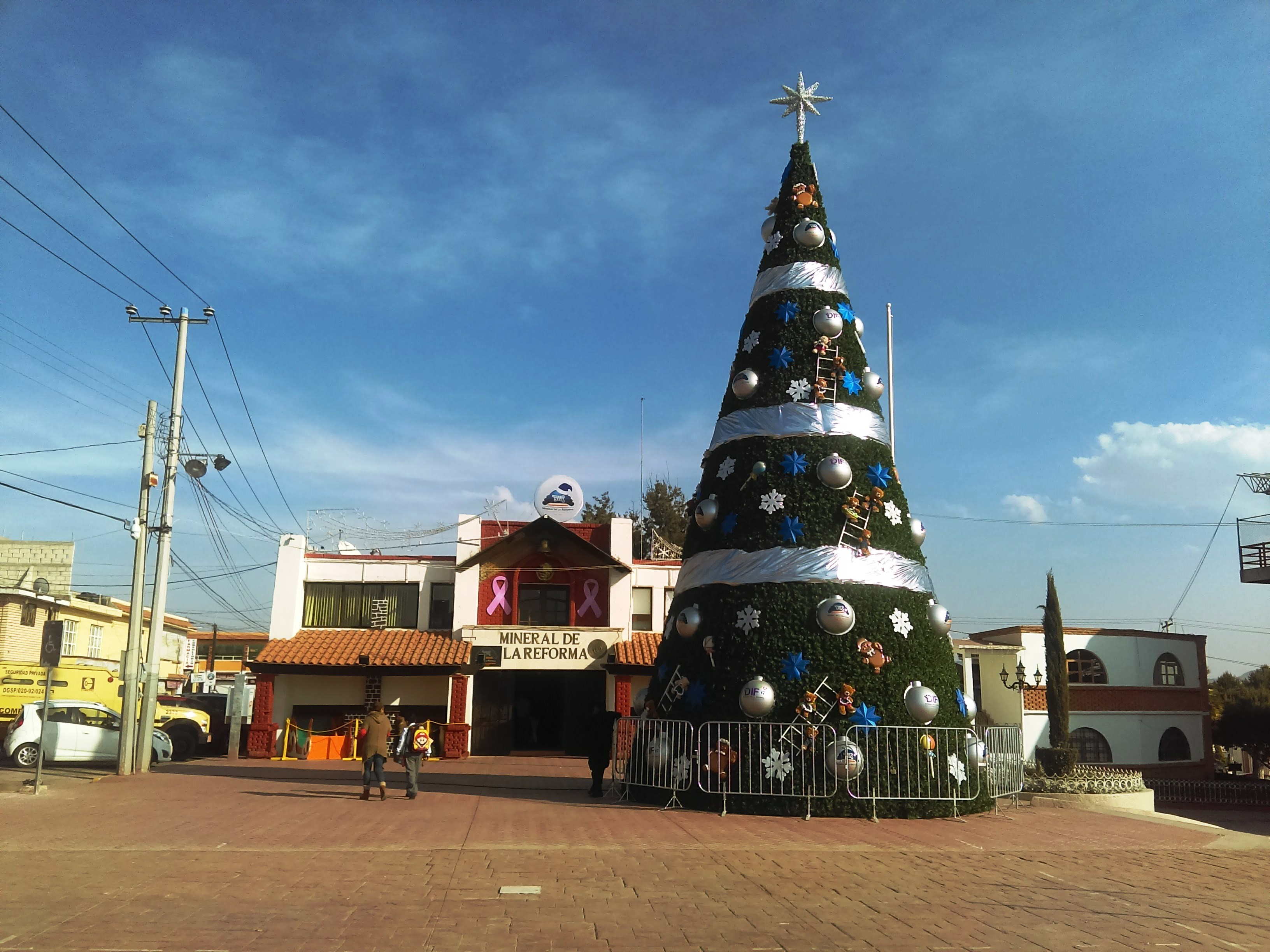
Árbol de Navidad en la ciudad de Pachuquilla.
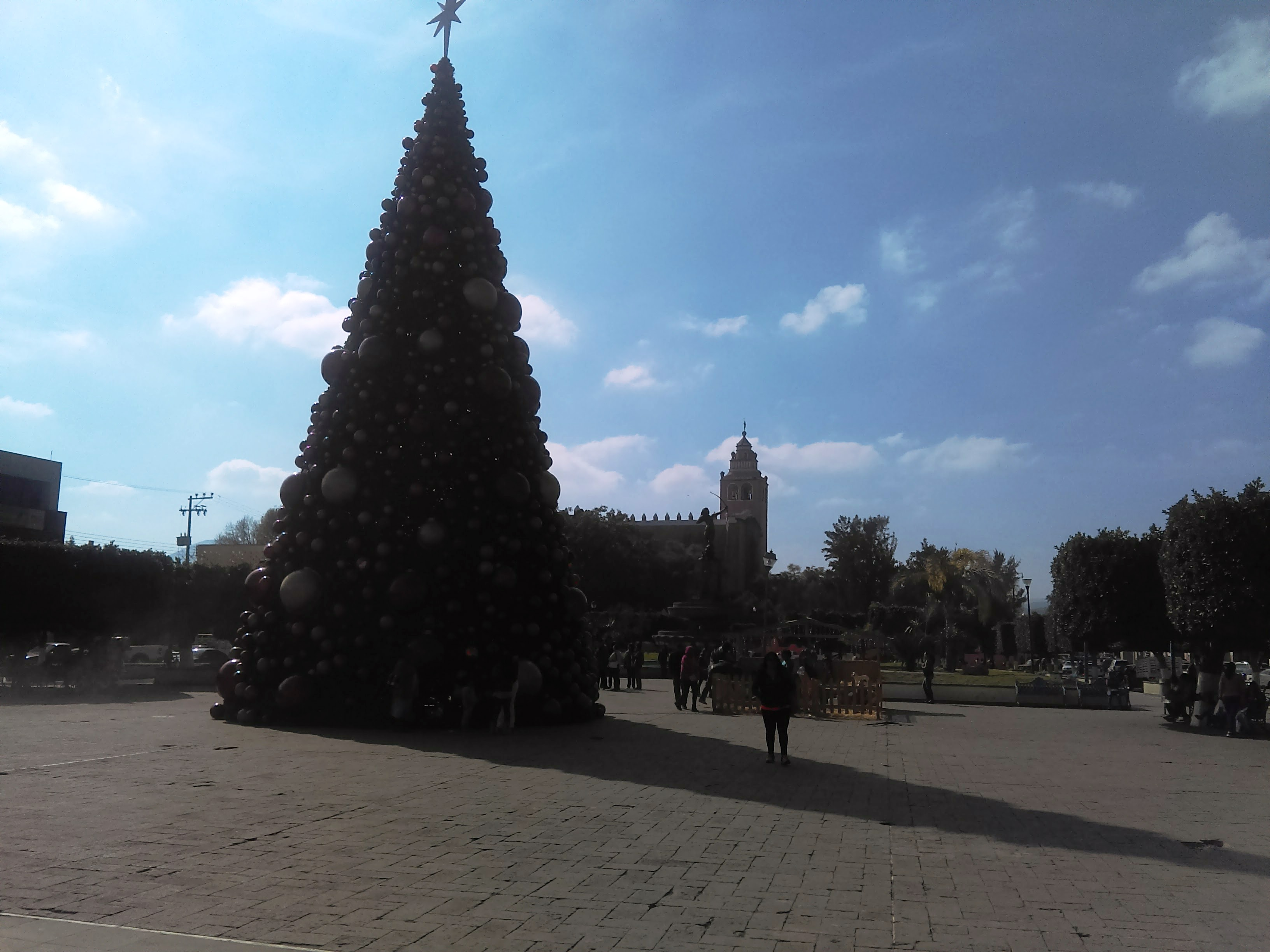
Árbol de Navidad en la ciudad de Ixmiquilpan.
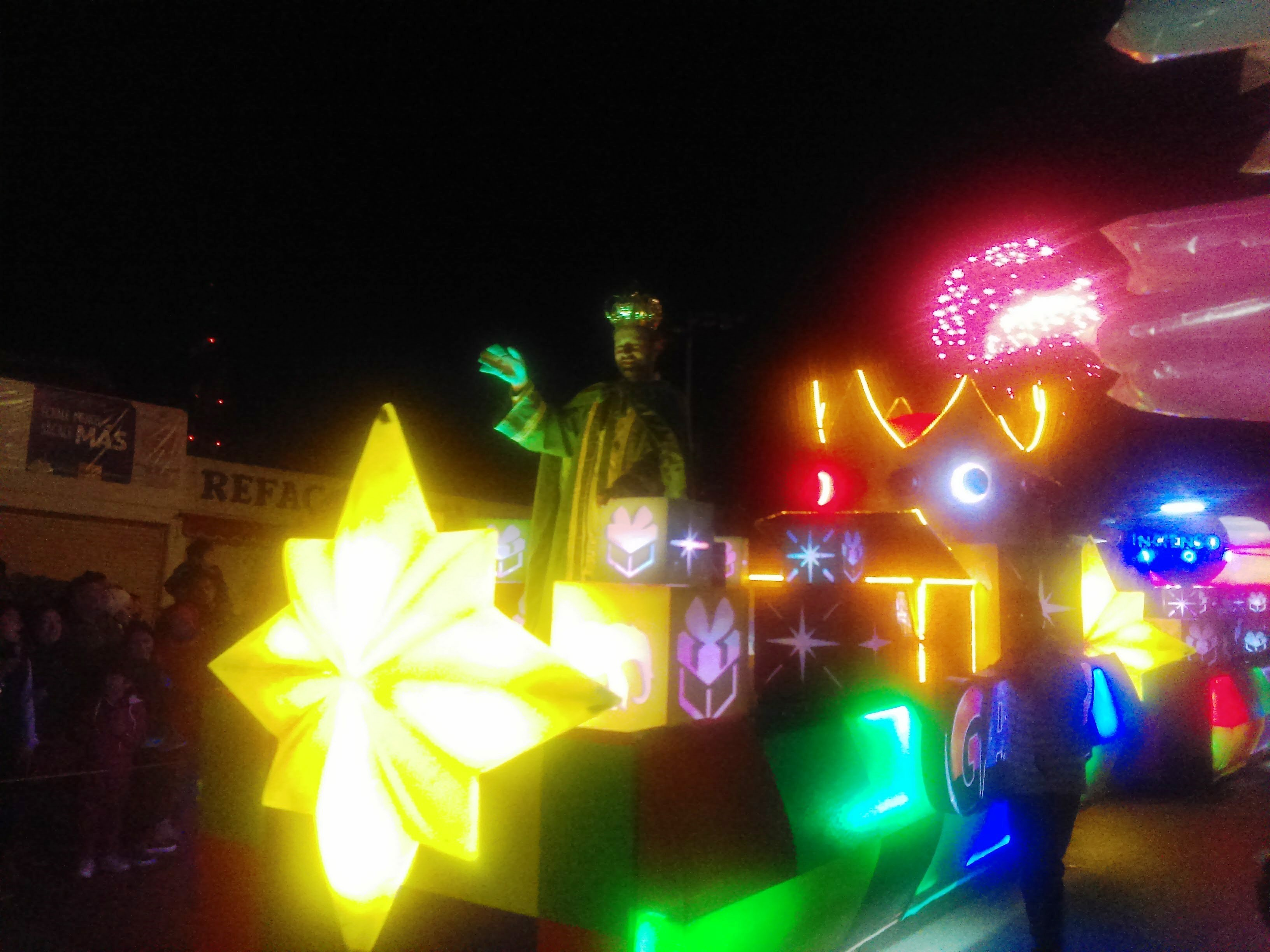
Cabalgata de Reyes Magos en Actopan.

### Expoferias

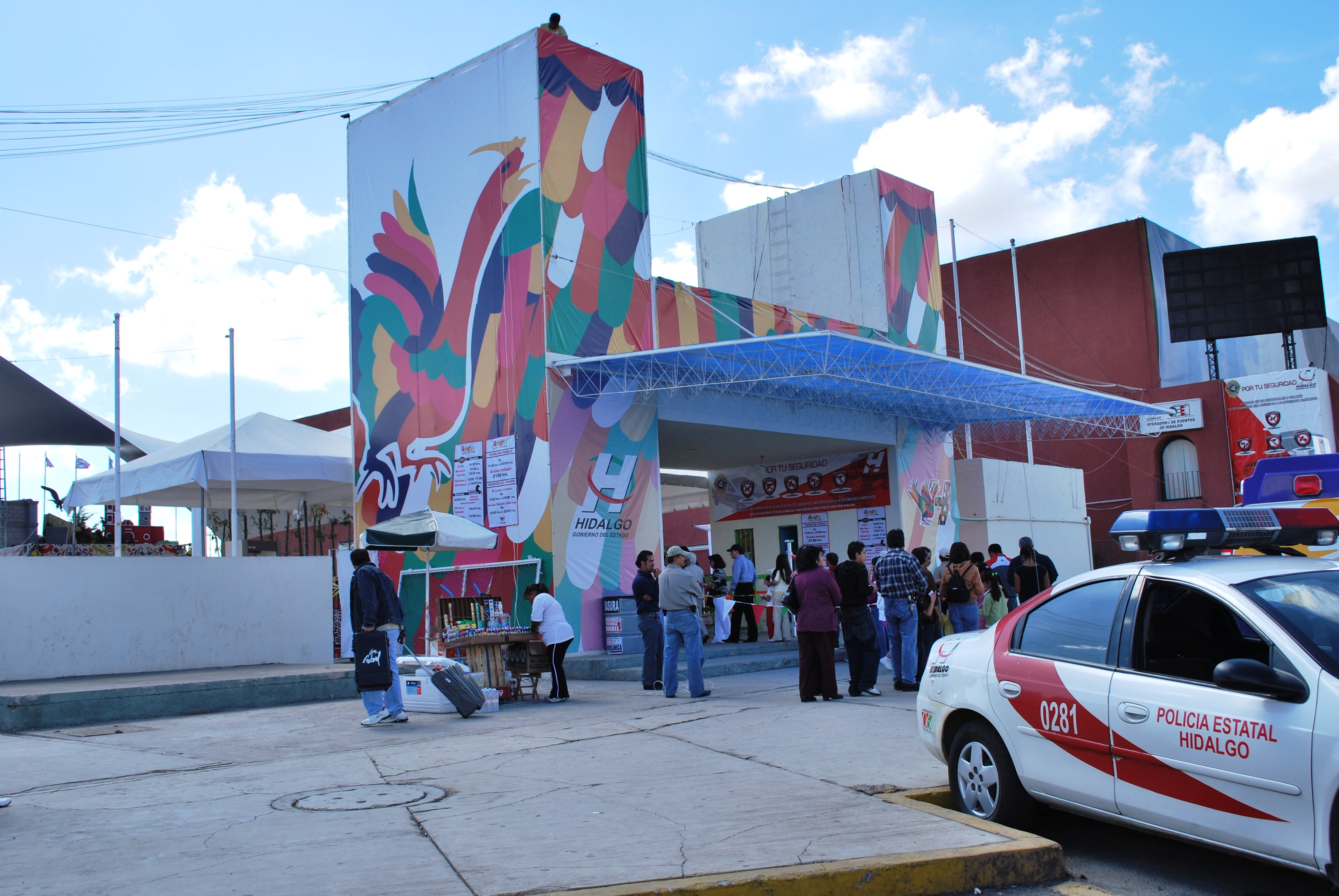
Entrada a la Feria Hidalgo.

Las principales ferias se realizan en Tula de Allende, Tulancingo, Huejutla de Reyes y Pachuca de Soto. La Feria de Nochebuena en Huejutla de Reyes se desarrolla entre diciembre y enero. En Tula de Allende, durante marzo, se realiza la Fiesta de San José, y se conoce también como Feria Anual de Tula. En Tulancingo de Bravo, se celebra en el mes de agosto la Fiesta de Nuestra Señora de los Ángeles. Durante los días que dura esta feria, se instala una exposición comercial, ganadera, agrícola, industrial y artesanal, así como eventos deportivos y culturales.
La Feria San Francisco, también denominada Feria de Pachuca o Feria Hidalgo, es la fiesta más importante del estado de Hidalgo. Tuvo su origen en el siglo XVI, con las celebraciones litúrgicas que realizaban los frailes franciscanos, en honor de San Francisco de Asís, a las cuales eran invitadas las autoridades civiles y eclesiásticas, tanto de la ciudad como de los pueblos circunvecinos. Para este evento, se realizan dos ferias por separado: la Feria Tradicional San Francisco, que se realiza en el Parque Hidalgo y en Convento de San Francisco, y cuyo principal día es el 4 de octubre. Y la Feria Internacional de San Francisco, que se realiza en sus instalaciones especiales. Entre el programa de la feria destacan las: charreadas, las corridas de toros, las muestras artesanales, gastronómicas, industriales y ganaderas, los eventos deportivos y culturales, así como de juegos mecánicos y bailes populares; se realiza anualmente en el mes de octubre.

### Festivales culturales

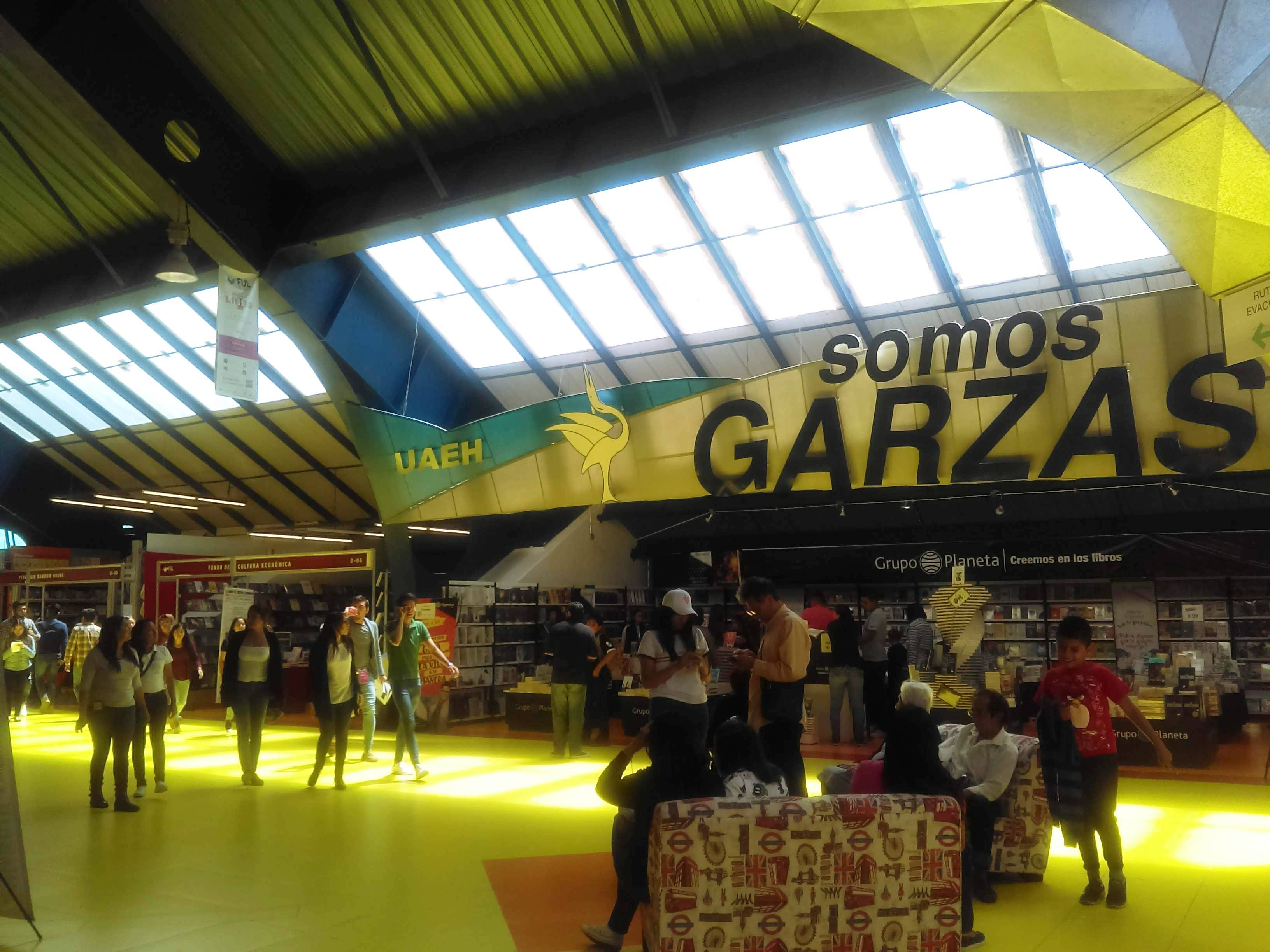
Feria Universitaria del Libro.

En Pachuca de Soto se realizan distintos eventos culturales como la Feria del Libro Infantil y Juvenil, creada en el año 2000; el Festival Internacional y Concurso Nacional de Intérpretes de Guitarra Clásica Ramón Noble, creado en 2006; y el Festival Internacional de la Imagen (FINI) de la UAEH, creado en 2011. Desde 2011 se realiza el Festival Internacional de Cine de Hidalgo o Hidalgo Film Fest un festival de cine con muestras de películas de distintos países. Desde 2010 se realiza el Festival Internacional de Jazz.
La Feria Universitaria del Libro (FUL) de la UAEH, es la más significativa y grande reunión editorial del estado de Hidalgo, donde participan autores, editores, distribuidores, bibliotecarios, lectores, diseñadores, ilustradores, traductores, y talleristas. El encuentro editorial incluye un programa artístico cultural con exposiciones, conferencias, presentaciones de libros, actividades musicales y teatro. En agosto de 1987 se organizó por primera ocasión, ubicada en un principio en los portales de la Plaza Juárez, a partir de 2011 se cambia de sede al Polideportivo "Carlos Martínez Balmori" en la Ciudad del Conocimiento, Mineral de la Reforma.
El Festival Internacional de la Imagen (FINI) de la UAEH, es un encuentro multidisciplinario para promover, difundir y apreciar la creación artística y la comunicación visual en un espacio de reflexión y debate en torno a la estética, los significados y el valor de las imágenes en sus diversos géneros, expresiones y aplicaciones. Su primera edición se realizó en 2011. El FINI convoca a artistas, estudiantes, académicos, investigadores y especialistas a exponer, a través de sus actividades, las realidades de la educación, tanto nacionales como mundiales, para buscar soluciones y promover el desarrollo de las personas y las naciones.

## Artesanía

### Alfarería y cerámica

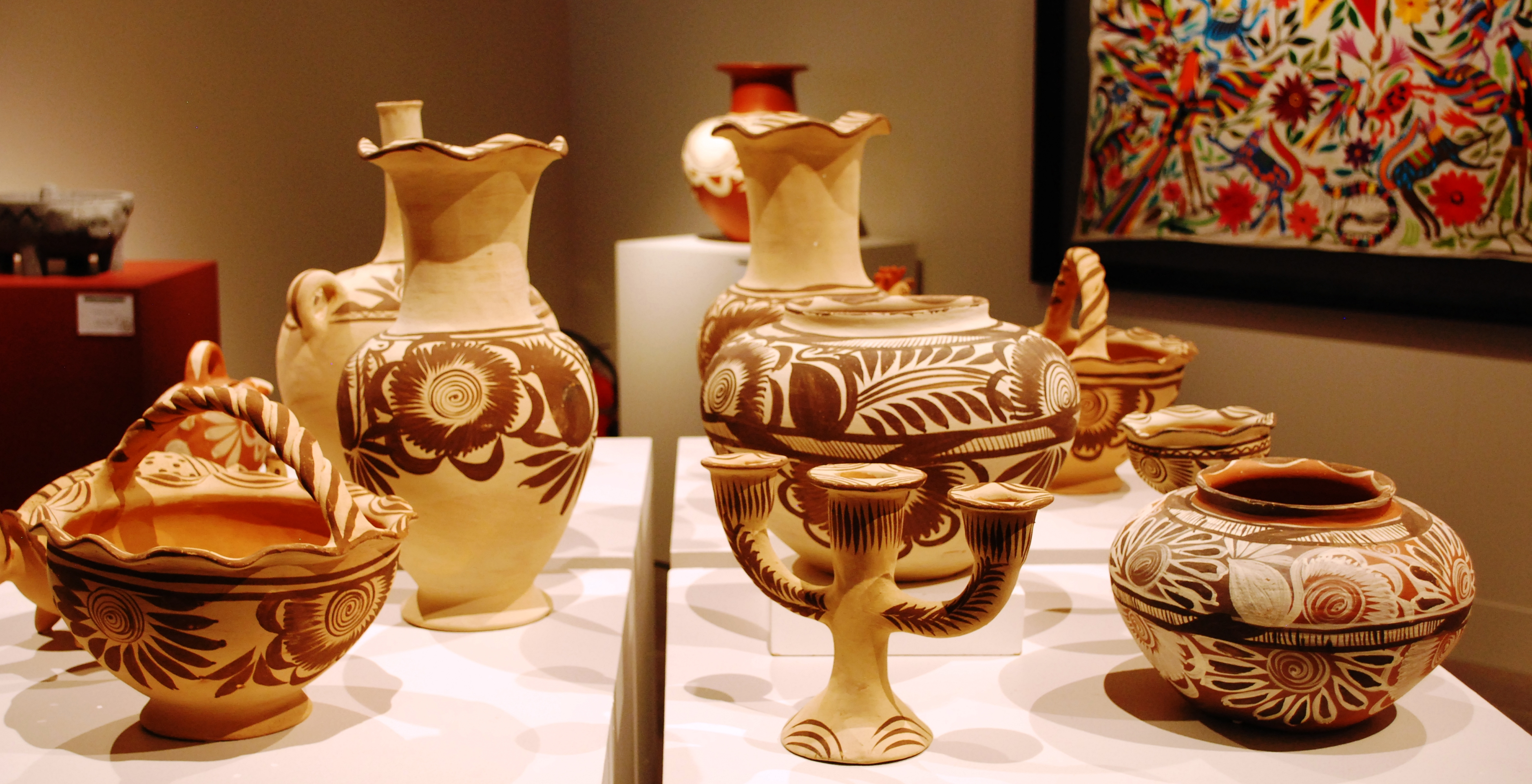
Alfarería de Chililico en exhibición temporal en el Museo de Arte Popular de la Ciudad de México.

De barro sin engrasar se elaboran cántaros, ollas, cazuelas, cajetes, apiloles, comales, candelabros, copaleros, macetas, vajillas, etc; estos principalmente en las regiones del Valle del Mezquital, Comarca Minera, Valle de Tulancingo, Sierra Baja y Sierra Gorda. De barro con chapopote se elaboran comales, ollas, cazuelas; principalmente en el Valle de Tulancingo.
En este rubro destaca la que se elabora en la localidad de Chililico en el municipio de Huejutla de Reyes; la alfarería de esta localidad es una práctica que se mantiene desde la época prehispánica, con pocos cambios, por ello es la comunidad alfarera más importante del estado. La materia prima que se emplea se encuentra principalmente en dos yacimientos, Zocuilteco, anexo cercano a Chililico, y La Peña, dentro de la comunidad casi agotado. Para utilizar el barro de esos lugares deben informar al juez de la comunidad; según los informantes, estos dos yacimientos de uso comunal fueron comprados por la comunidad “hace como cien años”. El barro que se utiliza es de color naranja, aunque hay de otras tonalidades como tinte en tonos de color negro, café, blanco y rojo.
Su elaboración está a cargo de las mujeres principalmente; la mayoría de la producción la venden durante las festividades de Navidad, la Santa Cruz de mayo, Semana Santa, cuando bendicen el agua de todo el año, y en Xantolo. La producción alfarera de Chililico se compone de un conjunto de técnicas y procedimientos que son aprendidos en el seno del hogar, desde temprana edad. Después de la extracción del barro y su transportación a lugar de producción, hay que poner el lodo a secar; una vez seco se procede a colarlo y amasarlo. Dependiendo la cantidad del barro que se desea, será el tiempo que tarde este procedimiento, que puede alcanzar hasta una semana; una vez obtenido el barro adecuado se procede a su manufactura. Las mujeres suelen pasar varias horas sentadas trabajando una sola pieza, los hombres las ayudan a trasladar la leña y a meter las piezas en el horno para cocerlas.
Los instrumentos de trabajo utilizados son el tamascoyanti, un torno rudimentario que se asemeja a un plato plano; el atet es el pulidor de barro que se emplea en el interior de las vasijas; para pulir el exterior se utiliza un objeto llamado atemimile. Se utilizan en su mayoría tintes vegetales para darle el toque final para la decoración de las piezas; la decoración se distingue porque sobre el tono ocre del barro, se le agregan flores y aves pintadas en piezas de diversos tamaños y con formas de cántaros, burritos, patos, toritos, candeleros y silbatos que sirven como adorno.

### Textiles y bordados

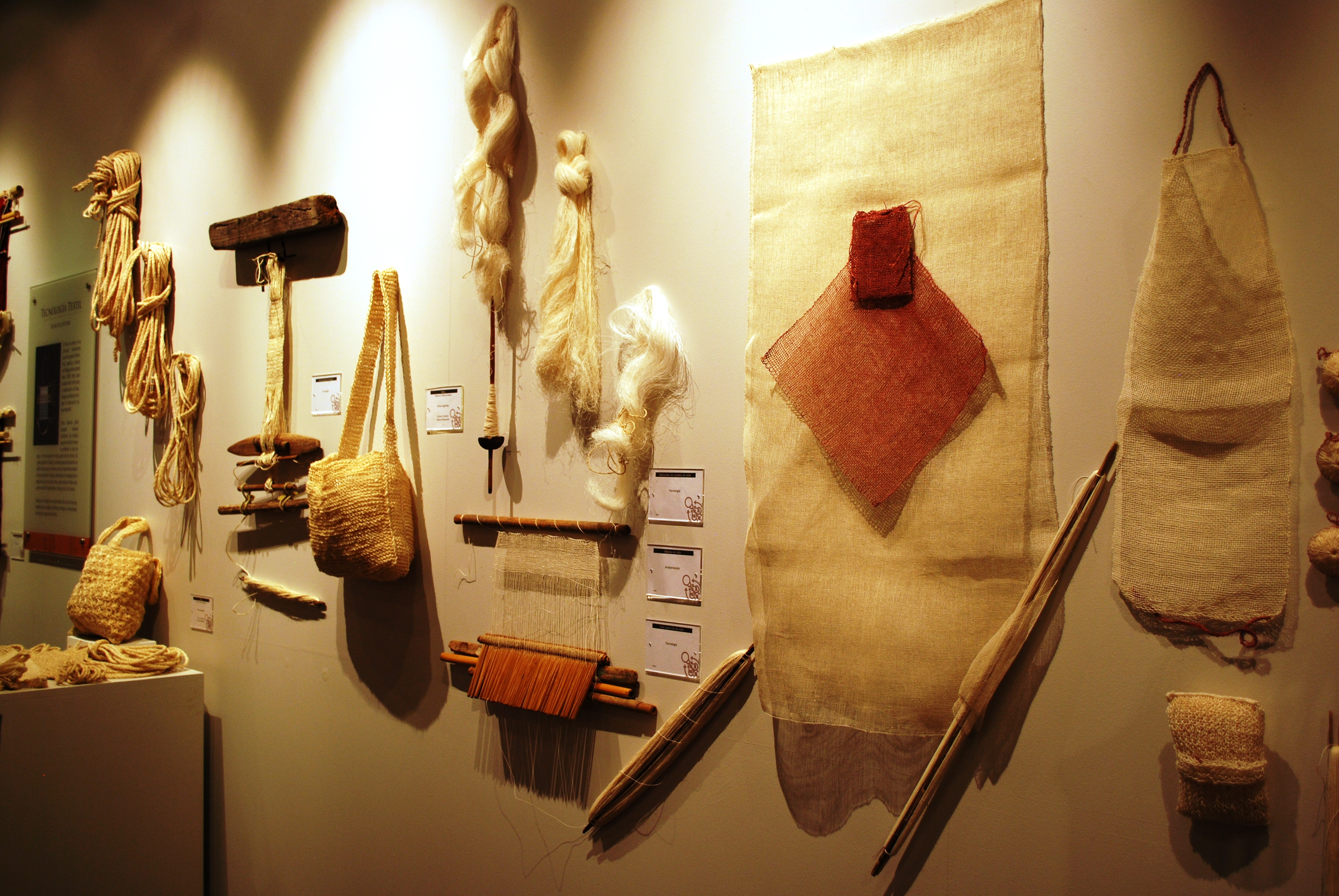
Trabajo en ixtle en exhibición temporal en el Museo de Arte Popular de la Ciudad de México.

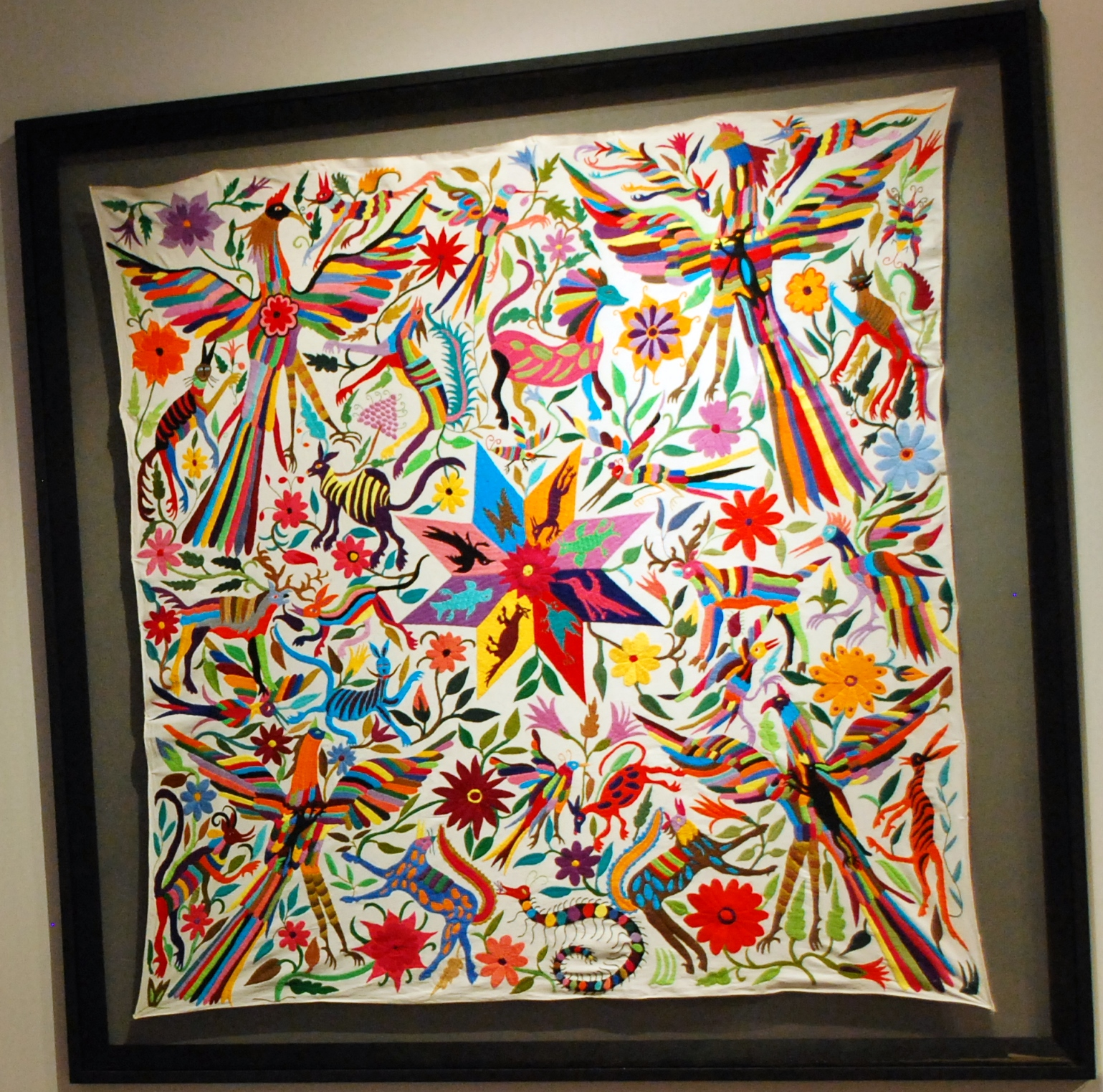
Tenango en exhibición temporal en el Museo de Arte Popular de la Ciudad de México.

De fibra de maguey se elaboran ayates, cinchos, mecapales, morrales, lazos, reatas, enjalmas, tapetes; y de fibra de lechuguilla se elaboran lazos, mecates, escobetas, mecapales, cinchos; esto principalmente en el Valle del Mezquital. De la lana se elaboran jorongos, cobijas, cotones, sarapes, cotorinas, fajas, ceñidores, rebosos, quexquémitl, tapetes, costales; en las regiones del Valle del Mezquital, Sierra de Tenango, Valle de Tulancingo, Huasteca, Sierra Gorda y Sierra Baja. Del algodón se elaboran vestidos, rebozos, camisas, ceñidores, bolsas, quexquémitl, manteles, servilletas, costales, morrales; en las regiones del Valle del Mezquital, Sierra de Tenango y Huasteca.
En el Valle del Mezquital destaca el trabajo del ixtle, principalmente en los municipios de Santiago de Anaya e Ixmiquilpan; el proceso para trabajarlo debe ser cuidadoso desde la selección de las pencas de maguey, según su color, su grosor, el desprendimiento de la pulpa, el lavado y secado hasta el hilado con la técnica de carretes de piedra. De este se elaboran ayates, bolsos, monederos, talladores para el aseo personal, cinturones, manteles y carpetas. Con el ixtle se elaboran también lazos, costales e inclusive prendas especiales como los trajes de las reinas en ferias municipales.
Esta actividad, ha sido el sustento durante siglos de una gran cantidad de población indígena y mestiza. Bernardino de Sahagún, en su Historia general de las cosas de Nueva España, señala: de las mujeres, había muchas que sabían lindas labores en mantas, naguas y huipiles que tejían muy curiosamente, pero todas ellas laboraban lo dicho con hilo de maguey; porque lo hilaban y lo tejían con muchas labores, y vendían barato. En algunas localidades se han desarrollado proyectos que permiten la producción y venta en el extranjero.
En la Sierra de Tenango se elaboran bordados denominados tenangos donde representan la flora y fauna de la región; principalmente en el municipio de Tenango de Doria y en menor medida en los municipios de San Bartolo Tutotepec y Huehuetla. En 1960 una sequía azotó la zona lo que originó una grave crisis económica entre las comunidades otomíes de dicha región, quienes dependían de la agricultura. Esa situación llevó a los habitantes de San Nicolás y San Pablo el Grande, pertenecientes al municipio de Tenango de Doria, a buscar nuevas alternativas de trabajo. Inicialmente se elaboraron blusas; sin embargo, estas eran muy mal pagadas y laboriosas, por lo que decidieron realizar bordados más sencillos que les llevara menos hilo y tiempo para bordarlas.
Los dibujantes de los tenangos, según la tradición, eran los hombres, pero con el tiempo las mujeres crearon sus propios dibujos. Sin embargo, existen menos dibujantes que bordadores, pues paulatinamente algunos hombres se han interesado también en realizar bordados. Primero se dibuja en la tela el diseño con lápiz, y luego empiezan a bordar, muchas veces mezclando colores y otras haciendo el bordado en un solo color. En la actualidad estos diseños han sido utilizados por distintas marcas, en la mayoría de los casos sin el permiso de los artesanos.

### Metalistería

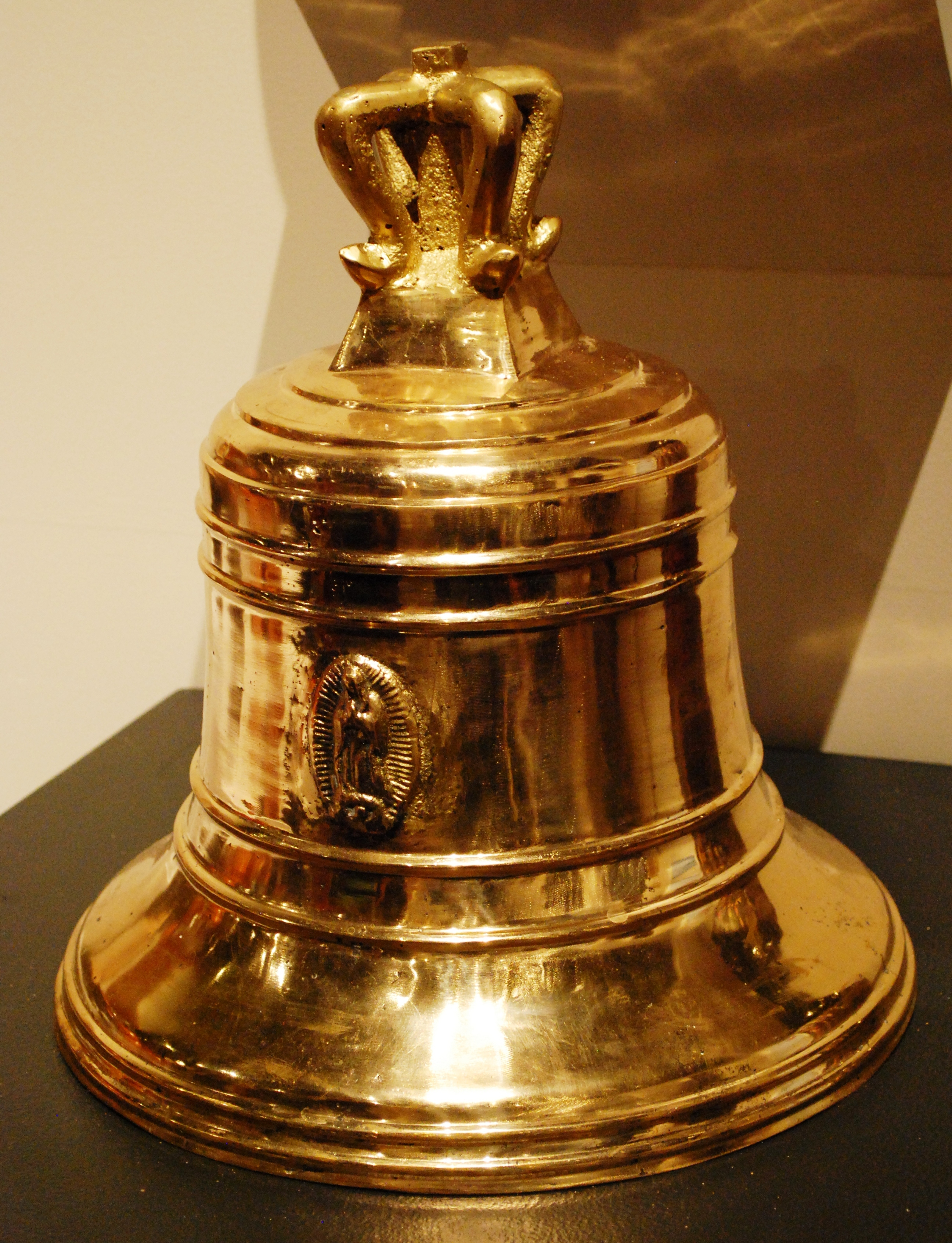
Campana de Hidalgo.

En la metalistería del cobre se elaboran campanas, cazos, jarras, vasijas; del hierro se elaboran cuchillos, hachas, raspadores, rejas, cinceles, quebradores, talladores, azadones; y de la plata se fabrican joyas, pulseras, brazaletes, reproducciones de monumentos. Esto se produce en la Sierra Alta, Sierra Baja y en la Comarca Minera.
La producción de campanas destacan en el municipio de Zacualtipán de Ángeles, principalmente las localidades de Tlahuelompa y Tizapán. La fundición de campanas en esta, se desarrolla a partir de un molde de barro y la aleación de estaño, bronce, cobre y oro. Las grecas e inscripciones, se trabajan con bajo relieve, primero en madera y más tarde en cerámica; tras largas sesiones de martilleos, bruñido, limpieza y pulido, se obtiene una hermosa pieza con forma de campana, como la conocemos.

### Otros trabajos
En la cestería, de vara de sauce y/o carrizo se elaboran canastas, cestos, pajareras, flautas; esto en la región del Valle del Mezquital. De la palma se elaboran sombreros, petates, juguetería, petacas, cestos, aventadores, sonajas, en las regiones del Valle del Mezquital y la Comarca Minera, principalmente en Huasca. 
En cuanto a carpintería y tallado en madera de tipo pino, ocote, encino, cedro; se elaboran cucharas, Bateas, Banquitos, vigas, sillas, mangos para palas y picos. Esta producción se da en la Huasteca, Sierra Gorda y Sierra de Tenango. De la cantera se elaboran cruces, fuentes, esculturas, monumentos en el Valle del Mezquital.
En la talabartería se elaboran huaraches, chaparreras, guantes, fuentes, sillas de montar, fundas, cinturones. En las regiones del Valle del Mezquital, Sierra Alta, Huasteca, Sierra de Tenango, Cuenca de México, Altiplanicie Pulquera, Valle de Tulancingo. En la Sierra de las Navajas por sus ricas vetas de piedra de obsidiana de tonalidades negra, verde, dorada, jade o roja, se han producido puntas de flecha, cuchillos y hachas para la guerra, pero también utensilios de cocina y decoración.

Oferta artesanal del estado de Hidalgo.
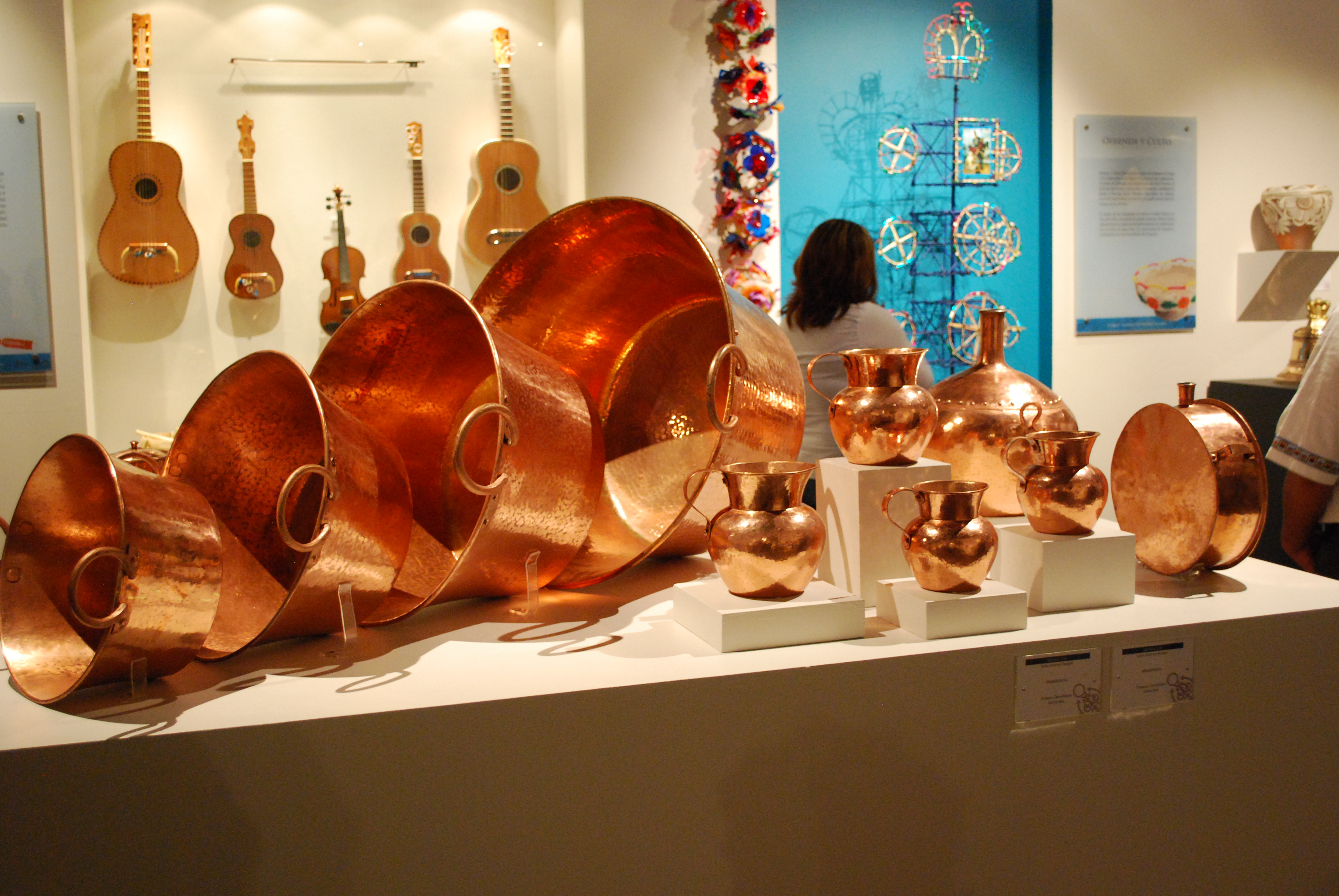
Utensilios de cobre.
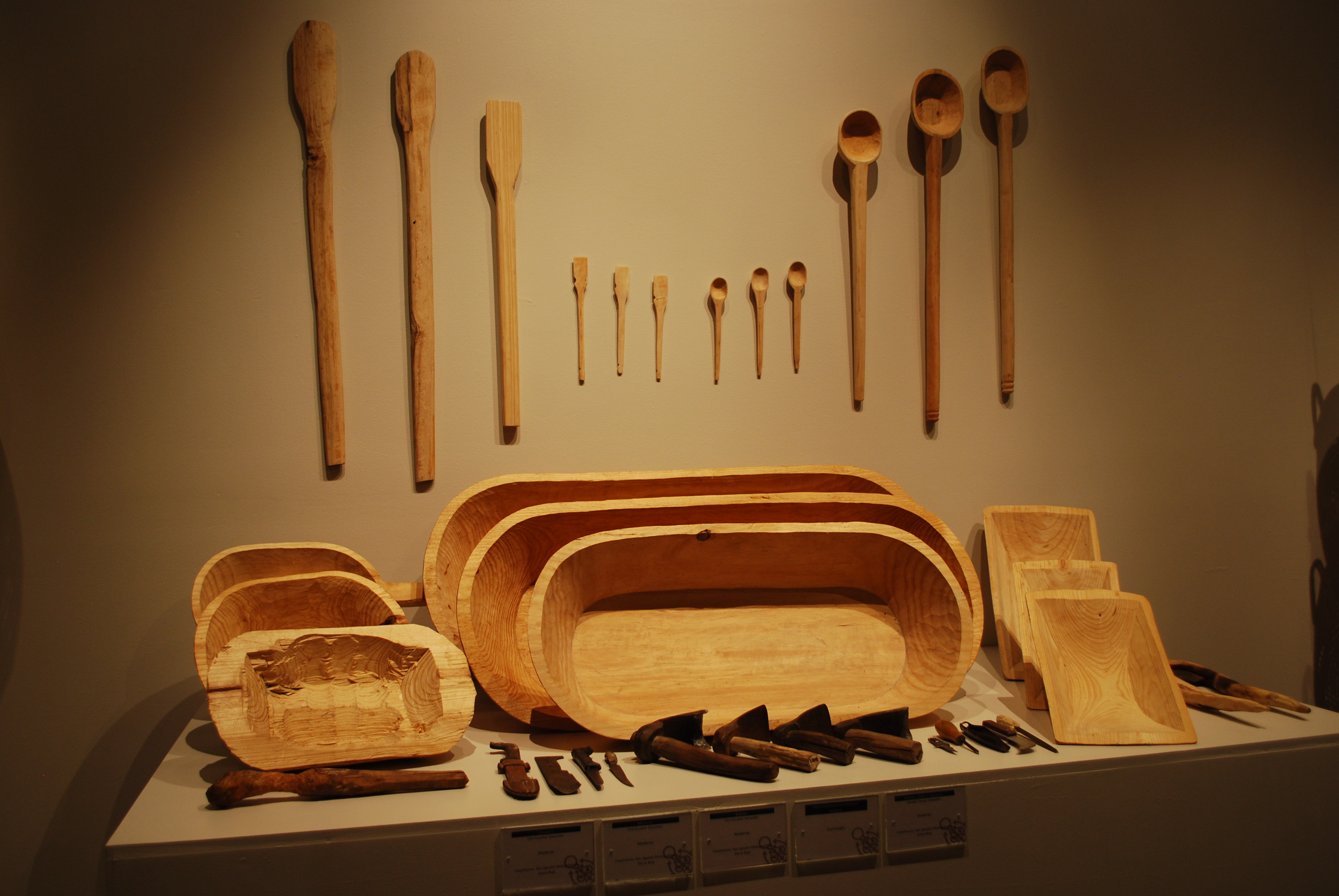
Utensilios de madera.
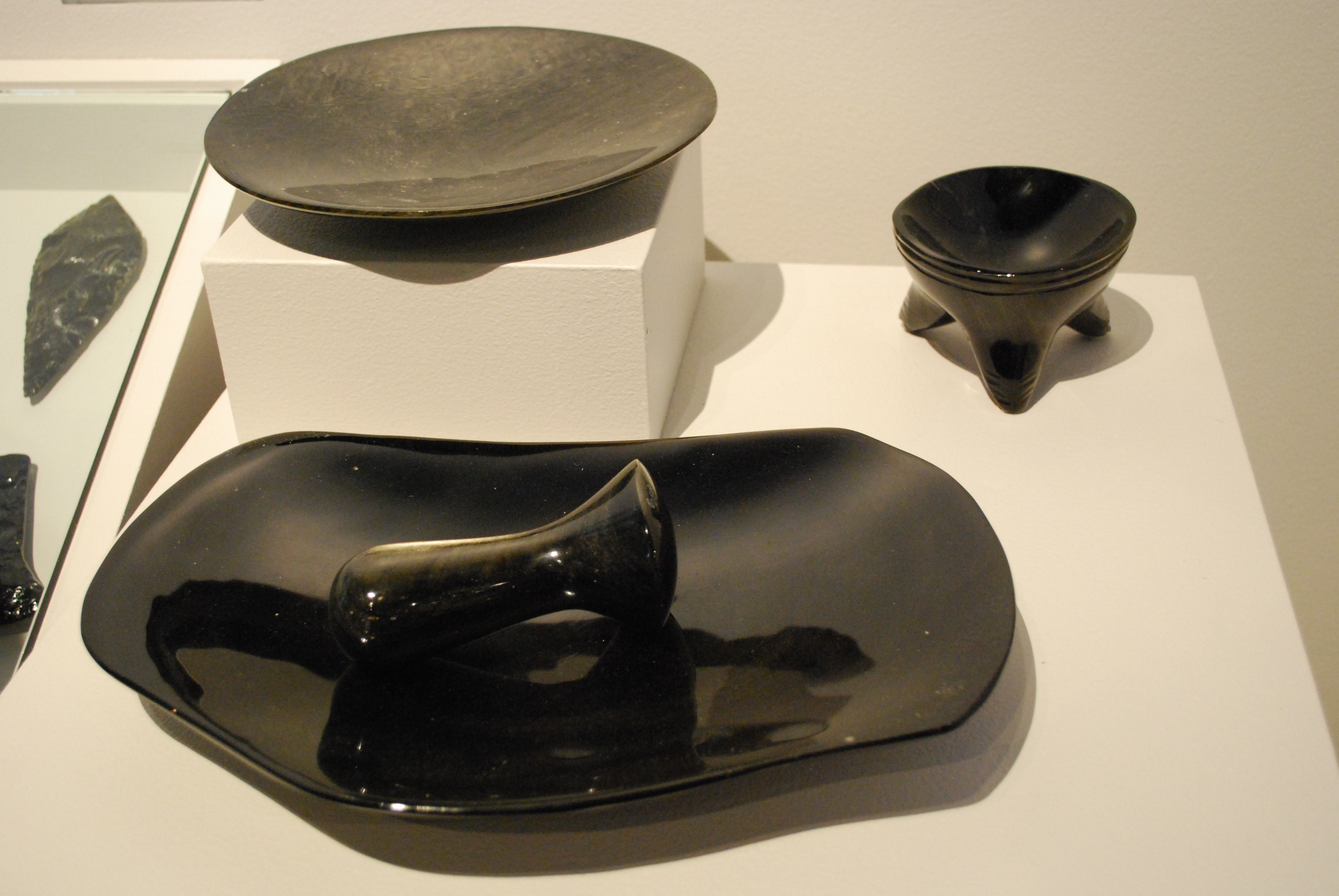
Objetos de obsidiana.
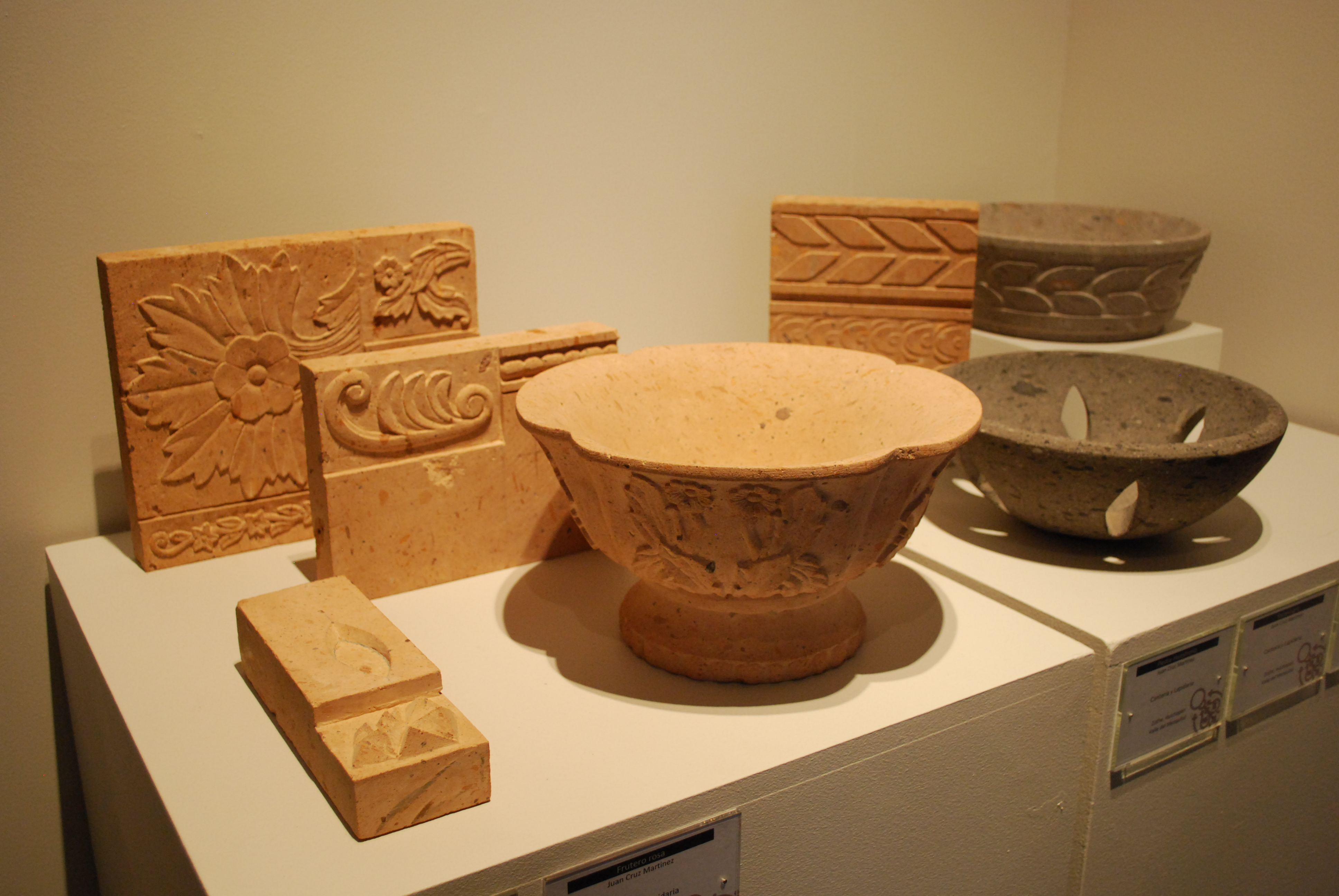
Trabajo en cantera.
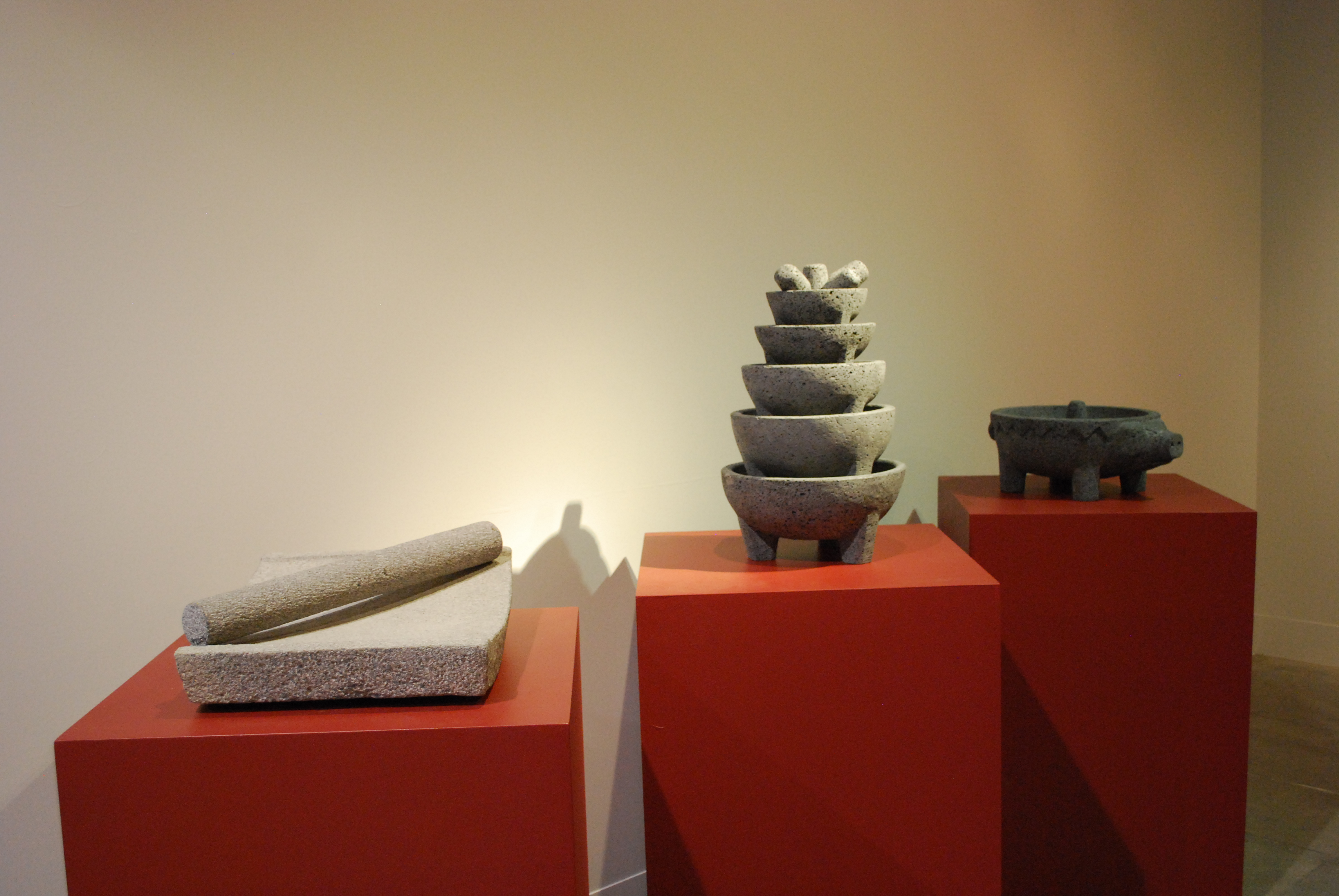
Trabajo en piedra.
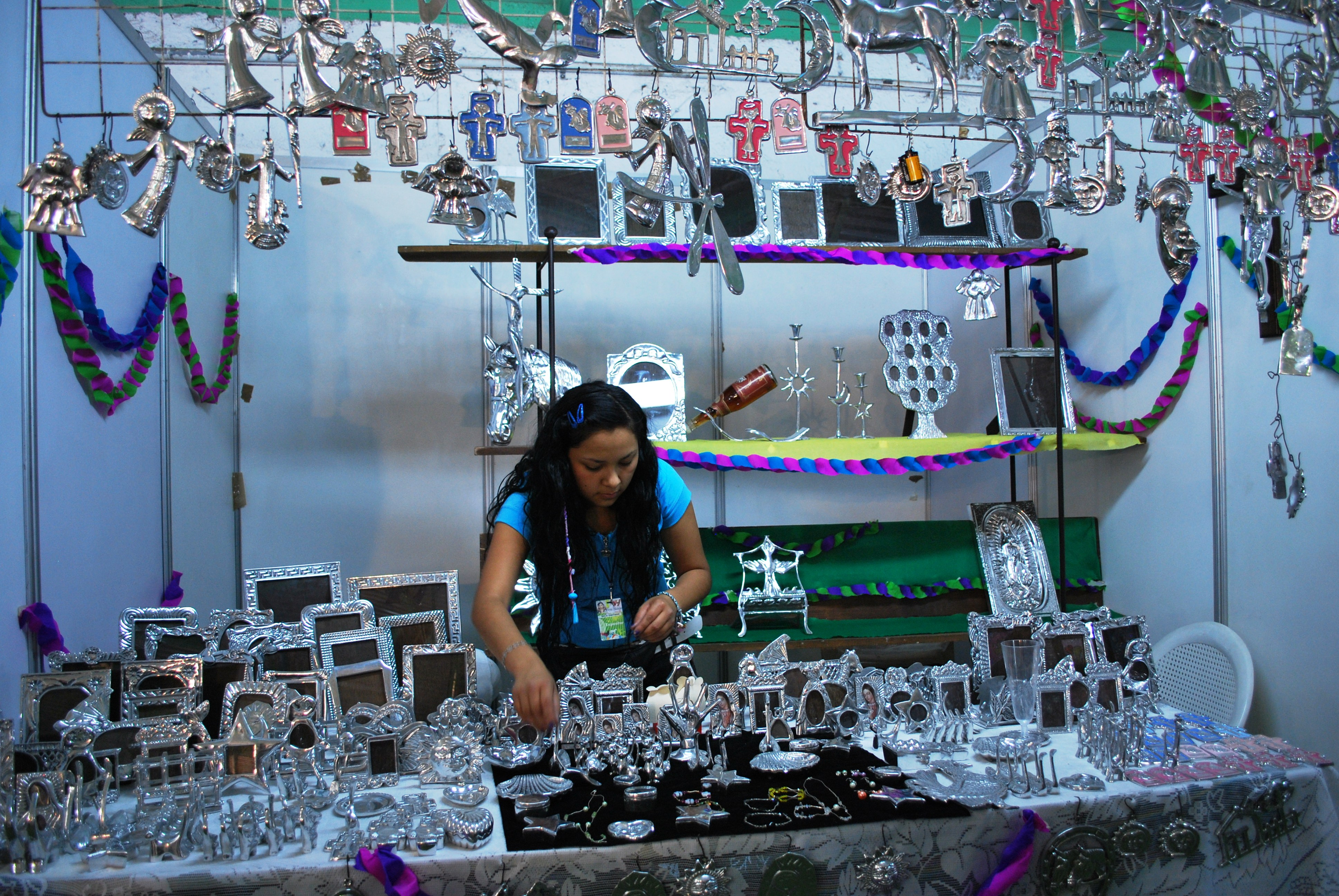
Trabajo en peltre.
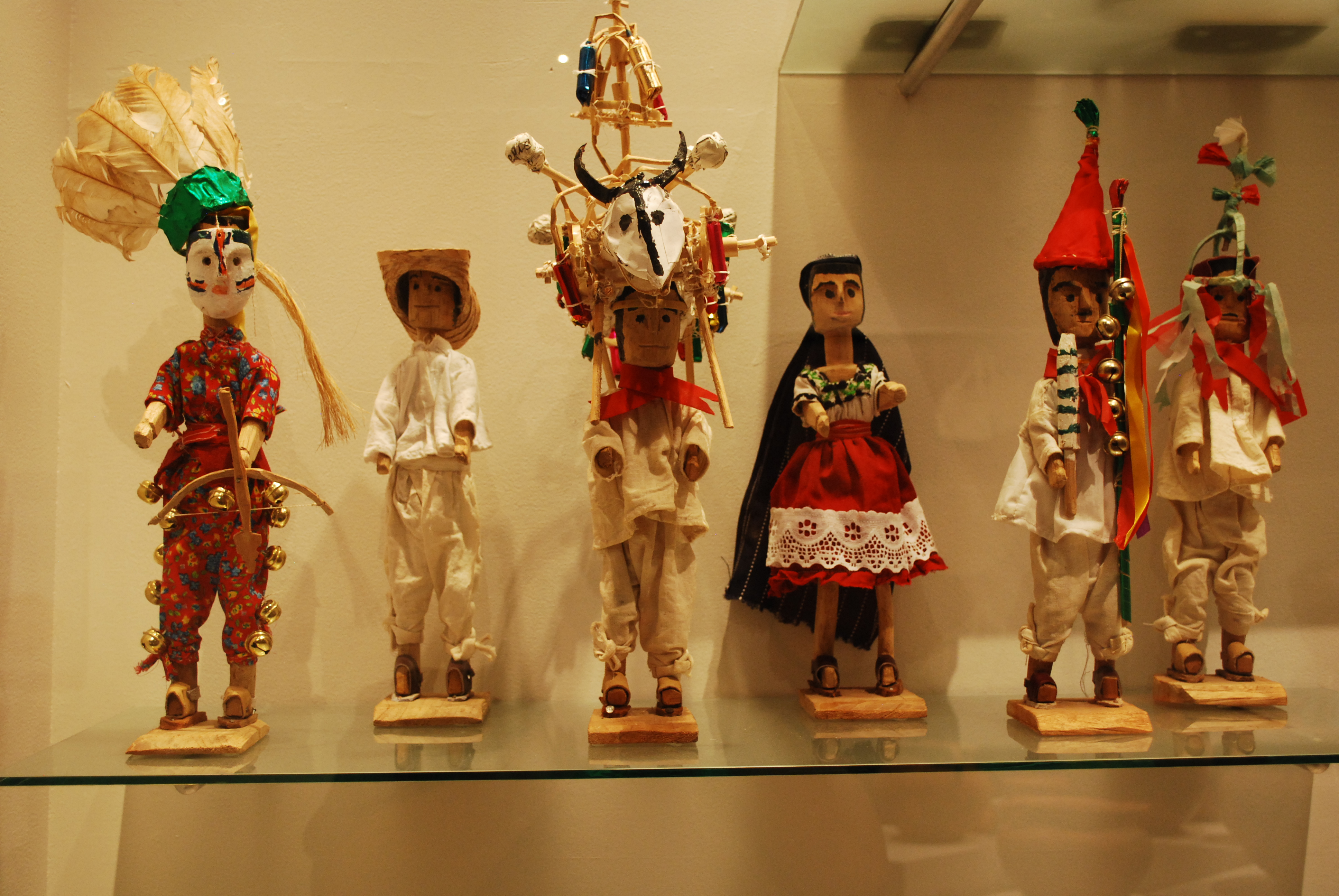
Muñecos representando distintas festividades.
Venta de artesanía en Acaxochitlán.
Venta de artesanía en El Arenal.

## Traje típico

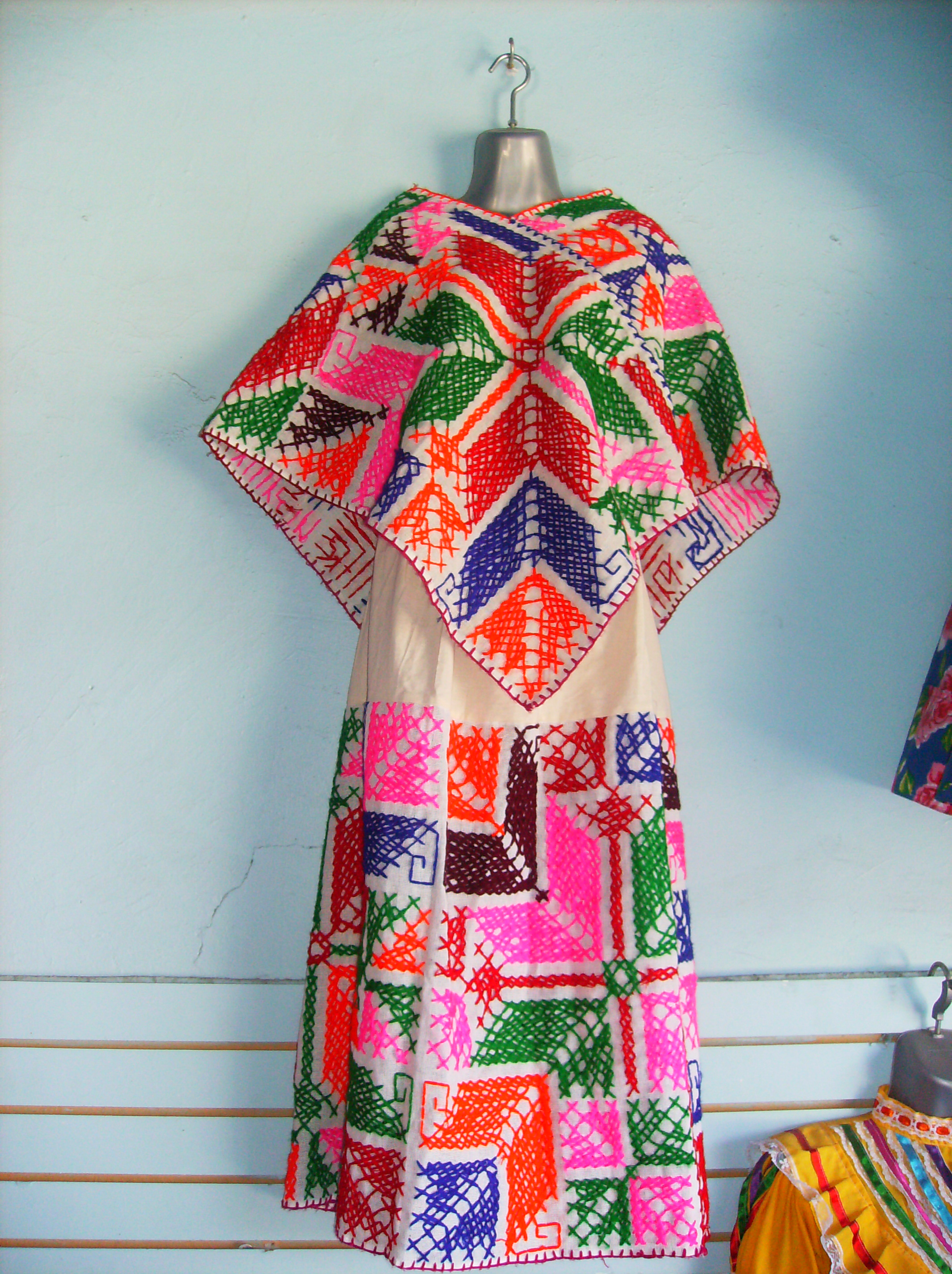
Quexquémitl del estado de Hidalgo usado en la huasteca hidalguense.

El atuendo de las regiones de la entidad es variable tanto por el número de etnias existentes como por la diferenciación geográfica de cada una, por otra parte es en la mujer donde las prendas del vestido encuentran la verdadera significación de cada sitio. En Hidalgo, tres regiones se caracterizan por su vestuario: La Huasteca, la Sierra de Tenango y el valle del Mezquital.
En la región Huasteca la mujer viste blusa de manta blanca, de cuello cuadrado, adornado con una tira bordada que abarca parte de los hombros en la que se dibujan flores de brillantes colores que se combina con una falda blanca o de color, sin adorno alguno, que llega hasta media pierna, la mayoría caminan descalzas. El vestuario tepehua se compone de una blusa de manta con adornos bordados en hilo verde o rojo, que cubren el hombro y parte de la pequeña manga; falda de color negro, azul o café, que se enreda a la cintura y se ciñe con una faja de regular anchura, tejida en el telar de cintura de tipo prehispánico, todas caminan descalzas.
En el Valle del Mezquital habitado de grupos otomíes, determina el uso del vestido tradicional confeccionado primordialmente de manta. La blusa lleva un fino bordado llamado “pepenado” que se realiza con hilo de colores negro, rojo, azul y verde, que abarca los hombros, parte de las mangas, la pechera y la espalda, con dibujos que representan el Nahui Ollin.
El primero tiene un aspecto de una estrella de cuatro o seis picos y el segundo es una línea ondulada o quebrada, hecha con una especie de ramas pequeñas con hojas, que forman una tira en la que se encierran dibujos de diversos animales, tales como pájaros, perros, caballos, etc. La falda a media pierna, en ocasiones lleva un ribete bordado en su extremo inferior. Suelen emplear también el quexquémitl puesto sobre la camisa o anudado a la cabeza, aunque es una prenda muy usada, es el ayate delgado, hecho con fibra del corazón del maguey debido a la fragosidad del suelo se usan huaraches de cuero.

Trajes típicos del estado de Hidalgo.
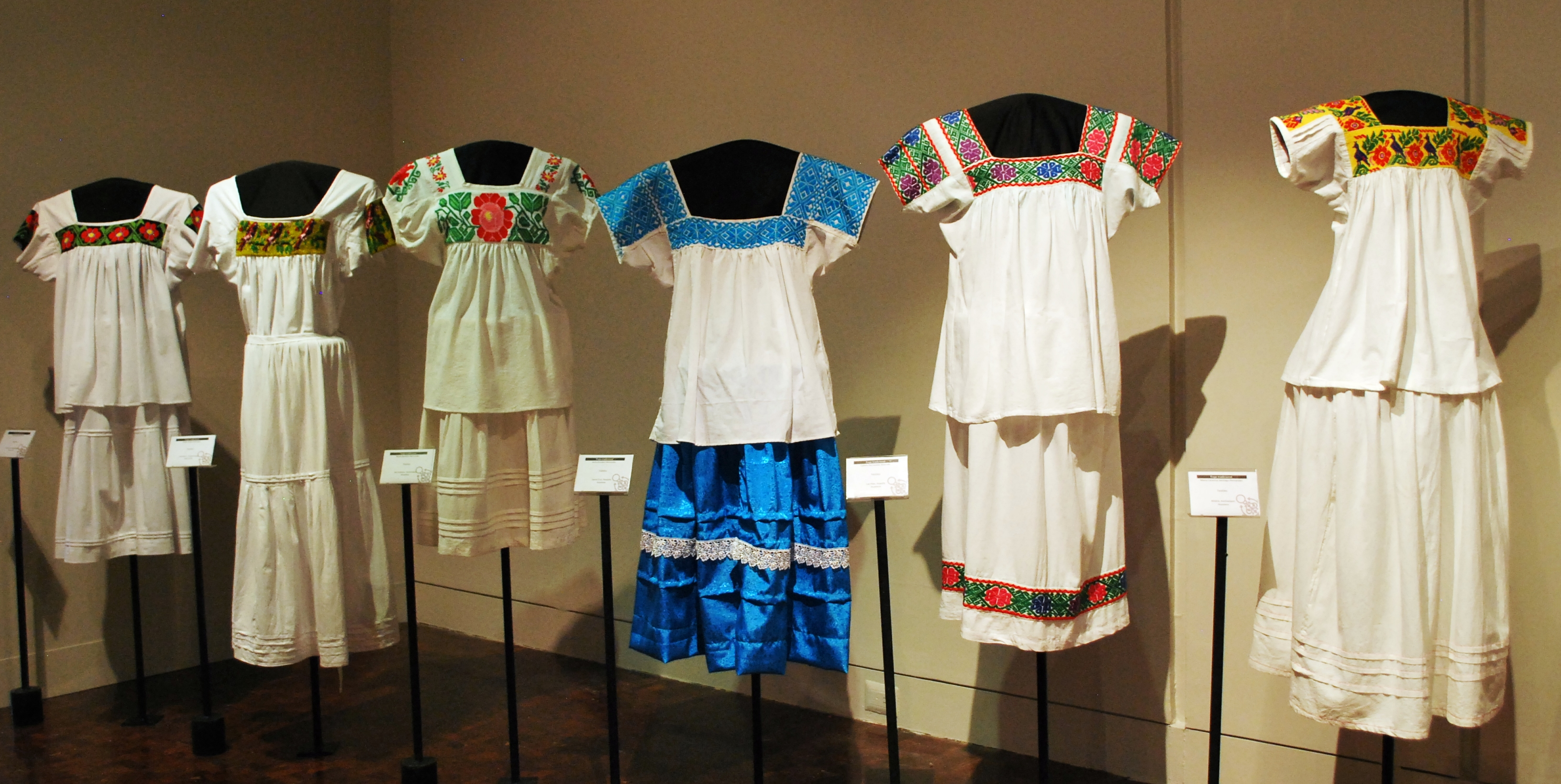
Traje regional de la Huasteca.
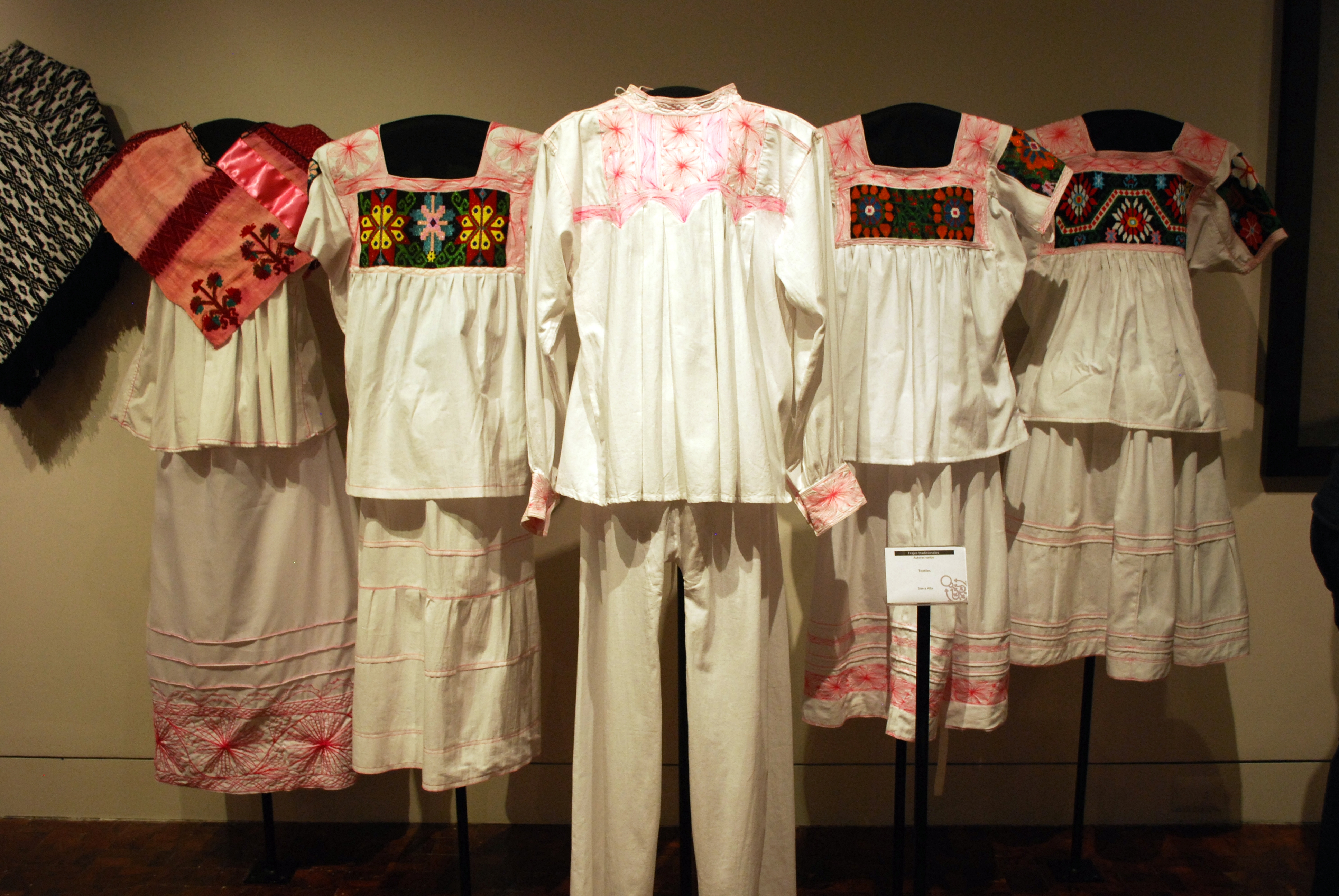
Traje regional de la Sierra Hidalguense.
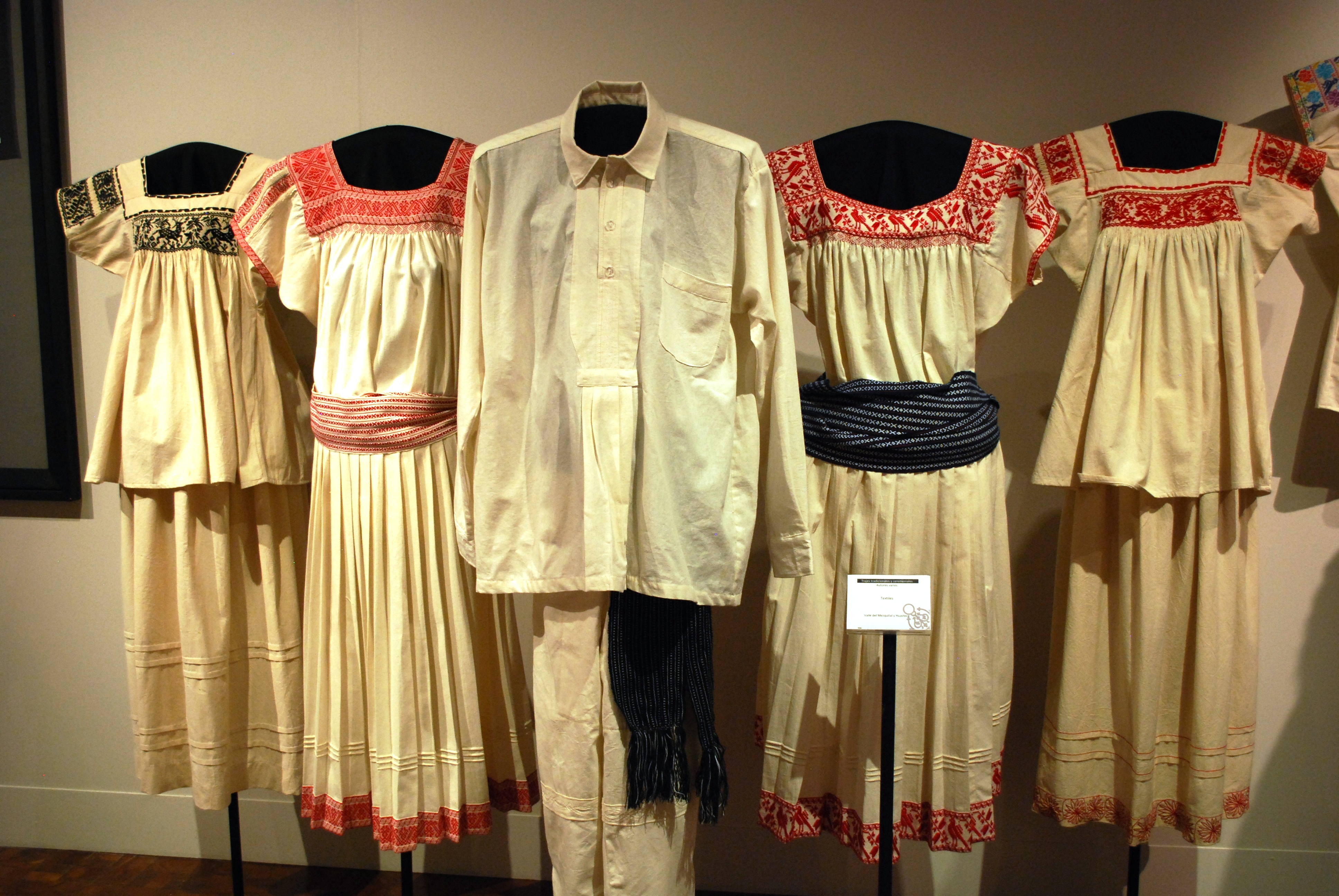
Traje regional del Valle del Mezquital.
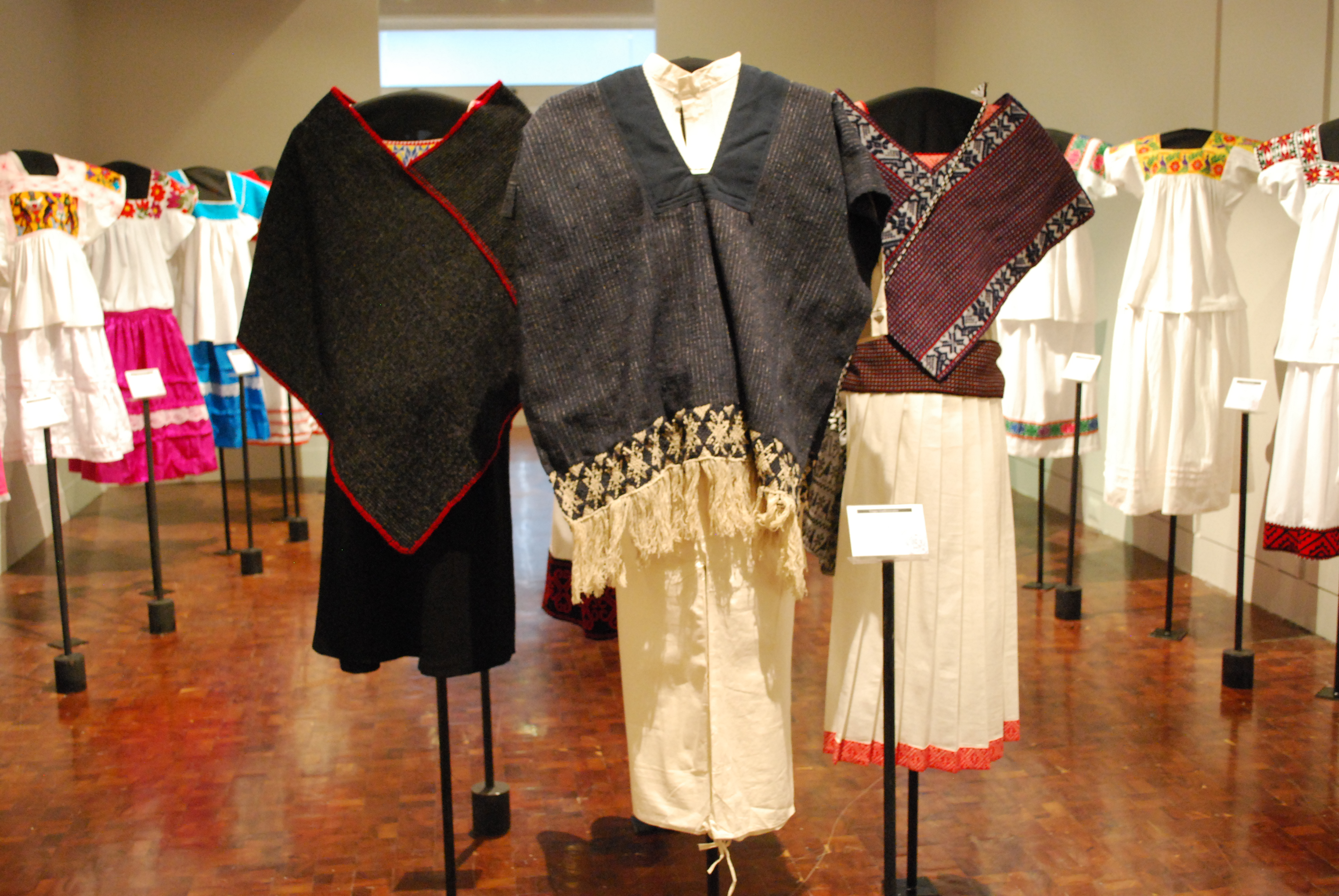
Traje regional del Valle de Tulancingo.

## Gastronomía

### Platillos típicos
En la Comarca Minera se encuentra el paste es una platillo de origen córnico; es una especie de empanada cuya base es harina de trigo, con un relleno que resulta de una combinación con carne de res, papa, perejil, pimienta, al mexicanizar este producto se agregó chile a la receta original. En los últimos años han creado algunas variantes de los pastes con relleno de diversos guisados, así como de pollo, piña, mole, atún con papa, arroz con leche, manzana, etc. Otro platillo son los tacos mineros, de carne de pollo, res o puerco con queso y cebolla.
En el Valle del Mezquital son muy comunes los platillos elaborados con flores de diferentes cactáceas, como las de maguey, de sábila, de mezquite, de garambullo, los nopales. Principalmente se prepara barbacoa, carne de borrego envuelta en pencas de maguey y cocida en horno bajo la tierra; los ximbós son carne enchilada de pollo, conejo o carnero, envuelto en penca cocida a la misma manera que la barbacoa; los xagis (frijoles tiernos con carne de cerdo y chile pasilla); y los mixiotes que es un platillo de diversos tipos de carnes (pollo, borrego, guajolote, etc.) envuelto en mixiote que es la cutícula de la penca del maguey.
Asimismo del Valle del Mezquital, proceden las tunas, con las cuales se hacen aguas frescas o postres; los xoconostles en almíbar o en mermelada, los cuales también se usan para darle sabor al caldo de pollo con verduras o a ciertos moles. También se consumen distintos escarabajos como los escamoles (larvas de la hormiga), chinicuiles (gusano de maguey), xotlinilli o jumiles (chinche de monte) y los chahuis o xamoes (escarabajos del árbol de mezquite).
En el Valle de Tulancingo destacan las tulancingueñas que consiste en una tortilla de maíz con queso amarillo y jamón bañados en salsa verde con cebolla y crema. Los guajolotes es otro platillo consiste en un bolillo con frijoles negros, enchiladas fritas con manteca y huevo cocido en su interior, los tradicionales son de huevo cocido y de pollo; actualmente se han adoptado muchos más ingredientes, como carne asada, salchicha, milanesa, pavo y jamón. De la región Huasteca, procede el plato huasteco (pollo, chorizo y cecina acompañados de nomañes y enchiladas). 
De la región Huasteca y de la sierras Alta, Baja y de Tenango se encuentran distintos tipos de tamales que se consumen en el Día de la Candelaria, Día de Muertos o Xantolo, hasta en las Fiestas Decembrinas. Los tamales de shala (ajonjolí molido con especias, guisado con frijoles), y mole con carne de puerco. El zacahuil hecho a base de masa de maíz martajada, y rellenos con grandes trozos de carne. Los piltamales son pequeños y sus variedades de relleno van desde los cueritos, salpicón o de costilla de cerdo, entre otros. El tapatlaxque que se realiza cuando una persona se encuentra enfermo del “mal de ojo”; el zacatamal es un tamal que mide de uno a dos metros y se envuelve en pencas de maguey.
También se encuentran los atamalates de Acaxochitlán, una gordita de masa, envuelta en hojas de milpa, lleva frijoles, quelites y habas, sin carne y salsa; el tamal de bola de Zacualtipán, se hace como una cazuelita de masa con mole con carne, para cerrarlo; el objetivo es que cuandose parta el salga el líquido. El xohol es de masa de maíz endulzada con piloncillo de gran tamaño, pues llegan a medir hasta metro y medio. Los trabucos son tamales pequeños, se le agrega cacahuate molido y alguna salsa; otro son los tecoquitos, confeccionados a base de maíz cocido y reposado al que se añade salsa picante y se consumen con atole de semillas de girasol. Otros platillos a base de maíz son los molotes, pequeñas gordas un poco alargadas y rellenas de alberjón, frijol o haba molida; y los bocoles, que son gorditas de maíz precocidas y untadas con manteca de res o cerdo.

### Bebidas y postres

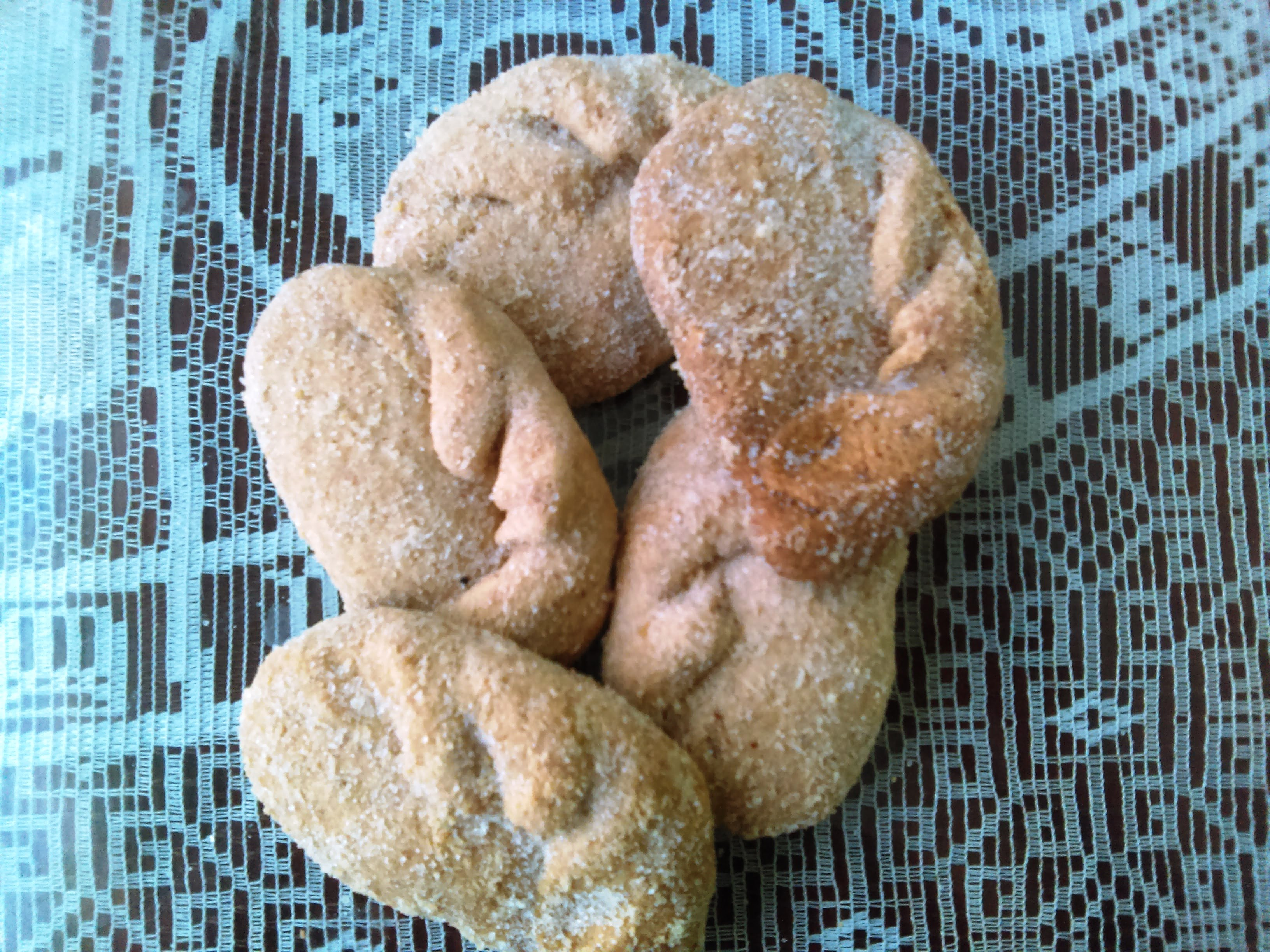
Galleta " Fruta de Horno".

Entre sus postres se destacan los jamoncillos de pepita de calabaza o los cocoles de piloncillo y anís aderezados con cajeta y nata. Destacan las galletas llamadas “frutas de horno” de Tianguistengo, que son realizadas a base de harina de trigo. También se encuentra el pan tradicional de Acaxochitlán, algunos de estos son “la cuelga”, “pan cruzado”, “muñeco de pan” y el “pan cuate” que se utilizan en distintas ceremonias y festividades.
También hay una infinidad de alimentos hechos con pulque, como el pan de pulque. Además en todo el estado se consumen quesadillas, gorditas, sopes, tlacoyos así como chalupas, pambazos y esquites. Entre las bebidas del estado destaca el pulque, los curados y el aguamiel; estas bebidas se consumen principalmente en el valle del Mezquital y los llanos de Apan. Otra bebida es el carnavalito elaborada a base de tequila, jugo de naranja, canela y azúcar. Esta bebida se prepara en las localidades de Huichapan y Tecozautla en épocas festivas.

### Eventos gastronómicos

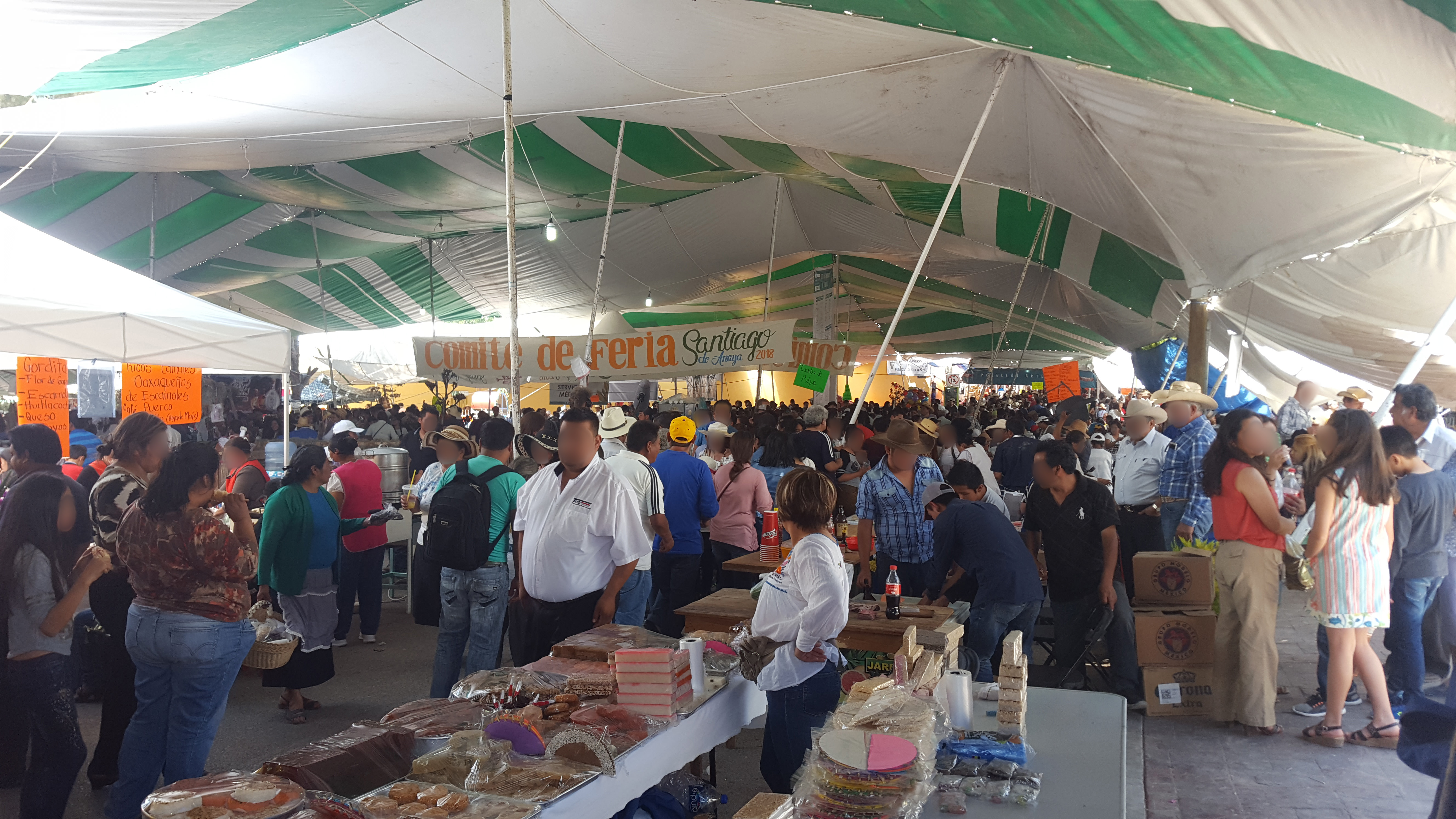
Muestra Gastronómica de Santiago de Anaya.

La Feria de la Fruta se realiza en Tecozautla en el mes de julio sobresale la exposición de frutas regionales y varios productos derivados del procesamiento de las frutas como conservas, vinos, mermeladas y sidra. La llamada Feria del Maguey y la Cebada, se realiza en Apan durante el mes de abril con muestra de artículos en fibra de maguey, expendios de pulque y algunos alimentos y bebidas elaboradas a base de cebada.
En Omitlán de Juárez, se realiza la Fiesta de la Manzana entre junio y julio; hay una exposición de las mejores manzanas cosechadas por agricultores de la región, y se elige la Reina de la Manzana.
La Feria de la Barbacoa, se realiza en el mes de julio en Actopan, donde destaca la muestra gastronómica, y el concurso de la barbacoa. En la Muestra Gastronómica de Santiago de Anaya, se realiza en el mes de abril, se presentan platillos exóticos de animales y plantas que son parte de la fauna y flora del estado, tales como el tlacuache, los caracoles, los chapulines, la ardilla, etcétera, así como una gran diversidad de bebidas. El Festival Internacional del Paste es un festival gastronómico dedicado al paste que se celebra en Mineral del Monte. En Atotonilco el Grande se celebra cada septiembre el Festival del Cocol.

## Centros culturales

### Museos
El 6 de junio de 2012 el Instituto Nacional de Antropología e Historia (INAH), y varios museos de la entidad suscribieron la declaratoria de creación de la Red de Museos de Hidalgo. Entre los principales museos se encuentra el Museo Nacional de la Fotografía y la Fototeca Nacional en Pachuca de Soto; estos permiten conocer la historia de la fotografía a nivel mundial y nacional. En Pachuca también se encuentra el Museo El Rehilete museo científico para niños con observatorio, planetario y un dinoparque. El Museo de Mineralogía de la UAEH, es un museo de minerales y rocas; creado en 1894, considerado como el museo más antiguo del estado de Hidalgo, y uno de los más longevos de México en su ramo.
Entre los museos de arte sacro se encuentran los localizados en el Convento de Actopan y el Convento de Pachuca. Entre los museos arqueológicos se encuentran localizados en el Convento de Epazoyucan y el Convento de Tepeapulco; en Tula de Allende se encuentra el Museo Arqueológico Jorge R. Acosta, la Sala Histórica Quetzalcóatl y la Sala de Orientación Guadalupe Mastache. También se encuentra el Museo de sitio de la Zona Arqueológica de Pahñú en Tecozautla, el Museo Arqueológico de Zazacuala en Santiago Tulantepec, y el Museo Arqueológico de Acaxochitlán.
En Tulancingo se encuentra el Museo del Ferrocarril, museo y antigua estación ferroviaria;  el Museo de Datos Históricos, con un archivo histórico y fotográfico; y el Museo del Santo, dedicado a la lucha libre y a El Santo. Entre los museos regionales se encuentra el Museo de la Sierra Alta en Zacualtipán, el Museo de la Cultura Hñähñu en Ixmiquilpan, y el Museo de Arqueología e Historia en Huichapan. Estos espacios fueron creado para la conservación y difusión de los rasgos culturales que identifican a las comunidades donde se encuentran. También se encuentra el Museo Felipe Ángeles  museo dedicado a Felipe Ángeles, localizado en Zacualtipán.
Entre los museos dedicados a la minería se encuentra el Archivo Histórico y Museo de Minería en Pachuca, donde se exhibe maquinaria, documentos, fotografías y minerales. En Mineral del Monte se encuentra el Museo de Sitio Mina de Acosta, antigua mina; el Museo de Medicina Laboral, antiguo hospital minero; y el Museo Mina La Dificultad museo de sitio brinda información sobre la vida minera. En Mineral del Chico se encuentra un Museo de Minería, un pequeño espacio destinado a resguardar varios de los objetos empleados en el trabajo de la minería hace aproximadamente 400 años.
Los museos comunitarios o municipales nacieron a partir del interés de las poblaciones por preservar su patrimonio, memoria e identidad. En el estado de Hidalgo se encuentra el Museo Comunitario Atotonilli en el Barrio de Boxfi, Atotonilco de Tula; el Museo Comunitario de Ajacuba en Ajacuba; el Museo Comunitario de Emiliano Zapata en Emiliano Zapata; el Museo Comunitario Maravillas en Maravillas, Nopala de Villagrán; el Museo Comunitario de Tepeji del Río en la Col. El Cerrito, Tepeji del Río; el Museo Comunitario Iljuikajtlachiyalistli (Observador del cielo), en Yahualica; el Museo Comunitario de la Cultura Otomí en Huitexcalco de Morelos, Chilcuautla.
También se encuentra el Museo Comunitario La Labranza en El Rosario, Francisco I. Madero; el Museo Comunitario Tetetzontlilco en la Col. Olmos, Tizayuca; el Museo Comunitario de Tolcayuca en Tolcayuca; el Museo y Centro Cultural Hääi Gä Ñähñu en Santiago de Anaya; el Museo Municipal Mäzofo en Tecozautla; Museo Comunitario El Jagüey en Atotonilco el Grande, el Museo de Maguey y el Pulque en Tepeapulco; el Museo de las Momias Hñahñus en Caltimacan, Tasquillo; el Museo Comunitario Tonatiuh y el Museo Comunitario Tzacualli, ambos en el municipio de Zempoala.
En cuanto a museos deportivos se encuentra el Salón de la Fama del Fútbol y el Centro Interactivo Mundo Fútbol ambos en Pachuca de Soto; dedicados al fútbol. En Mineral del Monte se encuentra en pequeño museo dedicado al nacimiento del fútbol Mexicano. En cuanto a galerías de arte se encuentra el Cuartel del Arte, la Galería José Hernández Delgadillo y la Galería Leo Acosta, estas en Pachuca de Soto; también se encuentra el Museo Casa Grande en Mineral del Monte. El Archivo General del Estado de Hidalgo cuenta con una sala de exposición fotográfica y un museo de documentos históricos.
Otros museos que destacan son el Museo de los Duendes en San Miguel Regla, municipio de Huasca de Ocampo, ubicado en pequeña casa de madera en donde se puede aprender sobre los duendes a través de una serie de historias. El Museo de Miniaturas ubicado en Pachuca,con una colección de juguetes, dioramas y maquetas; destaca el edificio en forma de castillo con un dragón. El Museo del Paste dedicado a difundir y promover el legado gastronómico e histórico del paste, ubicado en Mineral del Monte. El Museo Bicentenario en Actopan, sus interiores están diseñados a fin de ofrecer talleres de danza, escultura, pintura, música y más artes, así como brindar exposiciones y venta de artesanías.

### Teatros

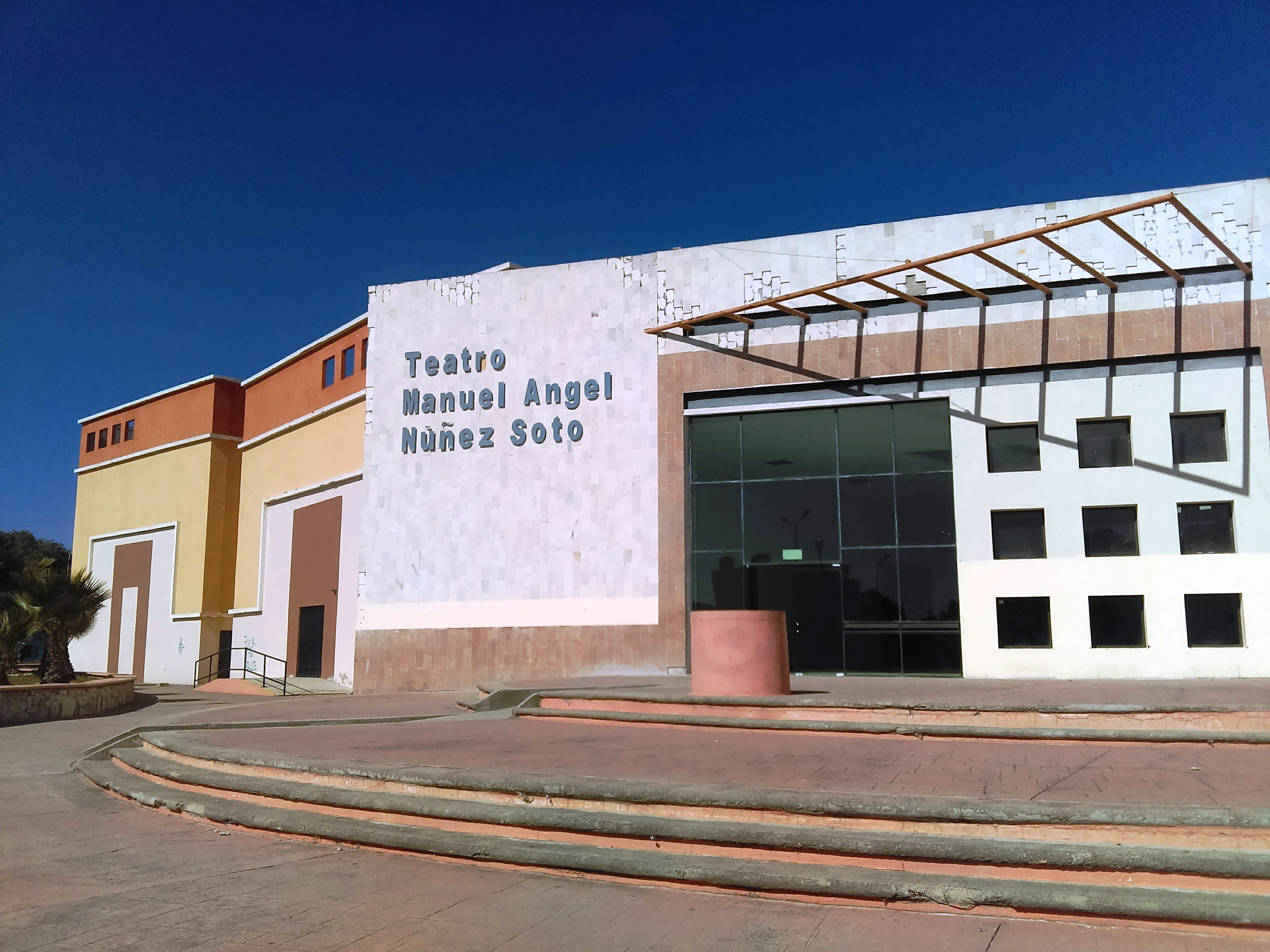
Teatro Manuel Ángel Núñez Soto en Actopan.

En Pachuca de Soto se encuentra el Teatro Hidalgo Bartolomé de Medina, inaugurado en 1957. Tiene aforo es de 500 butacas, escenario de ocho por seis metros, dos camerinos, sala de conferencias con capacidad para ochenta personas y tres salones. El Teatro de la Ciudad San Francisco, fue adaptado como teatro e inaugurado el 15 de marzo de 1993, tiene capacidad para 942 personas. El Auditorio Gota de Plata, tiene un aforo total en localidades de 1853 butacas, 1307 en la planta alta y 346 en mezzanine. l Teatro Guillermo Romo de Vivar fue inaugurado el 2 de noviembre de 1958, y reinaugurado el 1 de enero de 1991; el teatro tiene una capacidad para 183 personas y un proyector de 35 milímetros.
El 1 de agosto de 2016 se inauguró la Sala de las Artes María Teresa Rodríguez, ubicada en el Jardín del Maestro. La sala lleva el nombre de María Teresa Rodríguez, la primera mujer en dirigir el Conservatorio Nacional de Música. Este sitio sirve como sede de la Orquesta Filarmónica de Pachuca y cuenta con vestidores, sala de control de audio y seis filas con 214 butacas entre las que destacan lugares para personas discapacitadas.
En Ixmiquilpan se encuentra el Teatro Hidalgo con un aforo de 160. En Mixquiahuala se encuentra el Teatro Cuauhtémoc, fundado el
16 de enero de 1952 y un aforo de 500. En Actopan se encuentra el Teatro Manuel Ángel Núñez Soto. En Metztitlán se encuentra el Teatro Benito Juárez.

## Patrimonio cultural

### Patrimonio de Hidalgo

Charrería.

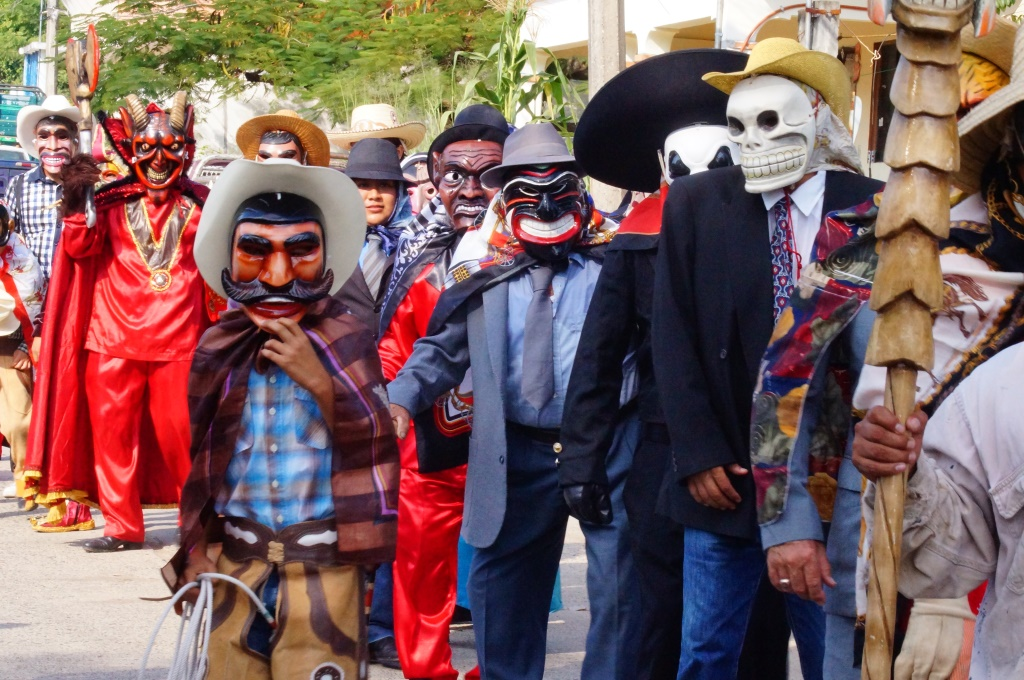
Xantolo.

El Congreso del estado de Hidalgo en uso de las facultades que le confiere la Constitución Política del Estado de Hidalgo, ha realizado distintas declaraciones de patrimonio cultural en Hidalgo. Entre algunas de las declaraciones se encuentran:
- La Gastronomía de Hidalgo declarada Patrimonio Cultural Inmaterial el 13 de noviembre de 2009.[561]

- Las Fiesta de Toros declarado Patrimonio Cultural Inmaterial el 23 de agosto de 2012.[562]

- El Huapango declarado Patrimonio Cultural Inmaterial el 8 de abril de 2014.[251][563]

- La Banda de viento declarado Patrimonio Cultural Inmaterial el 17 de julio de 2014.[564][565]

- La Charrería declarado Patrimonio Cultural Inmaterial el 30 de septiembre de 2014.[566][567]

- Pachuca de Soto fue declarada “Cuna de Fútbol Mexicano, Patrimonio Cultural Inmaterial del Estado de Hidalgo” el 6 de noviembre de 2014.[568][569]

- El Xantolo declarado Patrimonio Cultural Inmaterial el 29 de octubre de 2015.[570][571]

- Mineral del Monte fue declarada “Cuna del Paste en México”; y al paste como Patrimonio Gastronómico y Cultural el 31 de julio de 2018.[572][573]

- Los sitios asociados a la tragedia de la Mina el Bordo localizados en el Barrio El Bordo, municipio de Pachuca de Soto; declarados Patrimonio Cultural Tangible el 9 de marzo de 2020.[574][575]

- Tenango de Doria fue declarada “Cuna de los Bordados Tenangos” el 31 de julio de 2020.[576][577][578]

- El itinerario cultural del Camino Real de Tierra Adentro que pasa por los municipios de Nopala de Villagrán, Huichapan y Tecozautla; declarados Patrimonio Cultural Tangible el 12 de agosto de 2020.[579][580]

- La Muestra Gastronómica de Santiago de Anaya; declarada Patrimonio Cultural Intangible el 1 de abril de 2021.[581][582]

### Patrimonio de la humanidad

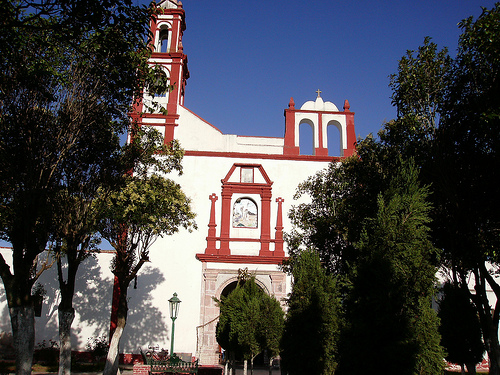
Parroquia de San Juan Bautista en Tolcayuca.

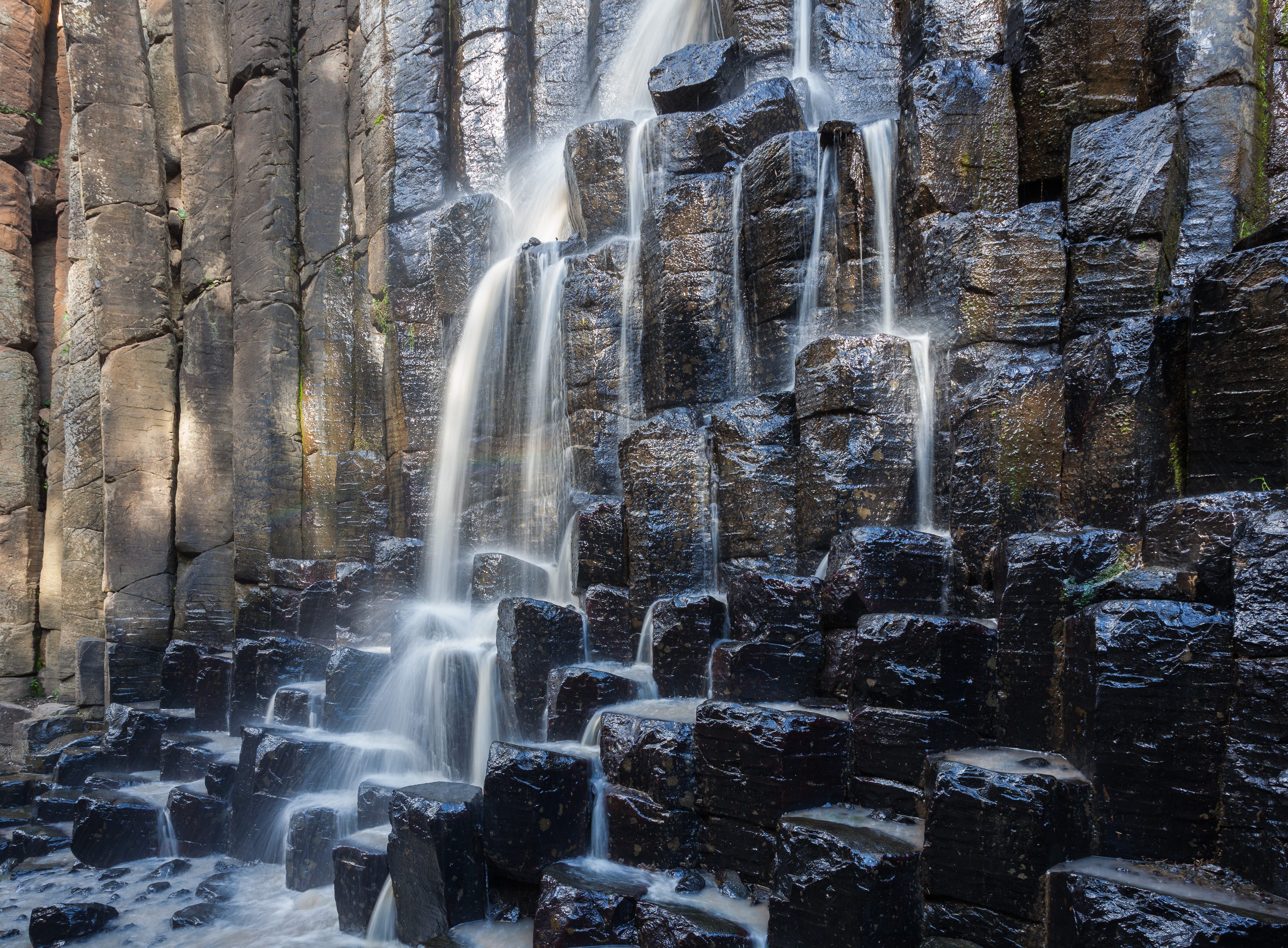
Prismas basálticos de Santa María Regla geositio del Geoparque Comarca Minera.

La Organización de las Naciones Unidas para la Educación, la Ciencia y la Cultura (UNESCO), tiene diversos programas, listas y convenciones que a su vez difunden y buscan proteger el patrimonio cultural material o inmaterial. El estado de Hidalgo tiene en su responsabilidad el cuidado de diversos bienes culturales reconocidos por la UNESCO, la entidad responsable en la entidad de los bienes inscritos ante la UNESCO es la Secretaría de Cultura.
Dentro del Programa Regional Memoria del Mundo de América Latina y el Caribe se encuentra la Colección Hugo Brehme localizada en la Fototeca Nacional en Pachuca; que presenta una visión sobre la naturaleza, habitantes tradiciones, monumentos y héroes con la búsqueda nacionalista y unificadora propiciada por los gobiernos posrevolucionarios. Y dentro del Programa Memoria del Mundo México se encuentra el Archivo Parroquial de Tolcayuca; con siete mil expedientes que datan desde el año 1646 y que registran la historia de Tolcayuca y su región aledaña.
Dentro del Programa sobre el Hombre y la Biosfera de la Unesco se encuentra la Reserva de la biósfera de la Barranca de Metztitlán; y dentro del Programa de la Red global de geoparques  se encuentra el Geoparque Comarca Minera.  Dentro de la Lista Representativa del Patrimonio de la Humanidad declarado en México, en Hidalgo se encuentran localizadas partes del Camino Real de Tierra Adentro y el Sistema hidráulico del acueducto del Padre Tembleque.

#### Camino Real de Tierra Adentro
El Camino Real de Tierra Adentro, era una camino en el Virreinato de Nueva España; dicha ruta fue trazada en el siglo XVI por los conquistadores españoles para desarrollar el comercio, facilitar las campañas militares, apoyar la colonización y evangelización en el norte de la Nueva España. Mide 2600  km y abarca desde la Ciudad de México en México hasta la ciudad de Santa Fe en Estados Unidos.  Atraviesa las siguientes entidades: la Ciudad de México, el estado de México, Hidalgo, Querétaro, Guanajuato, Jalisco, Aguascalientes, San Luis Potosí, Chihuahua, Durango y Zacatecas, en México, así como Nuevo México, en Estados Unidos.
Sirvió como ruta para transportar y comercializar plata, mercurio, trigo y maíz; el Camino fue un fenómeno extraordinario como canal de comunicación. La plata fue la fuerza motriz que generó riqueza y el compromiso para 'abrir' el territorio del norte, para la minería; el resultado de este proceso fue el desarrollo de las minas, la construcción de caminos y puentes, el establecimiento de poblaciones con edificios con fusión arquitectónica española y local, una revolución agrícola centrada en haciendas, y el movimiento de personas a lo largo del camino; todo lo cual condujo al desarrollo de una cultura distintiva a lo largo del itinerario.
El 1 de agosto de 2010, sesenta sitios del Camino Real de Tierra Adentro fueron declarados como Patrimonio de la Humanidad en México. Dos de los sesenta sitios declarados dos se encuentran en el estado de Hidalgo: el “Antiguo convento de San Francisco en Tepeji del Río y puente” y el “Tramo del Camino Real entre el puente de La Colmena y la antigua Hacienda de La Cañada” ambos ubicados en el municipio de Tepeji del Río de Ocampo; también el sitio denominado “Puente de Atongo” se encuentra en los límites entre Hidalgo y el estado de México.
Antiguo convento de San Francisco en Tepeji del Río y puente

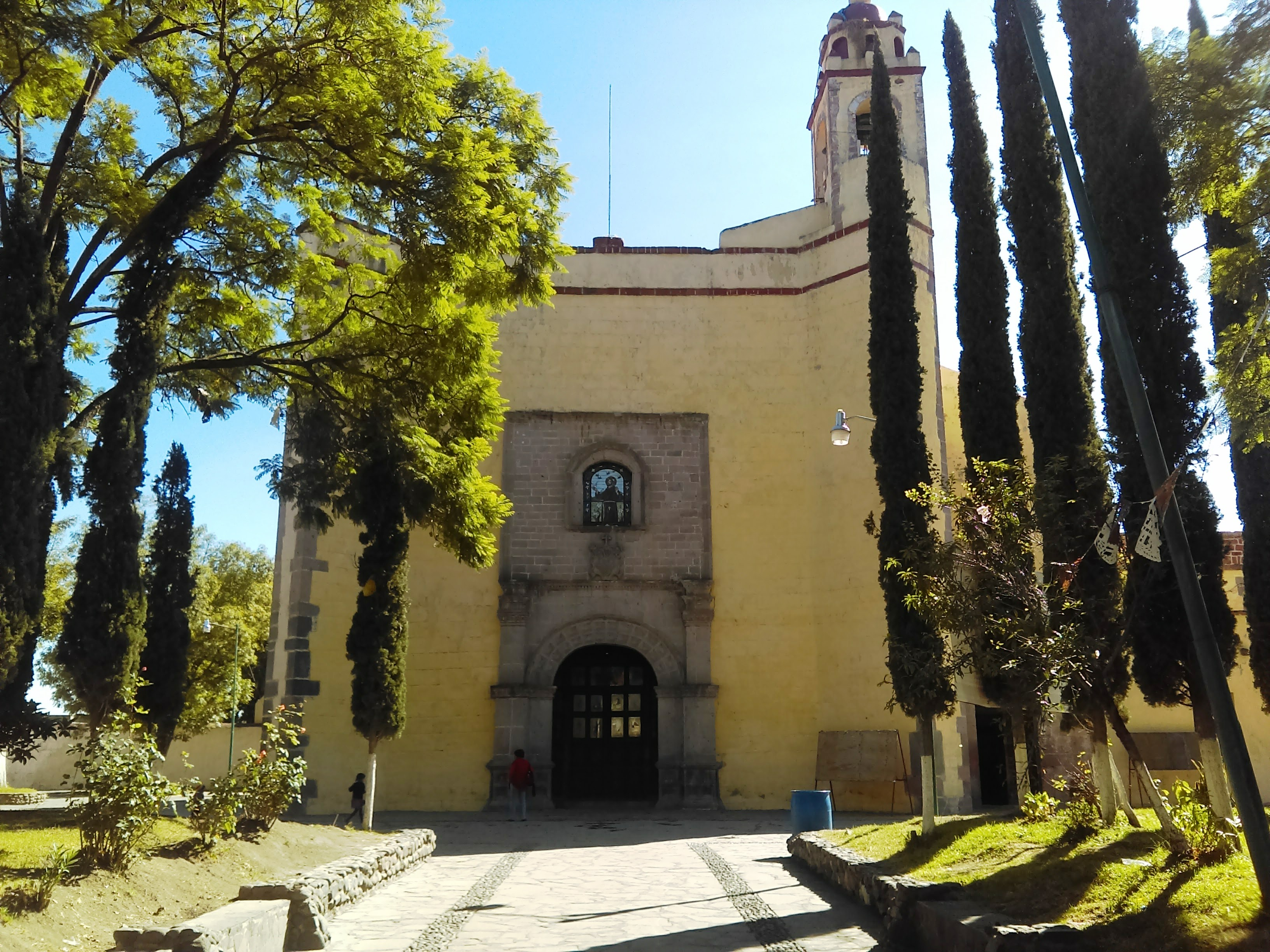
Templo y exconvento San Francisco de Asís en Tepeji del Río de Ocampo.

La construcción del Templo y exconvento San Francisco de Asís en Tepeji del Río, comenzó en 1560; fue dirigida por el padre franciscano Diego Grado Cornejo, y tanto la parroquia como la convento se terminó en 1586. El Templo de San Francisco, cuenta con una fachada dividida en dos cuerpos, en el primero se observa la entrada de medio punto enmarcado con decoración de casetones; en la segunda sección se abrió la ventana del coro. Es de planta rectangular, con su fachada principal al poniente y una portada lateral al norte, está construido de mampostería, cubierta de bóveda de cañón corrido con lunetos. A la derecha de la fachada se levanta la torre, de un solo cuerpo, con vanos en sus cuatro costados y una almena en cada ángulo, corona el conjunto un macizo cupular que apea en un tambor octagonal.
En contigüidad, al sur se extiende el claustro circundado por la casa cural de dos pisos, construida de manipostería con cubiertas de envigado y terrado. El claustro está formado por dos arquerías superpuestas. A pesar de las serias alteraciones efectuadas en la zona del claustro, se conserva la capilla abierta. El puente declarado se encuentra al sur de la ciudad, es también denominado Puente de Piedra San Mateo; se encuentra formado por tres arcos de medio punto, luego de cruzar el puente está la Capilla de Guadalupe.
Tramo del Camino Real entre el puente de La Colmena y la antigua Hacienda de La Cañada

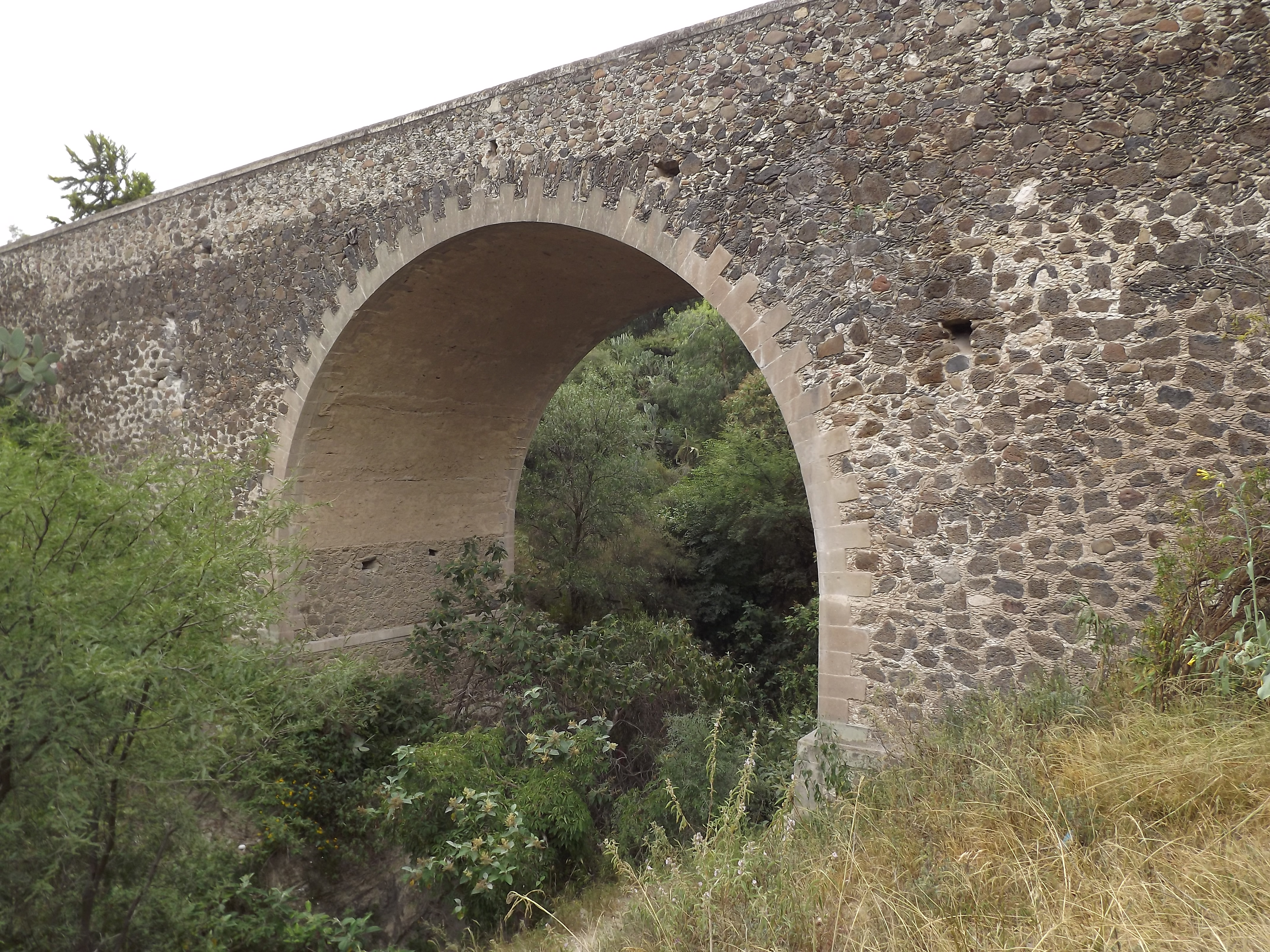
Puente La Colmena, popularmente conocido como Puente Quita Calzón.

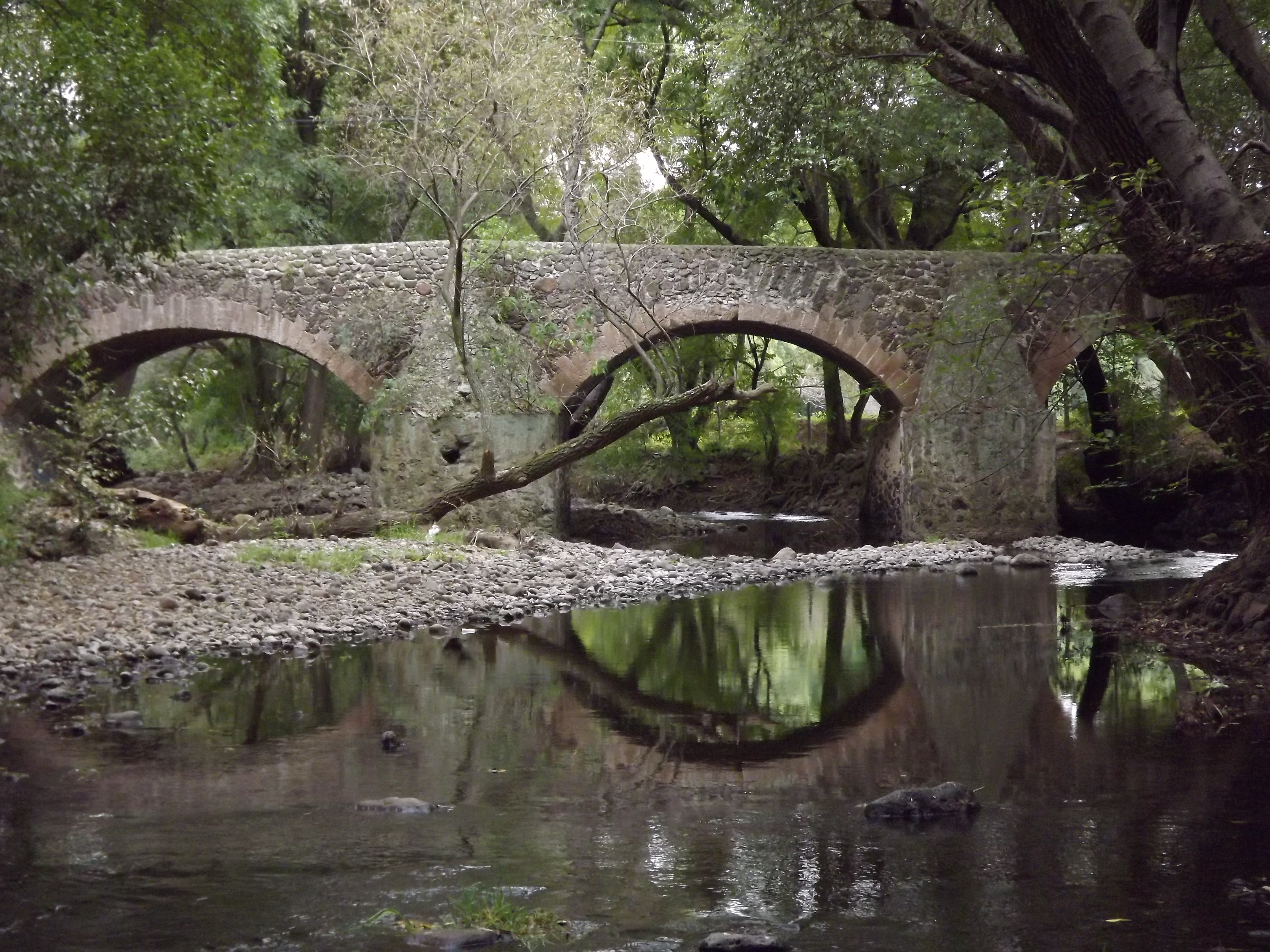
Puente de Tlautla también conocido como el Puente las Ánimas.

En este tramo de aproximadamente 3.5 km, es posible reconocer el trazo original del camino, se caracteriza por el tradicional empedrado de piedra bola, y algunos muros de mampostería que lo flanquean. En época de lluvias era imposible transitar esta sección, obligando a los viajeros a esperar días para cruzar los ríos; debido a esto se construyeron los puentes de “La Colmena”, “Tlautla” y “La Cañada”. El tramo empieza en el Puente La Colmena, popularmente conocido como Puente Quita Calzón; nombrado así porque los carruajes de la época eran asaltados, robando todo lo que traían. Su único arco de medio punto alcanza una altura aproximada de 10 metros, con muros de cal y piedra que sostienen un camino sin asfaltar.
El tramo continua hacia Santiago Tlautla, que es donde mejor se conserva esta vía, aquí se encuentra la Parroquia de Santiago Apóstol, el monumento al soldado y el Puente de Tlautla. La Parroquia de Santiago Apóstol es una construcción del siglo XVIII, se conserva una cruz atrial, está fecha da con el año de 1749. Es de una sola nave dividida por tres arcos en cuatro secciones; ala derecha se levanta la torre cuadrangular de dos cuerpos, con un macizo piramidal con una cruz.
El Puente de Tlautla también conocido como el Puente las Ánimas, debido a que la gente asegura que ha visto o escuchado a La Llorona y otras apariciones de almas en pena. Es un puente de tres ojos formado por arcos de cantera, sostenidos por contrafuertes y soportes de mampostería de irregular piedra, que sostiene el pavimento de piedra. Los arcos no se trazaron regularmente en su desarrollo entonces unas son más altas que otras debido a las características del suelo.
En la localidad de Cañada de Madero se encuentra la antigua hacienda de La Cañada, fundada en 1563 y remodelada varias veces. La casa principal conserva la estructura de un patio central rodeado de pasillos en los que se ubican las habitaciones y oficinas se distribuyen; también tiene acceso a los corrales, cuadras, huertas y jardines. El Puente la Cañada cerca de la hacienda, es de un ojo con un arco de cantera redondo, sostenido por mampostería muros de piedra irregular; se conserva una placa conmemorativa de la reedificación realizada en 1868.

#### Sistema hidráulico del acueducto del Padre Tembleque

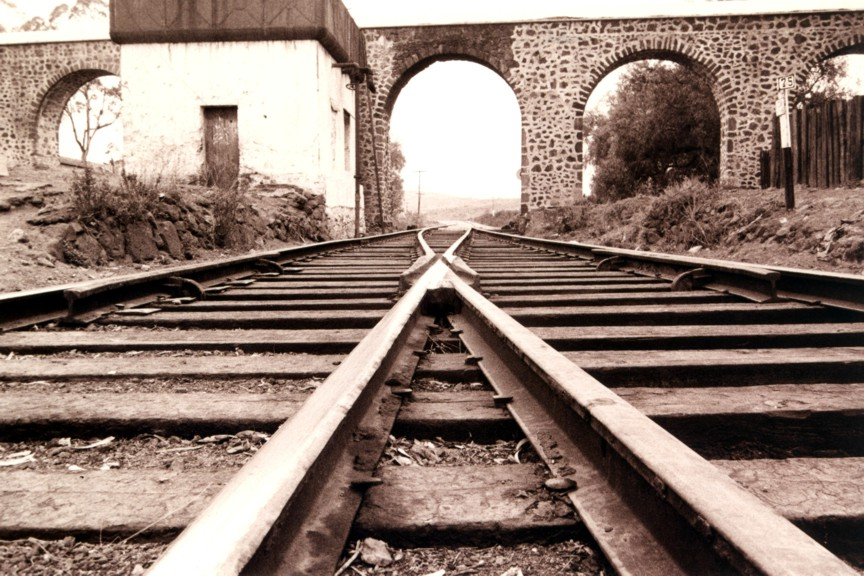
Arcada y estación de ferrocarril de Tecajete.

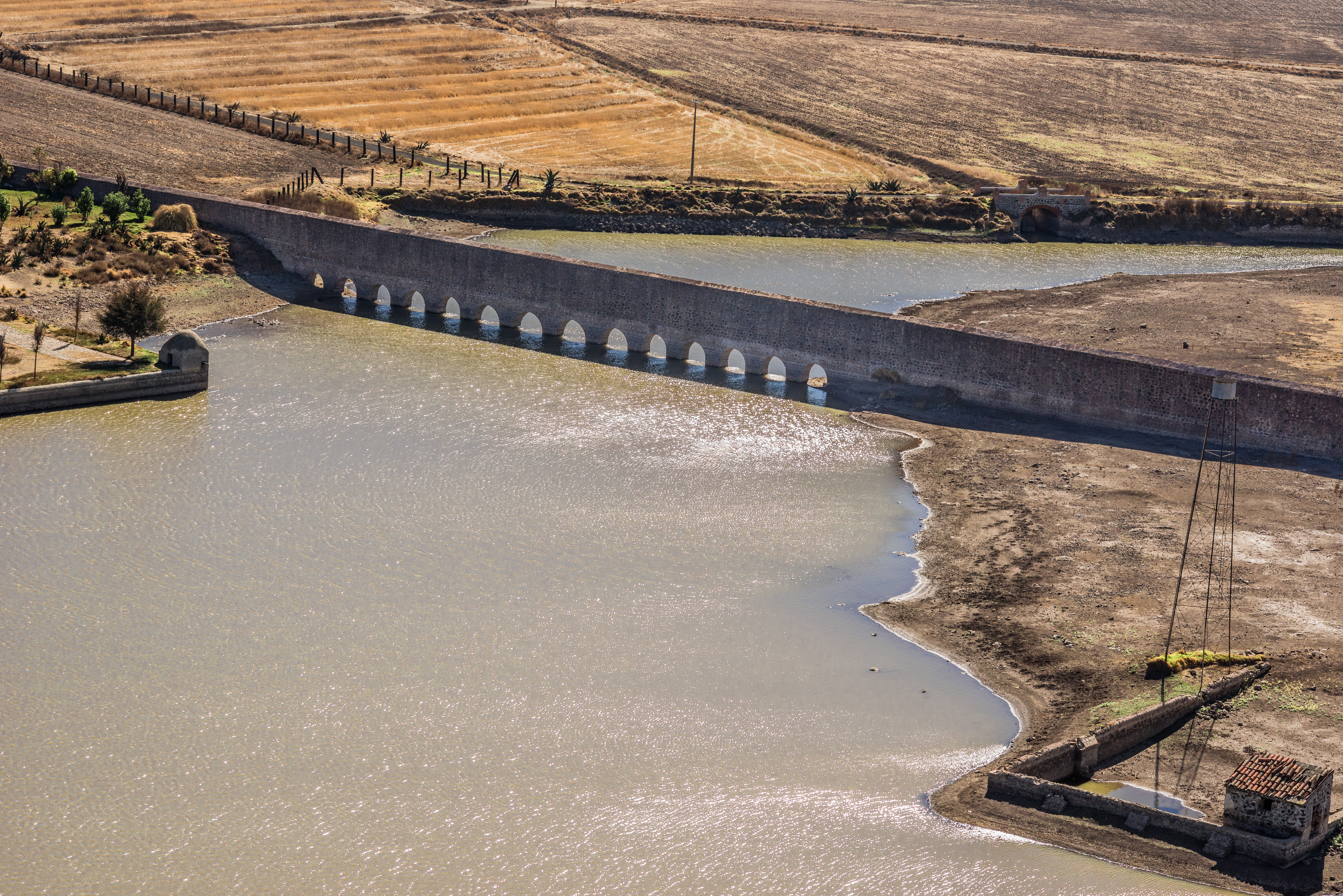
Acueducto de la Hacienda de Guadalupe.

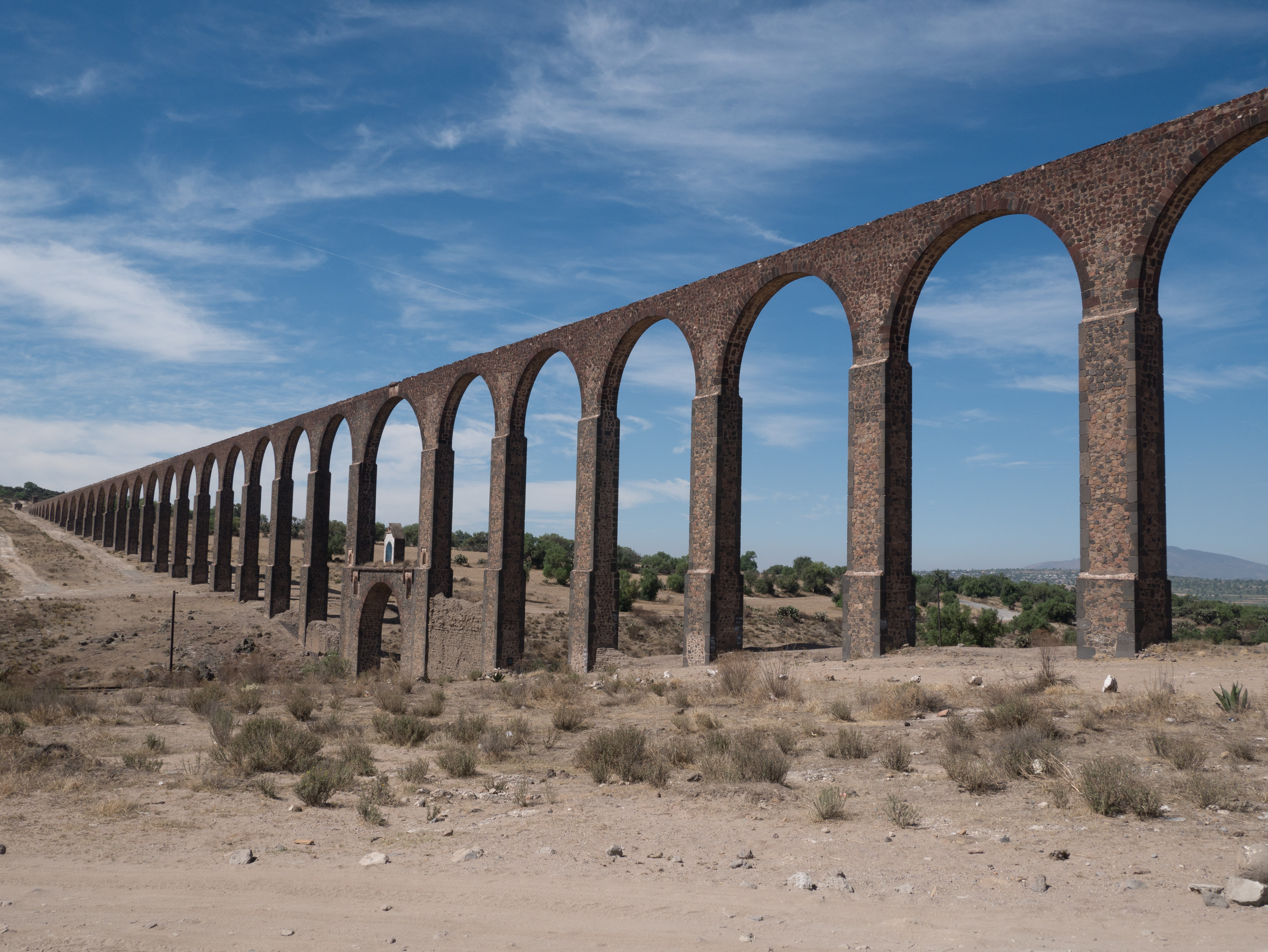
Arcada Mayor de Tepeyahualco.

El Acueducto del Padre Tembleque es un sistema hidráulico conformado por manantiales de agua, macizos de piedra a manera de muros, columnas, cajas de agua, abrevaderos, aljibes, apantles, tuberías de cerámica y puentes acueducto. Fue erigido entre 1554 y 1571, para llevar agua desde los manantiales del cerro El Tecajete hasta las localidades de Zempoala, Hidalgo y Otumba, México; tiene un trazo de 48.22 km, si se cuenta los accidentes geográficos que hubo que sortear y el ramal que bifurca el trayecto hacia Zempoala.
Cuenta con seis puente acueducto con 137 arcos visibles representan menos del cinco por ciento del sistema hidráulico total y, por lo tanto, la presencia de todos los elementos auxiliares del sistema es clave para su integridad. La arcada principal es la localizada en Santiago Tepeyahualco, en la zona conocida como barranca del río Papalote; alcanza una elevación de 39.65 metros, consta de 68 arcos y 904 metros de largo. La sección del acueducto localizada en las inmediaciones de la antigua Hacienda de Tecajete, comprende 54 arcos, 26 dentro de esta finca, la longitud de los mismos es de 363 metros y su altura promedio es de 7.34 metros.
Fue nombrado como Patrimonio de la Humanidad bajo la denominación del “Sistema hidráulico del acueducto del Padre Tembleque” el 5 de julio de 2015. Dentro de la declaración se encuentra un área núcleo y de protección de 6540 ha, localizada entre estados de Hidalgo y México; dentro de esta área en el municipio de Zempoala se encuentran sitios como:
- Los ojos de agua en el cerro Tecajete
- La Hacienda el Tecajete
- La arcada y estación de ferrocarril de Tecajete
- La caja derivadora o partidor del Tecajete
- Canal de agua o aplante de los Hondones
- Hacienda San Juan Pueblilla

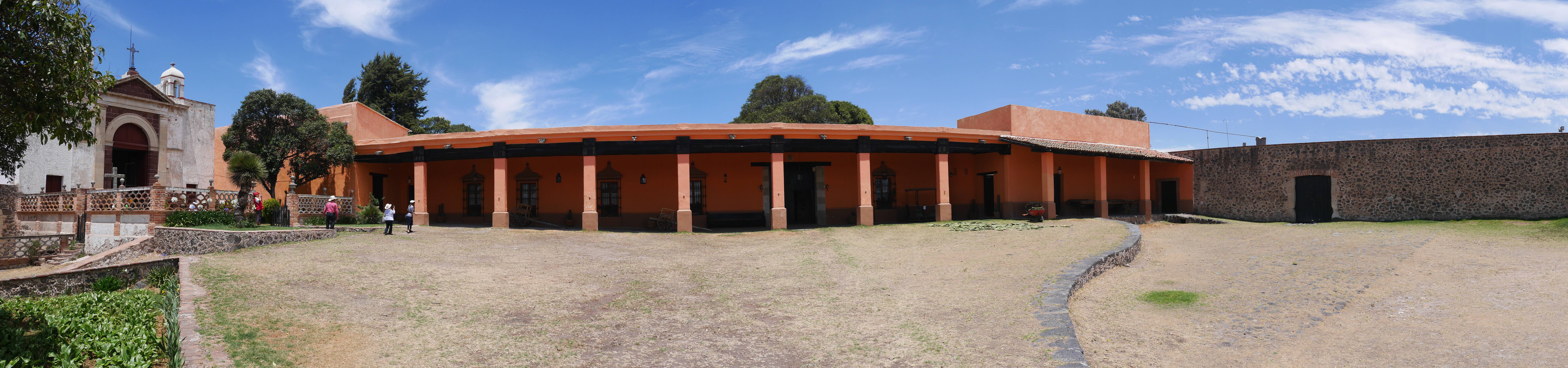
Hacienda San Antonio Tochatlaco.

- Aljibes y cajas de agua en Zempoala
- Templo y exconvento de Todos los Santos
- Caja de Agua Santa Gertrudis
- Hacienda de Guadalupe de Arcos
- Acueducto de la Hacienda de Guadalupe
- Apantle de Acelotla de Ocampo
- Pila de agua de Don Vicente
- Apantle y mojonera del barrilito
- Caja de Agua de Acelotla de Ocampo
- Arco caído de Acelotla de Ocampo
- Arcada mayor de Tepeyahualco

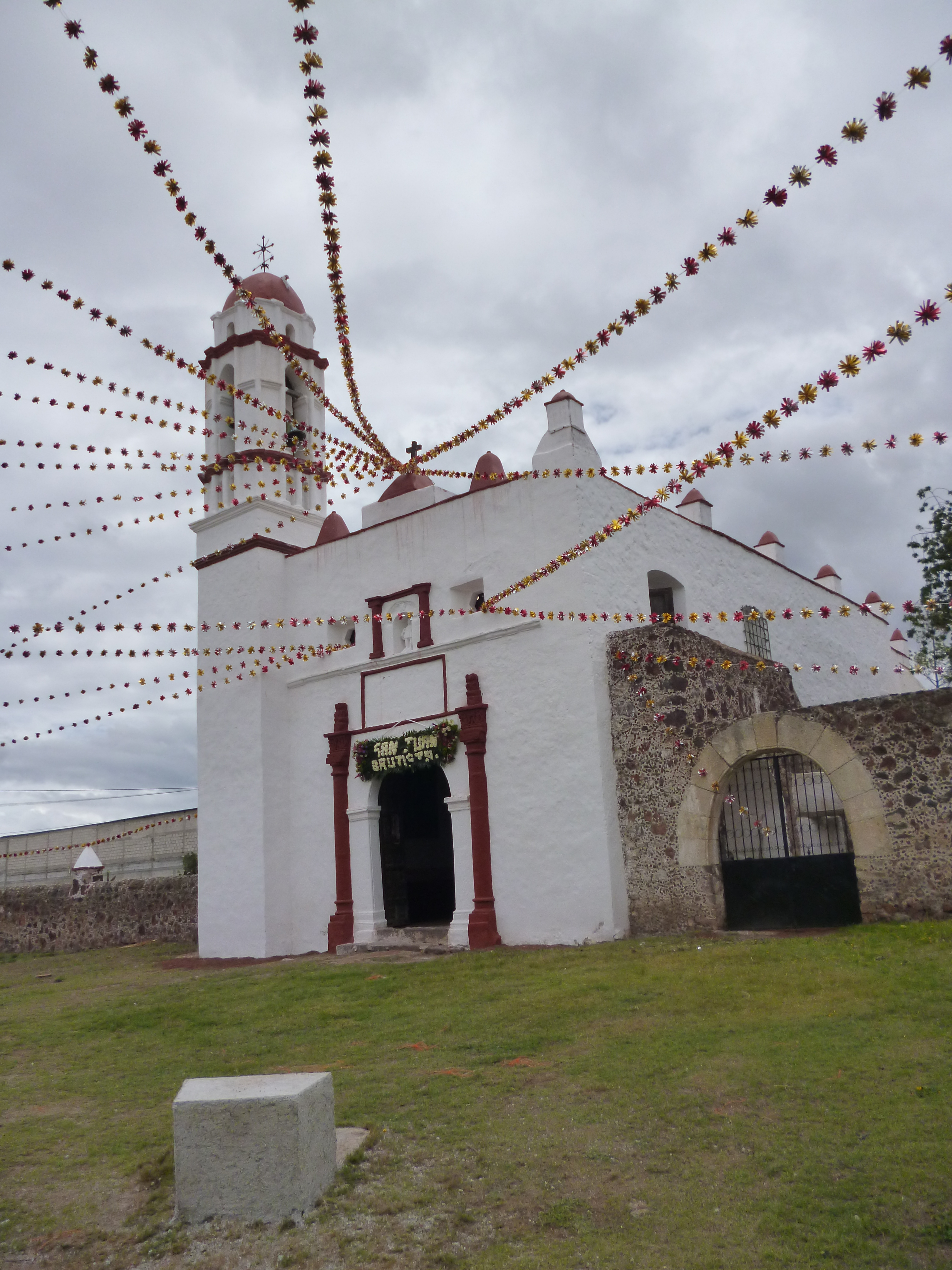
Templo de San Juan en San Juan Tepemazalco.

También dentro de la declaración se encuentra un área de respeto y amortiguamiento de 34 820 ha, localizada entre los estados de Hidalgo y México; dentro de esta área en el municipio de Zempoala se encuentran sitios como:
- Templo de la Asunción de María en Santa María Tecajete
- Templo de San Juan en San Juan Tepemazalco
- Templo de San Antonio de Padua en San Antonio Oxtoyuca
- Templo de San Francisco de Asís en Acelotla de Ocampo
- Templo de Santo Tomás en Santo Tomás Tetliztac
- Templo de San Gabriel en San Gabriel Azteca
- Templo del Señor Santiago Tepeyahualco
- La Picota o Rollo de Zempoala.
- Casa Grande en Zempoala
- Casa Fuerte en Santiago de Tepeyahualco
- Museo Comunitario Tzacualli en Zacuala
- Hacienda Las Ánimas en Francisco Villa
- Hacienda Montecillos en Montecillos
- Hacienda San Antonio Tochatlaco en Santo Tomás
- Hacienda San Antonio Xala en Los Olivos
- Hacienda de los Olivos en Los Olivos
- Hacienda San José Tetecuintla en San José Tetecuintla
- Hacienda Tepa el Chico en Tepa el Chico
- Hacienda Santa Rita del Sauz en Santa Rita
- Hacienda San Juan Pueblilla en San Juan Pueblilla
- Rancho Monter en Santo Tomas